# Architektur in Leipzig

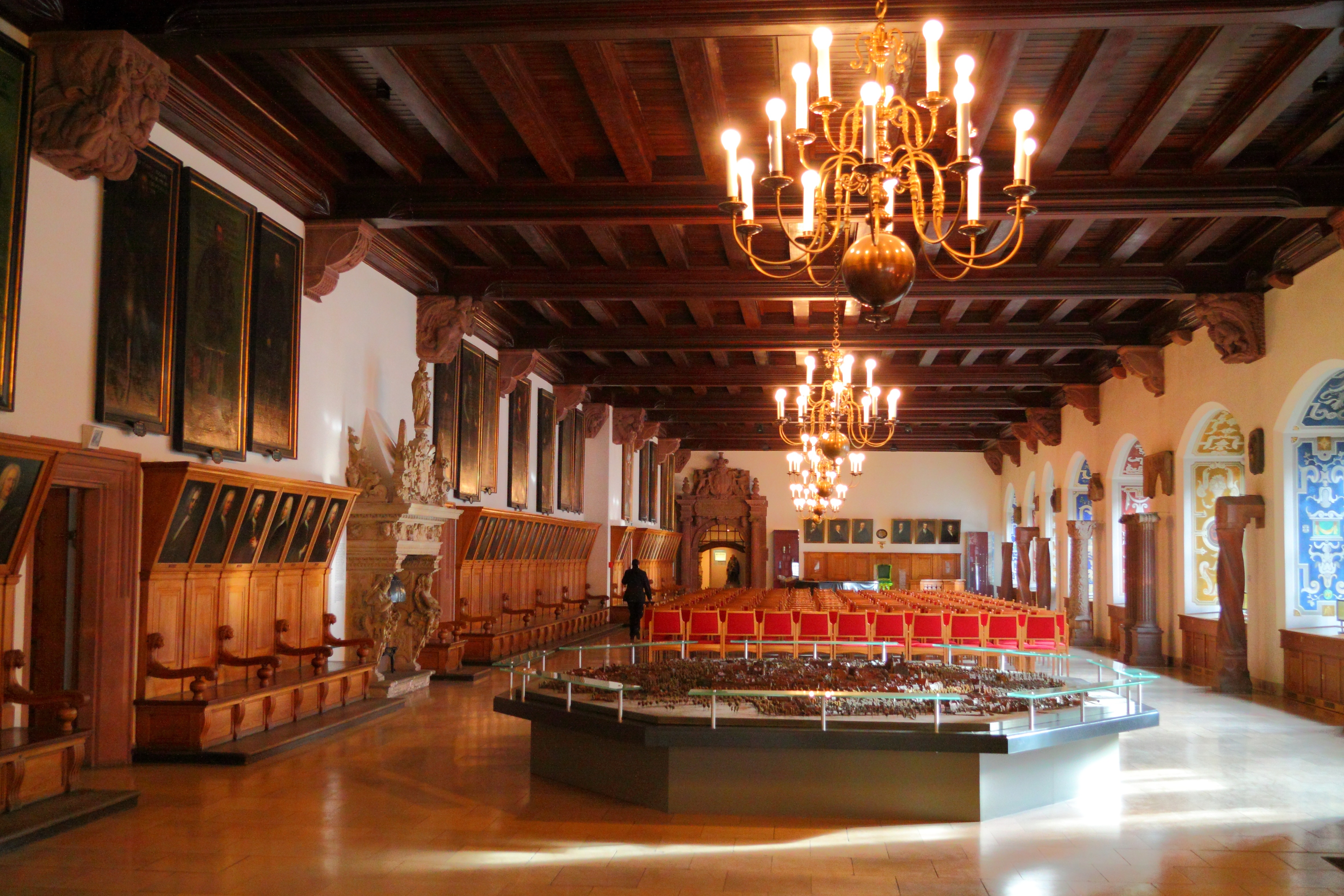
Festsaal im Alten Rathaus – Renaissance (2010)

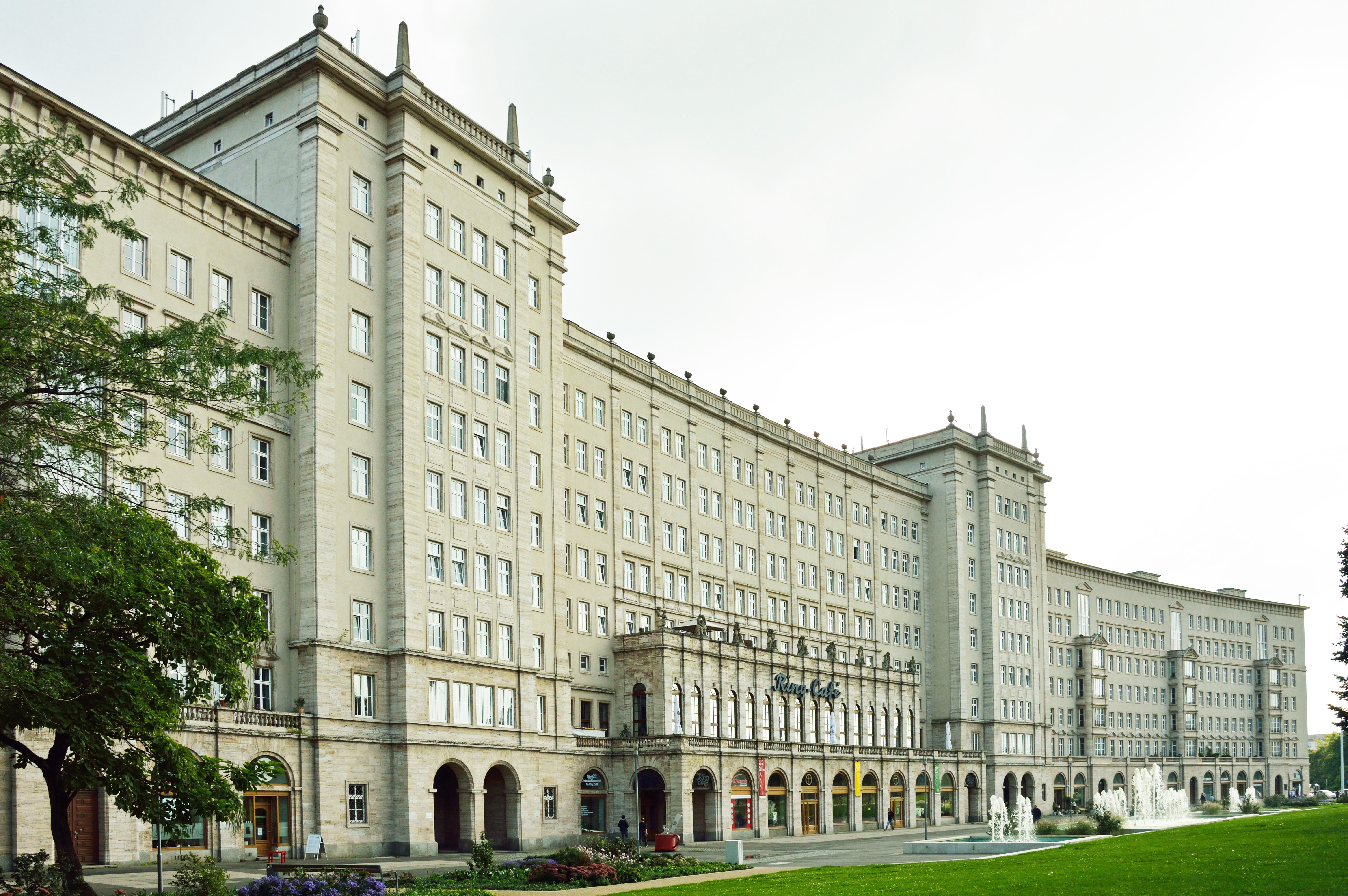
Roßplatz – Sozialistischer Klassizismus (2014)

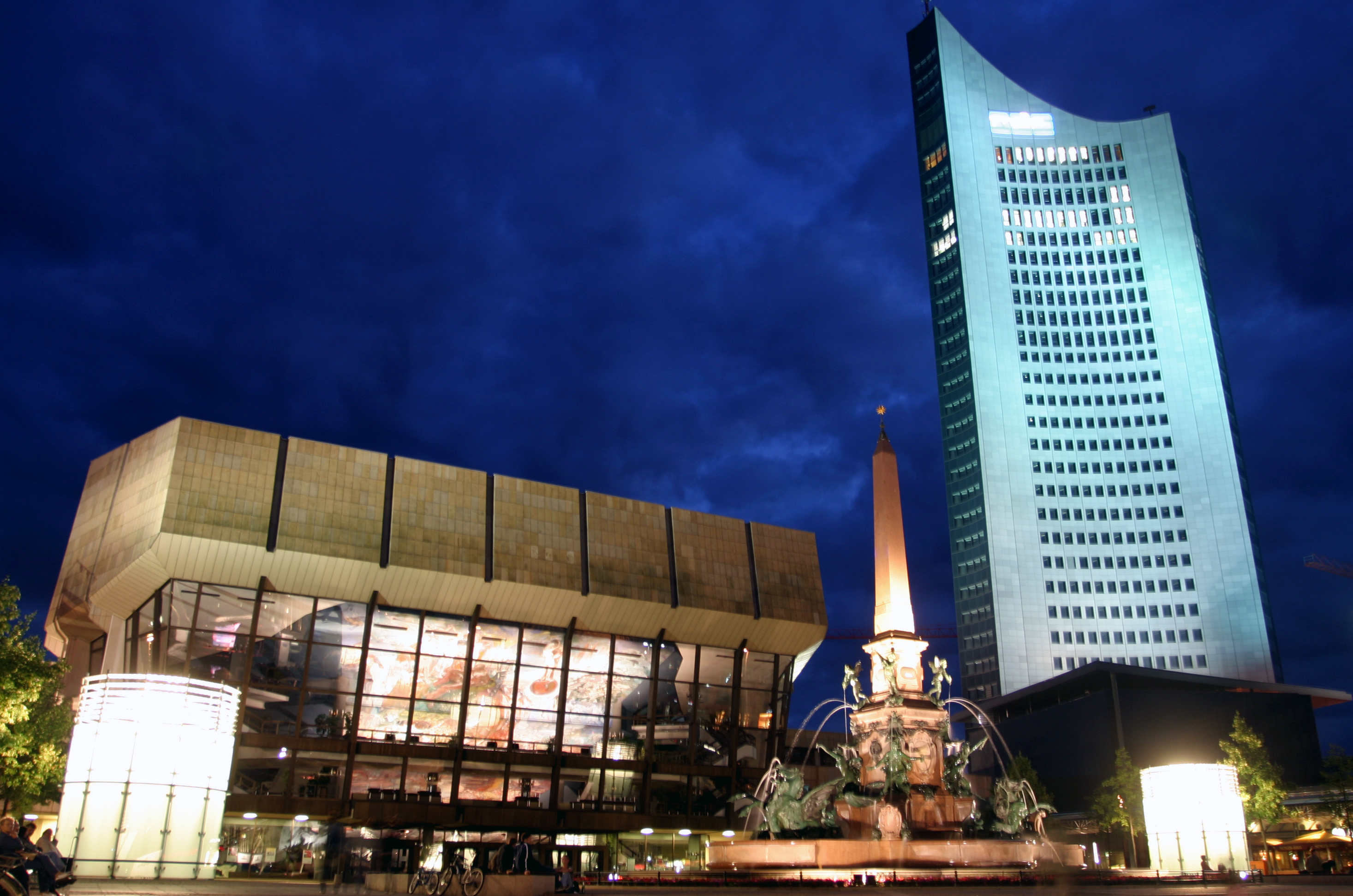
Neues Gewandhaus (links) und City-Hochhaus Leipzig (rechts) am Augustusplatz – Moderne (2006)

Die Geschichte der Architektur in Leipzig reicht vom Mittelalter bis in das 21. Jahrhundert. Zahlreiche typische Bauwerke und wertvolle Kulturdenkmale verschiedener Epochen sind noch erhalten oder wurden wieder aufgebaut. Seinen architekturgeschichtlichen Anfang nimmt Leipzig mit einigen Bauwerken im Stil der Romanik. Ein Beispiel für die gotische Architektur in Leipzig ist das spätgotische Hallengewölbe der Thomaskirche (1482/1496). In der Neuzeit wurde das Alte Rathaus im Stil der Renaissance ausgebaut. Die Stadt erlebte den Höhepunkt städtebaulicher und künstlerischer Entwicklung ab etwa 1870 bis 1914 mit Historismus, Reformarchitektur und Jugendstil. Es entstanden zahlreiche Messepaläste, Geschäftshäuser, Repräsentationsbauten wie das Reichsgericht und das Rathaus und die für die Stadt bekannten Passagen und Höfe. Nach dem Ersten Weltkrieg wurde Leipzig für seinen Neoklassizismus bekannt. Während der Luftangriffe auf Leipzig im Zweiten Weltkrieg wurden weite Teile der an historischen Gebäuden reichen Innenstadt zerstört. Es folgten in der Nachkriegszeit der (sozialistische) Neoklassizismus und die Moderne.

## Architekturgeschichte

### Romanik und Gotik

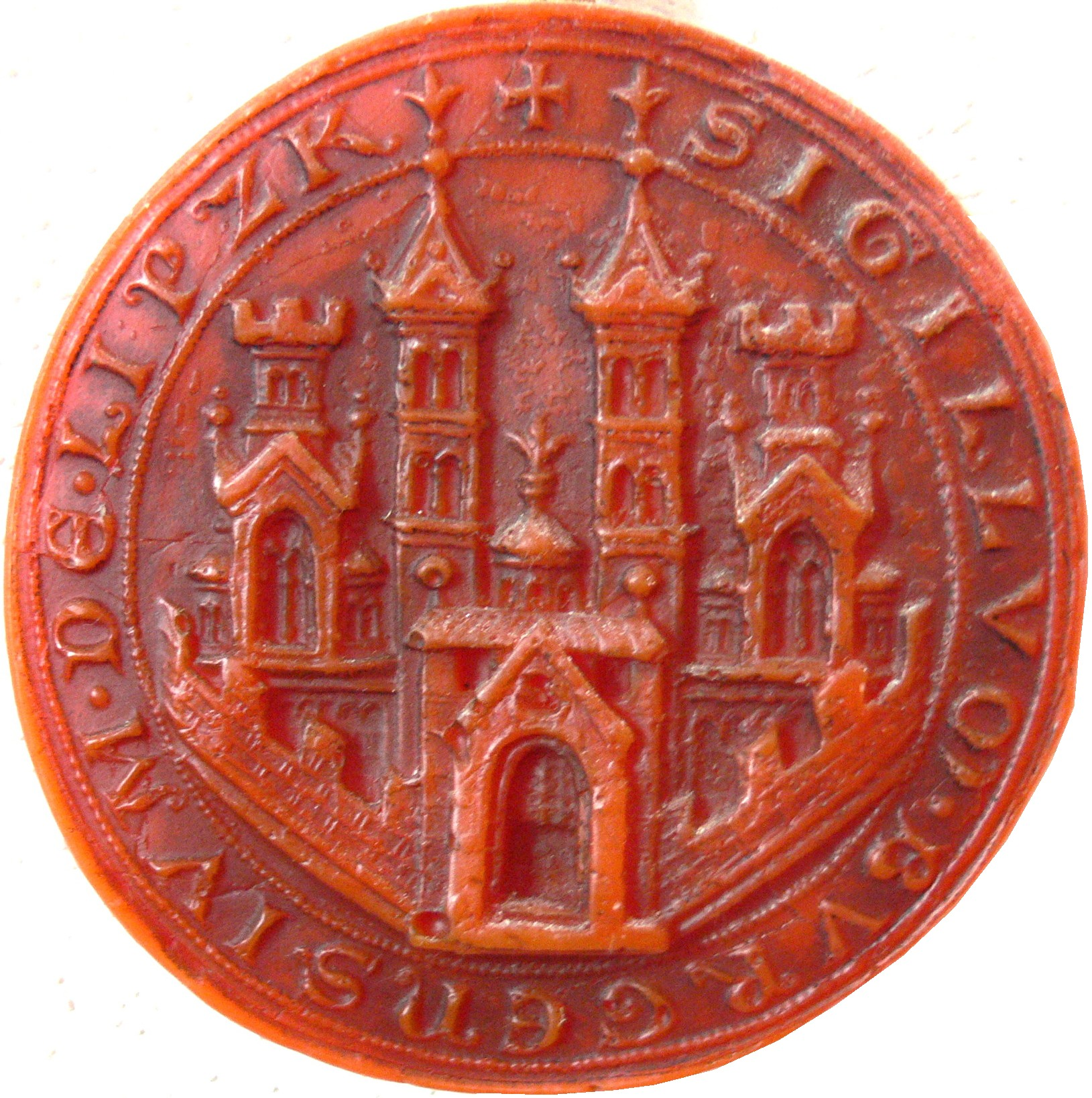
Stadtsiegel von Leipzig 13. Jhdt. Umschrift: „Sigillum Burgensium de Lipzk“

Leipzig entstand auf dem Gelände des Matthäikirchhof als „urbs LIPSK“ (slawisch: Lipa = deutsch Linde) um 929. Die Burg urbs LIBZI wurde erstmals 1015 in der Chronik des Merseburger Bischofs Thietmar erwähnt. Der Leipziger Kunsthistoriker Herbert Küas hat in den Jahren von 1950 bis 1956 dort geforscht. 1217 wurde die Burg zerstört, an dieser Stelle entstand 1253 das spätere Leipziger Barfüßerkloster. Die ältesten Kirchen St. Nikolai (1165) und St. Thomas (1212) sind romanischen Ursprungs. Im 13. Jahrhundert entstanden das Kloster St. Thomas und das Kloster St. Georg. Nach einer romanischen, um 1233 geweihten Katharinenkapelle wurde die spätere Katharinenstraße benannt. Aus dem um 1230 gegründeten Dominikanerkloster entstand die spätere Universitätskirche St. Pauli. Die Petersstraße wurde ebenfalls nach der romanischen Kapelle St. Petri benannt.
Im 13. Jahrhundert gab es vier Burgen, wovon nur die Pleißenburg als markgräfliches Schloss erhalten blieb. 1270 gab es ein Ratskollegium bestehend aus zwölf Ratsmannen. Diese unterstanden einem markgräflichen Schultheißen aus der Pleißenburg.
Bedeutende romanische Bauwerke in Leipzig sind oder waren:
- Die Andreaskapelle Knautnaundorf zählt zu den ältesten Gebäuden in Sachsen, die Kapelle wurde um 1100 erbaut. Die ursprüngliche romanische Rundkapelle mit halbrunder Apsis wurde nach dem Vorbild der Rundkapelle erbaut, die Wiprecht von Groitzsch für seine Gemahlin auf der Stammburg Groitzsch errichten ließ. Ende des 15. Jahrhunderts wurde die halbrunde Apsis der Rotunde abgebrochen. 1720 wurde auf den romanischen, runden Turm ein barocker Oktogon aufgesetzt.[4]
- Die Kirche in Leipzig-Thekla wurde im 12. Jahrhundert als massiver Bau aus Bruchsteinmauerwerk – bestehend aus einem rechteckigen Kirchenschiff mit einem rechteckigen Ostchor – erbaut. Im Westen steht ein rechteckiger Turm.[5]
- Die Grundmauern, Wände des Kirchenschiffs und des Chors sowie das Portal der Gnadenkirche an der Rittergutstraße 2 in Wahren stammen aus dem 12. Jahrhundert. Ebenso der Taufstein und das Türblatt.[6]
- Die Leipziger Nikolaikirche war ursprünglich eine romanische, dreischiffige Basilika. Von der Basilika sind noch Reste des Mauerwerks und das Westwerk mit den beiden Ecktürmen erhalten. Von 1784 bis 1797 wurde das Gebäude im Stil des Klassizismus nach Entwürfen von Dauthe umgebaut.[7]

Die bedeutende gotische Thomaskirche entstand von 1482 bis 1496 auf den Resten eines romanischen Vorgängerbaus als spätgotischer Hallenbau. Das Langhaus zeigt noch das ursprüngliche gotische Kreuzrippengewölbe mit vermutlich rekonstruierter Farbgebung aus dem 15. Jahrhundert. Die Fassade stammt aus dem Historismus (1877–1889).

Bauten im Stil der Romanik und Gotik
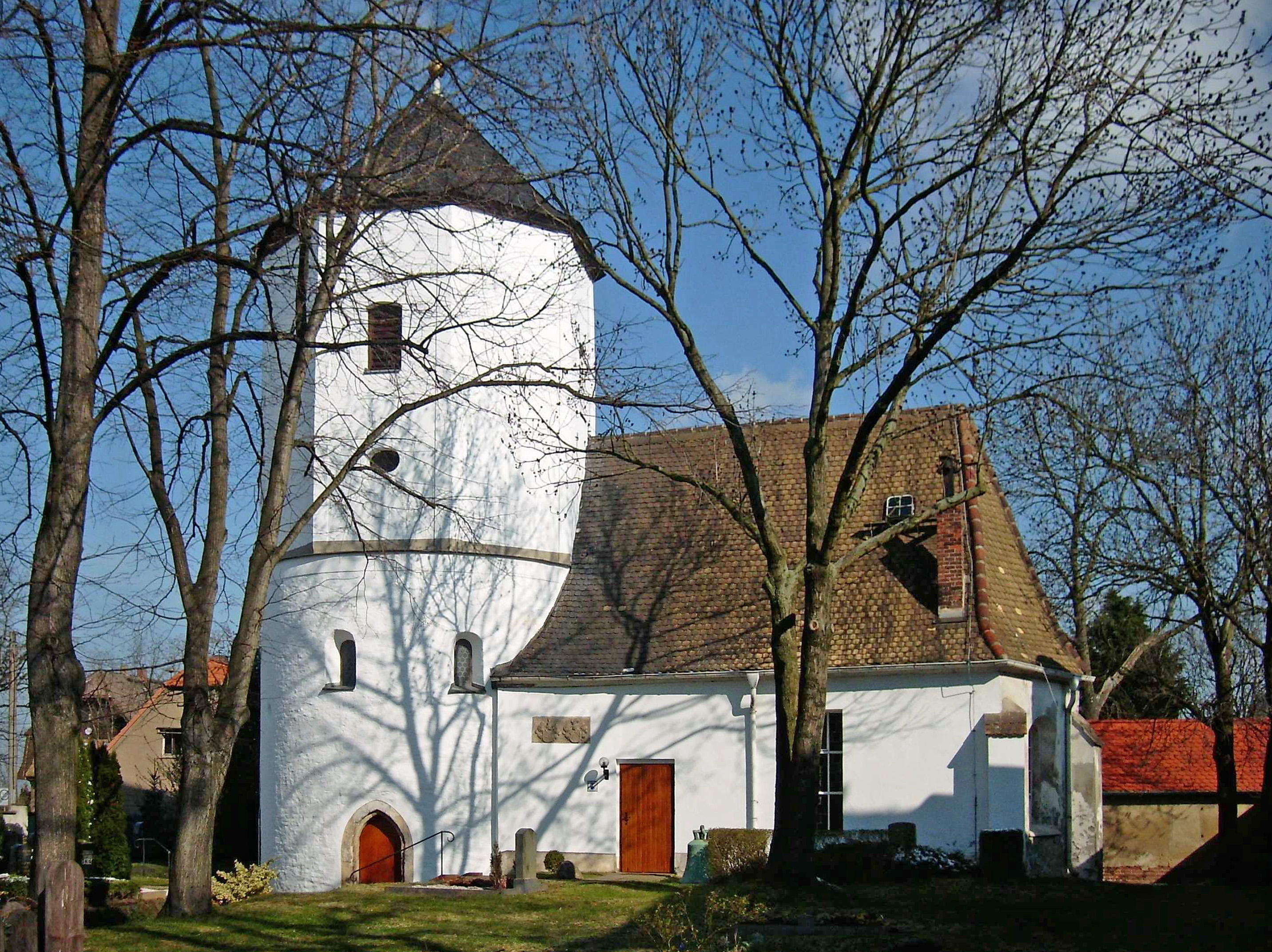
Andreaskapelle Knautnaundorf
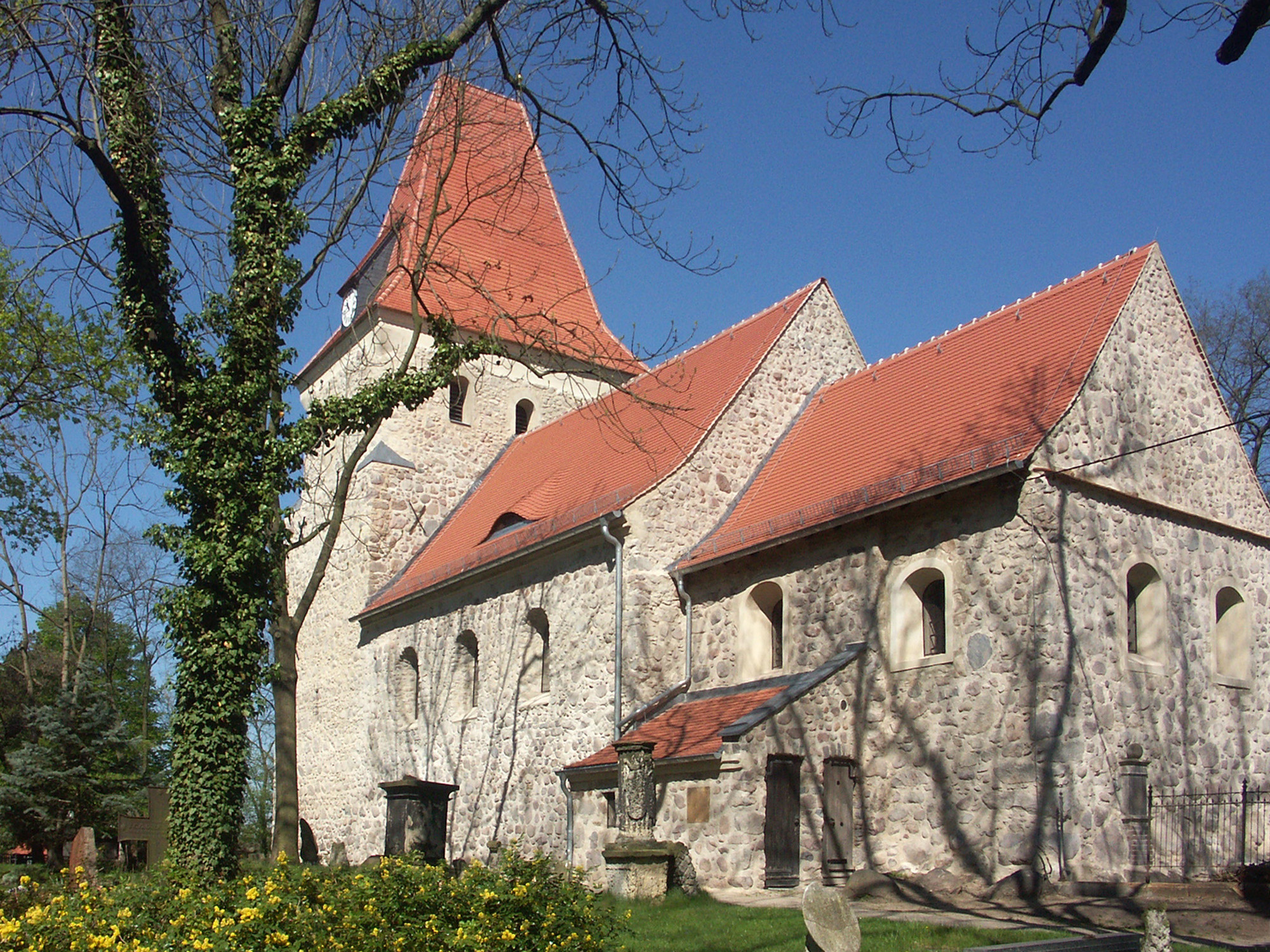
Kirche in Leipzig-Thekla
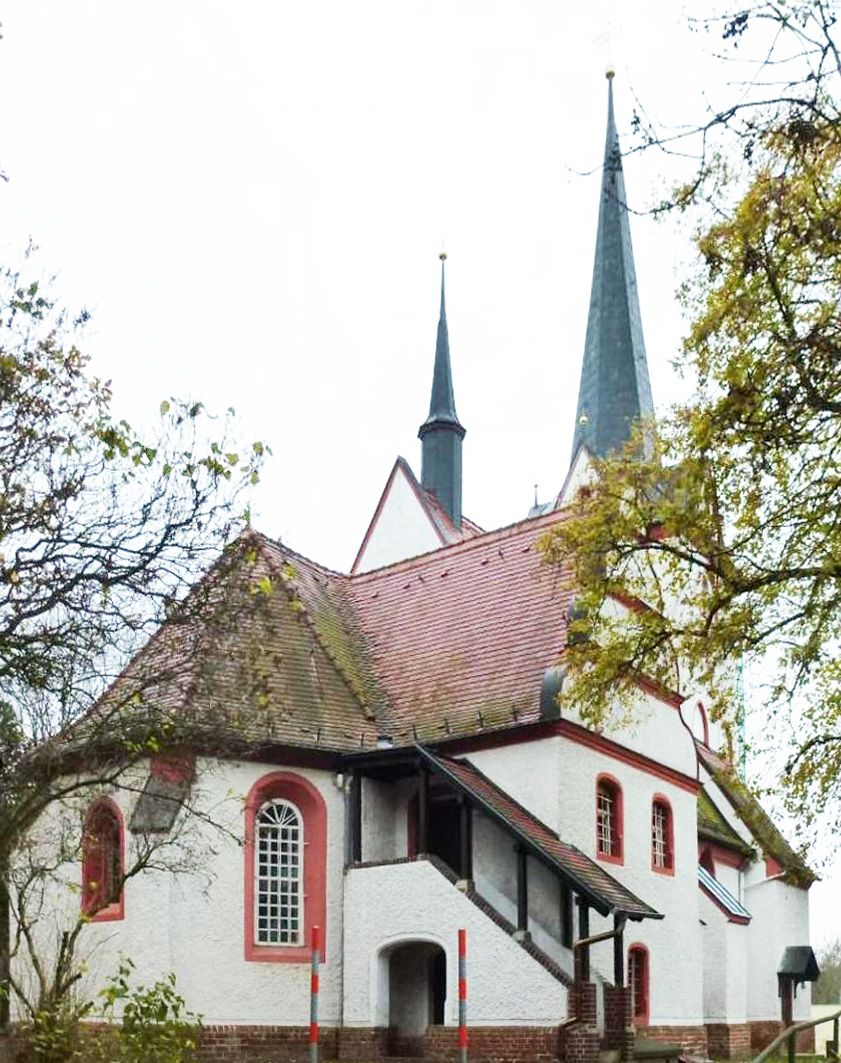
Gnadenkirche in Wahren
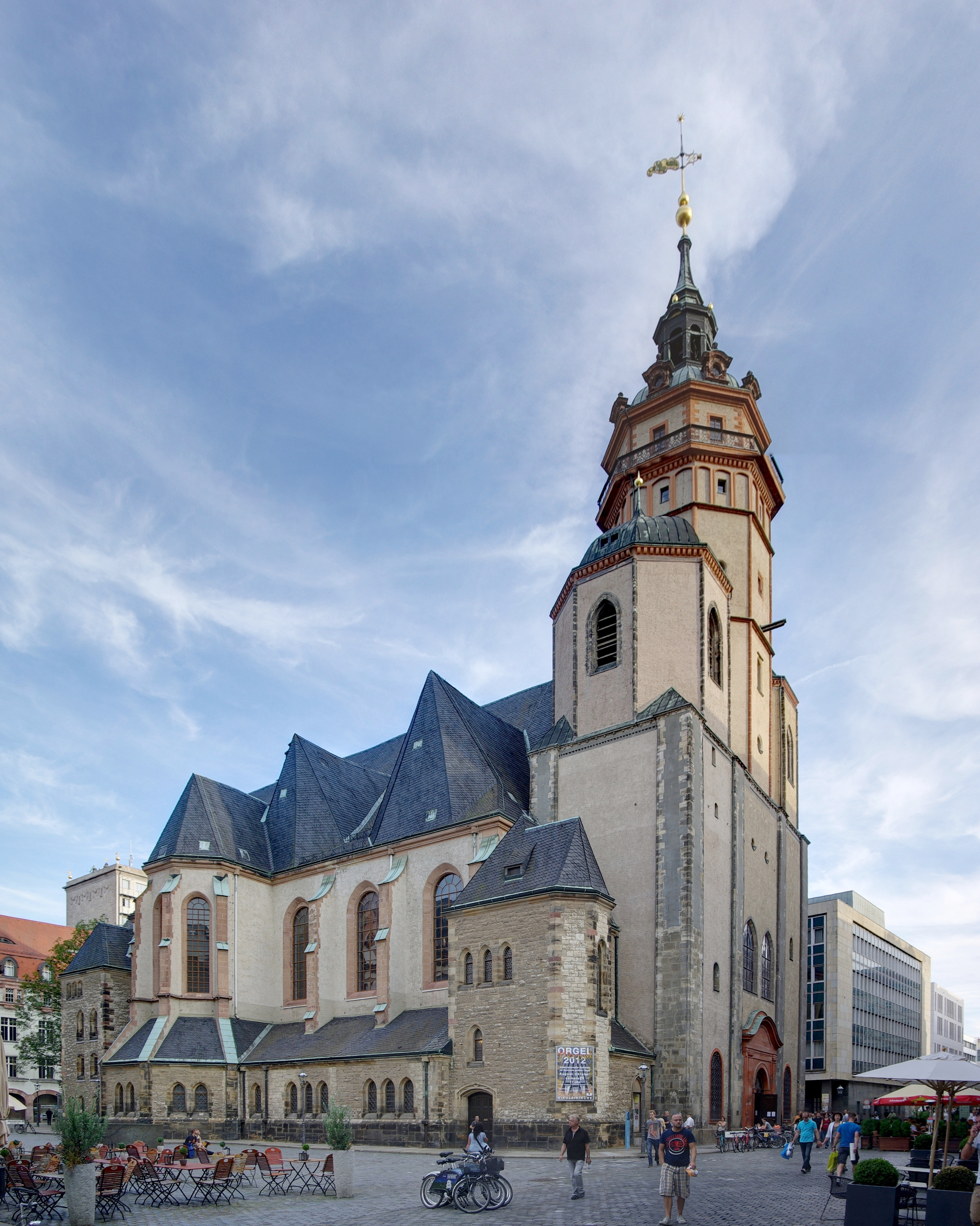
Nikolaikirche, größte Kirche in Leipzig
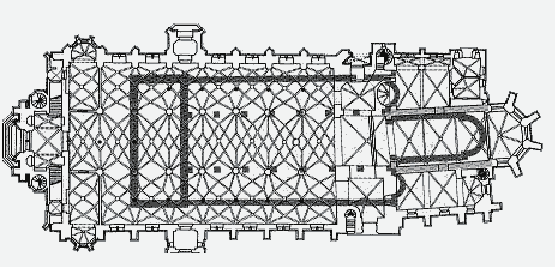
Thomaskirche, eine der beiden Hauptkirchen der Stadt
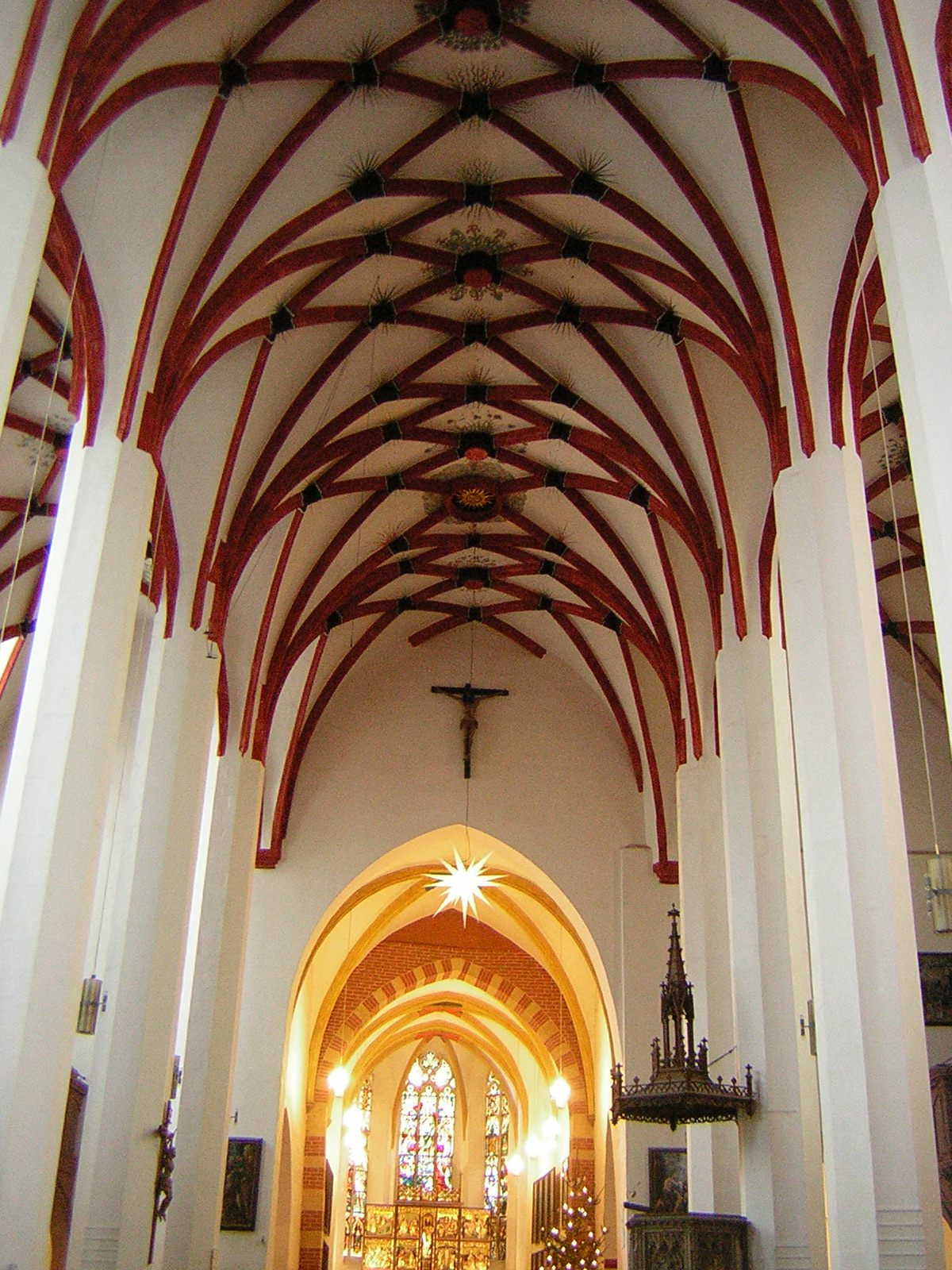
Gotisches Kreuzrippengewölbe der Thomaskirche

### Leipziger Messe und Renaissance

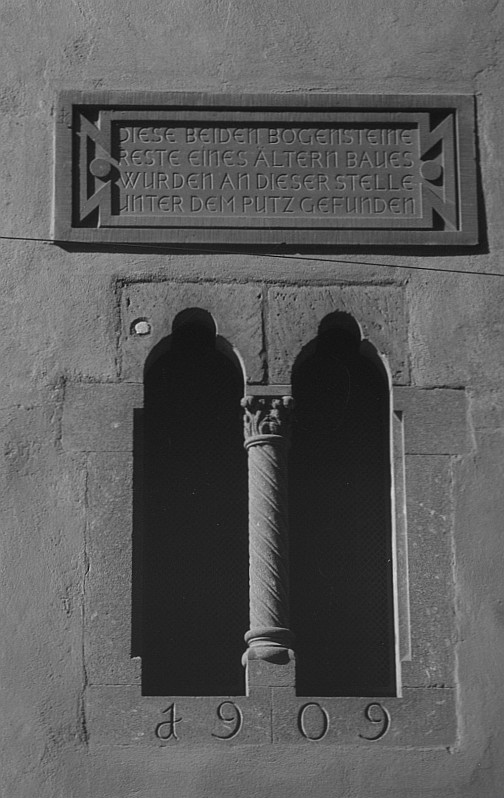
Bogensteine des Alten Rathauses (1949)

Um 1500 hatte Leipzig etwa 7.000 bis 8.000 Einwohner aufzuweisen, war aber nicht so bedeutend wie Erfurt, das zur gleichen Zeit 13.000 Einwohner hatte. Durch kaiserliche Messeprivilegien wurde die Leipziger Messe im Jahre 1497 und 1507 zur Reichsmesse erhoben. Die Bestimmungen des Leipziger Messeprivilegs gingen insbesondere zulasten anderer regionaler Handelszentren wie Erfurt, Halle und Magdeburg, weil das Privileg von 1507 besagte, dass im Umkreis von 112 km um Leipzig keine Messe, kein Jahrmarkt und kein Geschäft und Verkauf gehalten werden durfte – zuerst war die Leipziger Messe aufzusuchen und zuvor waren in Leipzig alle Waren anzubieten. Damit waren Messen in Erfurt, Halle und Magdeburg untersagt. Leipzig entwickelte sich damit zu einem überregional bedeutenden Handelsplatz im mitteldeutschen Raum.
Für den Handel wurden Gebäude wie das Rathaus, das Zeughaus, die Ratswaage, der Marstall und das Kornhaus im Stil der Renaissance erbaut, die in Sachsen als Sächsische Renaissance eine Blüte erlebte. Hieronymus Lotter gab 1556/1557 dem Alten Rathaus seine heutige Fassade. Der „Leipziger Erker“ hat seit dem 16. Jahrhundert in Leipzig eine ganz eigene Tradition. Der erste Steinerker entstand 1523 am Haus Zur goldenen Schlange. Diese Art von „Erker fanden zunehmend Verbreitung“. Der Kunsthistoriker Wolfgang Haubenreißer bemerkt, dass vor allem die Renaissanceerker von Hieronymus Lotter die übrigen Hausbesitzer beeinflussten. Lotters Werke sind die eingeschossigen Kastenerker von 1556 am Alten Rathaus, der Pappenheimerker im Hof der Pleißenburg und der zweigeschossige Eckerker an Lotters Wohnhaus von 1550 in der Katharinenstraße 26.
Bedeutende Bauwerke der Renaissance in Leipzig sind oder waren:
- Alte Nikolaischule, erbaut 1597. Die bemalte Holzdecke im Eingangsbereich des Hauses, das Stadtwappen über der Tür und das Türgewände aus Rochlitzer Porphyrtuff sind aus der Renaissance und dem 16. Jahrhundert.[12]
- Moritzbastei. Ein zweiflügeliger Bau, auf fünfeckigem Grundriss, erbaut von Hieronymus Lotter von 1551 bis 1554.[13]
- Ratswaage, erbaut von Hieronymus Lotter 1555. Im Haus befand sich die Waage. Leipzig erhielt 1507 das Wiegerecht und wog und verzollte alle Waren im Gebäude der Alten Waage.[14]
- Altes Rathaus, erbaut von Hieronymus Lotter 1556.[15]

Bauten im Stil der Renaissance
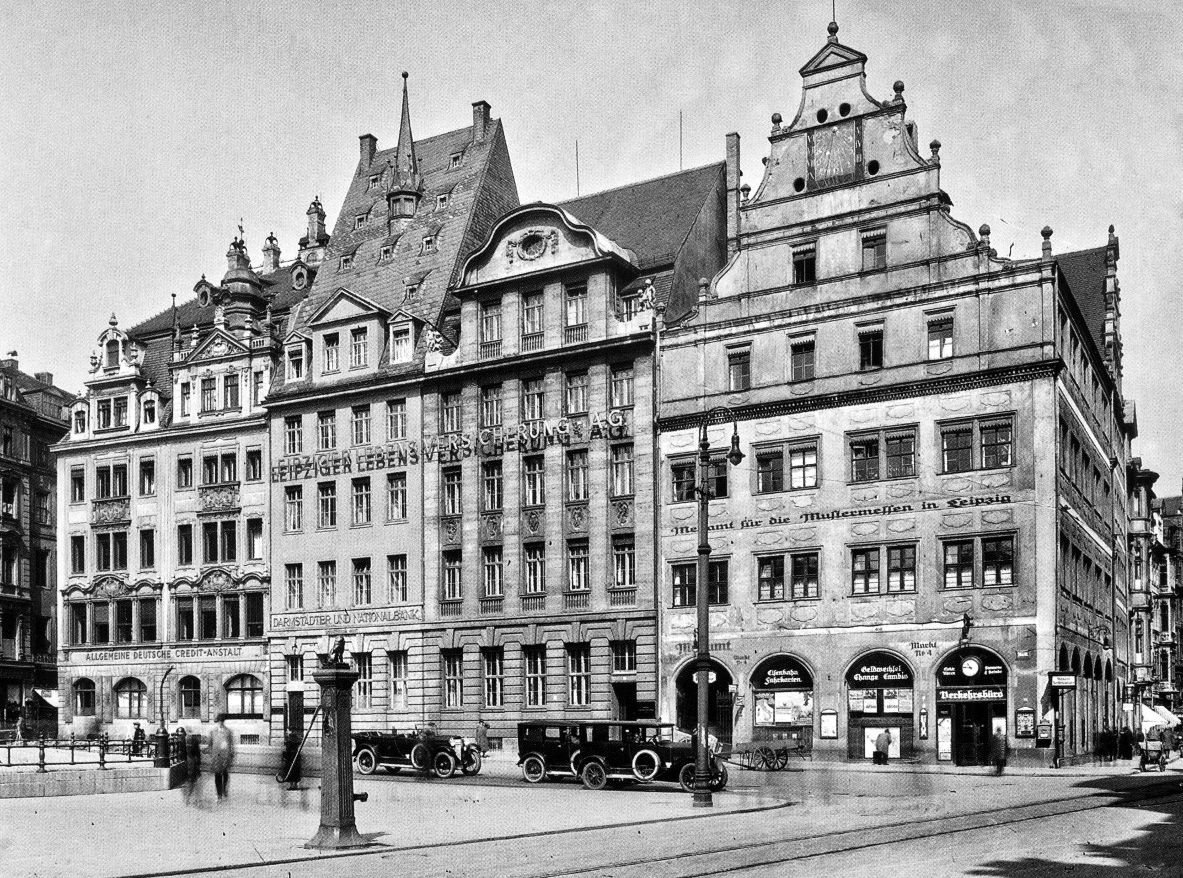
Alte Waage und Nordseite des Marktes
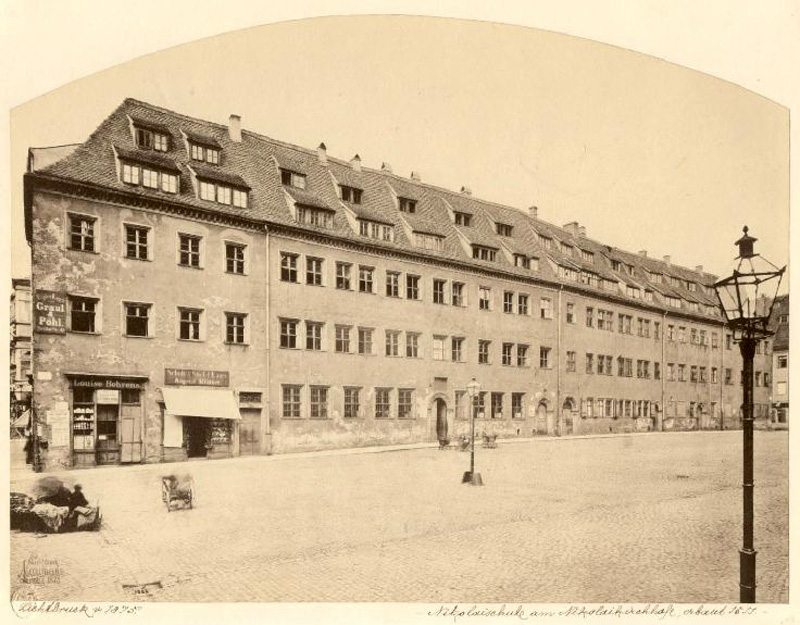
Alte Nikolaischule
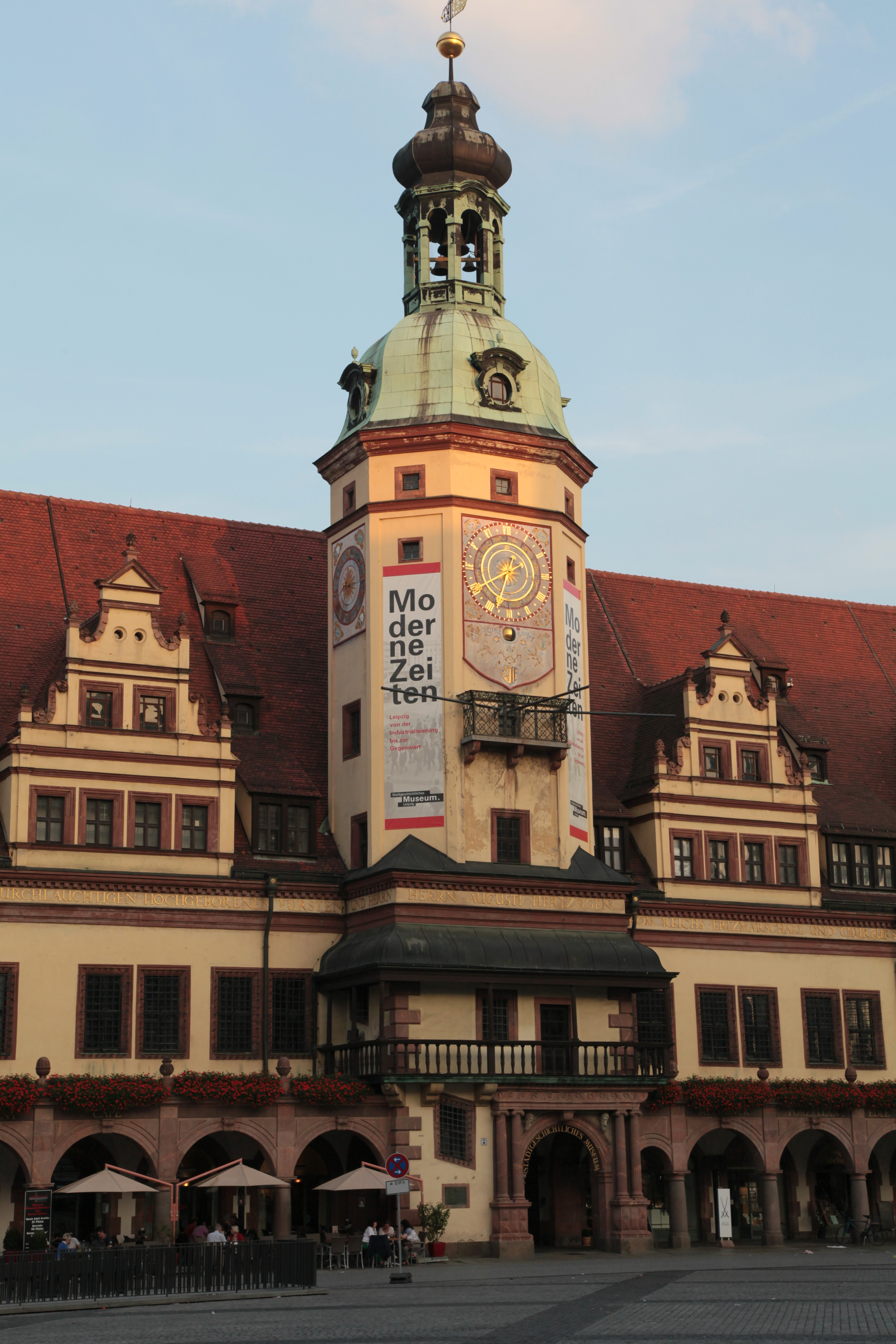
Altes Rathaus

### Leipziger Bürgerhäuser und Erker des Barock

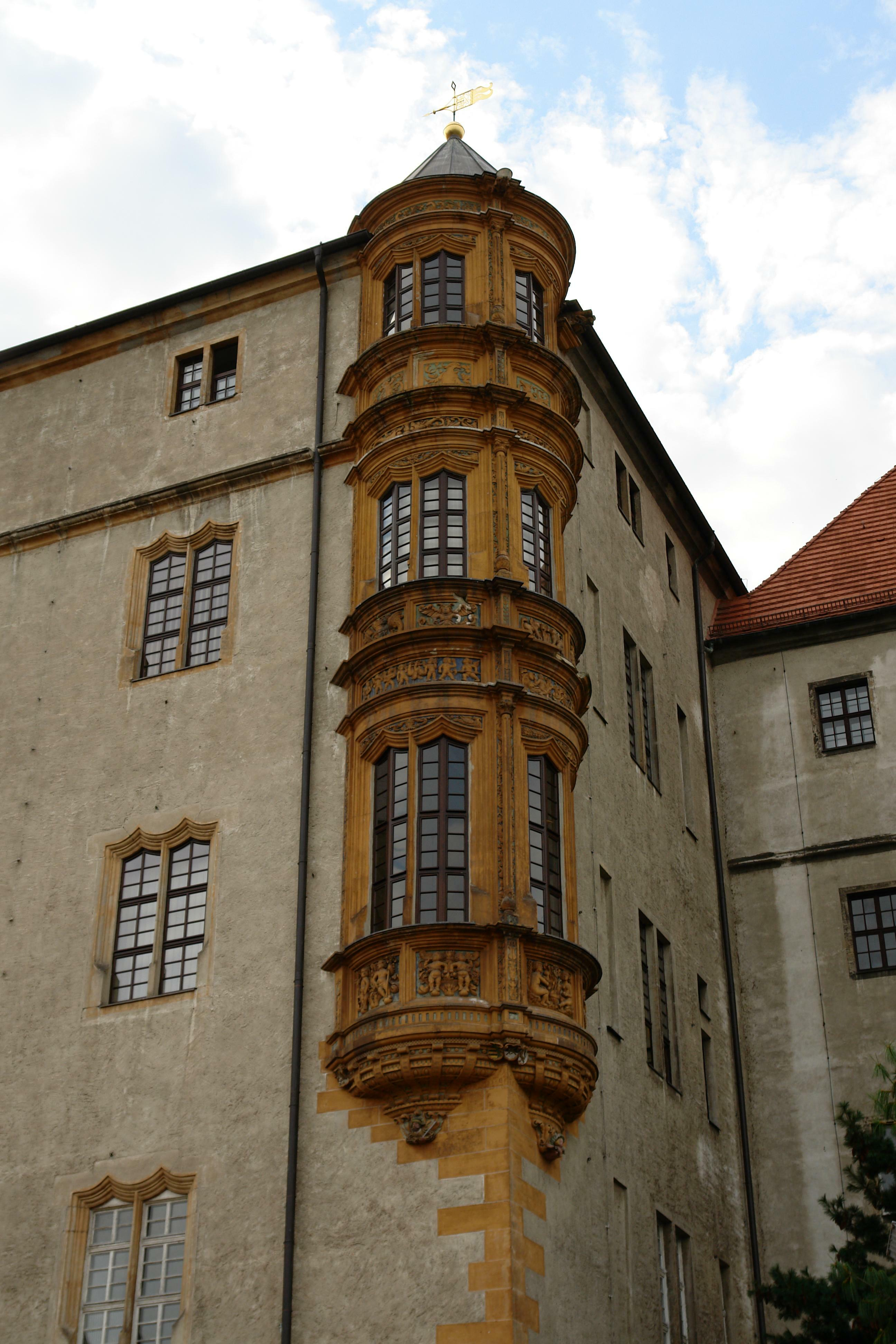
Torgauer Erker diente als Vorbild für den Leipziger Fürstenerker (2009)

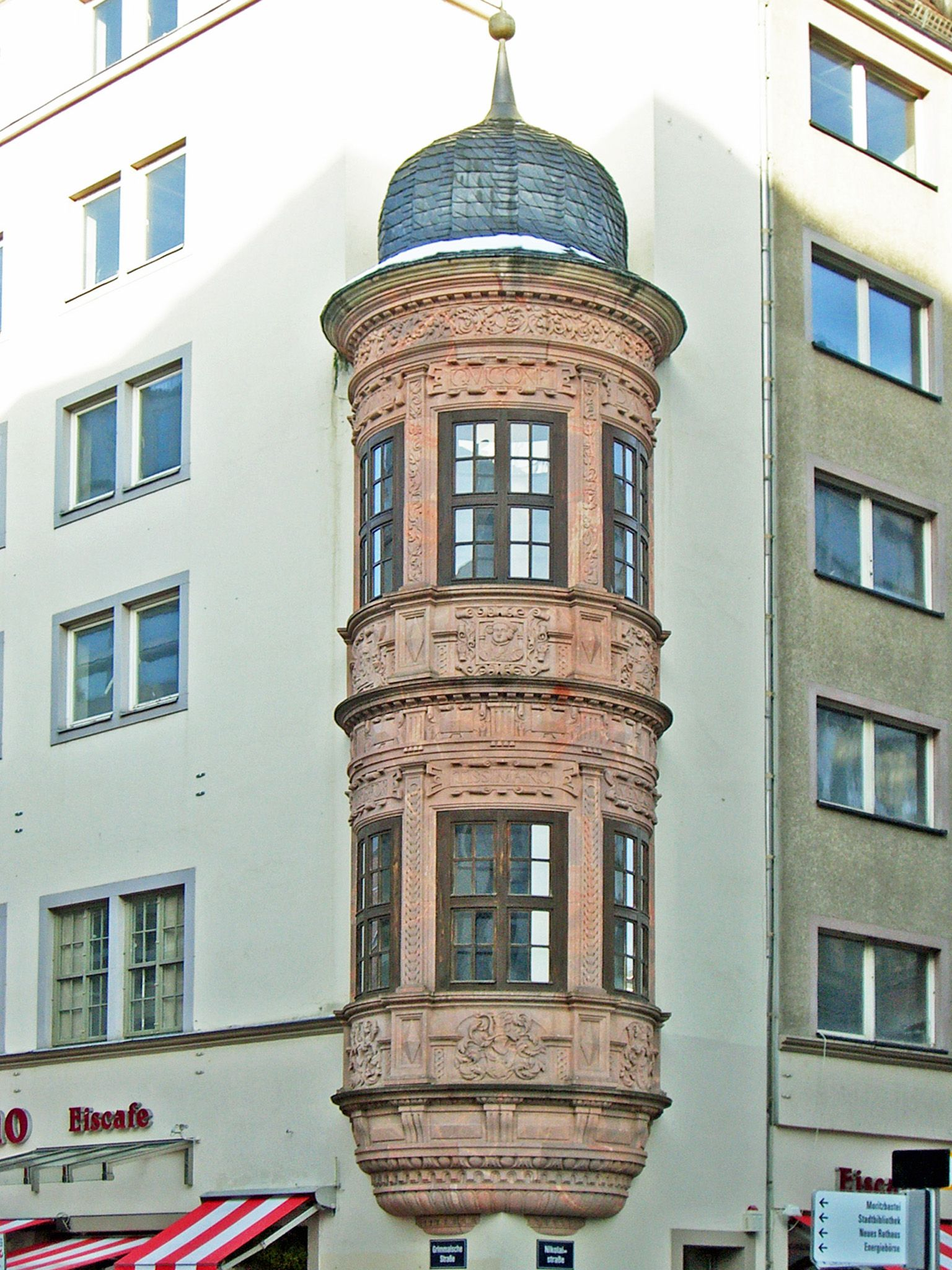
Leipziger Fürstenerker (2013)

Nach dem Dreißigjährigen Krieg erreichte Leipzig als Messestadt eine führende Rolle in Mitteleuropa und durch eigene Handelsverbindungen in alle Richtungen entwickelte sie sich zu einem der wichtigsten Handelsplätze Europas. Mit dem Bau der Leipziger Börse begann der Barock und erfuhr in dieser Stadt eine eigenständige, bürgerliche Ausprägung. Die Leipziger Katharinenstraße, der Leipziger Marktplatz und die Leipziger Petersstraße entwickelten sich zu Orten mit bürgerlichen, viergeschossigen Prachtbauten mit mehrgeschossigen, schmuckvoll dekorierten Kastenerkern. Da Leipzig im Buchdruck wie im Buchhandel führend war, wurde Leipzig zugleich Umschlagplatz fortschrittlicher Ideen. Außerhalb der Stadtmauern, ungehindert von Zunftschranken, entstanden zahlreiche Manufakturproduktionen, die den Beginn der industriellen Entwicklung Leipzigs einleiteten. Messe und Manufakturen wurden von Großunternehmern, die zugleich Bankiers waren, betrieben, die aus Süd- und Westdeutschland nach Leipzig zugewandert waren. Der erworbene Profit wurde sogleich in barocken Gebäuden angelegt.
Der „Leipziger Erker des Barock“ wurde durch den zweigeschossigen Eckerker am Wohnhaus von Hieronymus Lotter von 1550 in der Katharinenstraße 26 beeinflusst. So korrespondierte der zweigeschossige Eckerker des Romanushauses an der Katharinenstraße 23 mit dem Erker des Wohnhauses von Hieronymus Lotter. Ein „wichtiges Bindeglied zwischen den Leipziger Erkern der Renaissance und denen des Barock“ war der Erker des Hauses Hainstraße 3, genannt Webers Hof. Der Erker von 1662 ist zweigeschossig und zeigt Schmuckwerk aus dem Frühbarock: Festons, Putti, Füllhörner. Der Erker von Paul Wiedemann am Fürstenhaus bestehend aus Rochlitzer Porphyrtuff wurde durch das Torgauer Schloss Hartenfels (Johann-Friedrich-Bau) von 1533–1536 beeinflusst. „Eine Leipziger Sonderform des ausgehenden 17. Jahrhunderts“ sind die Kastenerker an der Hainstraße 8 und im Hof des Messehauses Stentzlers Hof in der Petersstraße 39 bis 41. Diese Erker sind „überreich mit vegetabilem Schmuckwerk“ dekoriert. Der Kastenerker von Hainstraße 8 wurde so beschrieben: „Die Stuckarbeiten, florales Rankenwerk und ein Blumengirlanden haltender Löwenkopf, zeugen noch heute von der außerordentlichen Qualität damaliger Handwerksarbeit“.
Bedeutende Bauwerke des Barock in Leipzig sind oder waren:
- Webers Hof, Hainstraße 3. Christian Richter gestaltete das Haus 1662 im Stil des Barock. Besonders aufwändig der zweistöckige Erker: „Dieser … Kastenerker … ist der älteste in Leipzig erhaltene, wenn nicht gar der erste überhaupt erbaute Erker“.[22]
- Alte Handelsbörse (1687). „Zu diesem Zeitpunkt dürfte man ihr noch nicht angesehen haben, dass hier Leipzigs erstes Bauwerk in einem ganz neuen Baustil entstand, der sich von den bislang üblichen geometrisch streng gefügten, am antiken Vorbild orientierten Formen stark unterschied. Erst als die lichte Fassade, verziert mit dekorativen Blumen- und Früchtegirlanden, vollendet war, zeigte sich die neue barocke Pracht“. Das Bauwerk von Johann Georg Starcke war das erste barocke Gebäude Leipzigs.[23]
- Der Großbosische Garten (ab 1680/1692): Dieser wurde nach Entwürfen von Leonhard Christoph Sturm geschaffen. Sturm war ein anderer Barockkünstler, der nach Leipzig berufen und von Georg Bose protegiert wurde.[24]

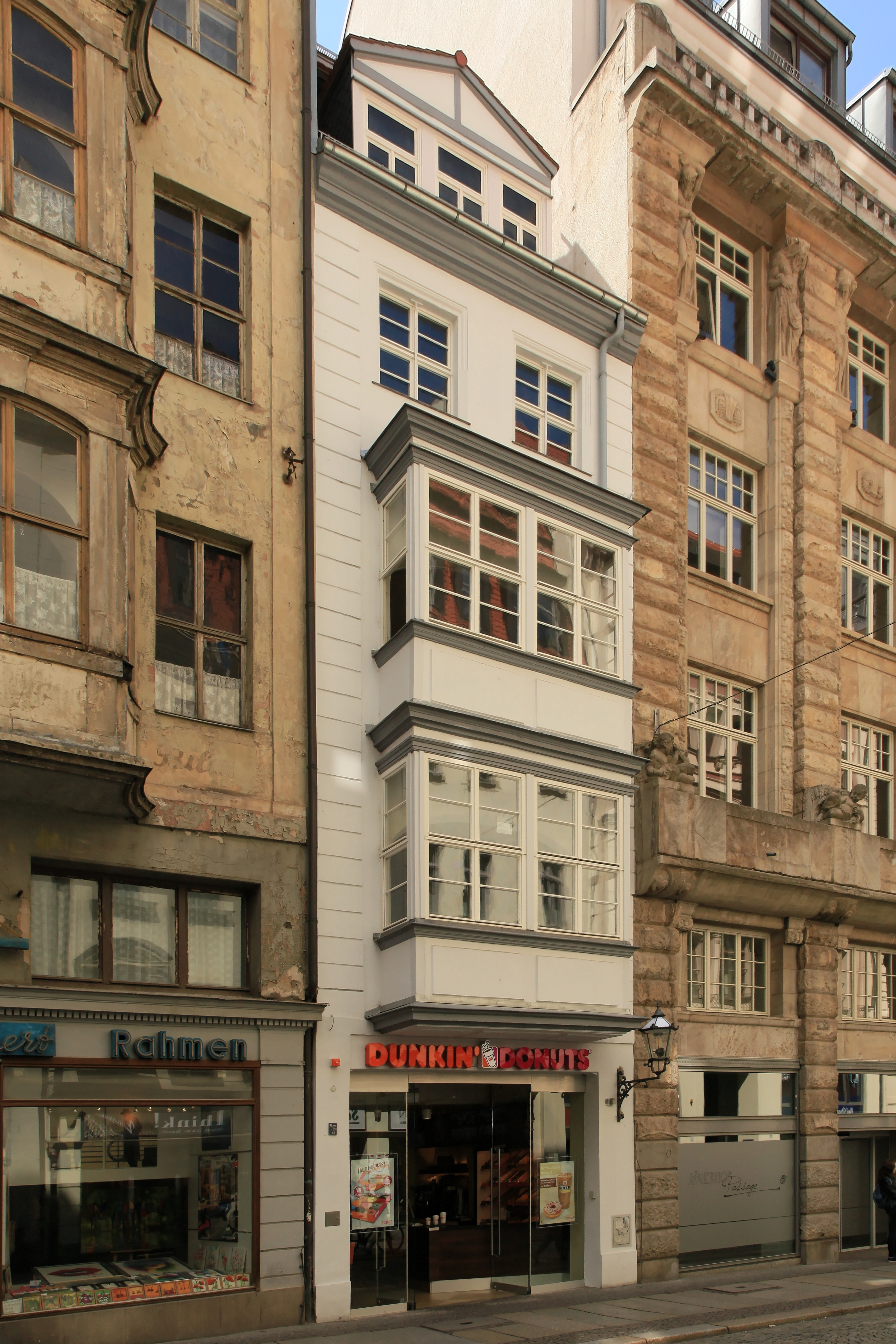
Hainstraße 15, erbaut von 1693 bis 1695

- Hainstraße 15, erbaut von Wolfgang Bachmann von 1693 bis 1695. Das Fachwerkhaus ist zwei Fensterachsen breit. Über die gesamte Fassadenbreite erstreckt sich ein schmuckloser, hölzerner, zweigeschossiger Kastenerker. Nikolaus Pevsner beschreibt dies als beabsichtigte Neuerung, um sich von den schmuckvollen Erkern der benachbarten Häuser durch „Einfachheit, Nüchternheit und Schmucklosigkeit“[25] abzusetzen.
- Romanushaus an der Katharinenstraße 23, erbaut von 1701 bis 1704 durch Johann Gregor Fuchs.[26]
- Schloss Knauthain und Apels Garten (ab 1702). Diese wurden nach Entwürfen von David Schatz gestaltet, der das Haus Neumarkt 13 in Leipzig bewohnte, das er selbst nach seinem Entwurf hat bauen lassen.[27] Cornelius Gurlitt beschreibt den Baustil von David Schatz wie folgt: „Aus diesen Bauten lässt sich ein Fortschritt von schlichten holländischen Formen zum Barock erkennen, welch letzteres aber mehr in angefügtem Ornament, nicht in einer inneren Befreiung sich äussert.“[28]
- Torhaus Dölitz, Helenenstraße 24. Vorbild war der Baustil des Cornelius Floris: Das „früheste Zeugnis für den Übergang von der Renaissance zum Barock, der sich … an nordischen Vorbildern orientierte“.[29]
- Königshaus am Markt 17, erbaut von 1705 bis 1706 durch Johann Gregor Fuchs.[30]
- Fregehaus an der Katharinenstraße 11, umgebaut von Johann Gregor Fuchs von 1706 bis 1708 unter Benutzung noch sichtbarer Bauteile der Renaissance aus der Zeit um 1535 (Portale). Bauherr war Gottfried Otto.[31]
- Bosehaus am Thomaskirchhof 16, erbaut von Nikolaus Rempe von 1711 bis 1712. Bauherr war Georg Heinrich Bose.[32]
- Schillerhaus an der Menckestraße 42 in Gohlis, erbaut 1717 im Stil des Barock.[33]
- Coffe-Baum an der Kleinen Fleischergasse 4, erbaut von Adam Jacob von 1717 bis 1719.[34]
- Hainstraße 13, erbaut von George Werner von 1744 bis 1746. Der dreistöckige Kastenerker ist aus Stein und Stuck gearbeitet. Die Seitenflächen sind leicht konkav geschweift.[35]
- Haus zur goldenen Schlange (Barthels Hof), erbaut von George Werner von 1747 bis 1750.[36]
- Zum Grönländer an der Petersstraße 24/Sporergäßchen, erbaut von George Werner von 1749 bis 1750.[37]
- Aeckerleins Hof. Peter Hohmann ließ das Gebäude von 1708 bis 1714 von Johann Gregor Fuchs und Christian Schmidt im Barockstil erbauen.
- Griechenhaus an der Katharinenstraße Nr. 4, 1640 erbaut.
- Hohmanns Hof an der Petersstraße 15. Peter Hohmann ließ das Gebäude von 1728 bis 1731 durch George Werner im Barockstil erbauen.
- Jöchers Haus. Kaufmann Johann Christoph Jöcher ließ das Gebäude 1707 durch Johann Gregor Fuchs im Barockstil erbauen. Das Portal mit den Frauenfiguren auf dem Balkon schuf 1736 Christian Döring.
- Kochs Hof. Das Gebäude ließ der Bankier Michael Koch von 1735 bis 1739 nach Entwürfen von George Werner erbauen.
- Hainstraße 8. Das älteste erhaltene Bürgerhaus Leipzigs in der Hainstraße 8 stammt aus der Zeit um 1550 bis 1560. Es war die Bauzeit der Renaissance, bei der die Massivbauweise den Fachwerkbau ablöste. Der Fachwerkbau selbst wurde in Leipzig 1559 verboten. Bauherr war Antonius Lotter, Bruder des Ratsbaumeisters Hieronymus Lotter. Anfang des 18. Jahrhunderts erhielt das Gebäude einen aufwändig gestalteten, barocken Kastenerker.[20] Hier wohnten auch russische Studenten, die in den 1760er Jahren auf Befehl von Zarin Katharina in Leipzig ausgebildet wurden, so Alexander Nikolajewitsch Radischtschew.

Leipziger Häuser und Erker des Barock
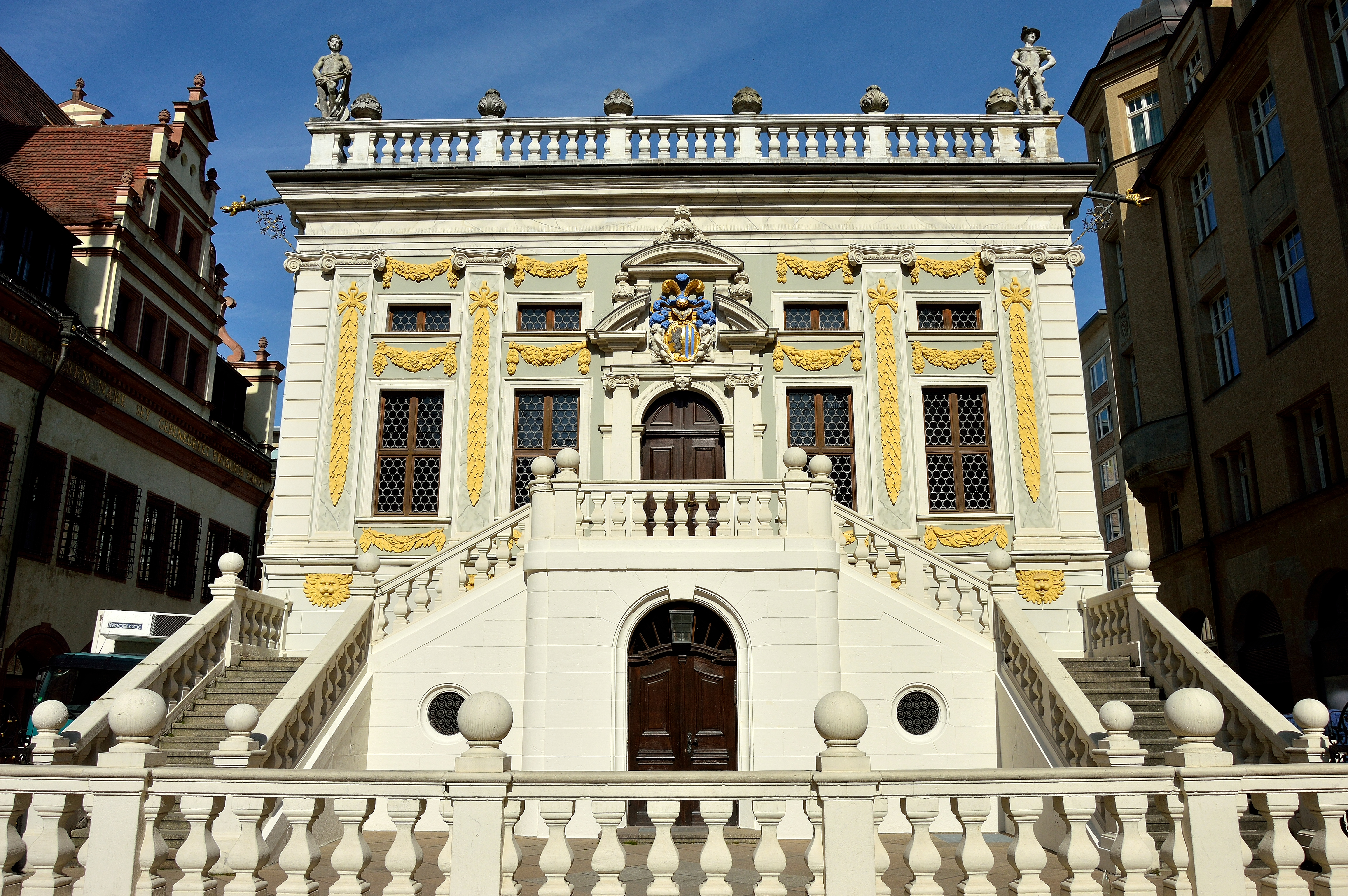
Alte Handelsbörse
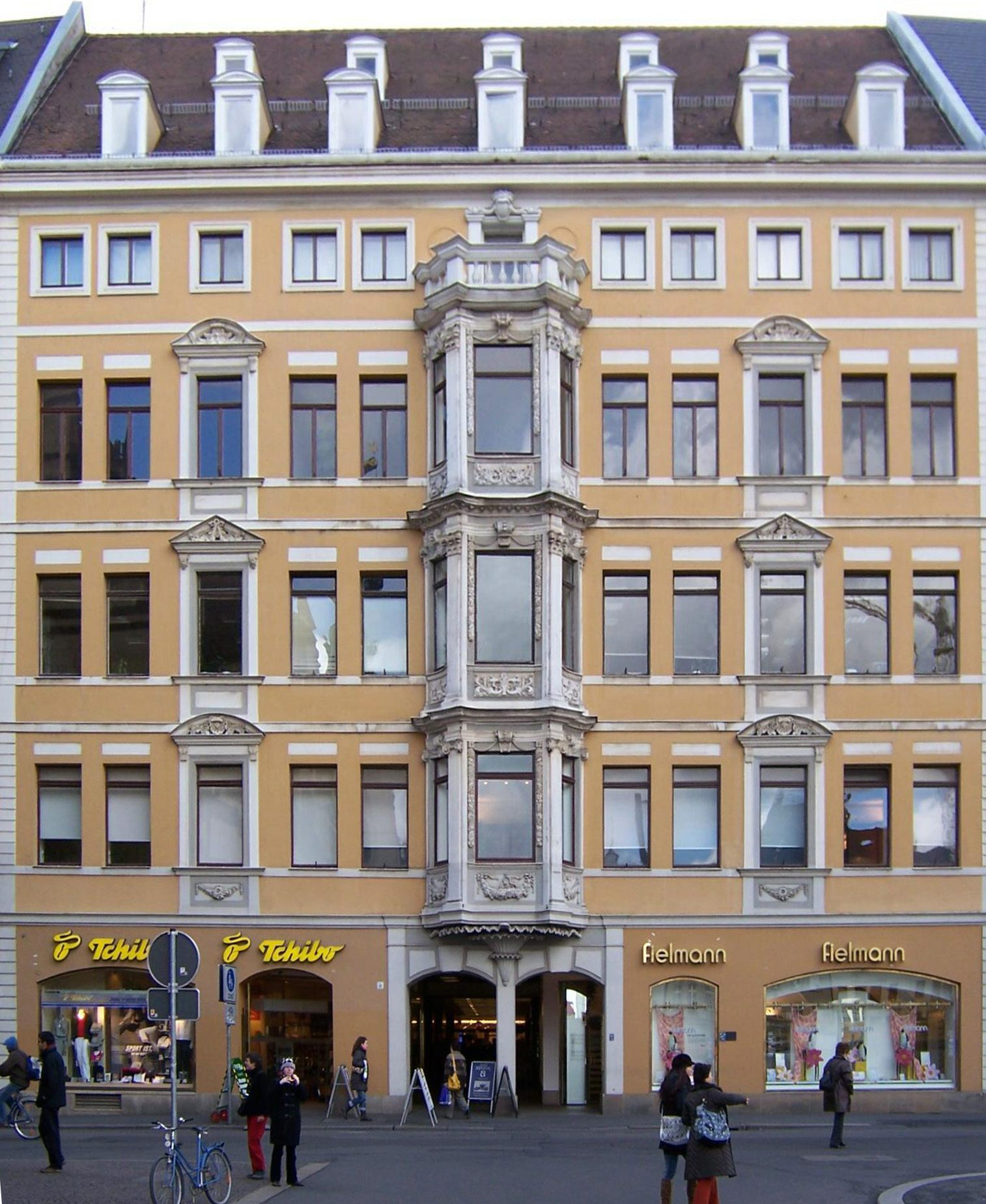
Königshaus
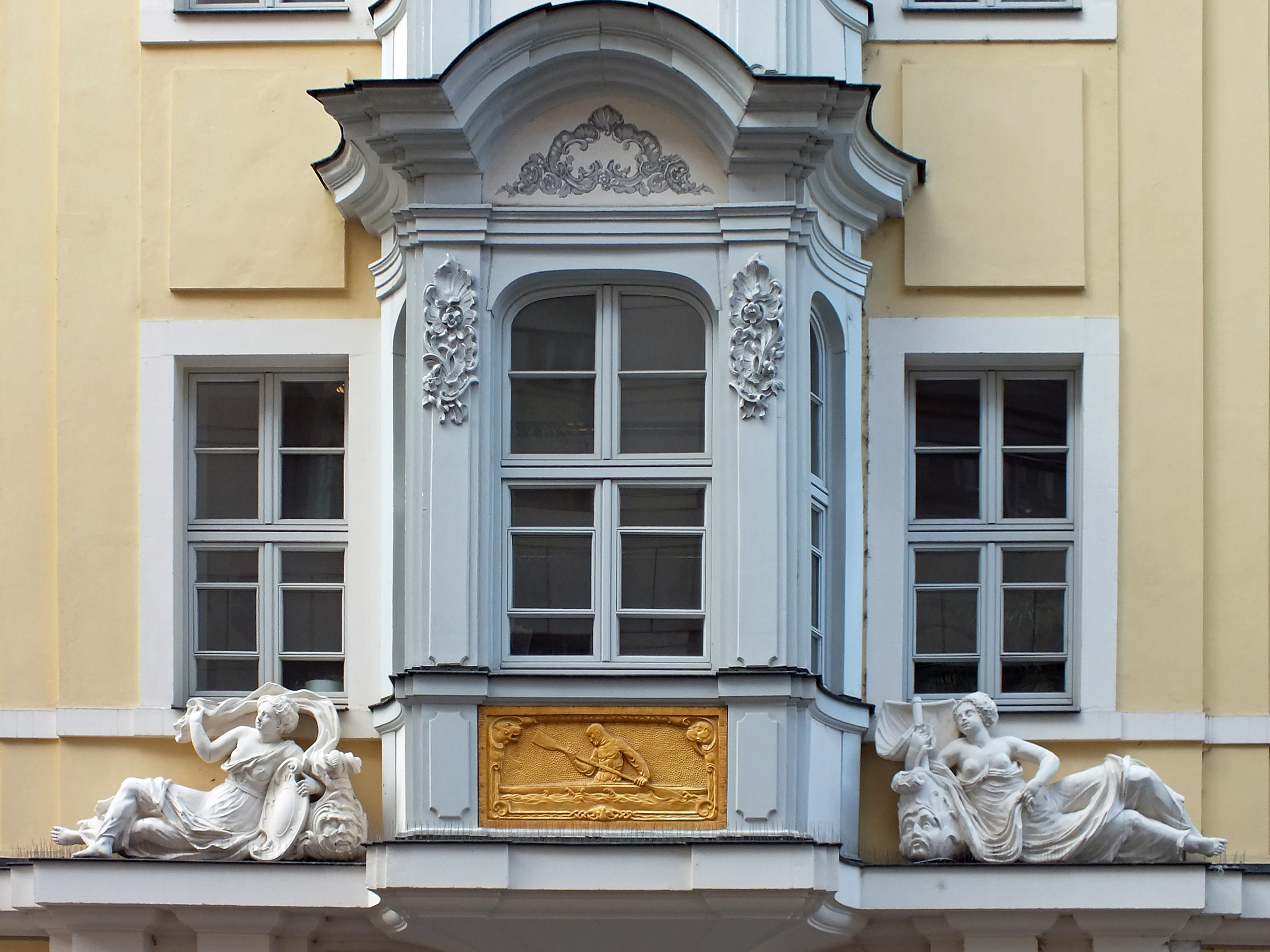
Zum Grönländer
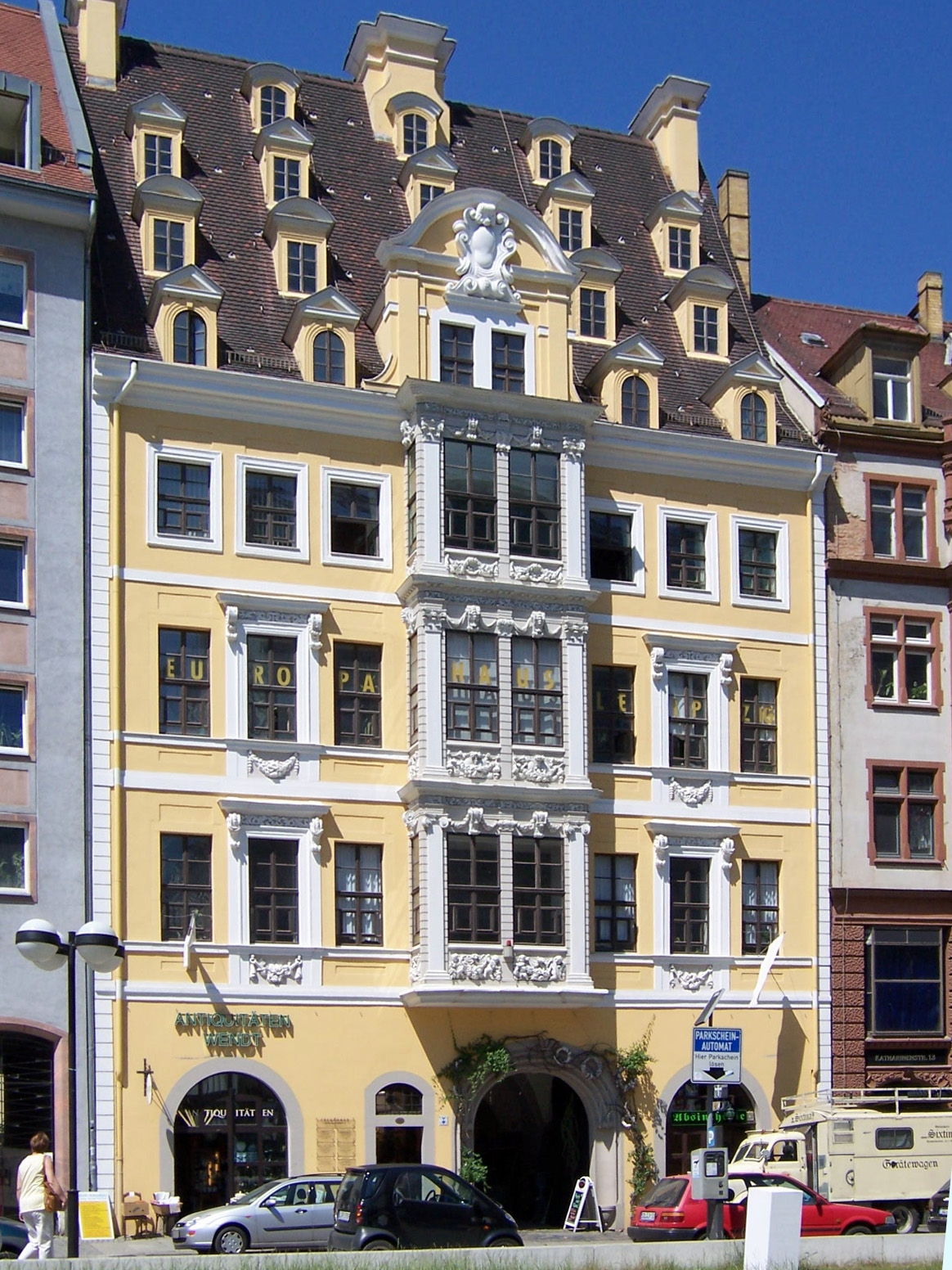
Fregehaus
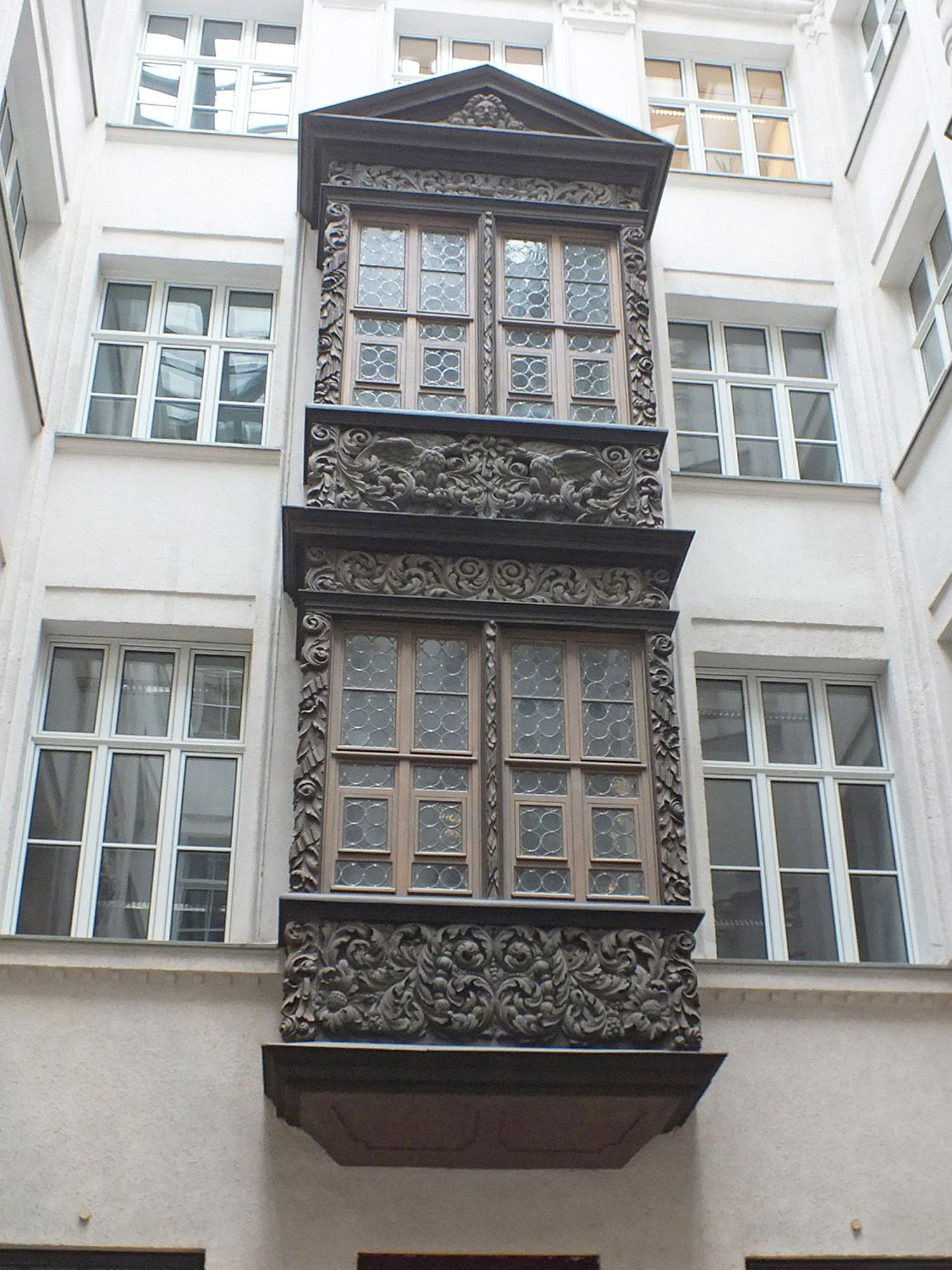
Stentzlers Hof
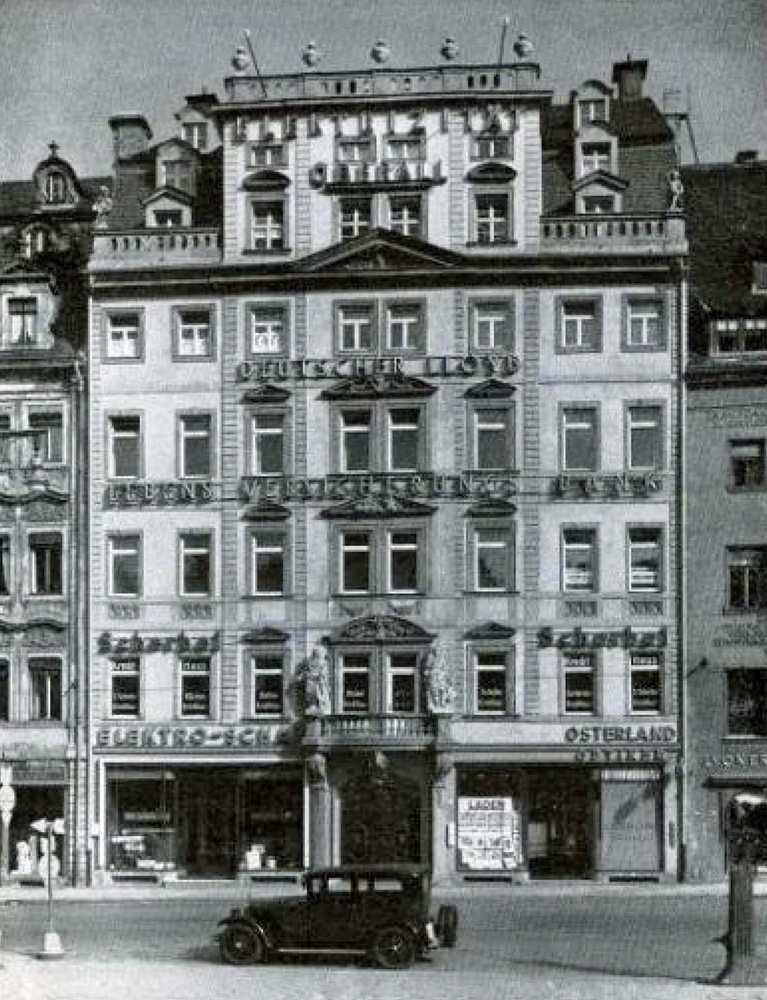
Jöchers Haus

Weitere Bilder sind hier zu finden.

### Rokoko (18. Jhdt.)

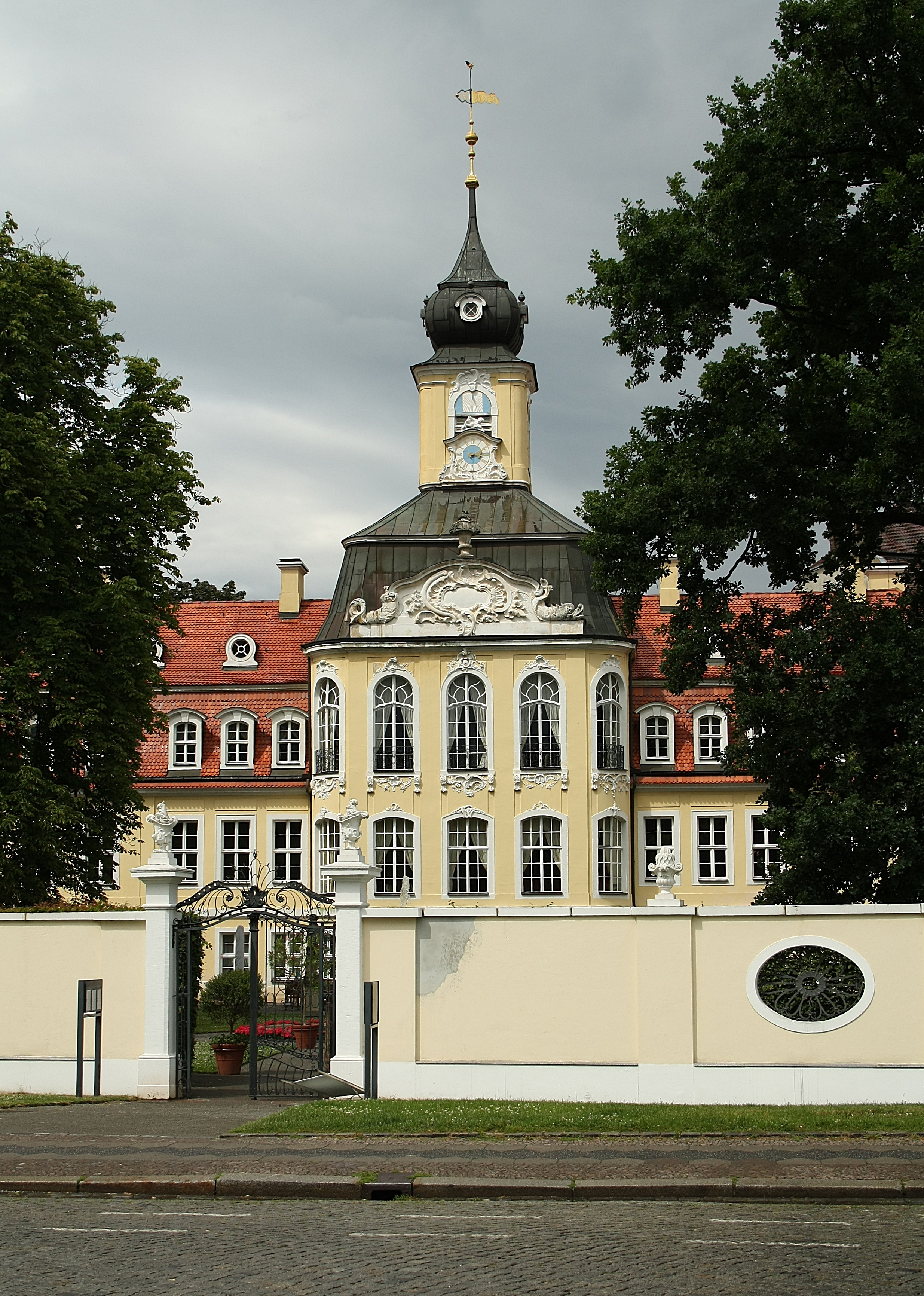
Rokoko: Gohliser Schlösschen (2009)

Gurlitt beschreibt, dass in den 30er Jahren des 18. Jahrhunderts auch in Leipzig der Rokoko in jenen Formen auftrat, wie sie Jean de Bodt und Longuelune und Knöffel im benachbarten sächsischen Dresden zur Geltung brachten.
Gurlitt beschreibt Bauwerke des Rokoko in Leipzig. Den Stil des Rokoko vertrat in Leipzig George Werner, der eine Vorliebe hatte, die Fenster einer Achse über verschiedene Stockwerke hindurch mit Lisenen zusammenzufassen. Bauwerke des Rokoko in Leipzig sind oder waren:
- Katharinenstraße damals 27 (heute 19): Die Fassade ist neun Achsen breit mit vier Obergeschossen. Am Gebäude mischt sich die Bauart von Knöffel mit dem Barockstil. Barock war noch das Portal mit übereckgestellten Pilastern, geschwungenem Gesims über dem Korbbogen der Türe.[39][40][41] Das erhaltene Gebäude wird nach seinen Bauherren Justus und Ludolph Hannsen auch Hannsens Haus genannt. Die Gebrüder Hannsen ließen es 1748 bis 1749 von George Werner im Stil des Rokoko gestalten. Auch hier wurden Fenster über die vier oberen Stockwerke hinweg mit Lisenen zu senkrechten Gruppen zusammengefasst. Die Fenster in der Mittelachse der Fassade sind überdacht, darunter befinden sich Rocaillen. Rocaillen befinden sich auch in den Wandfeldern unter den seitlichen Fenstern.[42]
- Am Markt Nr. 5: Lisenenhaus im Stil von Longuelune mit aufwändigem Füllungsormanemt zur zierlich reichem Rokokogiebel.
- Am Markt Nr. 14: Großes Gebäude mit einfacher Architektur. Zwischen den einfach rechtwinkligen oder mit Ohren versehenen Fenstern der verschiedenen Geschosse jeweils ein „schlichter geputzter Spiegel“.[43]
- Hainstraße Nr. 11 und Fleischergasse Nr. 19: Das Hinterhaus hatte zwei Erker. Am Vorderhaus befand sich ein Wappen mit zwei gekreuzten Ankern. Das Haus erhielt an beiden Fassaden „leicht geschwungene Ornamente unter den Erkern“[44] und wurde zur „Rococozeit sowohl an der Hainstraße als an der Fleischergasse verschönert“.[44]
- Katharinenstraße Nr. 7: Gebäude mit einfacheren Rokoko-Ornamenten, das nur drei Fensterachsen breit ist. Das Haus steht am Schluss des Rokoko in Leipzig:„ Der Bau dürfte das Ende der in Katharinenstrasse Nr. 29 sich gipfelnden Richtung bezeichnen.“[45]
- Universitätsstraße Nr. 18 Silberner Bär[46] : Der Bauherr war der Musikverleger Johann Gottlob Immanuel Breitkopf (1719–1794), der es 1765 neu errichten ließ. Seine Achse gegen die Universitätsstraße wurde in „derbem Rococo“[46] gestaltet. Ursprünglich befand sich im Erdgeschoss ein aufwändig gestaltetes, großes Portal, über dem ein Bär eine Kartusche hält. Das Stuckornament wurde hier ganz besonders gehandhabt: „Die Bekrönungen der Fenster sind bezeichnend für die Handhabung des Stuckornaments in jener Zeit.“[46]
- Das Haus Klostergasse 5 ließ der Rats- und Handelsherr Gottlieb Beck von George Werner von 1740 bis 1741 im Stil des Rokoko gestalten. Das Gebäude befindet sich auf dem Gelände des früheren Thomasklosters, weswegen es auch als Altes Kloster bezeichnet wird.[47]
- Peterstraße Nr. 24. Sehr stattliches aber einfaches Haus mit vielen einfach verwendeten Lisenen im Stil von Knöffel und mit Rokoko-Dekoration auf den Erkern, die über drei Obergeschosse durchgehen.[48]
- Peterstraße Nr. 13
- Ecke Reichsstraße und Brühl Rother Löwe
- Reichsstraße Nr. 38
- Katharinenstraße Nr. 29 (heute 21)[49][50]: Bauherr war Gottfried Winckler, der sein Unternehmen, zusätzlich ein Bank- und Wechselgeschäft sowie einen Gewürzhandel in seinem Haus führte, das seit 1654 der Familie Winckler gehörte und gleichzeitig als Wohnhaus diente. Das Gebäude war stark durch Knöffels Lisenenarchitektur geprägt: „Lisenenarchitektur durch die drei Obergeschosse nach der Art Knöffels, mit Rococo-Ornamenten in den Brüstungen.“[51] Zugleich bildete das Gebäude den Höhepunkt des Leipziger, bürgerlichen Rokoko – „ der in Katharinenstrasse Nr. 29 sich gipfelnden Richtung.“[45] Das Erdgeschoss war in drei Teile eingeteilt, der Hof war geschlossen, im hinteren Teil des Hauses befanden sich die Speicher, rechts waren die Schreibstuben. Besonders aufwändig war die Treppe zum Obergeschoss gestaltet. So war diese mit Delfter Platten an der Brüstung belegt. Die Räume im ersten Obergeschoss zeigten gute Parketts, völlige Vertäfelung der Wände und schöne Türen mit aufwändiger Profilierung zudem ein Deckengemälde von Adam Friedrich Oeser.
- Ein anderes Bauwerk des Rokoko in Leipzig ist Gohliser Schlösschen.

Leipziger Lisenenarchitektur des Rokoko
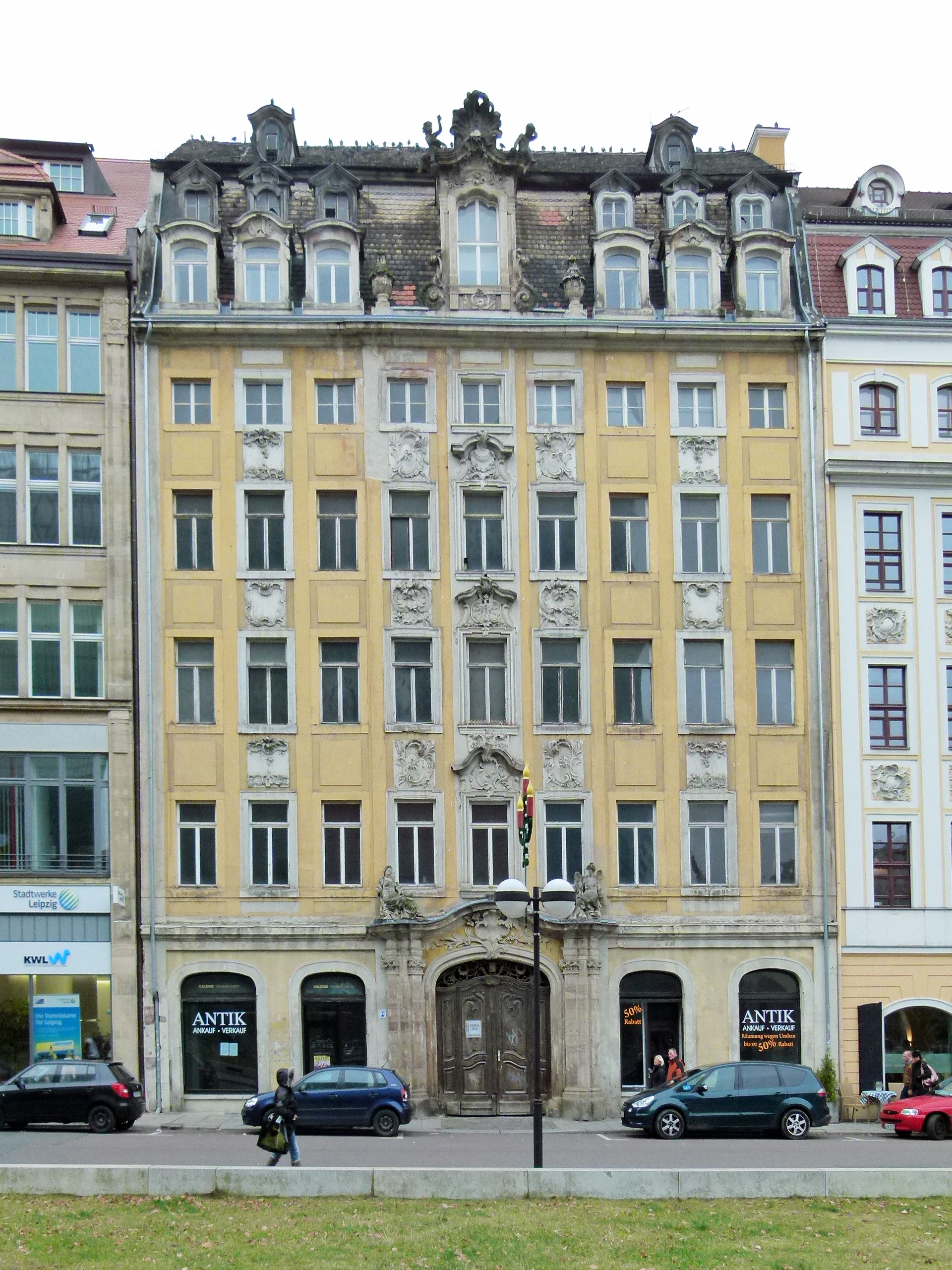
Katharinenstraße damals 27 (heute 19) auch Hannsens Haus
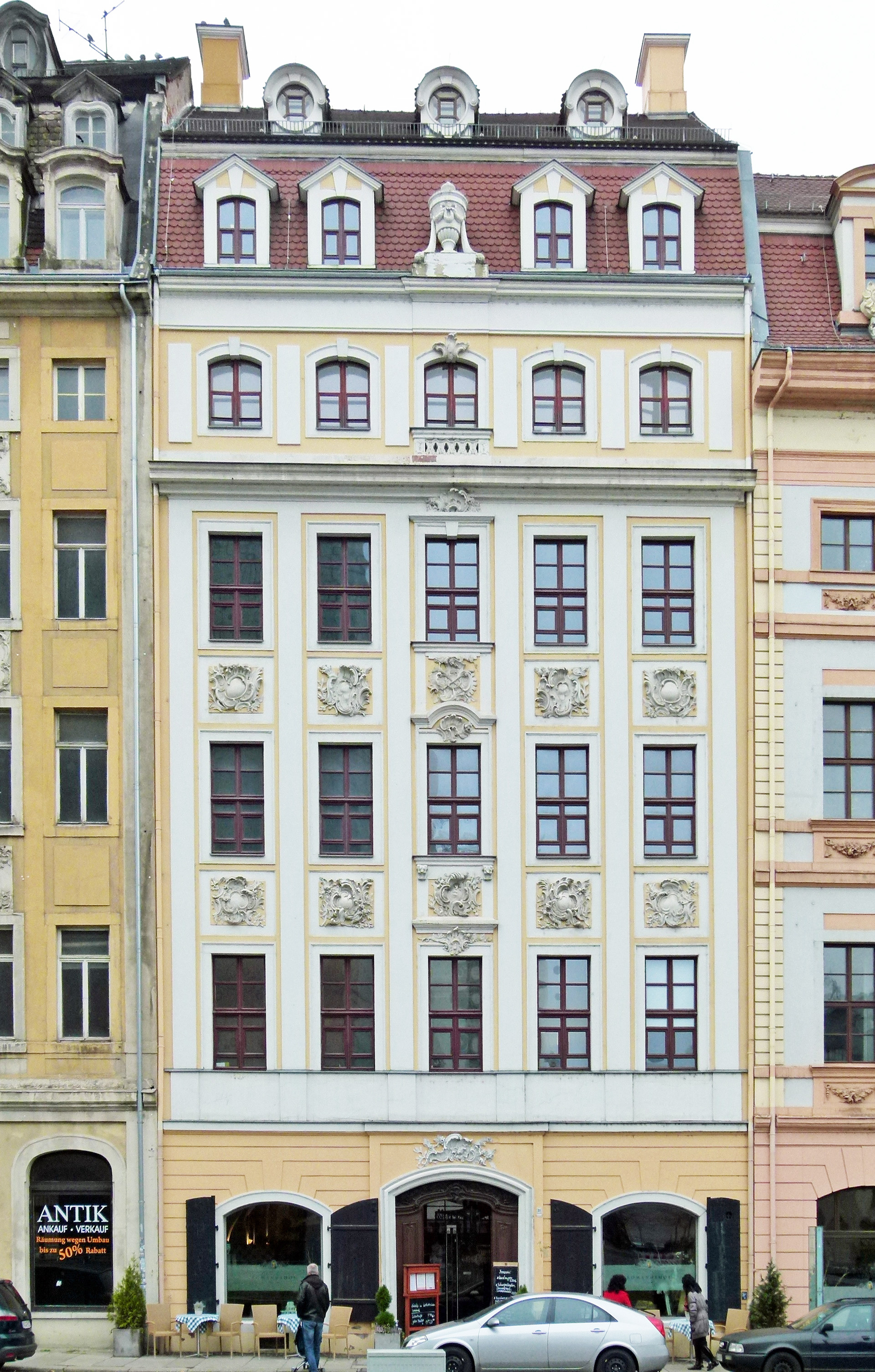
Katharinenstraße Nr. 29 (heute 21)
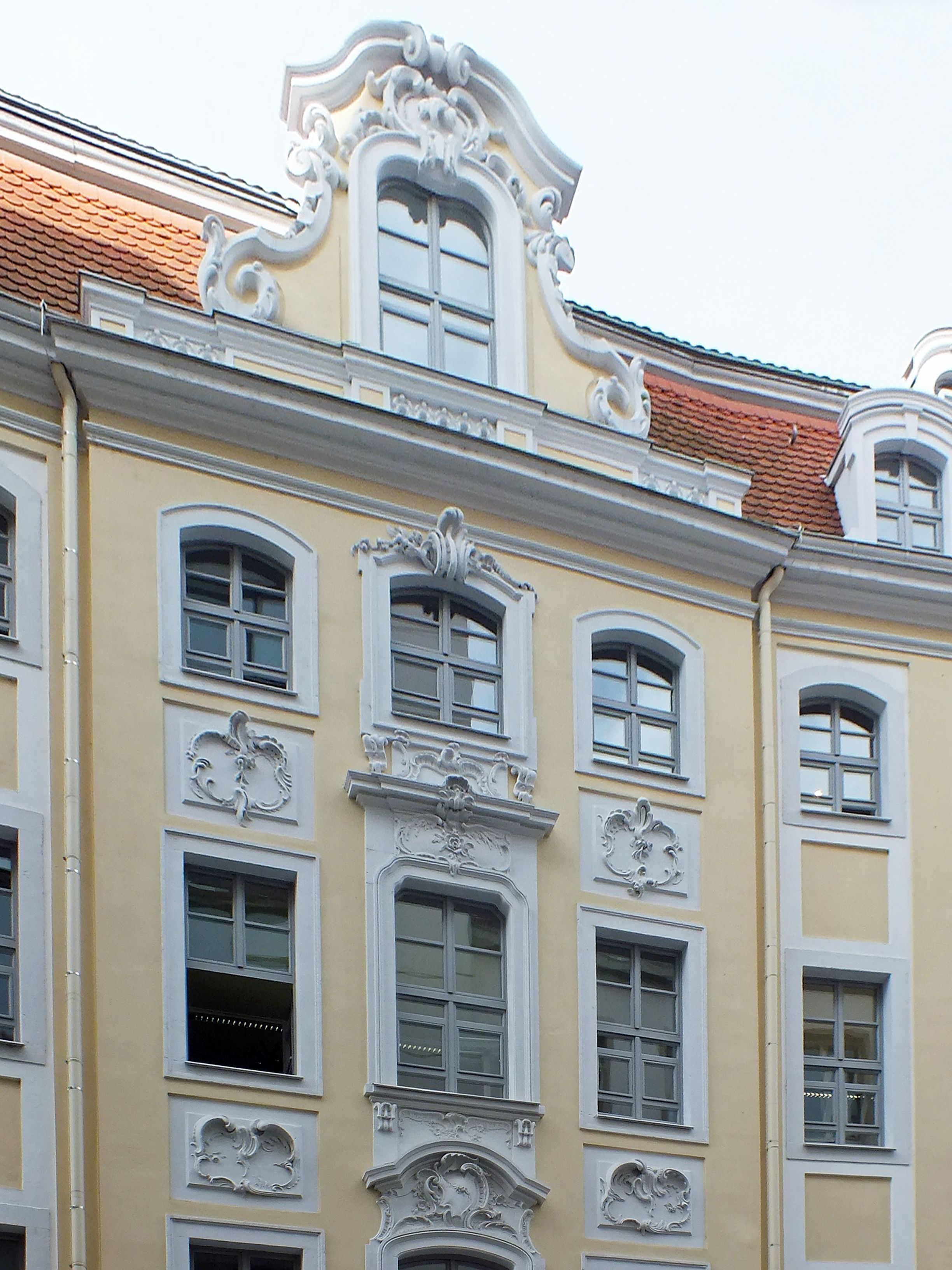
Altes Kloster, Klostergasse 5

### Klassizismus (19. Jhdt.)

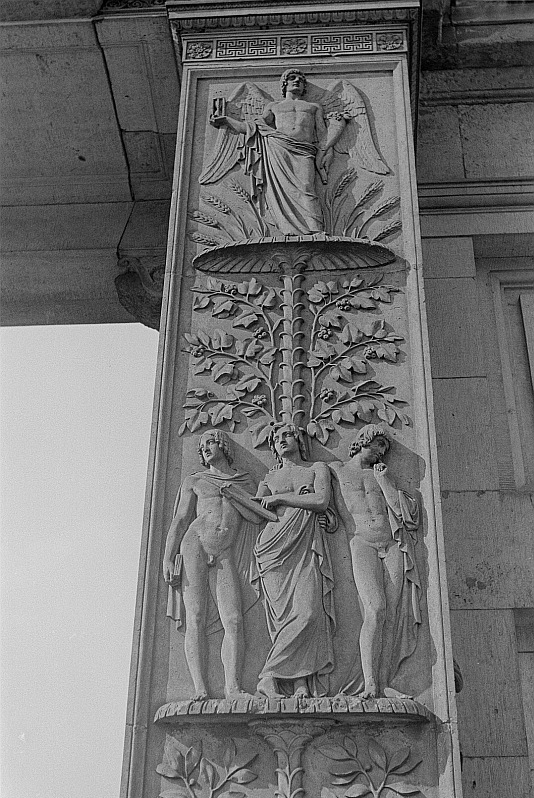
Schinkeltor benannt nach Karl Friedrich Schinkel (1952)

Eine wichtige Rolle für die industrielle Entwicklung Leipzigs spielte die Leipziger Messe und die damit verbundenen Marktvorteile. Für die neue Form der Mustermesse wurden neue Ausstellungsgebäude geschaffen. Zudem waren die weitverzweigten Leipziger Banken und Finanzmärkte wichtig für die industrielle Entwicklung der Stadt, wofür die Alte Handelsbörse genutzt wurde. Ein weiterer Faktor für die Entwicklung war Leipzigs frühzeitige Eisenbahnverbindung zu Rohstoff- und Absatzmärkten. Die Vorstädte wurden zu dicht bebauten Mischgebieten bestehend aus Arbeiterwohngebieten und Industrie- und Gewerbeanlagen. Die Mischgebiete wuchsen mit den neu entstandenen Industrievororten in der früheren dörflichen Umgebung Leipzigs zusammen. Dadurch erhöhte sich Leipzigs Einwohnerzahl von 33.000 im Jahre 1815 auf 100.000 um 1870. Leipzig war damit nun eine der führenden Industriegroßstädte. Vertreter des Klassizismus in Leipzig waren Friedrich Weinbrenner, Eduard Pötzsch, Albert Geutebrück, Johann Carl Friedrich Dauthe sowie Carl Gotthard Langhans.
Das 1766 erbaute Alte Leipziger Theater wurde 1817 von Friedrich Weinbrenner im Stil des Klassizismus umgebaut. Die schmucklose Westseite wurde durch Weinbrenner zur „repräsentativen, klassizistischen Eingangsfront“ umgestaltet. Der von Adam Friedrich Oeser bemalte Theatervorhang wurde 1799 durch einen Vorhang von Hans Veit Schnorr ersetzt.
Eduard Pötzsch entwarf im Stil des Klassizismus die Freimaurerlogen Apollo und Balduin zur Linde (1847), das Hotel de Pologne, den Dresdner Bahnhof sowie den Bayerischen Bahnhof.
Karl Friedrich Schinkel ist laut Wolfgang Hocquél der „bedeutendste deutsche Baumeister des Klassizismus“. Unter Verwendung von Schinkels Fassadenentwurf für das Augusteum führte Albert Geutebrück das Gebäude aus. Geblieben ist das Portal der alten Universität (sog. Schinkel-Portal). Nach Schinkels Entwürfen erbaute Geutebrück auch den dreigeschossigen fünfzehnachsigen Bau des ehemaligen Schützenhauses (heute Wintergartenstraße) von 1833 bis 1834. Geutebrück erbaute zudem: Großer Blumenberg, das Neue Postgebäude am Augustusplatz, die Buchhändlerbörse sowie das Königliche Palais.
Der Concertsaal wurde von 1780 bis 1783 im Zeughausflügel des Gewandhauses unter Leitung des Baudirectors Johann Carl Friedrich Dauthe im Stil des Klassizismus eingebaut. Die Decke bemalte Adam Friedrich Oeser, sie wurde aber 1833 mit einer Architekturmalerei von Johann August Giesel aus Dresden übermalt. Dauthe gestaltete das Gartenhaus des Bankiers Eberhard Heinrich Löhr (1772) und baute den Innenraum der spätgotischen Leipziger Nikolaikirche (1785 bis 1796) im klassizistischen Stil um.
Das Neue Stadttheater  wurde nach Entwürfen des verstorbenen Königlich Preußischen Oberbaurates Langhans, Architekt des Königlichen Opernhauses in Berlin, an der Nordseite des Augustusplatzes in den Jahren 1864–1867 im Stil des Klassizismus erbaut. Die Entwürfe des Königlich Preußischen Oberbaurates für das Leipziger Stadttheater orientierten sich am Königlichen Opernhaus in Berlin ebenfalls von Langhans im Baustil des Klassizismus umgebaut. Die Fassade zum Schwanenteich zeigte Parallelen zur Athener Akropolis. Wie das dort befindliche Erechtheion zeigte das Leipziger Stadttheater eine dem Schwanenteich zugewandte Vorhalle, die anstelle von Säulen von sechs überlebensgroßen Mädchenfiguren (Karyatiden) getragen wurde.
Das Römische Haus wurde 1832/1833 nach Entwürfen von Woldemar Hermann für den Verleger Hermann Härtel erbaut. Obwohl klassizistische Elemente aufweisend, wird es gemäß Vorbild und Intention als Beginn der Neorenaissance in Leipzig angesehen. Es entstand in Anlehnung an die Villa Farnesina in Rom, einem Gebäude der Hochrenaissance, und zeigte wie diese römische Villa eine fünfbogige Loggia. Das Gebäude war bekannt für seine Gemälde, darunter den siebenbildrigen Odysseus-Zyklus und den aus sechs Einzelbildern bestehenden Aschenbrödel-Zyklus. Das Haus wurde für Ernst Ziller Vorbild für die Realisierung von Heinrich Schliemanns Renaissance-Wohnpalais Iliou Melathron in Athen.
Ein Gartensaal des Römischen Hauses enthielt den Odysseus-Zyklus. Künstler war Friedrich Preller der Ältere. Die nach den Fresken erstellten Kartons des Odysseus-Zyklus wurden im Städtischen Museum am Augustusplatz ausgestellt. Die Preller-Fresken wurden vor dem 1904 erfolgten Abbruch des Hauses an die Wände des Treppenhauses der Universitätsbibliothek überführt, im Zweiten Weltkrieg aber zerstört.
Der Ballsaal des Hauses zeigte sechs Einzelbilder zu Aschenputtel in Wachsfarben nach dem Vorbild von Moritz von Schwinds Bilderzyklus aus den Jahren 1852 bis 1854. Künstler war Julius Naue, der den Zyklus von 1873 bis 1875 gemalt hatte. Beim 1904 erfolgten Abbruch des Hauses wurden die Gemälde samt Mauerwerk aus den Wänden herausgesägt und 1907 in die Aula der II. Höheren Mädchenschule (heute Gaudig-Schule) angebracht. Beim 1949 erfolgten Einzug der Arbeiter-und-Bauern-Fakultät in das Gebäude der Gaudig-Schule wurden vier Gemälde durch zeitgemäße Bilder ersetzt. Zwei der Gemälde befinden sich heute im Foyer des Verlagshauses der Leipziger Volkszeitung.

Bauten des Klassizismus
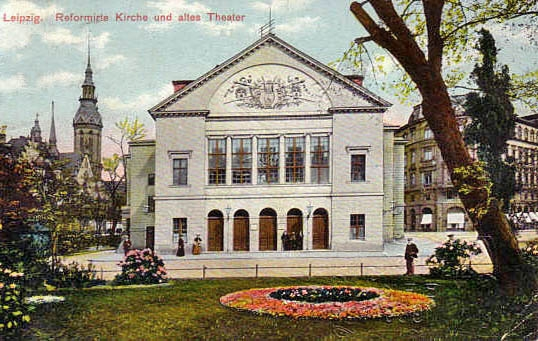
Altes Theater (Leipzig)
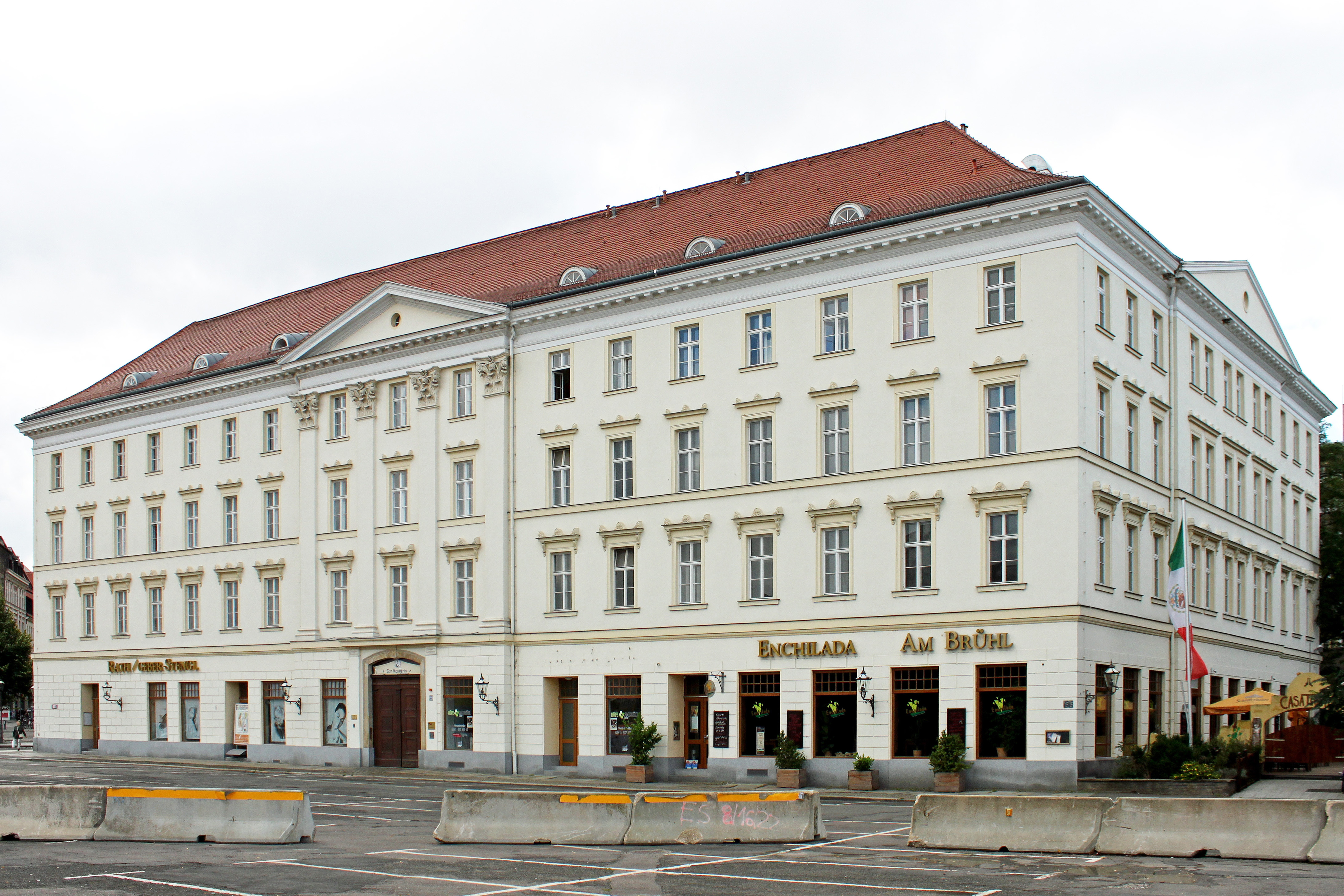
Großer Blumenberg
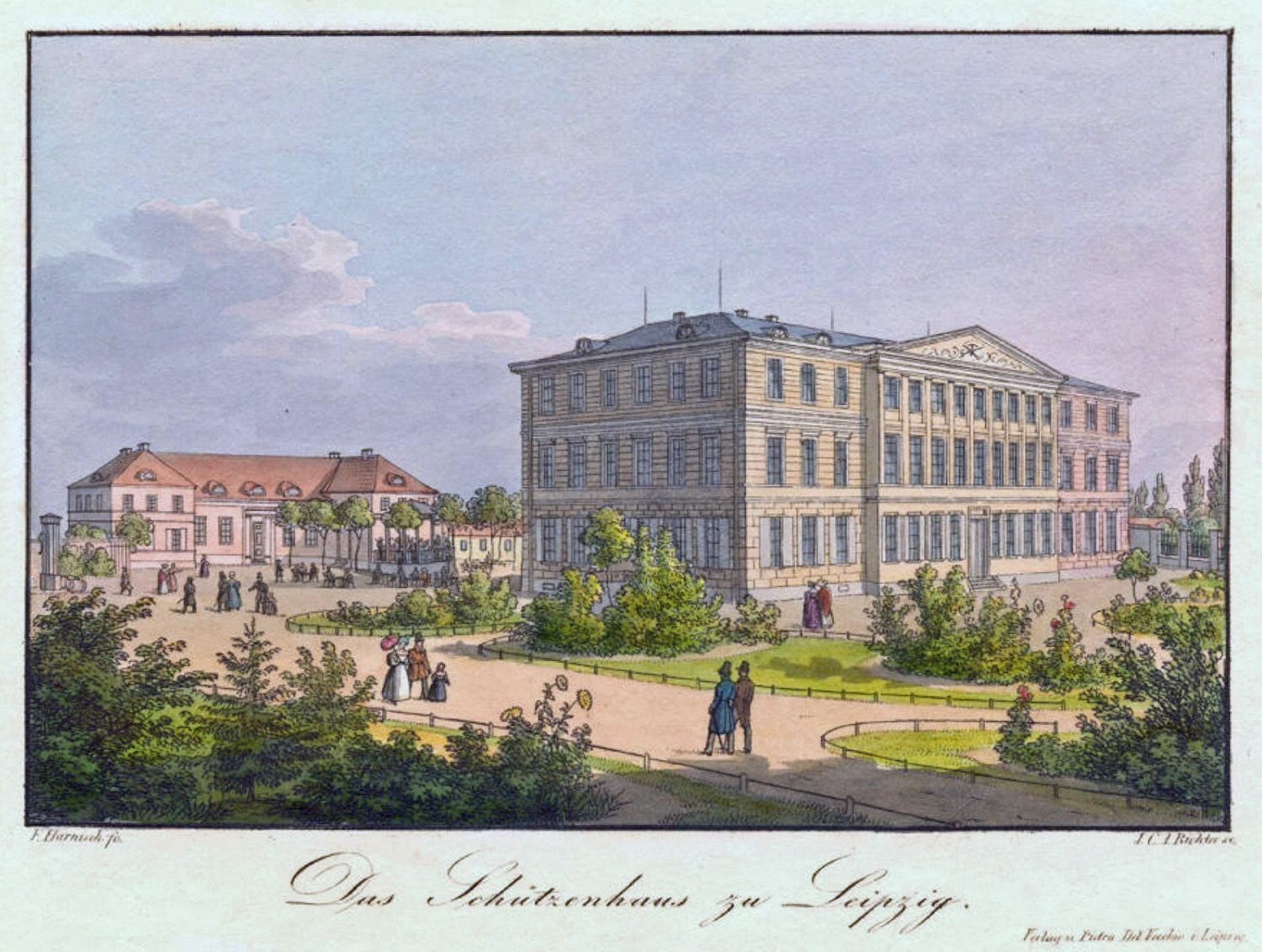
Schützenhaus 1835 (später Teil des Kristallpalastes)
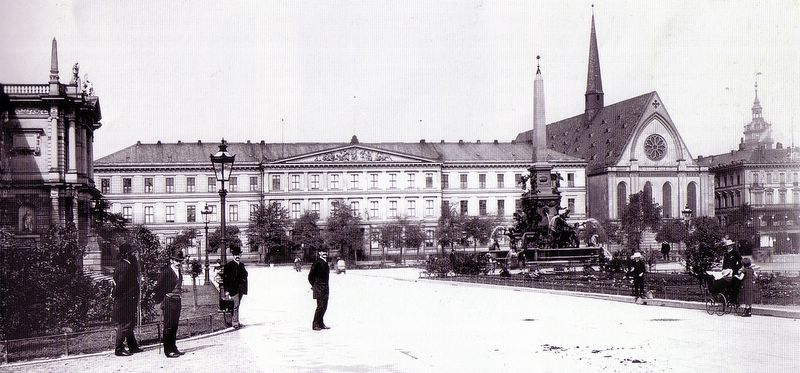
Augusteum vor dem Umbau
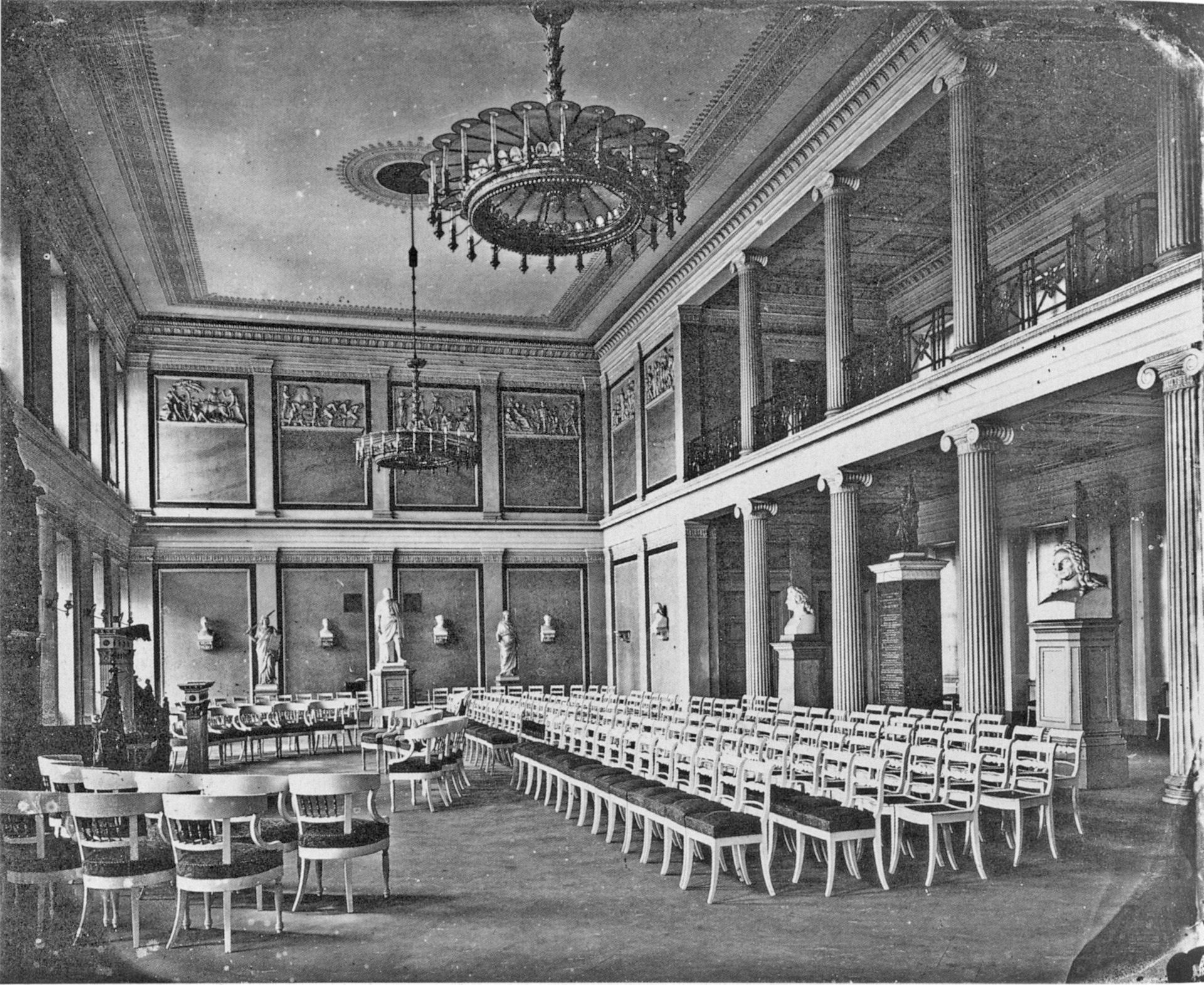
Aula des Augusteums
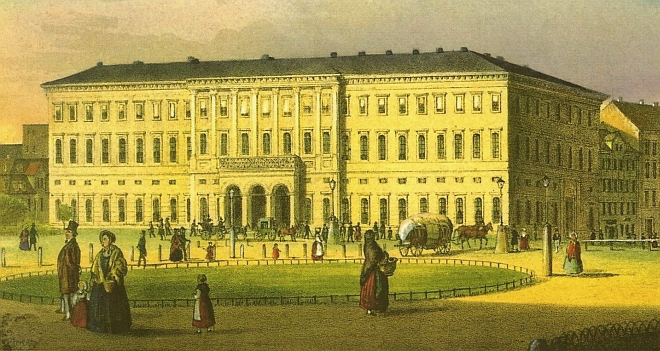
Neues Postgebäude um 1840
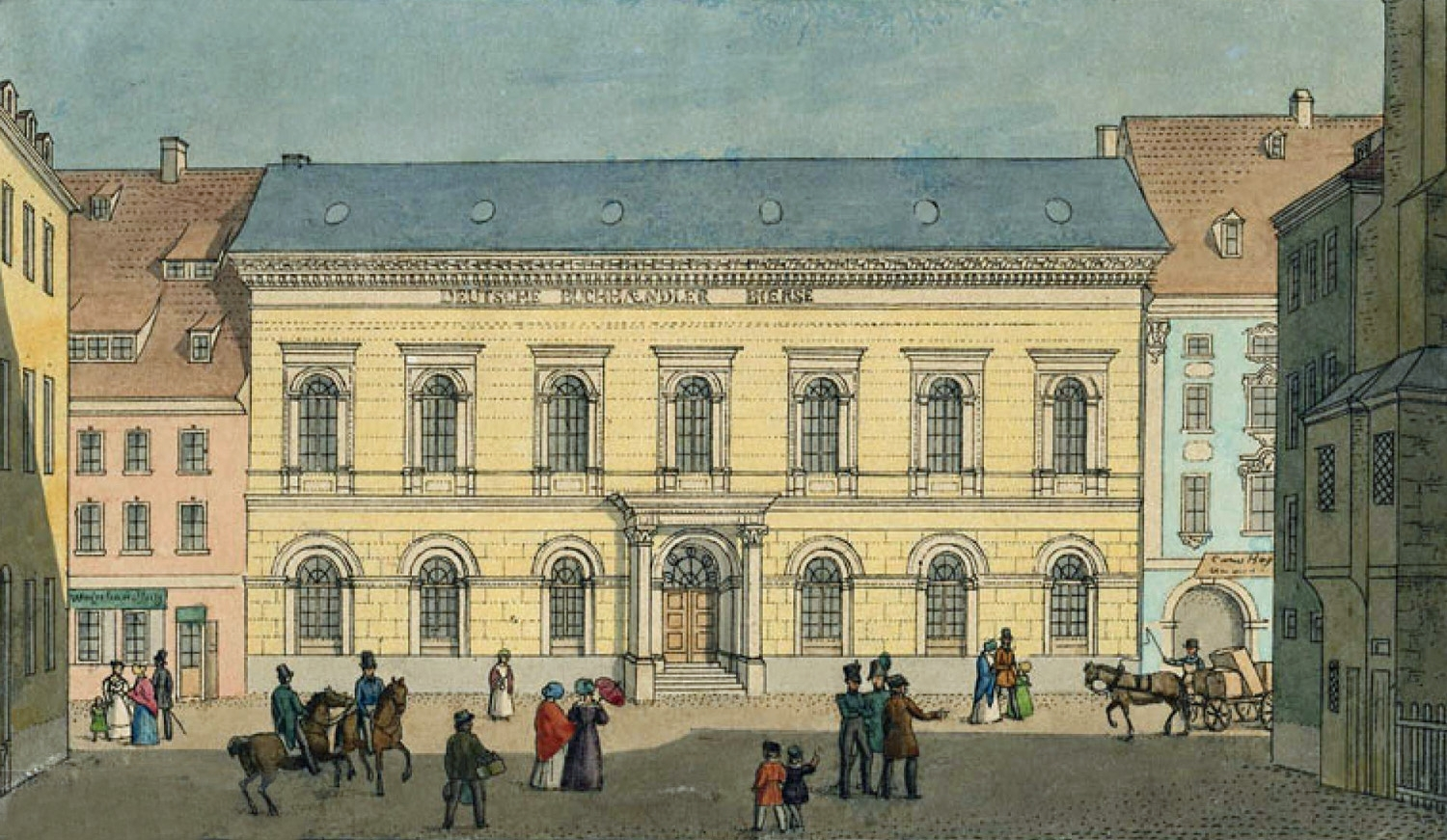
Buchhändlerbörse 1840
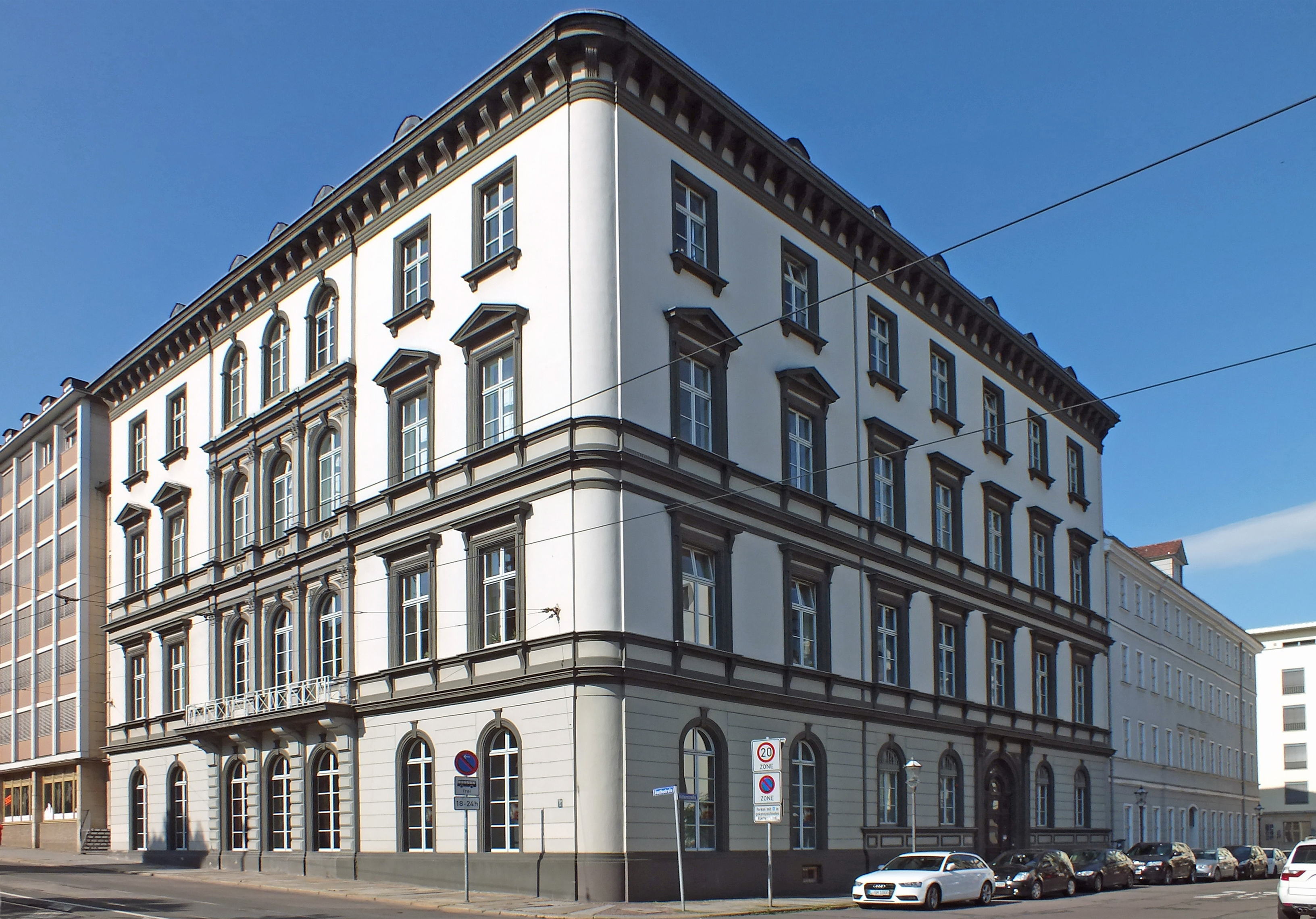
Königliches Palais
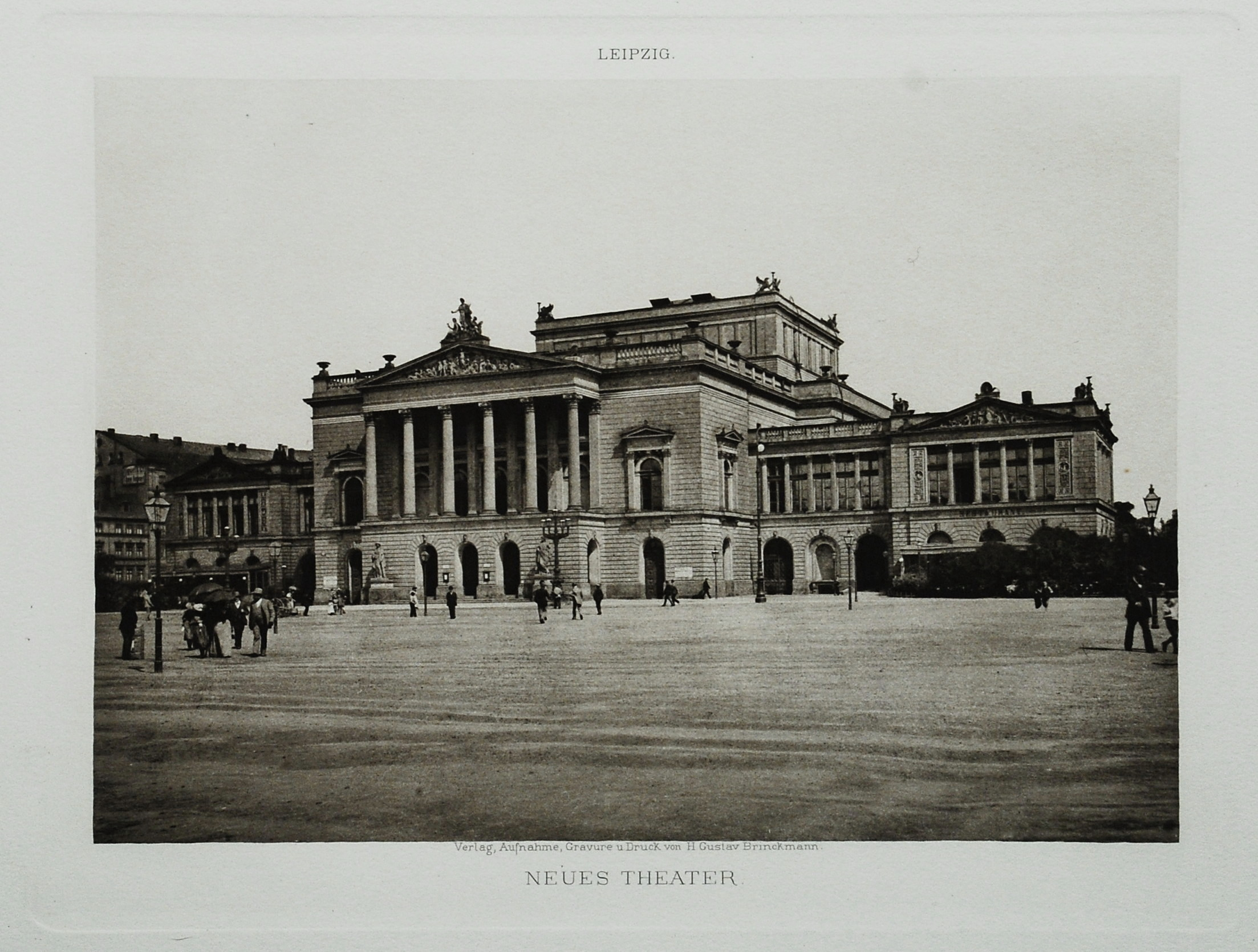
Neues Theater (Leipzig)
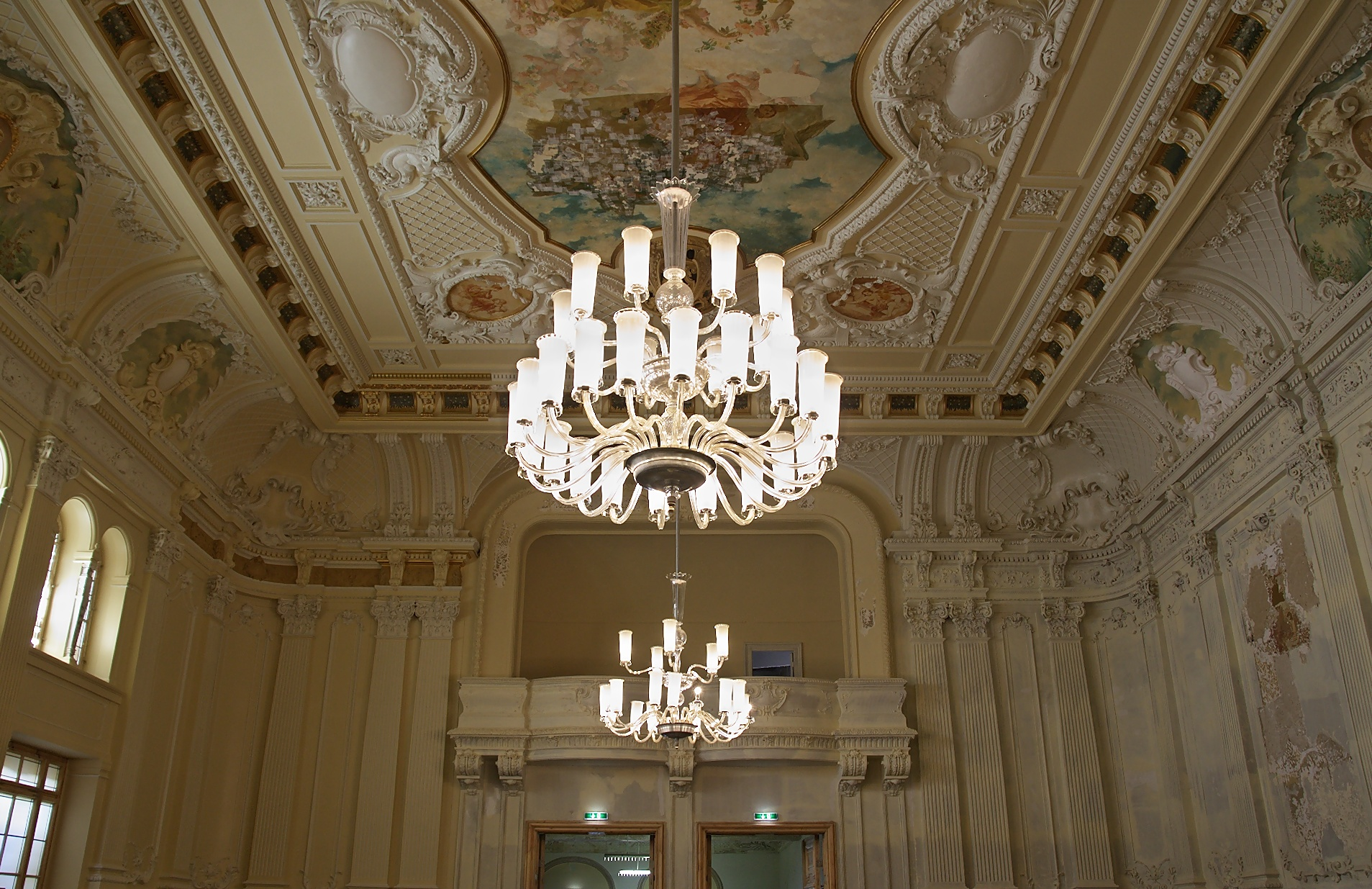
Hotel de Pologne, Fresken (Auswahl)
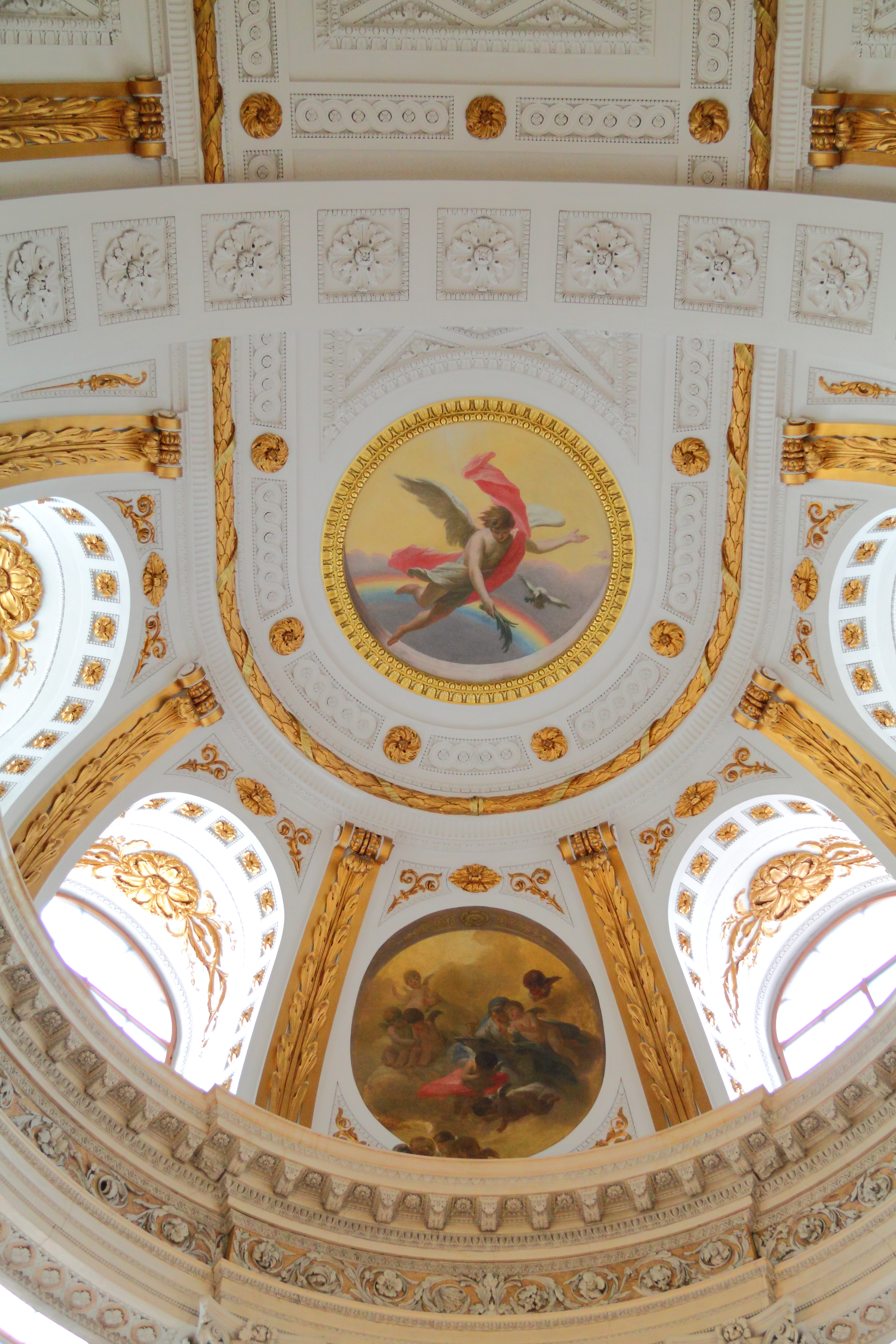
Nikolaikirche (Leipzig)
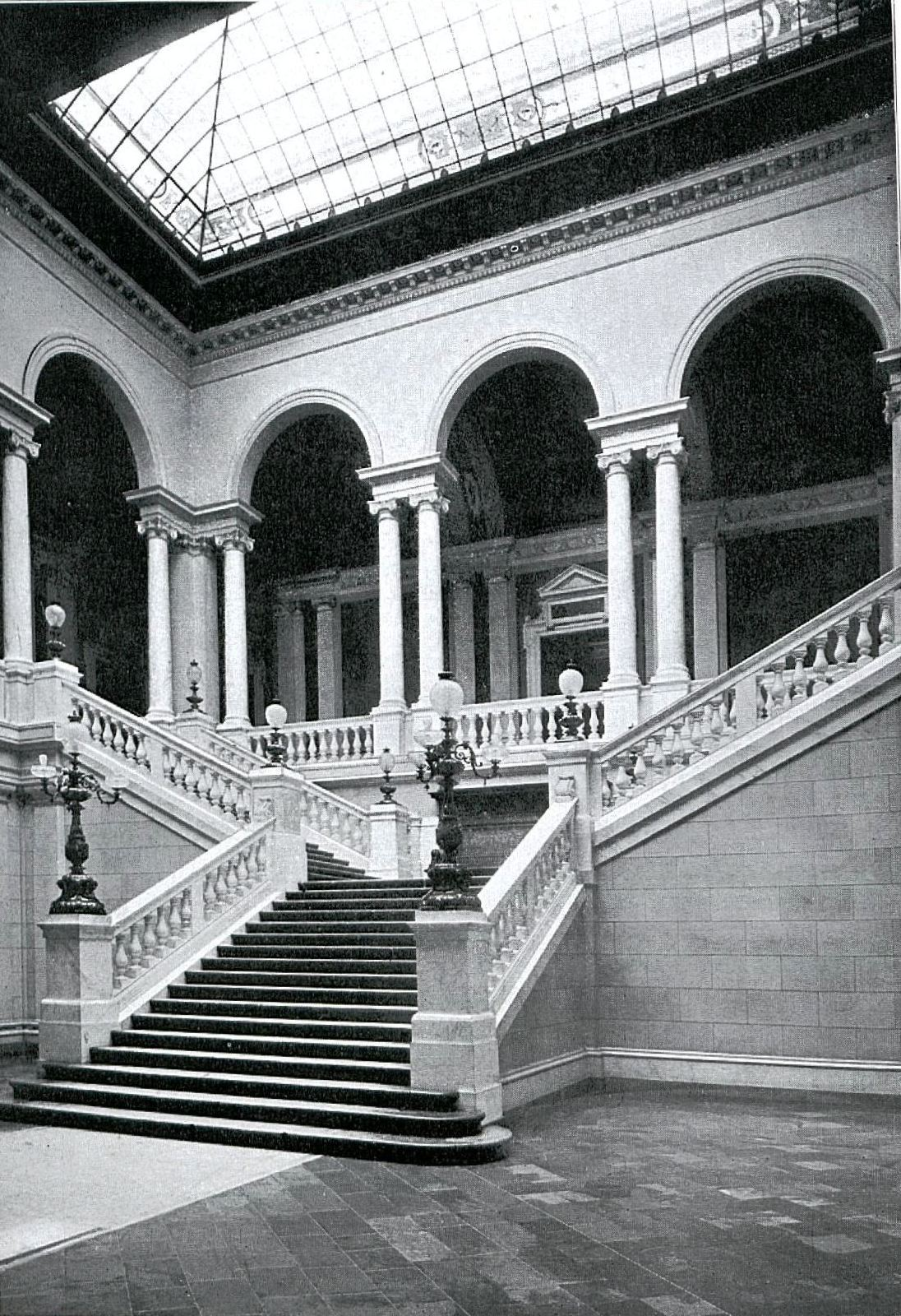
Universitätsbibliothek, Treppenhaus mit Odysseus-Zyklus (Preller)

### Deutsch-Französischer Krieg und Historismus (ab 1871)

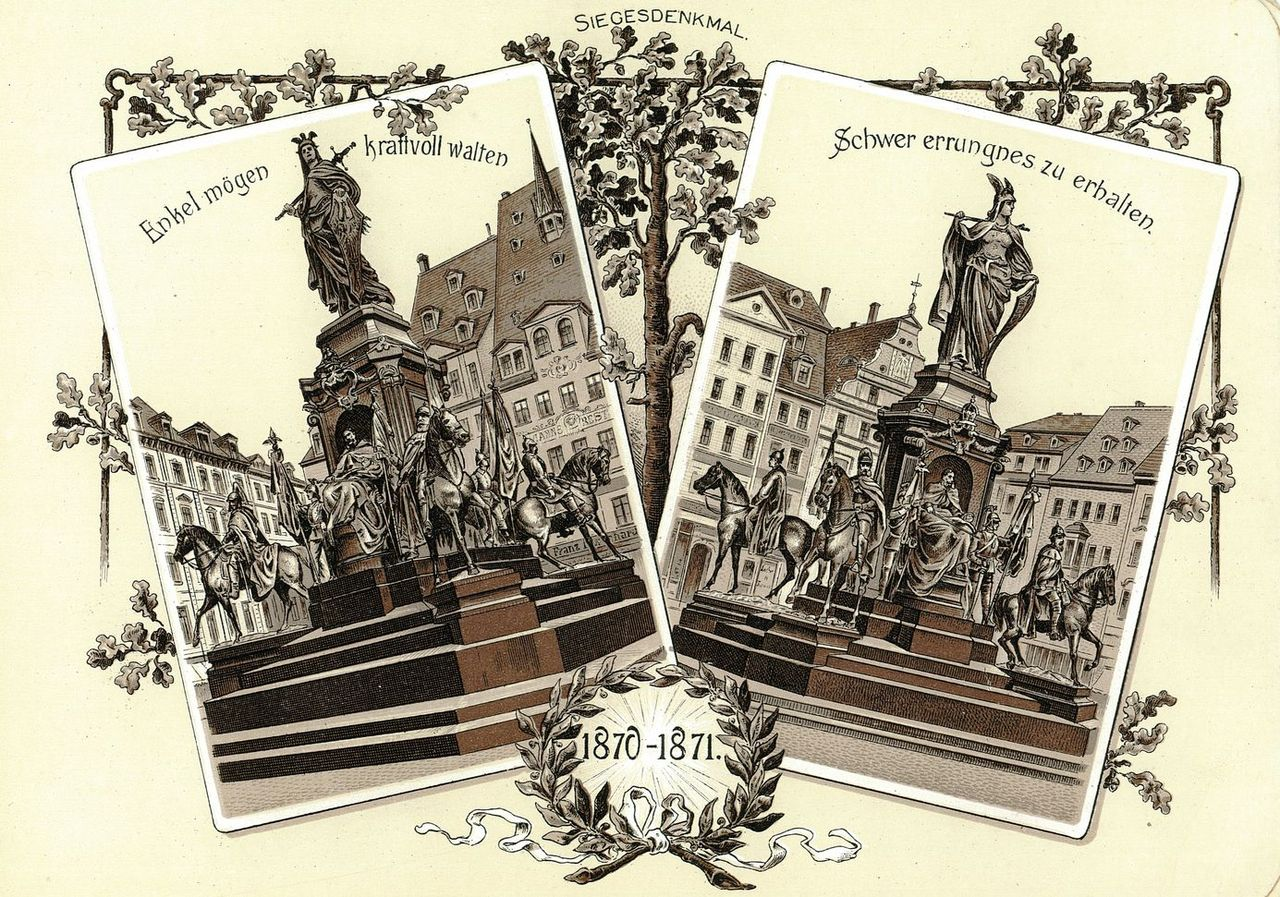
Das Leipziger Siegesdenkmal erinnerte an den Deutsch-Französischen Krieg. Darauf folgte der Historismus.

Nach dem Sieg Deutschlands im Deutsch-Französischen Krieg und den darauf einsetzenden kontinuierlichen französischen Reparationszahlungen erfolgte ein Wirtschaftsaufschwung und ein Bau-Boom in Deutschland im Stil des Historismus. Das Siegesdenkmal in Leipzig, das an den Sieg Deutschlands erinnerte und 1888 auf dem Leipziger Marktplatz errichtet wurde, brach man 1946 wegen „Versinnbildlichung des Militarismus“ ab. Das von Rudolf Siemering aus der Berliner Bildhauerschule geschaffene Denkmal bestand aus der Allegorie der Germania sowie Darstellungen verschiedener historischer Persönlichkeiten von Sachsen und des wilhelminischen Kaiserreiches: Kaiser Wilhelm I., Kaiser Friedrich III., König Albert v. Sachsen, Reichskanzler Bismarck sowie Generalfeldmarschall v. Moltke.
Zwischen 1871 und 1914 stieg die Einwohnerzahl Leipzigs von 100.000 auf 625.000 an. Die Vororte wurden eingemeindet. Es begann 1889 mit Reudnitz und Anger-Crottendorf. 1890 folgten Thonberg, Sellerhausen, Volkmarsdorf, Gohlis und Eutritzsch. 1891 kamen Lindenau, Plagwitz, Schleußig, Kleinzschocher, Connewitz, Lößnig. 1910 waren es Dölitz, Dösen, Probstheida, Stötteritz, Stünz und Möckern.
Laut Wolfgang Hocquél ist der Leipziger Historismus wichtig: „Den größten Anteil an den 1 410 Denkmälern der Stadt Leipzig haben rund 700 Wohnhäuser der Historismusarchitektur …“. Vertreter des Historismus in Leipzig waren August Friedrich Viehweger, Martin Gropius, Heino Schmieden, Hugo Licht, Paul Richter, Arwed Roßbach, Hans Enger, Karl Weichardt und Otto Simonson.
Laut dem Kunstwissenschaftler und Denkmalpfleger Wolfgang Hocquél sind die Leipziger Passagen und Höfe Kulturdenkmale von europäischer Bedeutung. Es gibt in Leipzig Welterbe-Bestrebungen zur besonderen Würdigung dieser Kulturepoche, die in der Stadt einmalige Spuren hinterließ.

#### Italienische Neorenaissance
Das bei der Reichsgründung 1871 nach dem gewonnenen Deutsch-Französischen Krieg geschaffene Kaiserreich siedelte sein oberstes Gericht in Leipzig an. Das Gebäude wurde im Stil der italienischen Neorenaissance gestaltet. Nach der Reichsgründung wurde der „Stil der italienischen Renaissance als nationaler Stil propagiert“. Bei der italienischen Neorenaissance orientierte man sich an der Architektur der Renaissance. Dabei wurden die wesentlichen Gestaltungselemente der römischen Antike übernommen. Um das Reichsgericht entstanden zahlreiche Gebäude, die „die Formensprache der Renaissance aufgriffen“: das Neue Concerthaus, das Städtische Museum, das Reichspostgebäude, die Neue Handelsbörse, die Universitätsbibliothek, Königliche Konservatorium der Musik, Königliche Kunstakademie und Kunstgewerbeschule (Entwurf Otto Warth) und ein Polytechnikum.

##### Reichsgerichtsgebäude
Das Reichsgerichtsgebäude wurde im Stil der historistischen Architektur nach Vorbildern der italienischen Renaissance geschaffen. Gebaut wurde das Reichsgerichtsgebäude von 1888 bis 1895 nach Entwürfen von Ludwig Hoffmann und Peter Dybwad. Die Kuppel schmückt die Skulptur Die Wahrheit. Andere Figuren der deutschen Rechtsgeschichte schmücken das Gebäude, darunter Eike von Repgow, Johann von Schwarzenberg, Johann Jacob Moser, Carl Gottlieb Svarez (Allgemeines Landrecht), Anselm von Feuerbach und Friedrich Carl von Savigny. Die innere Ausstattung, darunter der Figuren- und Wandschmuck, behandelt die Themen Untersuchung, Urteil, Vollstreckung und Gnade.

Reichsgerichtsgebäude
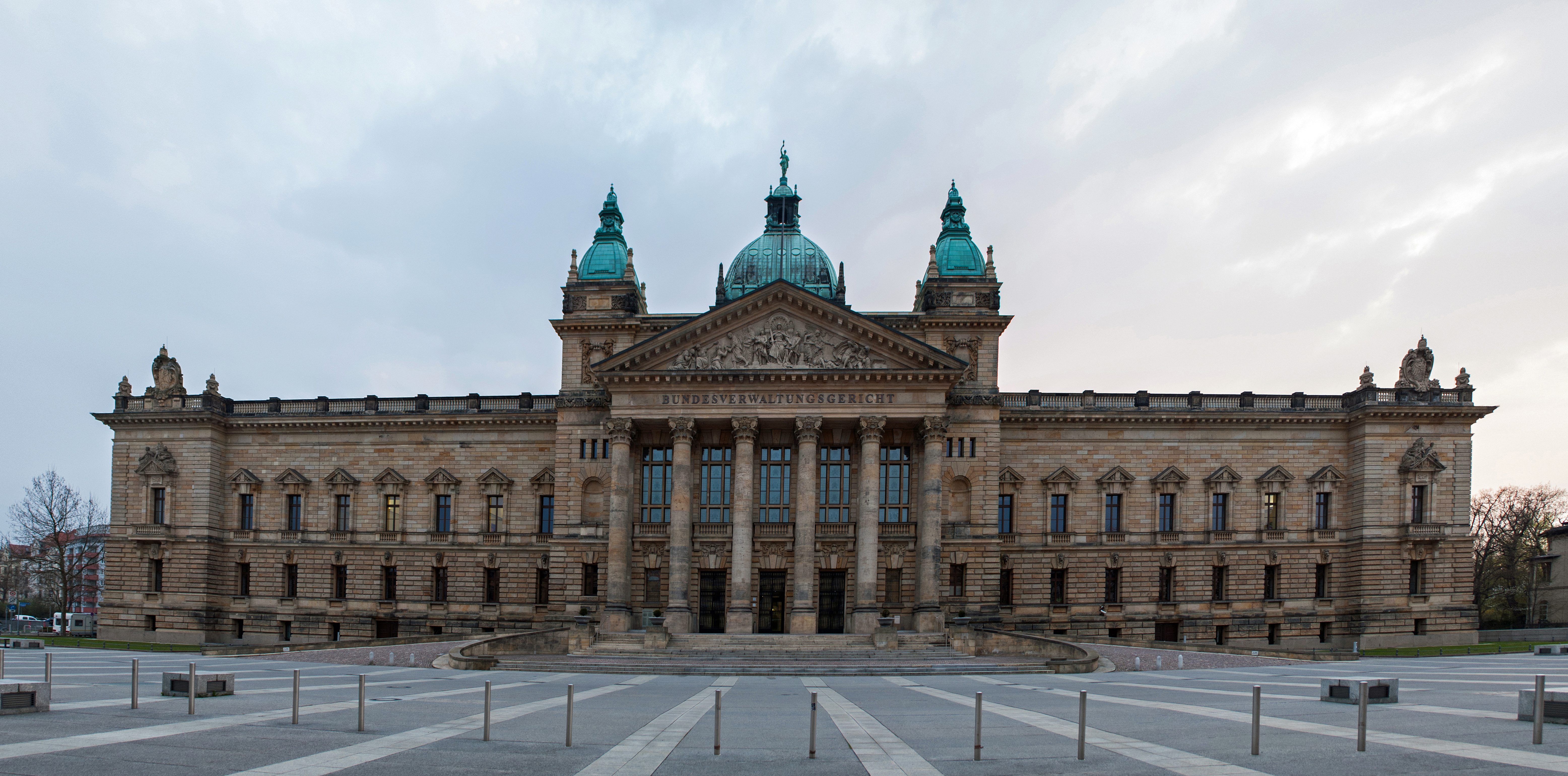
Historismus: Reichsgerichtsgebäude
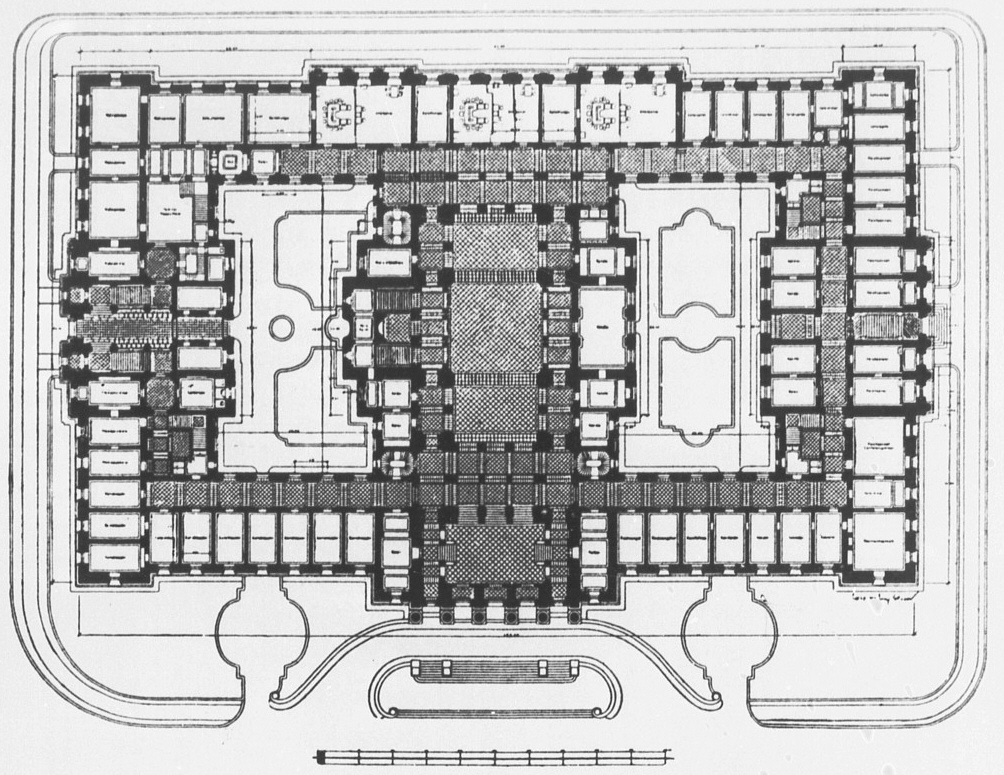
Historismus: Reichsgerichtsgebäude, Grundriss

##### Zweites Gewandhaus

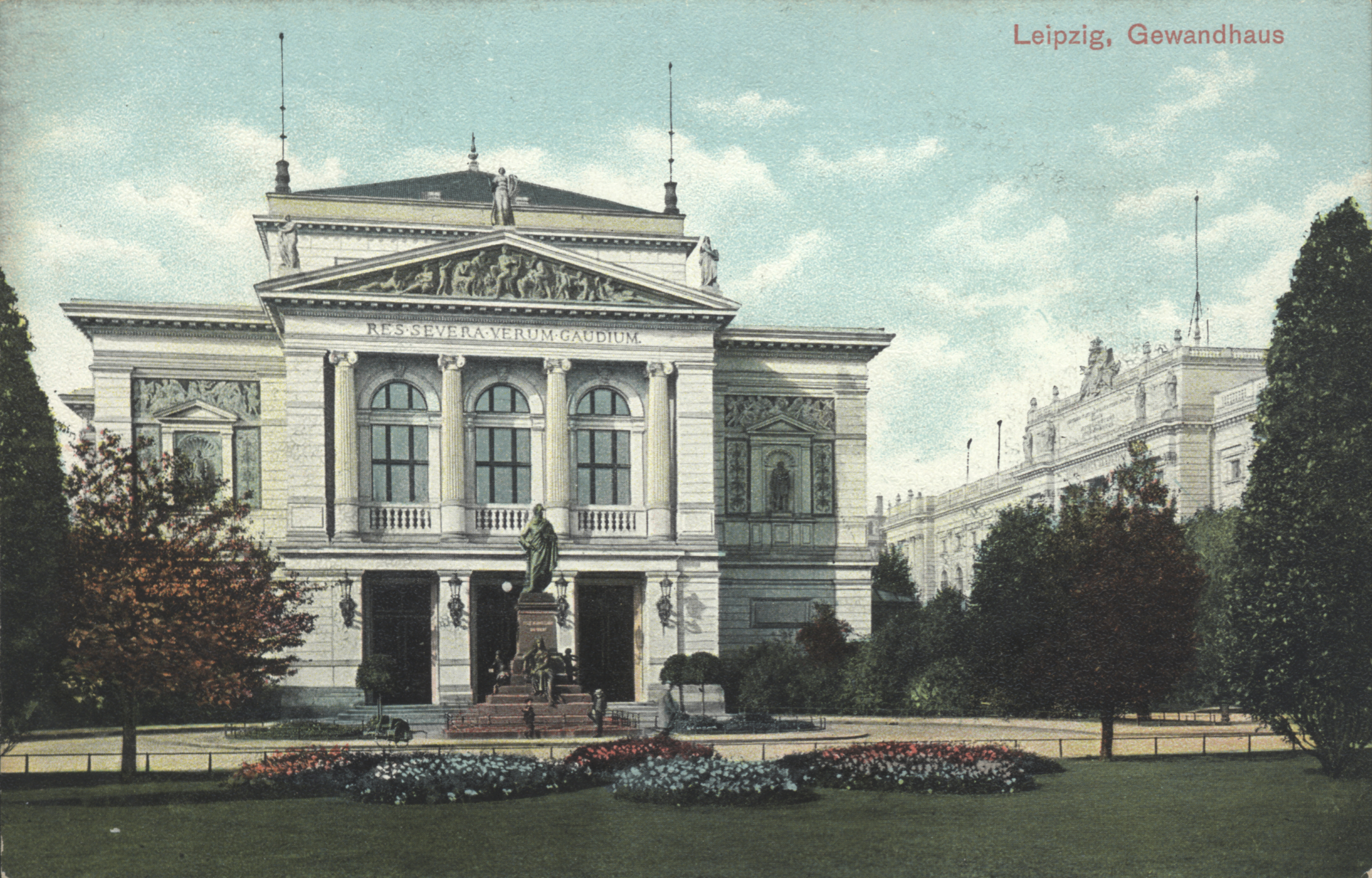
Historismus: Das zweite Gewandhaus, davor das Mendelssohn-Denkmal (um 1910)

Das Neue Konzerthaus  im Musikviertel wurde 1882 bis 1884 nach Entwürfen von Martin Gropius und Heino Schmieden errichtet und am 11. Dezember 1884 eröffnet. Das Gebäude enthielt zwei Konzertsäle, Wandelsäle und Musikzimmer. Der Hauptsaal war 37,5 m lang und 19 m breit. Der Saal war 14,6 m hoch. Die historistische Fassade orientierte sich an der klassischen Renaissance: „Die Fassadenbildung ist ganz im Sinne der von Gropius gepflegten Richtung der hellenischen Renaissance und im engeren Anschluß an das Schauspielhaus Schinkels in Berlin durchgeführt worden“. Den Bauschmuck schuf Otto Lessing. Das Bauwerk wurde Vorbild für die 1900 erbaute Symphony Hall in Boston. Vor dem Gebäude stand bis zum 9. November 1936 das Mendelssohn-Denkmal, geschaffen nach dem Entwurf von Werner Stein, eingeweiht am 26. Mai 1892. Es wurde auf Veranlassung von Rudolf Haake, Stellvertreter des Oberbürgermeisters Carl Goerdeler, während dessen Abwesenheit abgerissen und die Statue wahrscheinlich eingeschmolzen. Im Zweiten Weltkrieg während der Luftangriffe auf Leipzig beschädigt, wurde die Ruine des zweiten Gewandhauses am 29. März 1968 abgebrochen.

##### Städtisches Museum
Das Städtische Museum am Augustusplatze bestand in seinem Kern aus einem Werk des Münchner Architekten und Professors Ludwig Lange in „italienischen Renaissanceformen“ aus dem Jahre 1855. Ende 1881 wurde das Gesuch eingereicht, das Gebäude nach einem Entwurf von Hugo Licht wesentlich zu vergrößern. Der Entwurf erfuhr noch einige Ergänzungen durch Freiherr Heinrich von Ferstel in Wien und Heino Schmieden aus Berlin. Die Baukosten wurden finanziert mit 600 000 Mark aus dem Vermögen von Francesco Domenico Grassi. Zusätzlich stiftete Grassi noch weitere 99.200 Mark zum Umbau der inneren Haupttreppe. Die von Professor Theodor Grosse bemalte östliche Loggia des Altbaus wurde durch die Arbeiten zugebaut. Da die Loggia nun kein Licht mehr von außen erhielt, wurde vor der Loggia ein großer Oberlichtsaal angelegt. Spiegelbildlich wurde auch auf der westlichen Seite eine Loggia mit indirekter Beleuchtung durch einen ihr vorgelagerten Oberlichtsaal geschaffen. Der Umbau fand von 1883 bis 1886 statt.
Die Fassaden bestanden aus Werkstein, der figürliche Schmuck aus Istrianer Kalkstein. Gebaut wurde nach Vorbildern der „italienischen Hochrenaissance.“ Dabei wurden die Formen derselben „etwas energischer zur Erscheinung gebracht […] als wie sie bei dem ursprünglichen Lange’schen Bau vorhanden waren.“ Die Haupttreppe wurde aus Salzburger Marmor, Istrianer Kalkstein und poliertem Granit hergestellt. Malerischen Schmuck zeigten die Gewölbe unter den Oberlichtern und Decken.
Nach einem Entwurf des Leipziger Architekten Hugo Licht wurde von 1885 bis 1887 auch das Königliche Konservatorium der Musik in der Grassistraße 8 (im Musikviertel südwestlich der Altstadt) erbaut und am 5. Dezember 1887 eingeweiht.

Städtisches Museum
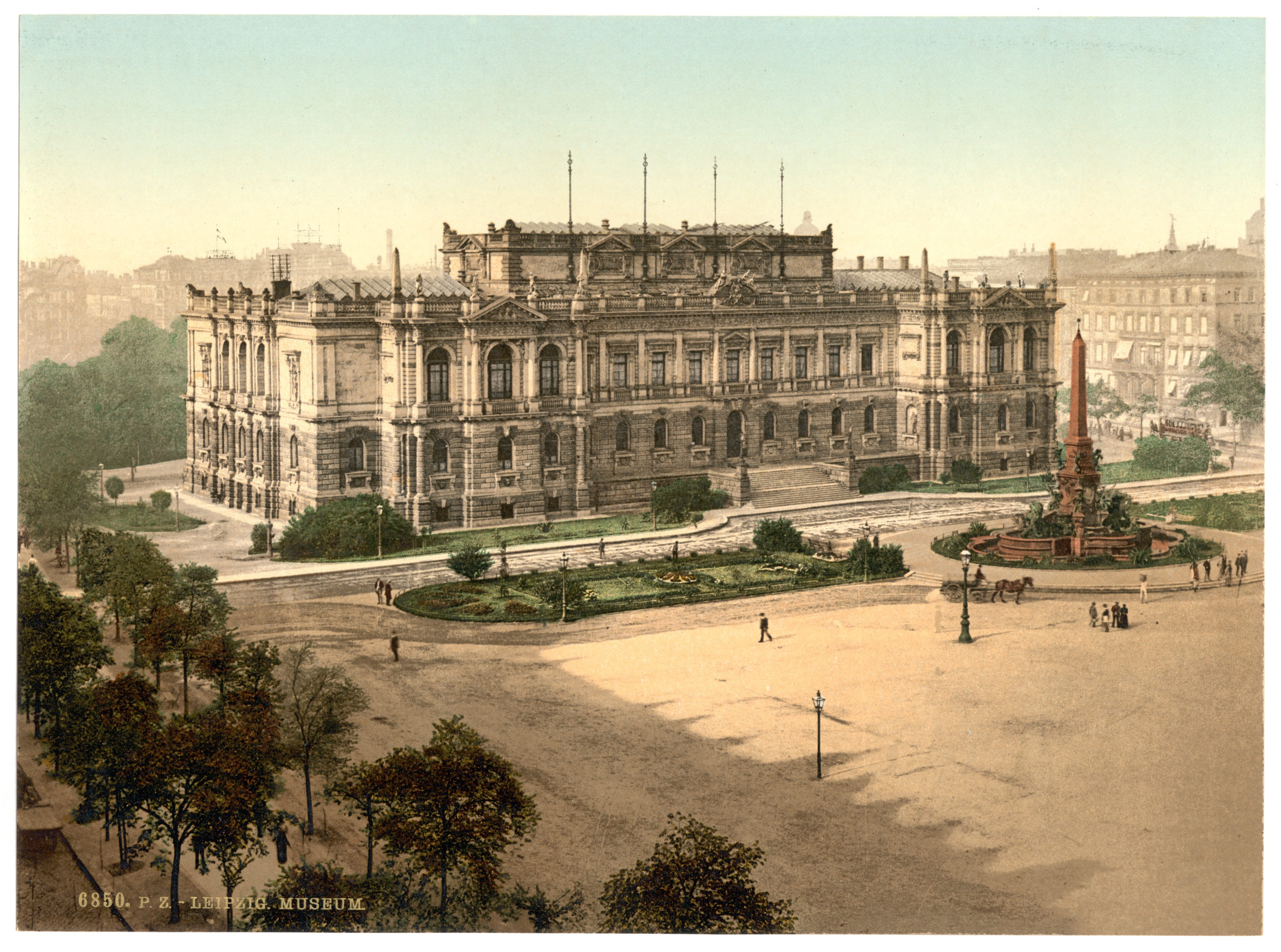
Historismus: Städtisches Museum am Augustusplatz
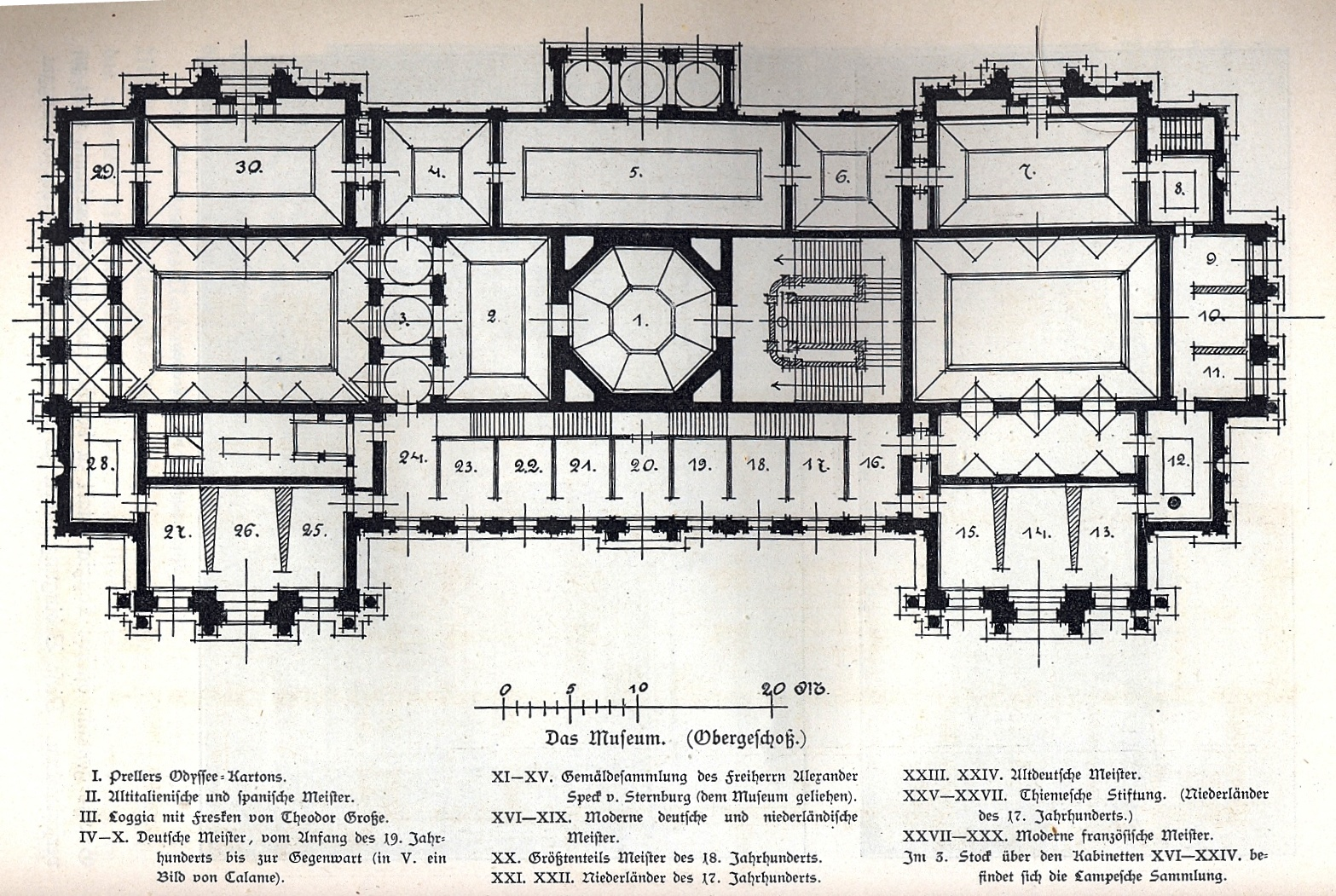
Historismus: Städtisches Museum am Augustusplatz, Obergeschoss
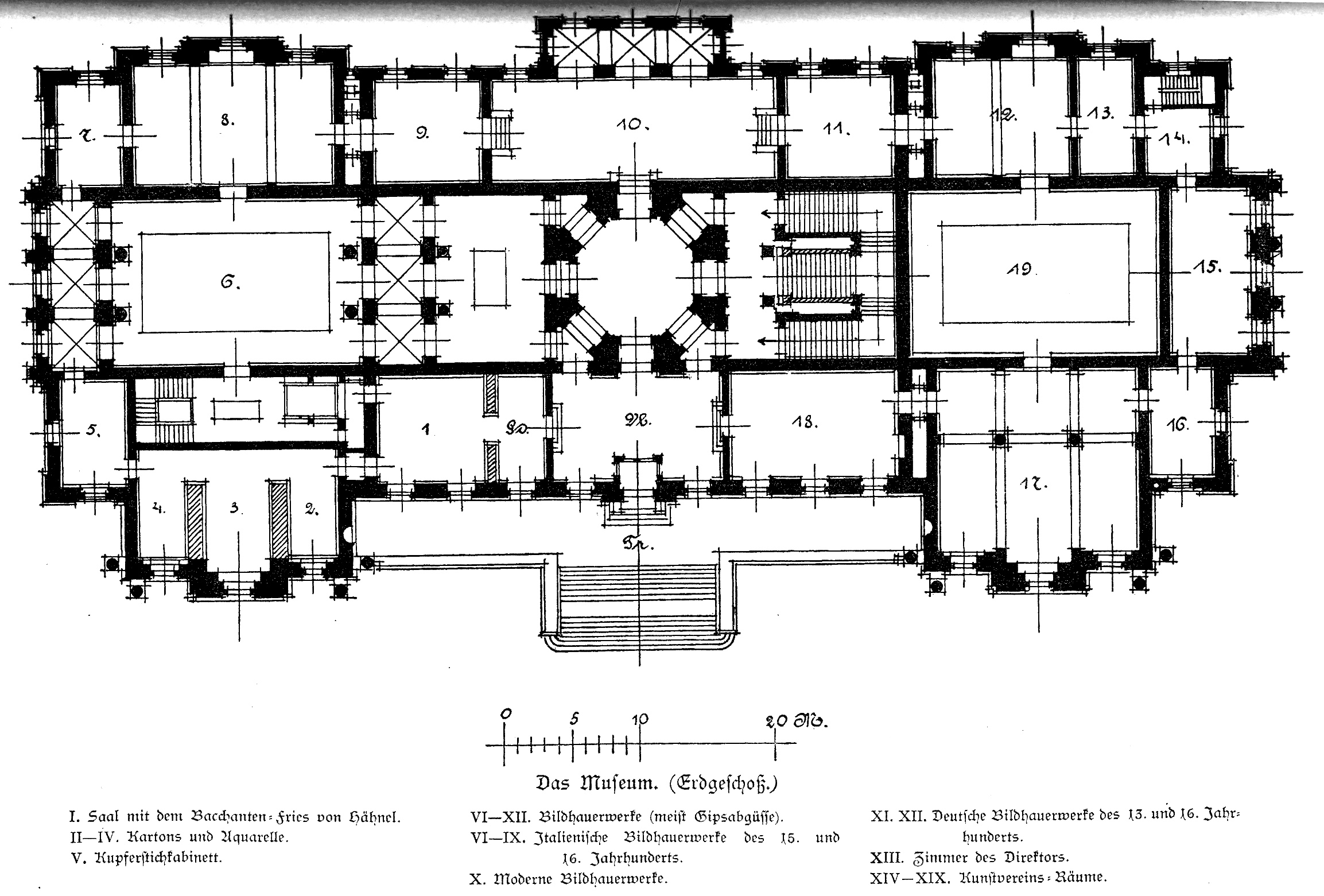
Historismus: Städtisches Museum am Augustusplatz, Erdgeschoss

##### Reichspostgebäude
Das Reichspostgebäude  wurde von 1881 bis 1884 von Paul Richter im Stil des Historismus nach Vorbildern der italienischen Renaissance umgebaut: „Die Fassaden sind teils im Quader-, teils im Feinziegelbau in den besonderen Formen der sächsischen Schule italienischer Renaissance ausgeführt“. Das Material der architektonischen Gliederungen bestand aus Sandstein. Die glatten Flächen waren verputzt. Das Gebäude der Reichs-, Post- und Telegraphenverwaltung hatte drei Hauptgeschosse mit großen saalartigen Räumen. Das Grundstück umfasste 3920 m², wovon 2824 m² bebaut und 1096 m² Freifläche waren. Joseph Kaffsack schuf sechs vier Meter hohe Attika-Statuen auf der Hauptpost, die im Auftrag der Reichs-, Post- und Telegraphenverwaltung entstanden und Allegorien auf Post, Telegraphie, Kunst, Wissenschaft, Handel und Gewerbe waren. Die allegorische Figur mit Flügeln stellte die damals modernste Form der Nachrichtenübertragung, die Telegrafie, dar. Dieser Figur war eine zweite ebenfalls geflügelte Figur gegenübergestellt, die die Briefpost symbolisierte. Die anderen vier flügellosen Figuren dazwischen stellten Handel, Kunst, Wissenschaft und Gewerbe dar. Mit dieser Figurenanordnung wurde die Wichtigkeit einer schnellen Nachrichtenübertragung angedeutet.

Hauptpost
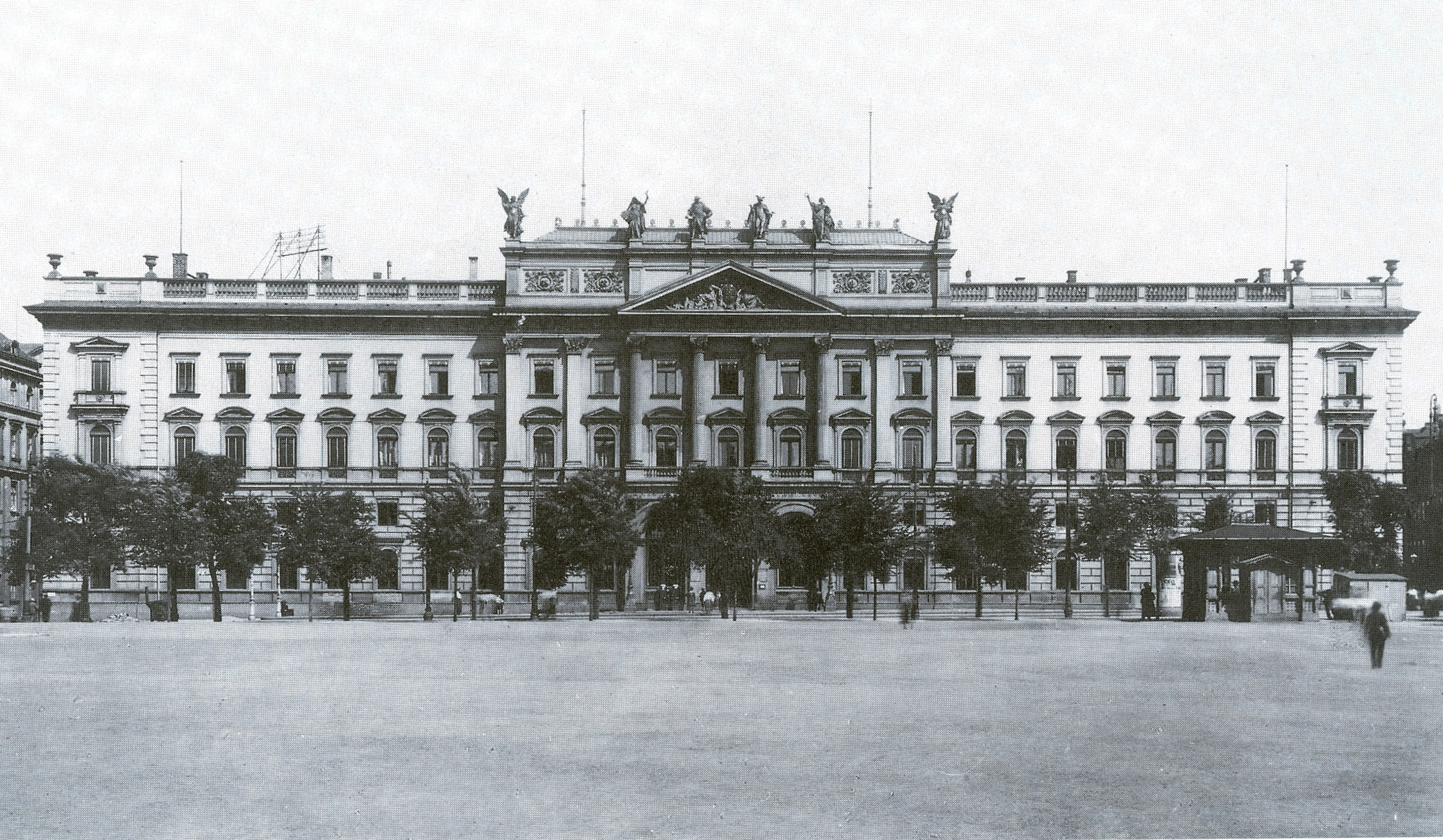
Historismus: Reichspostgebäude
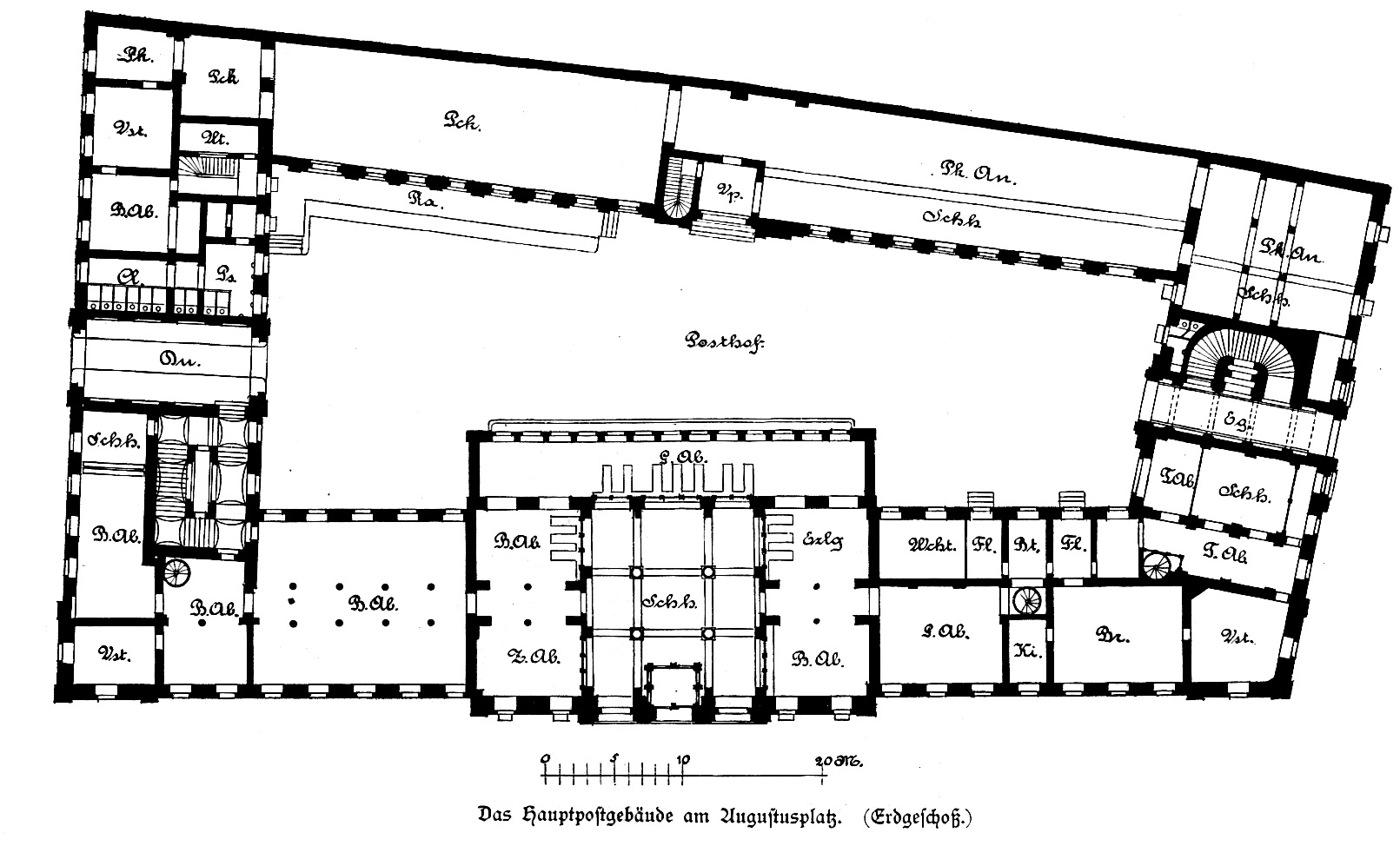
Historismus: Reichspostgebäude, Grundriss
Historismus: Reichspostgebäude, Statue der Telegraphie um 1900
Historismus: Reichspostgebäude, Statue der Post, um 1900

##### Modehaus August Polich (bis 1936)

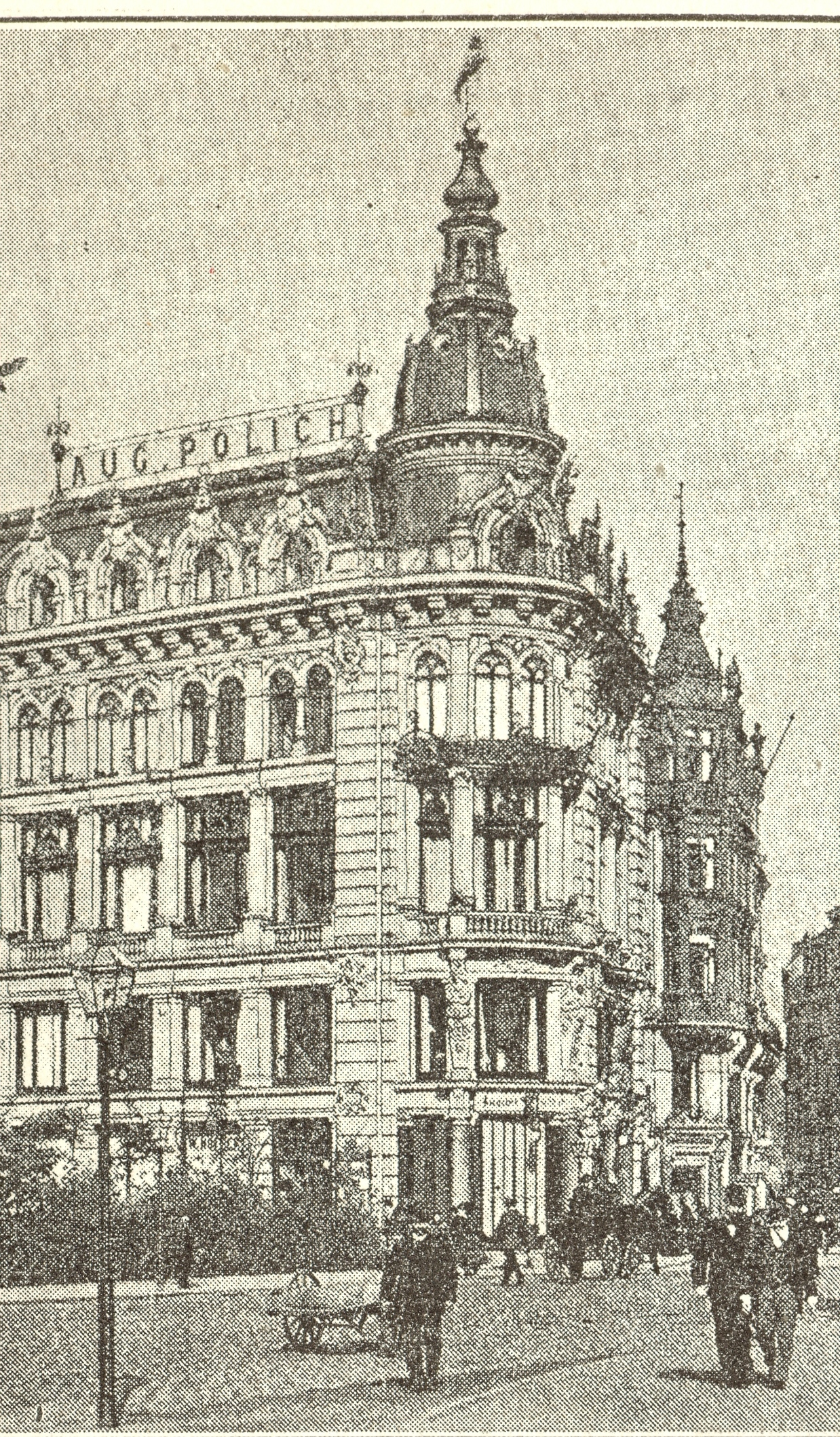
Historismus: Geschäftshaus August Polich (1892)

Gegen Ende des 19. Jahrhunderts begann die Zeit der großen Universal- und Spezialkaufhäuser in Leipzig, darunter waren das Leipziger Modehaus Gustav Steckner oder das Leipziger Warenhaus Althoff, zwischen Neumarkt, Petersstraße und Preußergäßchen. Den südlichen Eingang zur Petersstraße schmückte auf der linken Seite das repräsentative Modehaus August Polich, das in der Zeit der NS-Diktatur abgebrochen wurde. Für das Kaufhaus Polich an der Markgrafenstraße 2/Petersstraße/Schloßgasse lieferte Roßbach die Entwürfe. Das mit einer Rolltreppe ausgestattete Gebäude wurde um 1888 erbaut und 1898 erweitert. Der Warenhauskonzern von August Polich verfügte auch über einen eigenen Versandhandel und Wäschefabriken. Der Hoflieferant August Polich, Leipzig war neben Rudolph Herzog, Berlin; Hermann Gerson, Berlin; N. Israel, Berlin; A. Wertheim, Berlin im Verein zur Abwehr des Antisemitismus. Heinz Maegerlein beschreibt im 30. Band von Merian seine Erlebnisse im alten jüdischen Leipzig und das jüdische Kaufhaus Polich. Maegerlein beschreibt Leipzig als eine „außergewöhnlich vielschichtige Stadt“, darunter Leipzig als Stadt des Pelzhandels und des „Gewerbefleißes“:

„… und die im Brühl, der damals bedeutendsten Pelzstraße der Welt, in ihren schwarzen Kaftanen vor ihren Geschäften handelnden und lebhaft gestikulierenden Juden mit ihren uns so fremdartig erscheinenden Ringellöckchen … und die erste Rolltreppe unseres Lebens im fortschrittlichen Kaufhaus von August Polich neben der Deutschen Bank am Ausgang der Petersstraße.“

Modehaus August Polich
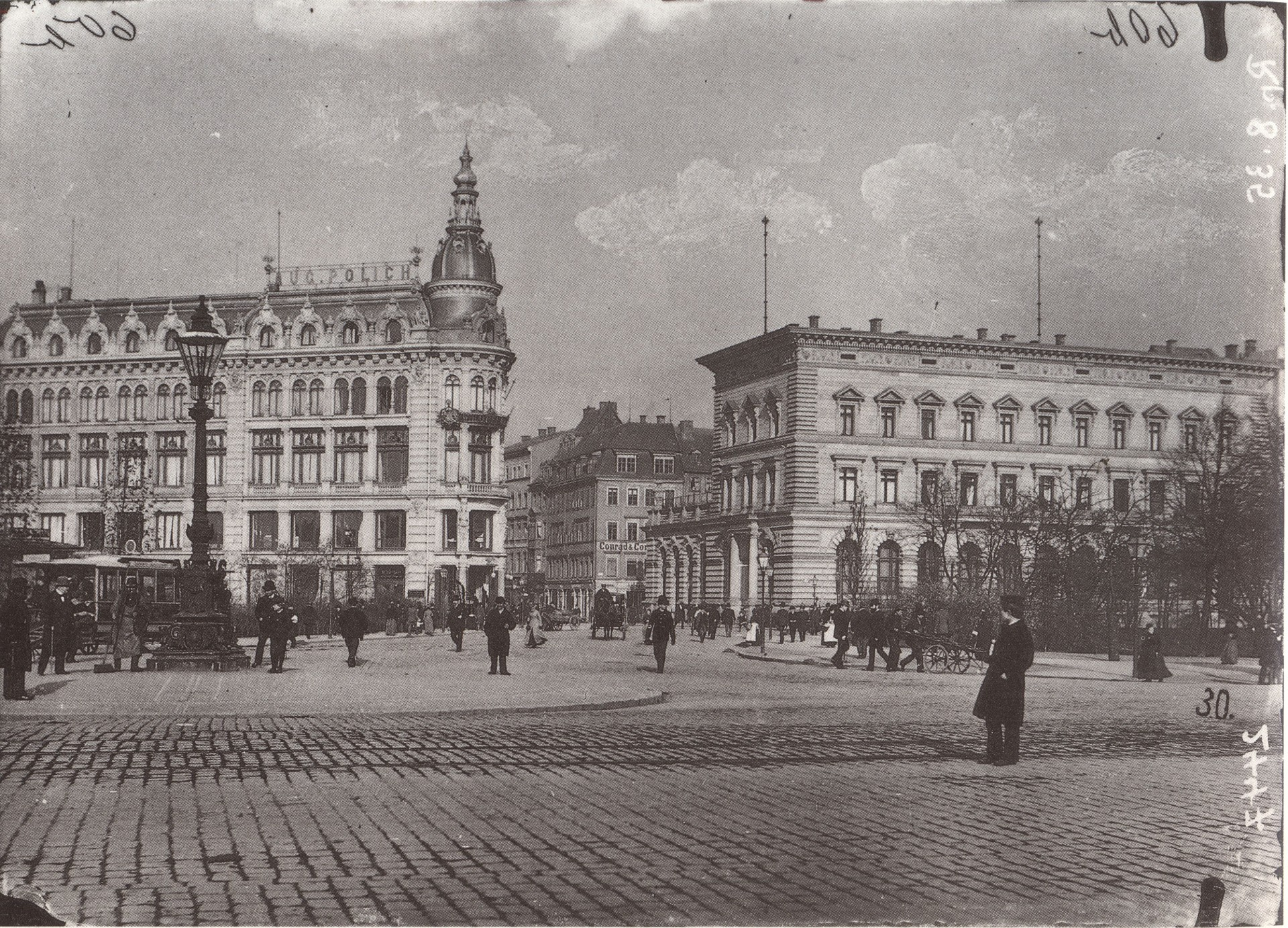
1936 abgerissenes jüdische Kaufhaus Polich (links)
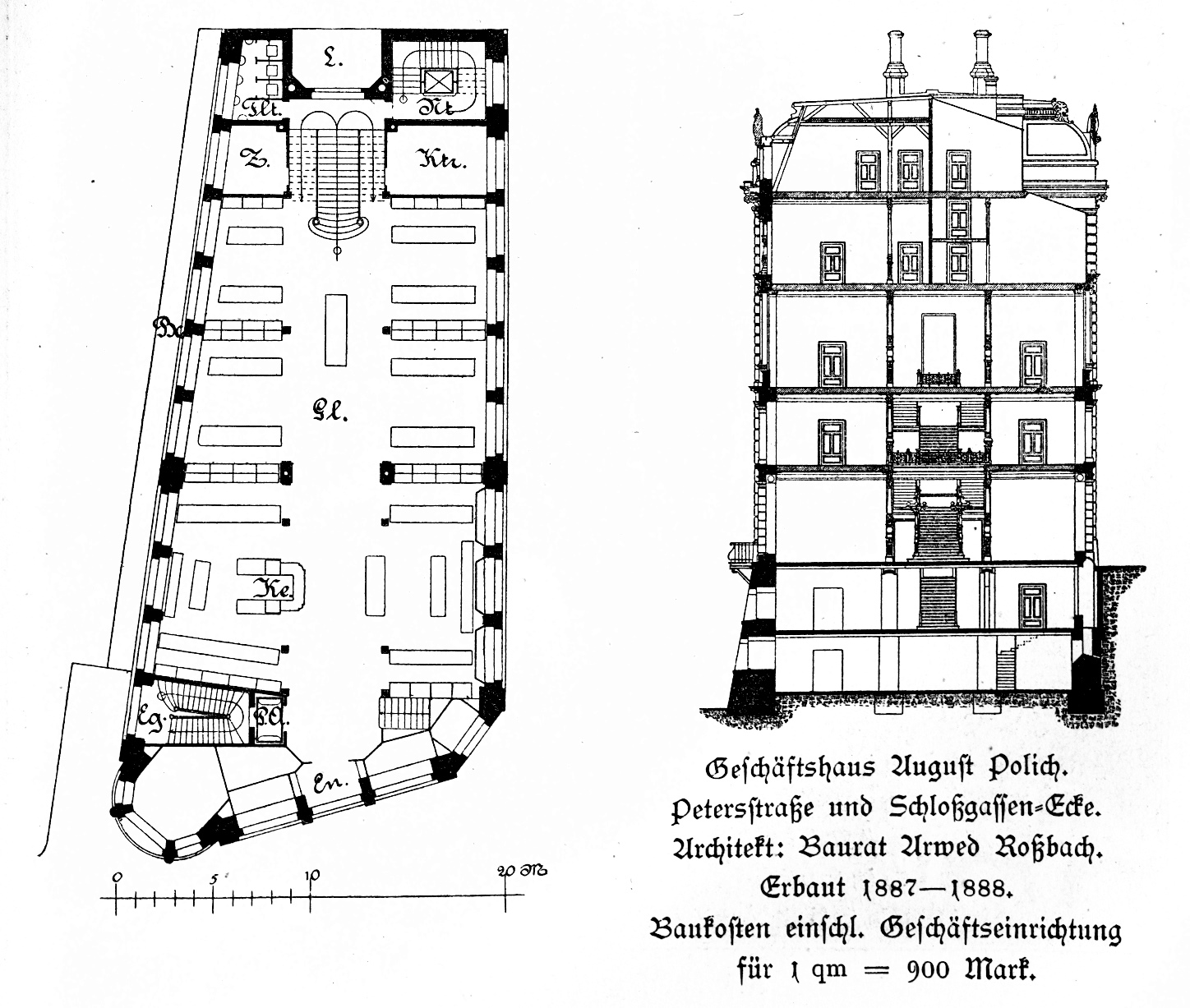
Geschäftshaus August Polich, Grundriss und Querschnitt, 1892
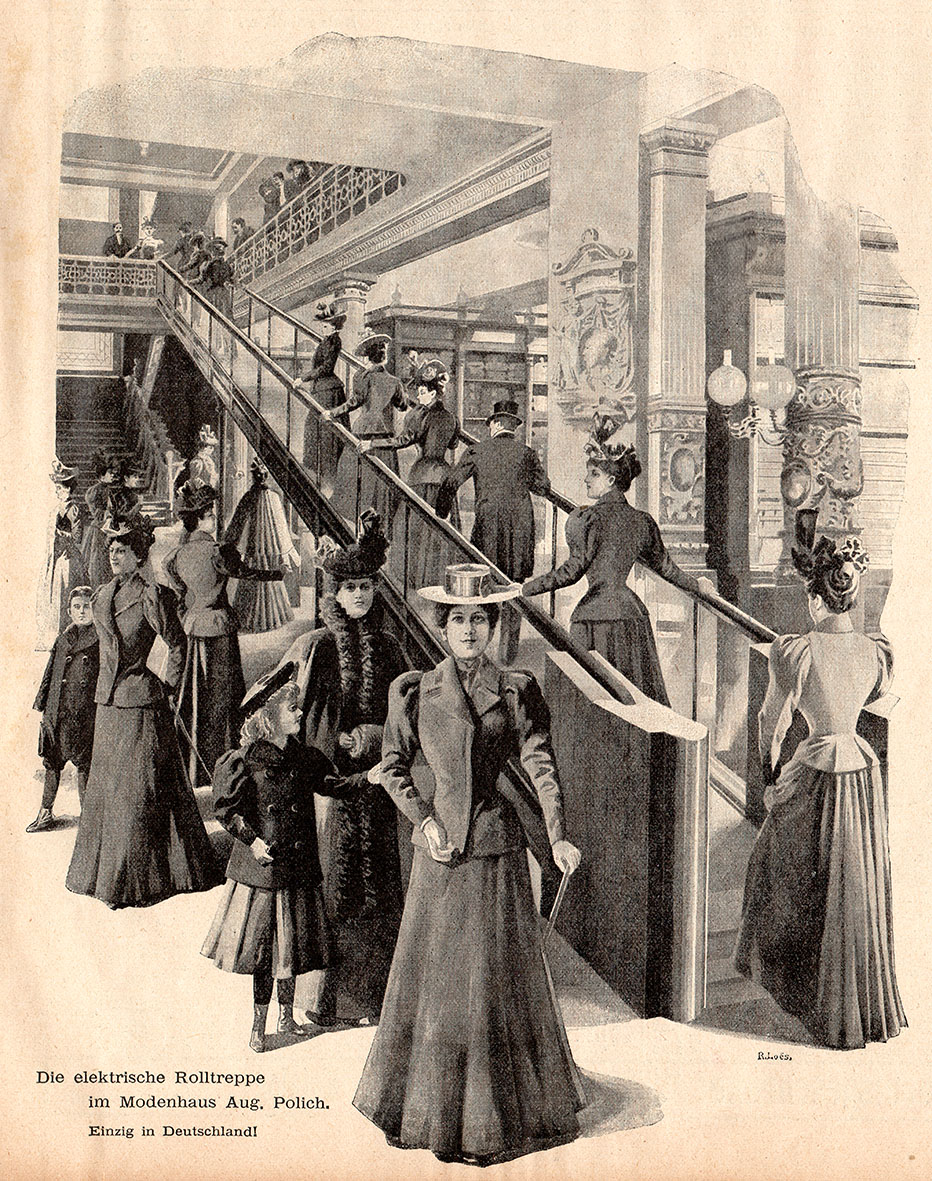
Geschäftshaus August Polich, Rolltreppe, 1900

##### Neue Handelsbörse

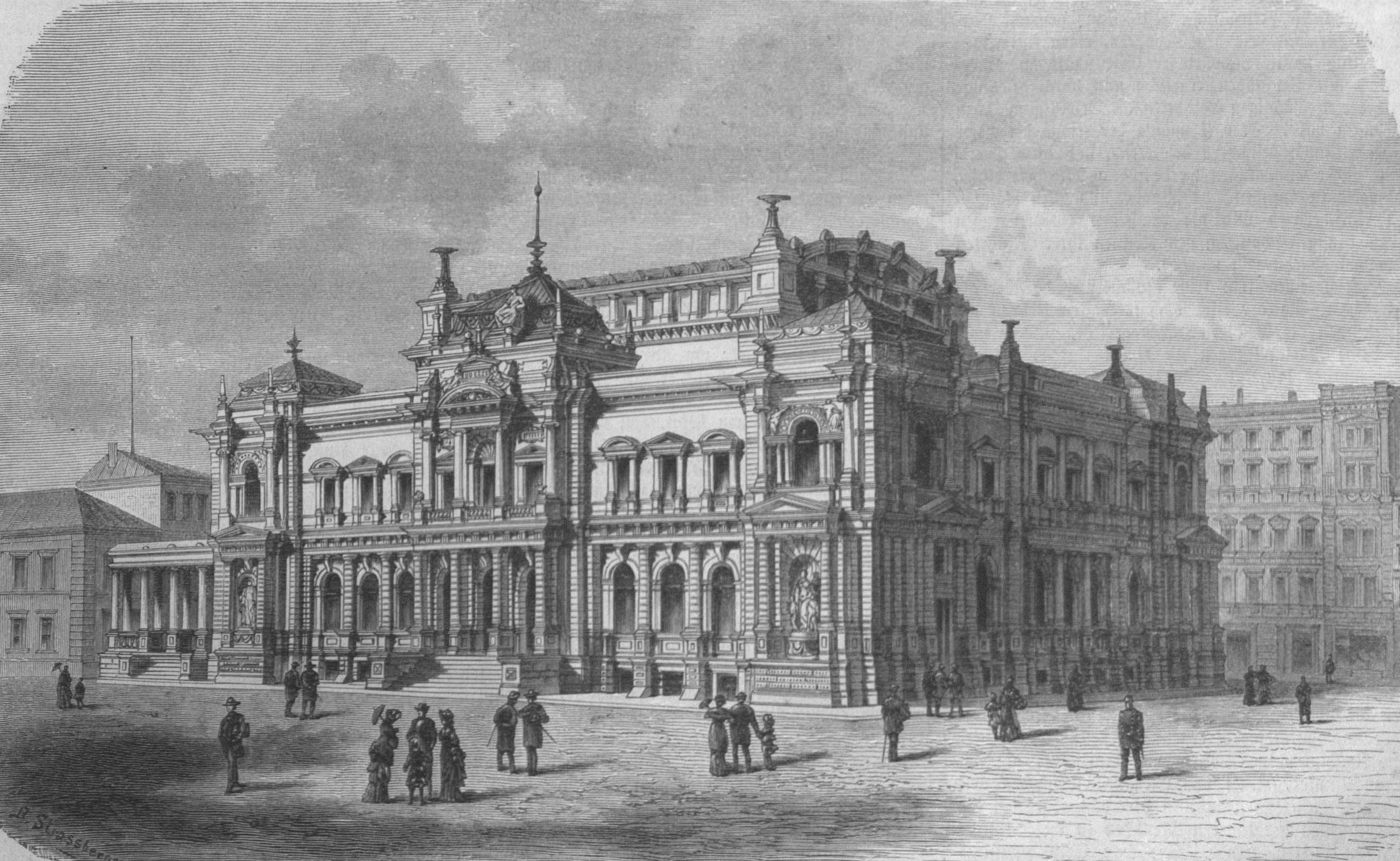
Italienische Neorenaissance: Neue Handelsbörse (1884)

Die Handelsbörse  am Tröndlinring 2 wurde von 1884 bis 1887 nach Entwürfen der Architekten Hans Enger und Karl Weichardt im Stil des Historismus nach Vorbildern der italienischen Renaissance erbaut: „Die Architektur außen und im Innern ist in italienischer Hoch-Renaissance durchgeführt“. Im Erdgeschoss befanden sich ein 600 m² großer Hauptsaal für die Handelsbörse und ein anderer 280 m² großer Saal für die Getreidebörse, ein weiterer 180 m² großer Saal sowie eine Lesehalle und der Sitzungssaal der Handelskammer. Die bebaute Fläche betrug 2400 m².

Neue Handelsbörse
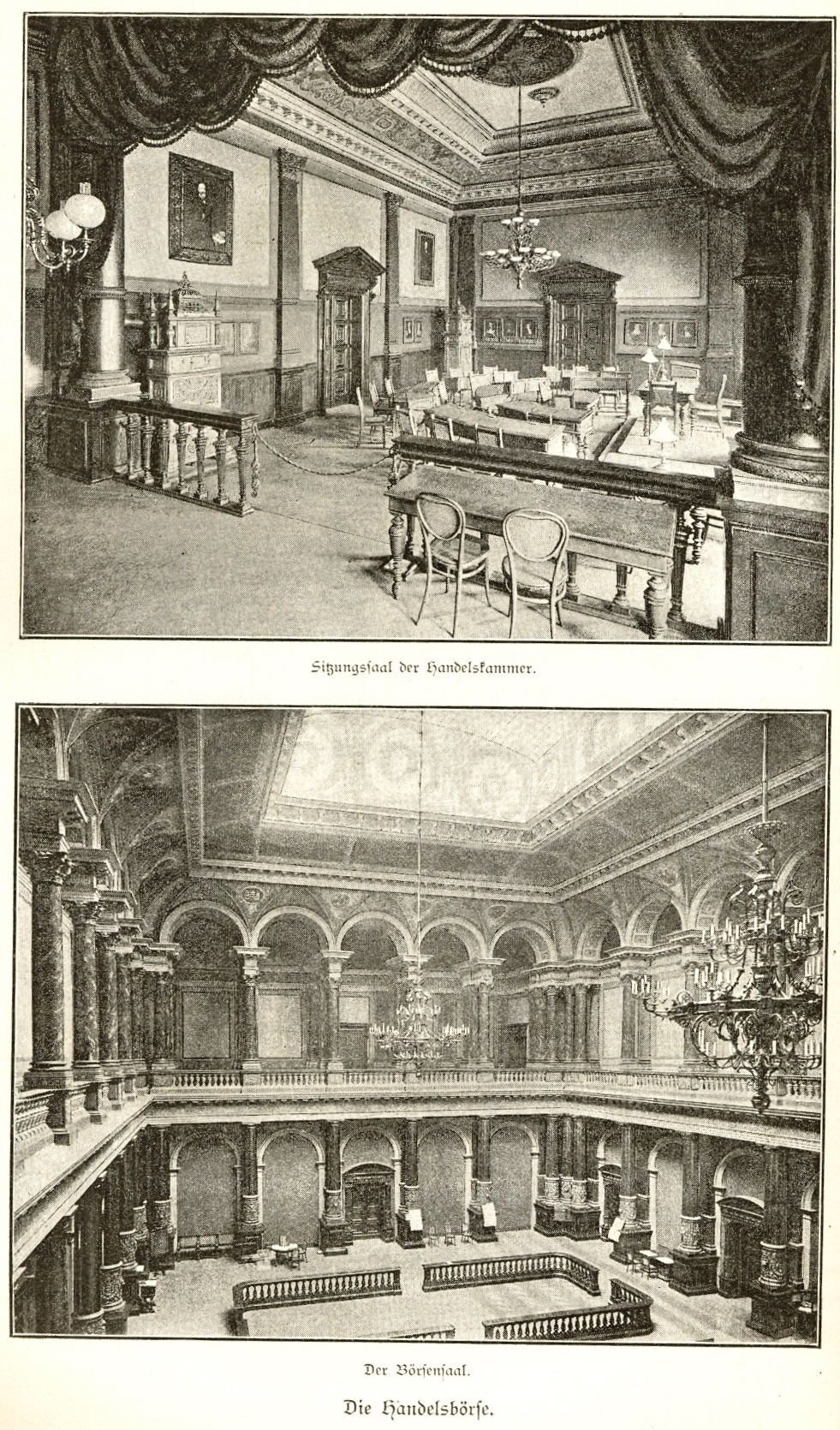
Neue Handelsbörse, Sitzungssaal der Handelskammer und Börsensaal
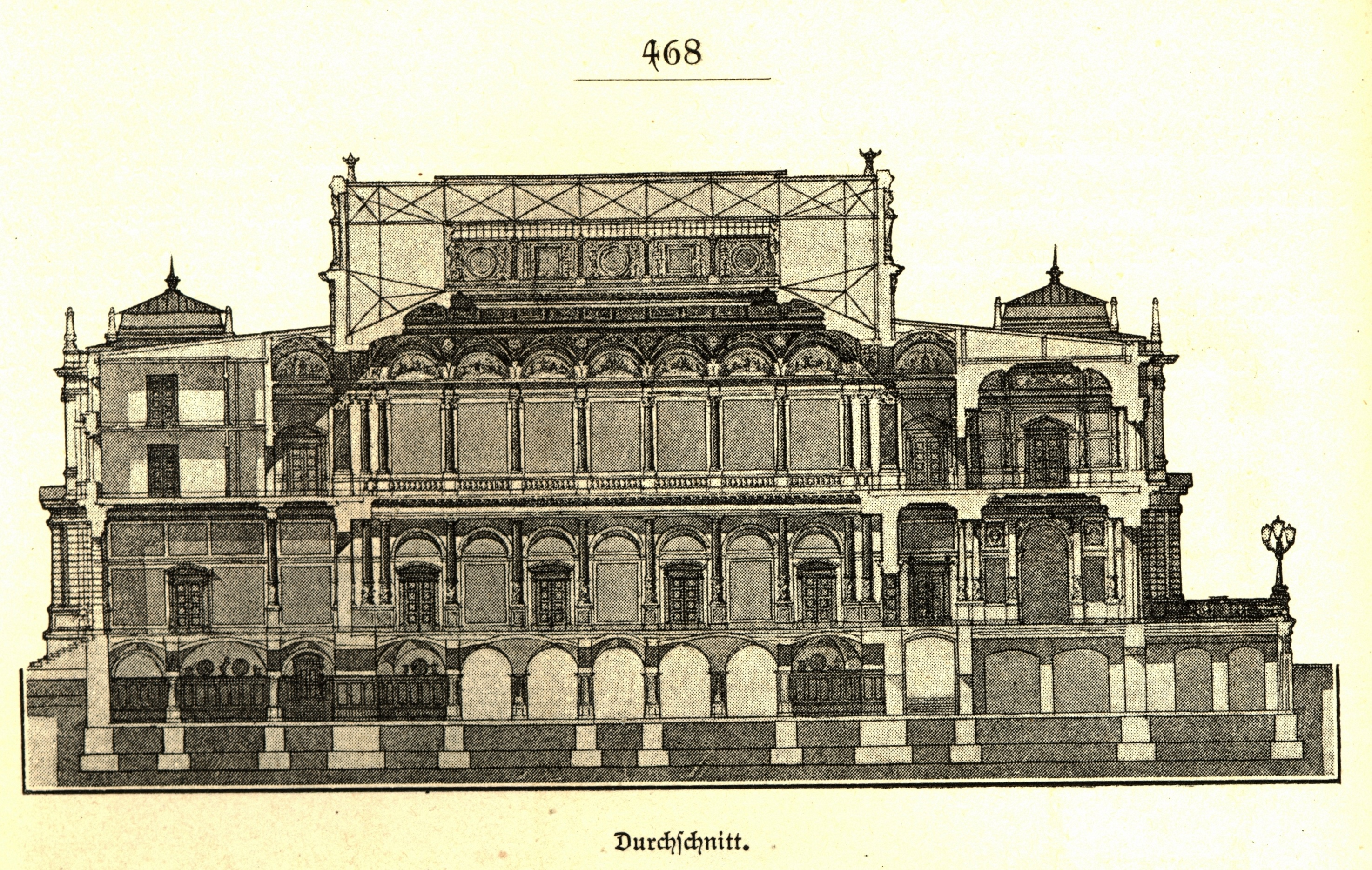
Neue Handelsbörse, Querschnitt
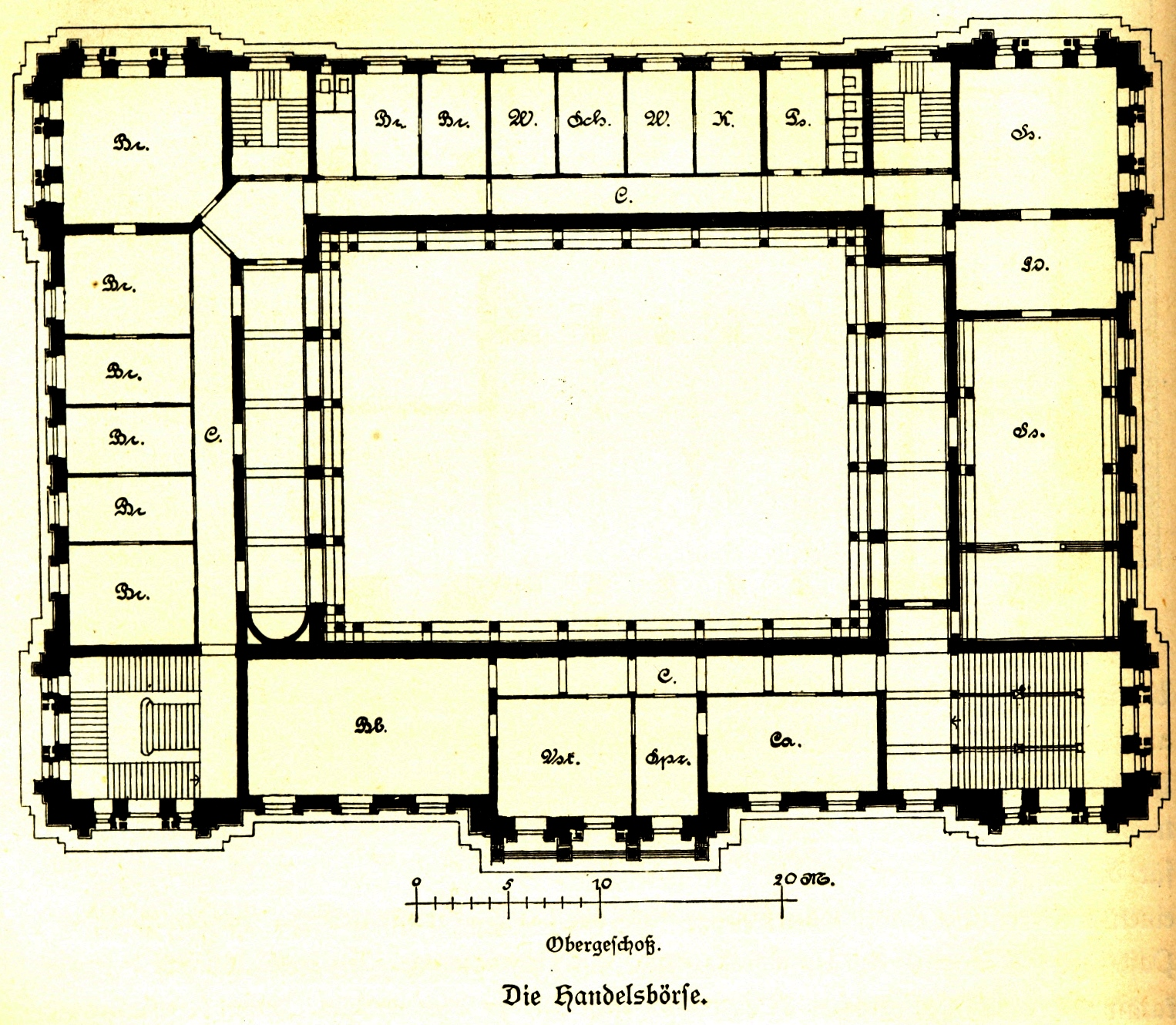
Neue Handelsbörse, Grundriss

##### Villen und Stadthäuser

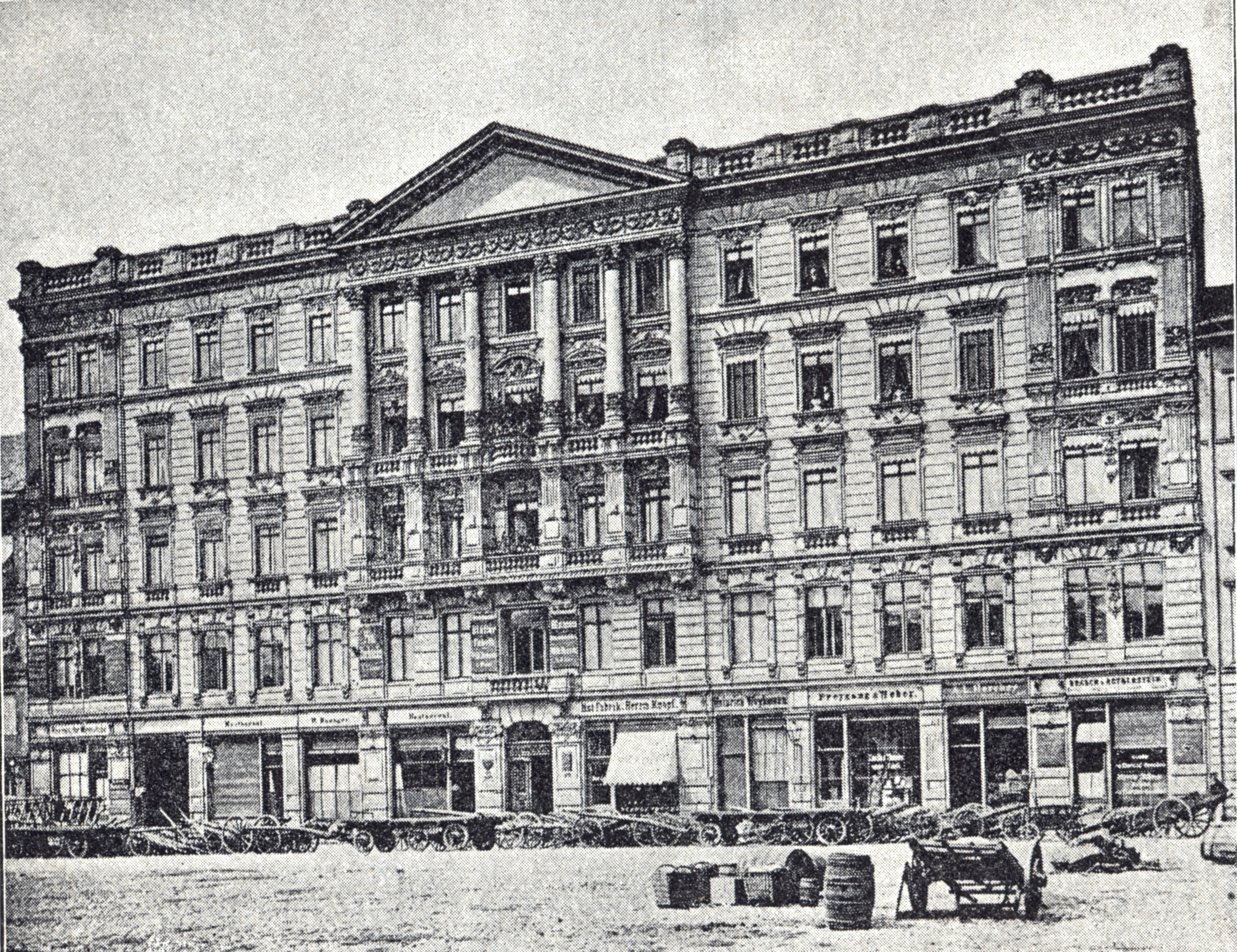
Haus Moses Lazarus (1892)

Es entstanden auch zahlreiche Wohngebäude im Stil der italienischen Neorenaissance: Eine zweigeschossige Villa mit einem Vorbau in der Form eines antiken Triumphbogens schufen die Architekten Hermann Ende und Wilhelm Böckmann. Das 1876/77 erbaute Gebäude befand sich an der Sidonienstraße 13 und wurde für den Kommerzienrat Julius Meißner erbaut. Für den Ingenieur und Begründer Adolf Bleichert, Inhaber der größten Drahtseilbahnfabrik, schuf das Architekturbüro Pfeifer & Händel 1890–1891 eine große Villa an der Feldstraße 3 (heute Lützowstraße 9) in Leipzig-Gohlis. Die Fassaden wurden in Postelwitzer und Cottaer Sandstein ausgeführt. Das Gebäude wurde nach Bleicherts Ehefrau Hildegard Villa Hilda benannt. Die Kuppel und ein Seitenrisalit wurden 1945 zerstört. Seit 1956 heißt das Gebäude Klubhaus Heinrich Budde, nach einem ehemaligen Techniker der Firma Bleicherts; es erfolgten Umbauten im Inneren.

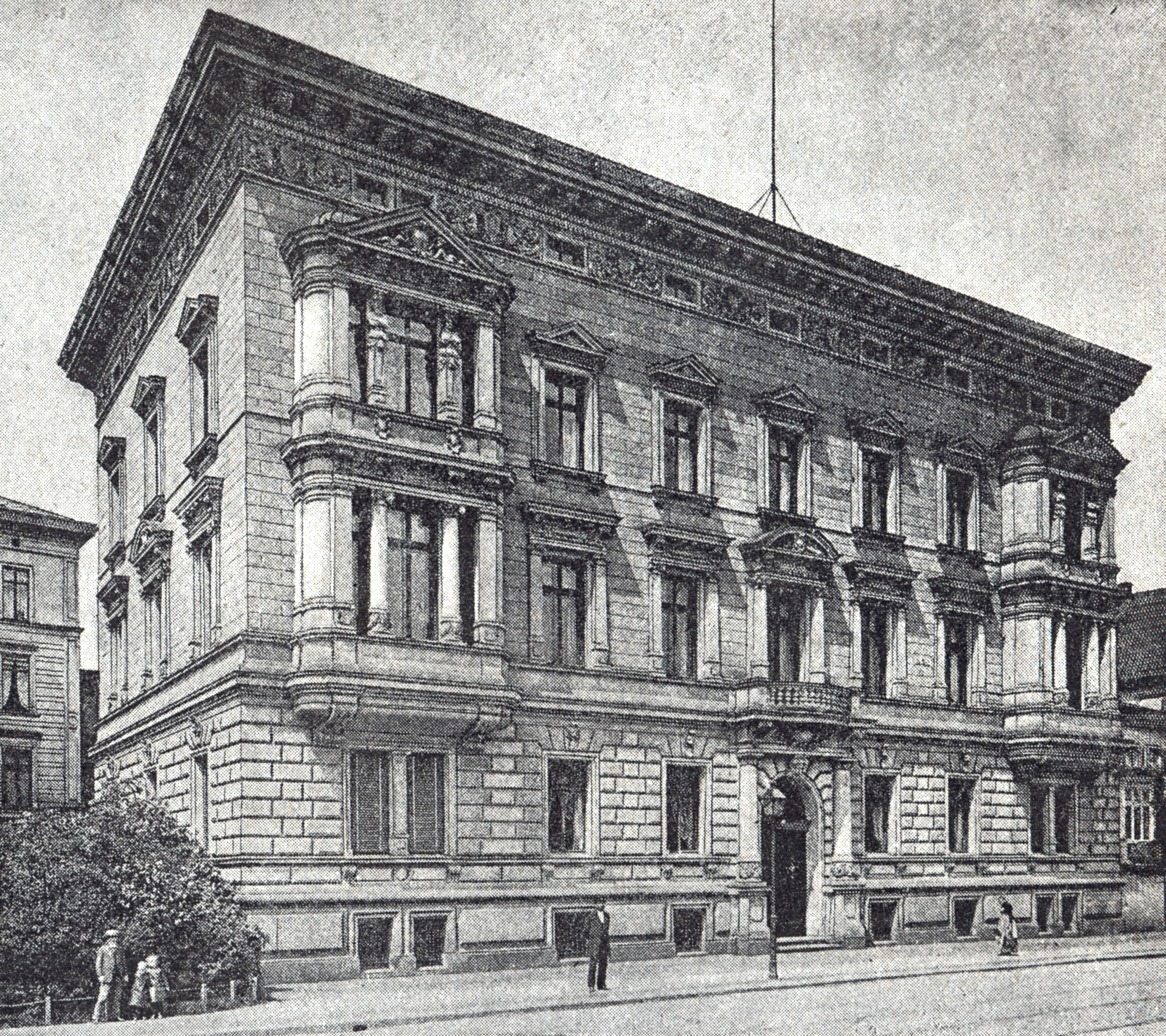
Wohnhaus Max Meyer (1892)

Für den Bankier Max Meyer schuf 1882 Heino Schmieden aus Berlin das viergeschossige und sieben Fensterachsen breite Wohnhaus An der Pleiße 9–10. An den Seiten des Gebäudes befanden sich zweigeschossige Erker mit Karyatiden und darüber befindlichem Tympanon. Ein großzügiges Portal mit darüber befindlichem Balkon markierte den Eingangsbereich.
Für den Verlagsbuchhändler Herrmann Julius Meyer schuf 1885/86 Max Pommer an der Plagwitzerstraße 55 (heute Käthe-Kollwitz-Straße 115) die zweite Villa Meyer. Das Gebäude erhielt nach einer Generalsanierung im Jahre 2004 den Denkmalpflegepreis.
Ein anderes Gebäude im Stil der italienischen Neorenaissance war die 1899 vom Berliner Regierungsbaumeister Max Hasak erbaute Villa Georg Giesecke für den Schriftgießereibesitzer Georg Giesecke an der Carl-Tauchnitz-Straße 37 (heute Karl-Tauchnitz-Straße 21).
Ein viergeschossiges, städtisches Wohnhaus mit 12 Fensterachsen schuf Bruno Grimm 1880 im Stil der italienischen Neorenaissance für den Fabrikbesitzer H. L. Wolff am Täubchenweg 1. Der Architekt Gustav Strauß schuf von 1881 bis 1882 das viergeschossige Wohnhaus an der Promenadenstraße 1. Der Architekt und Professor an der Kunstakademie Constantin Lipsius erbaute 1861 für Ernst Keils Witwe das Gebäude an der Königstraße 33. Das dreigeschossige Gebäude wurde von einem aufwändigen Mittelrisalit und Eckerkern geschmückt.
Zwei viergeschossige Wohnhäuser im Stil der italienischen Neorenaissance schuf Max Bösenberg in der Stephanstraße in Leipzig. Die Fassaden waren in 15 Fensterachsen unterteilt, die Mittel- und Eckachsen wurden risalitartig betont. Bösenberg baute für die Gebrüder Naumann in den Jahren 1882–1883 das Doppelwohnhaus Stephanstraße 10/12. In den Jahren 1881–1882 schuf Bösenberg für C. A. Schulze das Doppelwohnhaus Stephanstraße 16/18. Die beiden von Bösenberg an der Stephanstraße erbauten Gebäude sind erhalten.
Ein anderes viergeschossiges Wohnhaus, das 17 Fensterachsen breit war, stand an der Stephanstraße 14 und wurde 1880/1881 für den Verlagsbuchhändler Franz Köhler nach Plänen von Karl Weichardt erbaut.
Für Moritz Lazarus erbaute der Leipziger Architekt Steib an der Packhofstraße 11–13 von 1865 bis 1866 ein fünfgeschossiges Wohn- und Geschäftsgebäude, das 15 Achsen breit war. Geschmückt war der mittlere Teil mit Kolossalsäulen, die ein Giebeldreieck trugen. Lazarus war ein international renommierter jüdischer Gelehrter und Vorkämpfer der Judenemanzipation, Mitbegründer und langjähriger Vize-Präsident des 1869 in Leipzig gegründeten und 1882 aus Sachsen ausgewiesenen Deutsch-Israelitischen Gemeindebundes, eines Dachverbands jüdischer Gemeinden in Deutschland. Im Gebäude Packhofstraße 11–13 wohnten Alexander Rapaport (1833–1910), Rauchwarenhändler, und seine Frau Maria Rapaport (1841–1912). Im Haus hatte auch die jüdische Firma Hundert &/ Co. ihren Sitz, die mit Leinen- und Baumwollwaren handelte und eine Filiale in der Hainstraße 5 hatte.
Für den Leipziger Kaufmann August Louis Davignon erbaute Arwed Roßbach 1880/1881 eine Villa. Roßbach erbaute auch für den Verlagsbuchhändler Leopold Gebhardt (1880/1881) eine Villa mit sandsteinverkleideter Fassade im Stil der italienischen Renaissance mit Treppen und Terrassen. 1894 erbaute Roßbach für den Fabrikanten Philipp Swiderski die Villa Swiderski, bekannte Bewohner waren Rudolf Swiderski und Hans Heinrich Reclam. Die kriegsbeschädigte Villa wurde 1947 gesprengt. Für den Generalkonsul Alfred Thieme erbaute Roßbach von 1874 bis 1876 das Gebäude an der Weststraße 15 in Leipzig. Die Baukosten für 1 m² bebauter Fläche betrugen damals 230 Mark. Für den Stadtrat R. Gruner erbaute Roßbach von 1886 bis 1887 die Villa Gruner an der Karl-Tauchnitz-Straße 19 (alt Carl-Tauchnitz-Straße 35) im Stil der Neorenaissance. Die Baukosten für 1 m² bebauter Fläche betrugen 335 Mark.
Für Wilhelm Oelßner erbaute Max Pommer an der Karl-Tauchnitz-Straße 13 (alt Carl-Tauchnitz-Straße 29) im Jahre 1888 die Villa Oelßner. Die Baukosten für 1 m² bebauter Fläche betrugen 350 Mark. Pommer erbaute auch zwischen 1881 und 1883 die Villa Ledig.

Fotografien
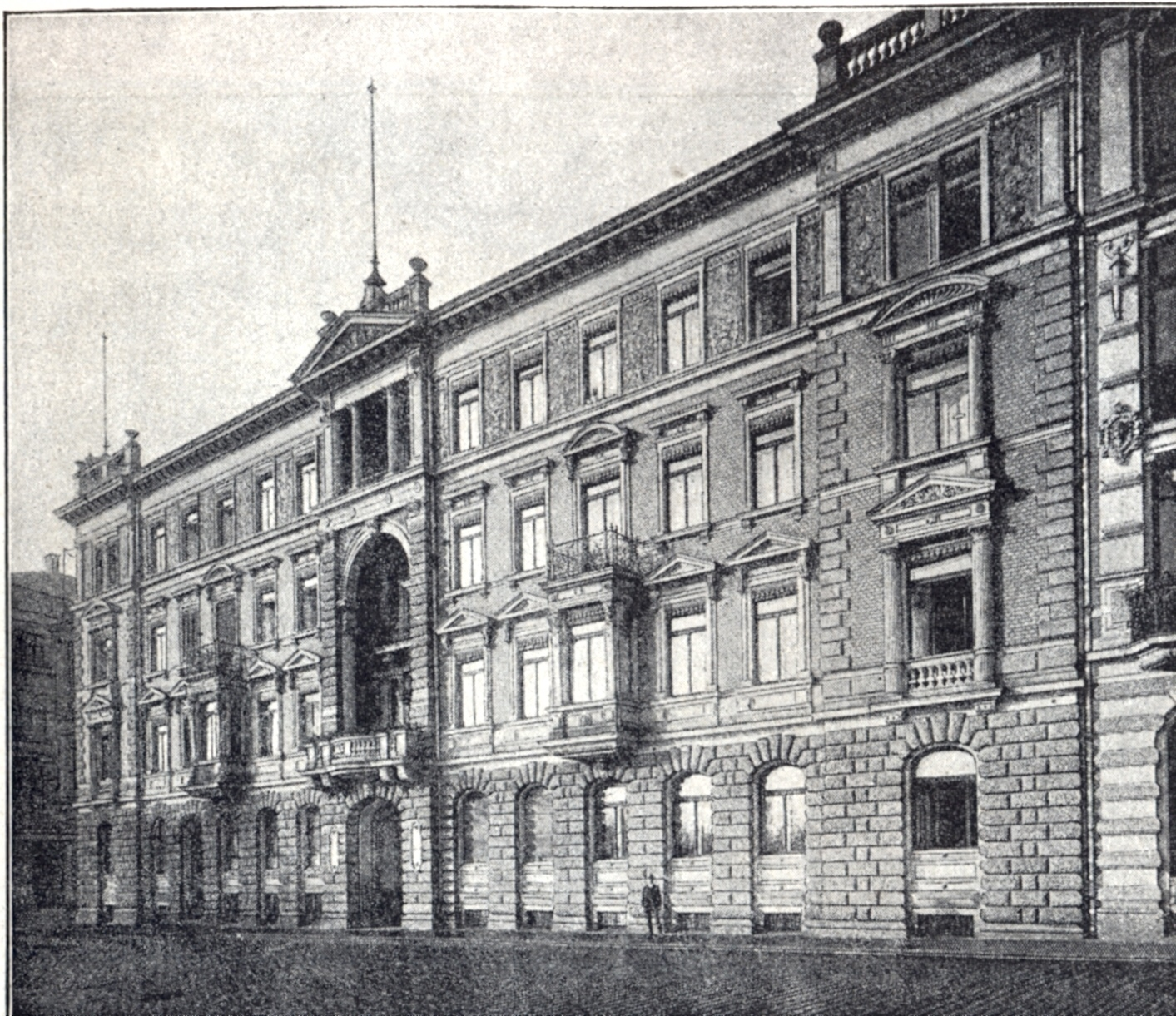
Haus Gebrüder Naumann, Stephanstraße 10–12
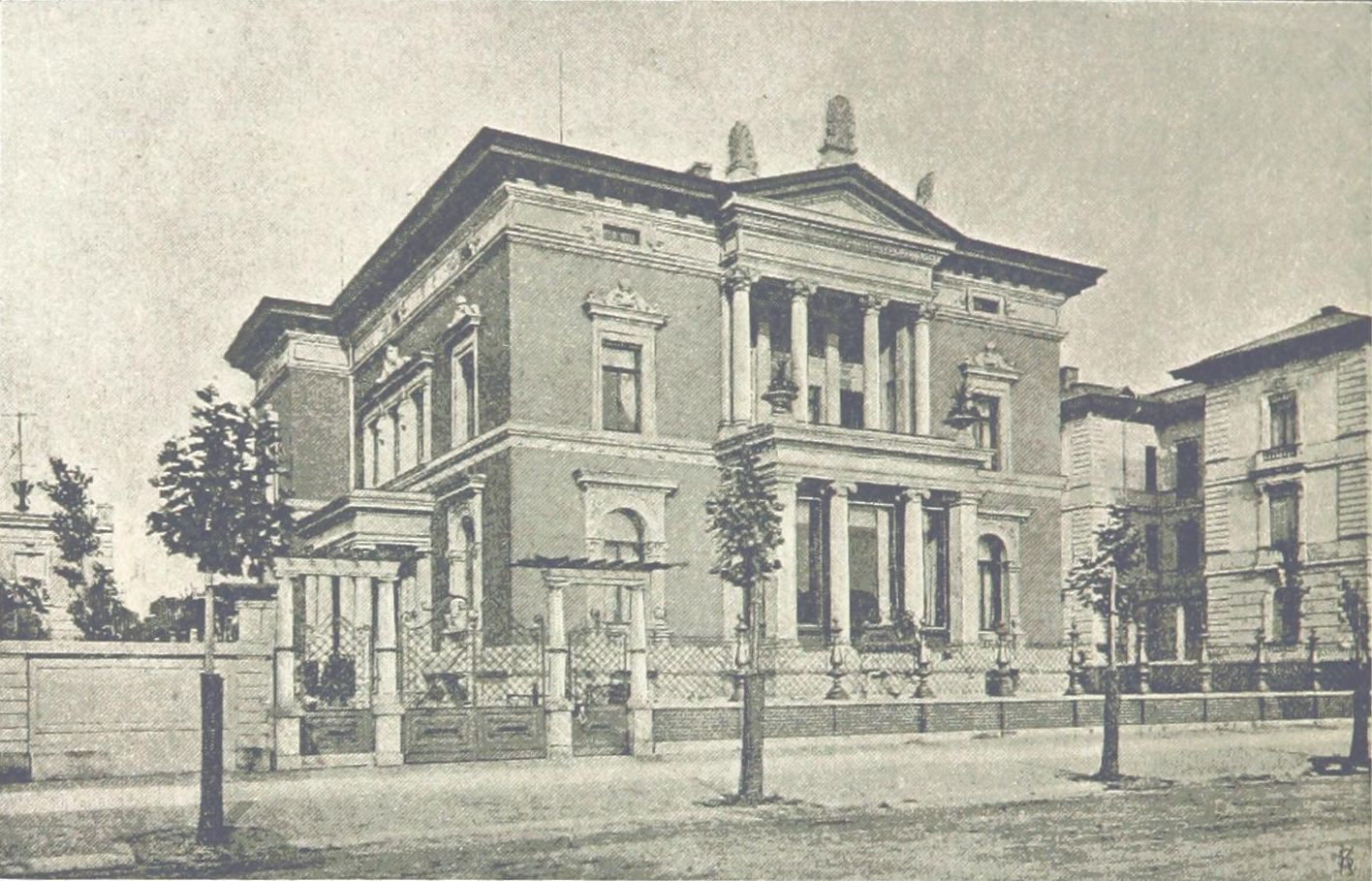
Villa Georg Giesecke
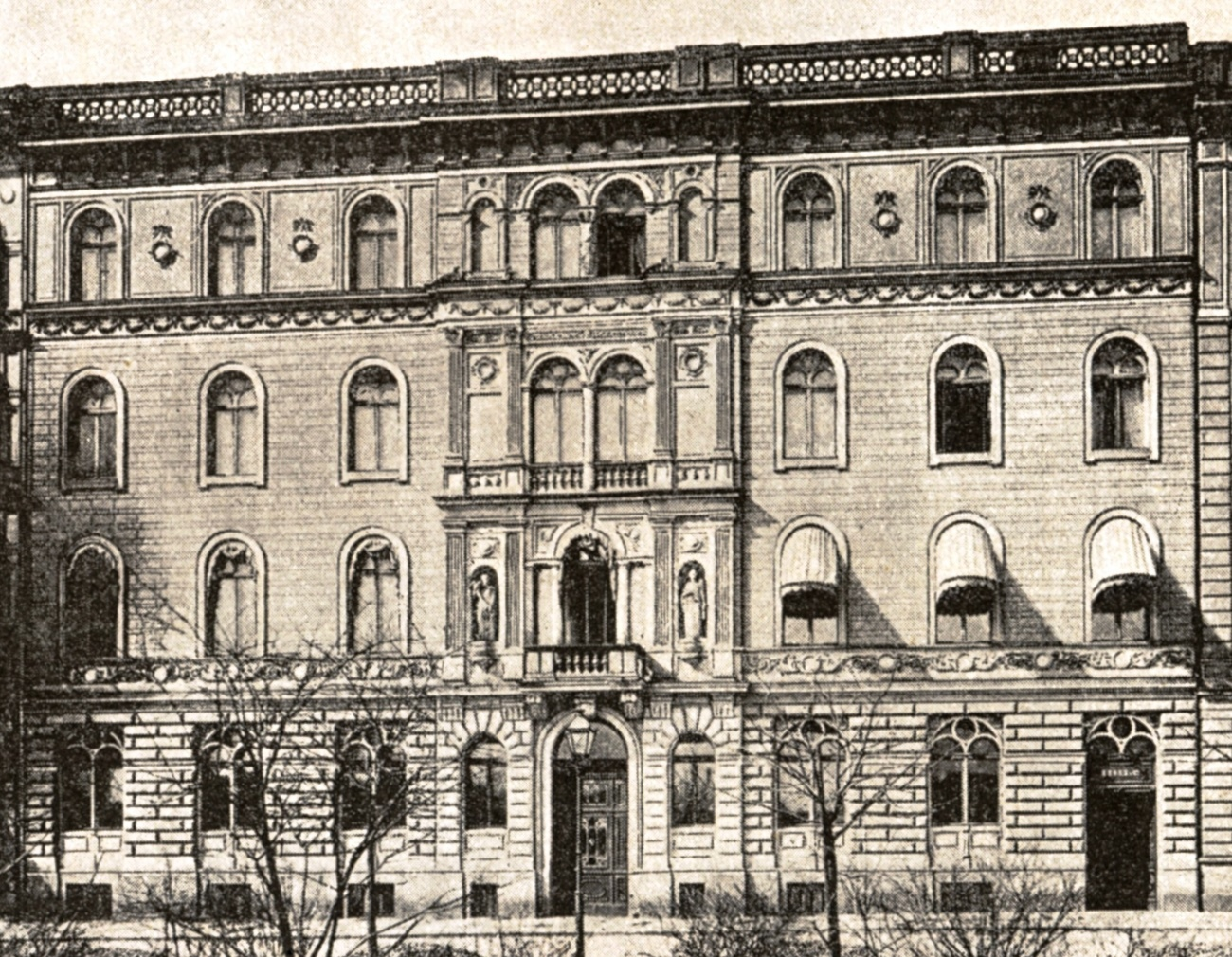
Haus Oldenbourg, Schillerstraße 6
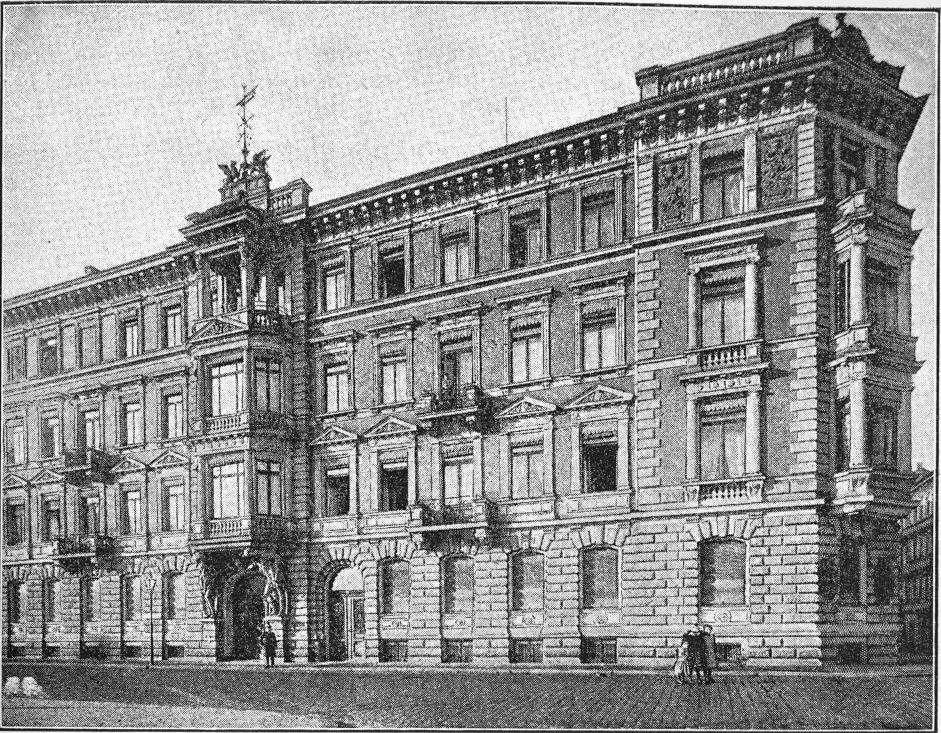
Haus C. A. Schulze, Stephanstraße 16–18
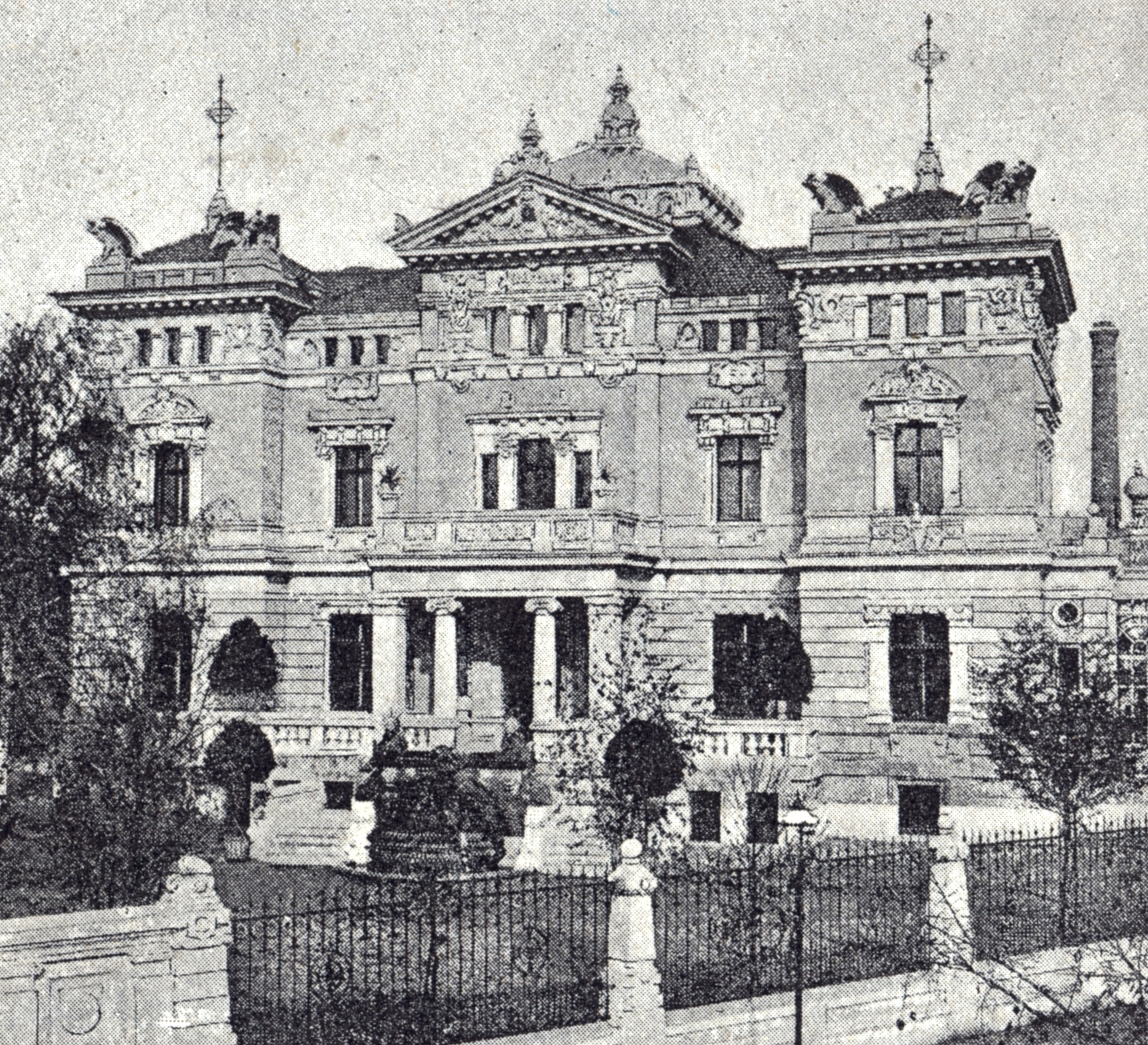
Villa Adolf Bleichert
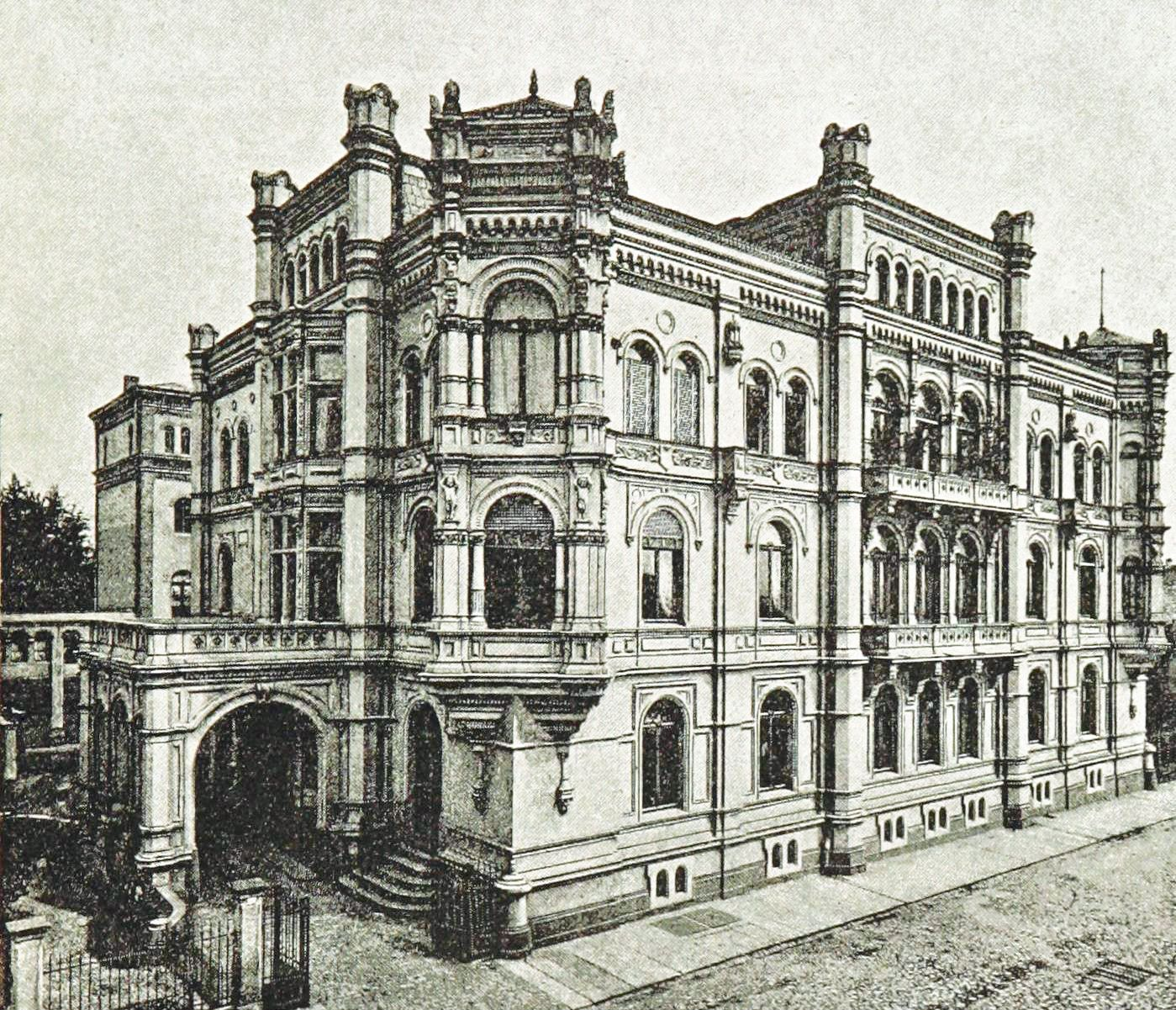
Villa Ernst Keil
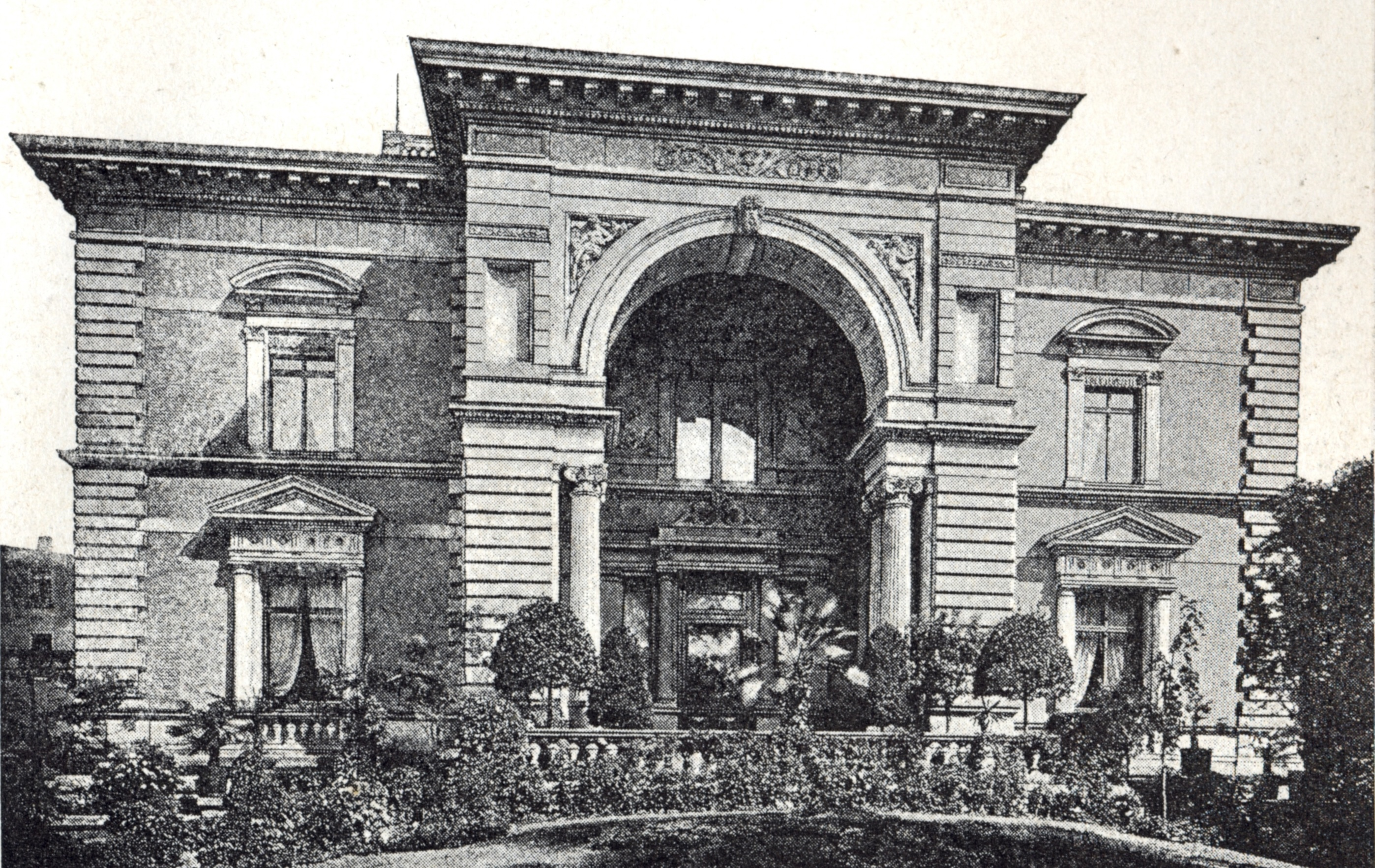
Villa Julius Meißner
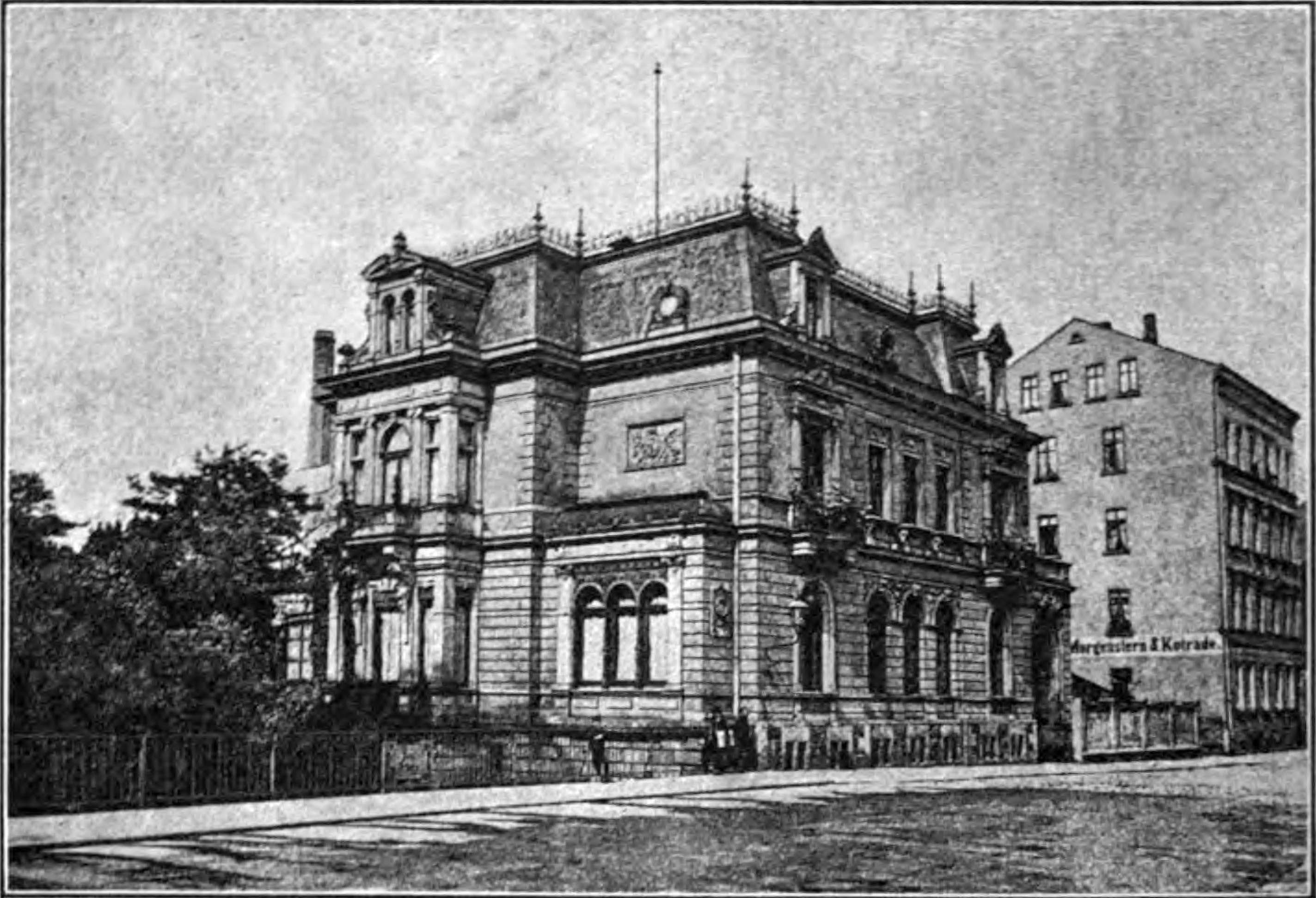
Villa d’Avignon
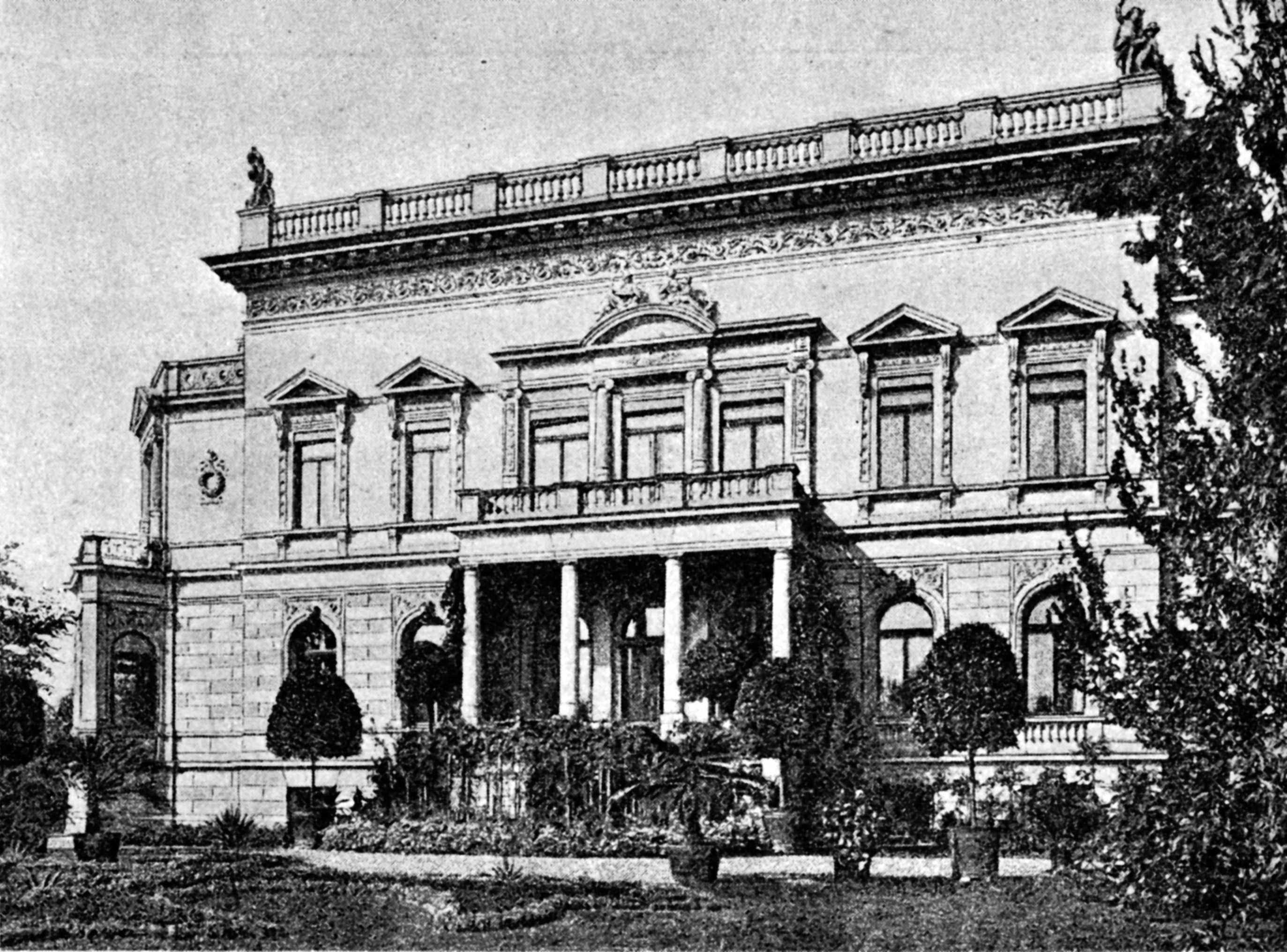
Villa Gebhardt
Villa Hermann J. Meyer
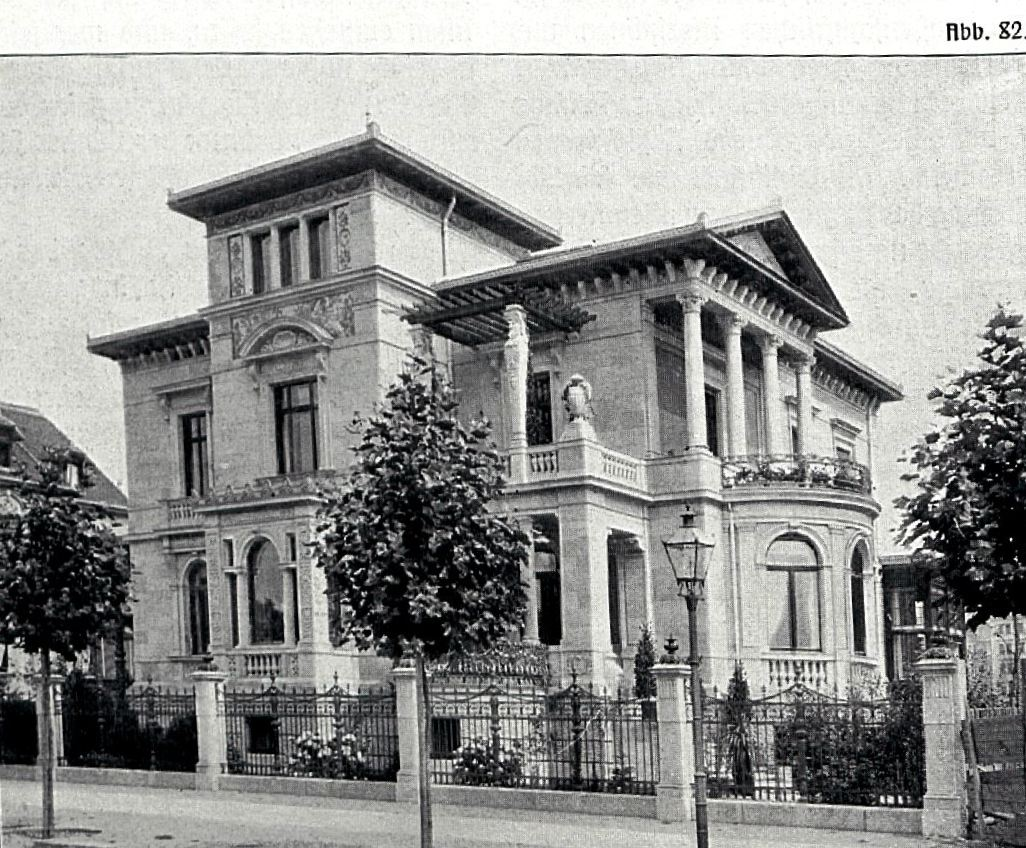
Villa Swiderski
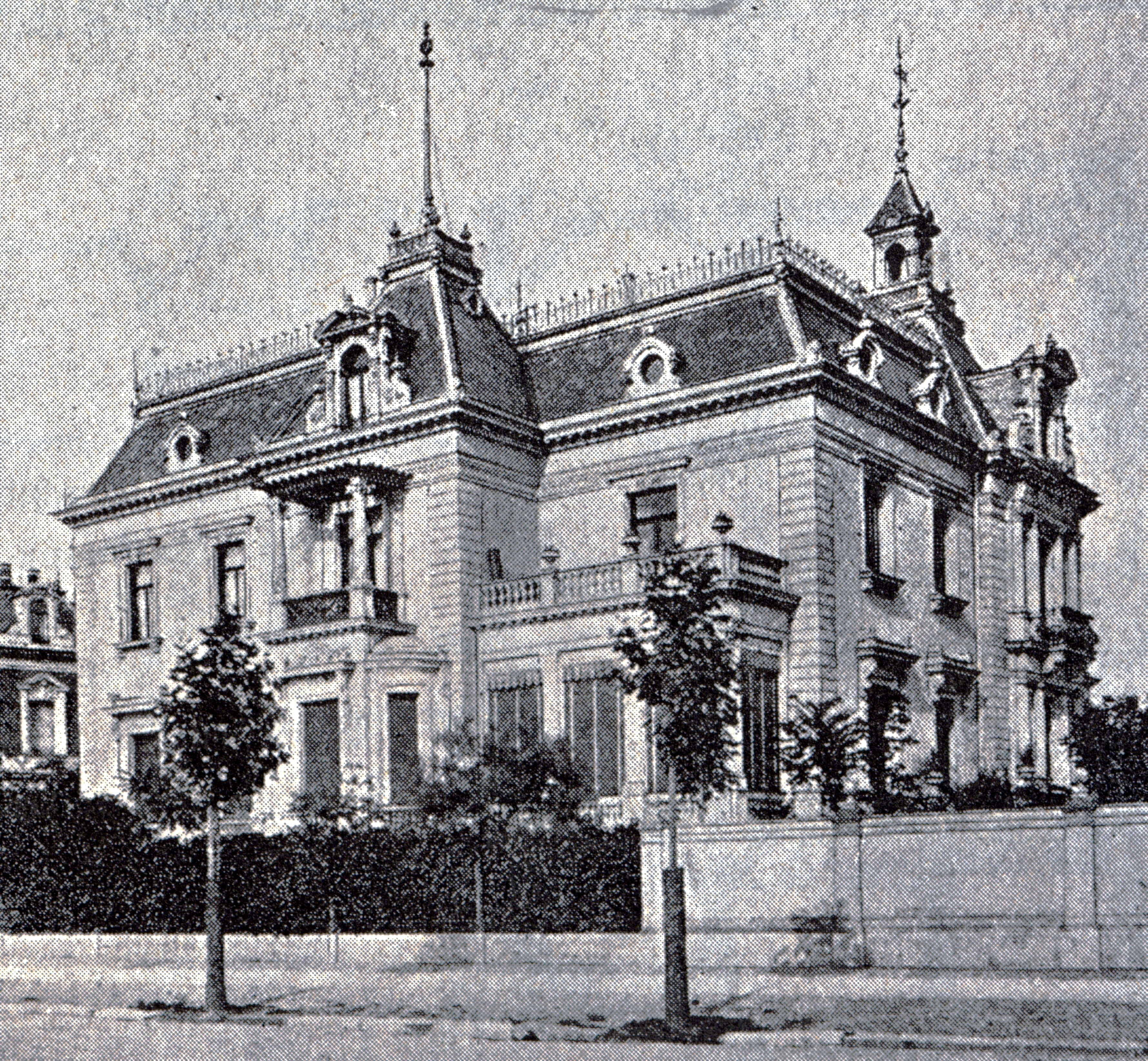
Villa Gruner
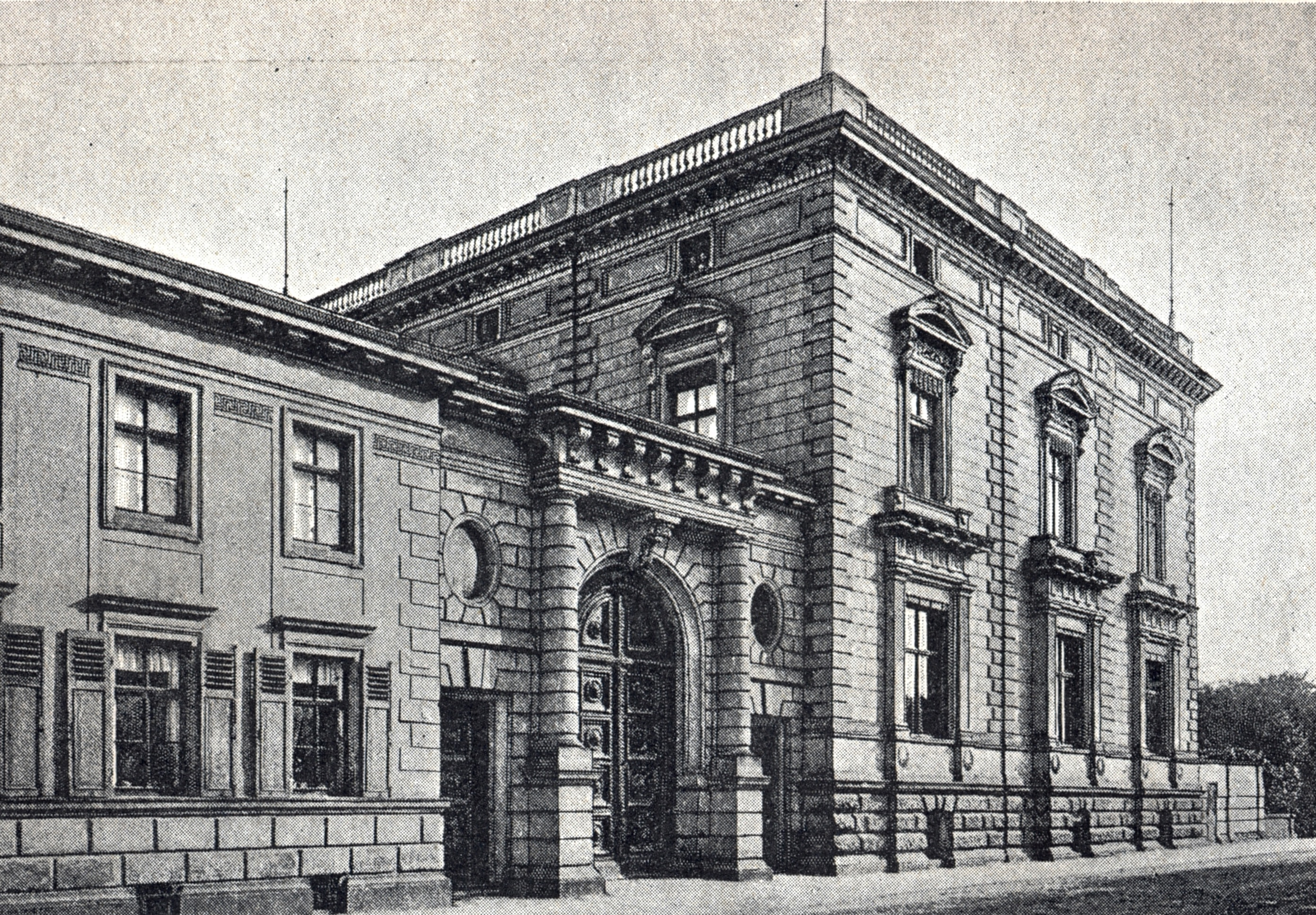
Villa Thieme
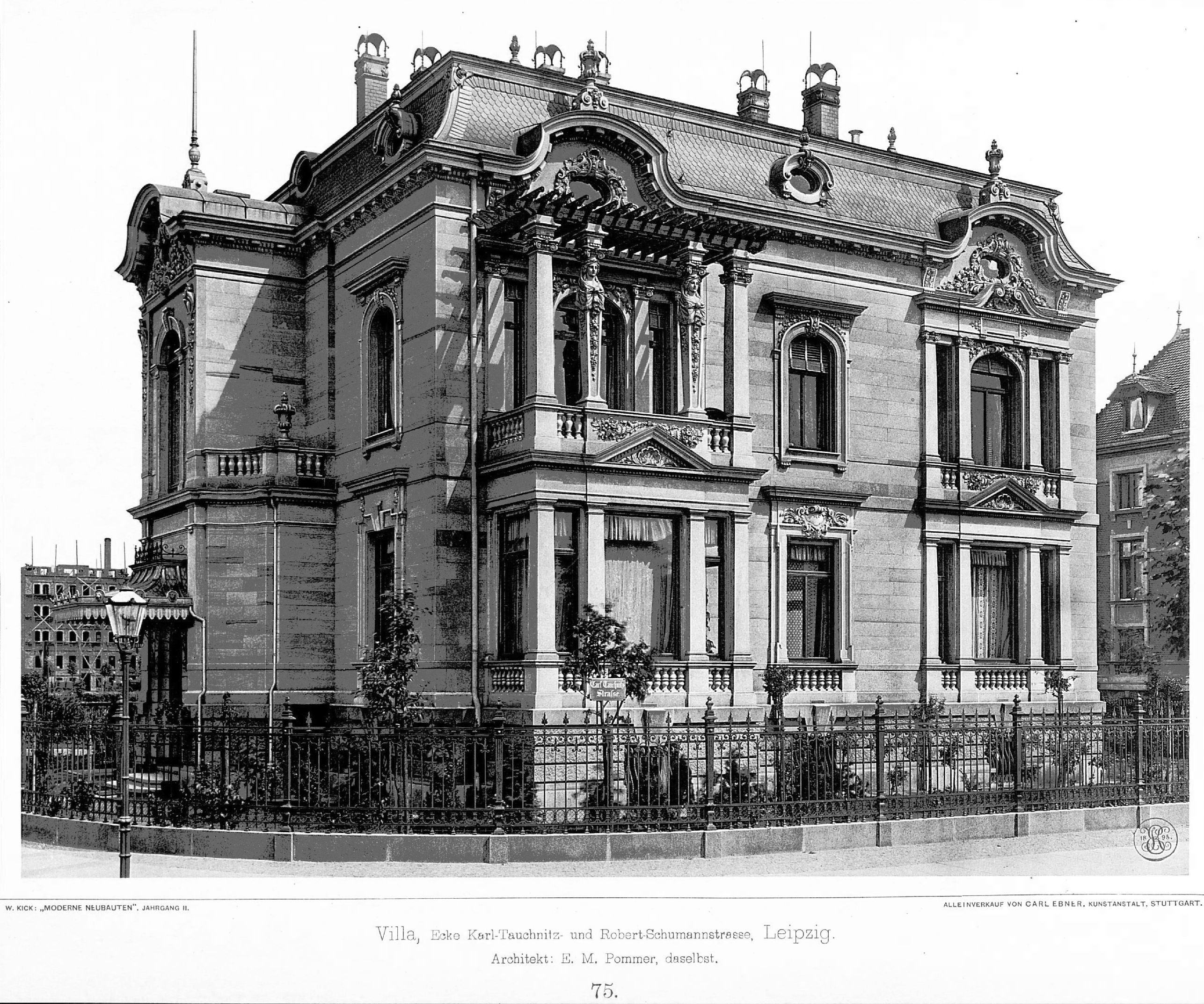
Villa Oelßner
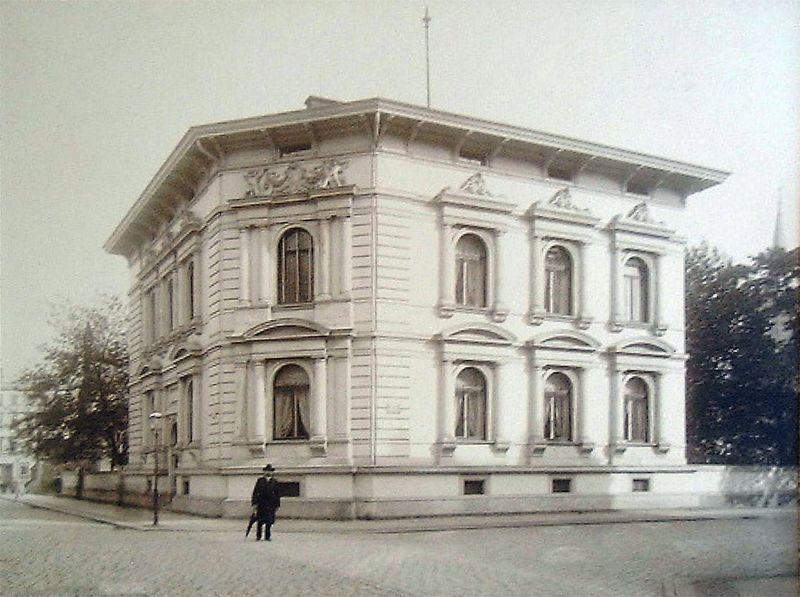
Villa Ledig

Grundrisse
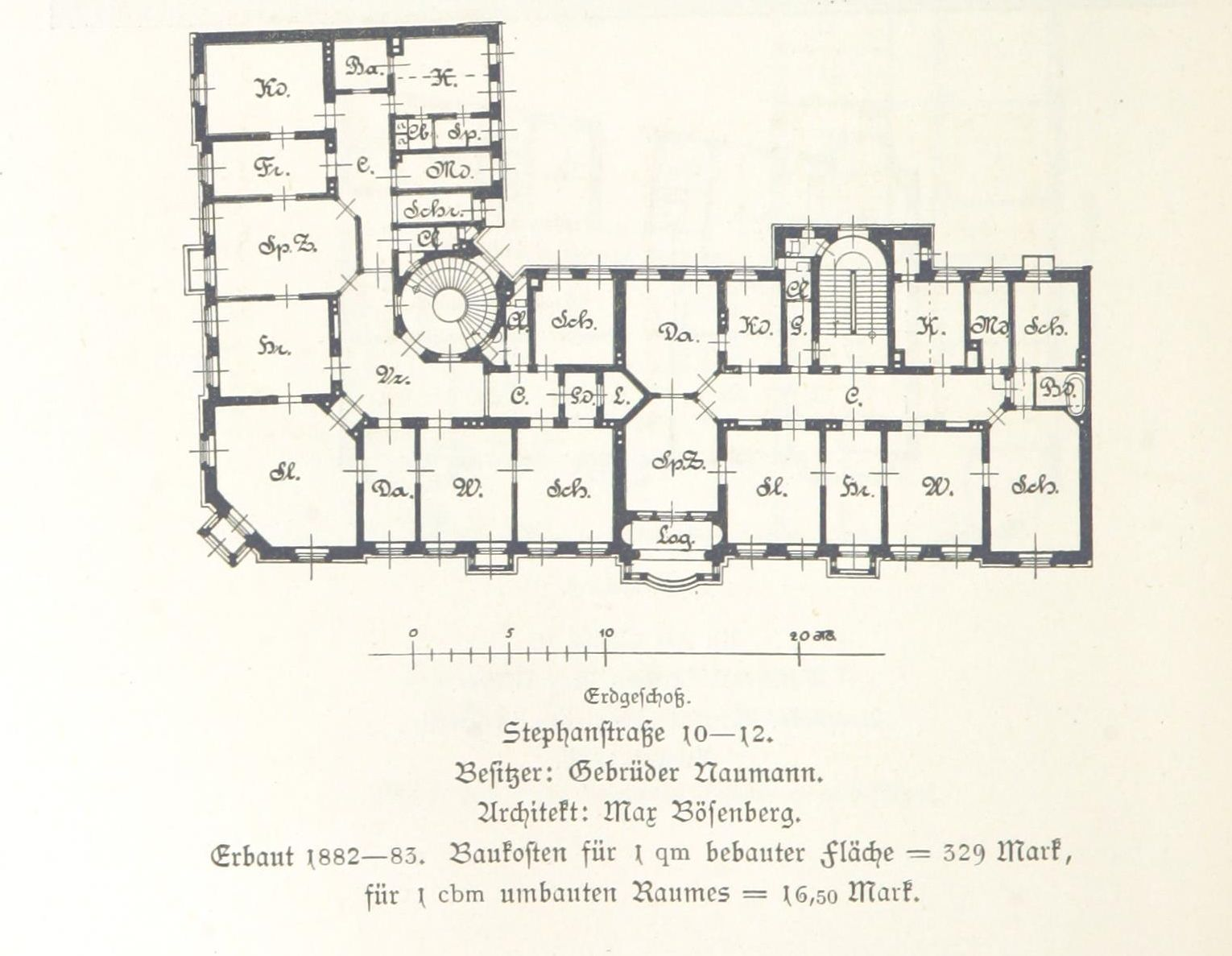
Grundriss von Bösenberg für Haus Naumann, Stephanstraße 10–12
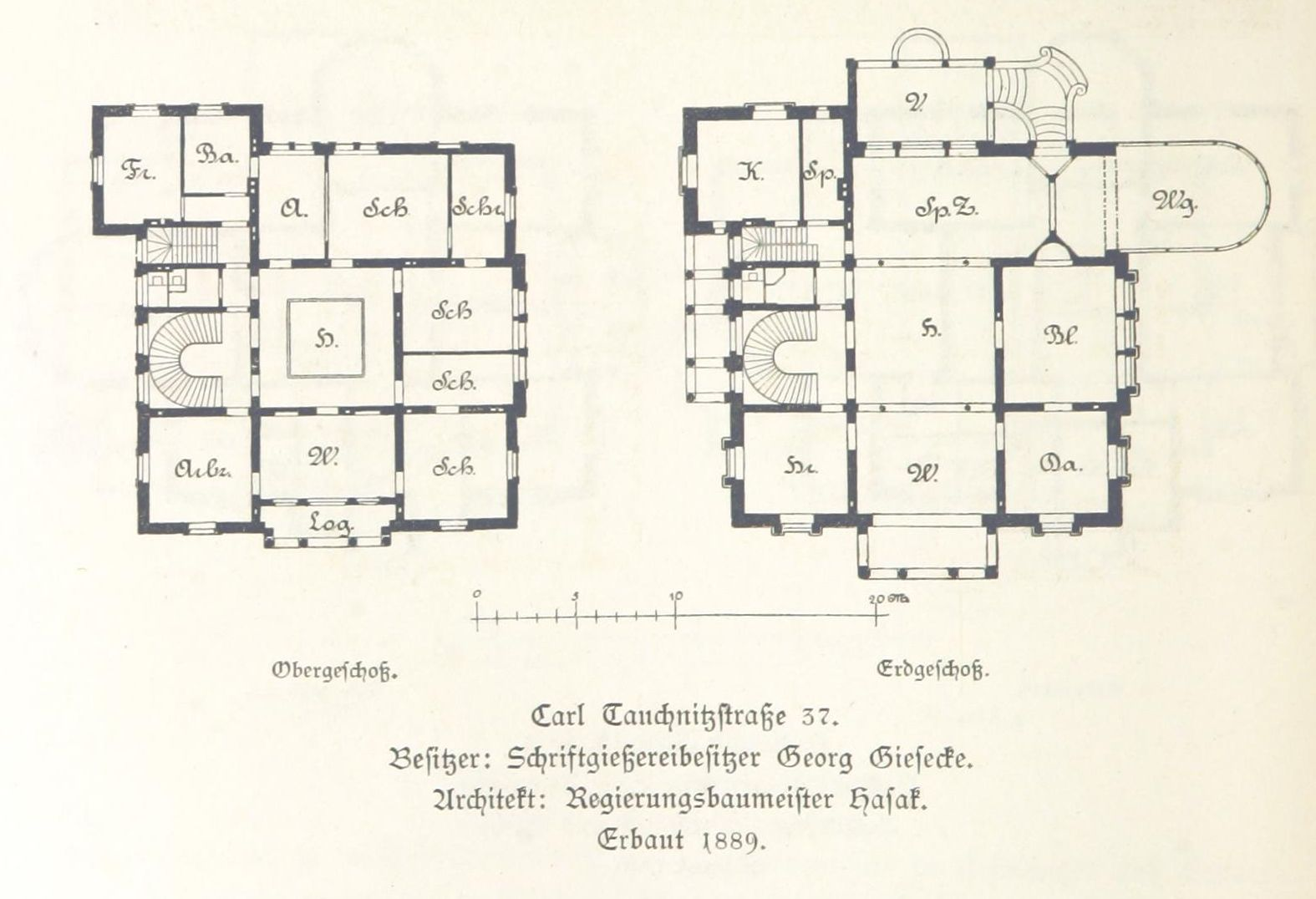
Grundriss von Hasak für Villa Georg Giesecke
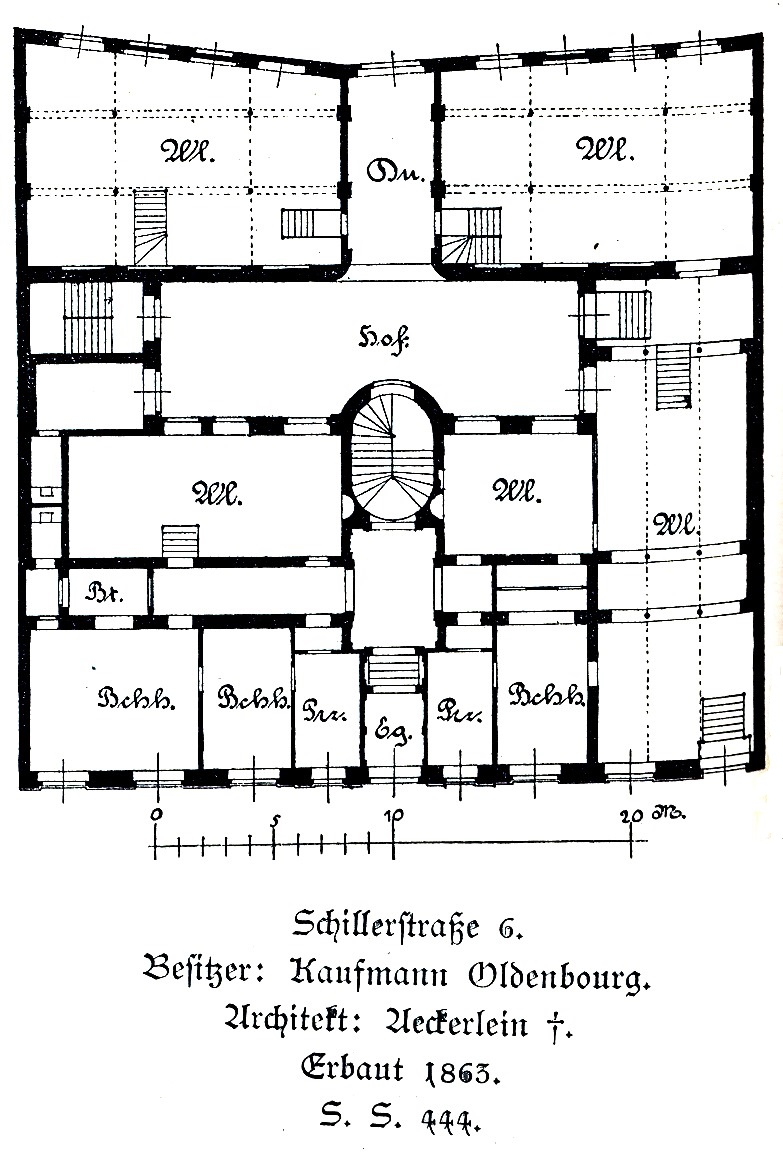
Grundriss von Aeckerlein für Haus Oldenbourg, Schillerstraße 6
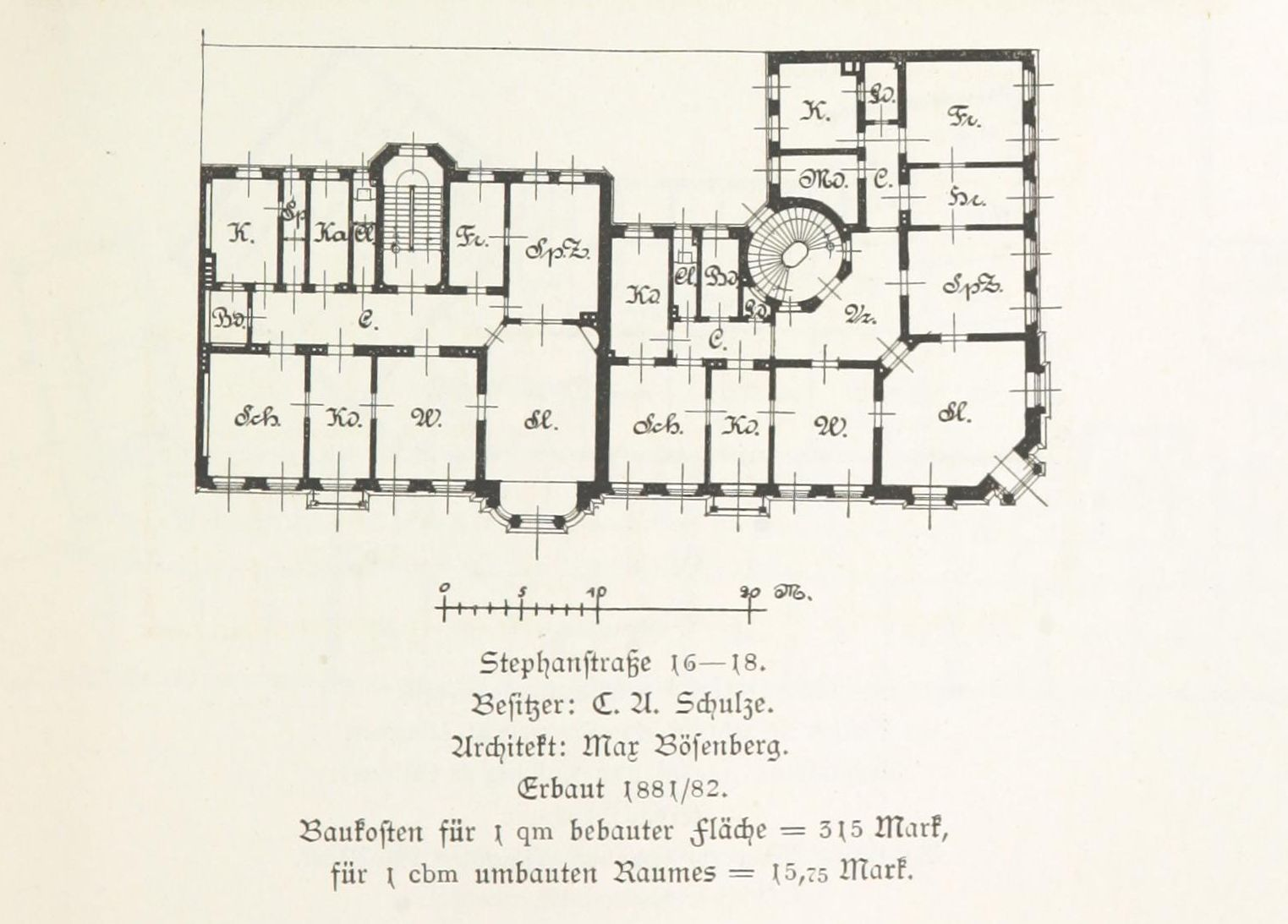
Grundriss von Bösenberg für Haus Schulze, Stephanstraße 16–18
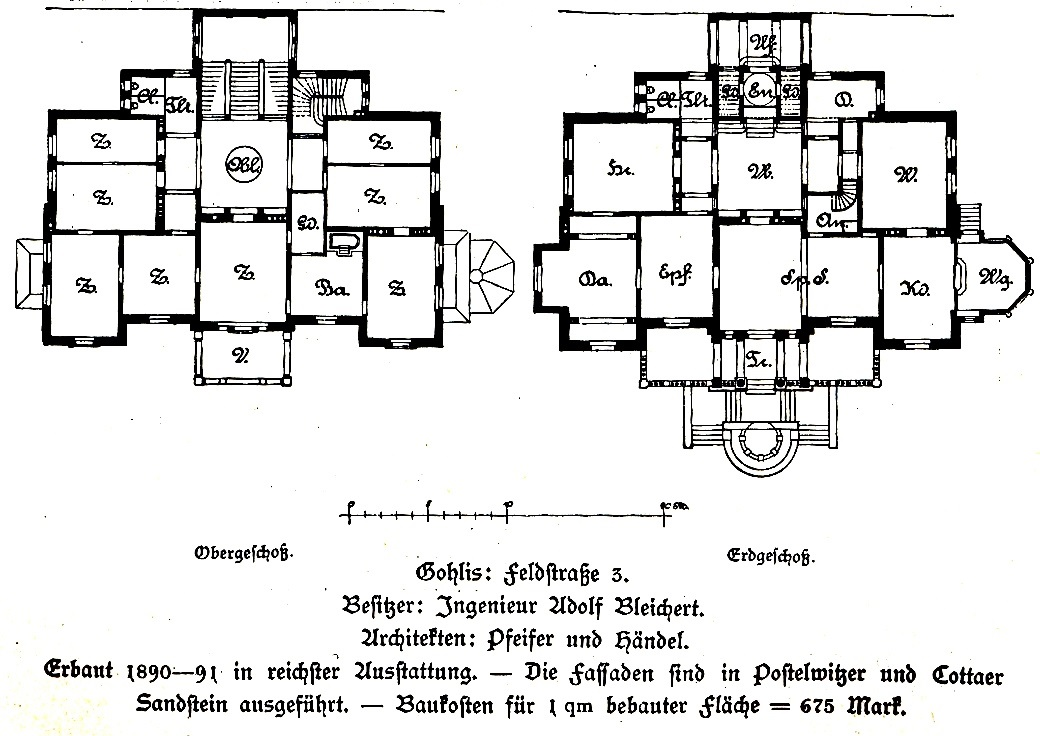
Grundriss von Pfeifer für Villa Adolf Bleichert
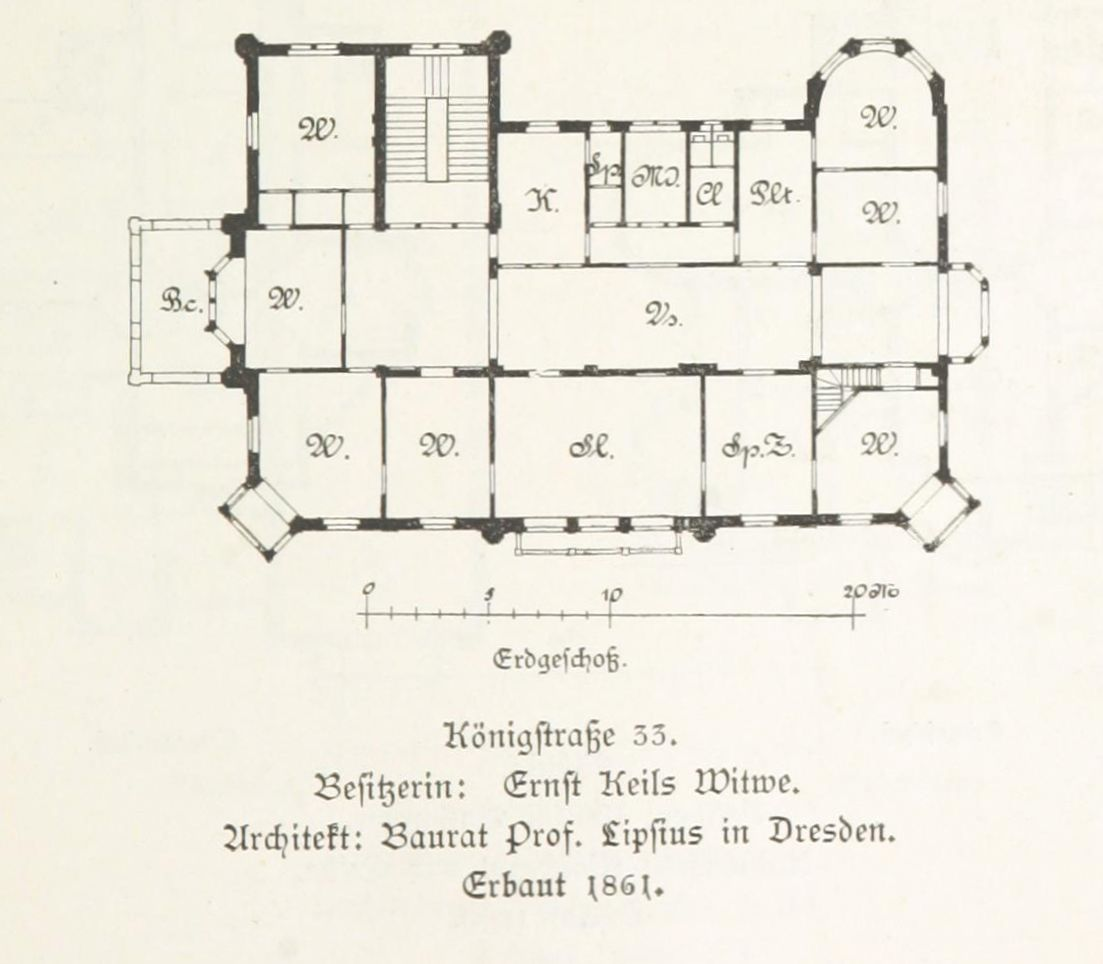
Grundriss von Lipsius für Villa Ernst Keil
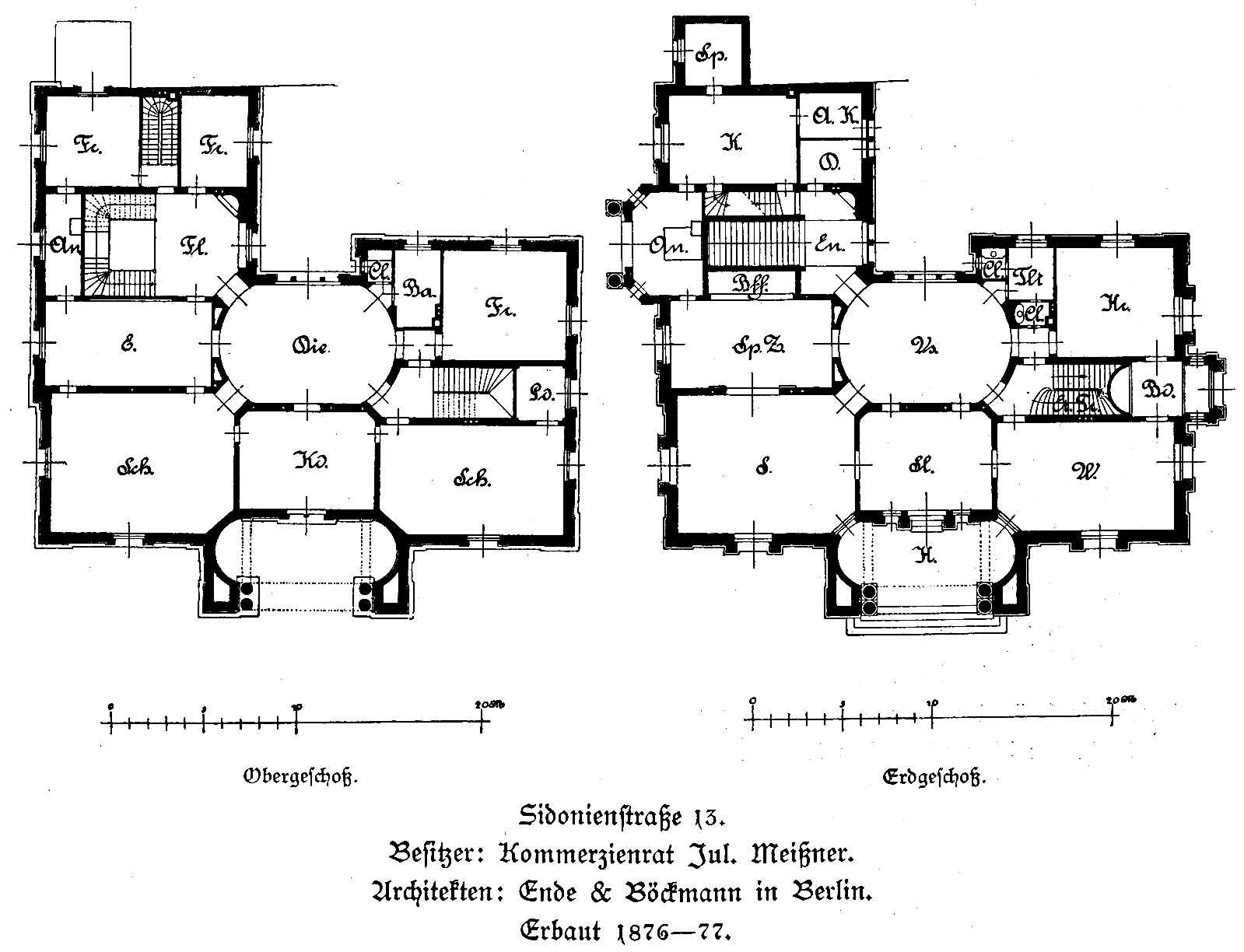
Grundriss von Ende & Böckmann für Villa Julius Meißner
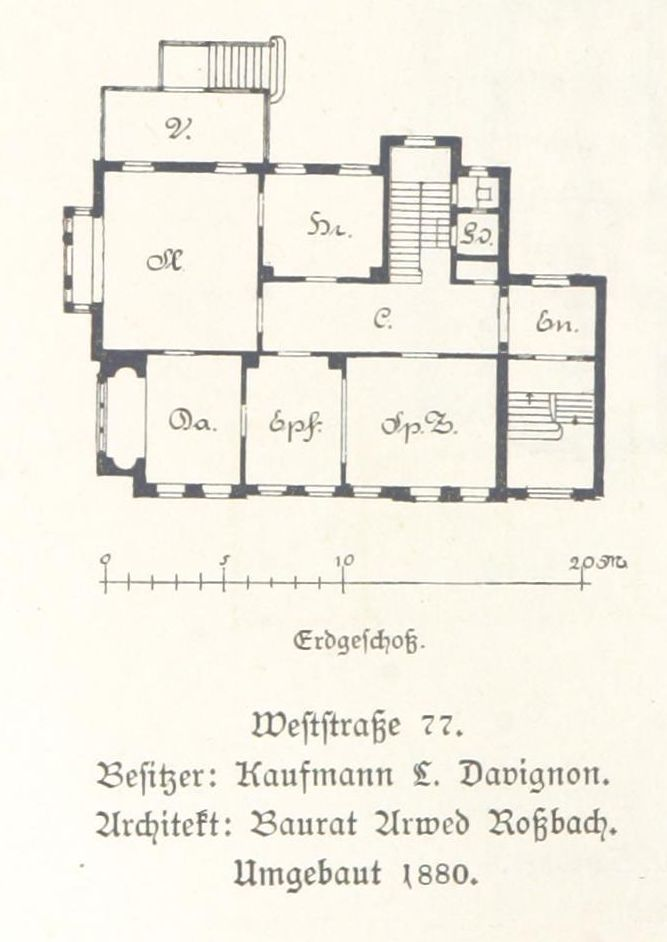
Grundriss von Roßbach für Villa d’Avignon
Grundriss von Roßbach für Villa Gebhardt
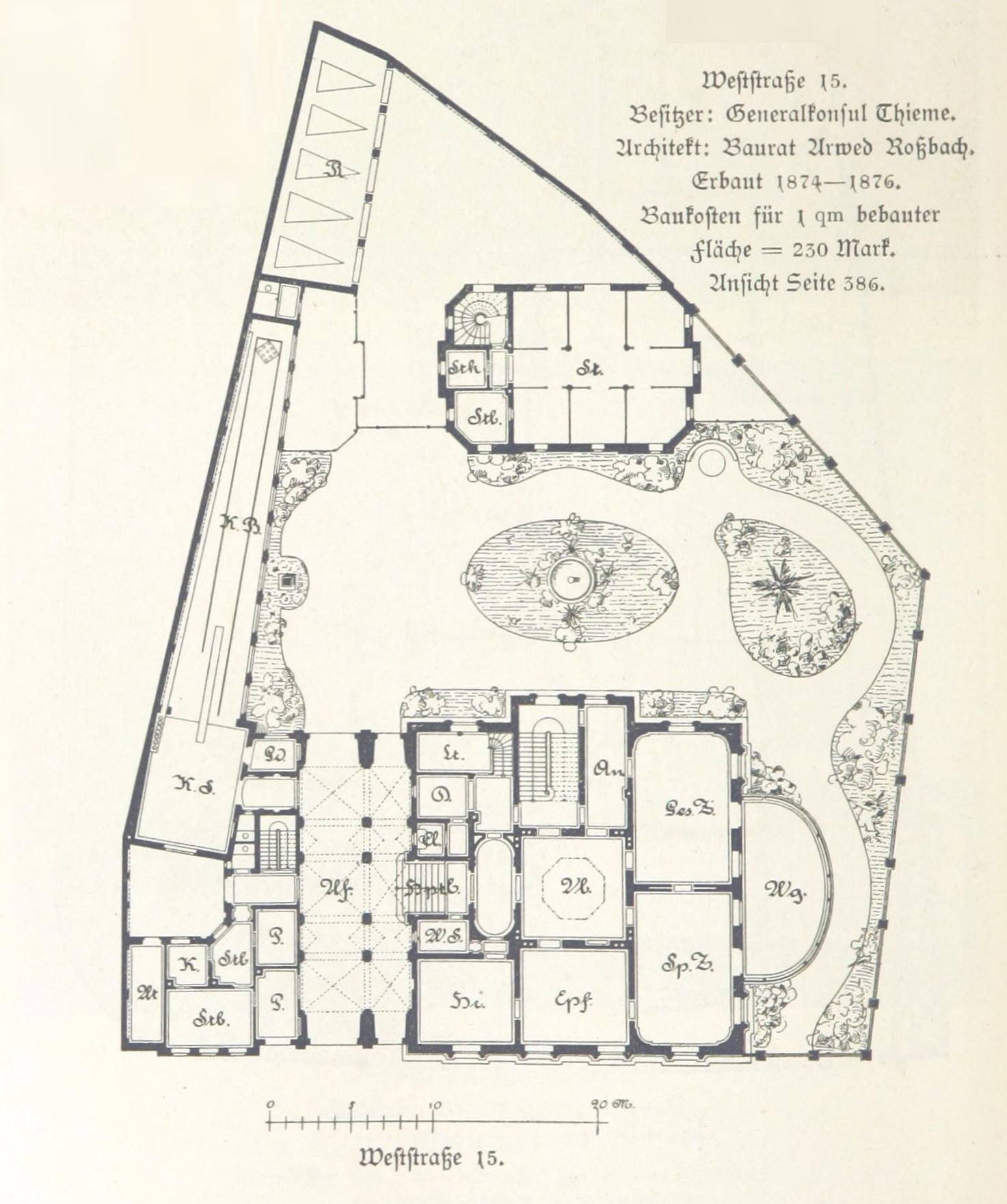
Grundriss von Roßbach für Villa Thieme
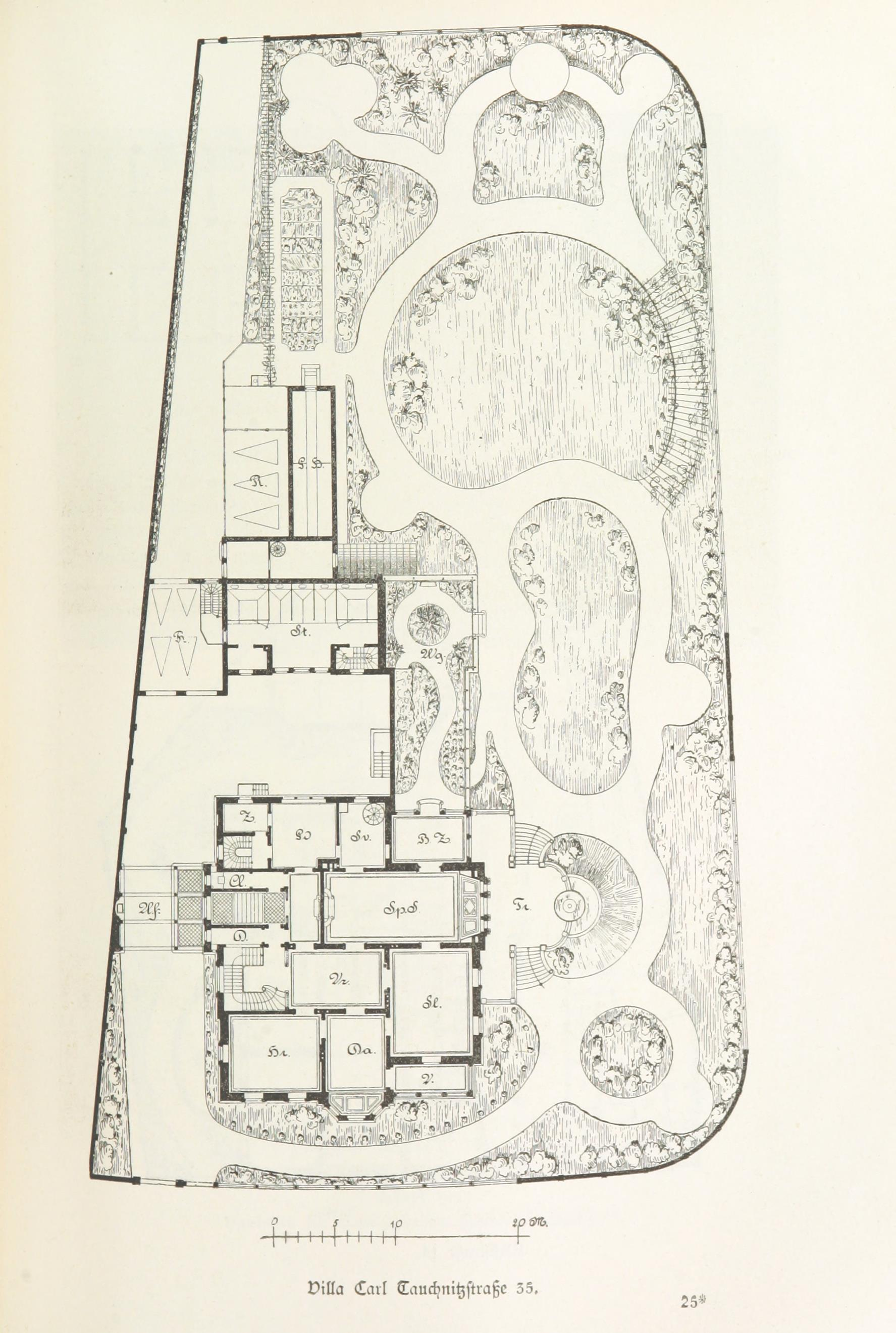
Grundriss von Roßbach für Villa Gruner
Grundriss von Pommer für Villa Hermann J. Meyer
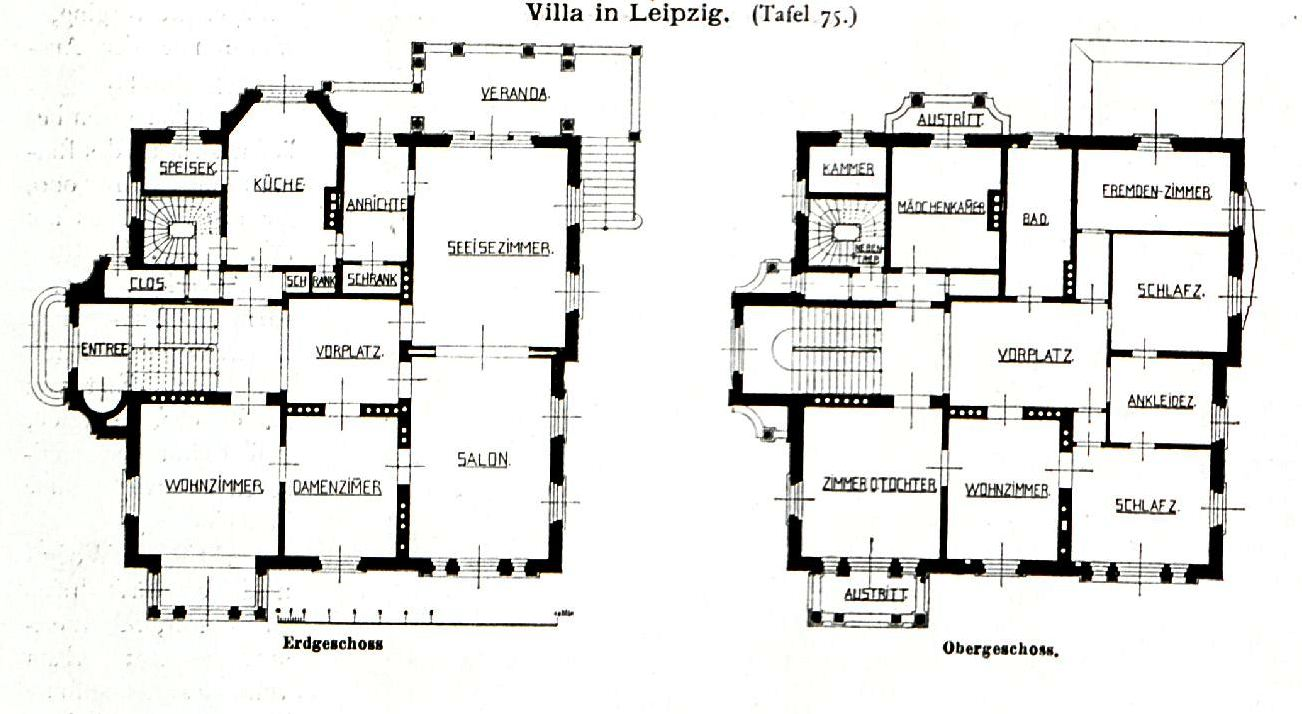
Grundriss von Pommer für Villa Oelßner
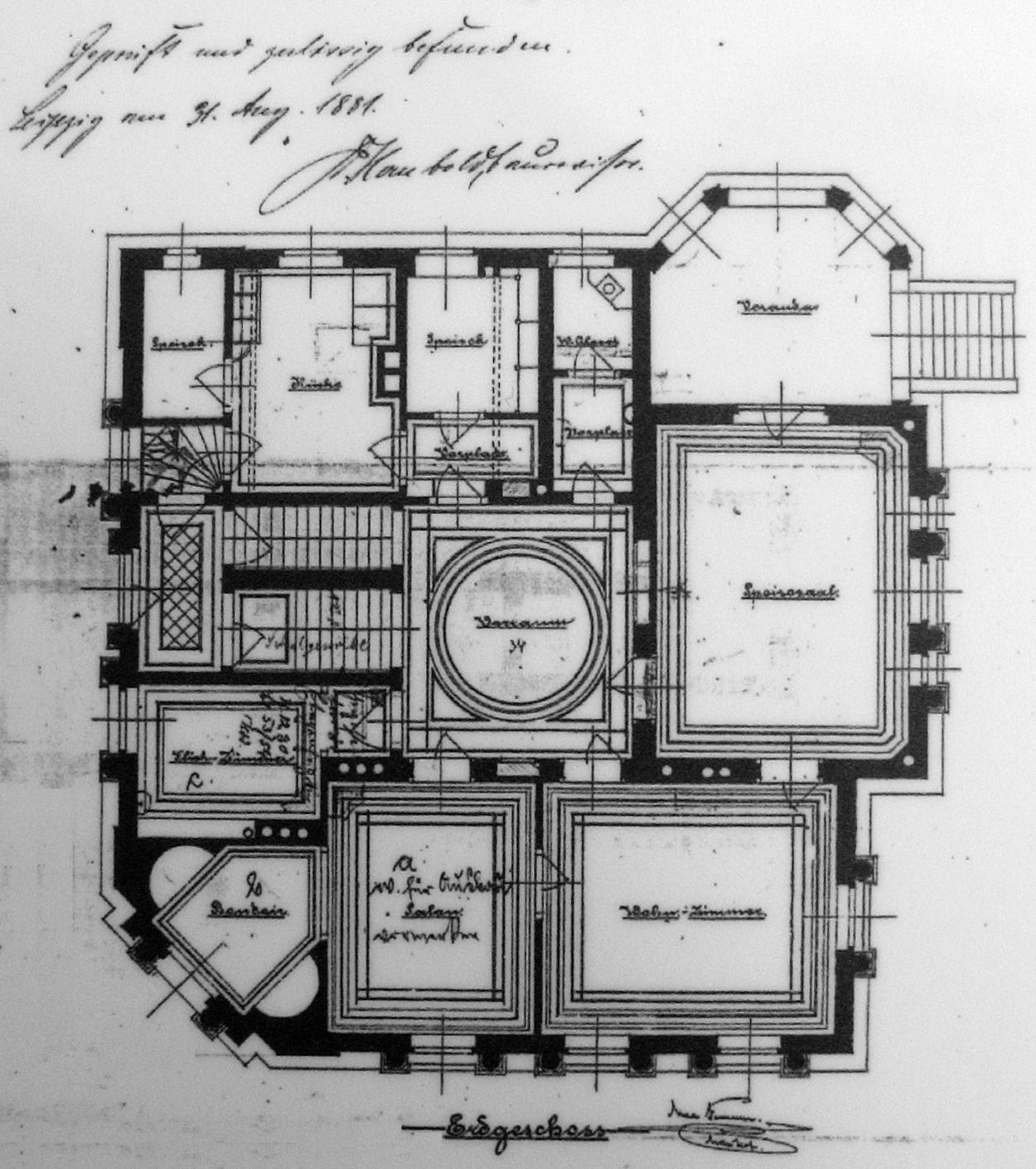
Grundriss von Pommer für Villa Ledig

##### Hotels, Restaurants und Kaffeehäuser

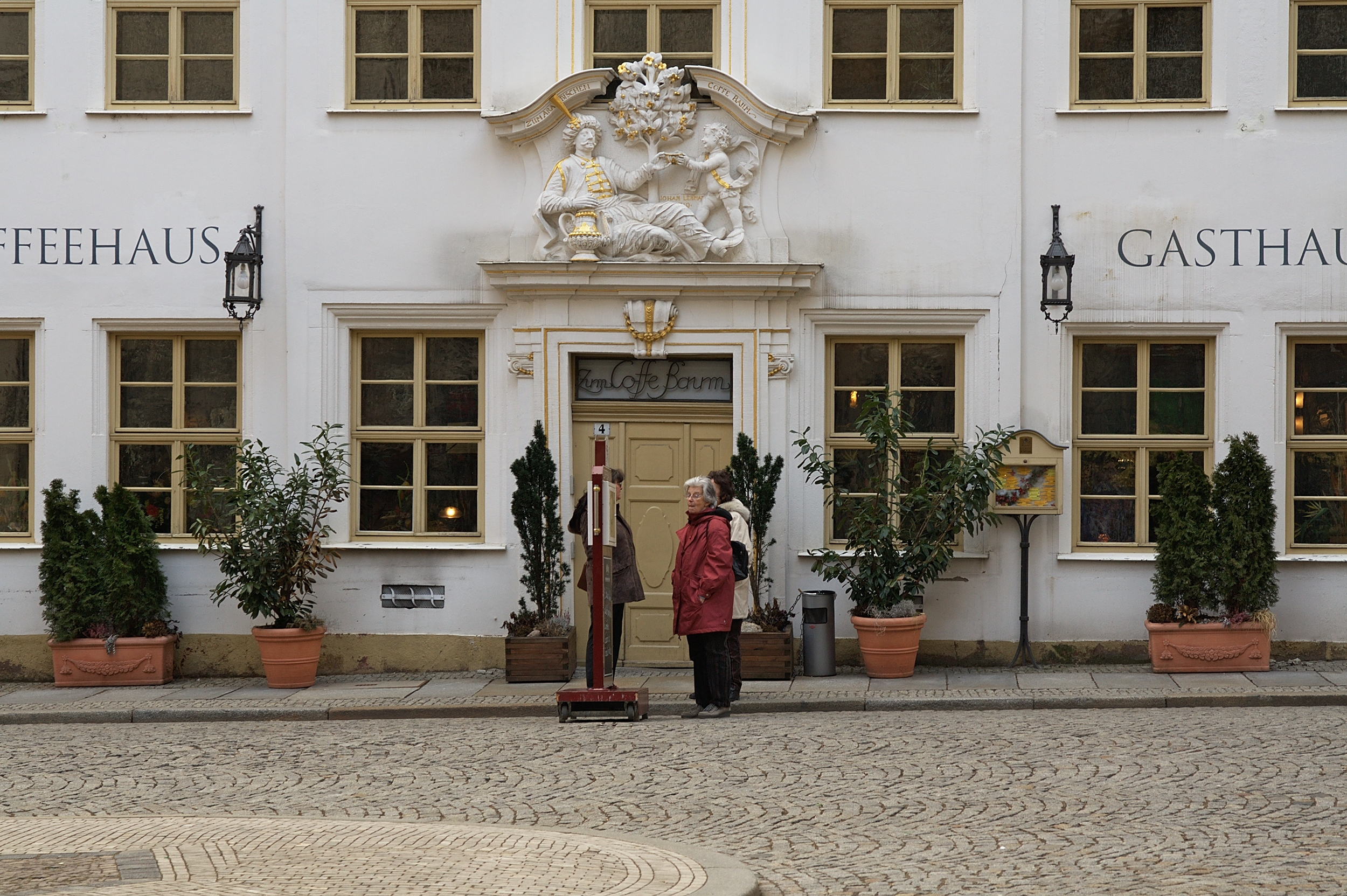
Café, Gasthaus und Museum Zum Arabischen Coffe Baum (2010)

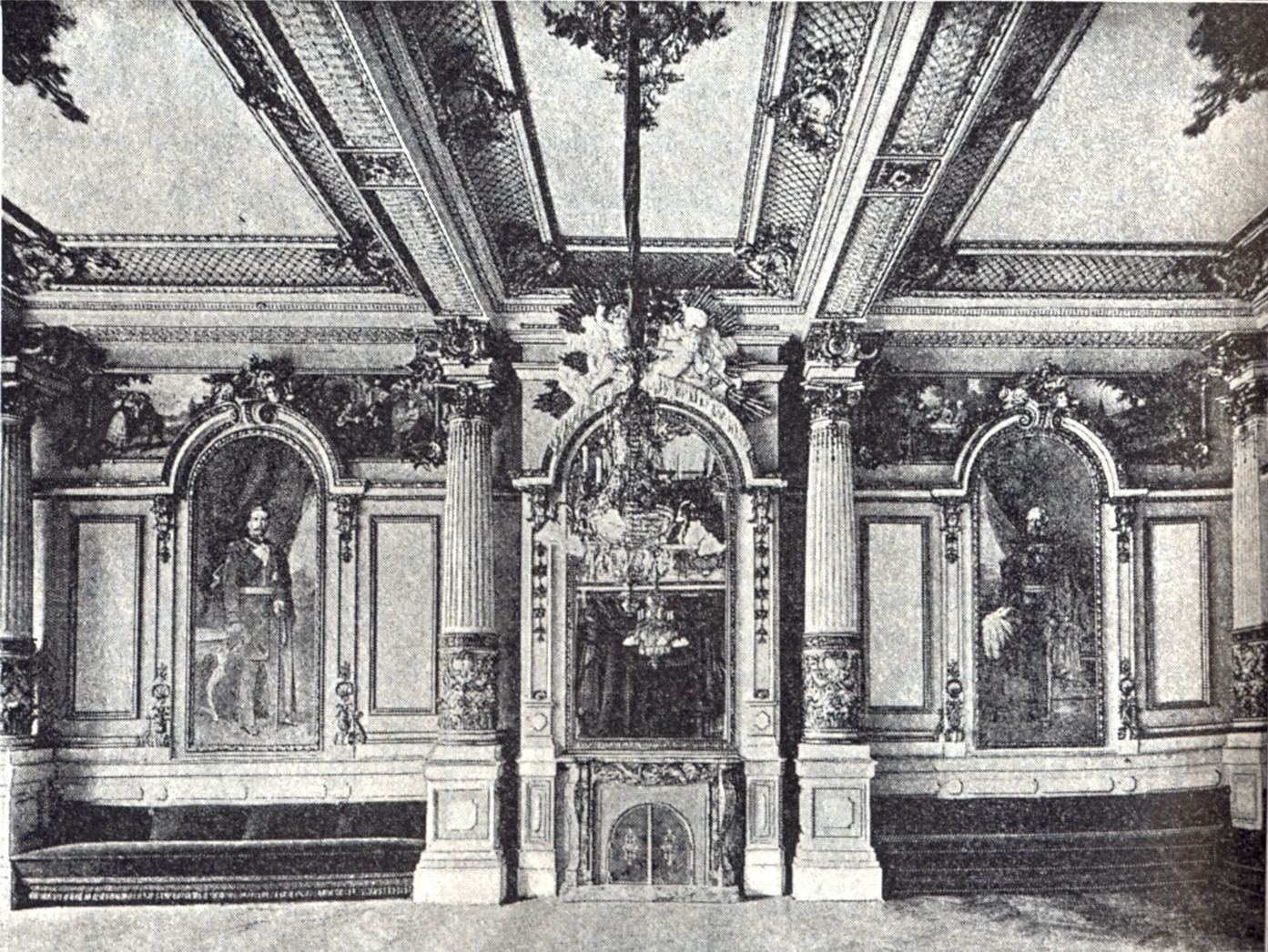
Hotel Kaiserhof, Großer Saal (1892)

Das älteste Café der Stadt seit 1711 und damit eines Europas ältesten Kaffeeschänken ist das barocke Haus „Zum Arabischen Coffe Baum“.
Eines der bekanntesten Cafés war das Café Metz im Gebäude Otto-Schill-Straße 2. Die beiden Häuser der Dorotheenpassage (Otto-Schill-Straße 1 und 2) wurden 1890/91 von dem Leipziger Architekten und Besitzer Paul Jacobi im Stil des Historismus mit Kuppel und Eckerker erbaut. Beide Gebäude wirkten wie das Tor zum Kolonnadenviertel. Sie waren spiegelbildlich identisch gestaltet und wurden jeweils mit einer zwiebelförmigen Kuppel im Formen der Neorenaissance gekrönt. Das darin befindliche Café war aufwändig mit stilisierten Blumen dekoriert. Das Gebäude Otto-Schill-Straße 2 ist erhalten und beheimatet seit 2017 das Bürgerbüro und verschiedene Ämter der Stadtverwaltung.
Das bekannteste Leipziger Hotel war das „Hotel Kaiserhof“ am Georgi-Ring 7. Der Besitzer des Hotels war Robert Börner, Traiteur mit dem Titel Hoflieferant. Das Gebäude wurde nach Entwürfen des Architekten Julius Zeißig 1889 im Stil des Historismus nach dem Vorbild „barockisierender Renaissance“ erbaut.
Das Erdgeschoss enthielt die Portierloge, ein Kontor, ein Lesezimmer, einen kleinen Saal und einen Hauptsaal. Das Treppenhaus wurde durch große Fenster erleuchtet. Die Treppenstufen bestanden aus Carrara-Marmor. Der Hauptsaal zeigte große Gemälde der deutschen Kaiserfamilie.

Historistische Hotels und Kaffeehäuser
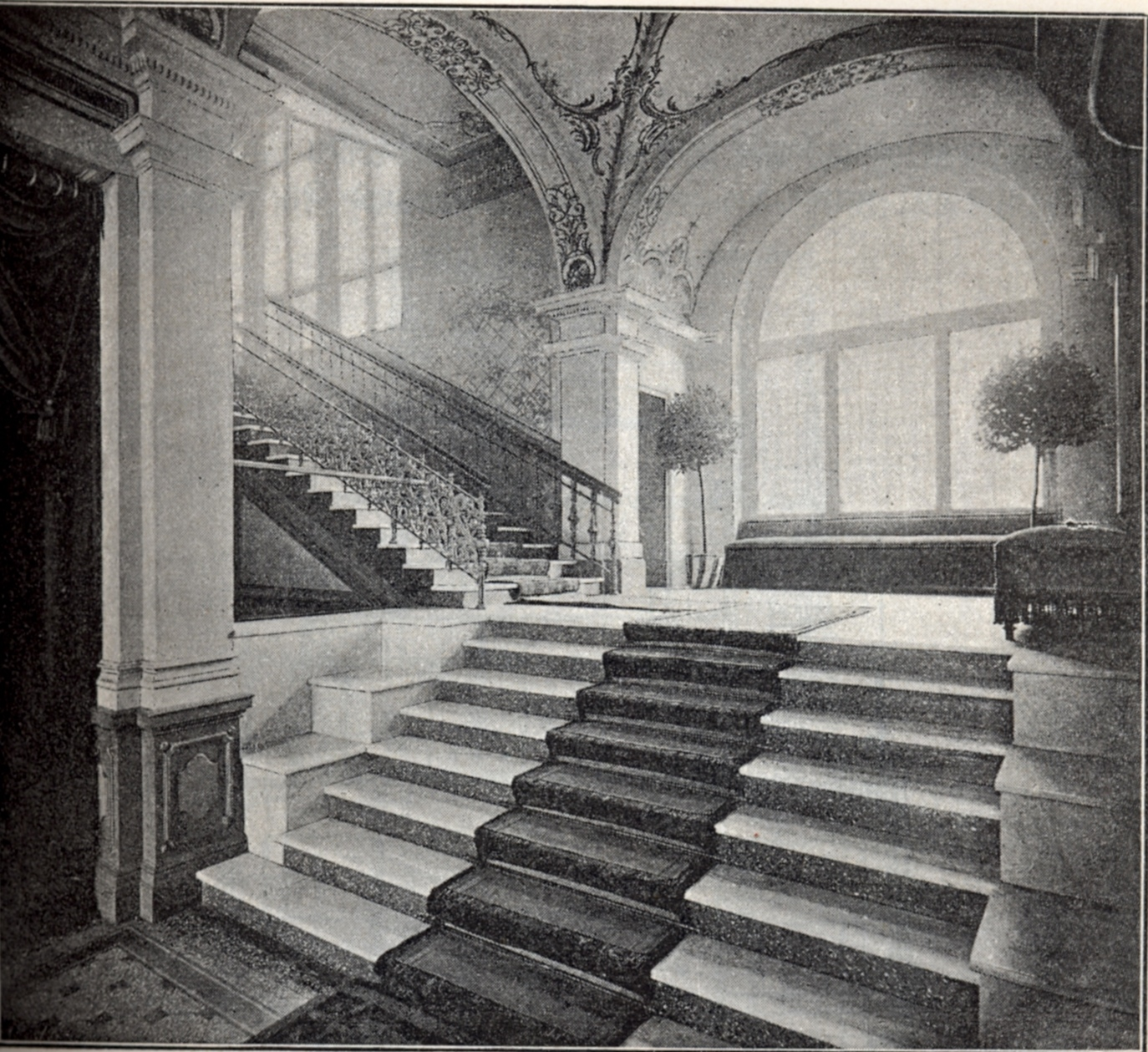
Hotel Kaiserhof, Treppenhaus
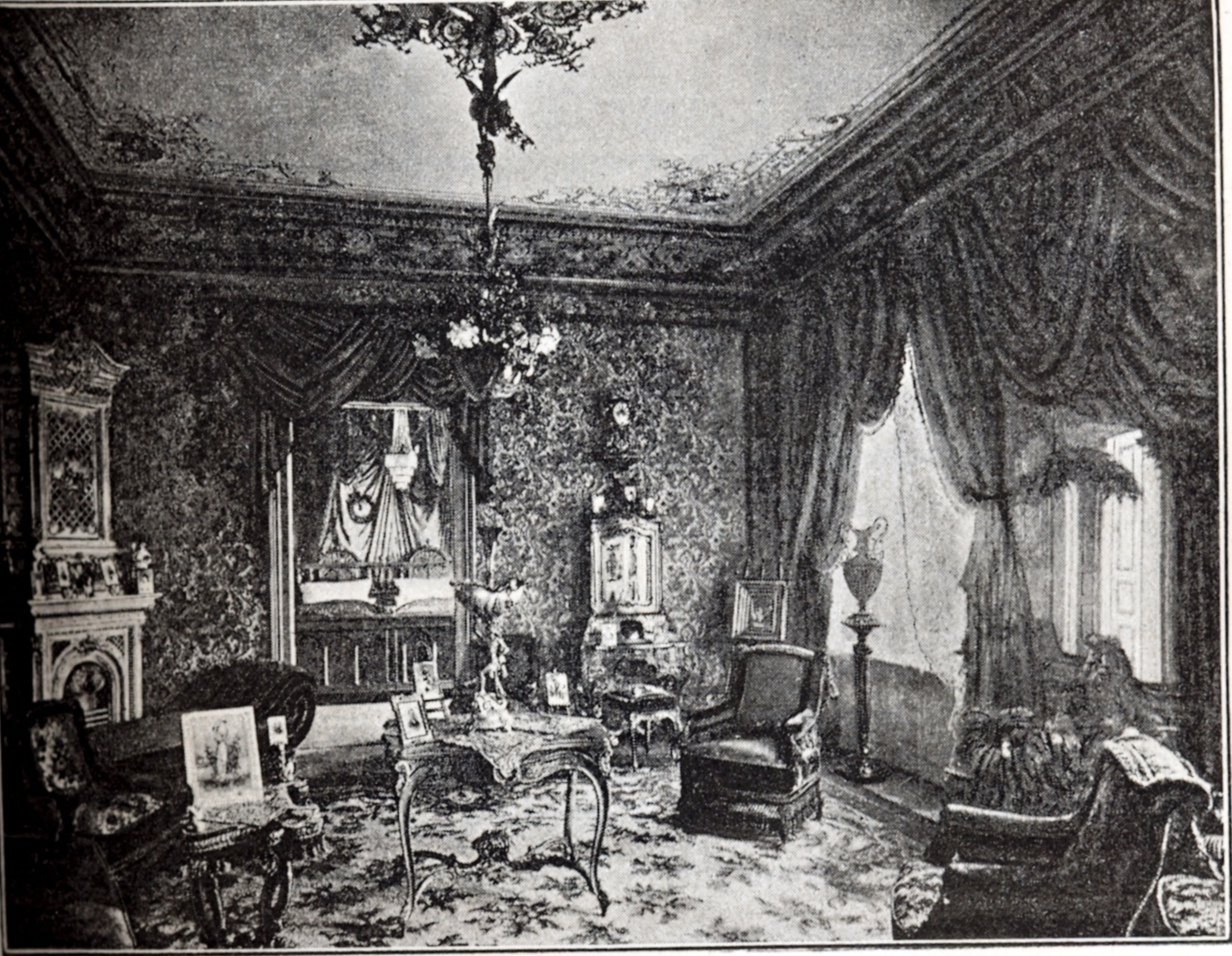
Hotel Kaiserhof, Kleiner Saal
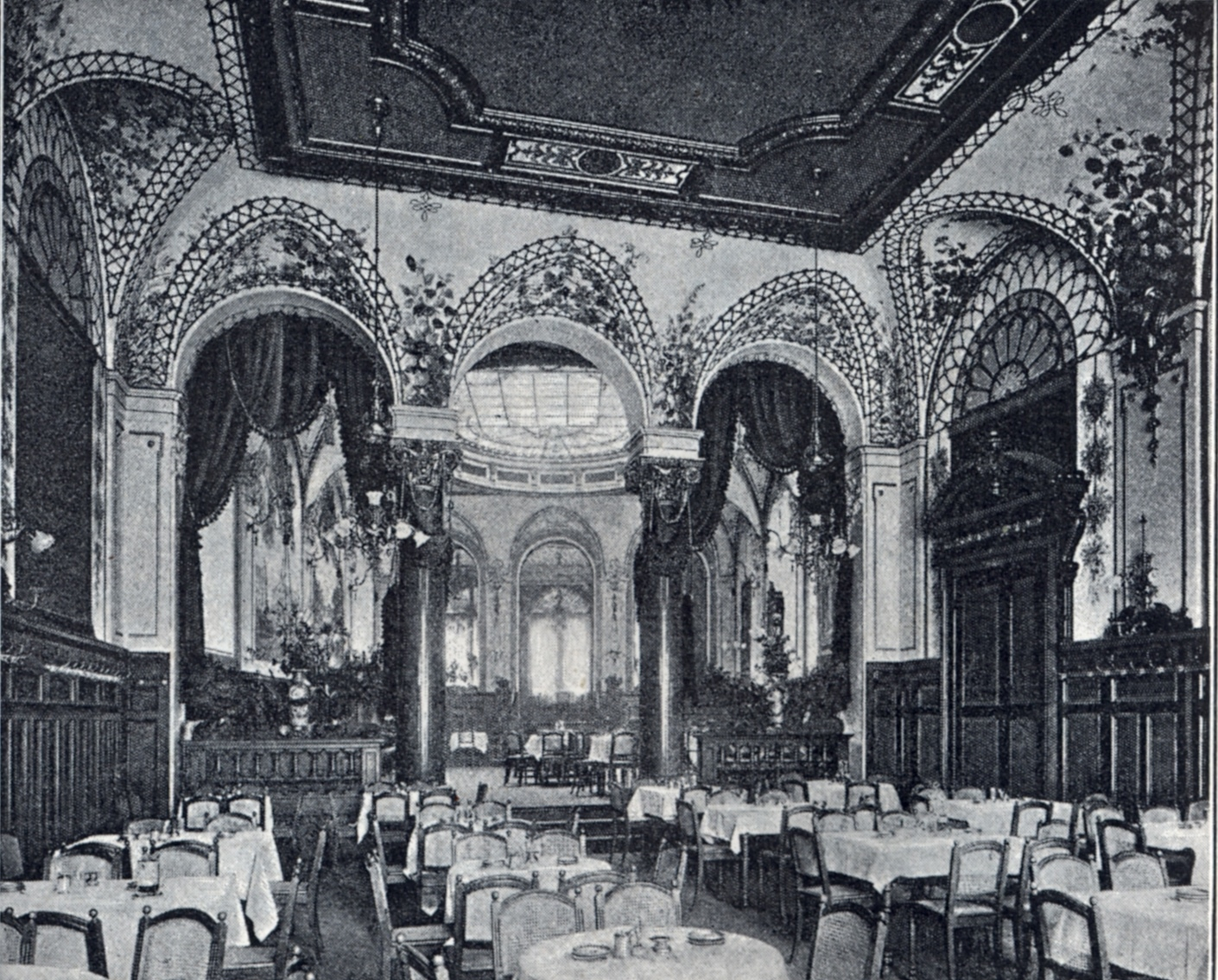
Dorotheenpassage, Café Metz
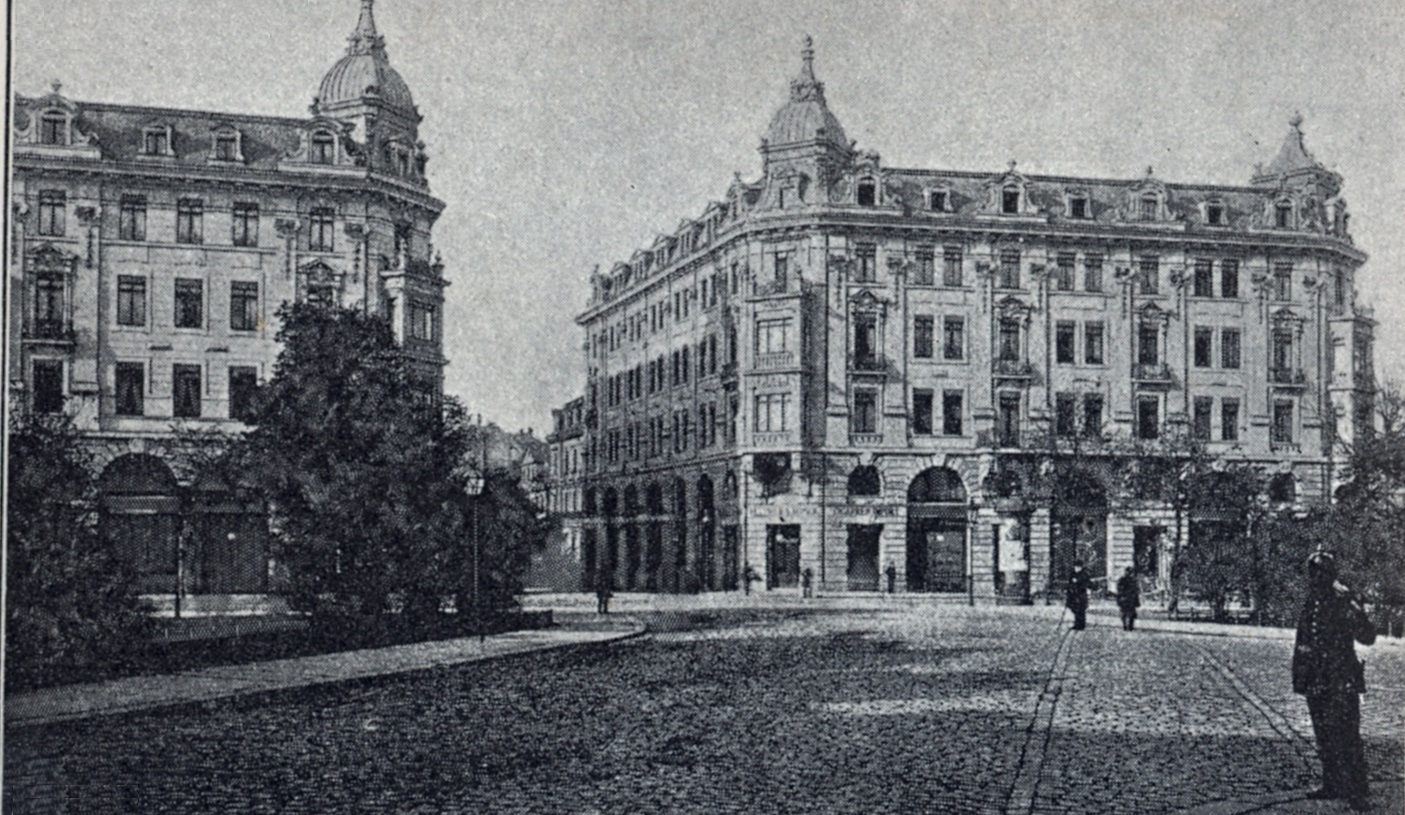
Dorotheenpassage

#### Deutsche Neorenaissance

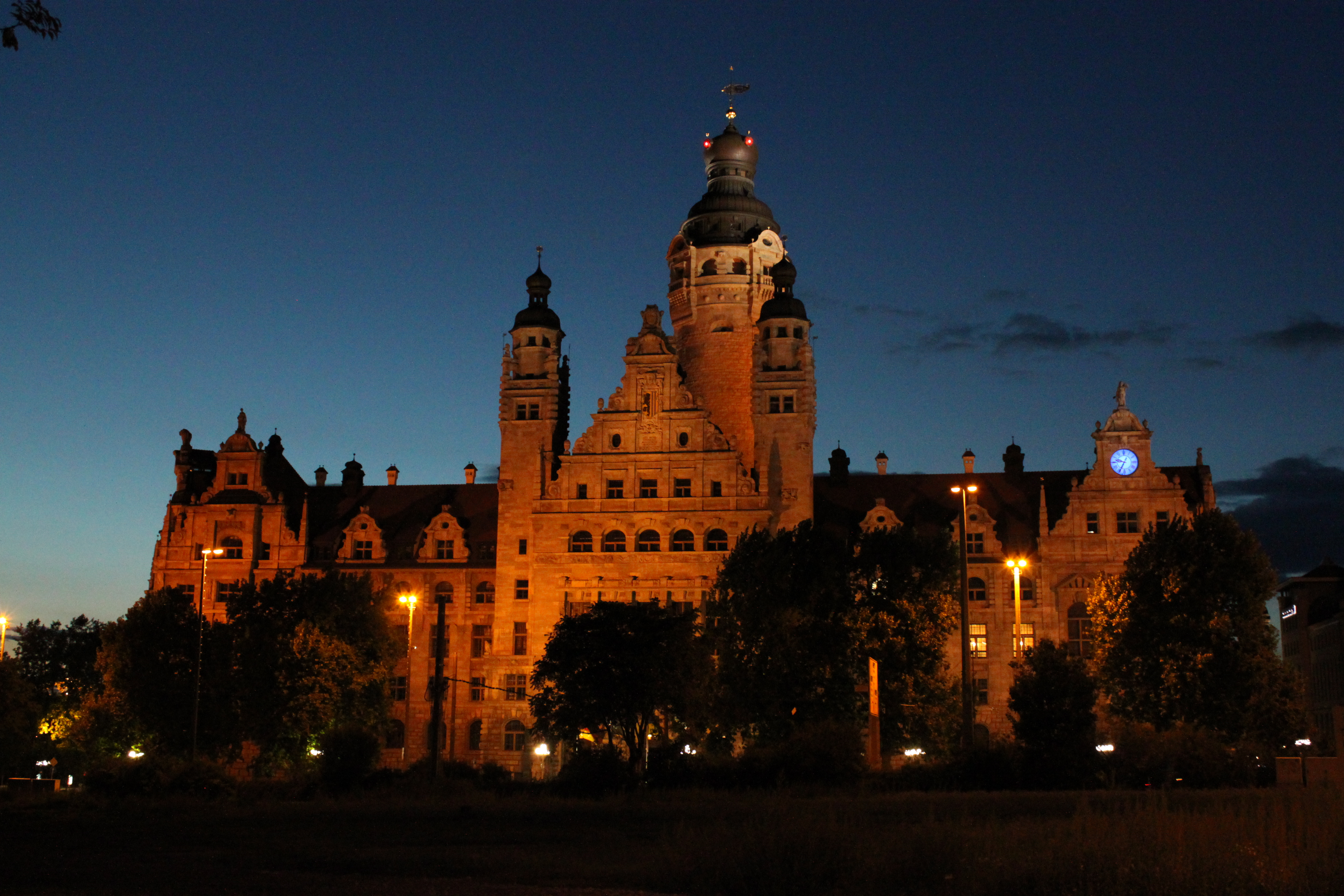
Deutsche Neorenaissance: Neues Rathaus (2011)

Das Deutsche Buchhändlerhaus wurde 1888 nach Entwürfen von Kayser & von Großheim fertiggestellt. Der Festsaal zeigte Wandmalereien von Woldemar Friedrich, dazu ein Glasgemälde mit dem Titel Leipzig als Mittelpunkt des deutschen Buchhandels. Das Leipziger Buchhändlerhaus wurde  im Stil des Historismus geschaffen: „Die Fassadenbildung der Gesamtanlage ist eine vorzügliche Leistung deutscher Renaissance“. Als Pendant zum Buchhändlerhaus entstand im Graphischem Viertel das Deutsche Buchgewerbehaus, welches gleichfalls mit dem Leipziger Buchgewerbe verbunden war. Der von Emil Hagberg von 1898 bis 1901 errichtete Neorenaissancebau diente der Präsentation der Erzeugnisse der graphischen Industrie. Ein weiteres Gebäude im Stil deutscher Renaissance war die Villa Wölker an der Karl-Tauchnitz-Straße 15 (alt 31), die nach Entwürfen von Max Pommer im Jahre 1888 für den Generalkonsul Wilhelm Wölker im Stil der Neorenaissance fertiggestellt wurde. Auch die Villa Rehwoldt an der Karl-Tauchnitz-Straße 29 (alt 45) und die Villa Fritzsche an der Karl-Tauchnitz-Straße 37 (alt 55) wurden nach Entwürfen von Max Pommer erbaut. Hugo Licht entwarf auch das Neue Rathaus im Stil der deutschen Neorenaissance. Gerhard Weidenbach und Richard Tschammer entwarfen die Reformierte Kirche im Stil der deutschen Renaissance (1896/99). Das Hugenottenkreuz auf dem Kirchturm erinnert an die Herkunft der Mitglieder der Reformierten Gemeinde Leipzigs, die als Hugenotten aus dem katholischen Frankreich geflüchtet waren.

Bauten der Neorenaissance
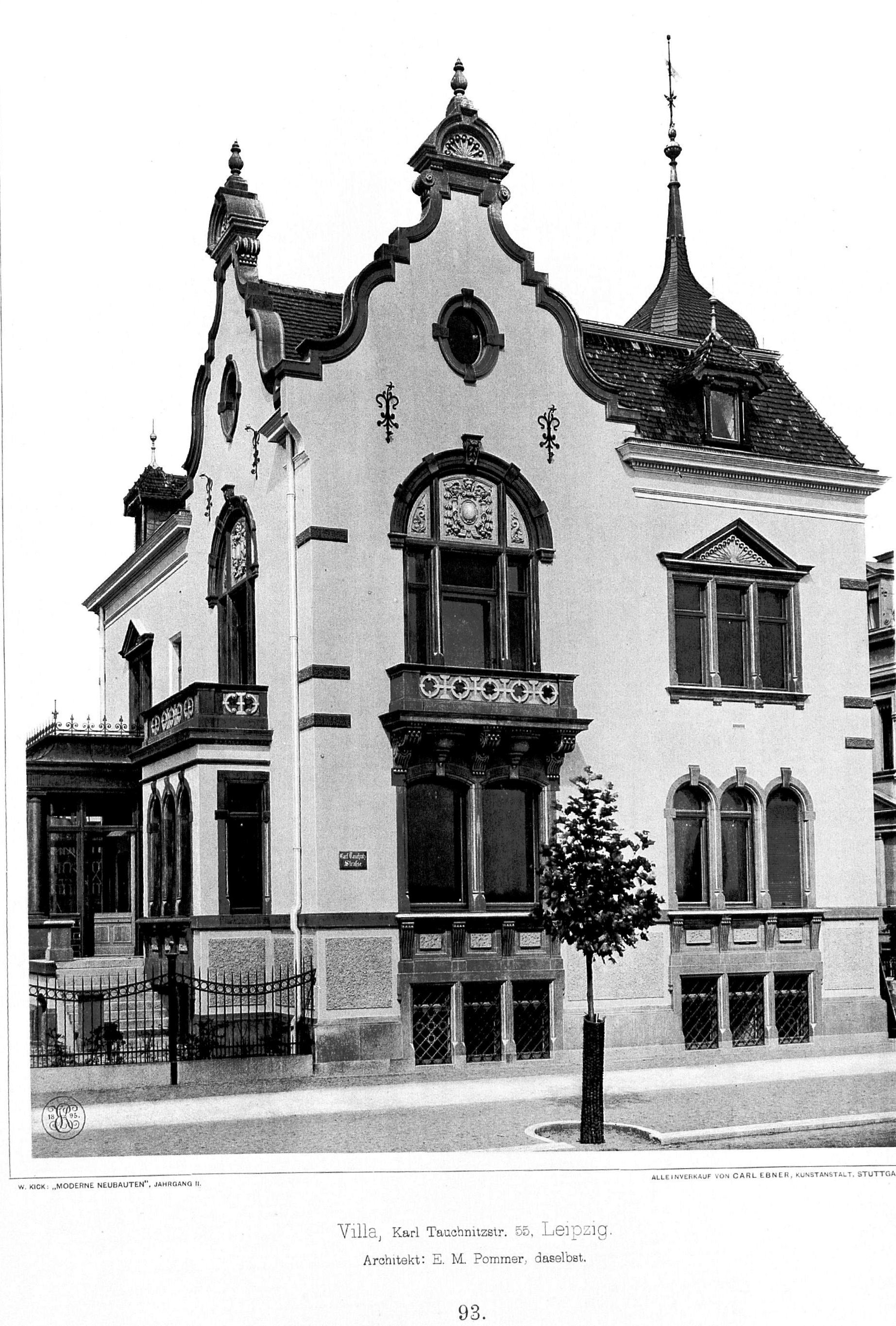
Villa Fritzsche, Karl Tauchnitzerstraße 37 (alt 55), Entwurf Max Pommer (1898)
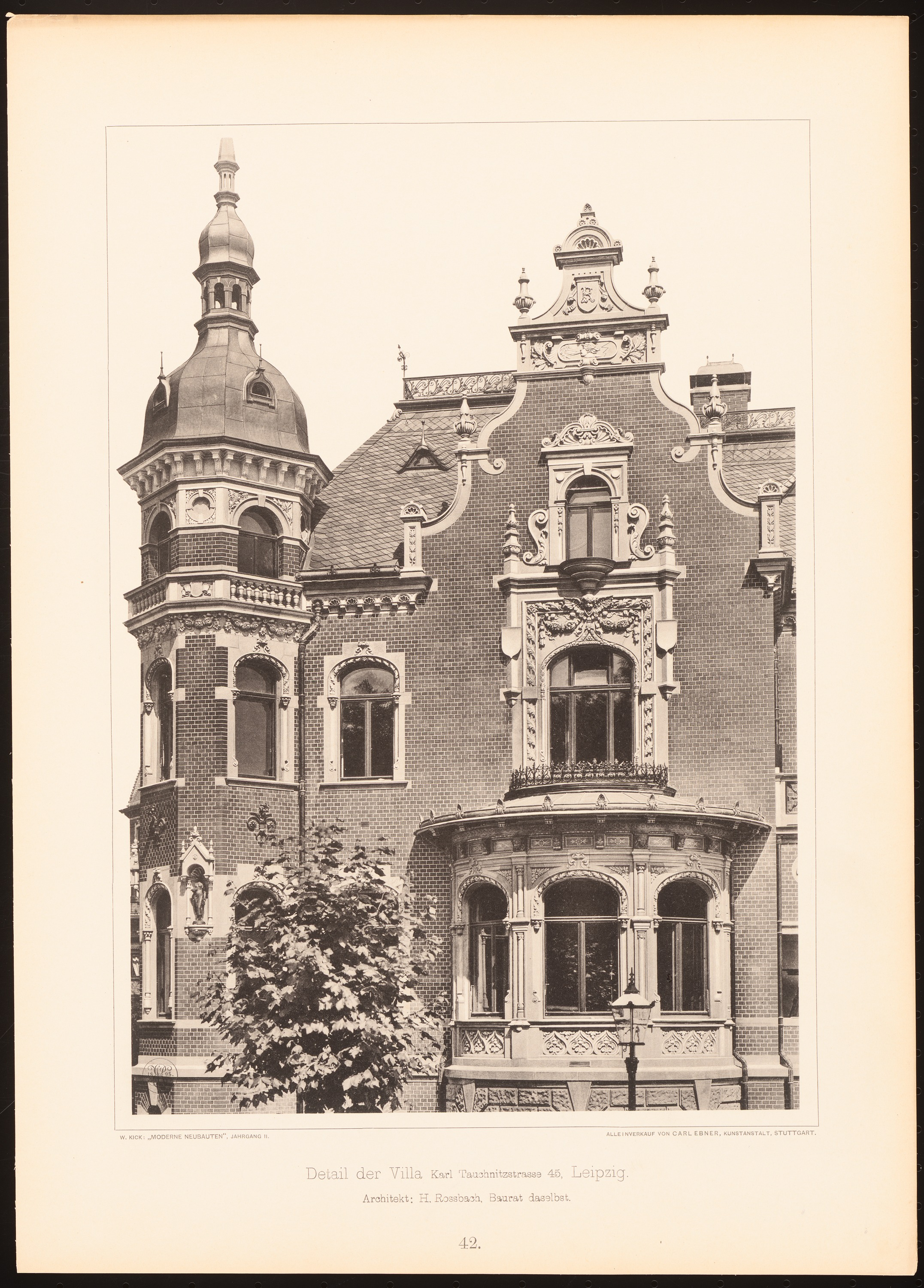
Villa Rehwoldt, Karl Tauchnitzstrasse 29 (alt 45), Entwurf Arwed Roßbach (1898)
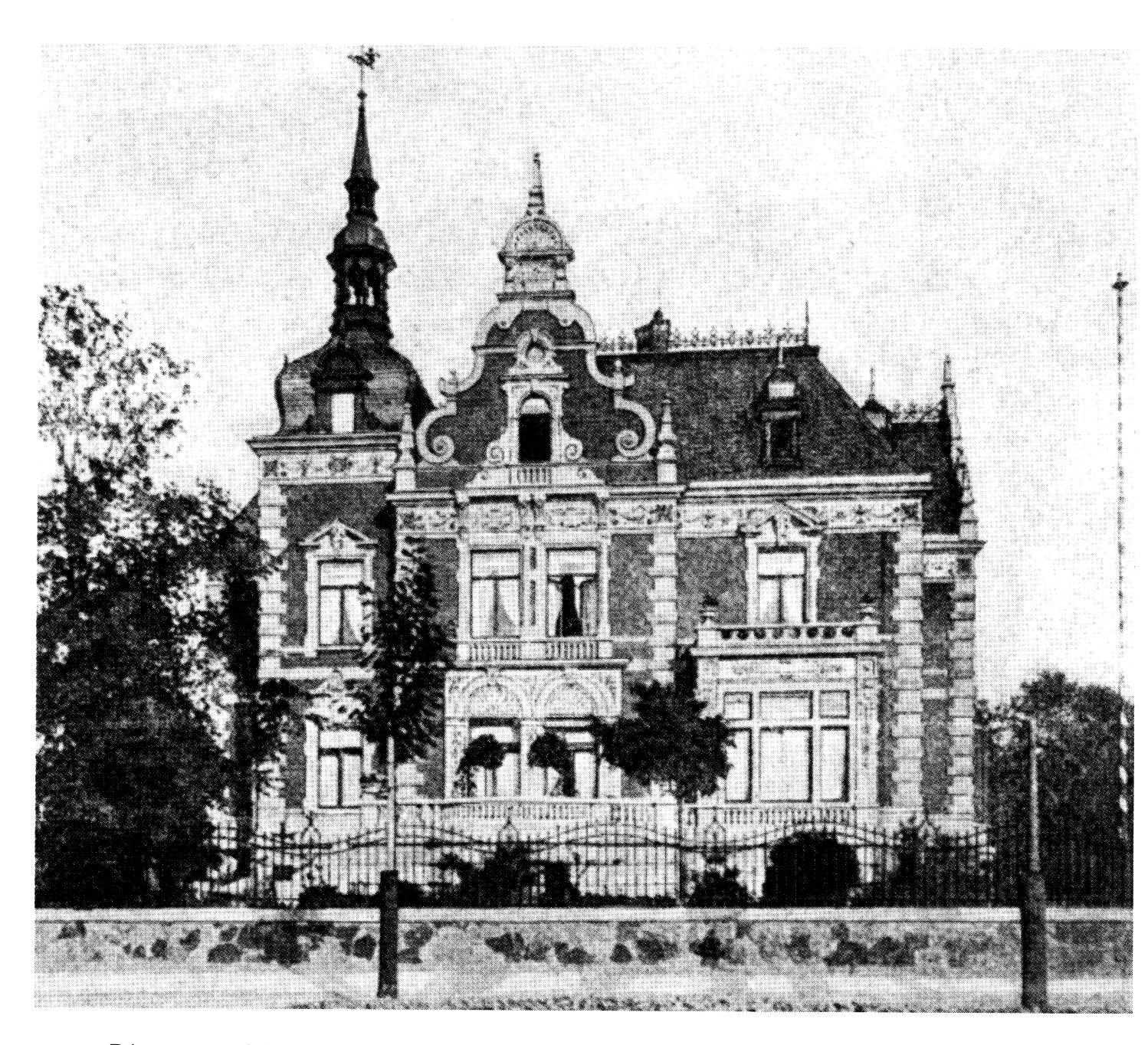
Villa Wölker, Karl Tauchnitzstrasse 15 (alt 31), Entwurf Max Pommer (1900)
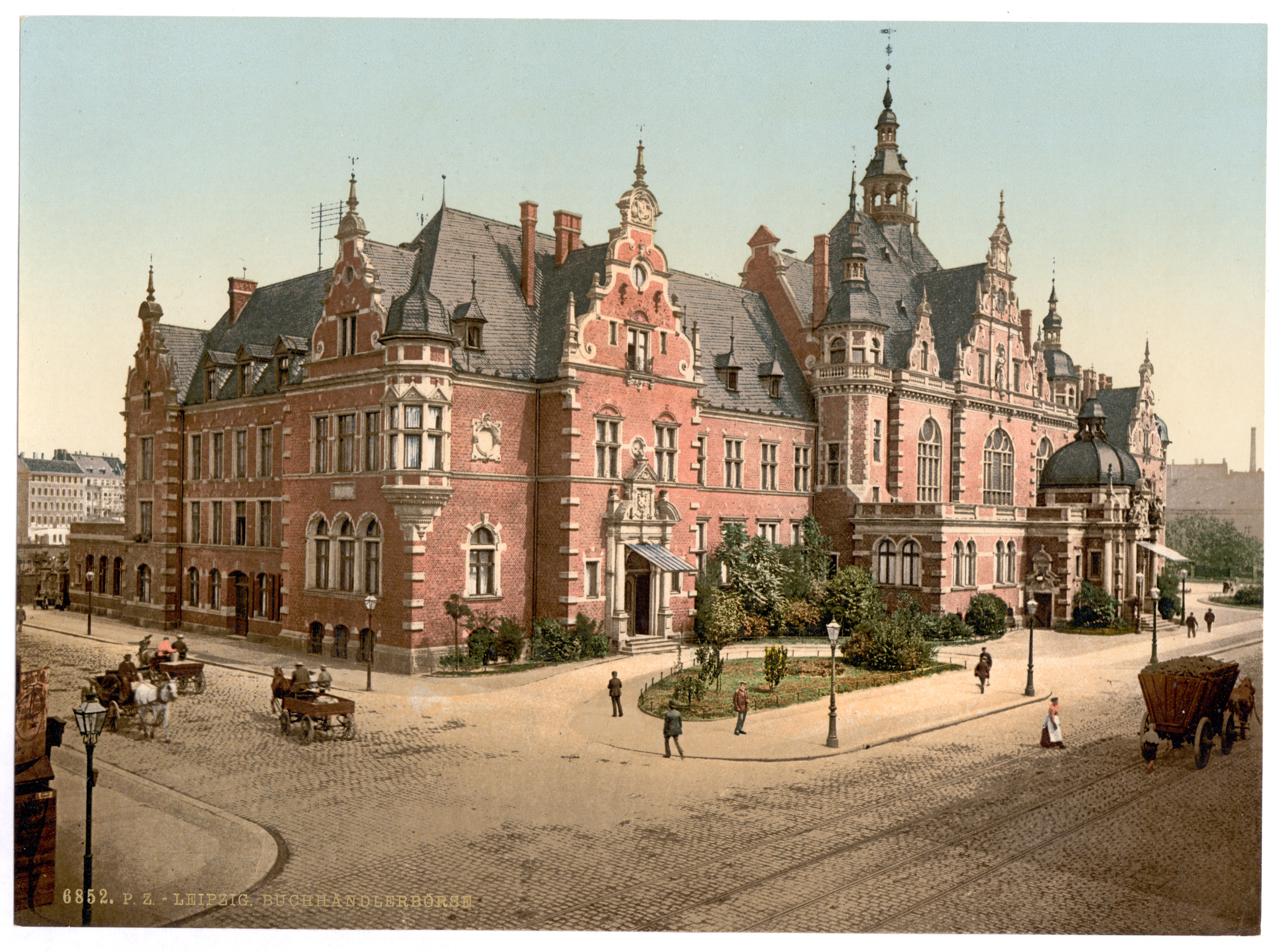
Deutsches Buchhändlerhaus in Leipzig (um 1900)
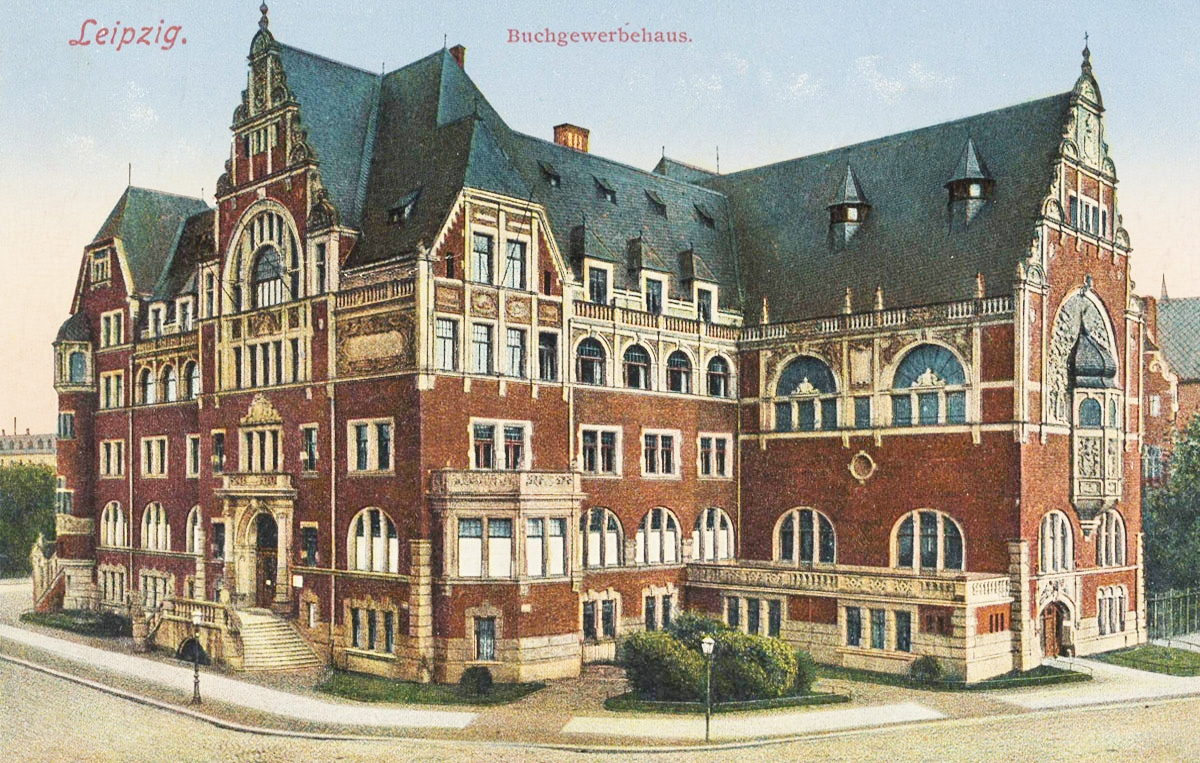
Deutsches Buchgewerbehaus (um 1900)
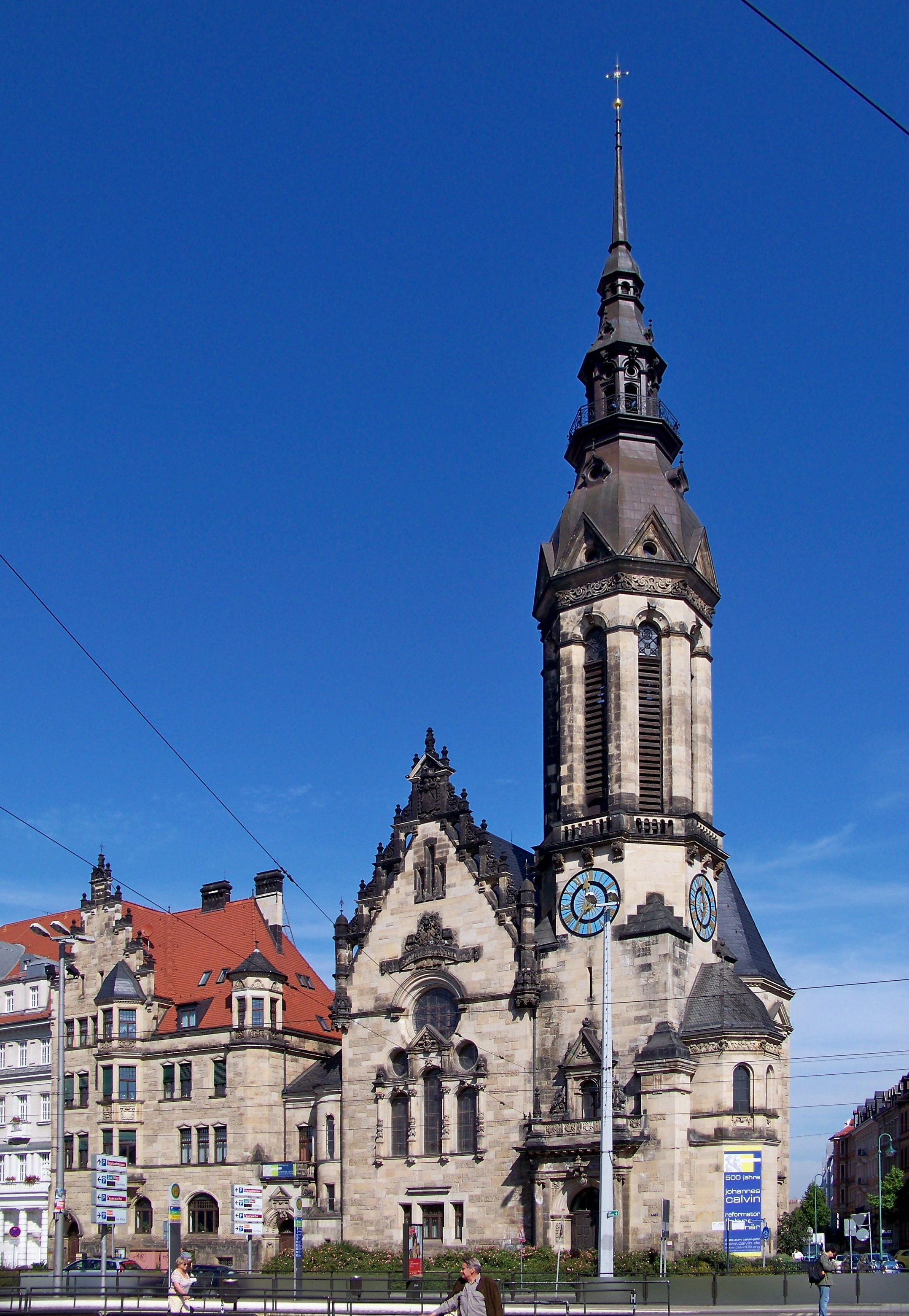
Reformierte Kirche (2009)

#### Neogotik
Im Stil der Neogotik wurde das Gebäude „Die gute Quelle“, Brühl 42 im Jahre 1867 nach Entwürfen des Architekten August Friedrich Viehweger fertiggestellt. Bauherr war der Rauchwarenhändler E. B. Lomer. Ein Sakralbau im Stil der Neogotik war die Leipziger Universitätskirche St. Pauli, Entwurf von Arwed Roßbach. Die Peterskirche wurde 1882/1885 nach Entwürfen der Architekten August Hartel und Constantin Lipsius im Stil der Neogotik erbaut.
Der Turm der Zentralmarkthalle Leipzig wurde in den Jahren 1889 bis 1891 nach Plänen des Stadtbaudirektors Hugo Licht gotisierend nach dem Vorbild des Campanile des florentinischen Palazzo Vecchio stilisiert.

Neogotische Bauten
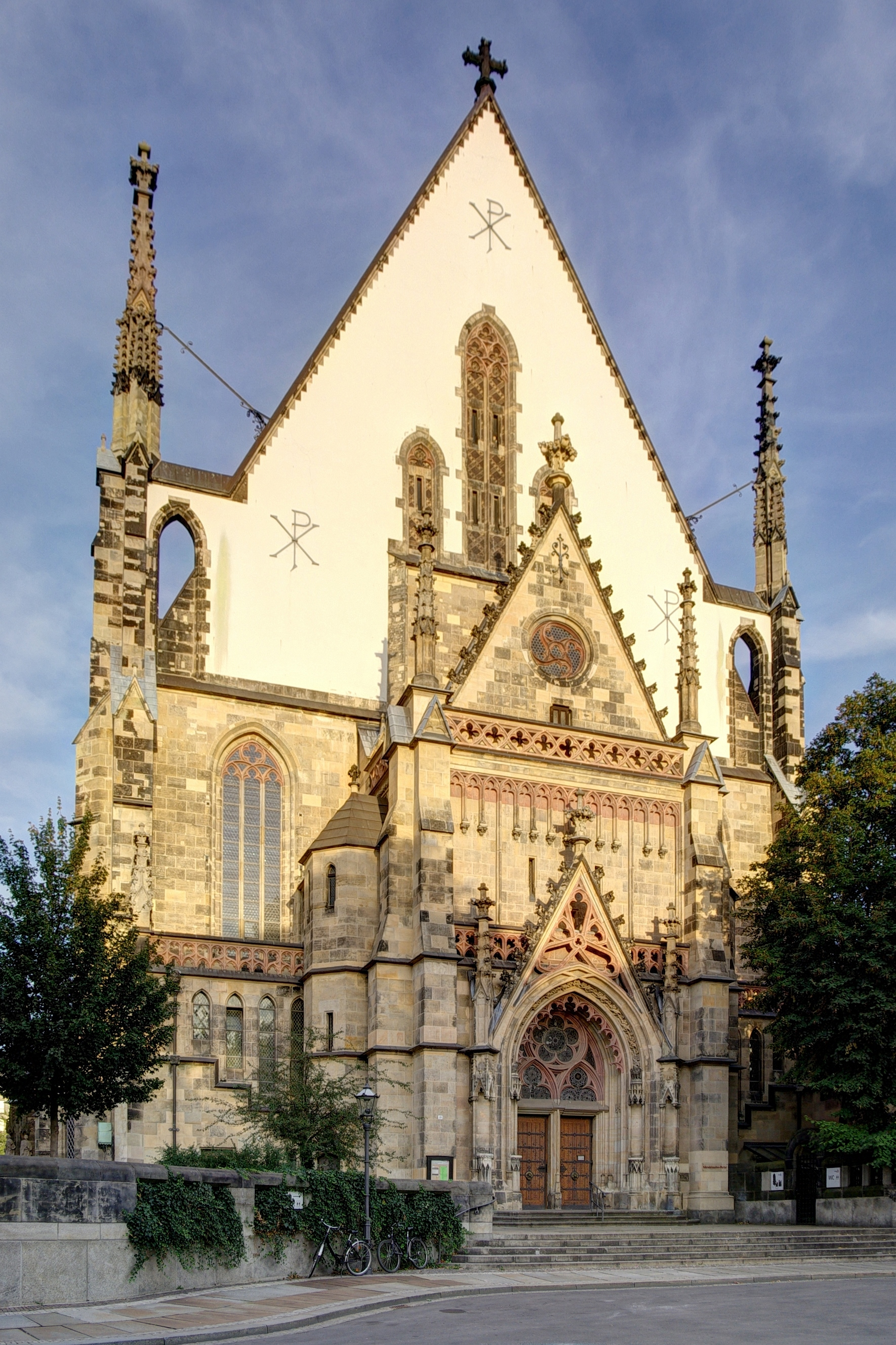
Thomaskirche
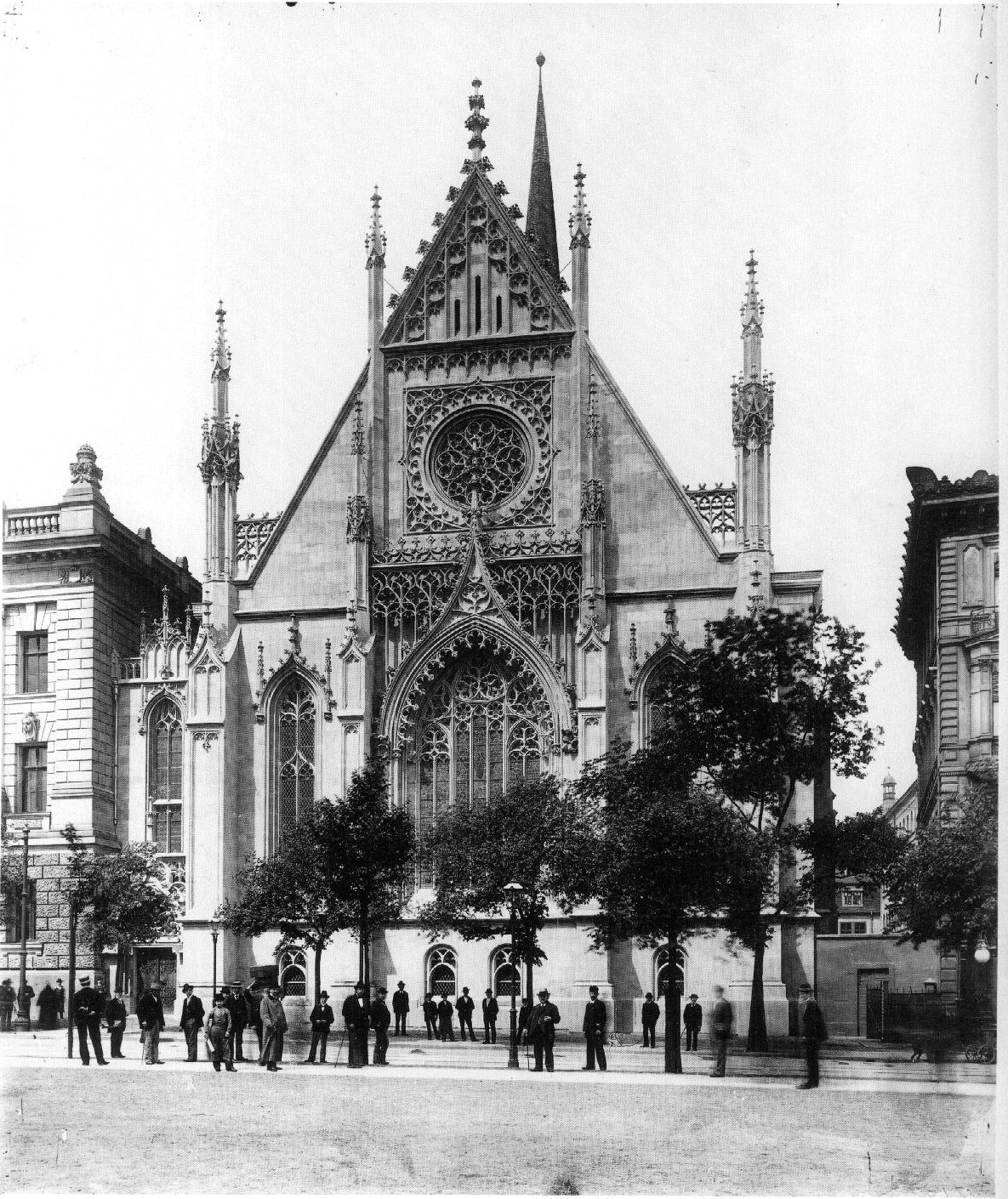
Historismus: Leipziger Paulinerkirche
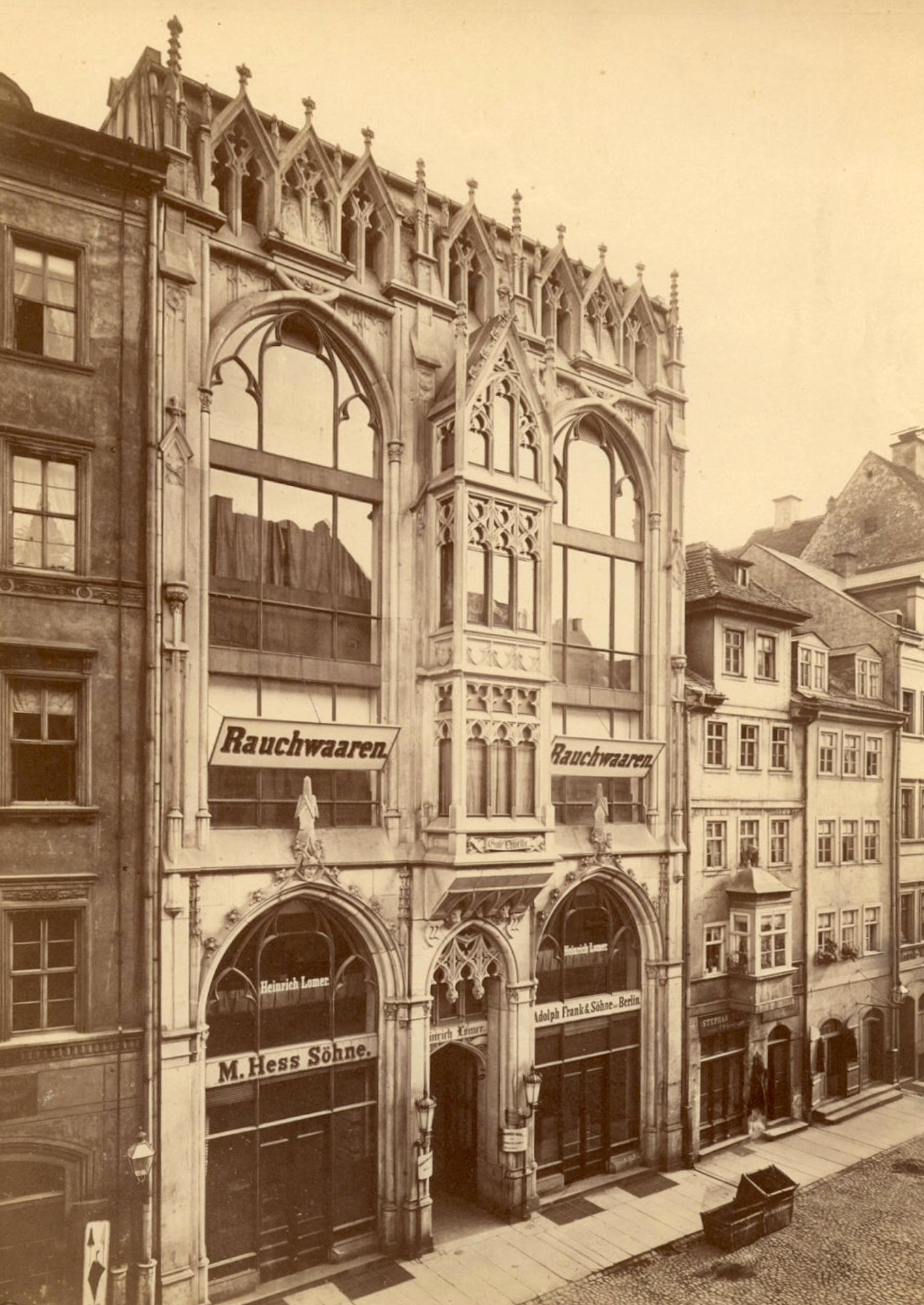
Historismus: Geschäftshaus Lomer, Architekt: August Friedrich Viehweger, 1867
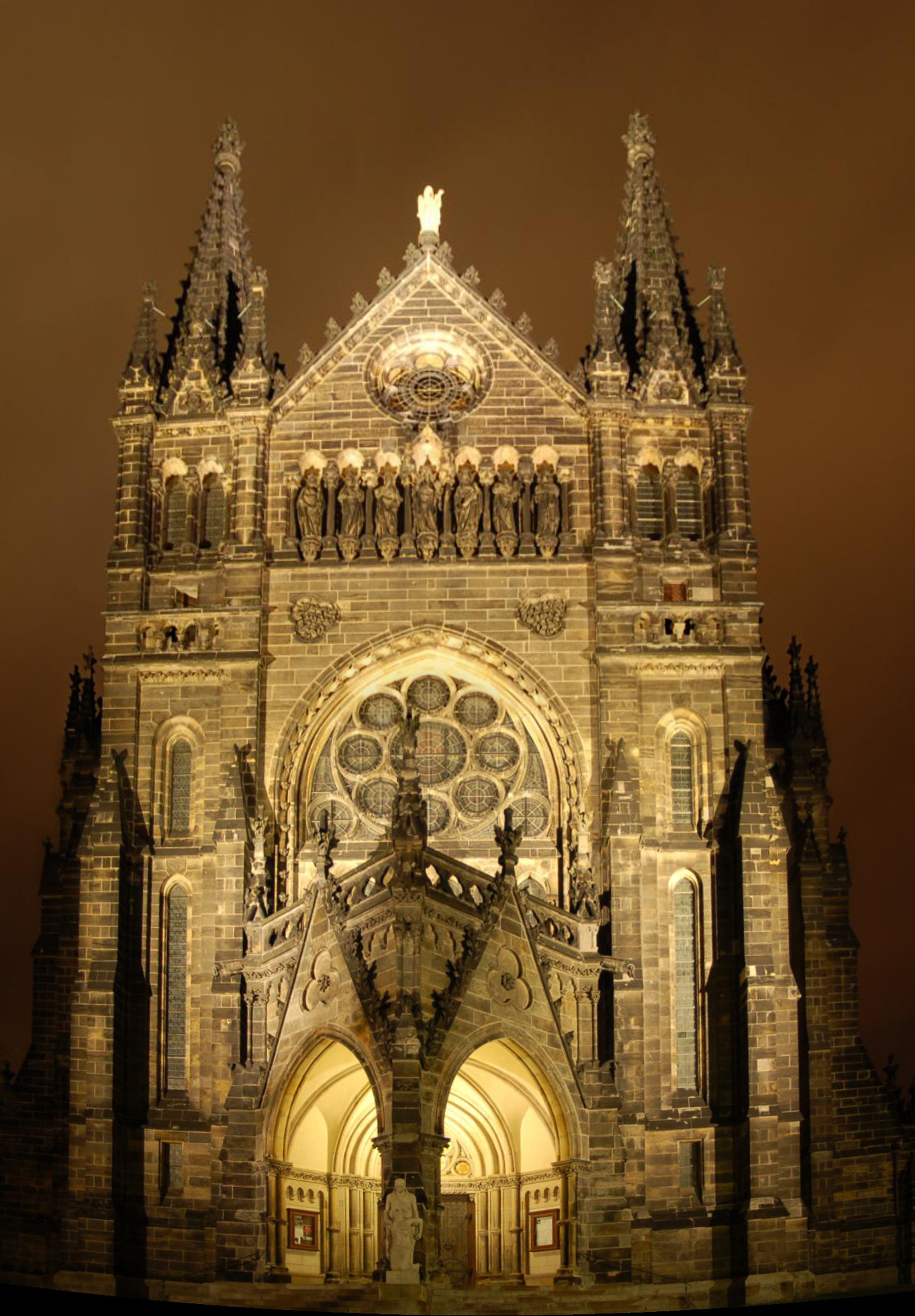
Historismus: Peterskirche
Historismus: Zentralmarkthalle Leipzig

#### Neo-Orientalismus

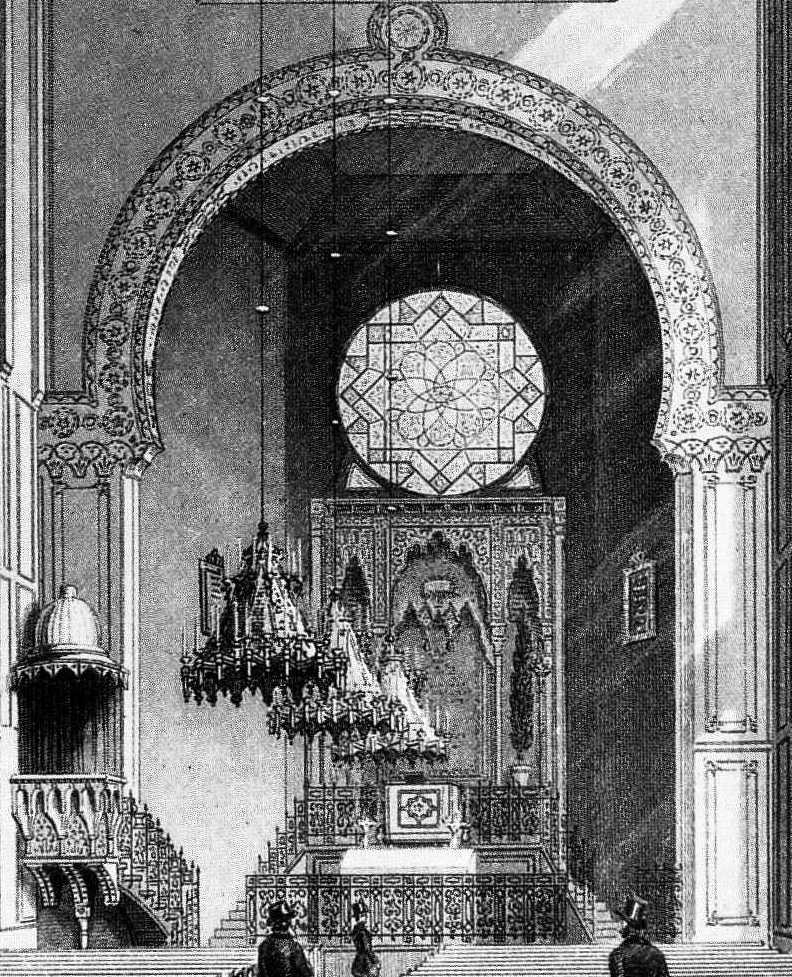
Neo-Orientalismus: Große Gemeindesynagoge, Toraschrein (1850)

Hannelore Künzl beschreibt, wie Otto Simonson bei dem Bau der Leipziger Gemeindesynagoge Elemente verschiedener Perioden miteinander vermischte, die jedoch alle dem spanisch-islamischen oder dem nordafrikanischen Kulturkreis entstammten. Laut Künzl verwendete Simonson die hufeisenförmigen Arkaden in der Leipziger Synagoge zum ersten Mal. Die Leipziger Synagoge sei nicht nur eine von vielen Großstadtsynagogen gewesen, sie sei eine besondere Synagoge gewesen, weil Leipzig als Messestadt auch viele jüdische Besucher hatte. Wegen dieser Rolle, die die Synagoge in der Messestadt Leipzig gehabt habe, seien die Vorgeschichte der Leipziger Juden und die Gründe für die Aufnahme islamischer Stilformen besonders wichtig gewesen (so auch Hammer-Schenk): Erst das sächsische Emanzipationsgesetz erlaubte es den Leipziger Juden, eine eigene Religionsgemeinschaft zu gründen. Neben Dresden war Leipzig die einzige sächsische Stadt, die eine jüdische Religionsgemeinde haben durfte. Das Emanzipationsgesetz hob das Bauverbot für Synagogen in Sachsen auf, so dass auch in Leipzig eine große Synagoge gebaut werden durfte. Für Simonson war – laut Künzl – der Orient nicht nur das Herkunftsland der Juden, sondern auch das Mutterland im religiösen Sinne, da dort die jüdische Religion entstanden sei. Daher habe Simonson die Leipziger Synagoge mit dem Orient in Verbindung gebracht. Künzl erklärt, dass Simonson seinen Lehrer (Semper) überwinden wollte. Während Semper für die Dresdner Synagoge arabisierende Schriftbänder als Ornamente verwendete, benutzte der Semper-Schüler Simonson ausschließlich hebräische Schriftbänder, so in der Umrahmung der östlichen Fensterrose und als Ornamentbänder in den Hufeisenbögen der Arkaden. Stärker als sein Lehrer wollte der Semper-Schüler Simonson die Synagoge als einen jüdischen Bau charakterisieren. Vorbilder seien die Synagoge zu Córdoba und die Synagoge El Tránsito in Toledo, wo hebräische Spruchbänder Ornamentfelder und Fensterzonen einrahmen, gewesen. Mit der Synagoge in Leipzig entstand laut Künzl ein Synagogentypus, der als Vorbild für viele nachfolgende Synagogenbauten diente.
1903/1904 lieferte Oscar Schade die Entwürfe für die im „neomaurischen Stil“ gestaltete Brodyer Synagoge, deren Innenausstattung (Thoraschrein, Bima) in der Pogromnacht vom 9./10. November 1938 demoliert wurde. Das Stadtbad Leipzig an der Eutritzscher Straße 21 enthält einen Sauna-Ruheraum, der im maurischen Stil gestaltet ist. Die Räume wurden von Otto Wilhelm Scharenberg und Mathieu Molitor von 1913 bis 1915 gestaltet. Auch die Ez-Chaim-Synagoge, 1922 erbaut nach Entwürfen des Leipziger Architekten Gustav Pflaume, war orientalisierend.

Bauten des Neo-Orientalismus
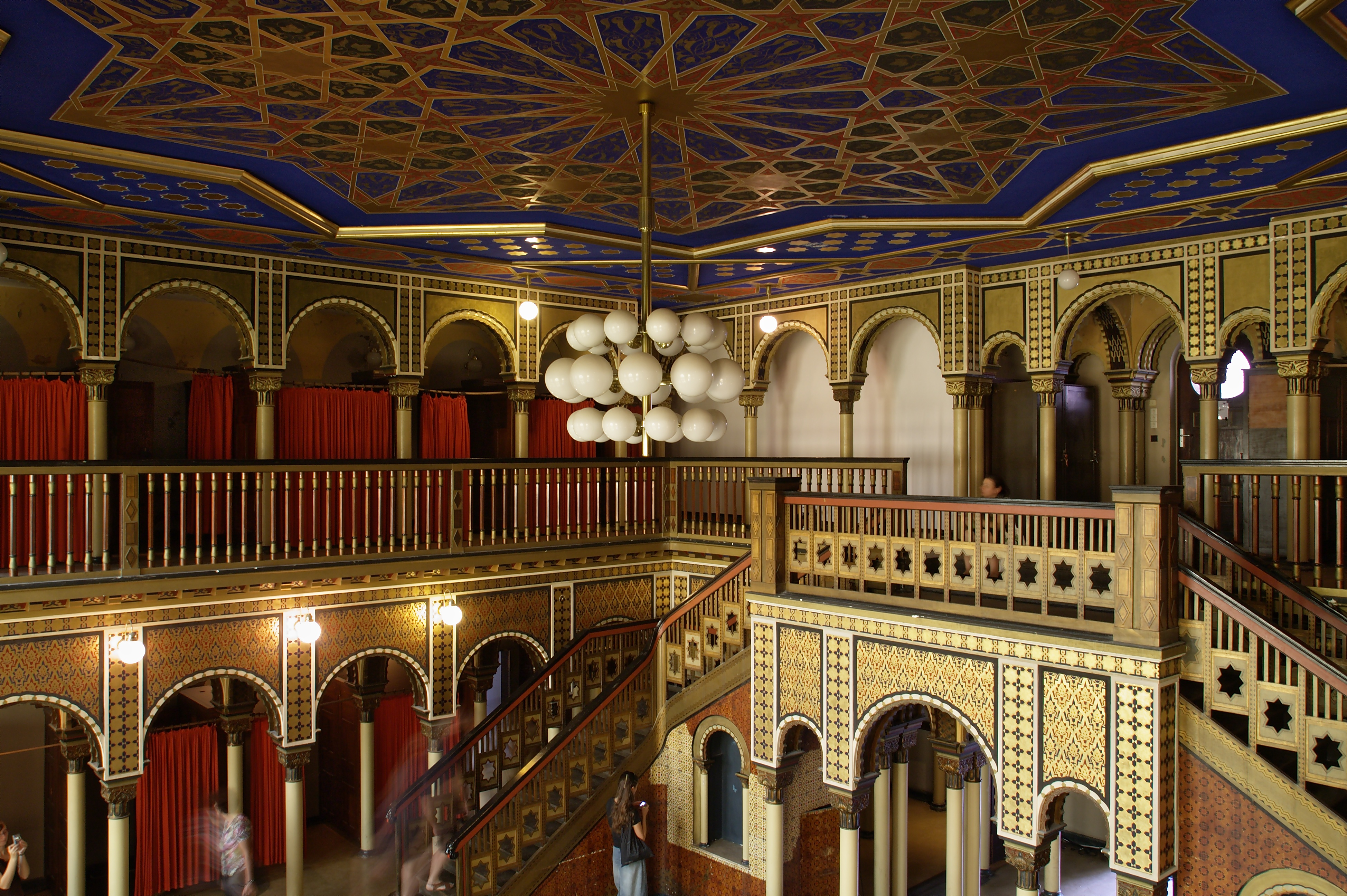
Ruheraum der Sauna im Stadtbad Leipzig (maurisch)
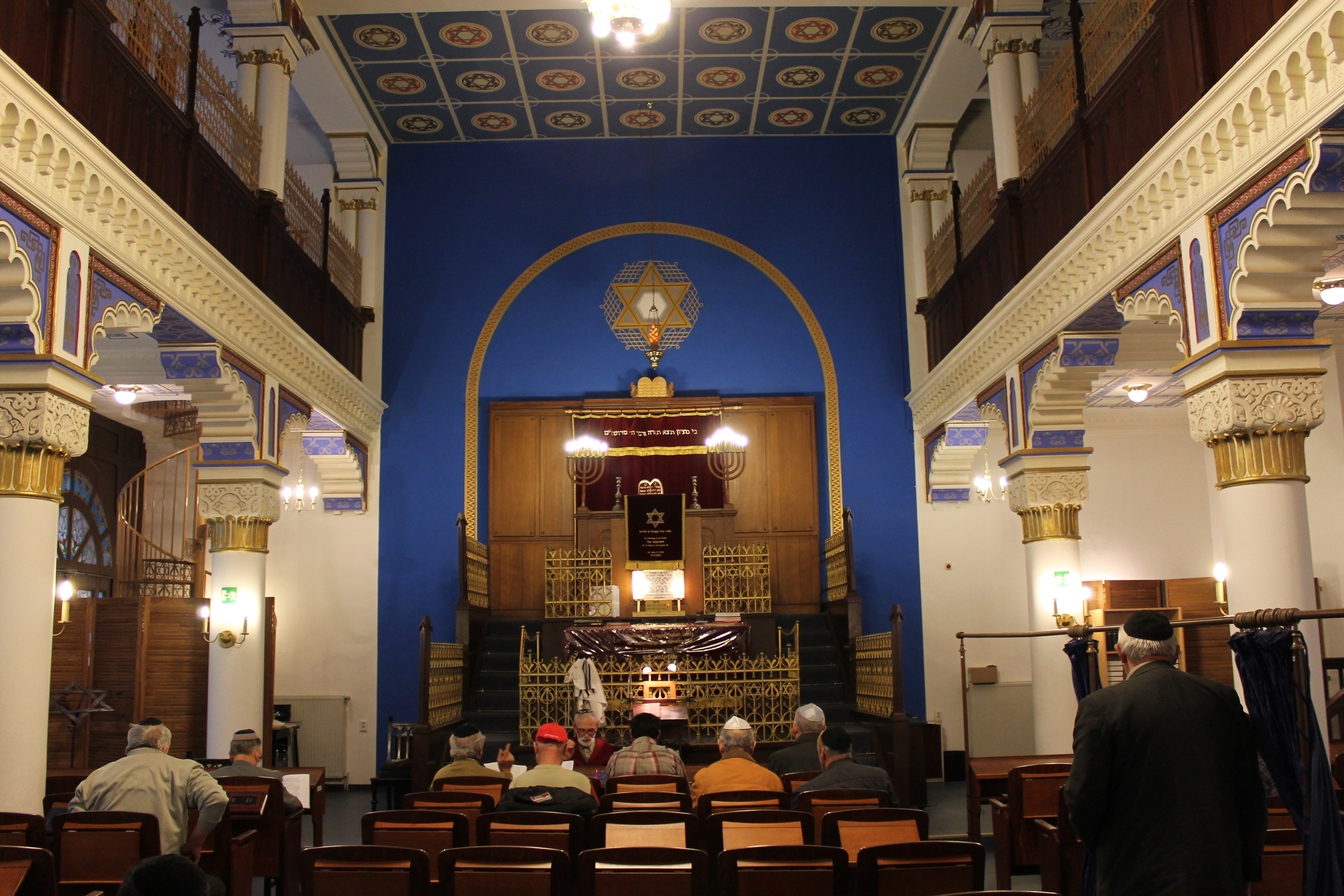
orthodoxe Brodyer Synagoge.
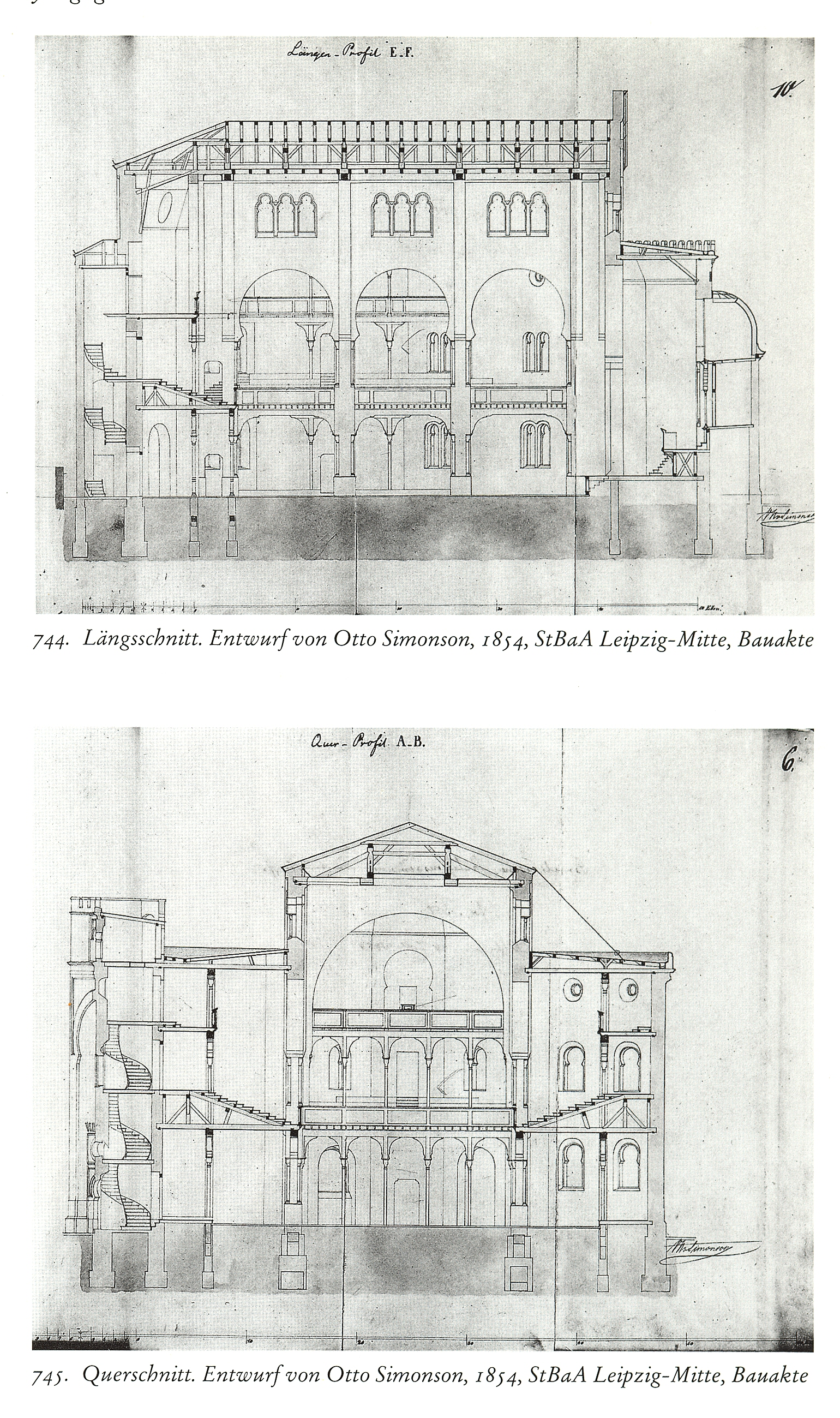
Leipziger Gemeindesynagoge, Otto Simonson
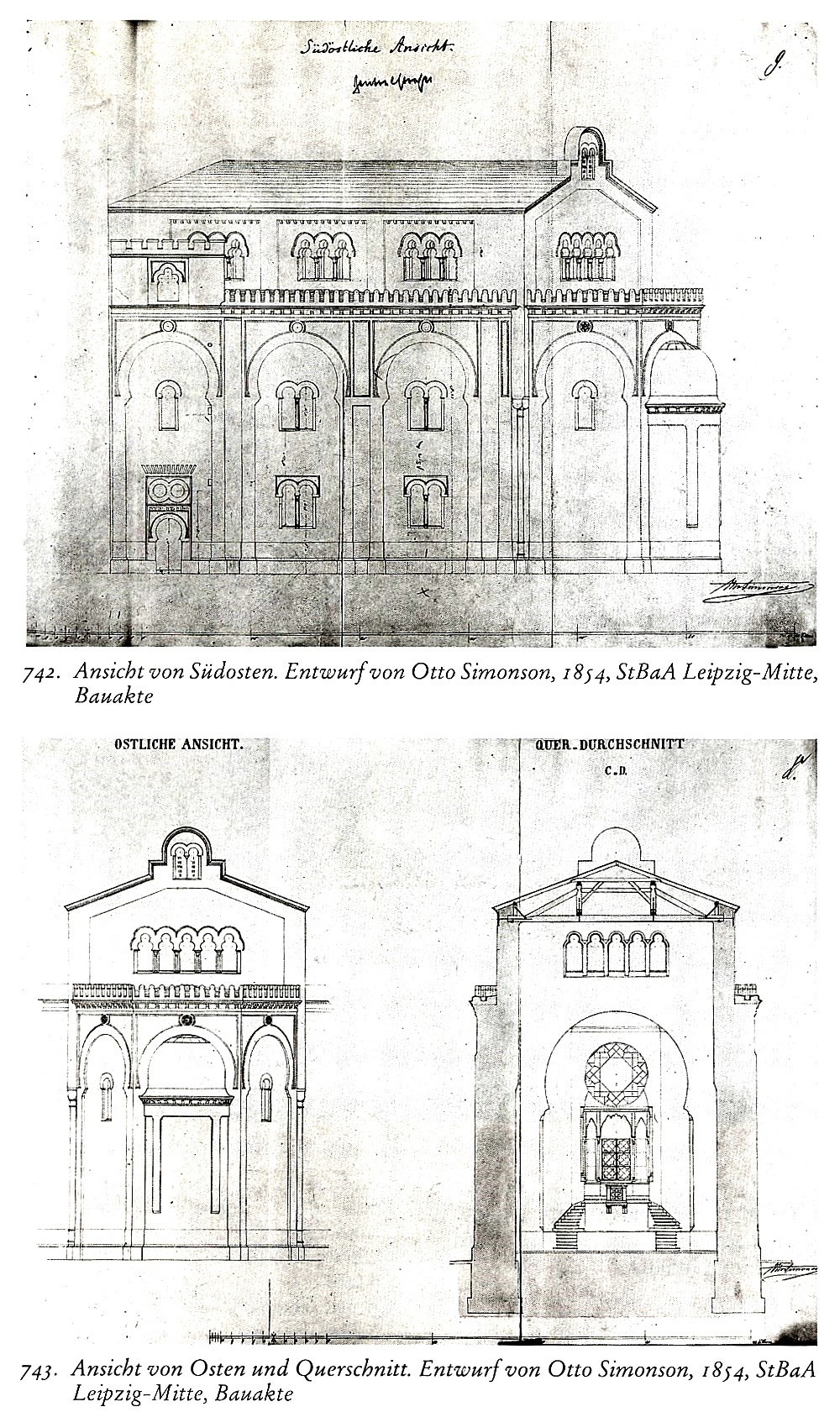
Leipziger Gemeindesynagoge, Otto Simonson
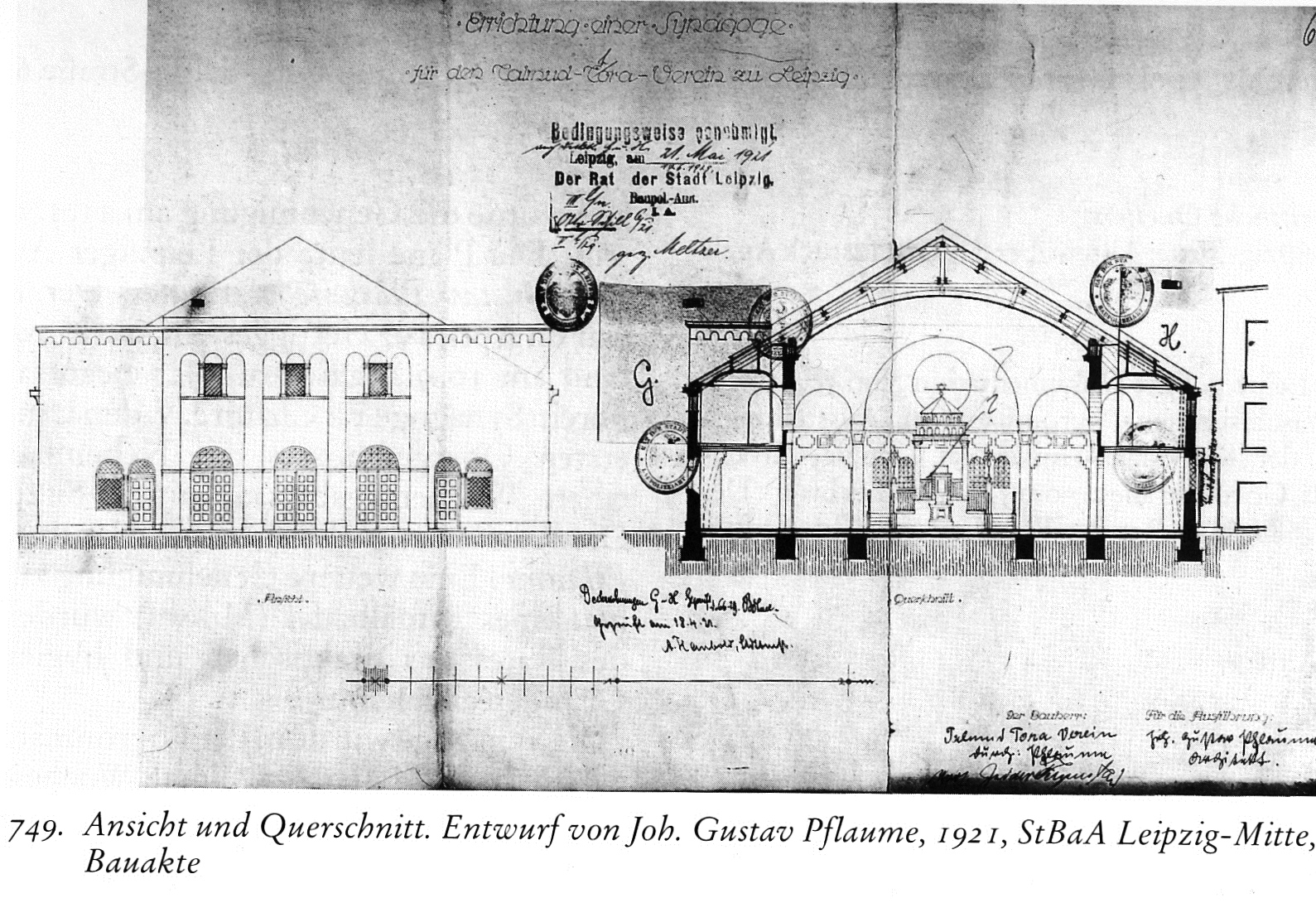
Ez-Chaim-Synagoge, Gustav Pflaume

#### Neobyzantinismus
Die Leipziger Russische Gedächtniskirche wurde von 1912 bis 1913 im Stil des Neobyzantinismus, einer Stilrichtung im Historismus, nach dem Vorbild der Auferstehungskirche in Moskau-Kolomenskoje nach Entwürfen von Wladimir Alexandrowitsch Pokrowski (1871–1931) erbaut und im Stil der Nowgoroder Ikonenmalerei ausgestattet.

Bauten des Neobyzantinismus
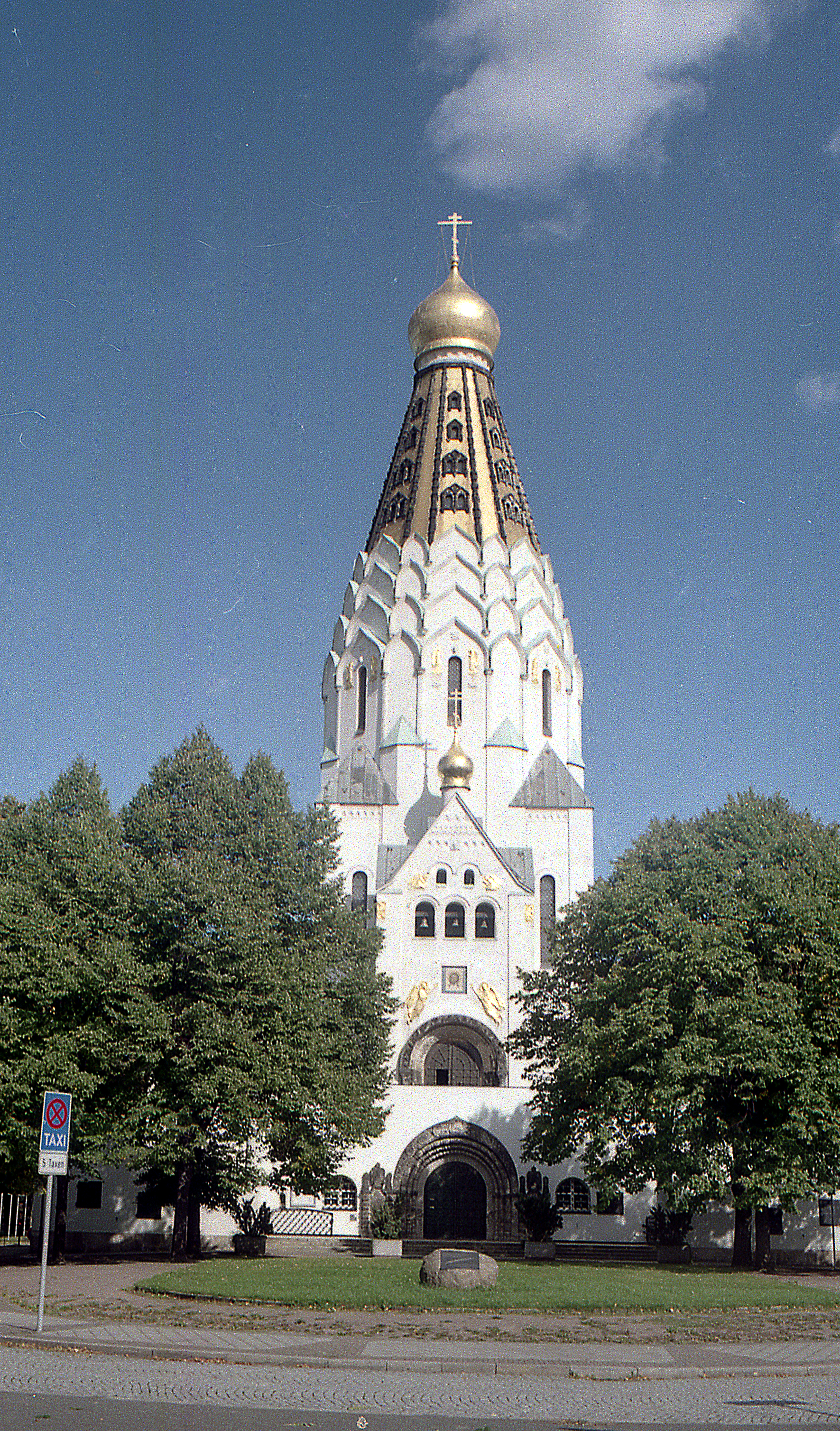
Russische Gedächtniskirche
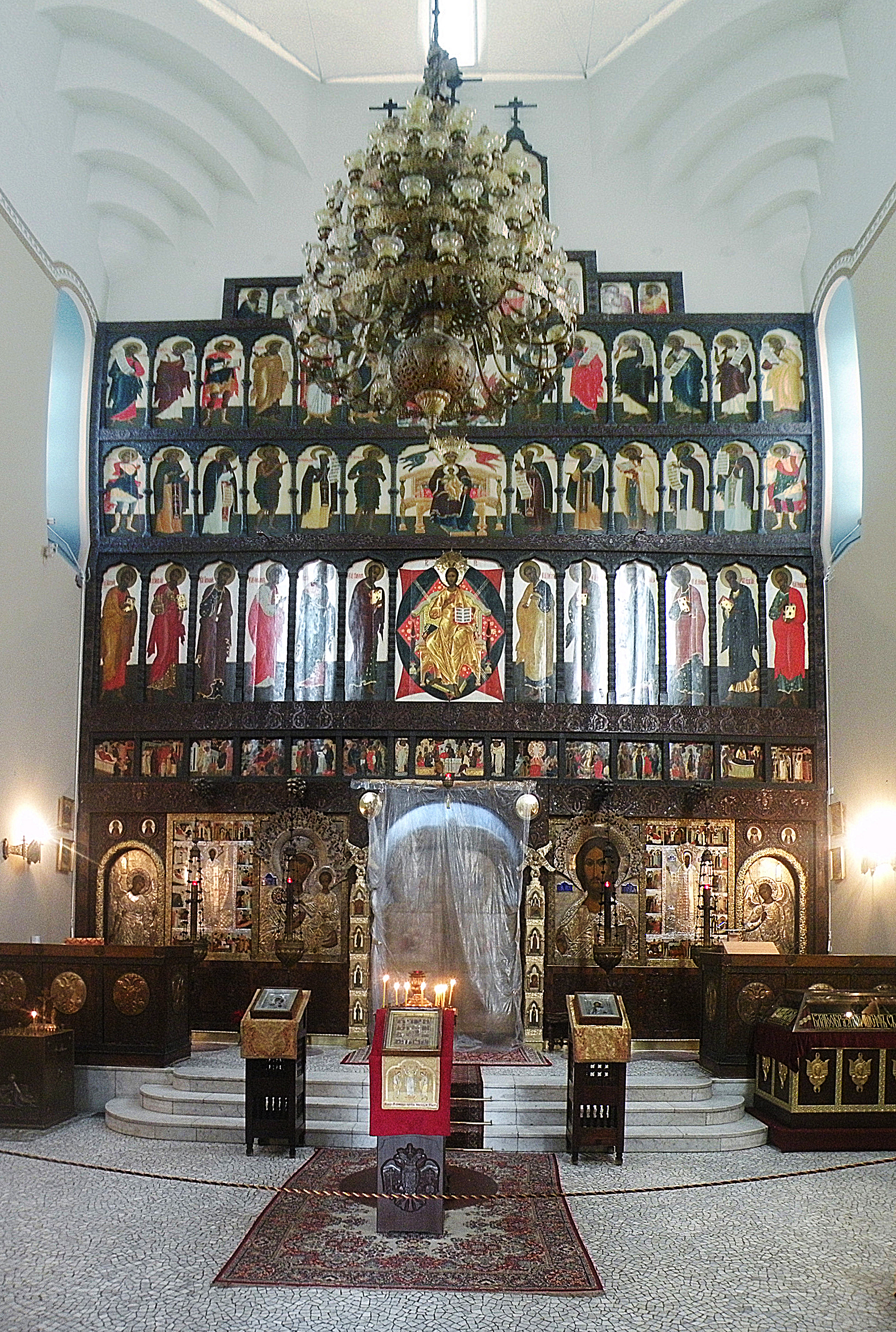
Russische Gedächtniskirche, innen (Nowgoroder Ikonenmalerei)

#### Neobarock

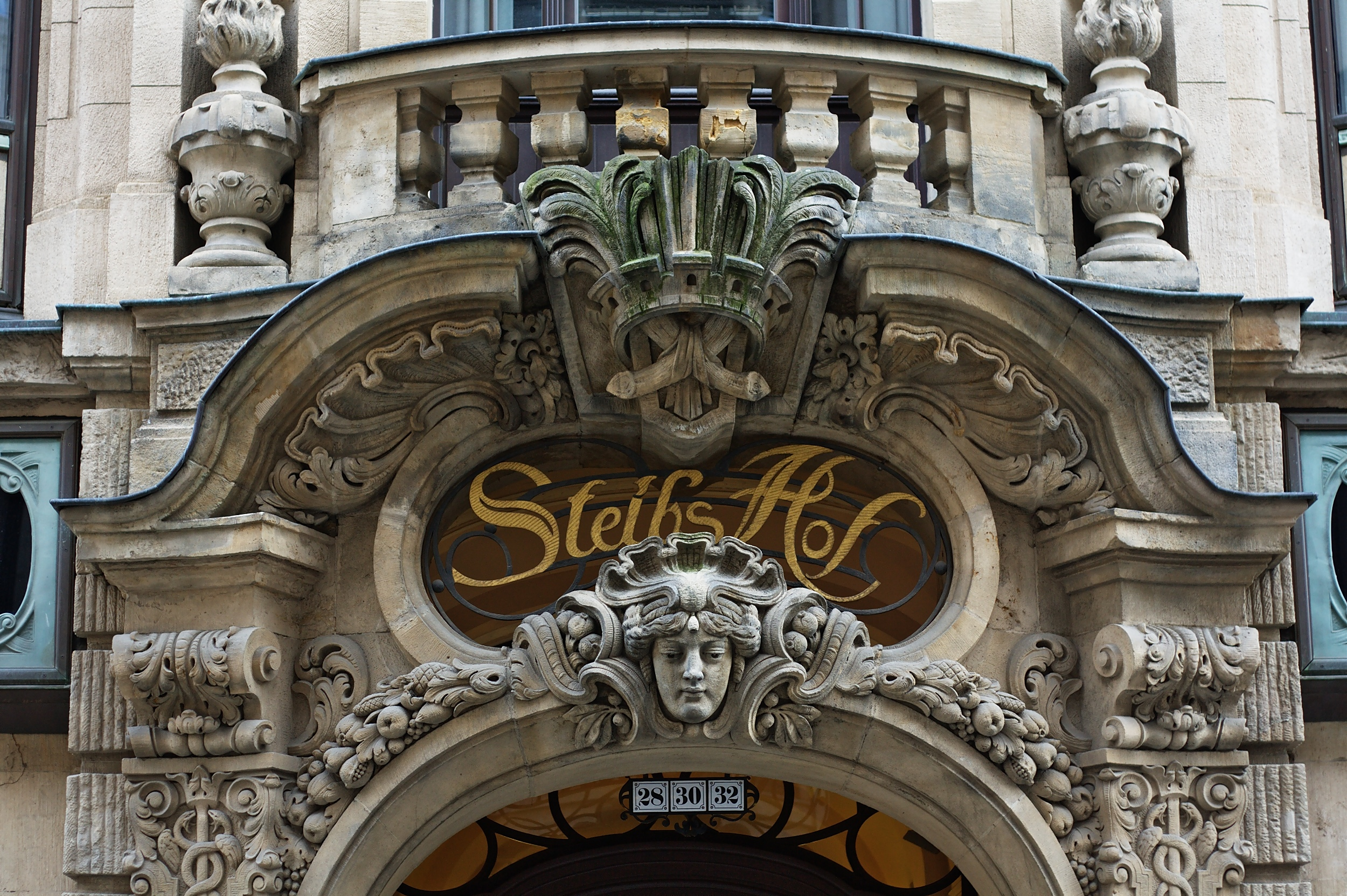
Neobarock: Verzierung über dem Eingang von Steibs Hof, Nikolaistraße 28–32 (1907)

Neobarock: Supraporte am Hauptportal der ehemaligen Markthalle (1891)

Steibs Hof an der Dussmann-Passage Nikolaistraße 28–32, Brühl 64–66 ist ein Beispiel für den Neobarock in Leipzig. Besonders aufwändig wurde die Mittelachse gestaltet: „Die betonte Mittelachse übertrumpft mit ihrem neobarocken Sandsteindekor selbst die reichsten Bürgerhausfassaden des 18. Jahrhunderts.“ Die Bauplastiken sind Allegorien auf Handel und Industrie. Das Gebäude wurde 1907 durch den Leipziger Baumeister Felix Steib erbaut. Hugo Licht entwarf auch die Johanniskirche im Stil des Neobarock. Nach Entwürfen von Robert Ludwig & Alfred Hülßner wurde 1889/90 das Café Bauer von Albert Bohm (1853–1933) fertiggestellt. Das im Erd- und Obergeschoss befindliche Café und Restaurant wurde im Stil des Neobarock („in reichen Barockformen“) gestaltet

Bauten des Neobarock
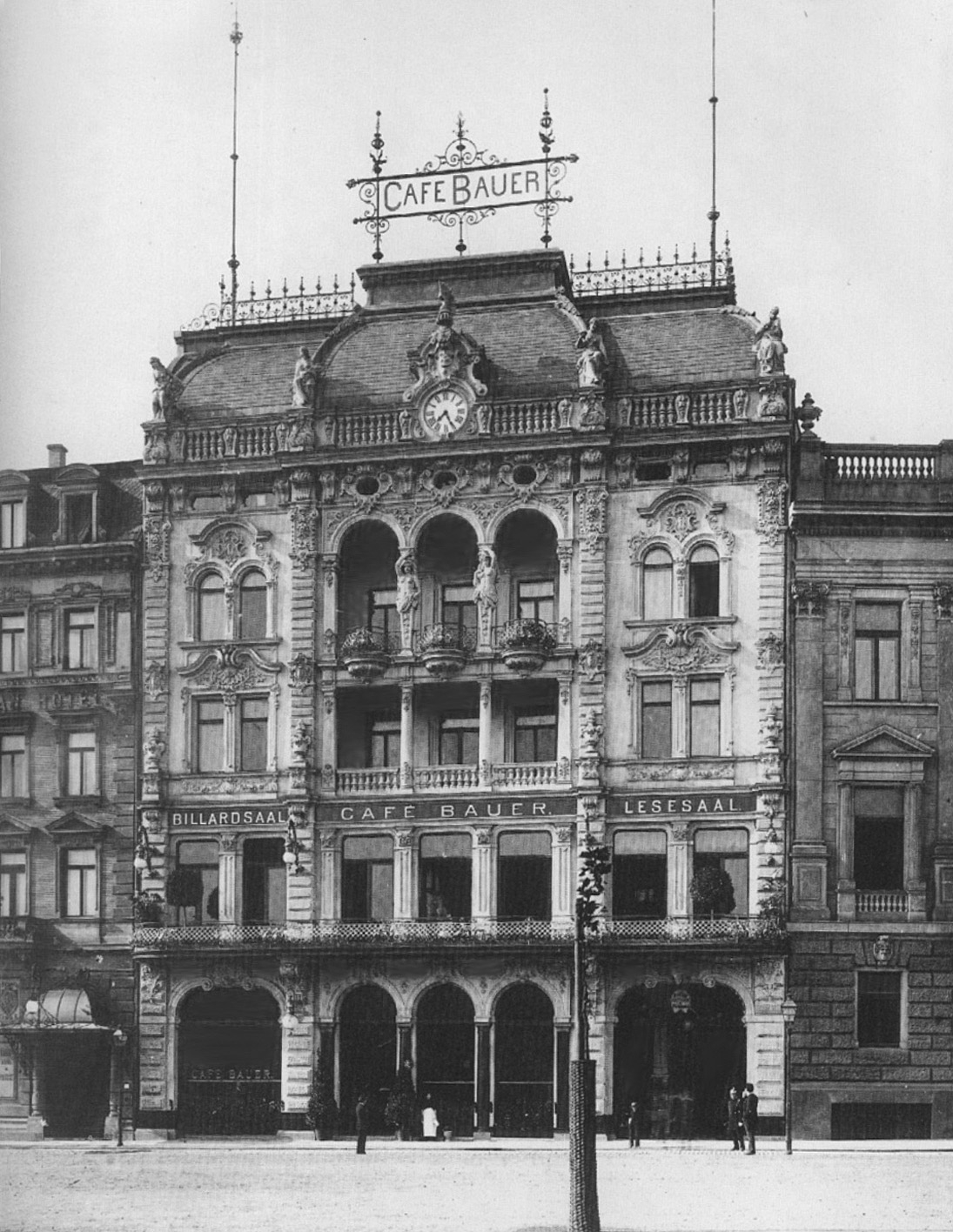
Cafe Bauer, Außenfassade
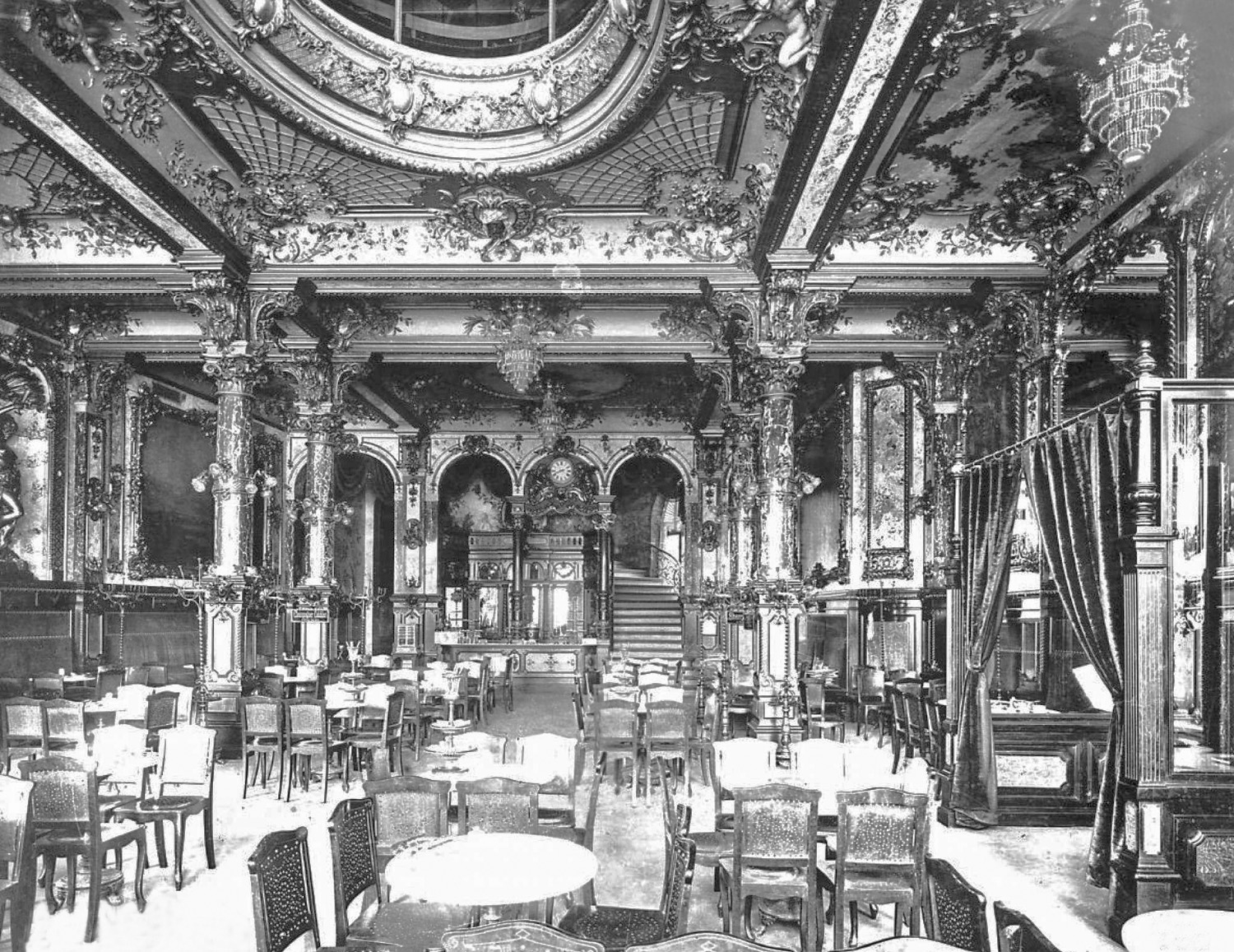
Cafe Bauer, Gastraum im Erdgeschoss
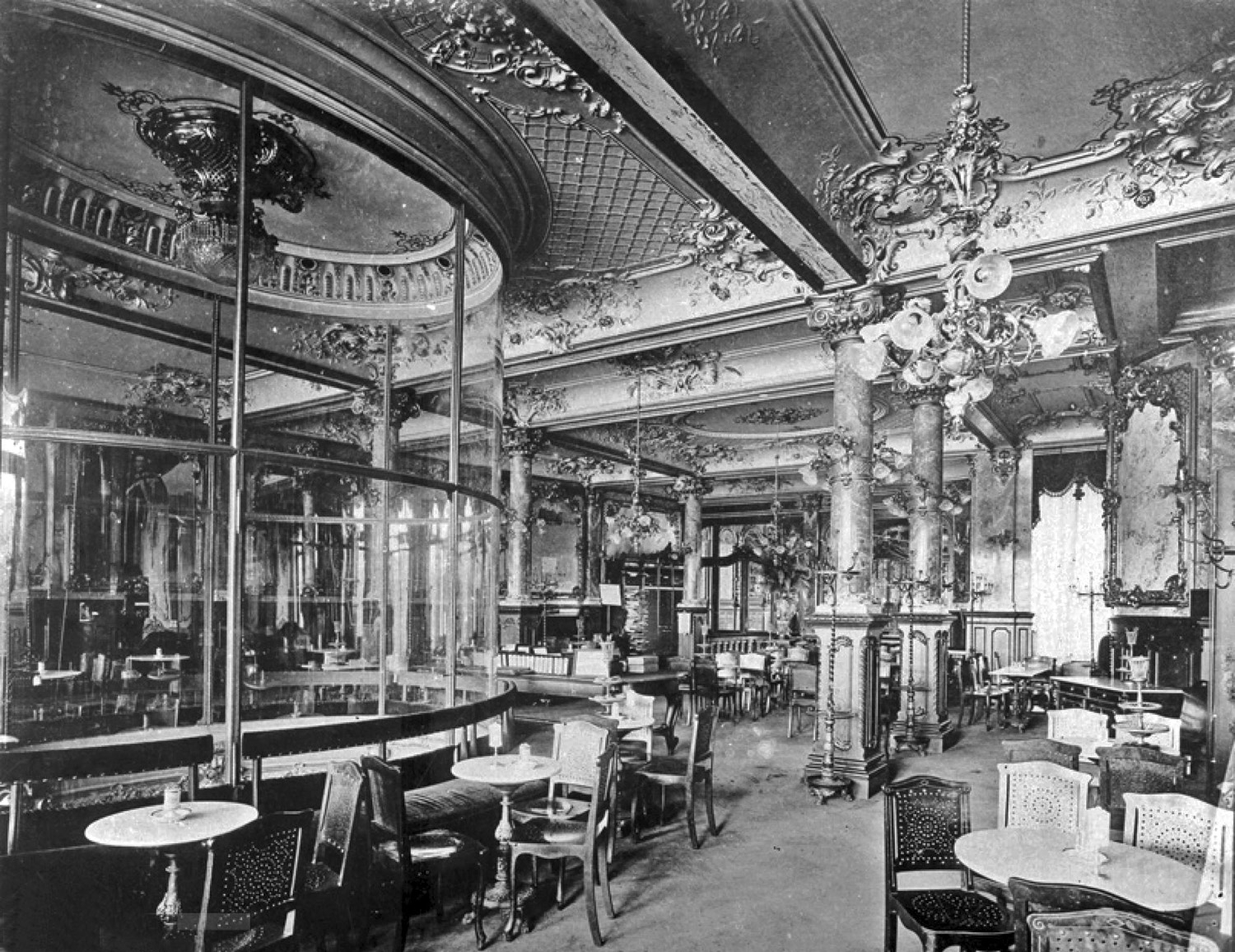
Cafe Bauer, Gastraum im ersten Stock
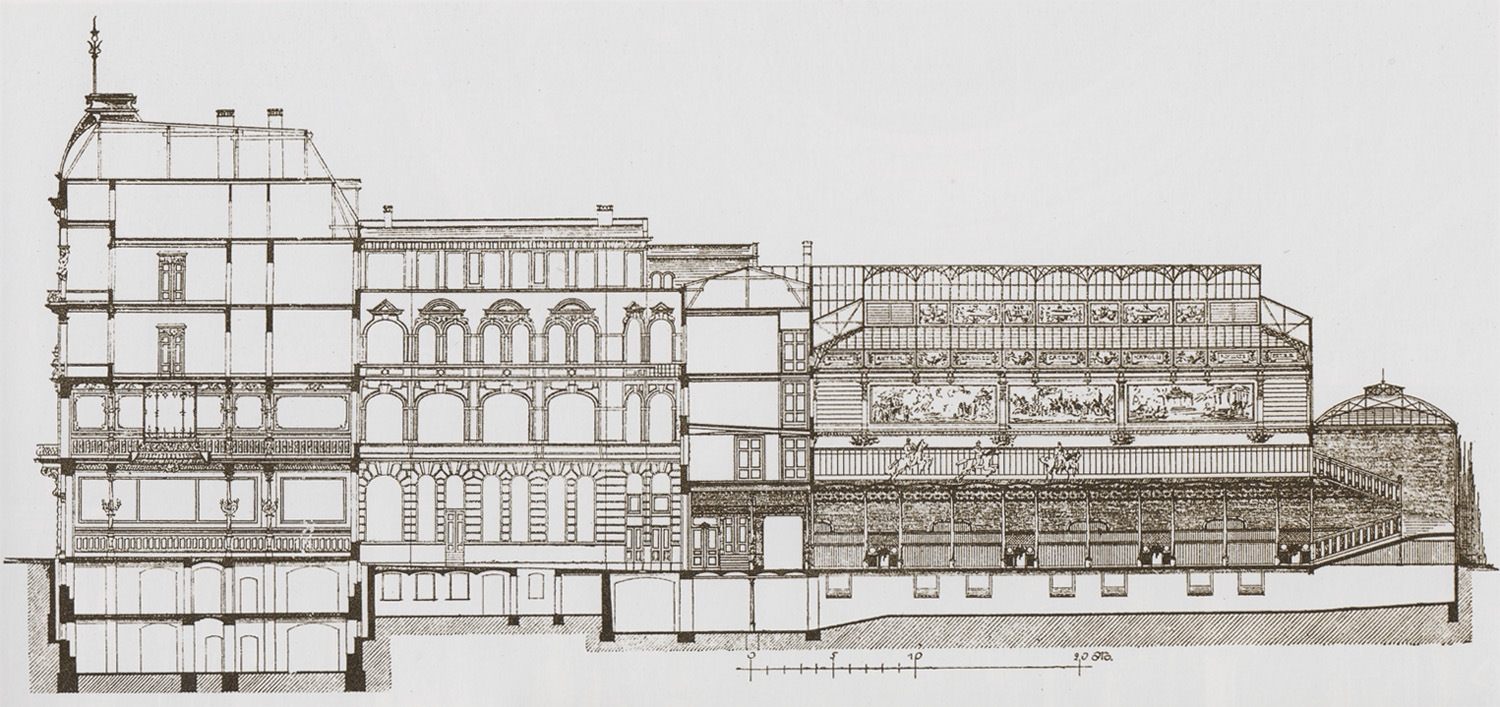
Cafe Bauer, Zeichnung, Querschnitt

#### Schweizerhausstil

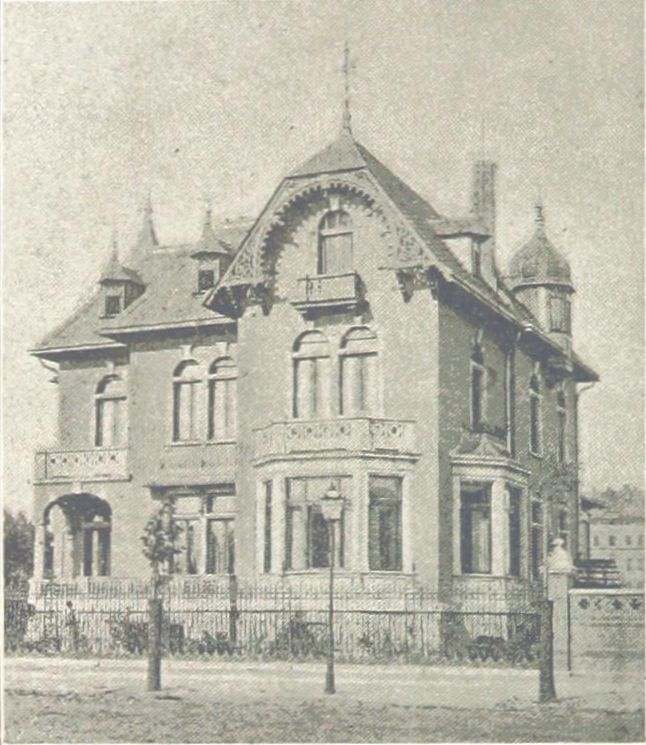
Schweizerhausstil: Villa Konsul F. Nachod

Die Villa für den Konsul Friedrich Nachod an der Carl-Tauchnitz-Straße 43, erbaut nach Entwürfen des Architekten Max Pommer 1889–1890, wurde im Stil des Eklektizismus in einer Mischung aus Schweizerhausstil und Renaissance erbaut. Elemente des Schweizerhausstils zeigte das Dach mit seinem Freigespärre und den daran unterhalb angebrachten hölzernen Zierelementen. Damit sollte der Eindruck einer Landhausarchitektur entstehen. Friedrich Nachod war der Sohn Jacob Nachods (1814–1882), des Vorstehers der Israelitischen Religionsgemeinschaft Leipzig und Mitinhaber des Bankhauses Knauth, Nachod & Kühne, 1888/1889 Stadtverordneter. Mit Elementen des Schweizerhausstils war auch das Gebäude Hillerstraße 3 gestaltet worden. Es wurde für den Sekretär der Handelskammer Gensel nach Entwürfen des Architekten Heinrich Stöckhardt in Berlin 1883 erbaut. Im Schweizerhausstil erbaut sind zudem die Villen in Lößnig, erbaut 1890 für den Besitzer Konsul Limburger nach Entwürfen der Architekten Karl Weichardt und Bruno Eelbo.

Bauten im Schweizerstil
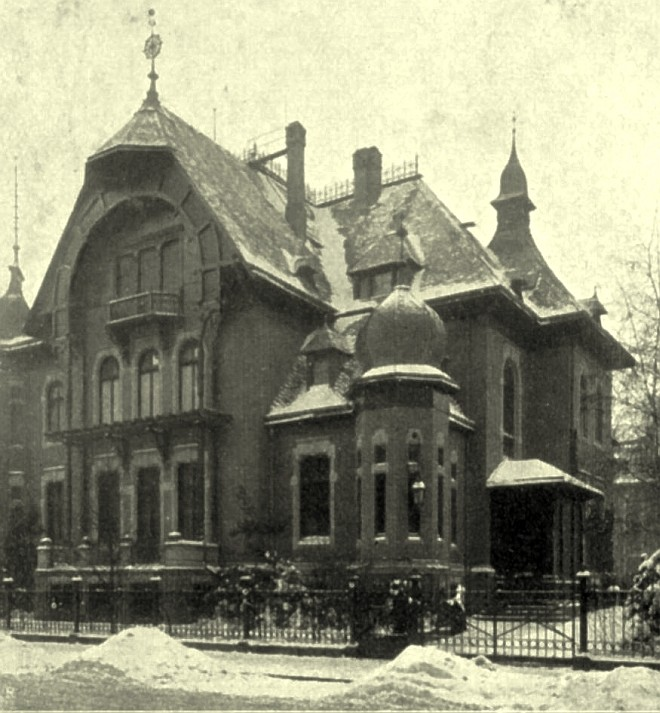
Villa Schwägrichenstraße 6
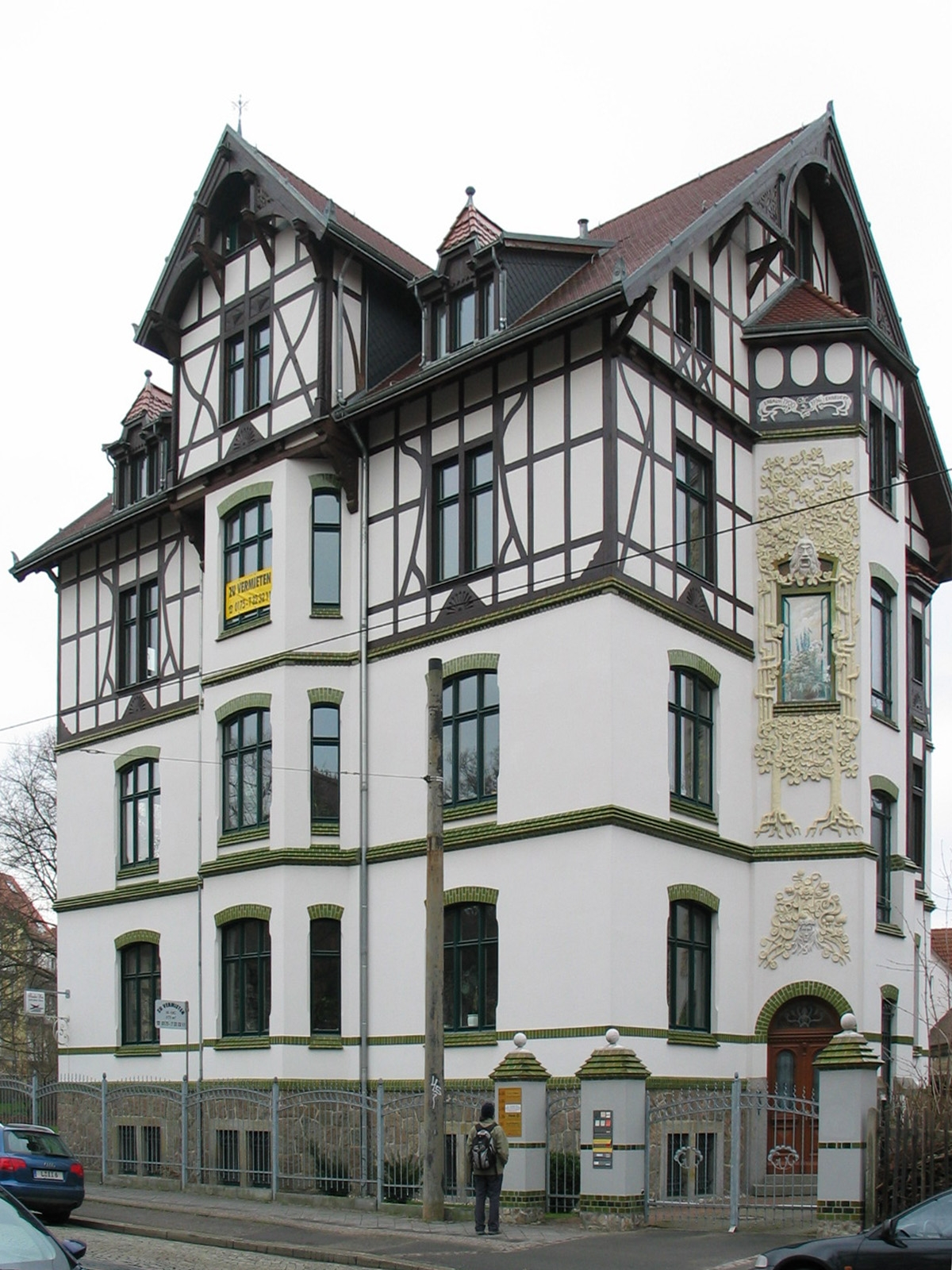
Villa Cunnersdorfer Straße 6
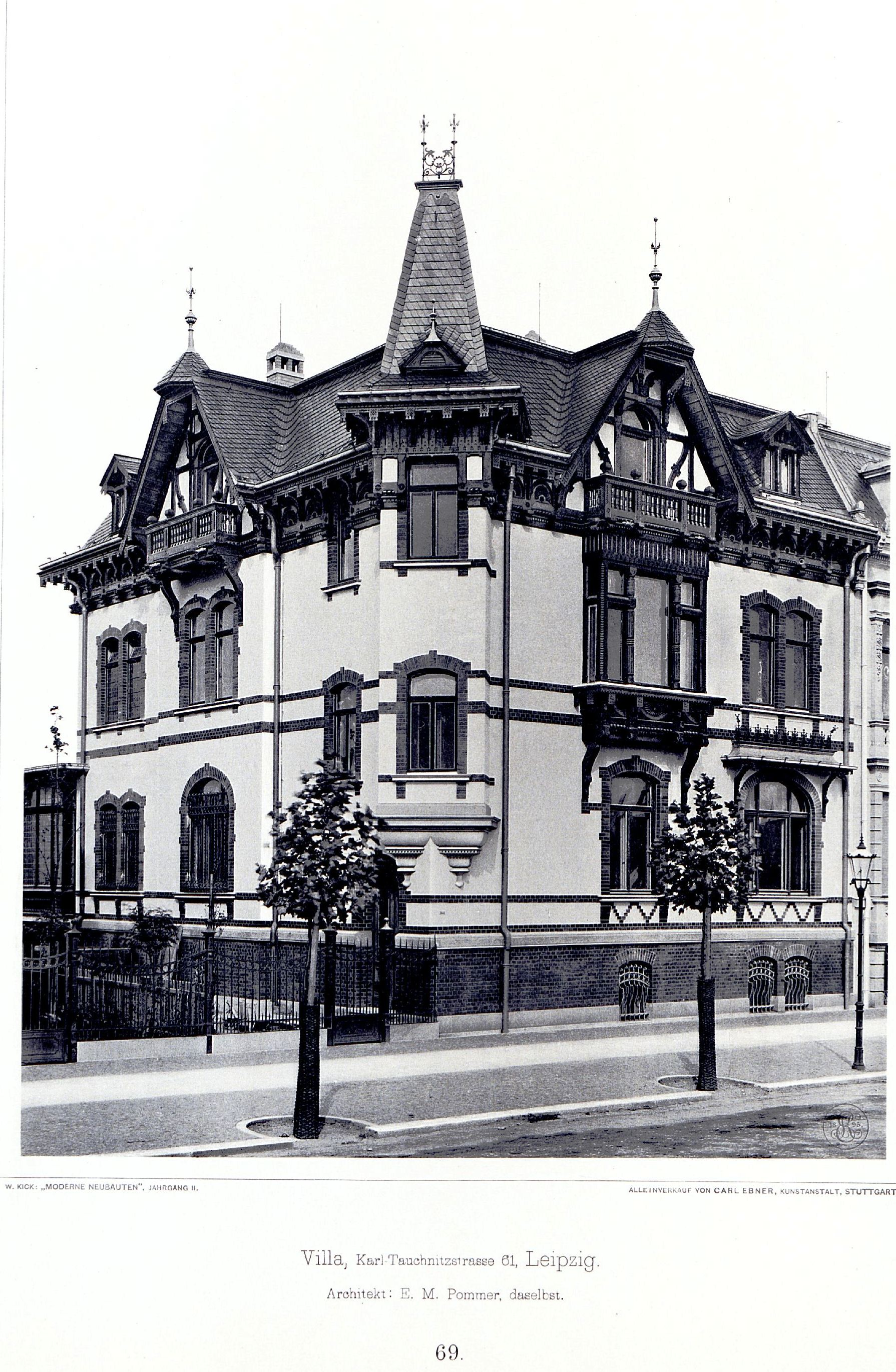
Villa Karl-Tauchnitz-Straße 61
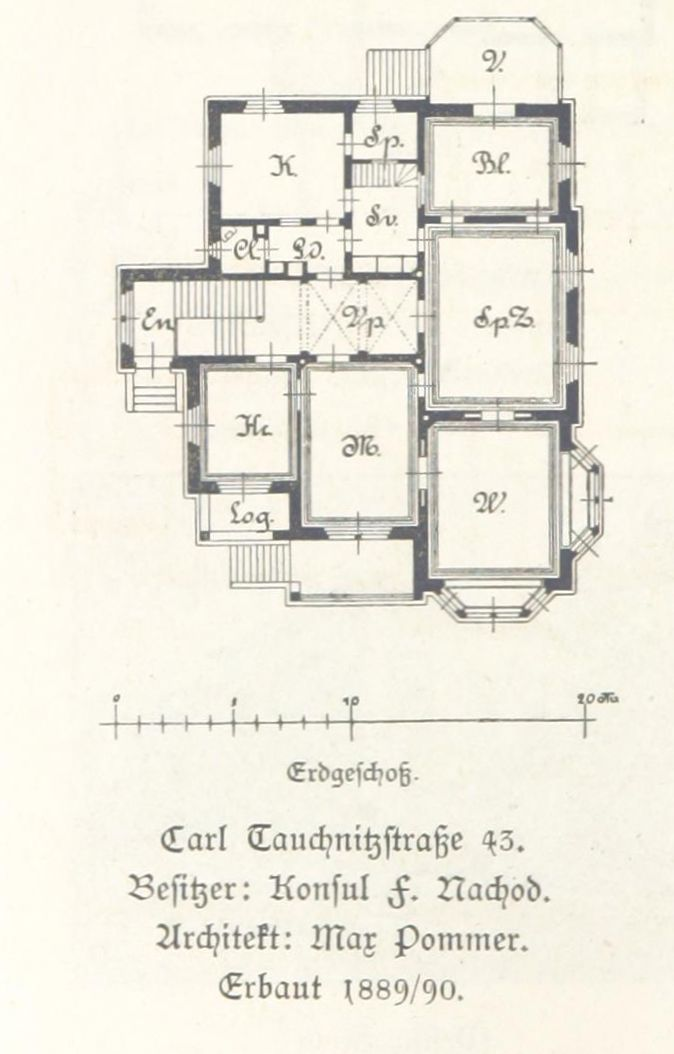
Schweizerhausstil: Villa Konsul F. Nachod, Grundriss (Max Pommer)

### Reformarchitektur (Monumental- und Materialstil) und Moderne (ab 1900)

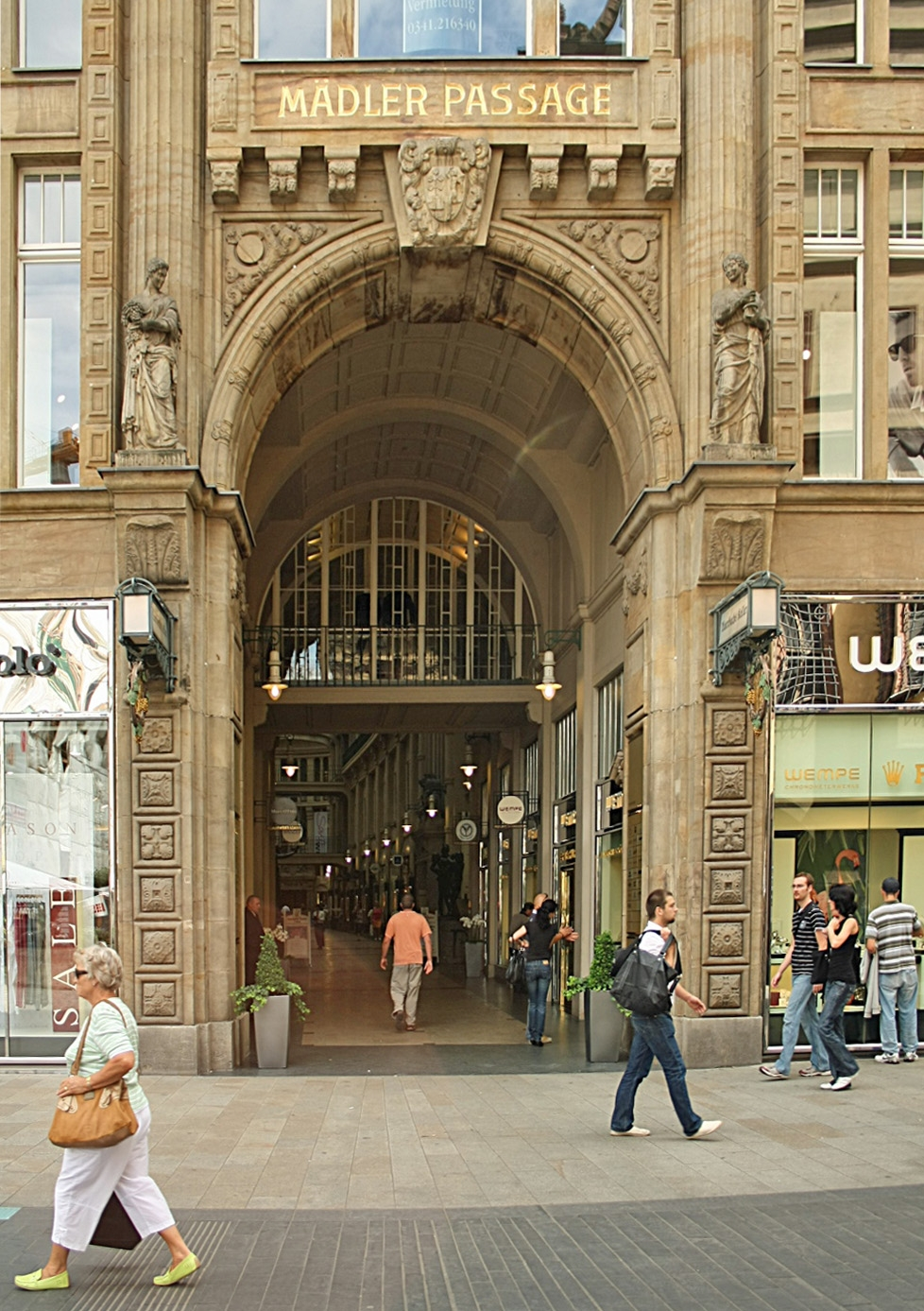
Mädlerpassage, 1912/1914; Entwurf von Theodor Kösser.

Laut Wolfgang Hocquél ist die Leipziger Reformarchitektur und der Leipziger Jugendstil wichtig – „Den größten Anteil an den 1410 Denkmälern der Stadt Leipzig haben rund 700 Wohnhäuser … der Jahrhundertwende“.
Städtebaulich wichtig war 1915 die Errichtung des neuen Hauptbahnhofs unmittelbar am Altstadtkern, womit sich Leipzig seine Position als internationaler Verkehrsknotenpunkt stärkte. 1927 befanden sich in Leipzig 294 Aktiengesellschaften mit einem Gesamtkapital von ca. 321 Millionen Reichsmark. Leipzig wurde zu einem bedeutenden Finanzzentrum und zum Sitz von Zentralverwaltungen vieler Großunternehmen und Umschlagplatz für Waren. Die deutsche Credit-Anstalt als größte deutsche Privatbank hatte in Leipzig ihren Sitz. Das im Juni 1916 gegründete „Meßamt für die Mustermessen in Leipzig“ und die hinter ihr stehende „Zentralstelle für Interessenten der Leipziger Musterlagermessen“ mit den Industrie- und Wirtschaftsverbänden forderten mit Erfolg eine Neubelebung der Leipziger Messe. So kam es vom 25. bis 31. August 1918 zu einer ersten Technischen Messe in der Innenstadt. Die historische Altstadt wurde vollkommen verändert, weil die neue Handelsform der Mustermesse die historische Warenmesse ablöste. Daher wurden historisch gewachsene Stadtviertel komplett zerstört, um dort Messehäuser wie Handelshof oder Specks Hof zu errichten. Der Wandel zu Industriestadt fand nun verstärkt statt. Im März 1920 wurde die Technische Messe außerhalb Leipzig organisiert und zeigte dort Werkzeugmaschinen und Fahrzeuge. Die Ausstellungsfläche wurde ständig vergrößert, so von 6000 m² im Jahre 1920 auf 130.000 m² im Jahre 1928. Dementsprechend betrug 1928 der Warenexport 400 Millionen RM, was einem Sechstel des deutschen Exports entsprach. Auf der letzten Messe vor der Weltwirtschaftskrise besuchten 34.420 Ausländer die Messe. Leipzig bewahrte sich seine Stellung als Welthandelsplatz. Nach dem Ersten Weltkrieg wurden die Leipziger Straßenbahnen in städtisches Eigentum übernommen und die Straßenbahnen fuhren bis in die Vororte. 1926 kam Wiederitzsch, 1927 Taucha und Engelsdorf, 1928 Markkleeberg-Ost und Liebertwolkwitz, 1931 Thekla und Marienbrunn. 1929 wurde ein Generalbebauungsplan erarbeitet. Demnach sollte die Altstadt von Hochhäusern frei bleiben und Wolkenkratzer außerhalb der gewachsenen historischen Altstadt entstehen. Dazu wurde eigens der sog. Ring angelegt. Die Weltwirtschaftskrise von 1929 beendete den wirtschaftlichen Aufschwung Leipzigs.

#### Völkerschlachtdenkmal

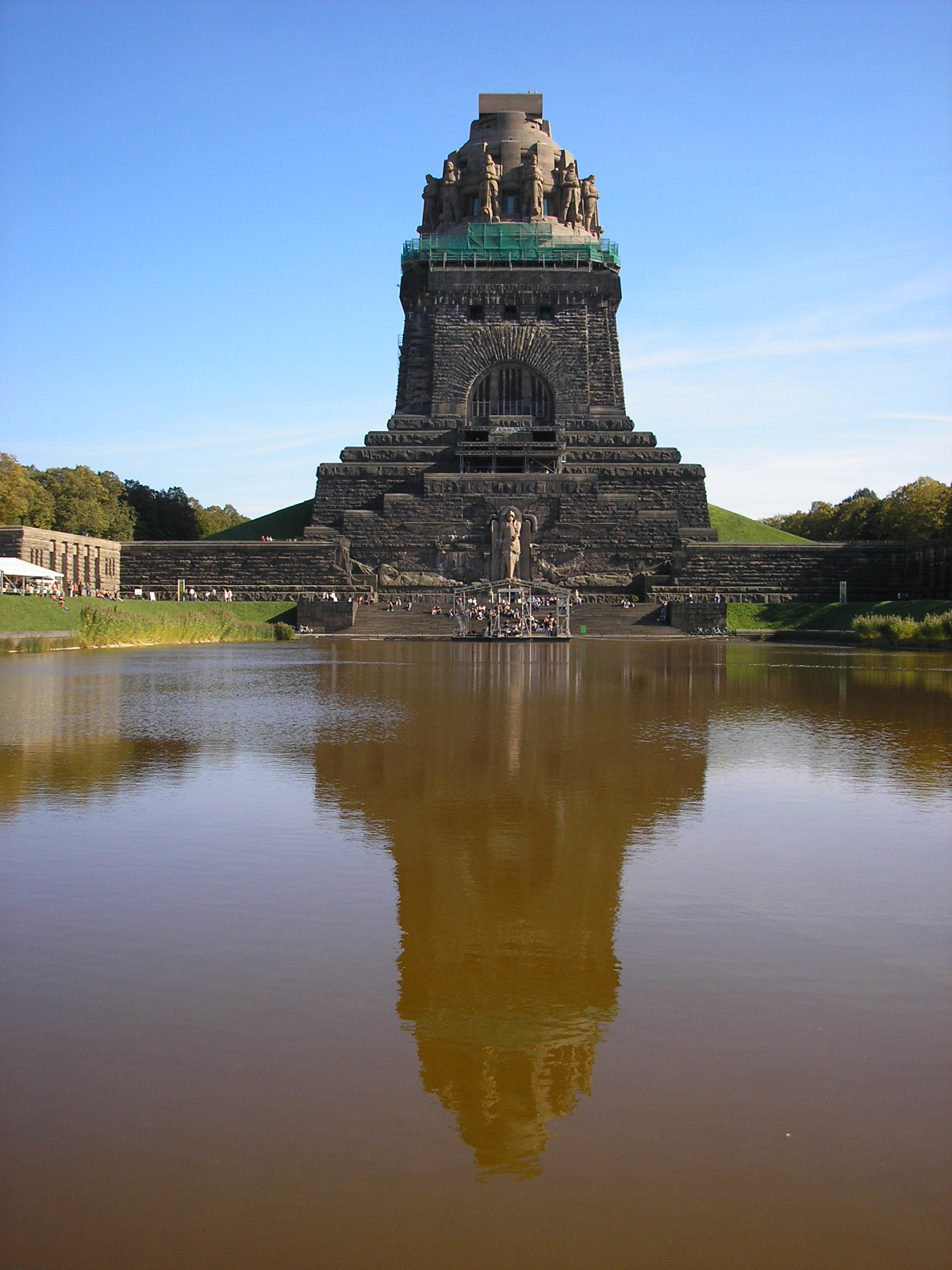
Denkmal mit Spiegelung im vorgelagerten „See der Tränen um die gefallenen Soldaten“.

Das Völkerschlachtdenkmal (Entwurf Bruno Schmitz) ist ein Beispiel für den Monumentalstil der Reformarchitektur um 1900.
Das Denkmal ist von „monumentaler Größe“ und ist der „kolossalste Ausdruck des wilhelminischen Zeitalters“.
Die Außenseiten zeigen Rustika; auf die Materialwirkung wurde (neben der Monumentalität) in der Reformarchitektur Wert gelegt. Geschaffen wurde das Denkmal aus regionalem Baumaterial („einheimischen Granitporphyr“). Es ist eine Synthese aus Bauwerk und Bauschmuck („Verschmelzung von Architektur u. Plastik“). Das Michael-Relief wurde von Christian Behrens geschaffen. Die Kolossalfiguren wurden von Franz Metzner geschaffen. Sie befinden sich in der Ruhmeshalle und sind fast 10 m hohe Figuren, die Allegorien auf Tapferkeit, Glaubensstärke, Volkskraft und Opferbereitschaft darstellen.
- Volkskraft: „Eine sinnende Mutter nährt in hingebender Liebe ihr Zwillingspaar – das Sinnbild der sich stolz verjüngenden deutschen Kraft“.[123]
- Glaubensstärke: „Ein Vater, der in unbeugsamer Glaubensstärke beim unerhörten Unglück gottergebene Fassung bewahrt, gewährt dem ihm betend in den Schoß gesunkenen Sohn Zuflucht und Halt – ein Sinnbild der deutschen Frömmigkeit“.[123]
- Tapferkeit: „Ein kampfbereiter Recke bekundet in überlegener Gebärde den Entschluß und die Fähigkeit, gegen die Übermacht des feindlichen Schicksals mit aller Wucht aufzutreten – das Sinnbild des deutschen Heldentums“.[123]
- Opferbereitschaft: „Bei allen Ständen, Altern und Geschlechtern entwickelte sich mit dem Gefühle der höchsten Wertschätzung der vaterländischen Existenz und Wohlfahrt eine beispiellose Opferbereitschaft, die auf alles verzichtete, um nur den nationalen Gedanken nicht preiszugeben. Wer irgend konnte, zog ins Feld. Sogar Frauen …“[123]

Bildhauerarbeiten
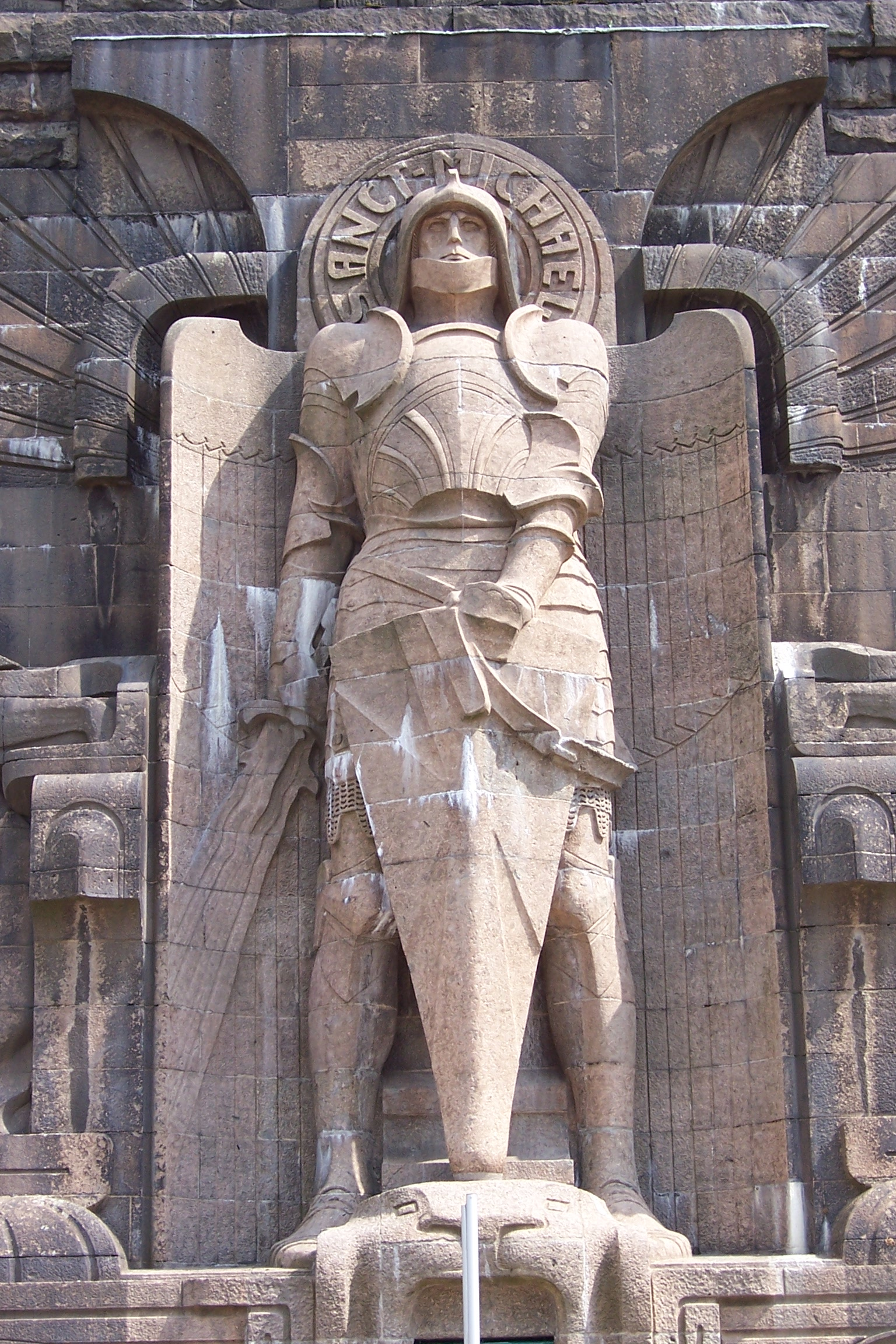
Christian Behrens, Michael-Relief
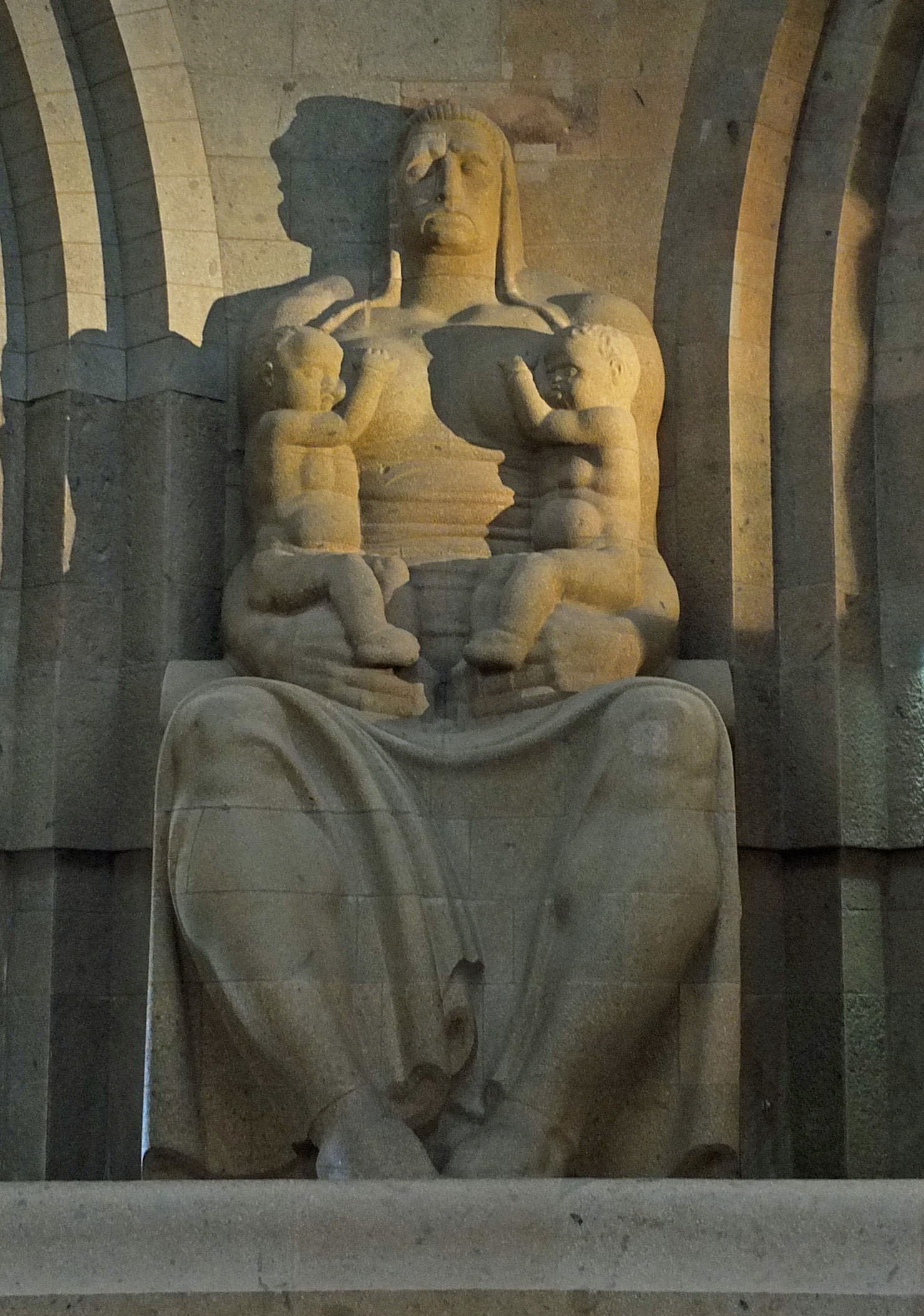
Franz Metzner, Volkskraft
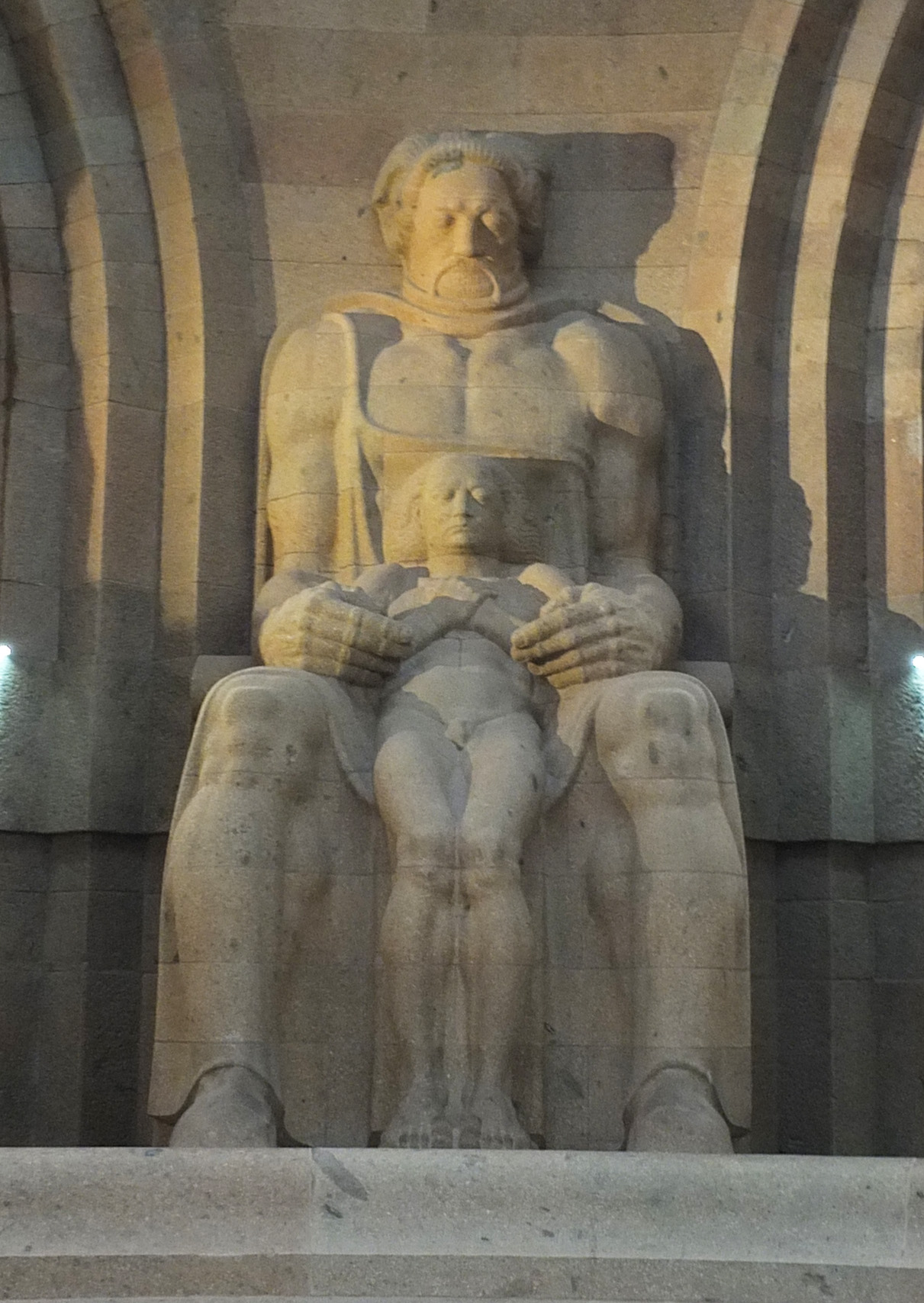
Franz Metzner, Glaubensstärke
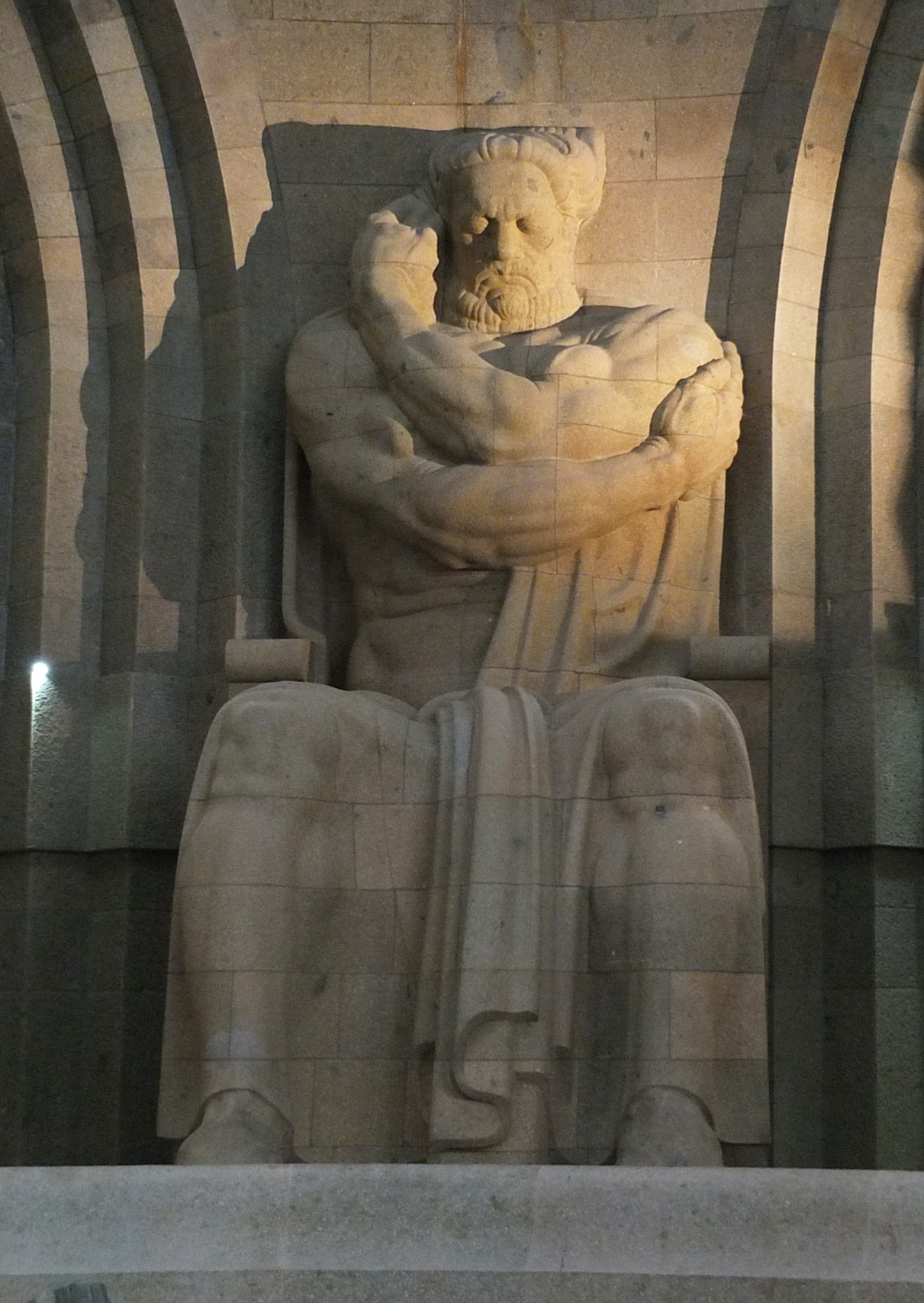
Franz Metzner, Tapferkeit
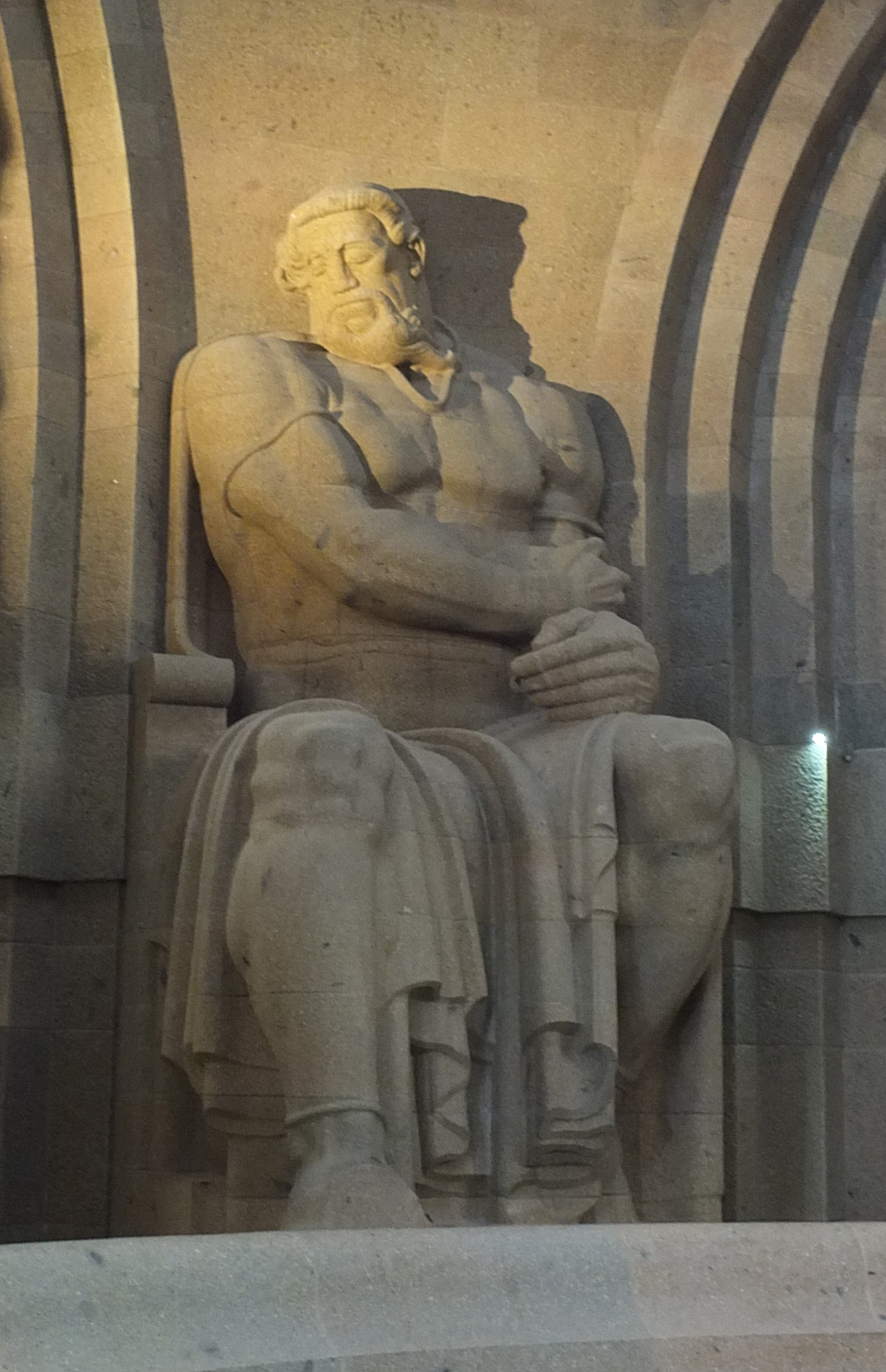
Franz Metzner, Opferbereitschaft

#### LVZ-Gebäude, Volkshaus und ATSB-Schule
Der Leipziger Bauingenieur und Architekt Oscar Schade schuf die Entwürfe für das Richard-Lipinski-Haus in der Tauchaer Straße (heute Rosa-Luxemburg-Straße) 19 bis 21. Das Haus wurde im Jahre 1910 als Verlagsgebäude der „1894 gegründeten“ Leipziger Volkszeitung (LVZ) errichtet. Im Gebäude befand sich auch eine Lenin-Gedenkstätte. Das Haus wurde „in der Industriearchitektur des Jugendstils“ gestaltet.
Zudem hatte Schade 1912/1913 auch die Projektierung der Wohnhäuser in der Gartenvorstadt Marienbrunn im Stil der Reformarchitektur inne.
1904 lieferte Schade auch Entwürfe für das Volkshaus mit „neoromanischer“ Sandsteinfassade. Während des Kapp-Putsches wurde das Gebäude am 19. März 1920 beschossen und angezündet. 1928 brannte das Haus erneut aus. Am 2. Mai 1933 besetzte die SA das Volkshaus.
1903/1904 gestaltete Schade auch die Brodyer Synagoge, die in der Pogromnacht vom 9./10. November 1938 demoliert wurde.
Die Arbeiter-Turn- und Sportschule (ATSB-Schule) an der Fichtestraße 36 in Leipzig wurde 1924/1925 nach Entwürfen des Architekten Oscar Schade gestaltet. Am 23. März 1933 wurde das Gebäude von der Sturmabteilung besetzt und der weitere Schulbetrieb untersagt.
Oscar Schade baute 1936 auch die Villa Schreiber in der Beethovenstraße 16 um. Die Villa war 1891 im Stil der Italienischen Renaissance für den Bankier Walter Schreiber nach Plänen von Max Pommer errichtet worden. Schreiber war Mitinhaber des Leipziger Bankhauses Herz Cusel Plaut, das im Rahmen der Arisierung 1933 liquidiert wurde. Das Bankenhaus war nach Herz Cusel Plaut (1783–1837) benannt worden. Gründer war dessen Sohn Jacob Plaut, nach dem auch die Jacob-Plaut-Stiftung und die Leipziger Jacob-Plaut-Straße benannt sind. Nachdem die jüdische Bank 1933 liquidiert worden war, wurde 1935 die Villa auch beschlagnahmt. Den Umbau von 1936 gestaltete der Architekt Oscar Schade. Im Inneren blieben sehr reiche Flügeltüren aus der Bauzeit erhalten.
Das Grabmal für den Architekten Oskar Schade befindet sich auf dem Leipziger Südfriedhof, Abt. II, Wahlstellen-Nr. 185 und zeigt das Freimaurerabzeichen.

LVZ-Gebäude, Volkshaus und ATSB-Schule
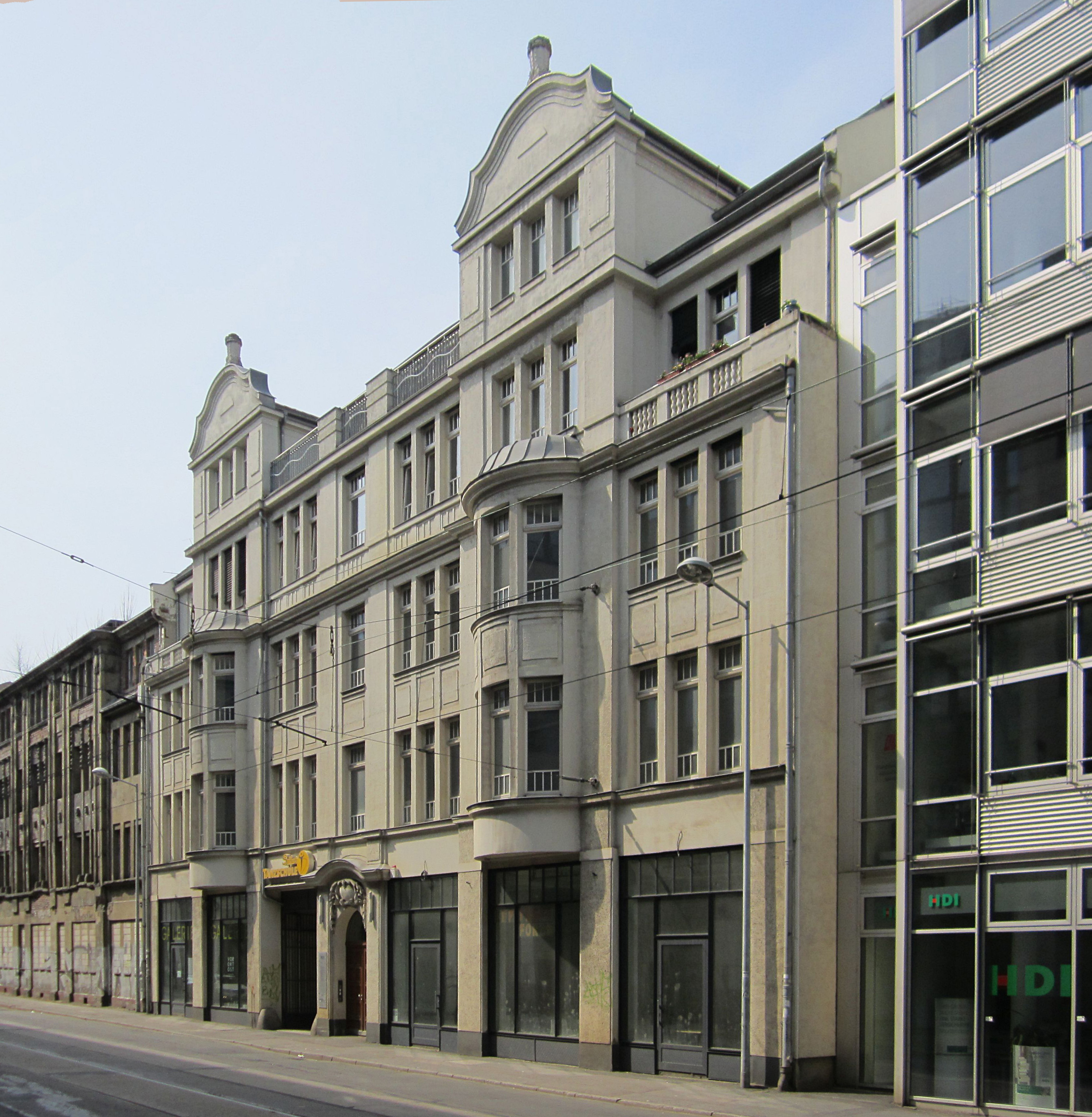
Ehemaliges LVZ-Gebäude, Tauchaer Straße; heute Rosa-Luxemburg-Straße 19/21 (2013)
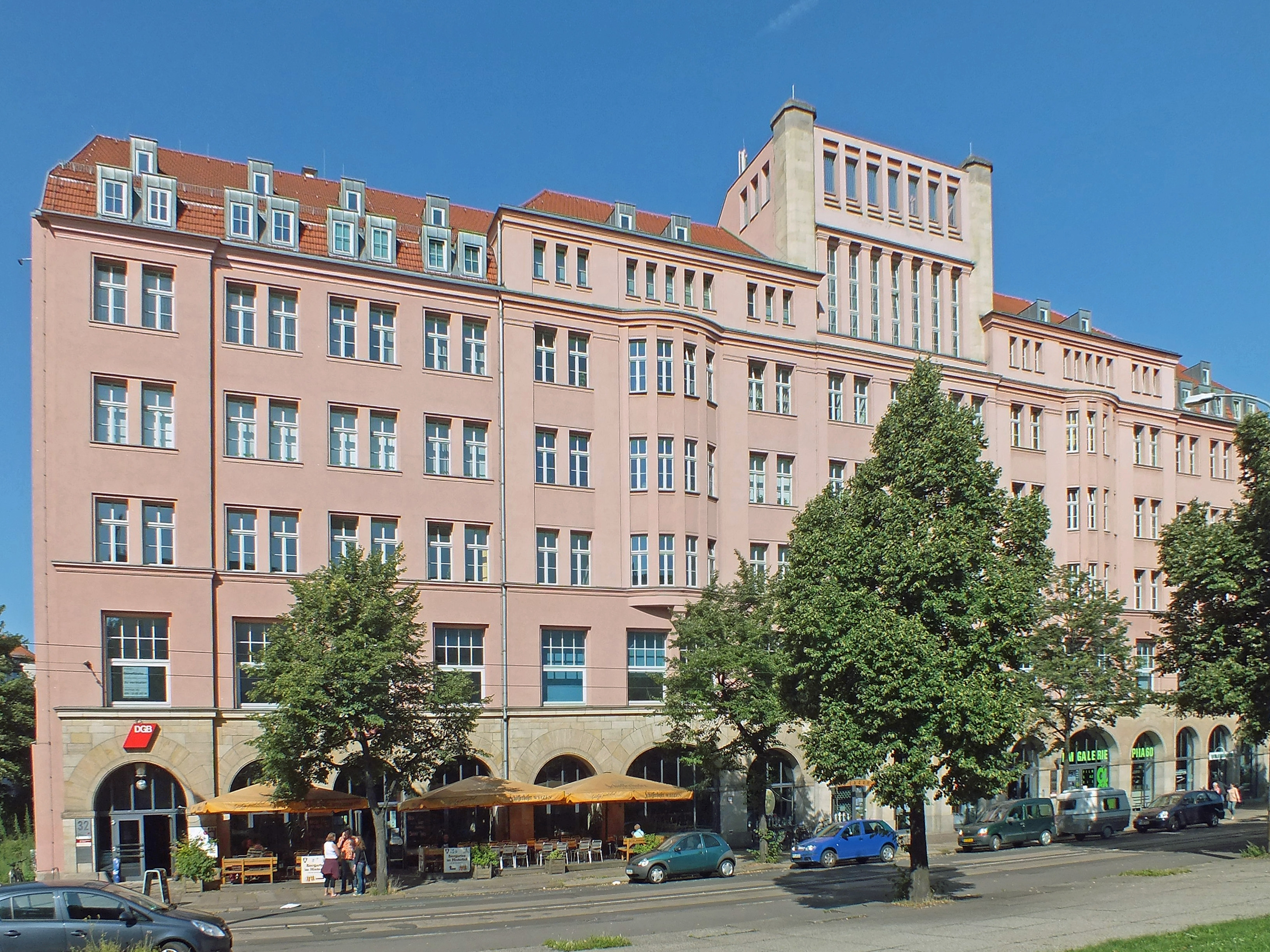
Volkshaus in der Karl-Liebknecht-Straße (2013)
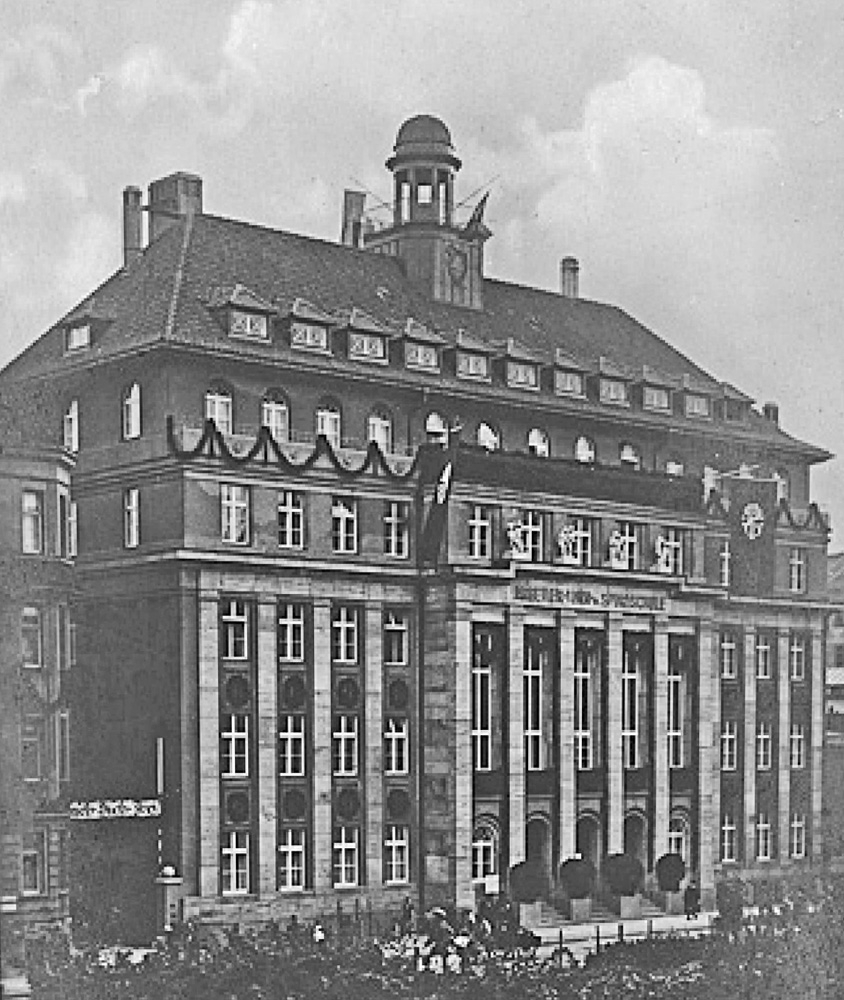
ATSB-Schule in der Fichtestraße (1926)

#### Jugendstilhäuser und Richard Wagner-National-Denkmal
Fritz Drechsler, Raymund Brachmann, Josef Mágr, Paul Möbius, Alfons Berger und Paul Lange gelten als Vertreter der Jugendstil-Architektur in Leipzig. Werke sind das Gebäude an der Paul-Michael-Straße 6, das Gebäude an der Menckestraße 19, das Künstlerhaus, das Riquet-Haus sowie das Märchenhaus von 1906/1907.
Die 1904 nach Entwürfen von Paul Möbius erbaute Villa Görke an der Paul-Michael-Straße 6 zeigt eine Vielzahl plastisch wirkender Formen und ist eine „besonders kreative Variante des Jugendstils“.
Das 1903/1904 nach Entwürfen von Alfons Berger erbaute Haus an der Menckestraße 19 in Leipzig-Gohlis zeigt eine Vielzahl unterschiedlicher Fensterformate und „zählt zu den interessantesten Beispielen des Jugendstils in Leipzig“. Im Giebelfeld befinden sich geflügelte, leicht bekleidete Elfen, die in Putztechnik geschaffen wurden. Sie tragen Festons und flankieren eine Kartusche mit Darstellung eines ruhenden Löwen.
Der Leipziger Bildhauer Carl Seffner gestaltete in seinem Bronzerelief Adam und Eva am Leipziger Künstlerhaus den Adam mit Klingers Gesichtszügen. Der Sockel des ab 1904 von Max Klinger geschaffenen Leipziger Richard-Wagner-National-Denkmals zeigt Themen aus dem Ring des Nibelungen:

„Die Vorderseite des Blocks zeigt drei nackte Rheintöchter – Musik, Dichtung und Schauspiel versinnbildlichend und damit auf Wagners Streben nach dem Gesamtkunstwerk anspielend. Auf der linken Seite sind Siegfried, Mime und der erlegte Drache zu sehen, rechts der Gralswächter Parsifal und die Gralsbotin Kundry.“

Leipziger Jugendstilbauten
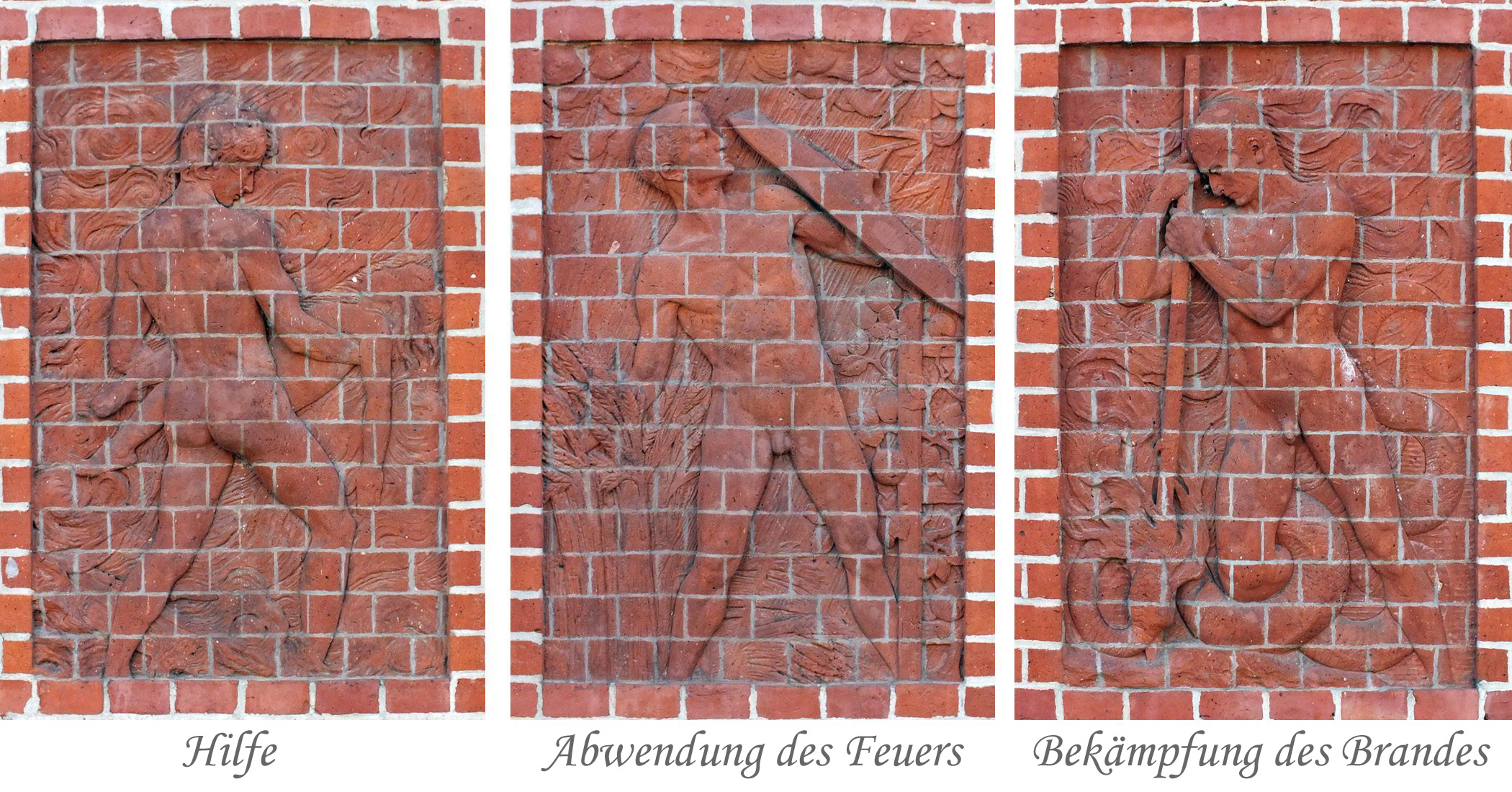
Feuerwache (J. Mágr)
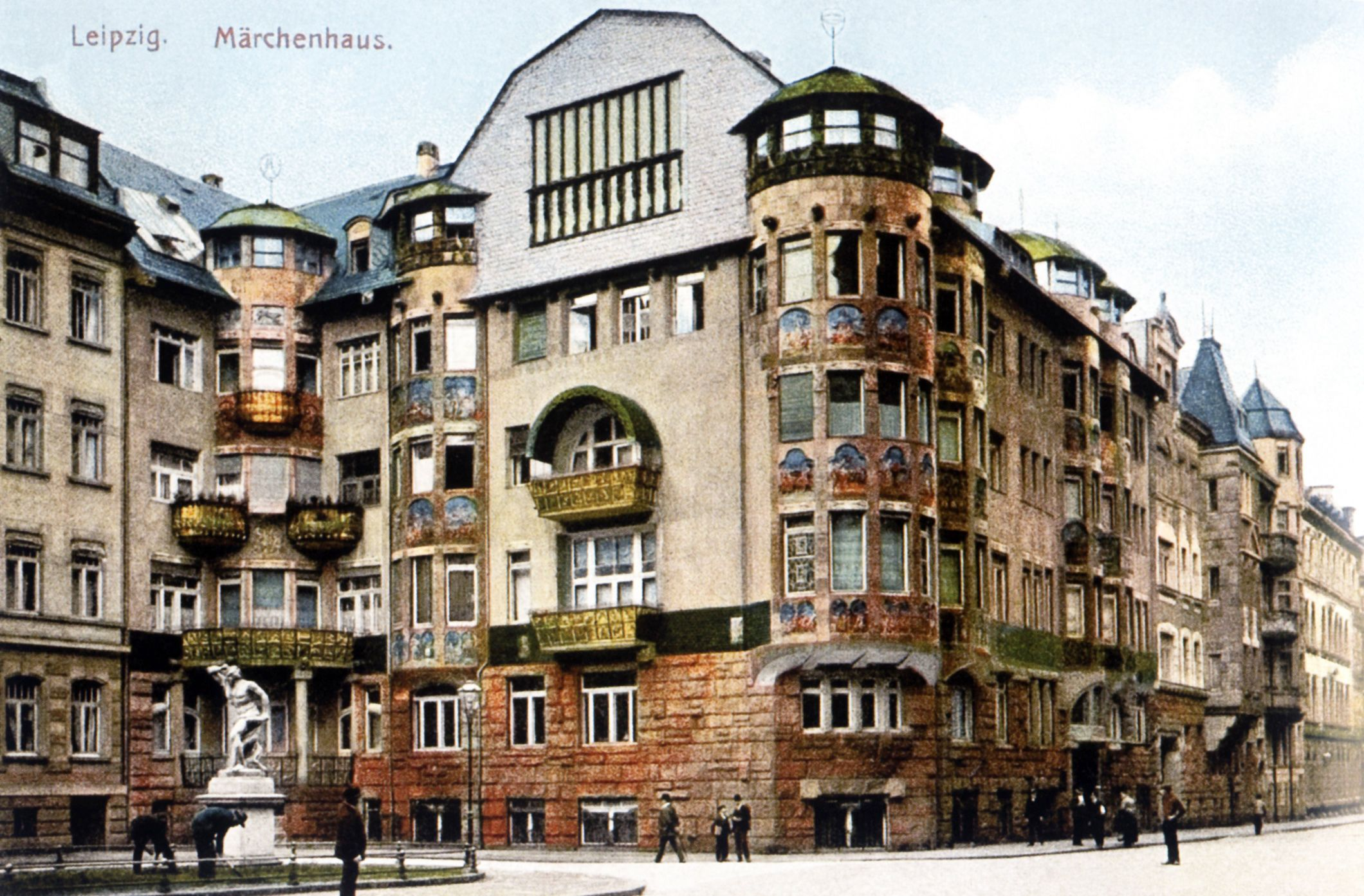
Märchenhaus (R. Brachmann)
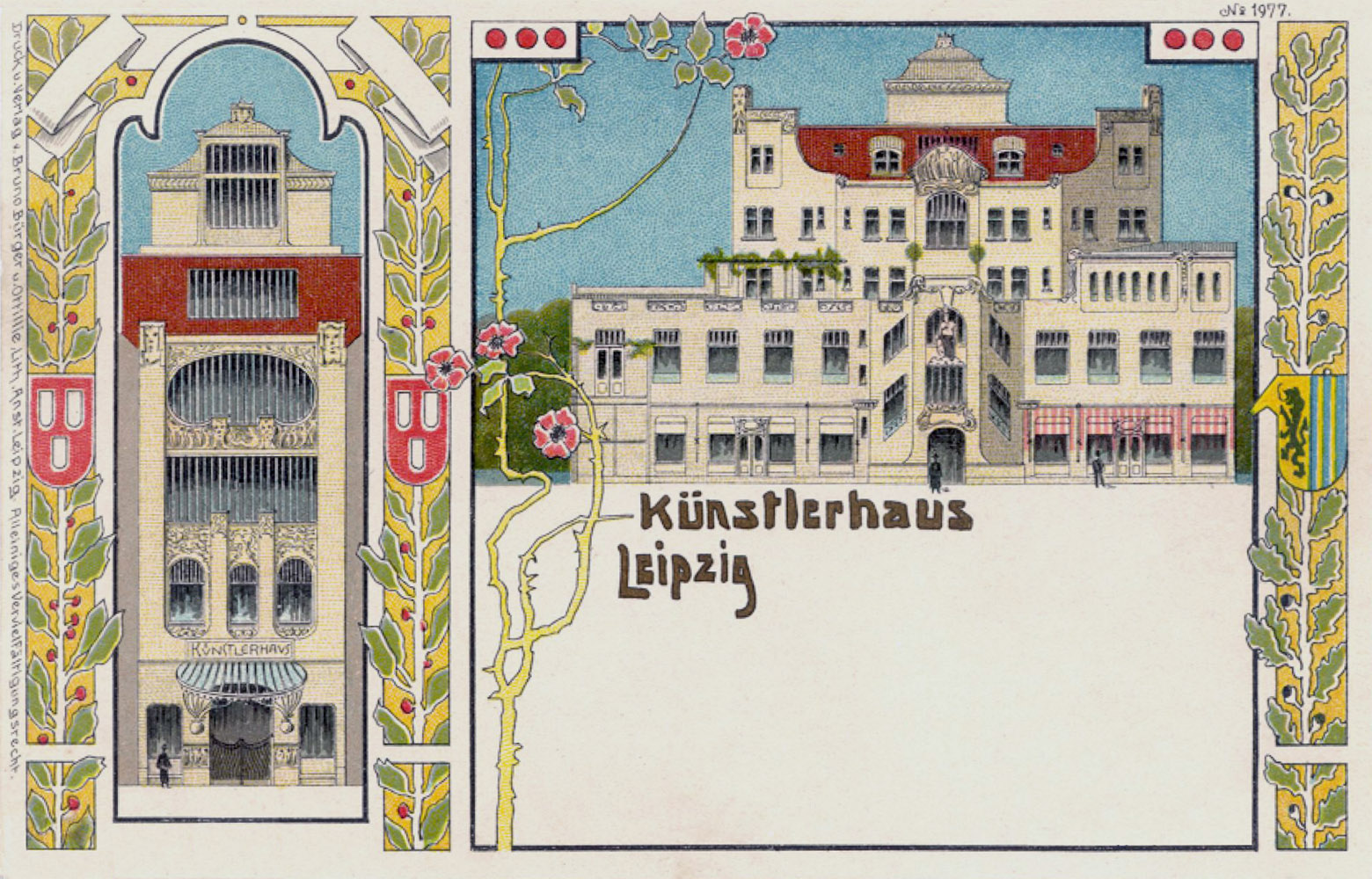
Künstlerhaus (F. Drechsler)
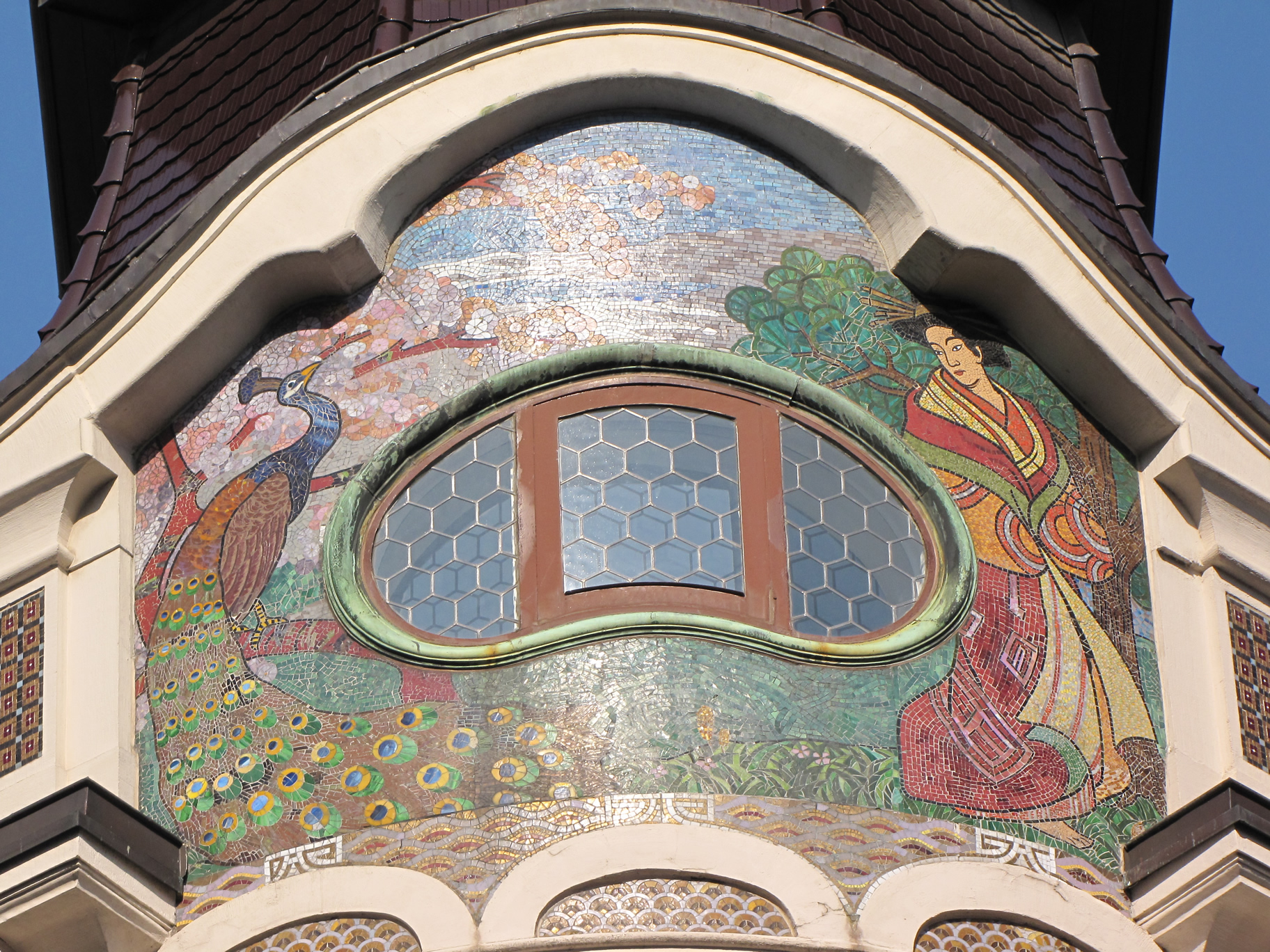
Riquet-Haus, Detail (P. Lange)
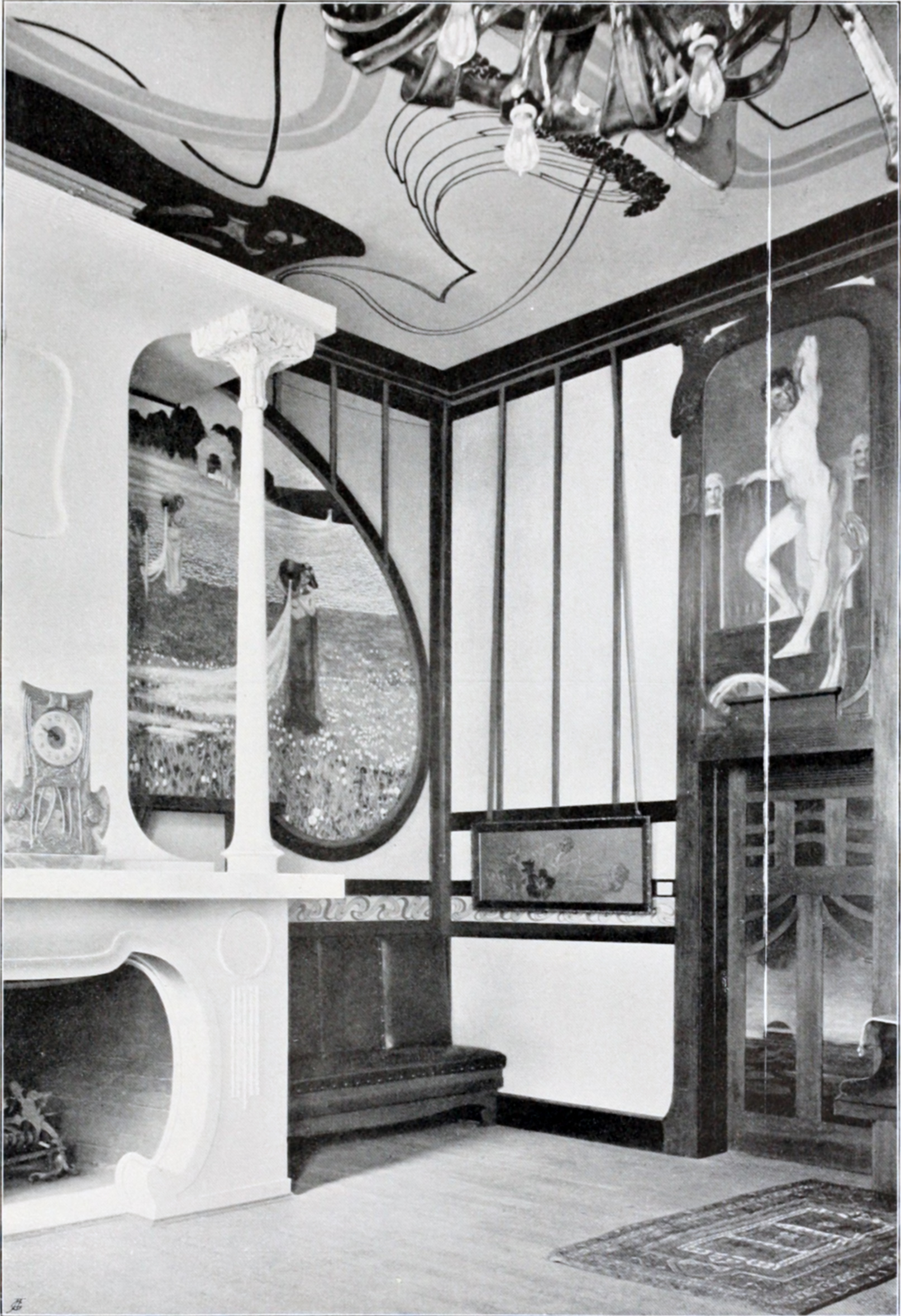
Künstlerhaus Leipzig Klubzimmer
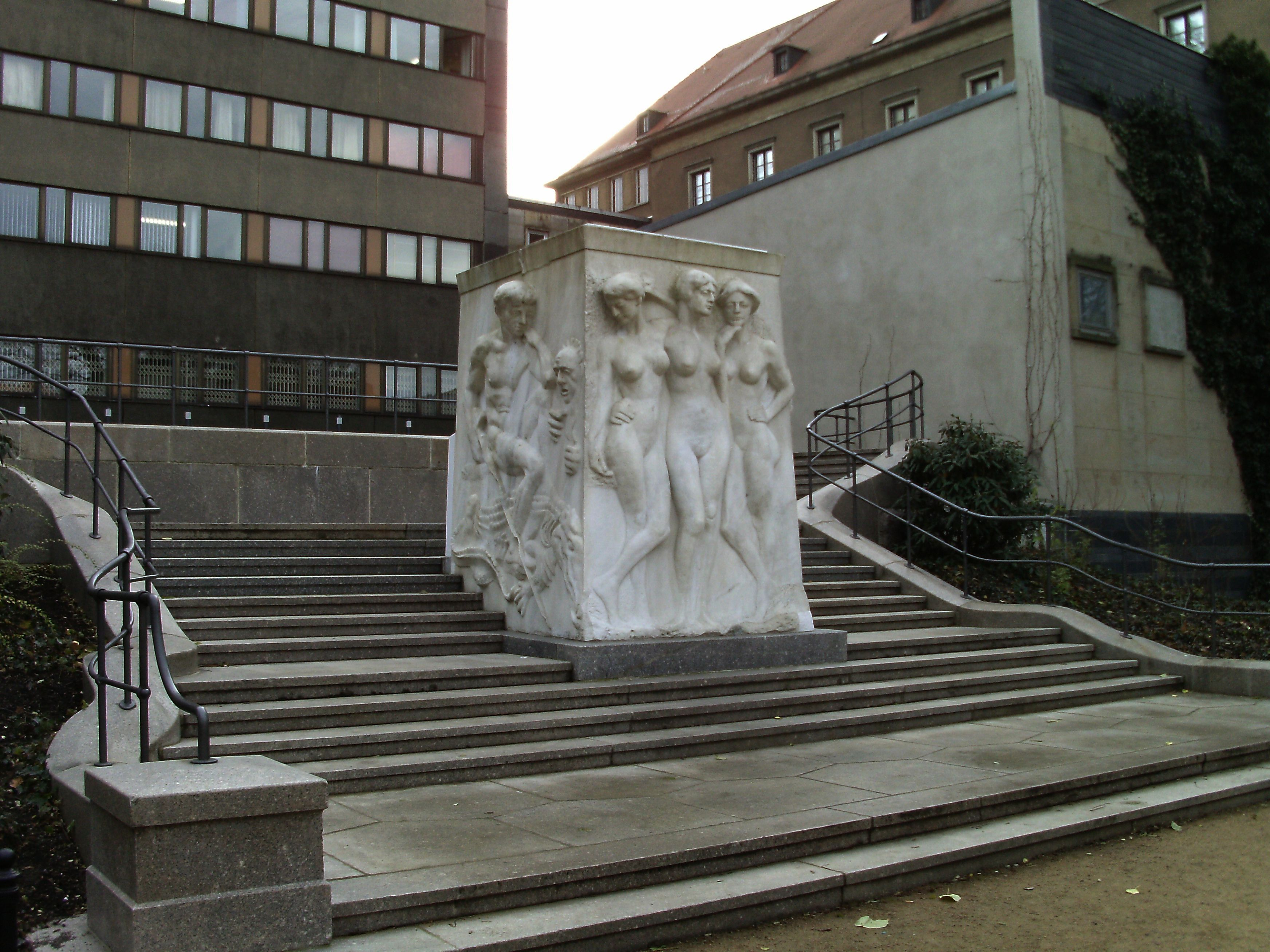
Richard Wagner-National-Denkmal, Siegfried, Mime und der erlegte Drache
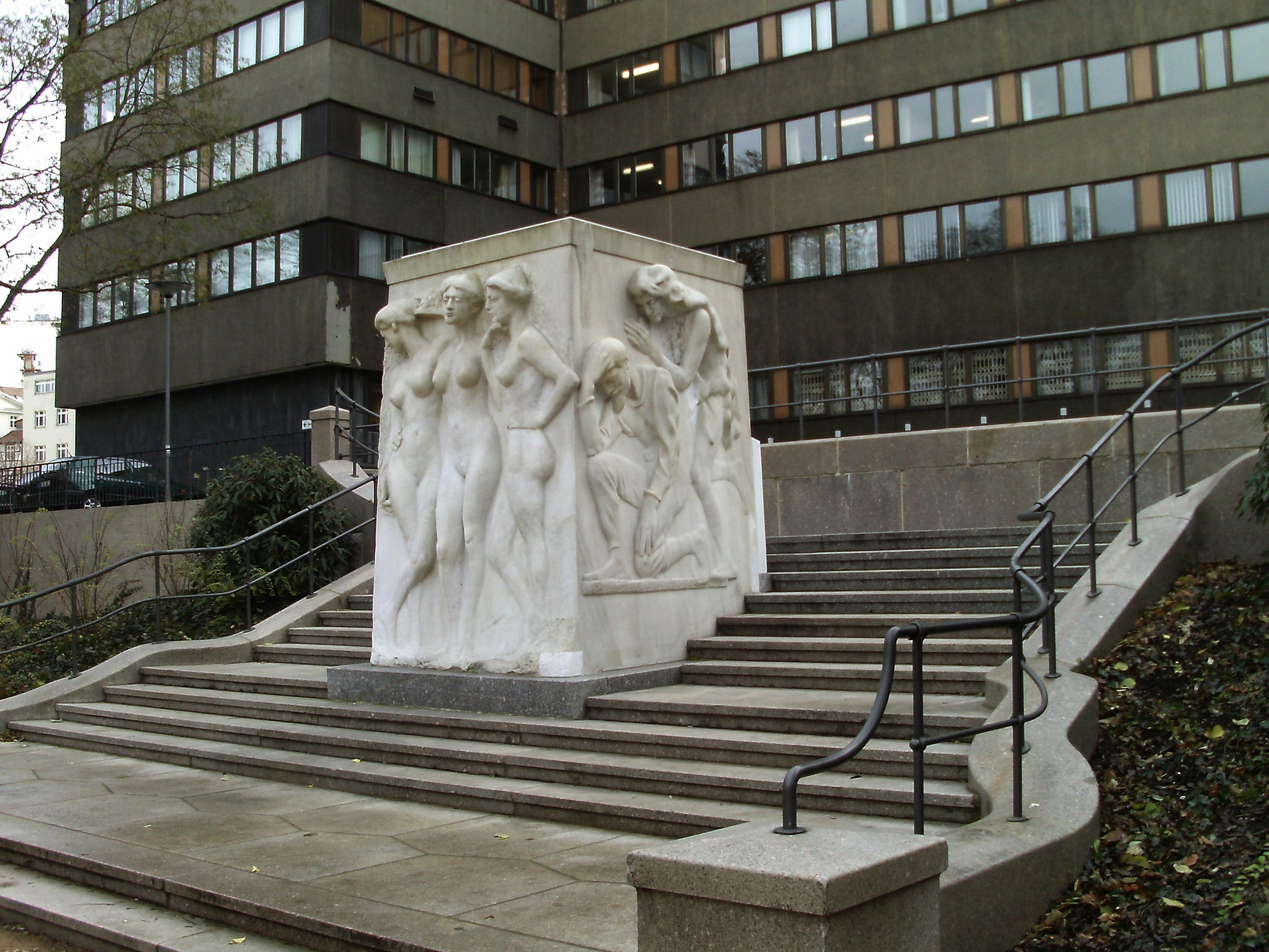
Richard Wagner-National-Denkmal, Gralswächter Parsifal und die Gralsbotin Kundry
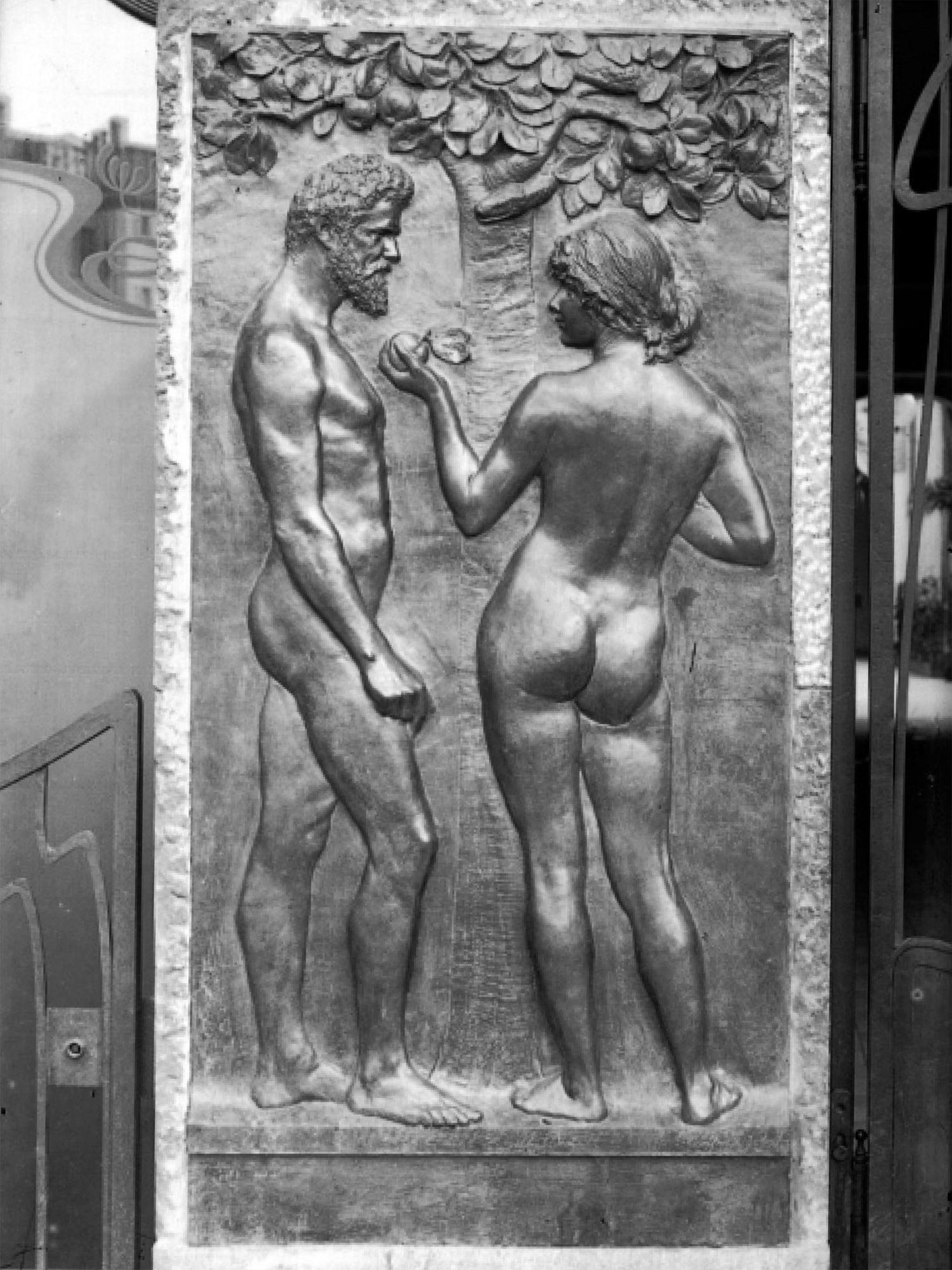
Max Klinger als Adam in Adam und Eva von Carl Seffner
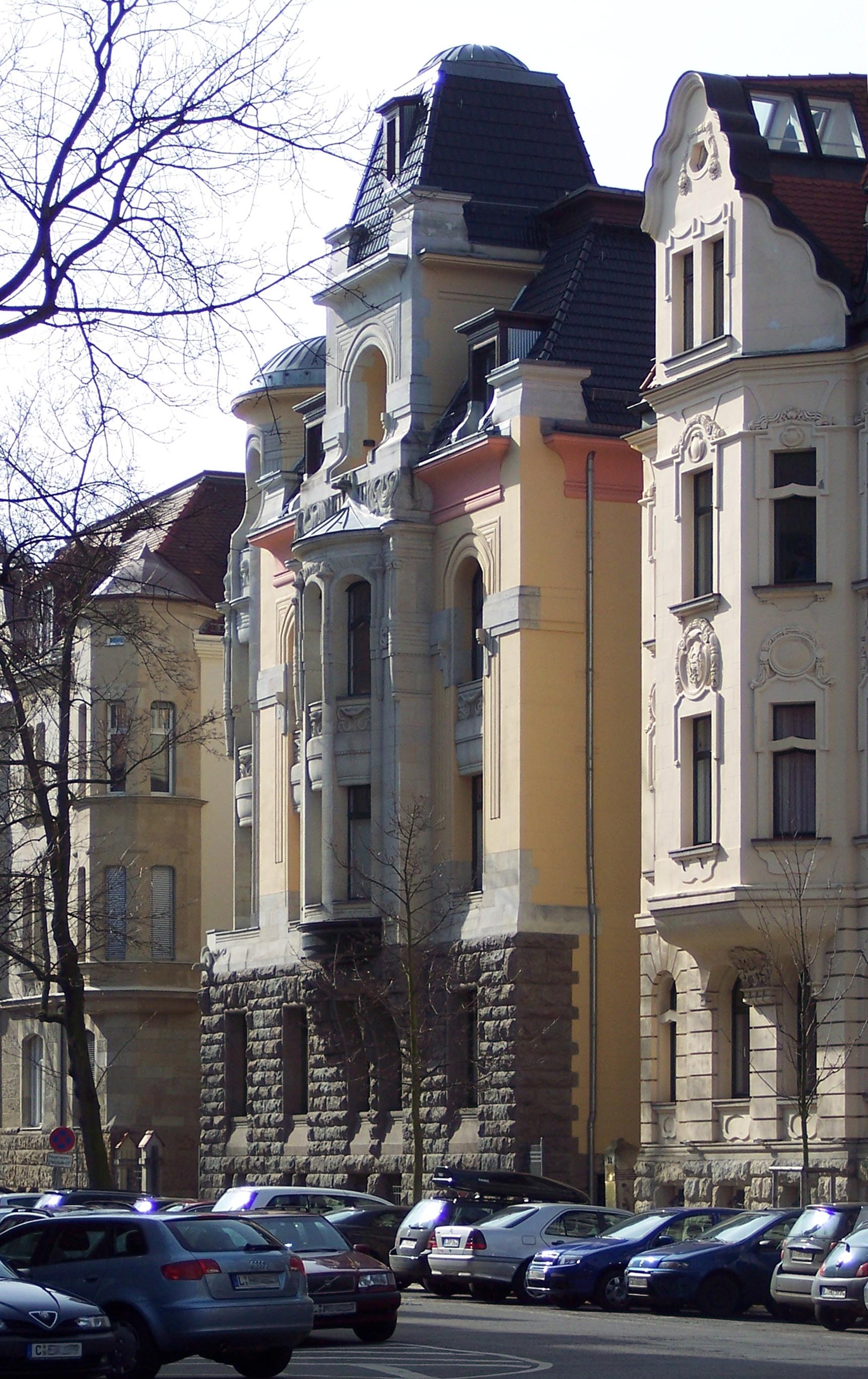
Möbiushaus

#### Schaufensterfassaden

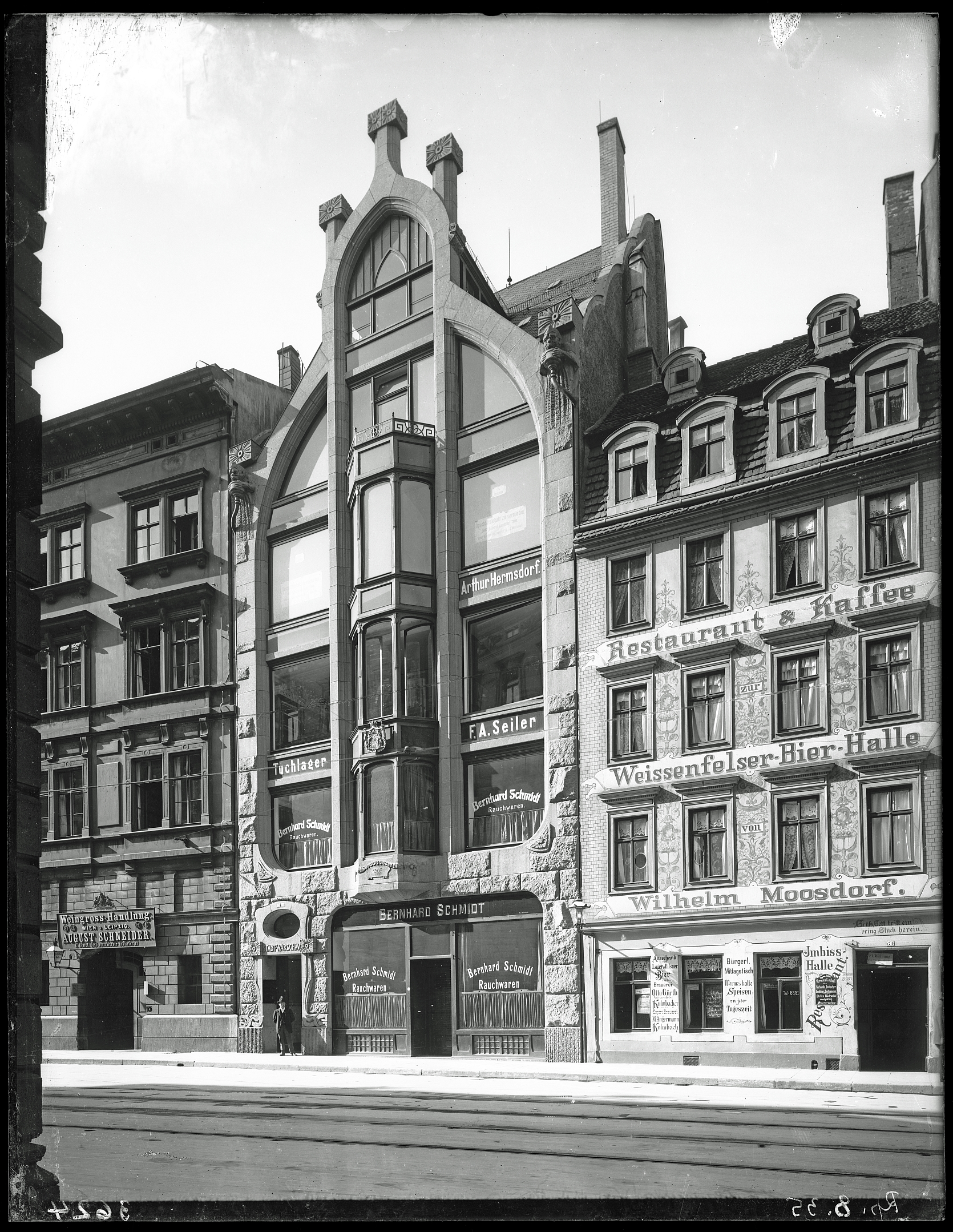
Emil Franz Hänsel: Geschäftshaus Stadt Warschau, Brühl 76/78 (wahrscheinlich Grundstück des vormaligen „Gasthauses Zur Stadt Warschau“)

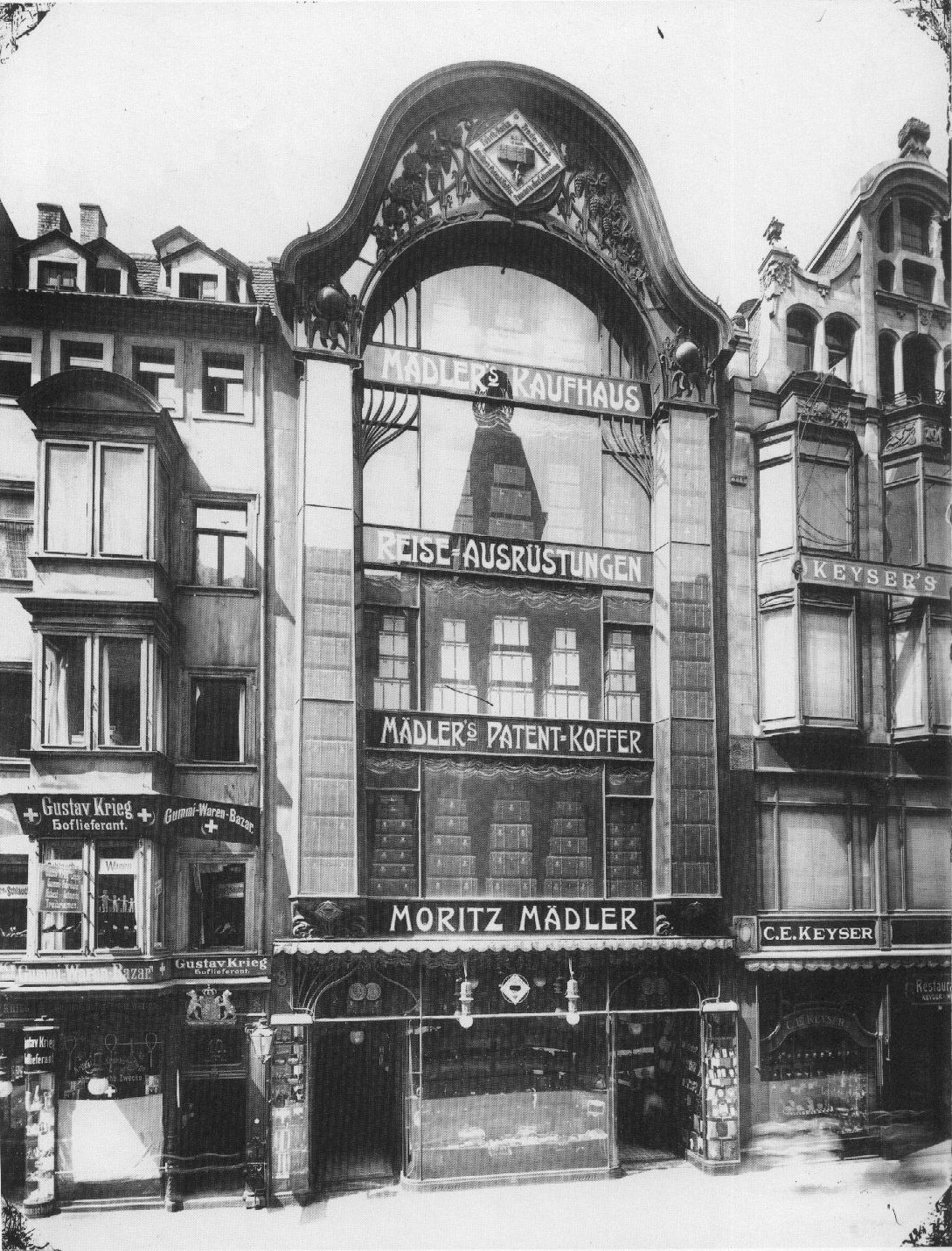
Leopold Stentzler: Mädlerhaus Leipzig.

Das Gebäude des Kaufhauses Brühl wurde nach Entwürfen des Leipziger Architekten Emil Franz Hänsel im Stil der Reformarchitektur errichtet. Hänsel war Mitglied des Werkbundes und gehörte zu den „originellsten und deshalb wohl auch meistbeschäftigten Architekten Leipzigs“. Hänsel erbaute auch das Dresdner Residenz-Kaufhaus und das Geschäftshaus Stadt Warschau, Brühl 76/78 (wahrscheinlich Grundstück des vormaligen „Gasthauses Zur Stadt Warschau“). Das Geschäftshaus Stadt Warschau zeigte eine durchgehende Schaufensterfassade und hatte um 1904 folgende Mieter: Weingroßhandlung August Schneider, Wien & Leipzig; Bernhard Schmidt Rauchwaren; F. A. Seiler Tuchwaren; Arthur Hermsdorf (Rauchwarenhandlung); Wilhelm Moosdorf Restaurant und Cafe Weissenfelser-Bier-Halle Imbisshalle.
Messow & Waldschmidt eröffneten am 3. Oktober 1908 das Kaufhaus Brühl G.m.b.H. Geschäftsführer waren Heinrich Hirschfeld und Walter Riess. 1909 verstarb Paul Messow und der Geschäftsführer Walter Riess heiratete ein Jahr später Messows Tochter Gertrud und wurde alleiniger Direktor. Otto Mühlstein und Salomon Sigismund Hirschfeld wurden nun die neuen Geschäftsführer. Im Rahmen der Arisierung wurden im April 1936 die bisherigen Geschäftsführer Riess, Meiser und Pelz abberufen und ab dem 12. September 1936 ging das jüdische Eigentum endgültig in den Besitz der Knoop Co. G.m.b.H. über.
Leopold Stentzler erbaute von 1914 bis 1916 auch die Gebäude Messehaus Stentzlers Hof an der Petersstraße 39 bis 41 und das Messehaus Dresdner Hof am Neumarkt 21 bis 27. Das Messehaus Dresdner Hof wurde für den Unternehmer Richard Pudor erbaut. Stentzlers Messepalast ist mit Behrens' Arbeit vergleichbar: „Leopold Stentzlers Messepalast Dresdner Hof steht gestalterisch zeitgleichen Bauten eines Peter Behrens, einem der führenden deutschen Architekten jener Zeit nahe, der bei der Festhalle der Kölner Werkbundausstellung des Jahres 1914 eine ähnliche traditionsbezogene Sachlichkeit demonstrierte“. Das Mädlerhaus Leipzig und des Geschäftshauses F. Lindner wurden auch nach Entwürfen des Leipziger Architekten Leopold Stentzler im Stil der Reformarchitektur errichtet. Das Mädlerhaus Leipzig zeigte eine durchgehende Schaufensterfassade.

#### Krochhochhaus und Europahaus
Das Krochhochhaus am Augustusplatz ist das erste Leipziger Hochhaus und auch ein Beispiel für die „Klassische Moderne“. Das Gebäude, das 1927/1928 nach Entwürfen von German Bestelmeyer für den jüdischen Bankier Hans Kroch erbaut wurde, fand sowohl Ablehnung als auch Zustimmung. Kritiker meinten, dass der Bauschmuck für ein privates, jüdisches Bankhaus unpassend sei: „Unmöglich sind auch die vorgesehenen Dachfiguren, die auf eine ziemlich große Glocke trommeln sollen, um ihr am Tage mehrmals den Ton E zu entlocken … Schließlich ist das private Bankhaus Kroch kein Stadthaus, kein öffentliches Symbol, daß man ihm eine bevorzugte Wirkung einräumen könnte“. Andere sahen aber auch die Verbindungen nach Italien. So war Vorbild des Krochhochhauses der 1496–1499 erbaute Uhrturm Torre dell’Orologio in Venedig mit den Markuslöwen: „Die Bauzitate fanden in Leipzig Beifall, sicherlich auch wegen der seit Jahrhunderten bestehenden Verbindungen zu den italienischen Handelsstädten und ihrer Kultur … Das Ergebnis überzeugte auch jene, die befürchtet hatten, das Turmhaus würde den ‚schönsten Platz Europas‘, wie man damals selbstbewusst sagt, optisch entwerten“. Als zweites Hochhaus wurde 1928/1929 als Gegengewicht zum Krochhochhaus am Augustusplatz das von Otto Paul Burghardt (1875–1959) entworfene Europahaus erbaut.

Krochhochhaus und Europahaus – Klassische Moderne
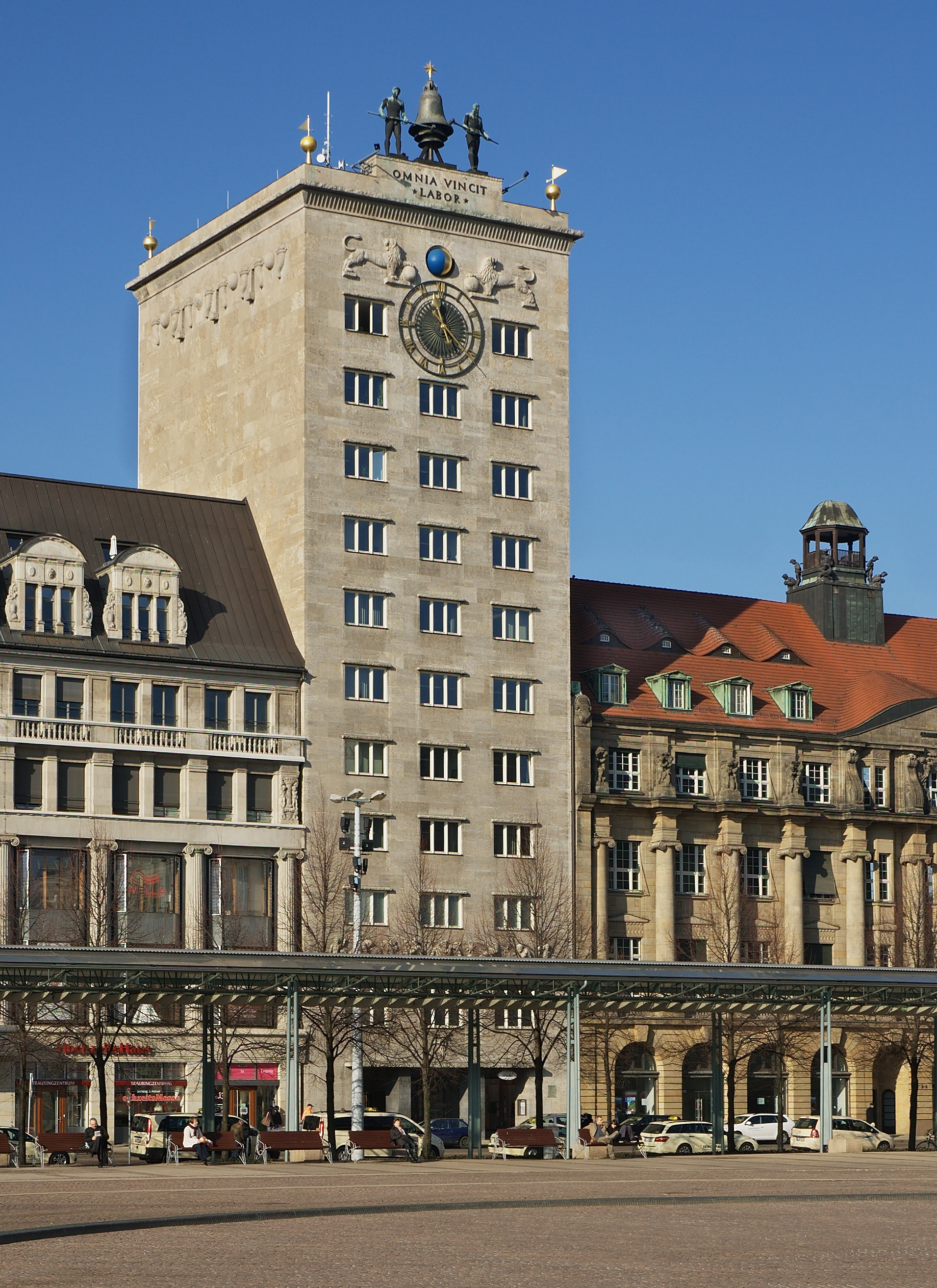
Krochhochhaus (2011)
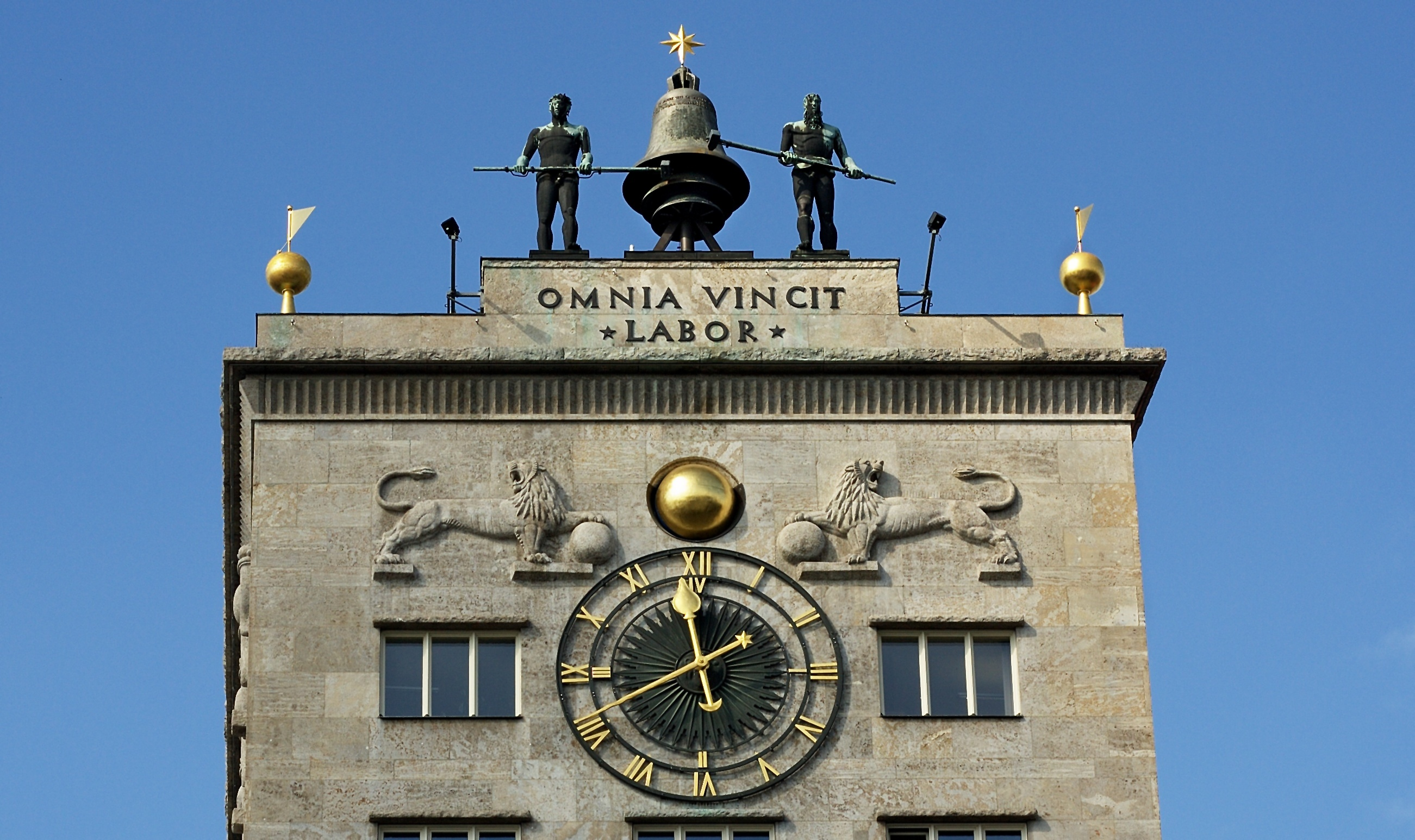
Markuslöwen am Krochhochhaus nach dem Vorbild des Torre dell’Orologio in Venedig (2010)
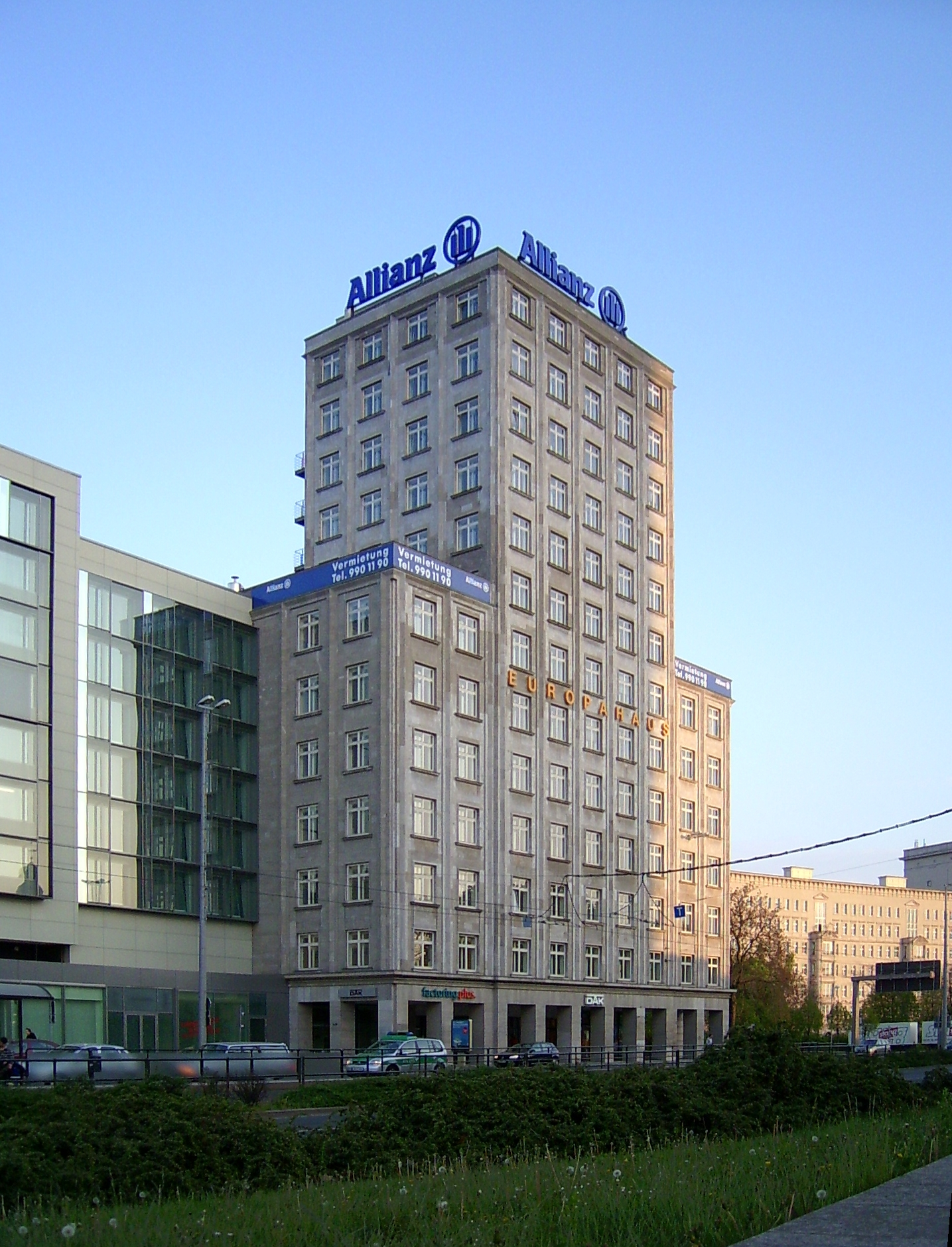
Europahaus (2007)

#### Deutsche Nationalbibliothek und Skulpturen
Das Gebäude der Deutschen Nationalbibliothek am Deutschen Platz 1 wurde nach Entwürfen von Oskar Pusch von 1914 bis 1916 erbaut.
Über dem Haupteingang des Gebäudes befinden sich Büsten von Otto von Bismarck, Johannes Gutenberg und Johann Wolfgang von Goethe, letztere vom Dresdner Bildhauer Fritz Kretzschmar signiert. An der Hauptfassade befinden sich sieben überlebensgroße Skulpturen, die auf Konsolen über der Erdgeschosszone stehen. Diese Figuren von Adolf Lehnert und Felix Pfeifer sind Allegorien für Technik, Kunst, Justiz, Philosophie, Theologie und Medizin, seitlich flankiert von den Figuren des Schreibenden und des Lesenden von Johannes Hartmann mit den Wappen der Stadt Leipzig (links) und des Börsenvereins (rechts). Folgende Inschriften über dem Haupteingang sind zu lesen: „Körper und Stimme leiht die Schrift dem stummen Gedanken, durch der Jahrhunderte Strom trägt ihn das redende Blatt.“ und „Freie Statt für freies Wort, freier Forschung sicherer Port, reiner Wahrheit Schutz und Hort“. Das Gebäude lehnt den herkömmlichen Historismus zugunsten der Reformarchitektur ab: „Einem bestimmten Stilvorbild folgt diese Architektur nicht, vielmehr werden die unterschiedlichen Details im Sinne von Adaptionen völlig frei gehandhabt und zu einer Fassadengestaltung zusammengefügt, die sich von Vorbildern jeder Art absetzen will“.

Deutsche Nationalbibliothek
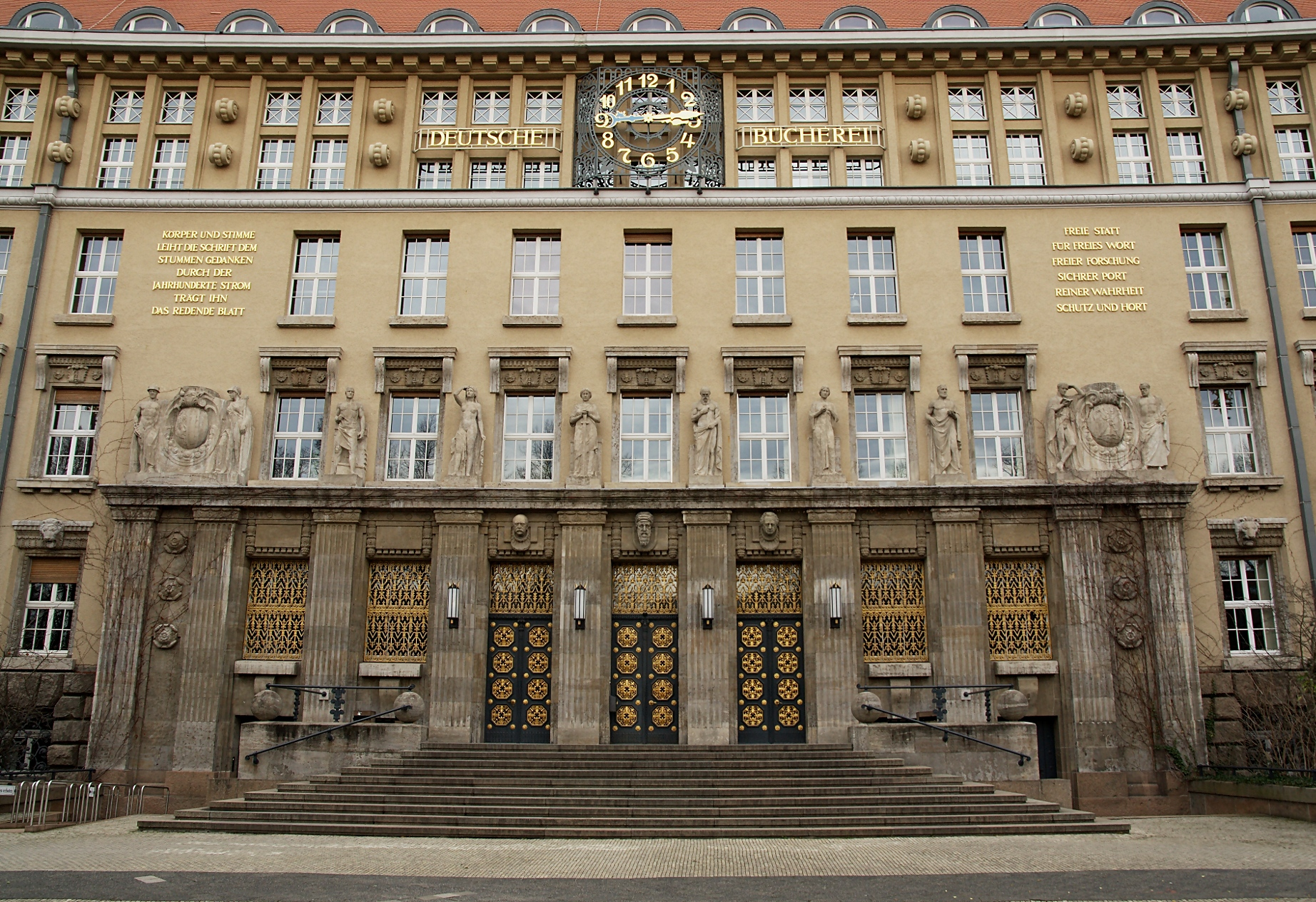
Eingang Deutsche Nationalbibliothek Leipzig
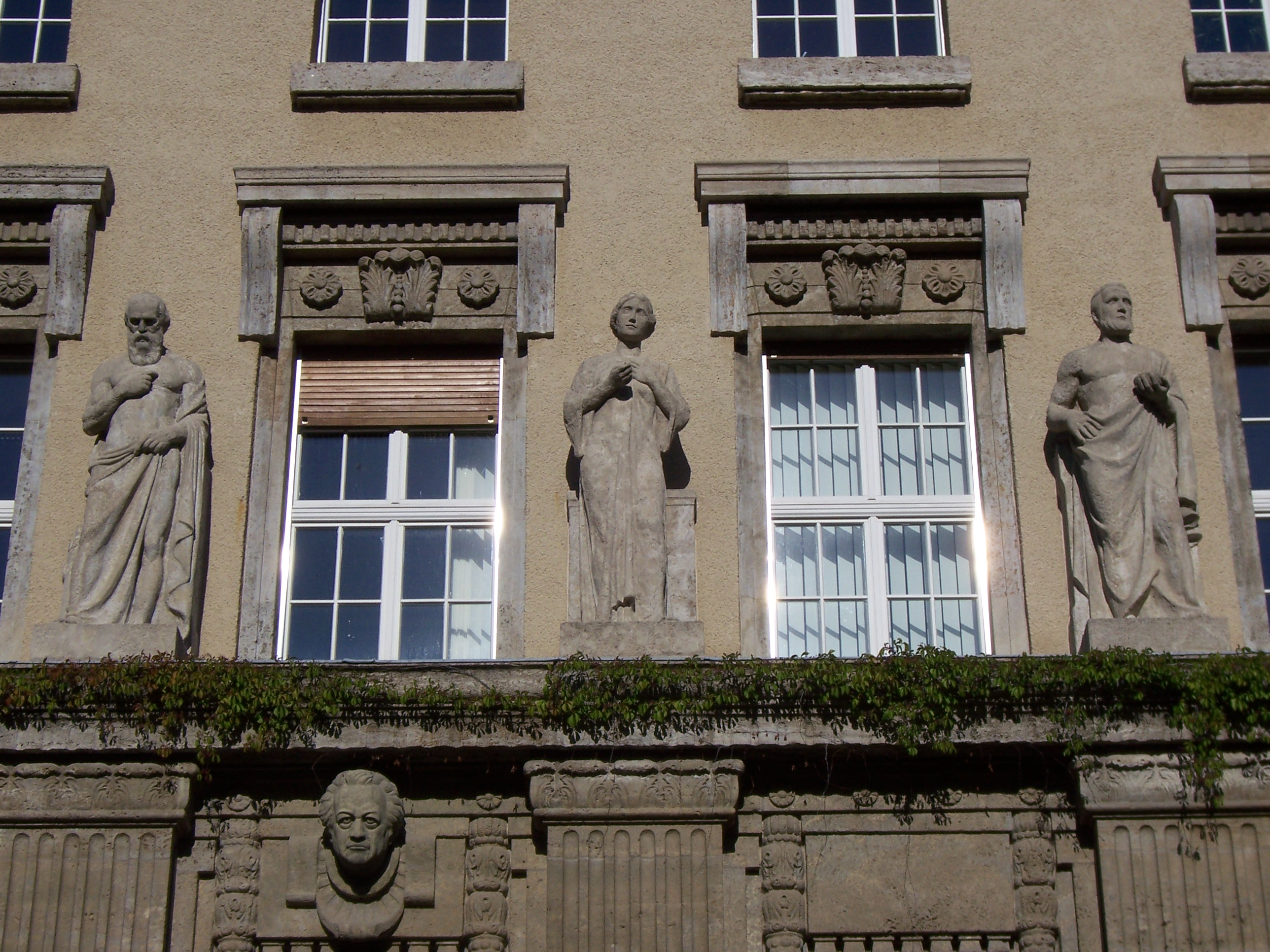
Allegorien für Philosophie, Theologie und Medizin
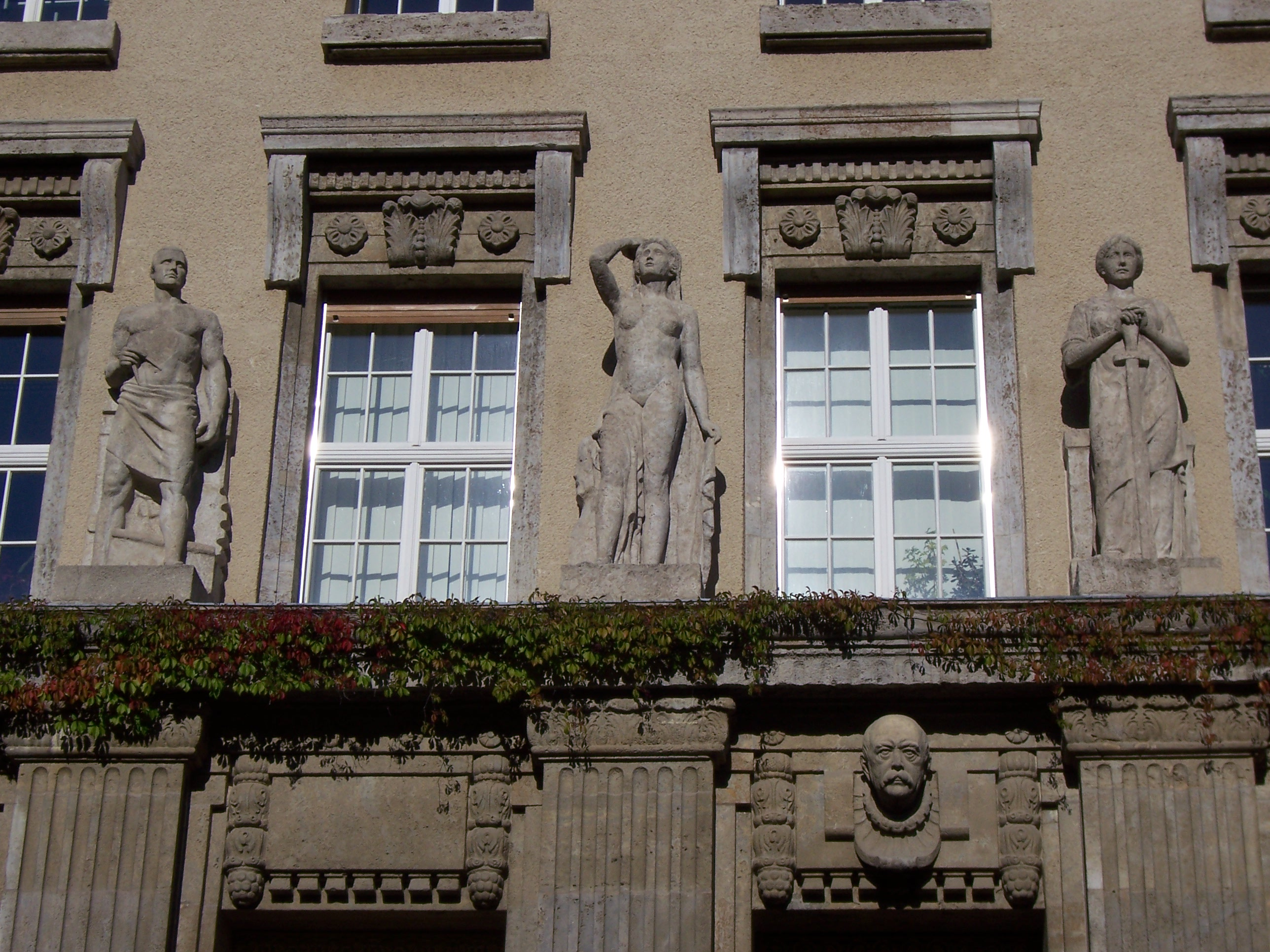
Allegorien für Technik (Zirkel), Kunst (Anatomie) und Justiz (Schwert)

#### Messehaus Petershof und Skulpturen (bis 1938)
Das Messehaus Petershof an der Petersstraße 20 ist ein Beispiel für die „Klassische Moderne“ und wurde für den Verleger Josef Mathias Petersmann nach Entwürfen von Alfred Liebig erbaut: „Bei der Gliederung der Hauptfront mit kräftig vortretenden Fensterumrahmungen reduzierte Liebig die traditionelle Fassadenarchitektur auf einfachste Formen, vermied aber die Erkennungszeichen der Moderne – Fensterbänder und substanzlose Außenwand. Die Kargheit wird stattdessen mit hochwertigem Naturstein (Cannstatter Travertin) veredelt“.
Der Leipziger Künstler Johannes Göldel (1891–nach 1946) schuf die sieben überlebensgroßen Skulpturen, die sich auf Konsolen über der Erdgeschosszone befinden. Es sind Personen, deren Tätigkeit unmittelbar mit der Geschichte des Bauwerks verbunden ist.

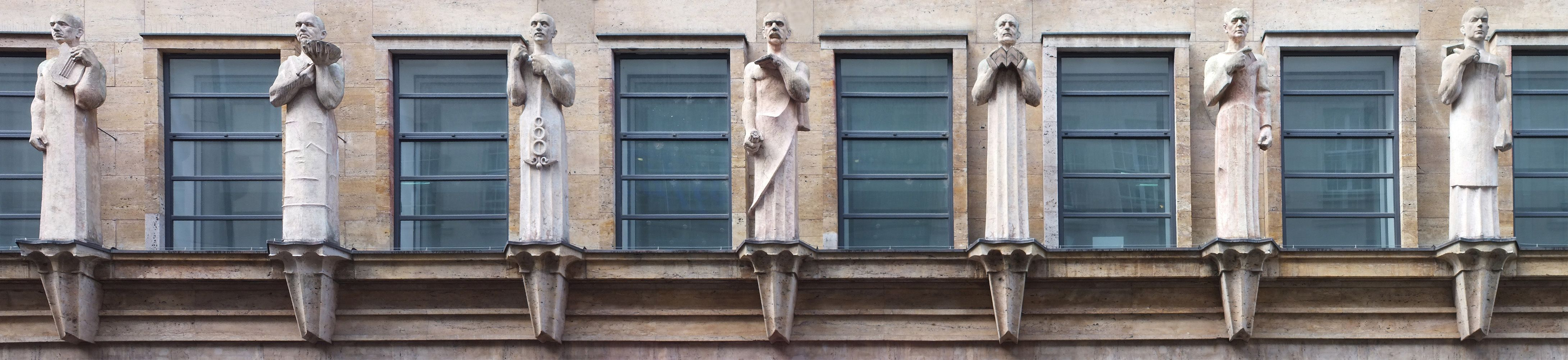
Die Nachbildungen der sieben Skulpturen durch Markus Gläser

Die Figuren, von links beginnend, stellen dar: Baudirektor Ludwig Fraustadt, Kommerzienrat Felix Geissler, Bankier Hans Kroch, der den Baukredit beschaffte, Oberbürgermeister Karl Rothe, der sich für den Bau engagierte, Messedirektor Raimund Köhler, Architekt des Hauses Alfred Liebig und Messevorstand Edgar Hoffmann. Durch die beigefügten Attribute symbolisieren die Figuren auch Musik, Kunstgewerbe, Handel, Schauspiel, Messe, Architektur und Industrie.
Da Hans Kroch Jude war, wurden die Standbilder im Rahmen der Novemberpogrome 1938 auf „Betreiben der Nationalsozialisten“ entfernt. 1994 wurden von dem Leipziger Bildhauer Markus Gläser originalgetreue Kopien geschaffen, die 1995 an alter Stelle an der Fassade aufgestellt wurden. Die Fassade steht unter Denkmalschutz.

Messehaus Petershof
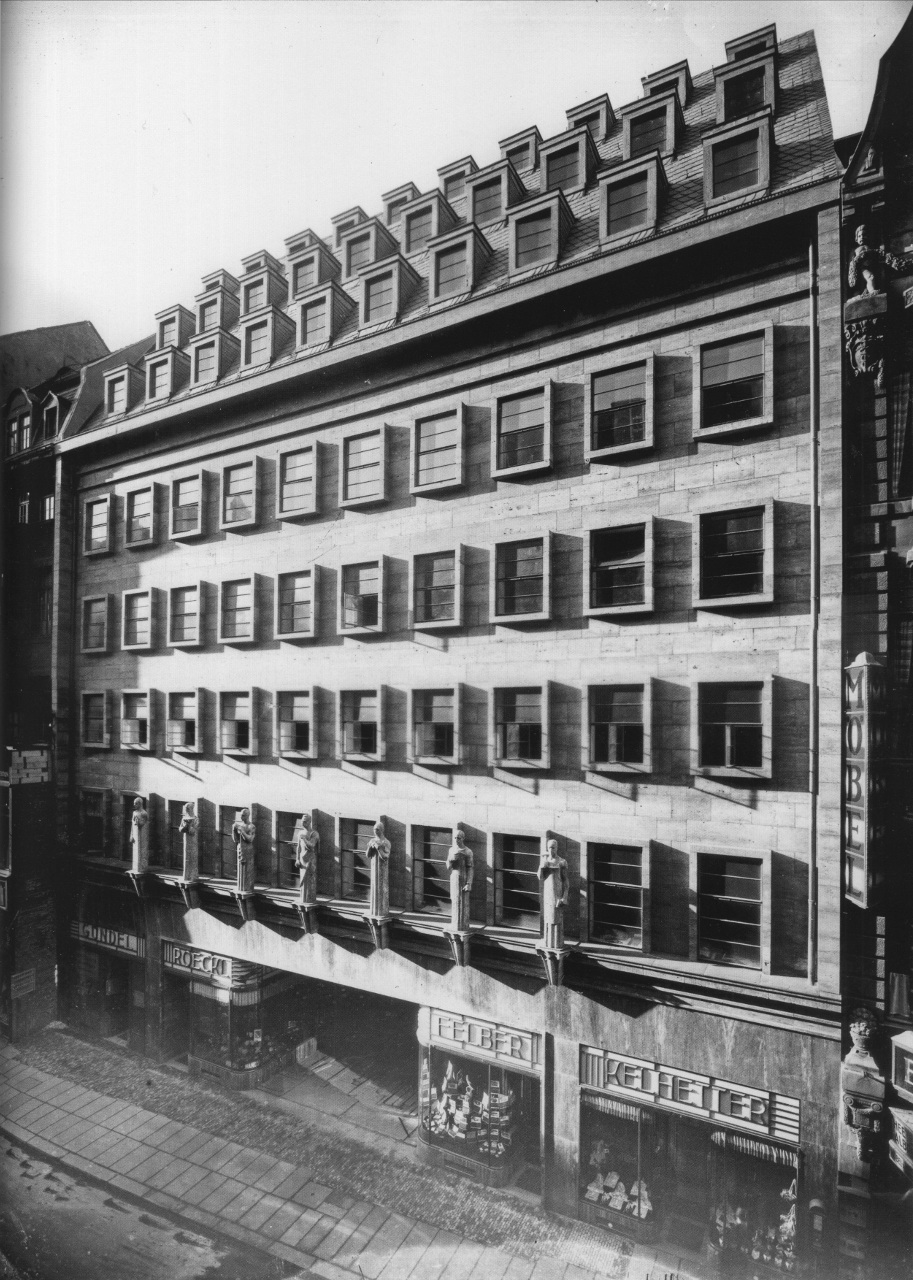
Petershof Leipzig mit den sieben Skulpturen 1929
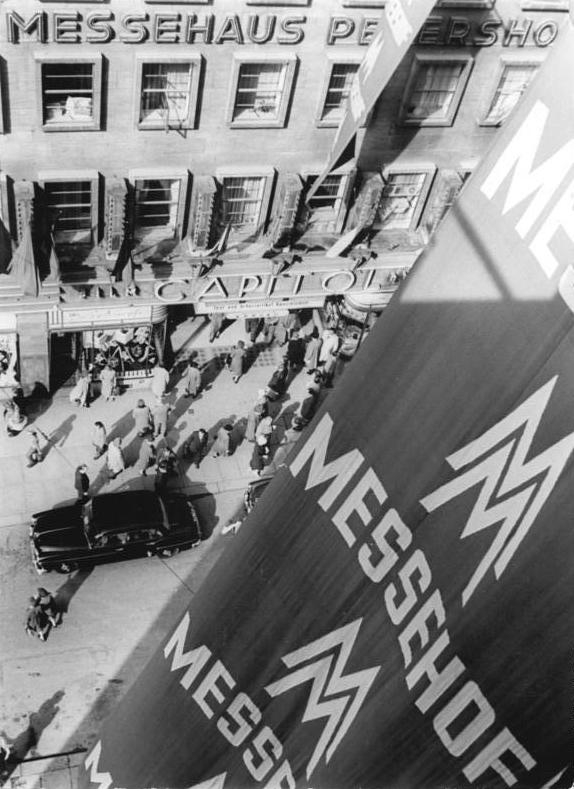
Leipzig, Messehaus „Petershof“ 1938
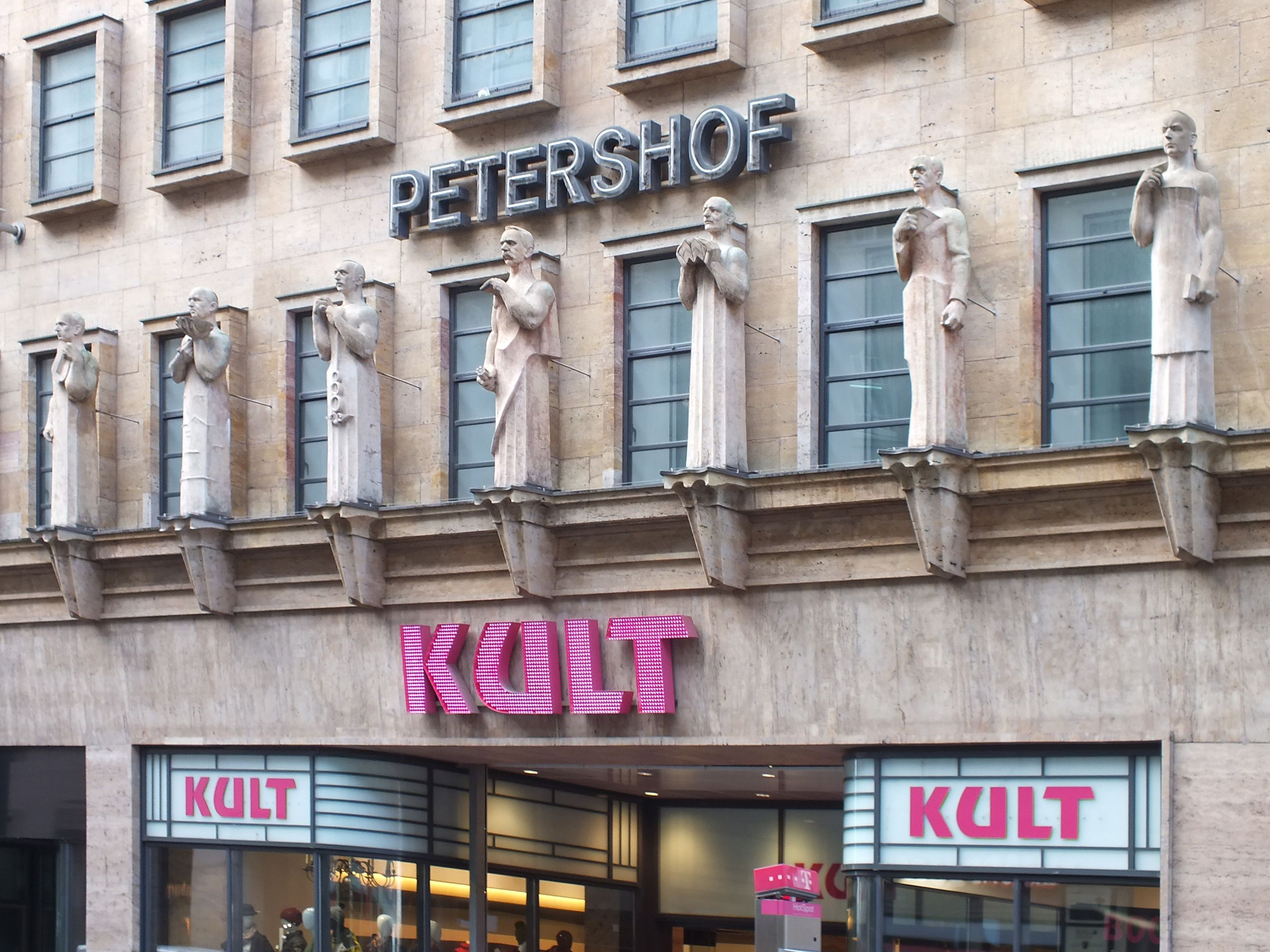
Petershof-Fassade 2014

#### Feierhalle auf dem Neuen Israelitischen Friedhof (bis 1939)

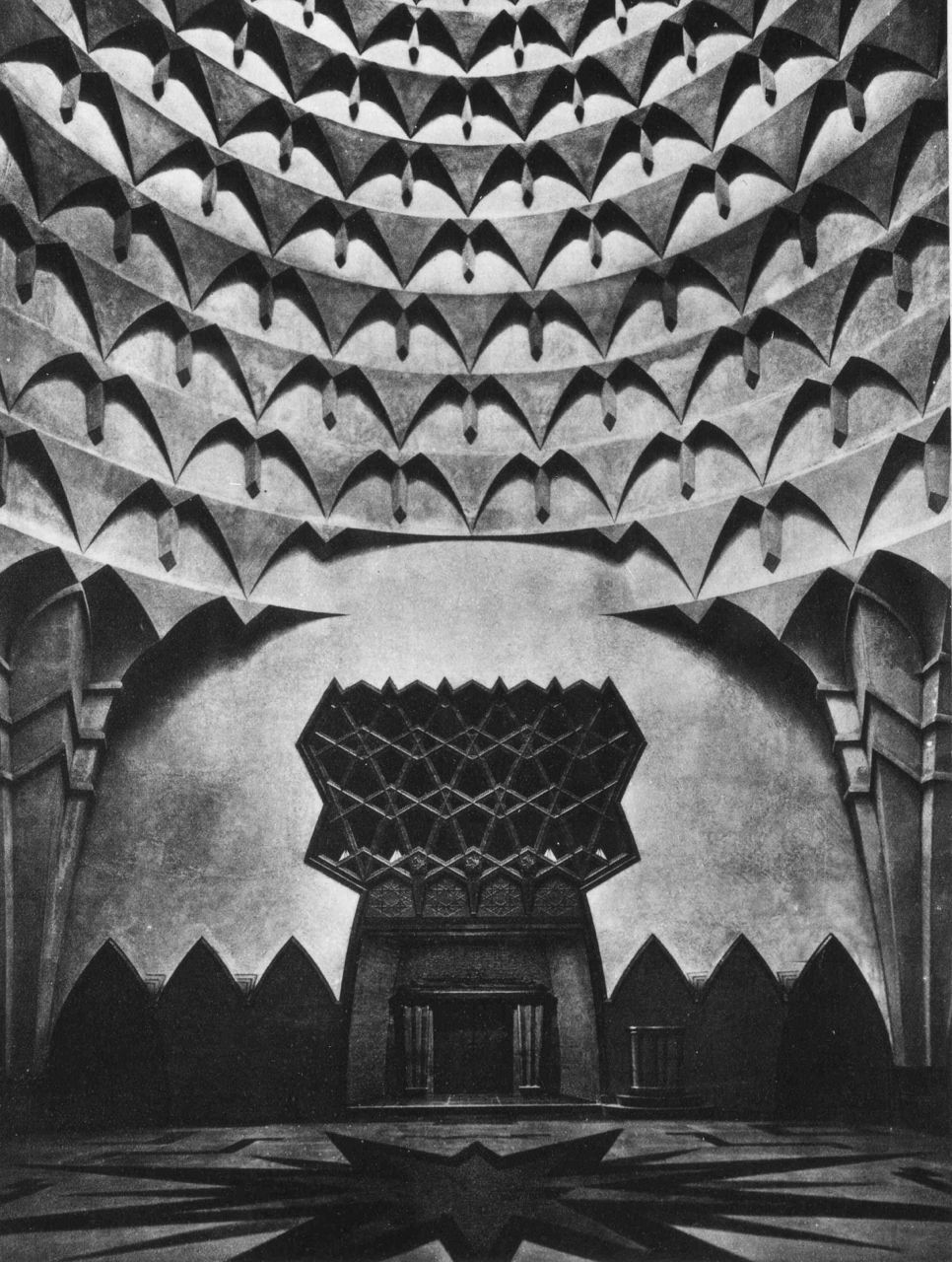
Inneres der Feierhalle, Blick zur Kuppel.

Ein Beispiel für einen modernen Sakralbau in Leipzig war die von 1926 bis 1928 erbaute Feierhalle auf dem neuen israelitischen Friedhof (Entwürfe Wilhelm Haller). Der Kuppelbau zeigte „orientalischen Bauschmuck, den der Architekt auf verschiedenen Reisen kennengelernt hatte.“ Dieser orientalisierende Bauschmuck, darunter das Stalaktitengewölbe oder Muqarnas nach Vorbild der maurischen Naṣridenpaläste im Kuppelbau, wurde mit den expressionistischen Tendenzen der 1920er Jahre verbunden. Die Inschrift über dem Eingang lautete: כִּי-עַזָּה כַמָּוֶת אַהֲבָה (dt.: stark wie der Tod ist die Liebe). Das Gebäude wurde Opfer der Reichspogromnacht:

„Am 9. November 1938 fielen die Nebengebäude der Feierhalle den Brandanschlägen der Reichspogromnacht zum Opfer. Obwohl die Kuppelhalle fast unzerstört blieb und als eigentliche Brandruine nicht anzusprechen war, wie die Stadt in einem Bericht vom 15. November 1938 an das sächsische Innenministerium meldete, forderte das Baupolizeiamt die Gemeinde bereits zwei Tage nach dem Brand zum Abbruch aller Baulichkeiten auf, da diese eine Gefahr darstellen und das Stadtbild verunstalten. Nur einige Wochen gelang es der Gemeinde, nach Beseitigung der Nebengebäude den Abbruch der intakten Kuppelhalle aufzuschieben. Ende des Jahres verstärkte die Stadtverwaltung in Person des Baupolizeidirektors Franz Gerlach, des Stadtbaurates Werner Liebig und des Oberbürgermeisters Rudolf Haake unter Heranziehung verschiedener gesetzlicher Vorwände und juristischer Tricks aus eigenem Antrieb die Bemühung um ihren Abbruch. Am 24. Februar 1939 wurde die Halle gesprengt.“

Feierhalle auf dem Neuen Israelitischen Friedhof
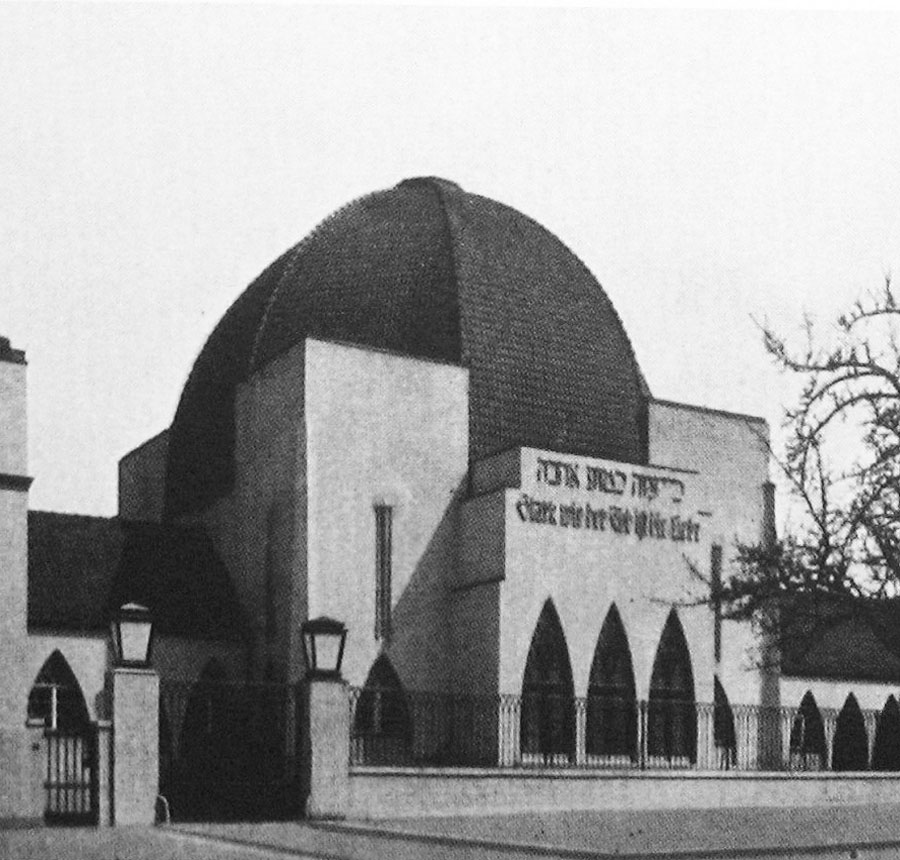
Ehemalige Feierhalle auf dem Neuen Israelitischen Friedhof
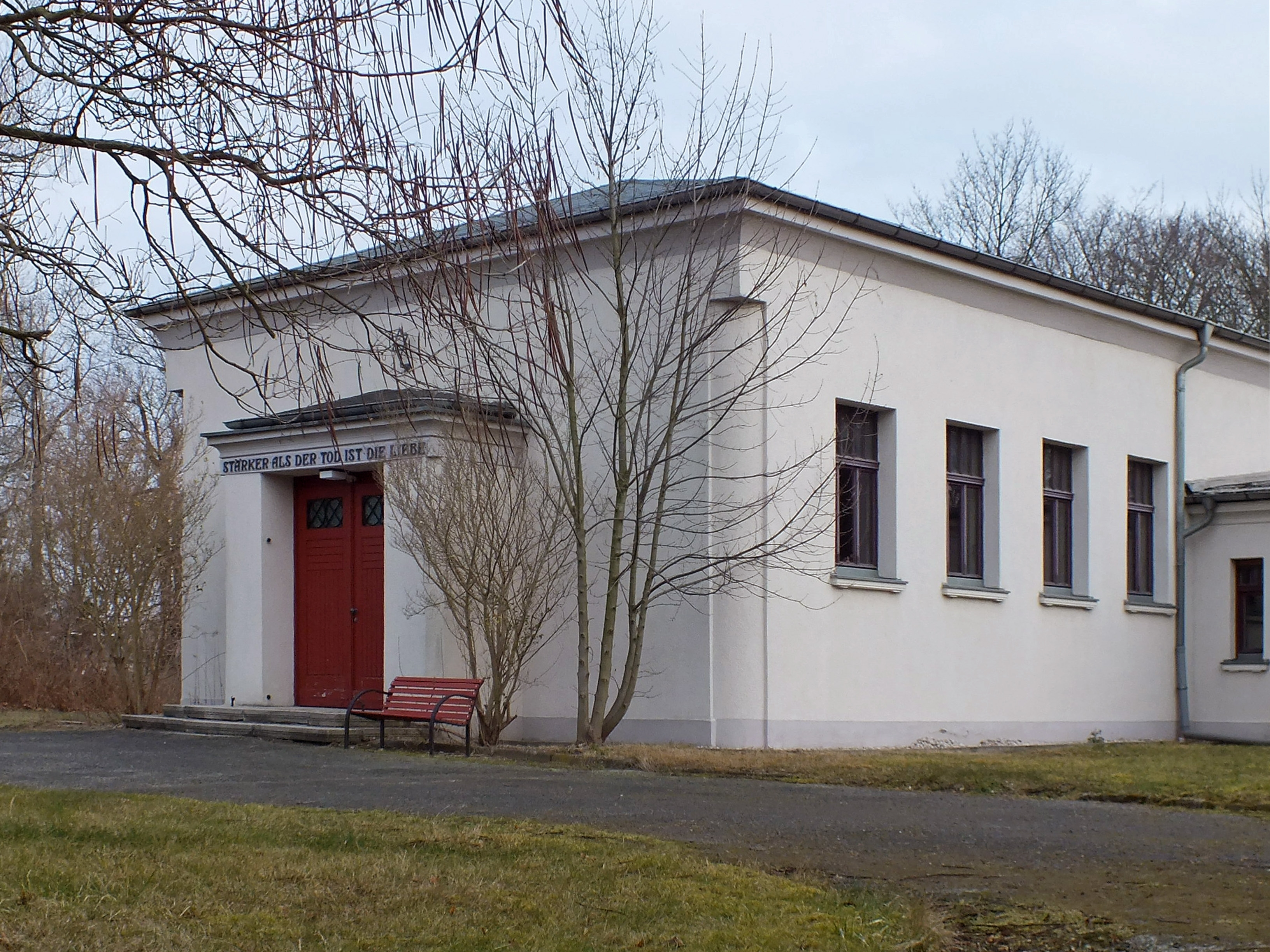
Neue Feierhalle auf dem Neuen Israelitischen Friedhof mit derselben Inschrift wie die alte, gesprengte Feierhalle

#### Bärenburg und Jason-Denkmal
Carl James Bühring erbaute von 1922 bis 1924 in der Härtelstraße 16–18 ein Textilmessehaus. Zudem gestaltete er im Stil des Neoklassizismus die „Bärenburg“ mit sechs 10 m hohen Türmen im Zoo Leipzig. Die von 1929 bis 1930 erbaute Bärenburg steht am Ende einer Wegachse. Wegachsen mit Schmuckplätzen gliedern den Garten.
Am Anfang der Hauptwegachse zur Elefantenanlage befindet sich das Jason-Denkmal. Die Bronzegruppe gehört zu dem Bebauungsplan von Carl James Bühring und Johannes Gebbing aus dem Jahre 1927, als der Zoo von 7 ha auf 12,5 ha erweitert wurde. Die Jason-Gruppe des Berliner Bildhauers Walter Lenck (1873–1952), die auf der Internationalen Ausstellung in Buenos Aires den Grand prix erhielt, wurde 1911 für den Zoologischen Garten in Berlin erworben. Der Berliner Bildhauer schuf unter anderem auch ein 43,5 cm hohes Bronzemodell eines nackten Bogenschützen. Der Guss erfolgte durch die Bronzegießerei Martin & Piltzing Berlin. Das Jason-Denkmal des Leipziger Zoos steht seit 1928 dort und stand zuvor 17 Jahre lang im Berliner Zoo. Die Figurengruppe des Leipziger Zoos ist 4 m lang und 3,50 m breit.
Max Klingers bronzener „Athlet“ ist die „bedeutendste bildkünstlerische Arbeit“ des Leipziger Zoos und wurde östlich vom Dickhäuterhaus aufgestellt.

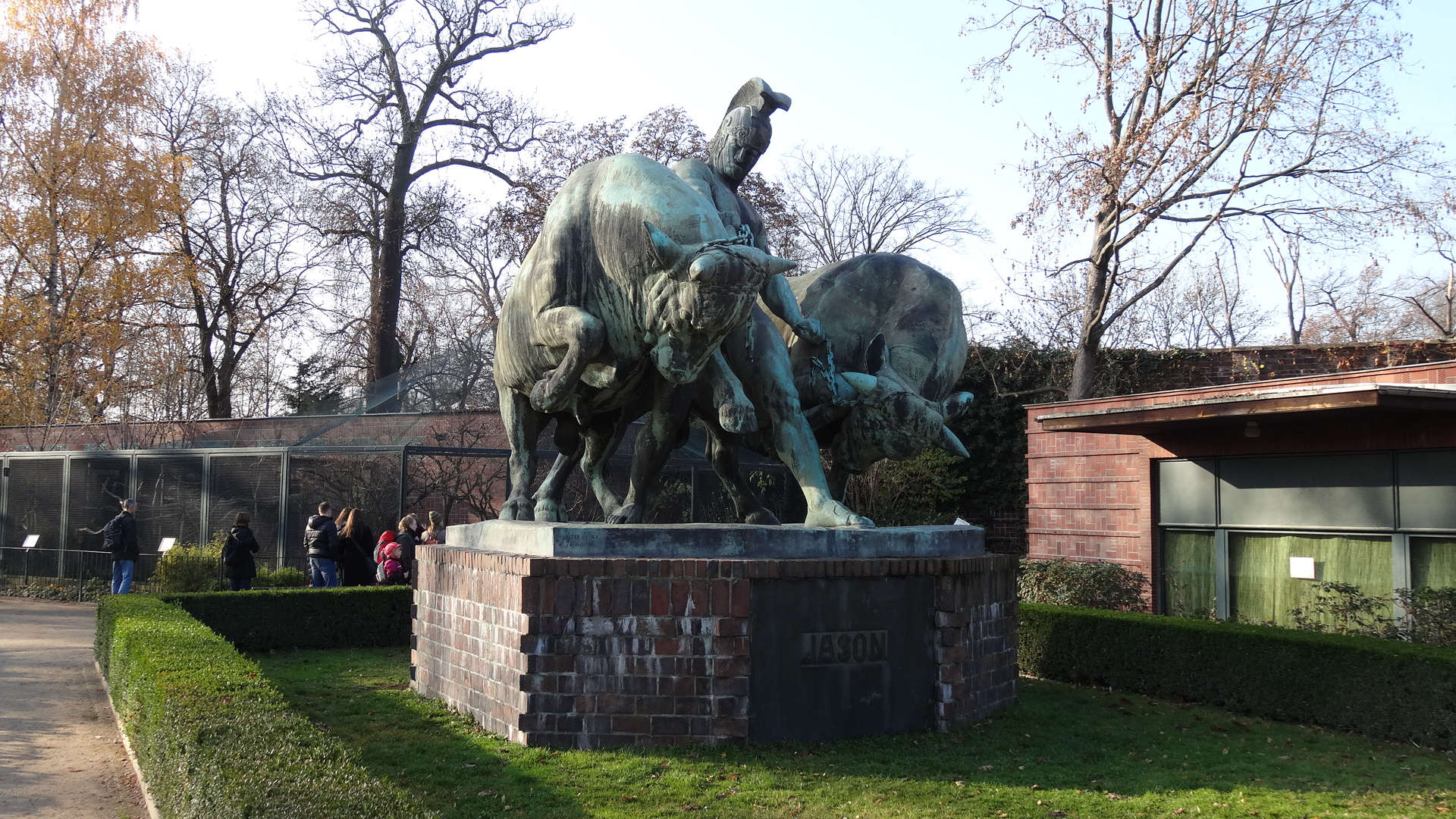
Jason-Denkmal von W. Levy oder W. Lenck
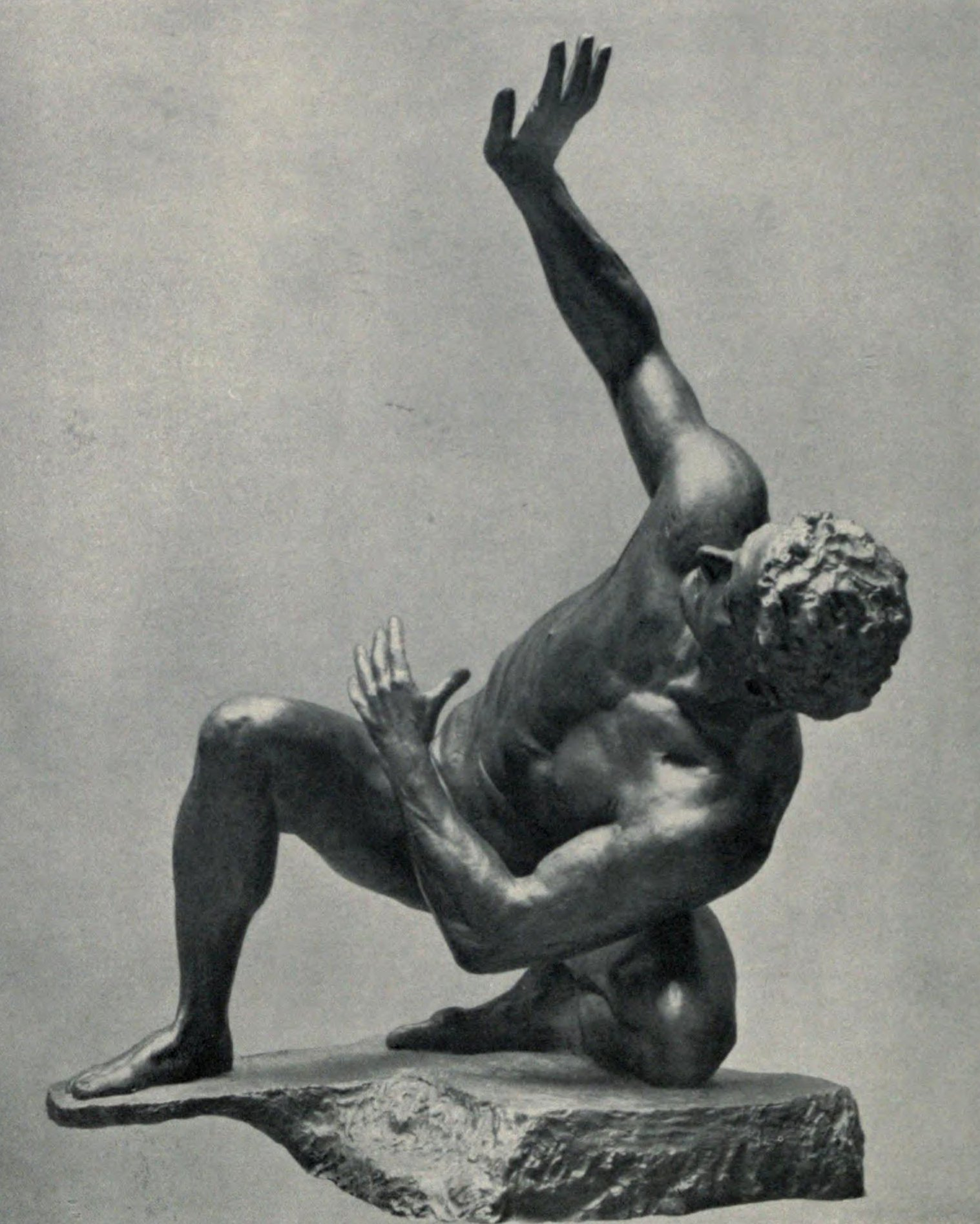
Athlet von M. Klinger
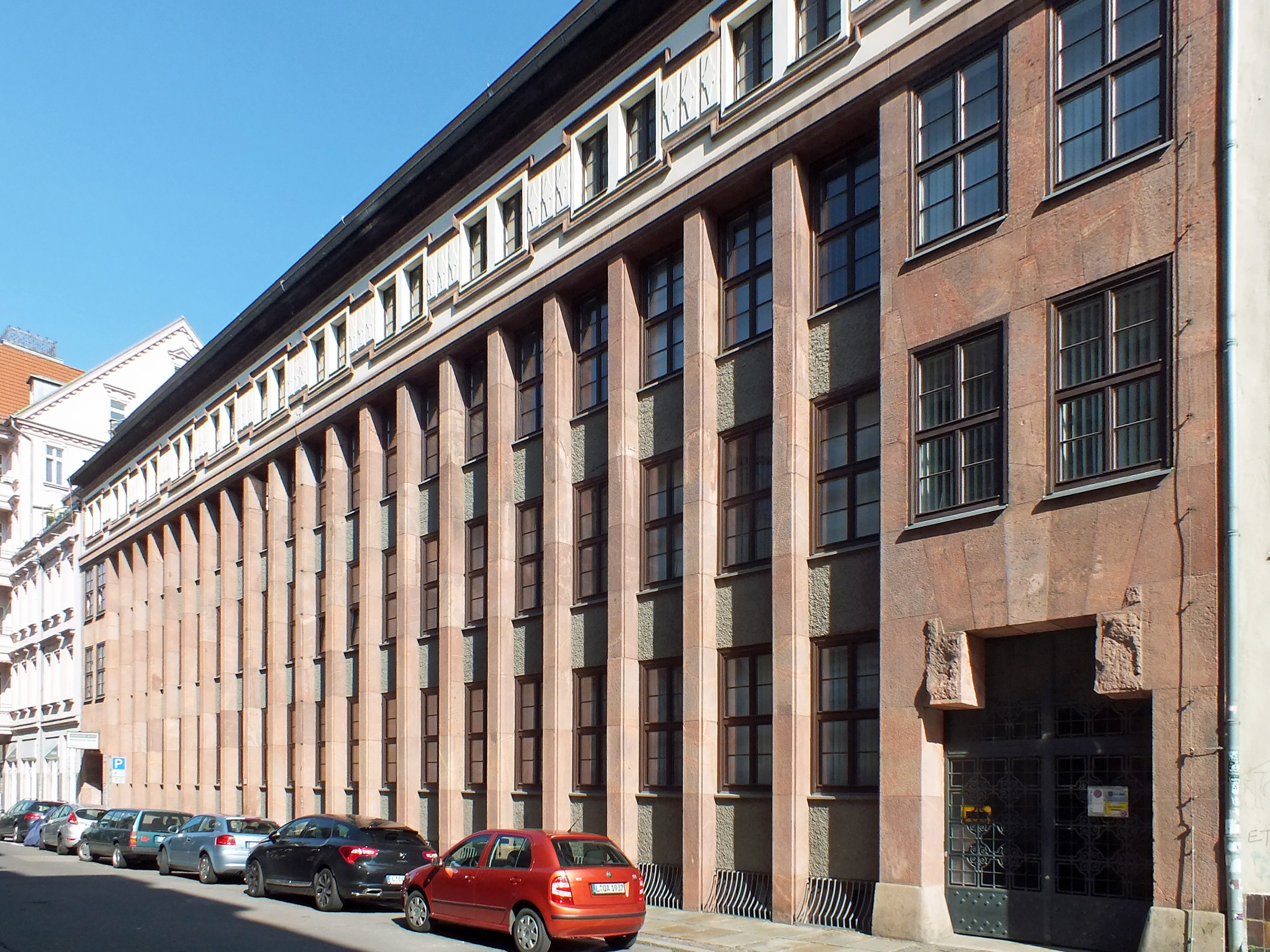
Leipzig Härtelstraße 16–18, Textilmessehaus
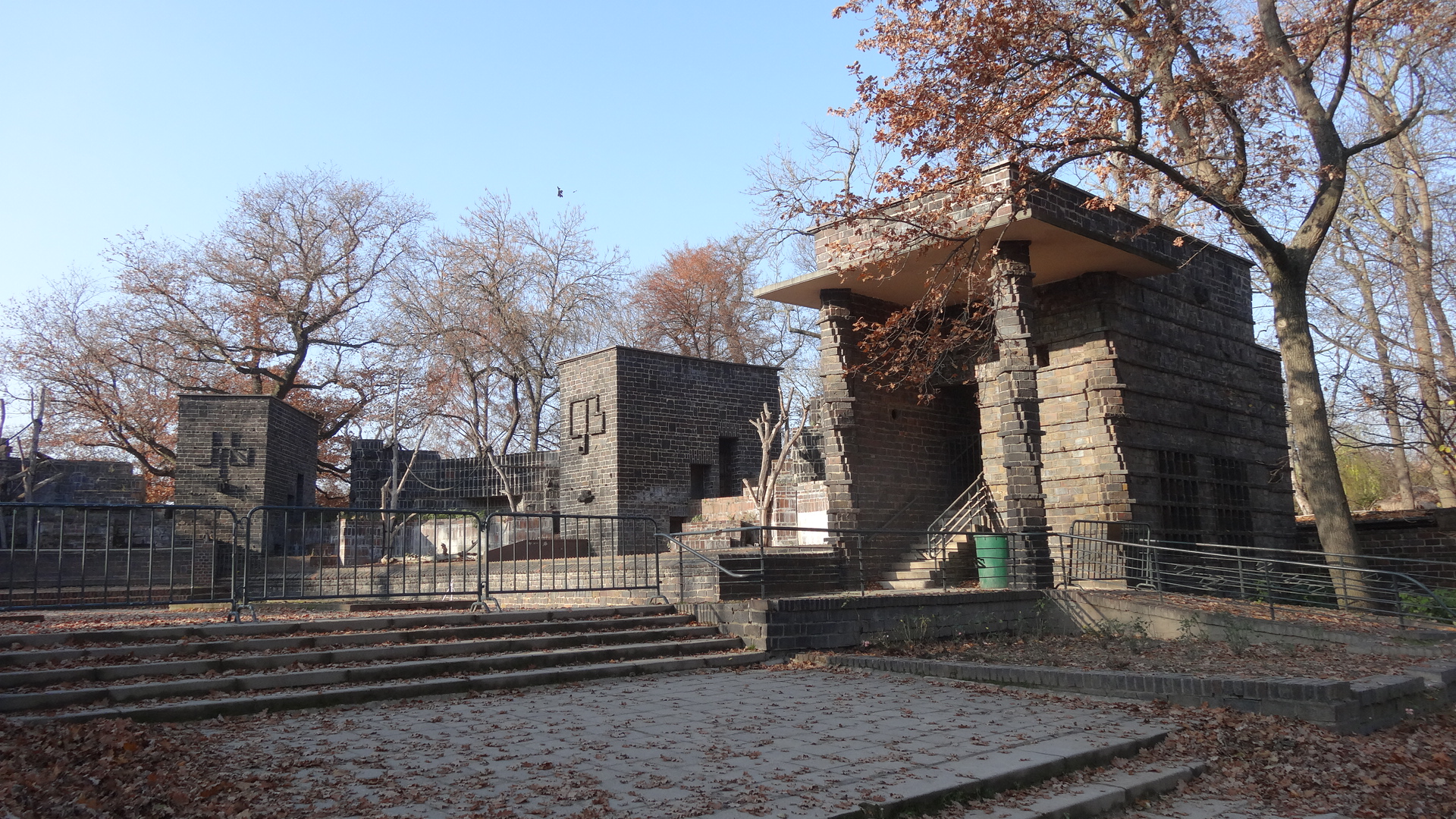
Bärenburg

### Weltwirtschaftskrise und Neoklassizismus (ab den 1930er Jahren)
Nach der Machtübernahme durch die Nationalsozialisten bestimmte der NS-Neoklassizismus die Leipziger Architektur:„Nach 1933 nahm die repressive Politik des NS-Regimes auch die Ausstellungsarchitektur in den Griff“. Jüdischen Architekten wurde die Berufserlaubnis entzogen; der deutsch-jüdische Architekt Wilhelm Haller konnte noch flüchten. Im Wohnungsbau wurden die Leipziger Architekten „sehr schnell auf die traditionellen Bauformen und auf die Blut- und Boden-Architektur des Kleinsiedlungsbaus eingestimmt […] Die Repräsentationsbauten der neuen Machthaber gewannen auf dem Gebiet der Stadtplanung und bei öffentlichen Bauten in den Forderungen nach Axialität die Oberhand.“ Die Nationalsozialistische Architektur zeichnete sich insbesondere durch das zeitlose und aufwändige Baumaterial aus, darunter Werkstein, Marmor, Muschelkalk, Travertin oder Granit aus. Im Baustil des Sozialistischen Neoklassizismus seit 1951 wurde in Leipzig mit Porphyr gearbeitet.

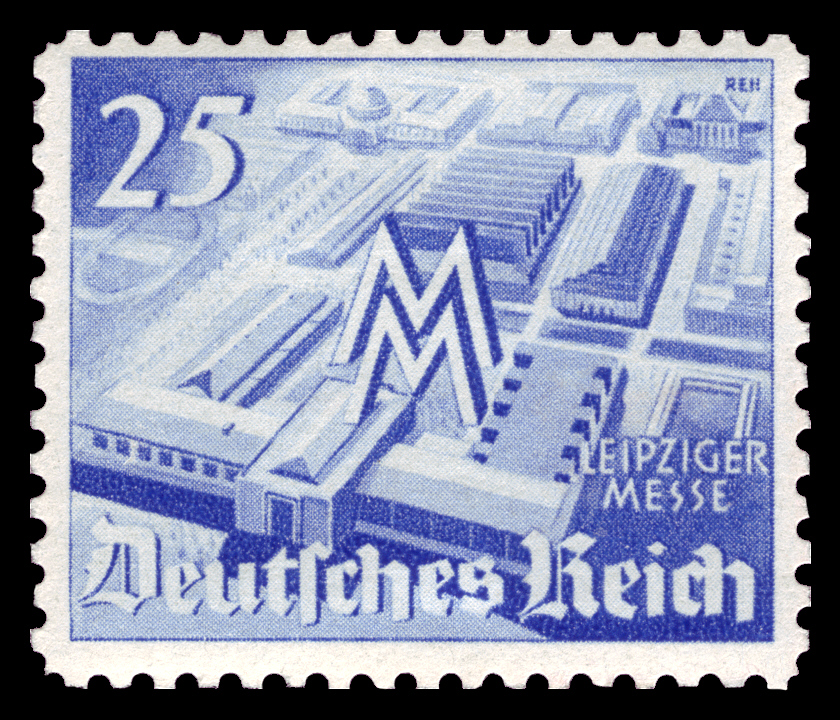
Briefmarke, Curt Schiemichen, Eingangshalle zur Technischen Messe, 1938.

#### Eingangsgebäude an der Prager Straße zur Messehalle
Die Weltwirtschaftskrise, beginnend mit dem New Yorker Börsenkrach im Oktober 1929, hatte den Weiterbau der Leipziger Messe im Frühjahr 1930 beendet. Laut Peter Leonhardt dauerte es sieben Jahre, bis der Weiterbau der Leipziger Messe fortgeführt werden konnte: „Erst 1937 wurde das Vorhaben unter den veränderten Bedingungen der NS-Diktatur wieder aufgegriffen und zeigt wie an wenigen Stellen die Brüche des Jahres 1933 für die Architekturgeschichte“. Curt Schiemichen war inzwischen zu einer „Art Generalarchitekt der Leipziger Messe“ aufgestiegen. Statt mit transparenten Verglasungen arbeitete Schiemichen nun mit Werksteinverkleidungen, so beim Eingangsgebäude an der Prager Straße zur Messehalle (Technische Messe, neue Halle 20 – jetzt Halle 2). Bei neueren Abrissarbeiten auf der alten Technischen Messe in Leipzig blieb das denkmalgeschützte Werkstein-Eingangsportal von Halle 2 stehen.

#### Richard-Wagner-Hain

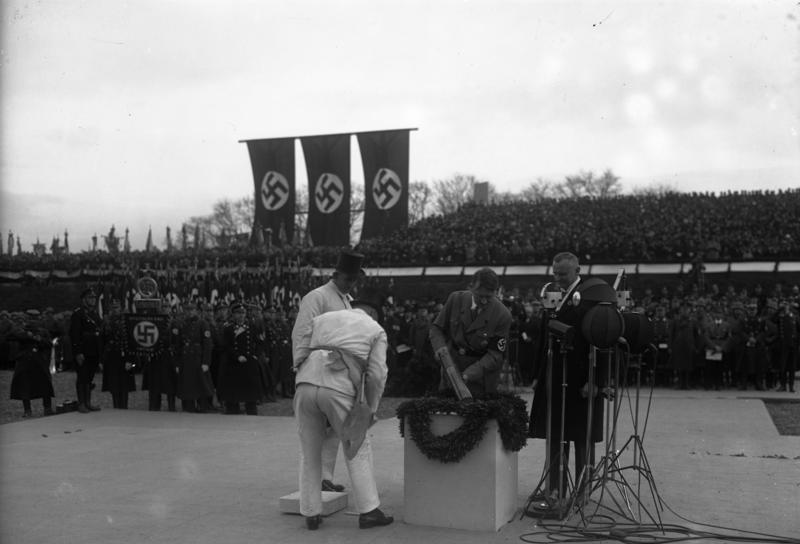
Grundsteinlegung zum Richard Wagner-National-Denkmal (Emil Hipp).

Emil Hipp gewann 1932 den Wettbewerb der Stadt Leipzig für ein Richard-Wagner-Denkmal im Stil des Neoklassizismus, das  „die besondere Förderung der NS-Führung genoß“. Am 6. März 1934 erfolgte die Grundsteinlegung durch Adolf Hitler im Beisein des Oberbürgermeisters Carl Friedrich Goerdeler für den „Richard-Wagner-Hain“. Laut Markus Cottin sollte am Ostufer des neugeschaffenen Elsterflutbeckens auf den Frankfurter Wiesen eine „Denkmalanlage von der Größe des Dresdner Zwingers“ entstehen.
Laut Wolfgang Hocquél waren die Reliefs von Emil Hipp ein neoklassizistisches Werk mit „einer phantasievollen, allegorischen Bildhauerarbeit von zeitloser Ästhetik“. Der Bildhauer des Neoklassizismus verplante 250 t Marmor. Bis 1944 war die Ausführung des Auftrags fast abgeschlossen. Hipps Leipziger Wagner-Denkmal hatte vier Seiten, wobei jede Seite 10 m lang und ca. 3 m hoch war. Auf einem 1 m hohen Sockel ruhend, war das Denkmal insgesamt 4 m hoch. Die vier Reliefs behandelten Schicksal, Mythos, Erlösung sowie Bacchanal. Der Bildhauer schuf für die den Denkmalsplatz umgebende 2,80 m hohe und 430 m lange Mauer weitere 19 Marmorreliefs mit Szenen aus Wagners Musikdramen, eine Siegfried-Figur und einen Rheintöchter-Brunnen, darunter auch das Relief Hagen tötet Siegfried. Leipzig bezahlte die 3,6 Millionen Reichsmark teure Arbeit bis zur Vollendung. In der Nachkriegszeit war Hipps Bildhauerarbeit zu DDR-Zeiten nicht mehr zeitgemäß und das Denkmal wurde verkauft. Ein Arzt aus Bayern erwarb die Hauptreliefs und stellte diese an die Innenseite seiner Hofummauerung. Zu DDR-Zeiten wurde der Richard-Wagner-Hain vergessen. Der tragende Betonblock für die Hauptreliefs wurde abgebrochen, Bodenplatten wurden entfernt, Teile überbaut und verändert.

Hipp – Neoklassizismus
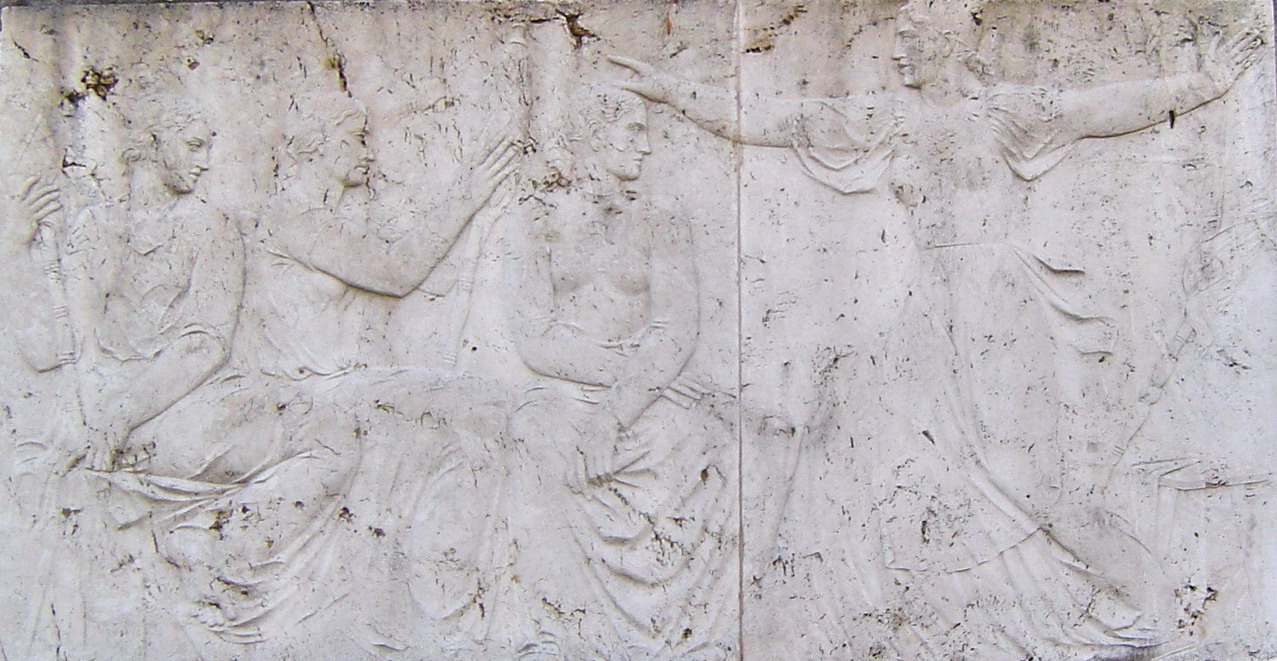
Reste des Leipziger Richard-Wagner-Denkmals (heute in Bayreuth): Senta und Mägde in der Spinnstube „Fliegender Holländer“
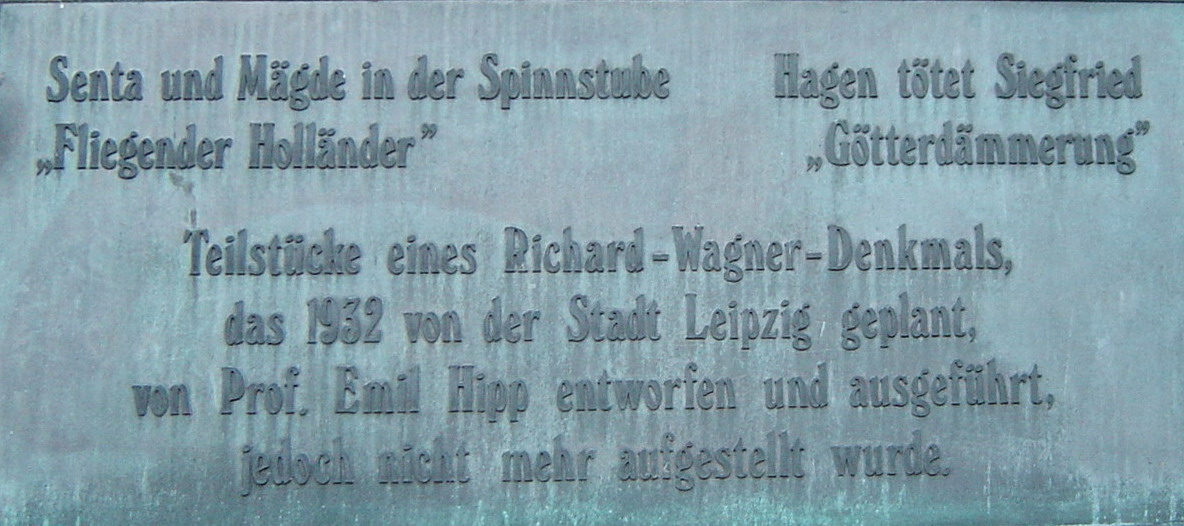
Hinweis: Teilstücke eines Richard-Wagner-Denkmals, das 1932 von der Stadt geplant, von Prof. Emil Hipp entworfen und ausgeführt, jedoch nicht mehr aufgestellt wurde
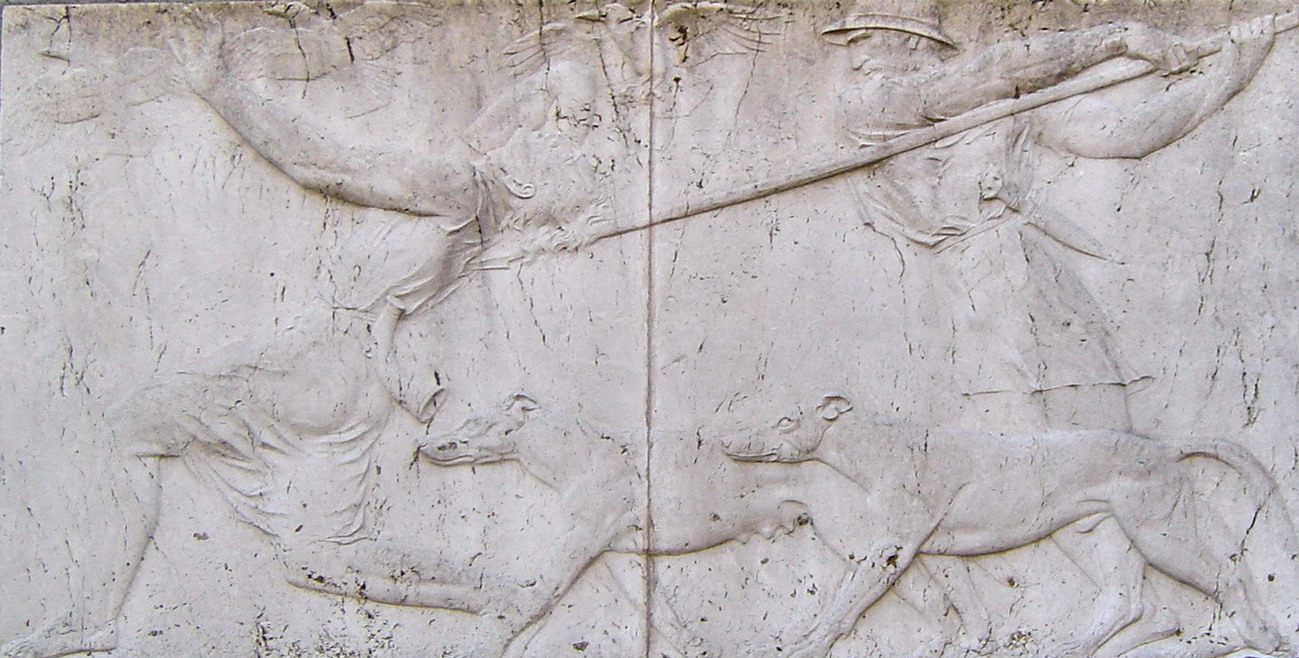
Reste des Leipziger Richard-Wagner-Denkmals (heute in Bayreuth): Hagen tötet Siegfried „Götterdämmerung“

#### Merkurhaus anstelle von Kaufhaus Polich

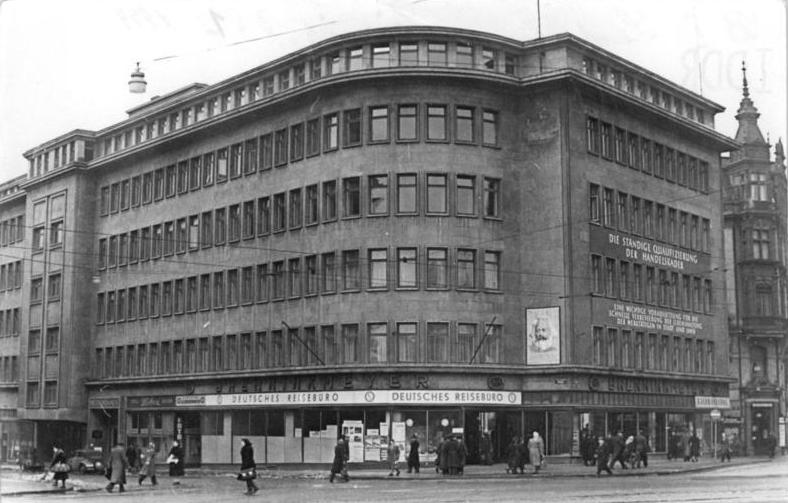
Neue Sachlichkeit: Merkurhaus (1954)

C&A hat in der NS-Zeit von der Arisierung jüdischen Eigentums profitiert, bei leitenden Angestellten für die NSDAP-Mitgliedschaft geworben und wichtigen NS-Politikern teure Geschenke gemacht. Das von C&A Deutschland im Rahmen der Arisierung erworbene jüdische Kaufhaus Polich wurde abgerissen und an dessen Stelle 1937 das Merkurhaus im Stil der Neuen Sachlichkeit von Karl Fezer (1900–1984), der die Um- und Neubauten der Geschäftshäuser von C&A Deutschland leitete, erbaut. Das neue Gebäude ist ein Büro- und Geschäftsgebäude mit drei Straßenfassaden, ausgeführt als sechsgeschossiger Stahlbetonskelettbau mit aufwändiger Muschelkalkverkleidung. Mit seinen beiden erkerähnlichen Vorbauten knüpft das Gebäude an die Leipziger „Erkertradition“ aus der Zeit des Barock und Renaissance an:

„„Die strenge horizontale Gliederung durch die Fensterreihung sowie die kräftigen Gesimse bestimmen den Gesamteindruck. Dazu stehen die erkerähnlichen Vorbauten in der Markgrafenstraße und in der Schloßgasse in wirkungsvollem Kontrast. Seiner ursprünglichen Bestimmung als Textilkaufhaus entsprechend, stellte man das Haus symbolisch unter dem Schutz des Handelsgottes Merkur, dem einst eine Plastik über dem Haupteingang gewidmet war. Die noble Wirkung des Muschelkalksteins für die Fassadenverkleidung sowie die geschickte Anpassung an das unregelmäßige Grundstück verleihen dem Gebäude auch ohne aufwendige Schmuckformen besonderen ästhetischen Reiz […].““

### Verluste 1943–1945

#### „Denkmale für die Opfer des Nationalsozialismus“

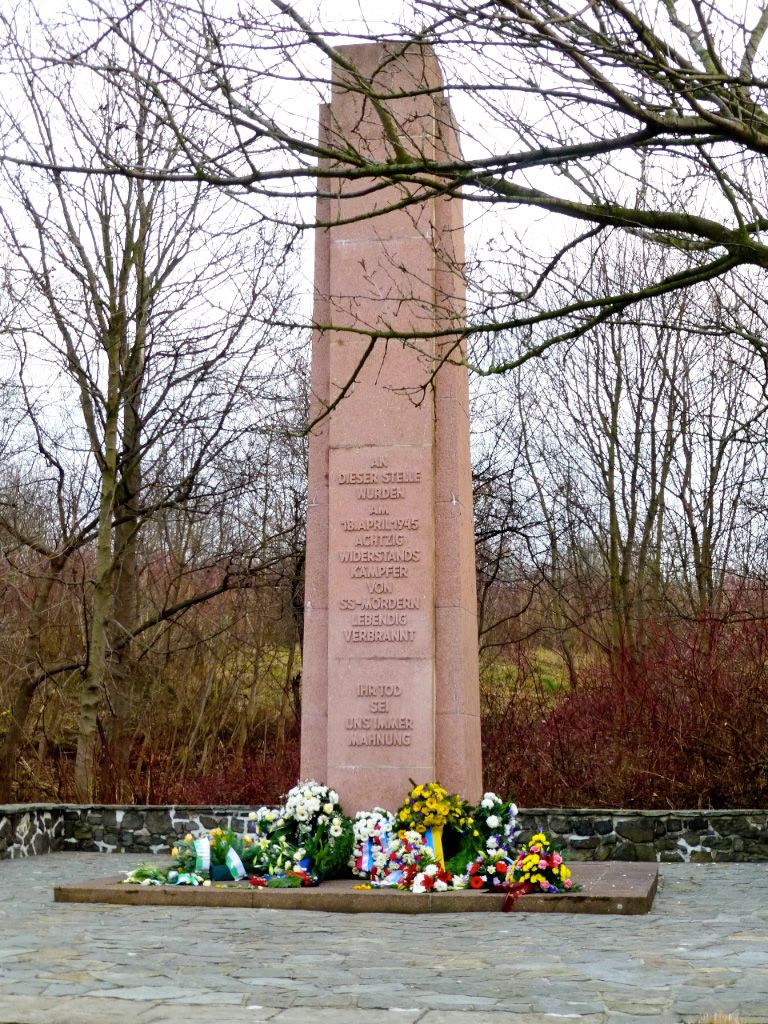
Das Mahnmal aus Porphyr erinnert an die Opfer des Außenlagers Leipzig-Thekla.

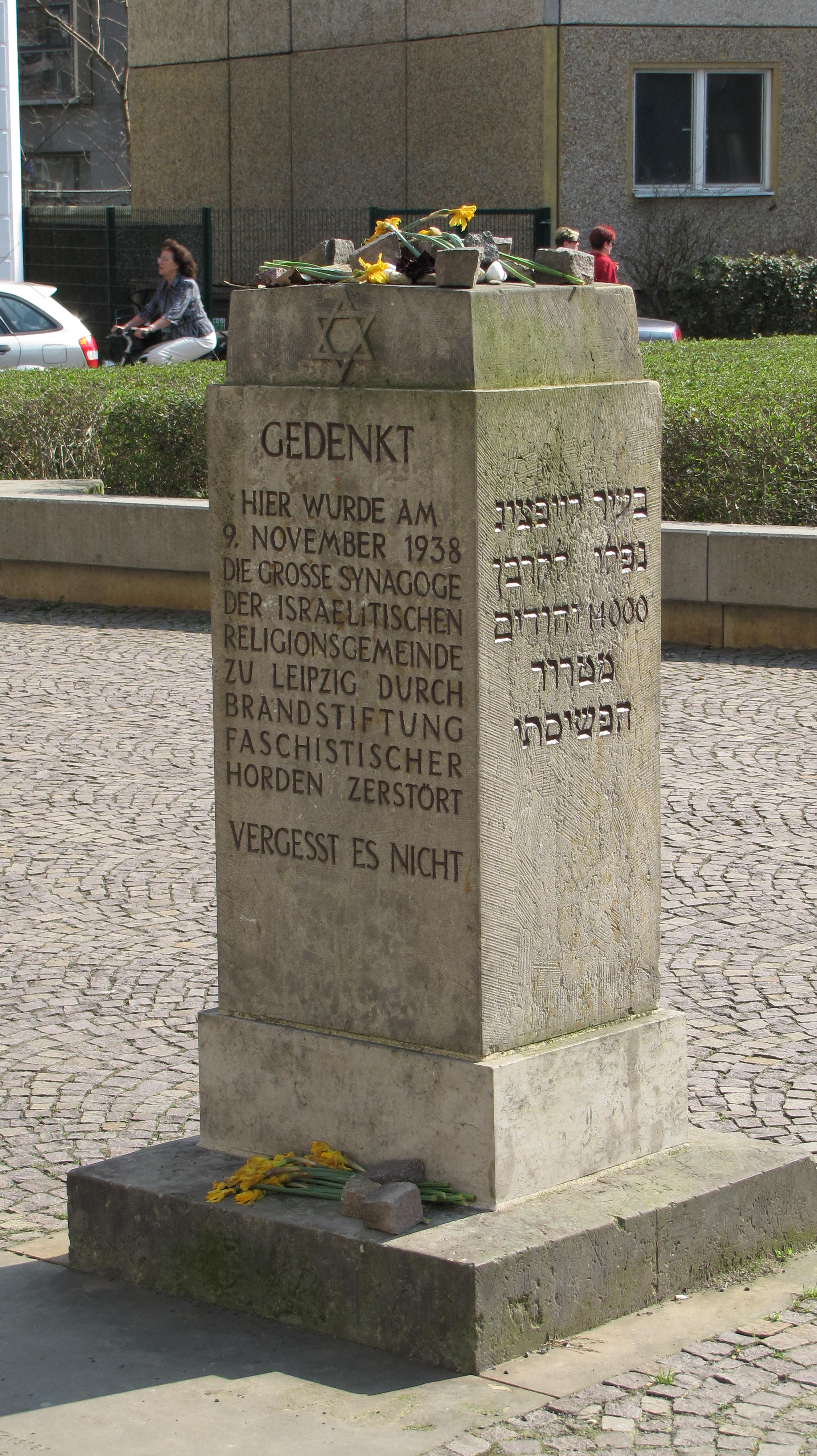
Synagogendenkmal.

Leipzig verfügte in der Zeit des Nationalsozialismus über eine große Rüstungsindustrie. Diese war im Nordosten der Stadt in Leipzig-Schönefeld und Leipzig-Thekla sowie in Taucha angesiedelt. So gab es 1943 in Leipzig 221 Rüstungsbetriebe mit 154.119 Arbeitern und Angestellten, darunter 43.905 Ausländer und Ostarbeiter. Zu den größten Betrieben zählte neben der Firma ERLA auch die Firma HASAG, wo Panzerfäuste und Flugzeugteile produziert wurden. Durch die Kriegsverwendungsfähigkeit („kv.-Stellung“) vieler Arbeiter und den gestiegenen Produktionsbedarf mussten immer mehr Ausländer in den Produktionsprozess eingebracht werden. Daher wurden ab Juni 1944 auch Frauen aus dem KZ Ravensbrück eingestellt, die die SS ab 1. September 1944 dem KZ Buchenwald unterstellte. Für diese Frauen wurde ein Barackenlager des KZ-Lagers Leipzig-Schönefeld an der Leipziger Permoserstraße errichtet.
Die Arbeiter der Leipziger KZ-Außenlager, darunter 4.000 in der HASAG angestellte Arbeiter, wurden im April 1945 zusammen mit 1.500 Arbeitern der ERLA auf einen Todesmarsch in Richtung Wurzen getrieben. Die Frauen des Lagers Leipzig-Schönefeld (Permoserstraße), die nicht auf den Todesmarsch mitgingen, wurden in das Lager Abtnaundorf geschickt, wo sie von der SS und Volkssturmmännern „ermordet“ wurden.
Der Leipziger Bildhauer Hans-Joachim Förster (1929–2022) schuf das am 10. April 1970 eingeweihte Denkmal. Der KZ-Gedenkstein befindet sich an der Permoserstraße 6–14, östlich der Kreuzung Torgauer Straße. Der Gedenkstein ist 1,83 m hoch und besteht aus Cottaer Sandstein. Am Mahnmal ist eine Schriftplatte aus Löbejüner rotem Granit angebracht. In der linken oberen Ecke der Schriftplatte befinden sich fünf verschieden große Dreiecke als Zeichen der KZ-Häftlinge. Folgende Inschrift ist dort zu lesen:

„An dieser Stelle befand sich 1944–1945 ein Aussenlager der Konzentrationslager Ravensbrück und Buchenwald. Tausende Frauen vieler Nationen wurden hier durch den faschistischen Rüstungkonzern HASAG unmenschlich ausgebeutet. Wir ehren das Andenken derer, die hier litten und starben“

Der Bildhauer Gustav Tesch-Löffler schuf das am 13. September 1958 eingeweihte Mahnmal, das an die Opfer des Außenlagers Leipzig-Thekla/Abtnaundorf erinnern soll. Das Denkmal für die Häftlinge des KZ Abtnaundorf befindet sich an der Ecke Theklaer Straße / Heiterblickstraße in Leipzig. In Thekla befand sich ab 1943 das Außenlager Leipzig-Thekla des KZ Buchenwald, das durch das Massaker von Abtnaundorf bekannt wurde. Das Material besteht aus geschüttetem Beton, verkleidet mit geschliffenen Porphyrplatten. An den Seiten des Mahnmals züngeln Flammen hervor, aus denen hinter Stacheldraht zwei Arme ragen. Ein Arm zeigt eine ausgestreckte Hand, die um Hilfe bittet. Der andere Arm zeigt eine geballte Faust, die über den Tod hinausweisen soll. Das Mahnmal soll mit seiner Inschrift auf die achtzig verbrannten Leichen hinweisen, die man vorfand. Die SS-Wachmannschaft hatte ungarische Jüdinnen in eine der Baracken eingeschlossen und diese bei lebendigem Leib verbrannt.

„An dieser Stelle wurden am 18. April 1945 achtzig Widerstandskämpfer von SS-Mördern lebendig verbrannt. Ihr Tod sei uns immer Mahnung“

Hans-Joachim Förster schuf auch das am 18. November 1966 eingeweihte Synagogendenkmal an der Ecke Gottschedstraße / Zentralstraße, auf dem Grundstück der früheren Leipziger Gemeindesynagoge. Es soll an die 14.000 Leipziger Juden erinnern, die umkamen. Leipzig besaß die größte jüdische Gemeinde in Sachsen.
Die Widmung auf dem Leipziger Synagogendenkmal an den Seiten lautet wie folgt:
| - בעיר לייפציג - נפלו לקרבן - 14000 יהודים - מטרור - הפשיסתי | 1. In der Stadt Leipzig 2. fielen zum Opfer 3. 14000 Juden 4. dem Terror 5. des Faschismus |

#### Zerstörung und Einnahme von Leipzig
Im Zweiten Weltkrieg verursachten die Luftangriffe auf Leipzig sehr große und weitreichende Zerstörungen. Dazu gehörte der Angriff in der Nacht vom 3. auf den 4. Dezember 1943. Leipzig hatte dabei den Verlust zahlreicher Messe- und Geschäftshäuser, fast aller Kulturbauten, Wohnungen und zahlreicher Universitätseinrichtungen zu beklagen. Etwa 38.000 Wohnungen waren total vernichtet, über 52.000 waren beschädigt, die öffentlichen Gebäude der Stadt waren zu 40 % zerstört oder schwer beschädigt. Dreiviertel aller Messehäuser und -hallen waren vernichtet. Von 112 Schulen waren nur 6 noch benutzbar. Fast 5 Millionen Kubikmeter Schuttmassen machten große Teile Leipzigs unpassierbar. Von 160 km Straßenbahnstrecken waren nur noch 15 km befahrbar. Die Bevölkerung hatte 700.000 Einwohner betragen, die Einwohnerzahl reduzierte sich um knapp 20 %.
Das Neue Rathaus war nach Entwürfen von Hugo Licht und mit Bauschmuck von Georg Wrba ausgestattet worden. Nach der Einnahme der Stadt durch amerikanische Soldaten der 69. Infanterie- und 9. Panzerdivision wurde das historistische Gebäude Gegenstand besonderen Interesses: „Fahren Sie schnell zum Rathaus, ehe sie es aufräumen […] da drin sieht es überall aus, wie in Madame Tussauds Wachsfigurenkabinett!“. Verschiedene historische Leipziger Persönlichkeiten der damaligen Zeit hatten am 18. April 1945 im Gebäude den Freitod gewählt. Im Neuen Rathaus fand man den stellvertretenden Oberbürgermeister und Stadtkämmerer Ernst Kurt Lisso, seine Frau Renate Stephanie geb. Lübbert und Tochter Regina „mit Rot-Kreuz-Binde“ sowie den Leipziger Oberbürgermeister (1937 bis 1945) Alfred Freyberg, seine Frau und seine 18-jährige „hübsche […] Tochter Magdalena“ mit „Nazi-Armband“ sowie den ehemaligen Oberbürgermeister und Volkssturm-Bataillonsführer Walter Dönicke sowie mehrere seiner Offiziere. Die Persönlichkeiten wurden von Robert Capa, Margaret Bourke-White und Lee Miller in Fotografien festgehalten. Alle Fotografien wurden publiziert außer der des Leipziger Oberbürgermeisters Freyberg und seiner wegen ihrer Schönheit und ihres NS-Abzeichens bekannten Tochter.

Kriegsverluste
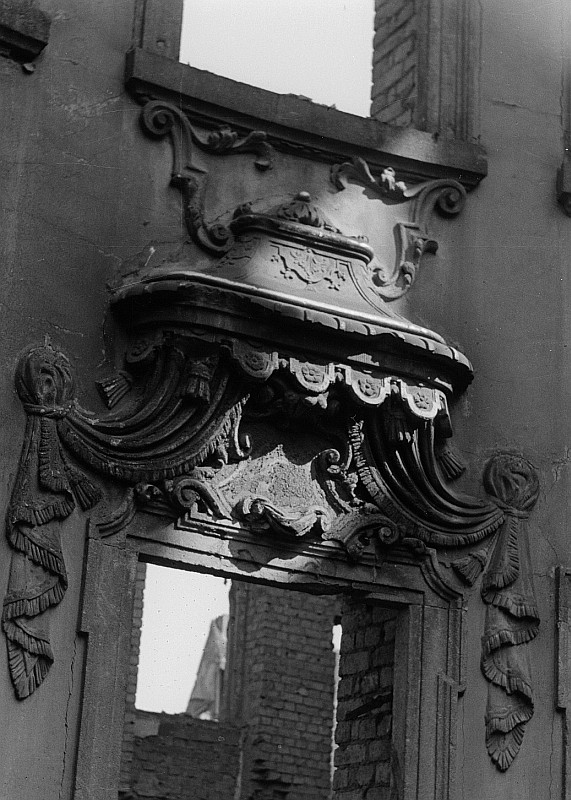
Totalverlust Leipziger Profanbau: Ruine Kochs Hof.
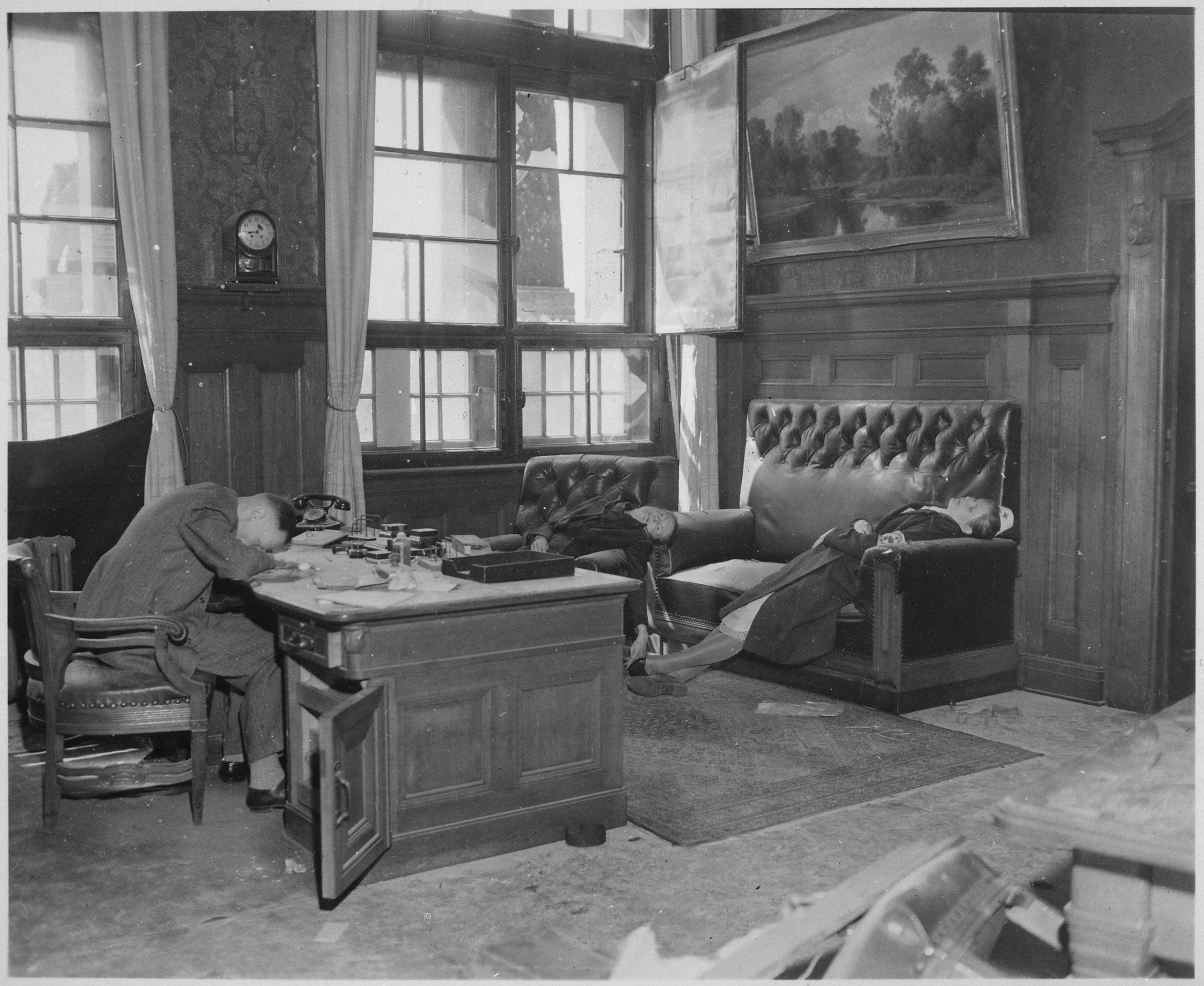
Amtszimmer im Neuen Rathaus April 1945, stellvertretender Oberbürgermeister und Stadtkämmerer Ernst Kurt Lisso mit Familie.
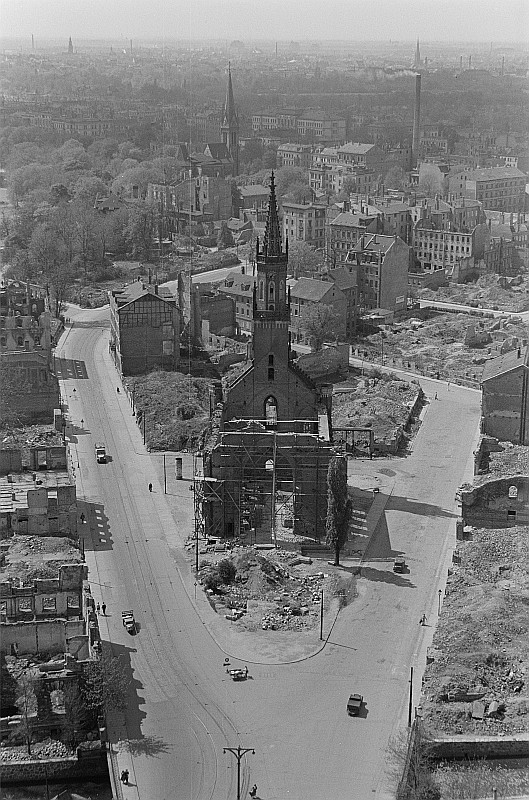
Totalverlust Leipziger Sakralbau Blick vom Neuen Rathaus auf die Ruine der Trinitatiskirche, 1954 wurde die Kirchenruine gesprengt. Die Gemeinde erhielt eine Baugenehmigung für einen Kirchenneubau, die dann allerdings durch die SED-Regierung zurückgezogen wurde.

#### Goerdeler-Denkmal
Für den von 1930 bis 1937 amtierenden Oberbürgermeister Carl Friedrich Goerdeler wurde an der Südwestspitze des Neuen Rathauses ein Denkmal errichtet. Carl Friedrich Goerdeler wurde am 8. September 1944 zum Tode verurteilt. Das Denkmal besteht aus einem 5 Meter tiefen Glockenschacht mit einem Durchmesser von 2,75 Metern. In diesem hängt eine Bronzeglocke. Rund um den Schacht finden sich in chronologischer Reihenfolge Zitate aus Briefen, Zeitungen und Schriften von Carl Friedrich Goerdeler.

### Neoklassizismus ab 1945

#### Leipziger Südfriedhof
1948 erfolgten architektonische, neoklassizistische Umgestaltungen des Leipziger Südfriedhofs, darunter auch die Anlegung der Ehrengräber, in deren Hauptachse Walter Arnold die Plastik im Stil des Neoklassizismus Widerstandskämpfer schuf. Die Umgestaltung reicht über die ganze Allee vom Nordtor zur Kapelle und mündet in einer großen Anlage bestehend aus Granit.

Südfriedhof
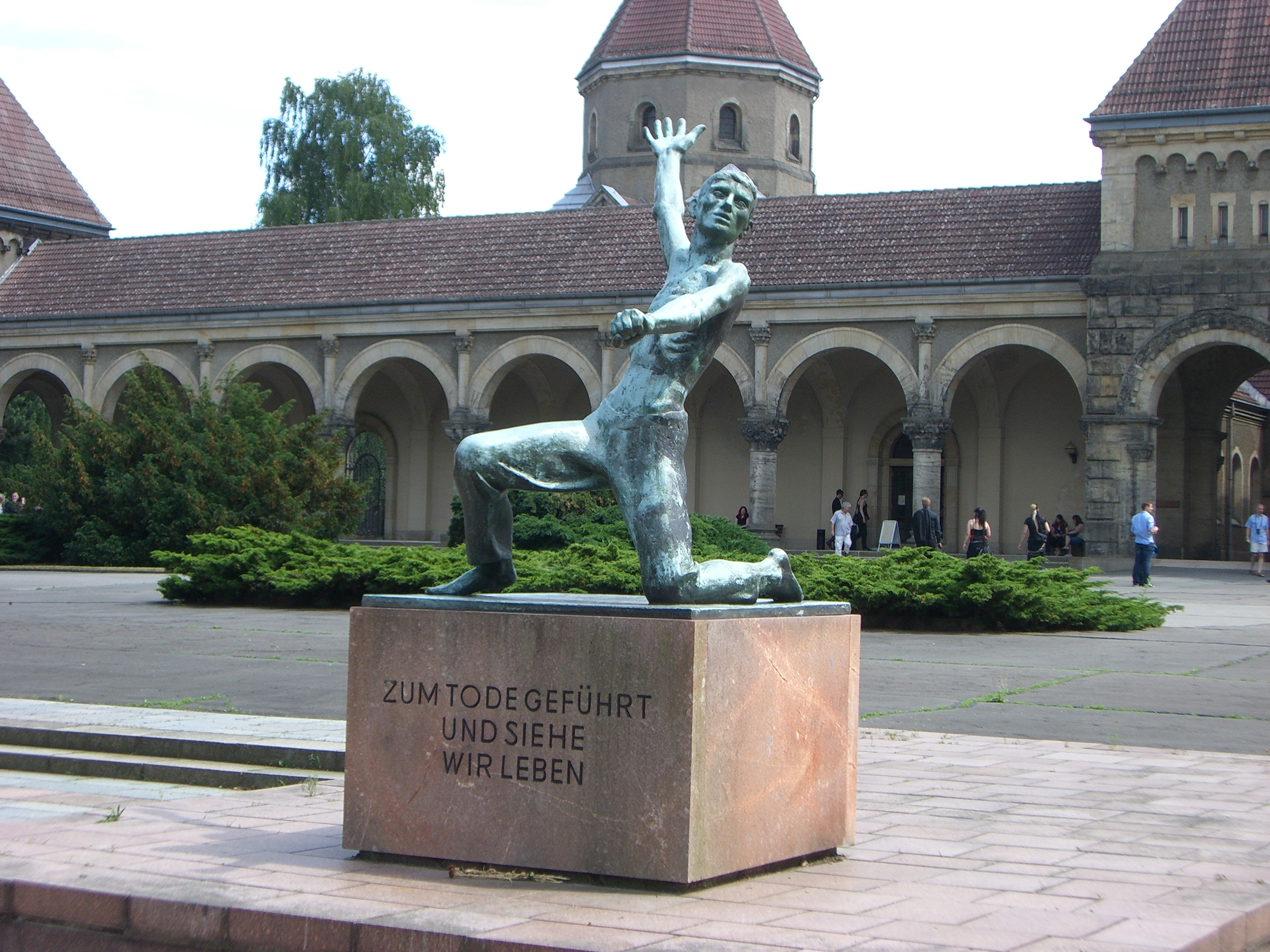
Walter Arnold, „Widerstandskämpfer“
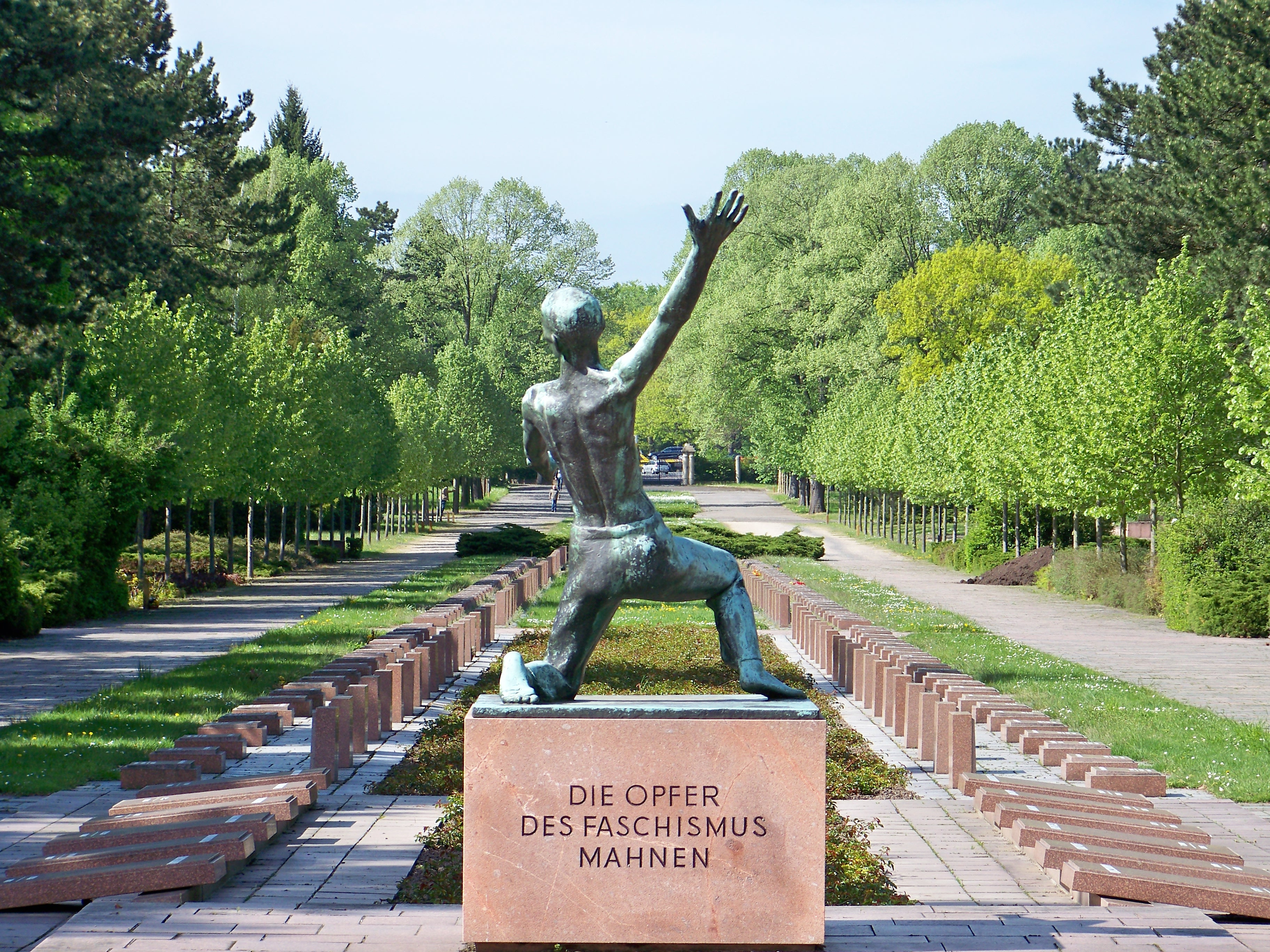
Granitanlage
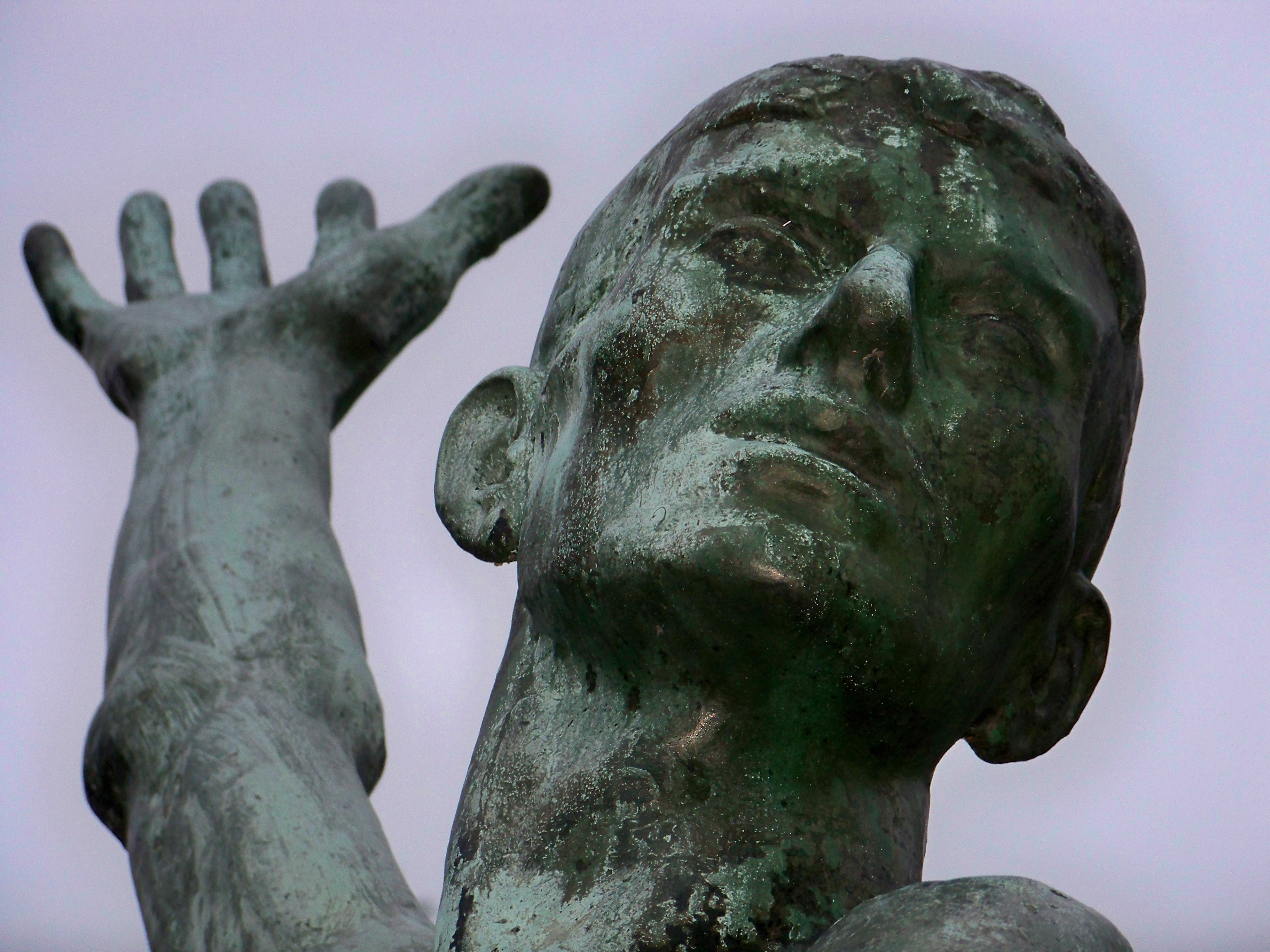
Walter Arnold, „Widerstandskämpfer“, Detail

#### Messehaus Messehof
Das Messehaus Messehof an der Petersstraße 15/Neumarkt 18 wurde in den Jahren 1949/1950 nach einem Entwurf von Eberhard Werner (1911–1981) erbaut. An der Petersstraße entstand ein „dreigeschossiger, pilastergegliederter Mittelrisalit“ im Stil des Neoklassizismus. Die Fassade ist mit Langensalzaer Travertin verkleidet, die Wandverkleidung der Halle mit Travertin ausgestattet. Die sog. Pilzsäule schmücken reliefartige Darstellungen des arbeitenden Menschen von Alfred Thiele.

Messehaus Messehof
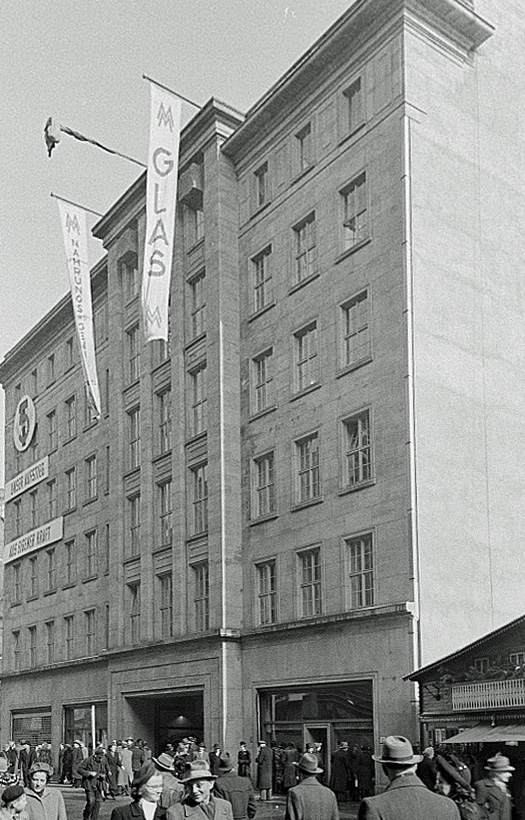
Tagansicht des Messehofs
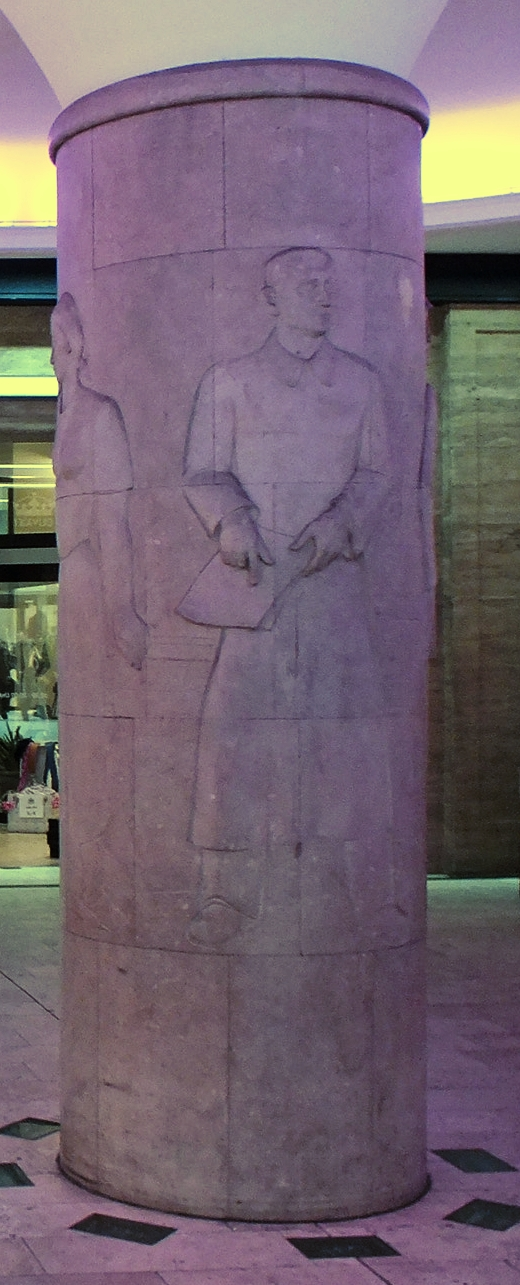
Messehofpassage, „Pilzsäule“ mit Darstellungen des arbeitenden Menschen von Alfred Thiele
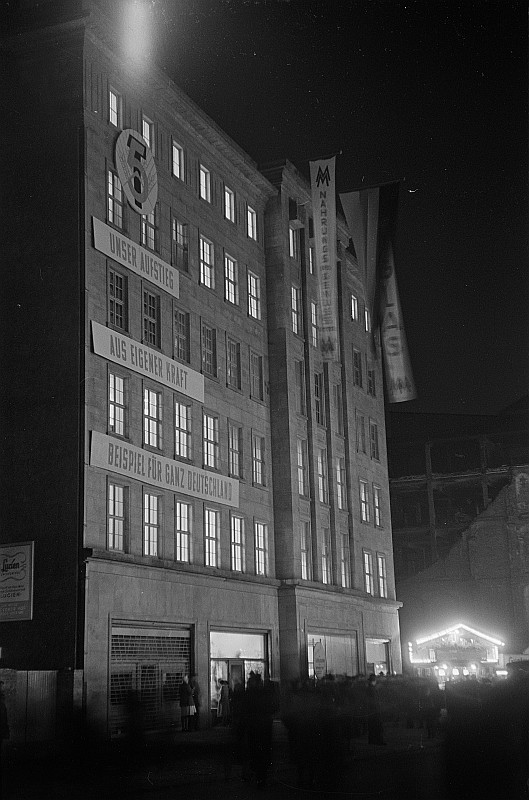
Nachtansicht des Messehofs

### Sozialistischer Neoklassizismus ab 1951
Im Sinne des damaligen Kulturprogramms wurde seit 1951 gemäß den „16 Grundsätzen zum Städtebau“ in einem das „Nationale Kulturerbe fortführenden Baustil“ gebaut. Resultat war ein Baustil des Sozialistischen Neoklassizismus. Vertreter der traditionellen Bauweise waren:
- Adam Buchner: Wohnungsbau Grünewaldstraße/Brüderstraße/Windmühlenstraße/Bayrischer Platz sowie Hermann-Duncker-Straße.[187]
- Heinz Auspurg[188] und Walter Lucas[189]: Wohnungsbau Hermann-Duncker-Straße und Ranstädter Steinweg.
- Martin Weber[190]: Alten- und Pflegeheim Nexö an der Stötteritzer Straße 26 aus den Jahren 1958–1960 als Erweiterung einer Anlage aus den 1930er Jahren (Arch. Bornmüller). Weber schuf 1955 die Freilichtbühne im zentralen Kulturpark Clara Zetkin für ein Freilufttheater mit 2000 Plätzen in „einfachen traditionellen Formen“.[190]
- Rudolf Rohrer[191]: Gebäude am Roßplatz 1 von 13 von 1953 bis 1956 mit Bauschmuck von Rudolf Oelzner und Alfred Thiele.
- Wolfgang Geisler[192], Hans Pape und Heinz Rauschenbach:[193] Geisler, Pape und Rauschenbach gestalteten zahlreiche Bauten für Forschung und Lehre. Darunter ein Studentenwohnheim, das Anatomische Institut der KMU, das Carl-Ludwig-Institut für Physiologie der KMU, das Physikalische Institut der KMU, das Chemische Institut der KMU.
- Hanns Hopp und Kunz Nierade. Bauten der Forschung und Lehre, darunter die Deutsche Hochschule für Körperkultur (DHfK) sowie Bauten der Kultur, darunter das Leipziger Opernhaus.
- Karl Souradny: Schauspielhaus Bosestraße 1, erbaut von 1955 bis 1956. Der Eingangsbereich zeigt einen portikusartigen Vorbau mit zahlreichem bildhauerischem Bauschmuck.

#### Deutsche Hochschule für Körperkultur und Opernhaus
Hanns Hopp und Kunz Nierade schufen Bauten der Forschung und Lehre sowie Bauten der Kultur mit aufwändig gestalteten Sandsteinfassaden:
- Die Deutsche Hochschule für Körperkultur (DHfK) wurde von 1951 bis 1957 nach Entwürfen der Architekten Hanns Hopp und Kunz Nierade im Sozialistischen Neoklassizismus („in tradition. Bauformen“[194]) fertiggestellt. Die Fassaden wurden mit Sandstein verkleidet. Der Vorplatz wurde mit Bronzeplastiken von Rudolf Oelzner und der Plastikgruppe Staffelläufer von Senta Baldamus gestaltet.[195][196]
- Das Leipziger Opernhaus wurde von 1959 bis 1960 nach Entwürfen von Kunz Nierade und Kurt Hemmerling erbaut. Auch hier wurde Sandstein in aufwändiger Art und Weise großflächig verwendet – die „Sandsteinfassaden“ wurden „in flachem Relief gegliedert“.[197] Es gilt als Bau des Übergangs: „Die Projektierung begann zu einer Zeit, als die Periode, in der die künstlerische Seite der Architektur überbetont und mit historisierenden Formen erstrebt wurde, sich ihrem Ende zuneigte … In der Gestaltung ist das neue Opernhaus als ein Übergangswerk von der Architektur der nationalen Bautraditionen zu einer neuen, funktional bestimmten Haltung anzusehen.“[198] In der Innenarchitektur sah Hanns Hopp einen „ersten Schritt zu einer sozialistischen Architektur.“[199] Das Gebäude nimmt auf den „Spätklassizismus des Vorgängerbaus Bezug“.[200] Am Giebel der Westfassade befinden sich plastische Darstellungen der Musen Klio, Kalliope, Melpomene und Terpsichore. Diese Skulpturen stammen noch vom Vorgängerbau, wurden beim Abbruch geborgen und in den Neubau integriert. Hugo Hagen schuf das Giebelfeld über der Vorhalle des Neuen Theaters, Die Poesie, an der sich die andern Künste begeistern darstellend. Hagen schuf auch die große Giebelakroterie Apollo, Klio und Kalliope. Eduard Lürssen schuf drei Paare geflügelter Viktorien sowie Metopen an der Rückwand der Vorhalle, die von je zwei Genien begleiteten Musen Polyhymnia, Erato, Terpsichore, Urania und Euterpe darstellend. Auf dem „klassisch einfach gestalteten Satteldach“[200] des Theaters befinden sich vier vergoldete Friedenstauben, die den Bau „symbolisch unter das Thema Frieden“[198] stellen. Supraporten mit Flachreliefs zeigen Theatersymbole und Staatsembleme.

Hopp und Nierade – Neoklassizismus
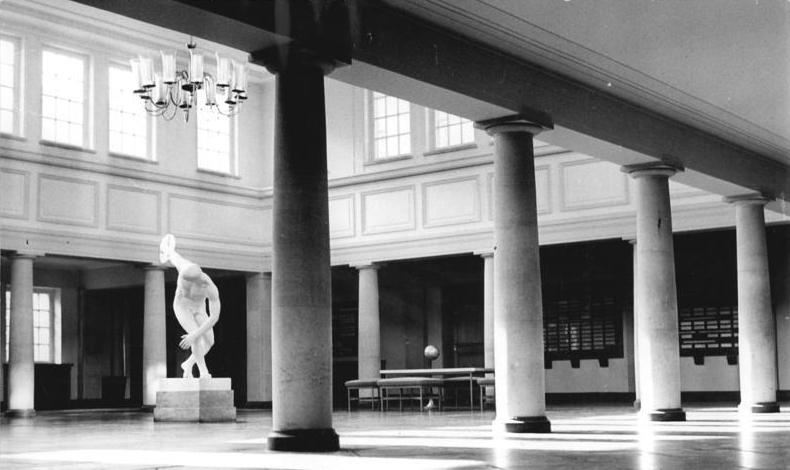
Deutsche Hochschule für Körperkultur
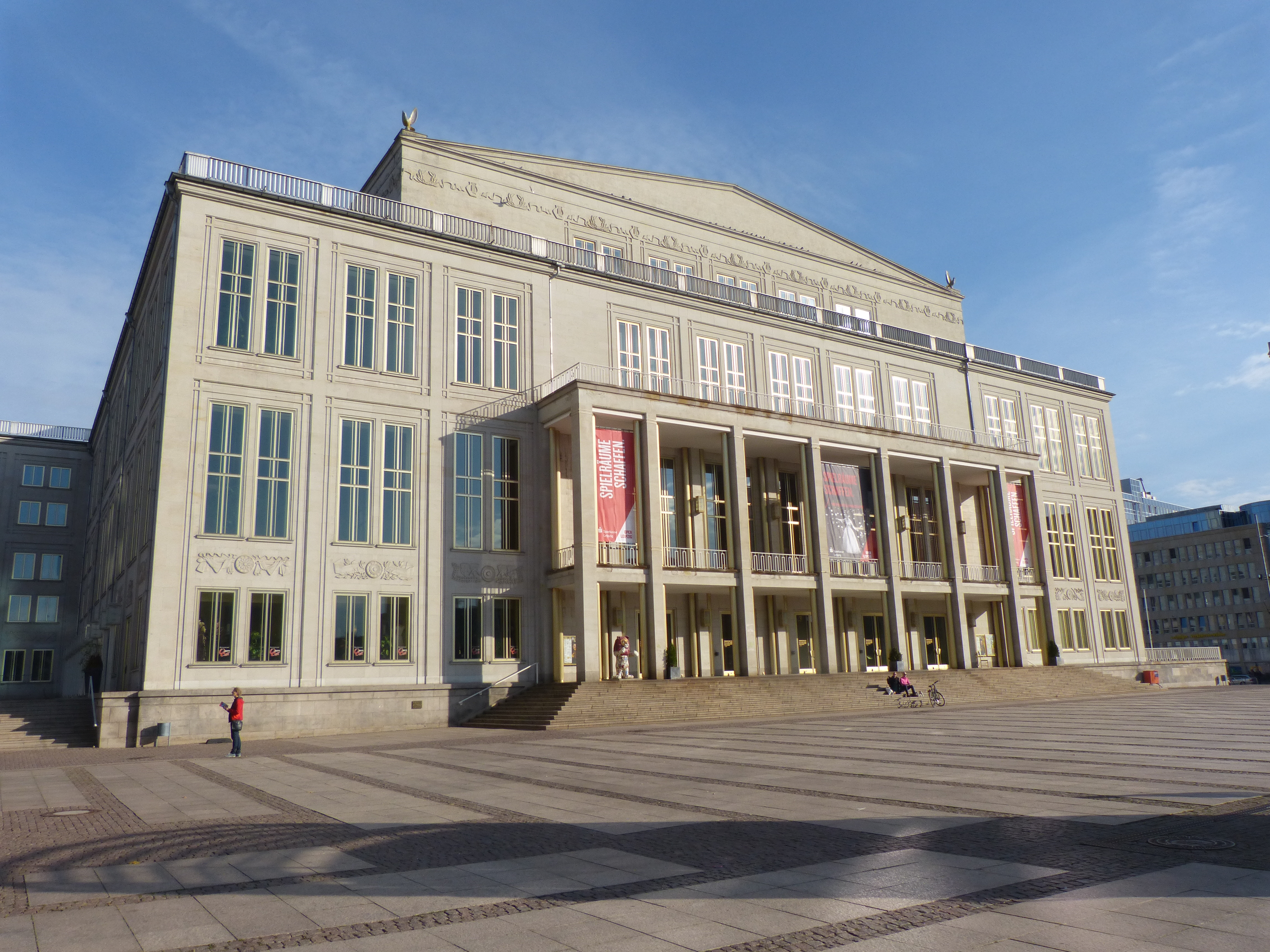
Leipziger Opernhaus, Vorderansicht

#### Wohnungsneubau
Den Wohnungsneubau besorgten Heinz Auspurg, Walter Lucas und Adam Buchner. Von 1950 bis 1951 wurde der Gebäudekomplex am Ranstädter Steinweg nach Entwürfen der Architekten Heinz Auspurg (Städtebau), Walter Lucas (Projekt) im Sozialistischen Neoklassizismus („traditionsgebundene Formen“) fertiggestellt. Die zahlreichen Erkerreliefs schuf Alfred Thiele.
Von 1953 bis 1956 wurde der Gebäudekomplex an der Hermann-Duncker-Straße im Leipziger Stadtteil Lindenau nach Entwürfen der Architekten Heinz Auspurg (Städtebau), G. Batteraux, Adam Buchner sowie Martin Weber (Projekt) im Sozialistischen Neoklassizismus („trad. Formen“) fertiggestellt. Es war das erste Wohnungsneubaugebiet nach 1945 im Arbeiterviertel des Leipziger Westens. Gebaut wurde auf früheren Gärten und Ackerboden sowie auf ehemals bäuerlich und landwirtschaftlich geprägtem Gebiet. Es war Teil eines neuen Wohnungsbauprogramms in Leipzig. Dabei entstand ein neuer Stadtteil rund um die Dunckerstraße in Leipzig-Lindenau. Es entstanden Wohnungseinheiten von 1 bis 4 Zimmern mit Küche und Bad, Geschäfte, Ladenstraßen, eine Poststelle, eine Wäscherei und ein Planschbecken für Kinder.
Von 1952 bis 1954 wurde der Gebäudekomplex an der Gruenewald-, Brüder- und Windmühlenstraße nach Entwürfen des Architekten Adam Buchner im Sozialistischen Neoklassizismus („in trad. Arch.-Formen“) fertiggestellt. Es entstanden Gebäude mit „Putzfassaden mit Porphyrgliederung“.

H. Auspurg, W. Lucas und A. Buchner – Neoklassizismus
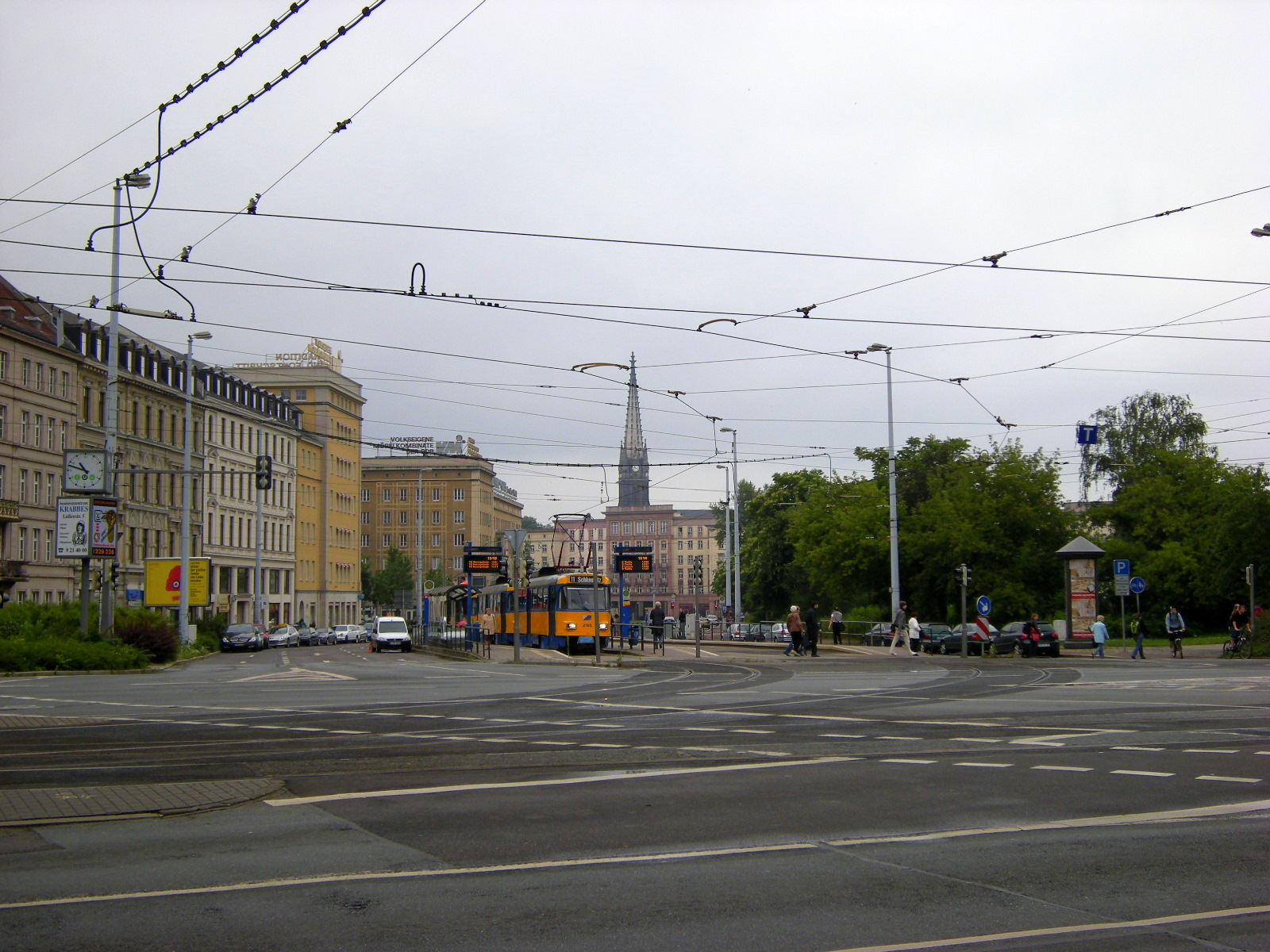
Grünewaldstraße, Brüderstraße u. Windmühlenstraße
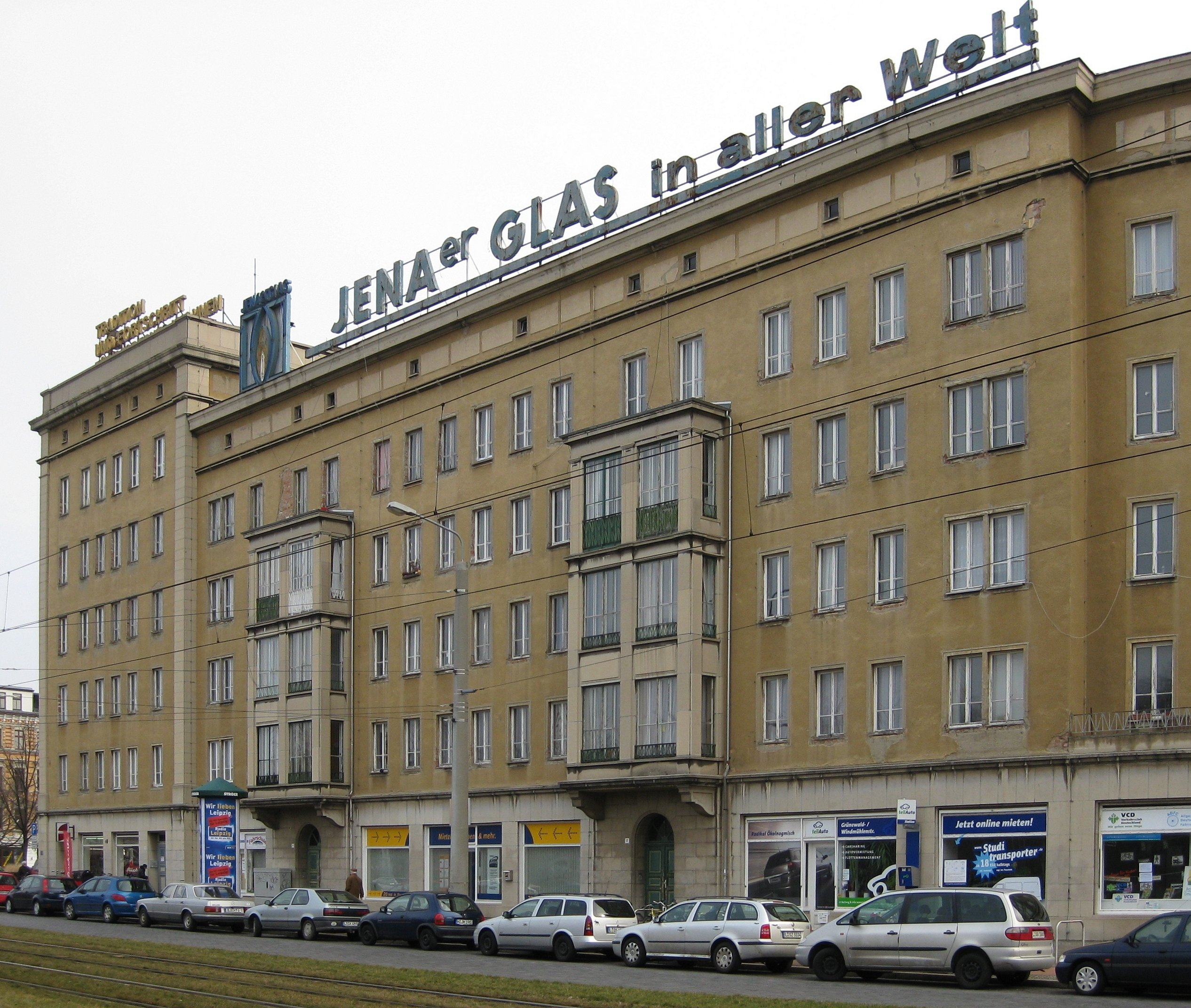
Grünewaldstraße
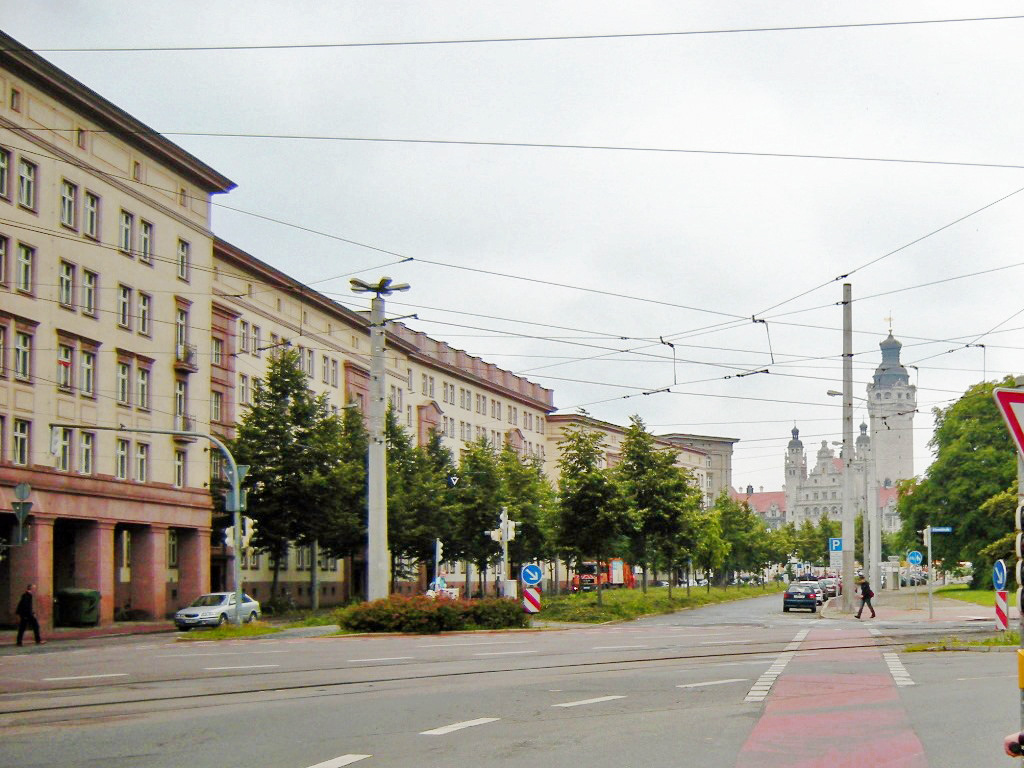
Windmühlenstraße

#### Ringbebauung
Rudolf Rohrer besorgte die repräsentativen Bauten. So entstand am Roßplatz 1–13 von 1953 bis 1956 ein sieben- bis neungeschossiger, geschwungener Gebäudekomplex nach Entwürfen Rohrers. Es entstand ein „Putzbau mit Travertingliederung“. Das Architektenkollektiv um Rudolf Rohrer gestaltete das Bauensemble mit Anklängen zur Leipziger Bautradition. Dazu gehörten über „mehrere Etagen reichende Erker, wie sie das Bild des bürgerlichen Hauses im Barock geprägt hatten, und Arkaden, die in der Renaissance und im Klassizismus typisch waren“. Im Mittelteil befindet sich das turmartig flankierte zweigeschossige Ring-Café mit „Fassaden in Anlehnung an Leipziger Barocktradition“ Es handelt sich um einen „Putzbau mit Travertingliederung.“ Der plastische Schmuck stammt von Rudolf Oelzner und Alfred Thiele. Das Ring-Café zeigt eine geschosshohe Bogenfenstergalerie, die an eine barocke Orangerie erinnert, und stellt einen „Rückgriff aufs Barock“ dar.

Rudolf Rohrer – Neoklassizismus
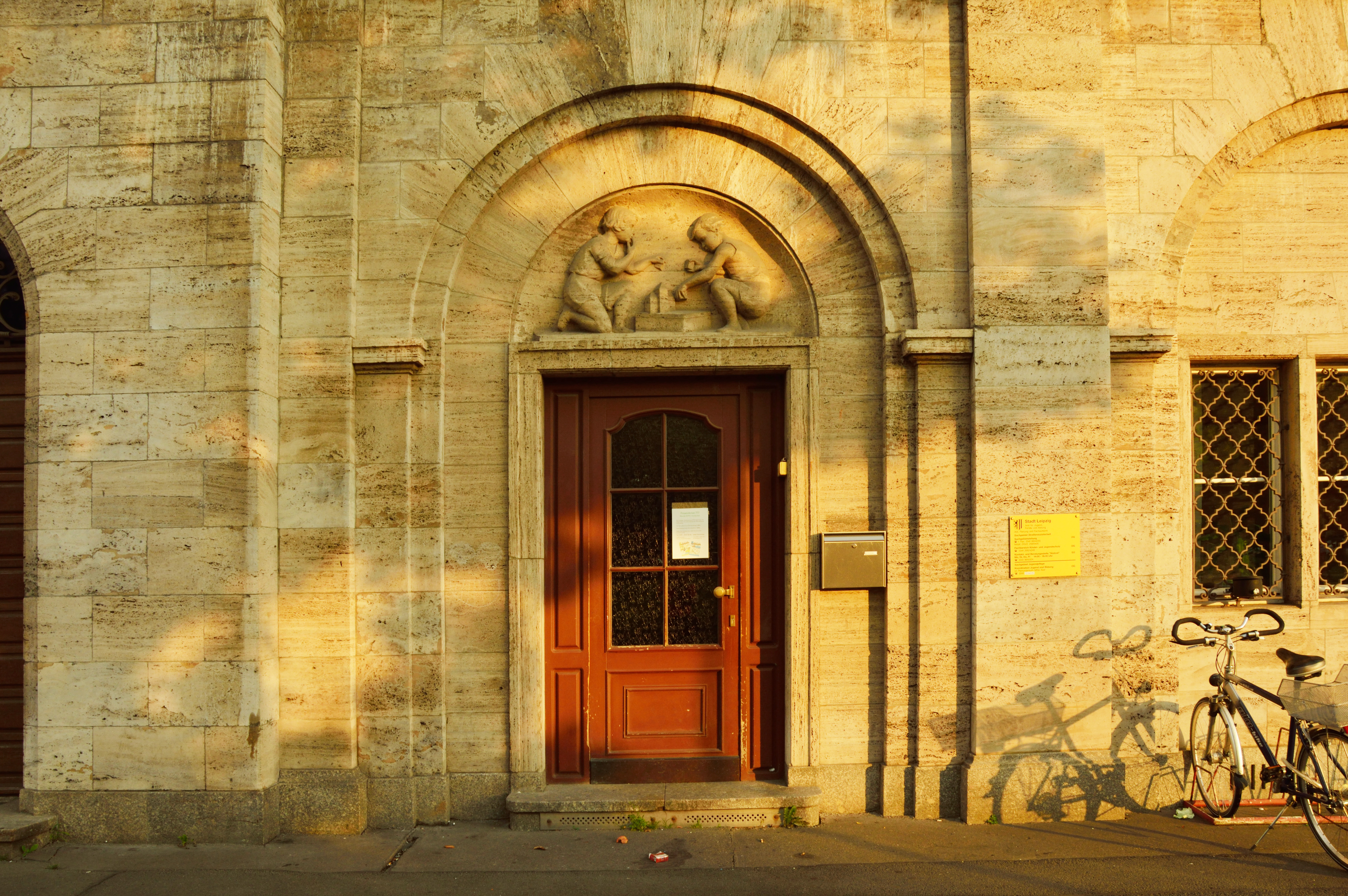
Ring-Café, Außenansicht Eingang Westflügel (2014)
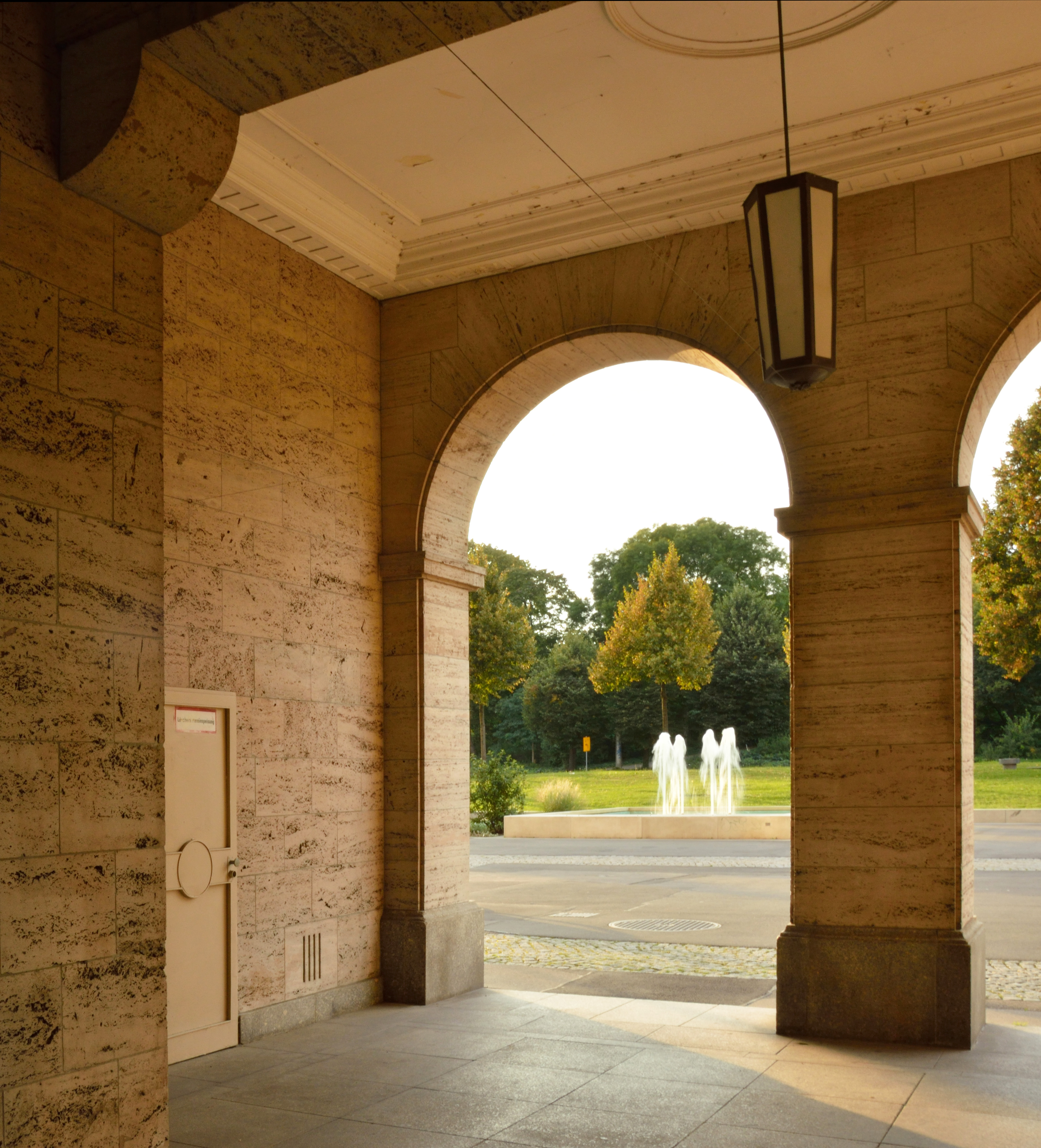
Ring-Café, Durchgang am Roßplatz (2014)
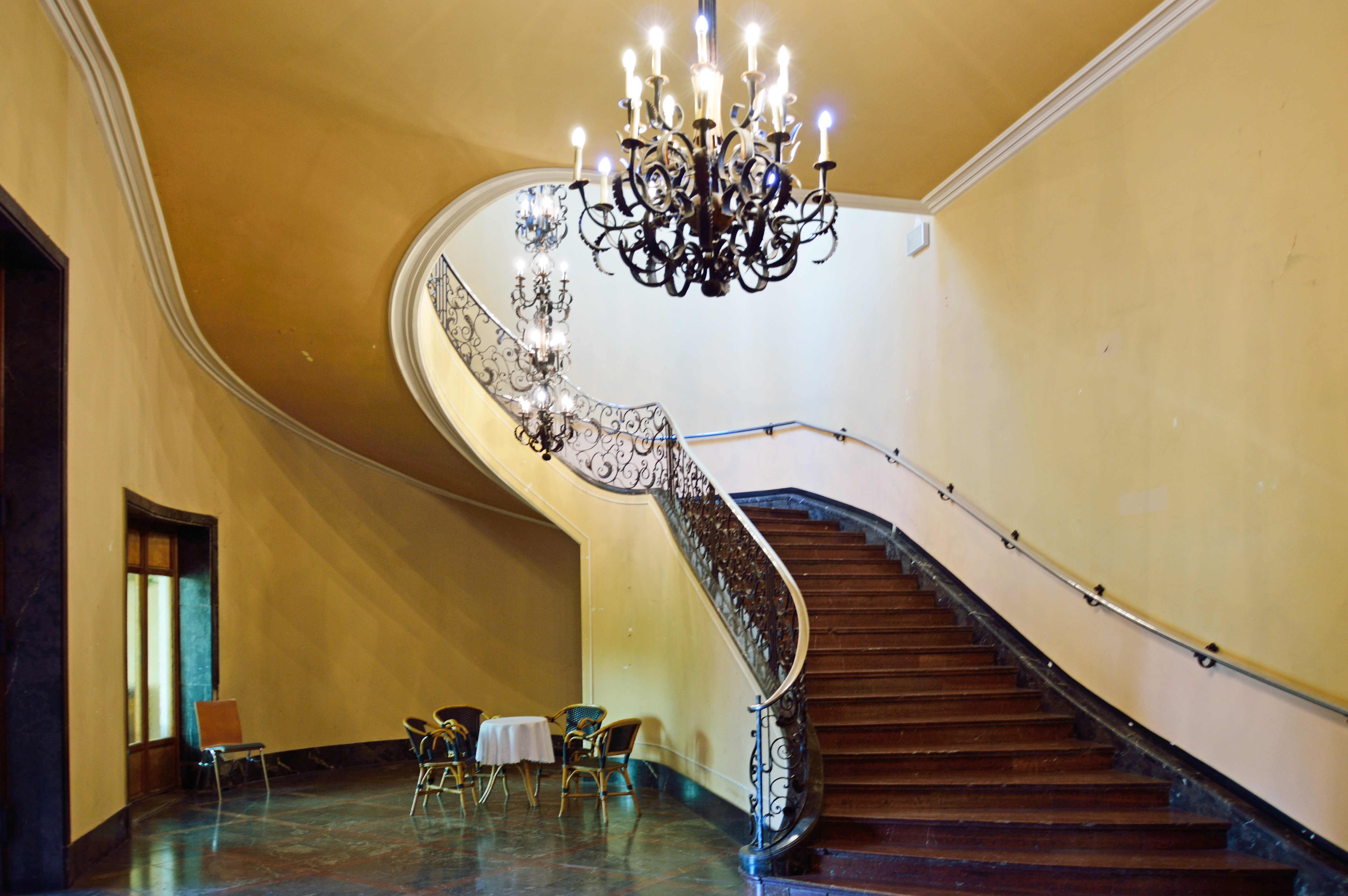
Ring-Café, Innenansicht Treppenhaus Westflügel (2014)

#### Universitätsgebäude
Die Gebäude für die Universität besorgten die Architekten Wolfgang Geisler, Hans Pape und Heinz Rauschenbach:
- Das anatomische Institut an der Liebigstraße 13 in Leipzig entstand 1951 bis 1956 nach Entwürfen der Architekten Wolfgang Geisler[192] und Heinz Rauschenbach.[193] An der Ostseite des Hauptgebäudes befinden sich acht Porträt-Medaillons, die der Leipziger Bildhauer Alfred Thiele schuf und die Mediziner darstellen. Über den Eingängen zum Hörsaal befinden sich zwei Steintafeln, die Leitsätze der Anatomie verkünden. Zwei Fresken im großen Hörsaal wurden von Schubert und Max Gerhard Uhlig[210] geschaffen. Zudem schmückt eine Plastik des Anatomen Wilhelm His vom Hallenser Künstler Weidanz den Bau.[211]
- Das Herder-Institut an der Lumumbastraße 4[212] wurde von 1952 bis 1954 für die damalige Arbeiter- und Bauern-Fakultät errichtet. Es ist ein drei- bzw. viergeschossiger Putzbau mit Gliederungen in rotem Rochlitzer Porphyrtuff. Der Haupteingang ist in „historisierenden Formen“[211] gestaltet. Zwischen den Fenstern befinden sich 15 hohe Terrakottareliefs von Gudrun Richter-Thiele.[211]
- Das Studentenwohnheim, Nürnberger Str. 48, gestalteten in den Jahren 1954–1956 die Architekten Wolfgang Geisler und Heinz Rauschenbach. Das fünfgeschossige Eckgebäude besitzt ein Walmdach und Putzfassaden mit gekoppelten Fenstern. Vertikal betonte Werksteingliederung schmückt die Fassade. Es war der erste Wohnheimneubau der DDR für ausländische Studenten der Leipziger Universität.[213]
- Hans Pape erbaute das Gebäude für die Leipziger Hochschule für Bauwesen an der Karl-Liebknecht-Straße 132 von 1958 bis 1960 mit einer traditionell mit Sandstein verkleideten Fassade.[214] Das Relief aus Sandstein schuf der Bildhauer Waldemar Grzimek, das Mosaik Georg Eichhorn.

W. Geisler, H. Pape und H. Rauschenbach – Neoklassizismus. Bauten der Forschung und der Lehre
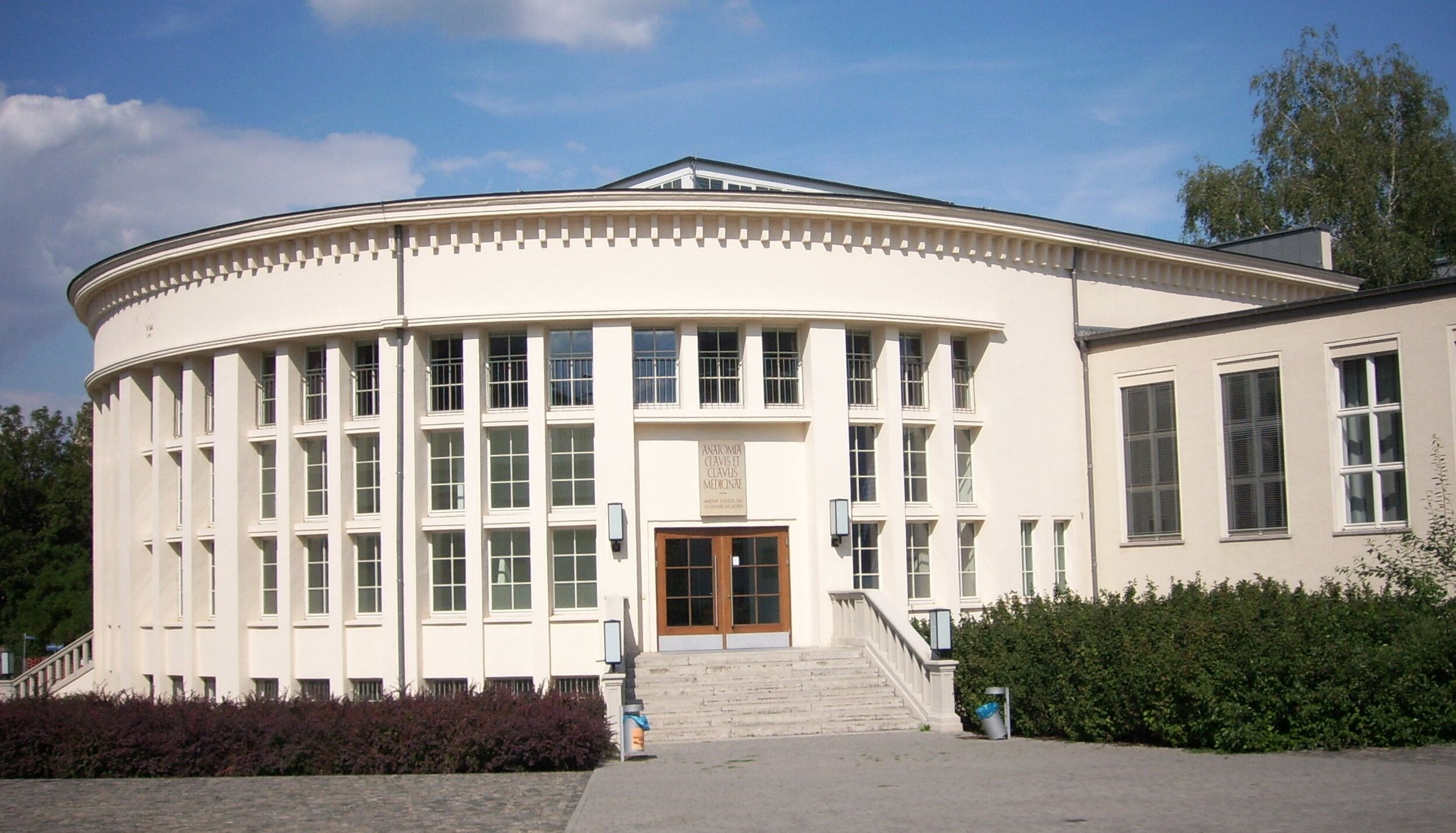
Anatomisches Institut, Hörsaal
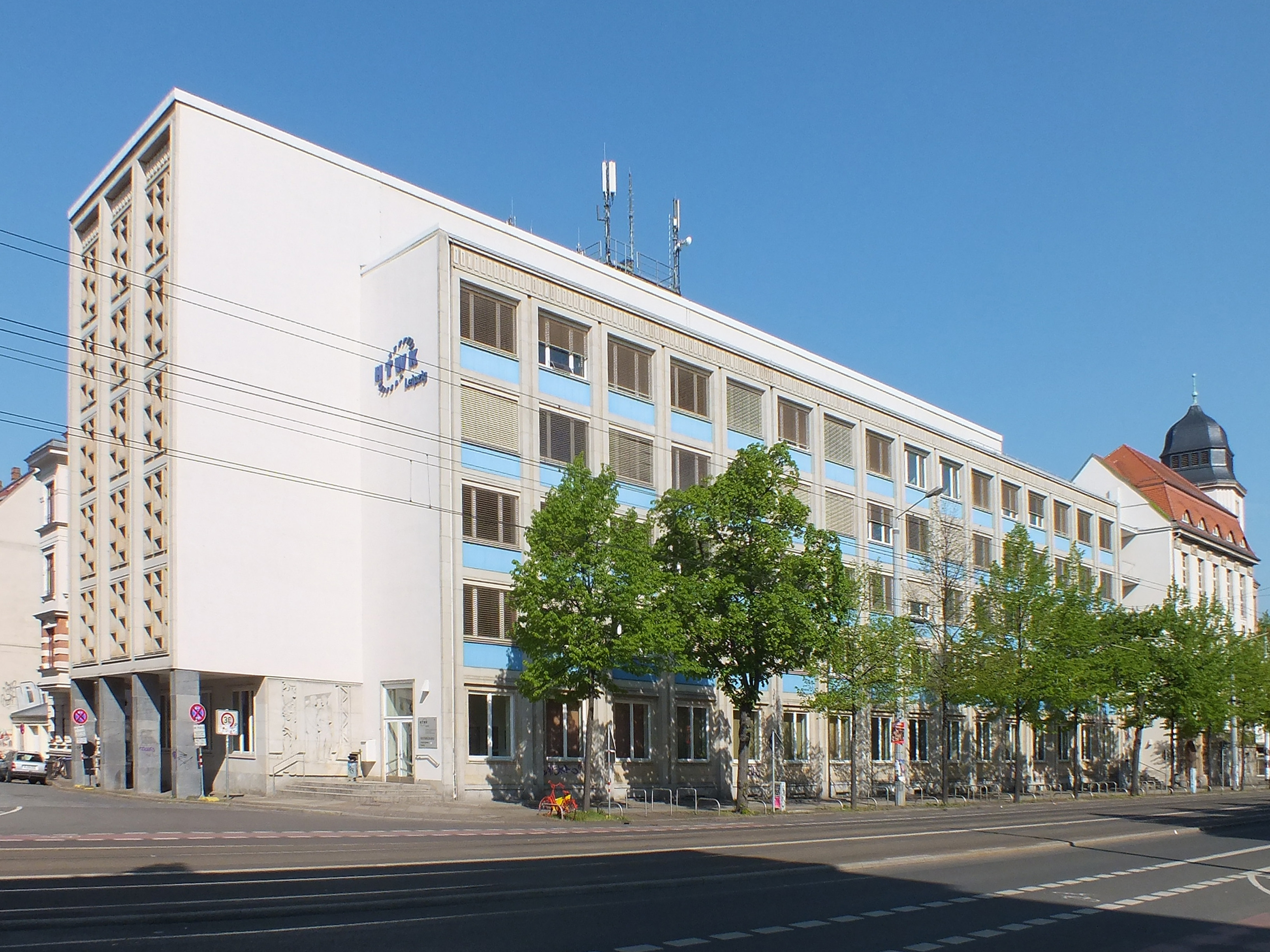
Hochschule für Bauwesen

#### Sport- und Kulturbauten
Zahlreiche Leipziger Sport- und Kulturbauten besorgte Karl Souradny:
- Schauspielhaus Bosestraße 1. Das von 1955 bis 1956 erbaute Theaterbäude an der Ecke Dittrichring 19 und Gottschedstraße 8  wurde nach Entwürfen der Leipziger Architekten Karl Souradny, Rolf Brummer und Franz Herbst unter „Verwendung neoklassizistischer Architekturelemente“[215] gestaltet. Das Gebäude ist fünfgeschossig und zeigt in den beiden unteren Stockwerken eine Verblendung aus Sandsteinplatten. Der in der Bosestraße befindliche Eingangsbereich zeigt einen portikusartigen Vorbau mit zahlreichem bildhauerischem Bauschmuck, der auf die Funktion des Gebäudes hinweist. Der Zuschauerraum für 900 Zuschauer wurde mit einer Wandvertäfelung aus französischem Nußbaum verkleidet. Das Bühnenhaus ist 32 m hoch. Im Hauptfoyer befindet sich eine Lessingbüste und eine Gedenktafel für Friederike Caroline Neuber, die an Leipzigs bedeutende Theatertraditionen erinnern sollen.
- Das Sportforum wurde ebenso unter der Leitung von Karl Souradny erbaut. Der Vorplatz des Leipziger Sportforums wurde mit Plastiken von Rudolf Oelzner gestaltet.

K. Souradny – Neoklassizismus
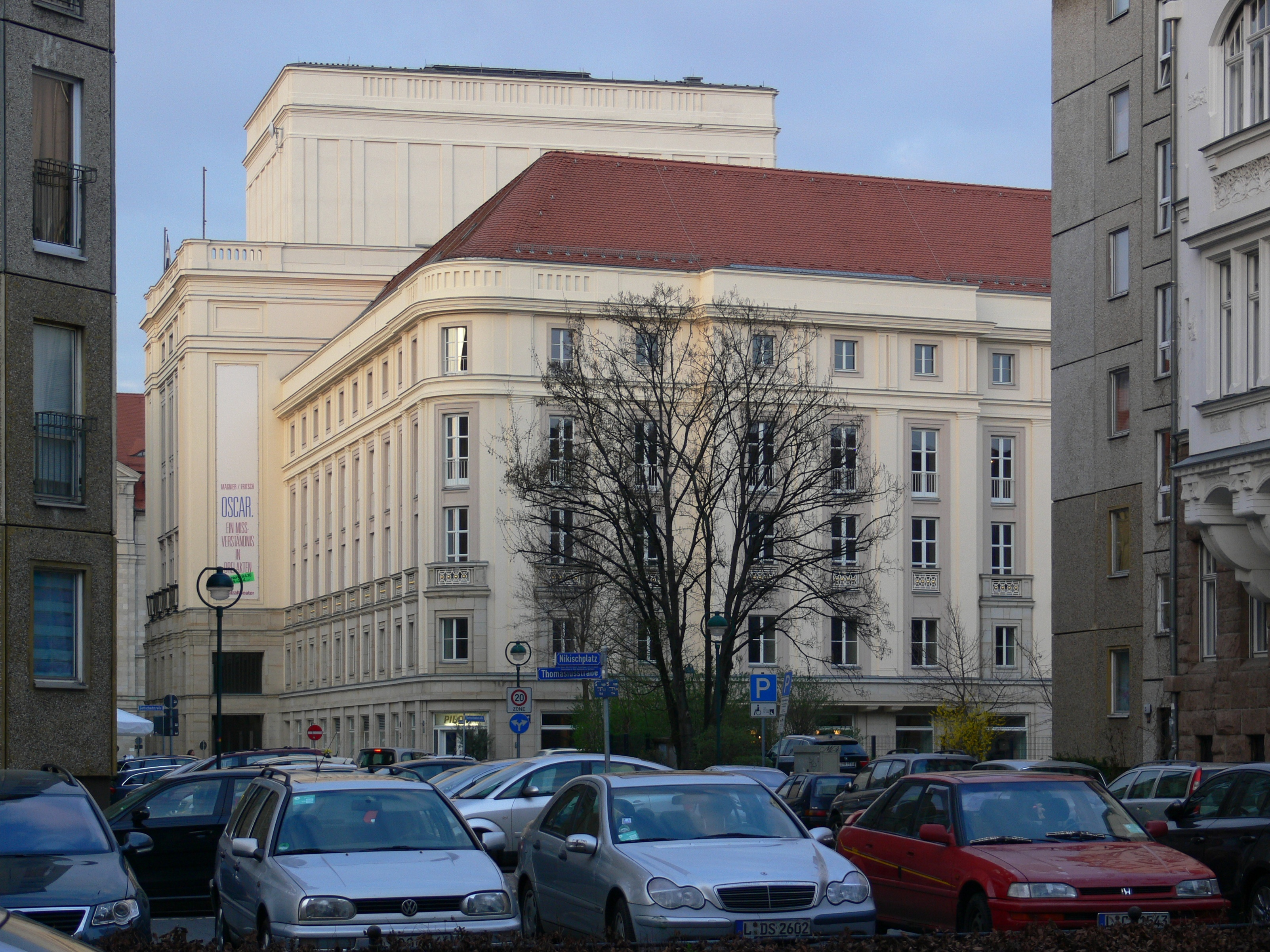
Schauspielhaus Bosestraße 1
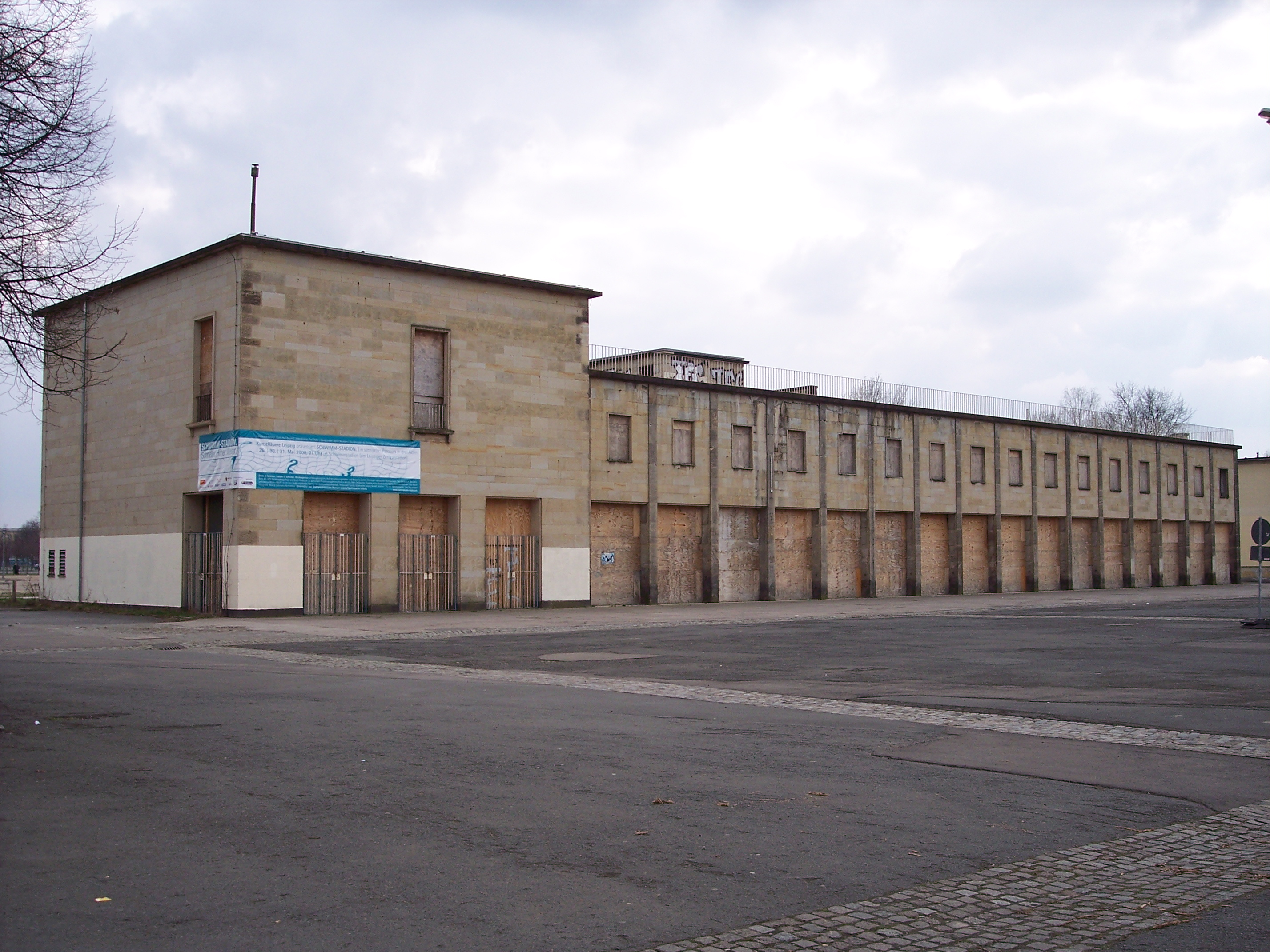
Leipzig Sportforum: Schwimmstadion (Jahnallee)

#### Bildhauer des DDR-Klassizismus
Ein Bildhauer des Klassizismus zu DDR-Zeiten war der Bildhauer Alfred Thiele. Zu seinen Werken zählen das Säulenrelief an der sog. Pilzsäule im Messehaus am Markt, die Reliefarbeiten am Roßplatz, die Sandstein-Porträtmedaillons bedeutender Mediziner am Hauptgebäude des Anatomischen Institutes der Leipziger Universität und die Erkerreliefs an den Gebäuden des Ranstädter Steinwegs. Rudolf Oelzner schuf Vollplastiken am Roßplatz, auf dem Vorplatz der Deutschen Hochschule für Körperkultur mit Bronzeplastiken sowie die Großplastiken auf dem Vorplatz des Leipziger Zentralstadions. Senta Baldamus schuf die Plastik Staffelläufer, Bronze (1975), Friedrich-Ludwig-Jahn-Allee, Vorplatz der Sportwissenschaftlichen Fakultät der Universität Leipzig (ehem. Sportmedizinisches Institut der Deutschen Hochschule für Körperkultur).

Neoklassizismus der Nachkriegszeit
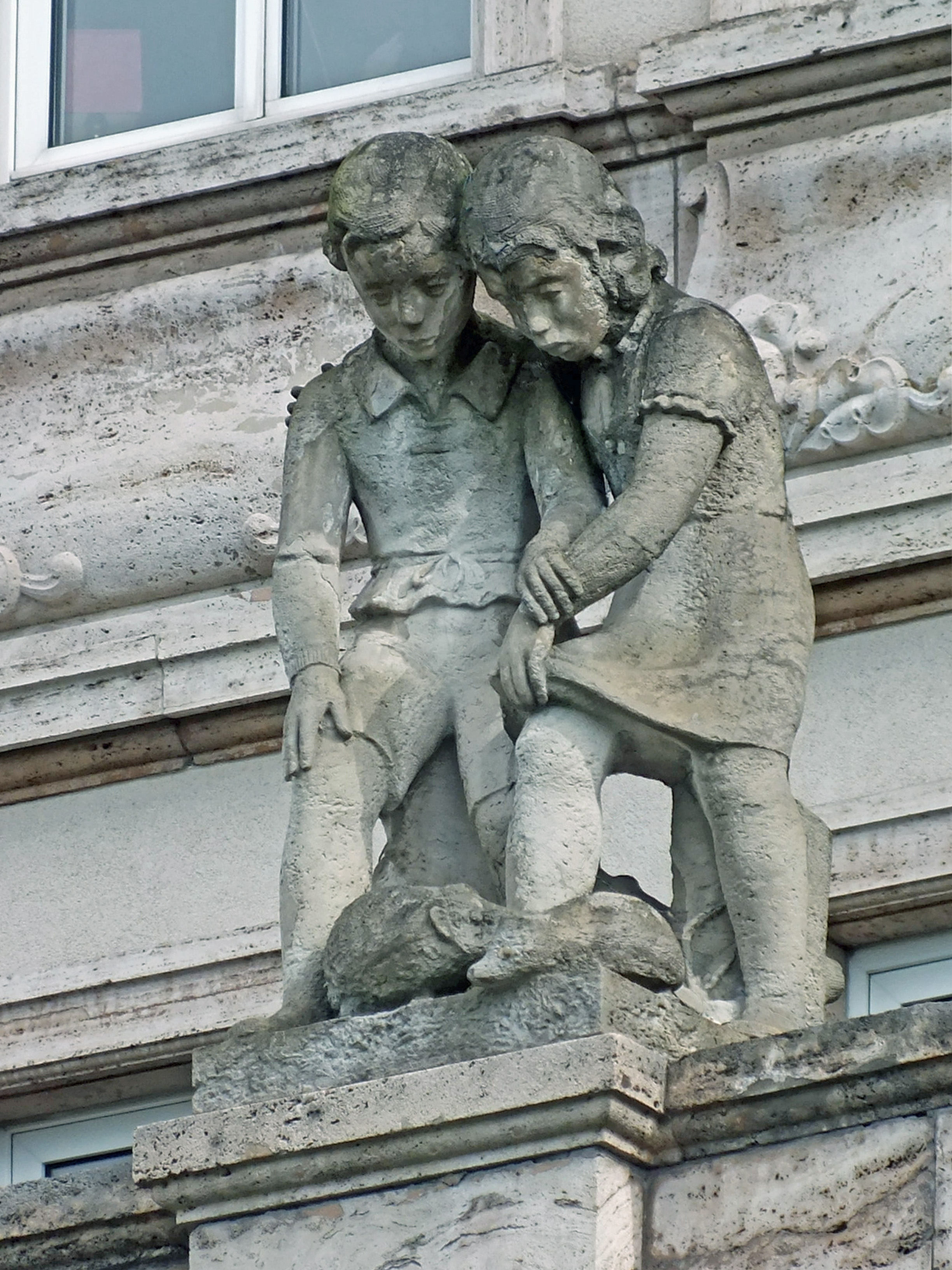
Roßplatz Plastiken von Rudolf Oelzner
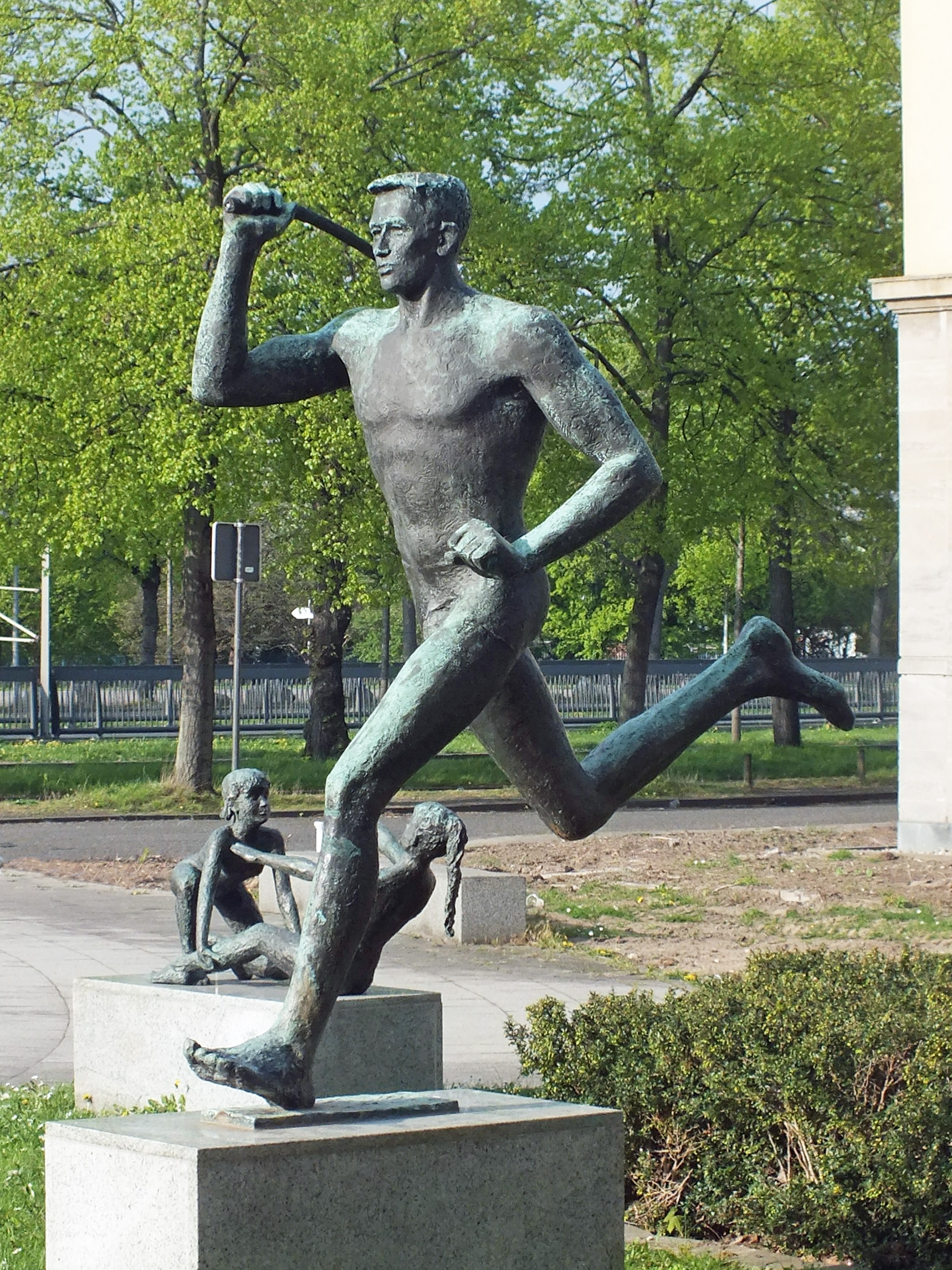
Bronzeplastik von Rudolf Oelzner vor DHfK, Speerwerfer
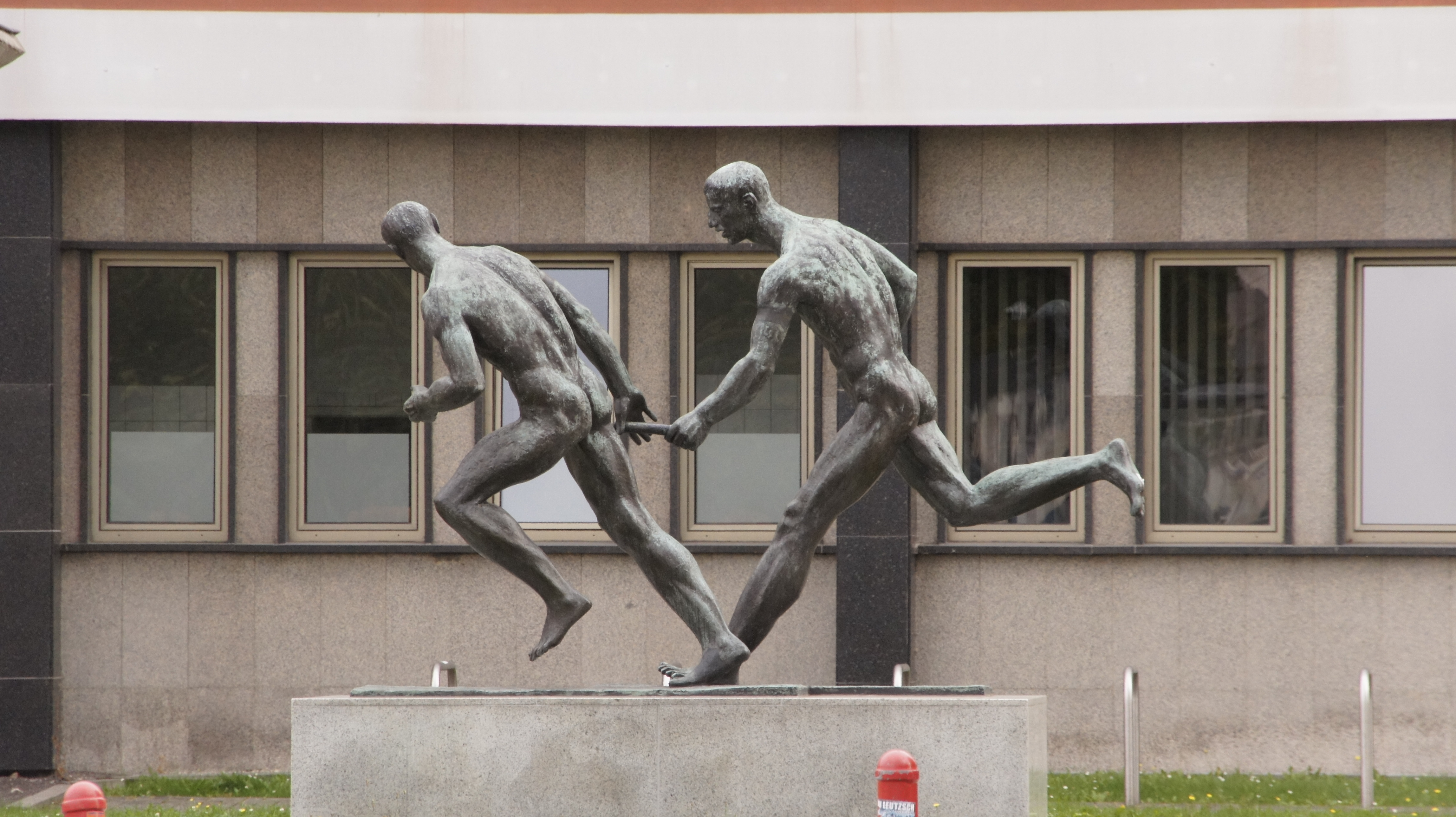
Plastikgruppe „Staffelläufer“ von Senta Baldamus vor DHfK
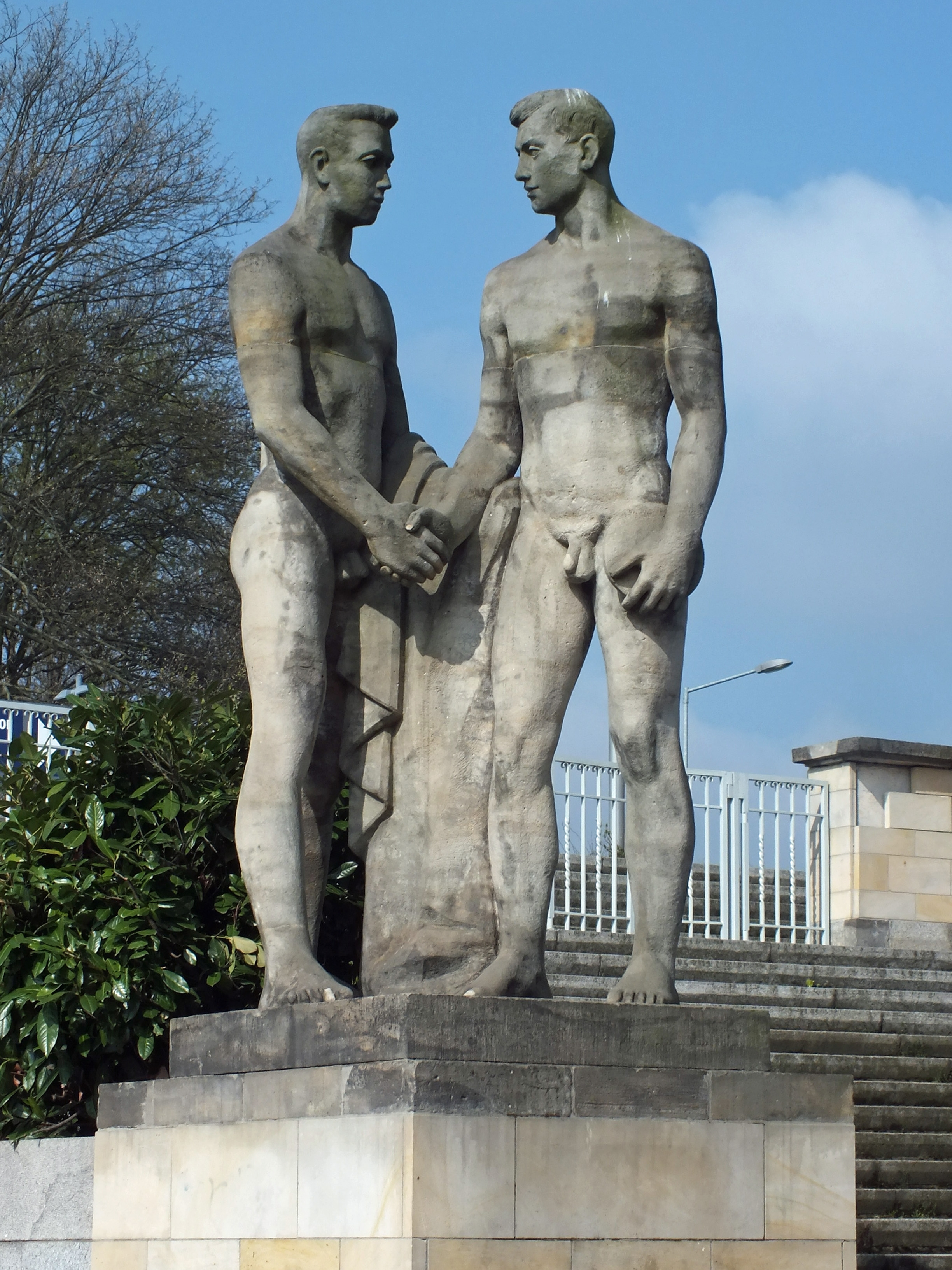
Sportforum, Vorplatzgestaltung mit Plastiken von Rudolf Oelzner

### Bildzeichenarchitektur (ab Mitte der 1960er)
In der zweiten Hälfte der sechziger Jahre leitete Walter Ulbricht die DDR-spezifische Phase der „Bildzeichenarchitektur“ im Stil des Sozialistischen Realismus mit markant figuralen Bauten ein.
Vertreter dieser Zeit waren
- Architekten Hermann Henselmann, Horst Siegel und Helmut Ullmann: Hochhaus der Karl-Marx-Universität (1968/1972) und das 2005 abgebrochene Hauptgebäude der Karl-Marx-Universität (1968/1974)
- Bildhauer Frank Ruddigkeit, Klaus Schwabe, Rolf Kuhrt und Werner Tübke, die das 2005 abgebrochene Hauptgebäude der Karl-Marx-Universität mit Bildhauerarbeiten und Wandgemälden ausstatteten.
- Architekten Horst Krantz, Hans Großmann und Klaus Burtzik: Informationszentrum der Stadt Leipzig (Leipzig-Information) (1969)
- Architekten Rudolf Skoda, Eberhard Göschel, Volker Sieg und Winfried Sziegoleit : Neues Gewandhaus (1977/1981)

#### Uni-Hochhaus
Das Uni-Hochhaus ist ein markant figuraler Bau und wurde von 1968 bis 1972 erbaut. Das dominante Hochhaus hat die Form eines aufgeschlagenen Buches:

„Henselmann verwirklichte hier seine semantische Architekturkonzeption der Bedeutungsübertragung durch symbolische Bildhaftigkeit der Gebäude, die das Charakteristische einer Stadt mittels einer quasi überdimensionalen Plastik zum Ausdruck bringen soll. So soll das größte Hochhaus […] als ein gigantisches, aufgeschlagenes Buch gedeutet werden, die geschwungene Dachspitze assoziiert zusätzlich auch das Bild einer wehenden Fahne.“

Das 2005 abgebrochene Hauptgebäude der Karl-Marx-Universität wurde 1968 bis 1974 errichtet und bildete zu DDR-Zeiten das „politische und geistig-kulturelle Zentrum der Stadt“:

„Für das Stadtzentrum war die Errichtung des Neubaukomplexes der Karl-Marx-Universität die entscheidende Etappe bei der Gestaltung des politischen und geistig-kulturellen Mittelpunktes der Messestadt.“

Vom „DDR-Bau aus den 1960/1970er Jahren“ ist heute das Seminargebäude an der Universitätsstraße erhalten geblieben. Das Seminargebäude ist ein fünfgeschossiger 2-Mp-Stahlbeton-Skelettmontagebau mit 22 Hörsälen verschiedener Größe.
1973 wurde das von den Künstlern Frank Ruddigkeit, Klaus Schwabe und Rolf Kuhrt im Stil des Sozialistischen Realismus geschaffene Bronzerelief Der Leninismus, der Marxismus unserer Zeit angebracht. Das Hauptgebäude der Universität wurde somit ein sozialistischer Bau, über dessen Eingang das Bronzerelief Aufbruch mit Karl Marx’ Kopf angebracht wurde. Werner Tübke schuf für das Foyer ein fast 13 m breites Wandbild zum Thema Arbeiterklasse und Intelligenz. Im Erdgeschossfoyer befand sich ein um 1547 von Paul Speck geschaffenes fast vier Meter hohes Sandstein-Epitaph für den Rektor Caspar Borner, das in die Wand eingefügt war. Das Hauptgebäude der ehemaligen Karl-Marx-Universität wurde 2007 abgerissen.

Universitätshochhaus
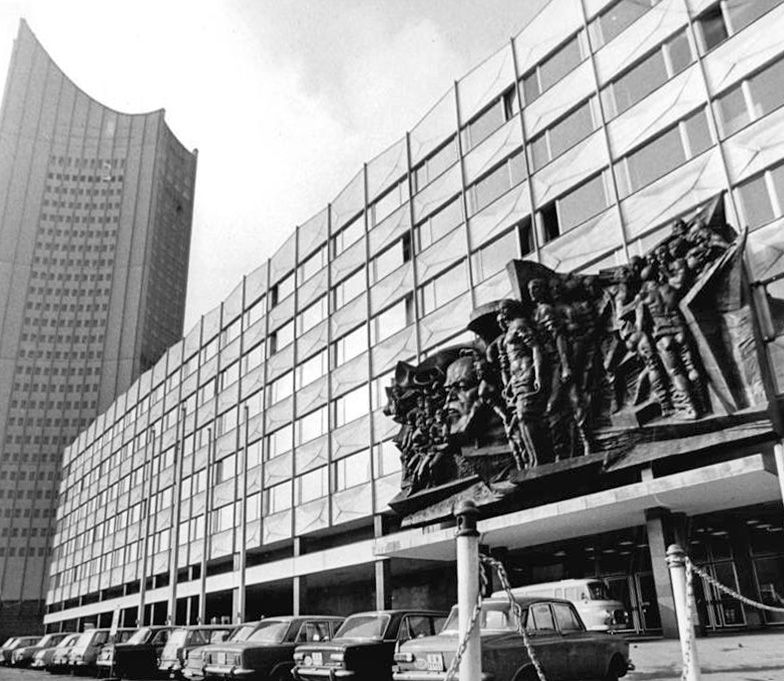
Hauptgebäude der Karl-Marx-Universität Leipzig und Uni-Hochhaus
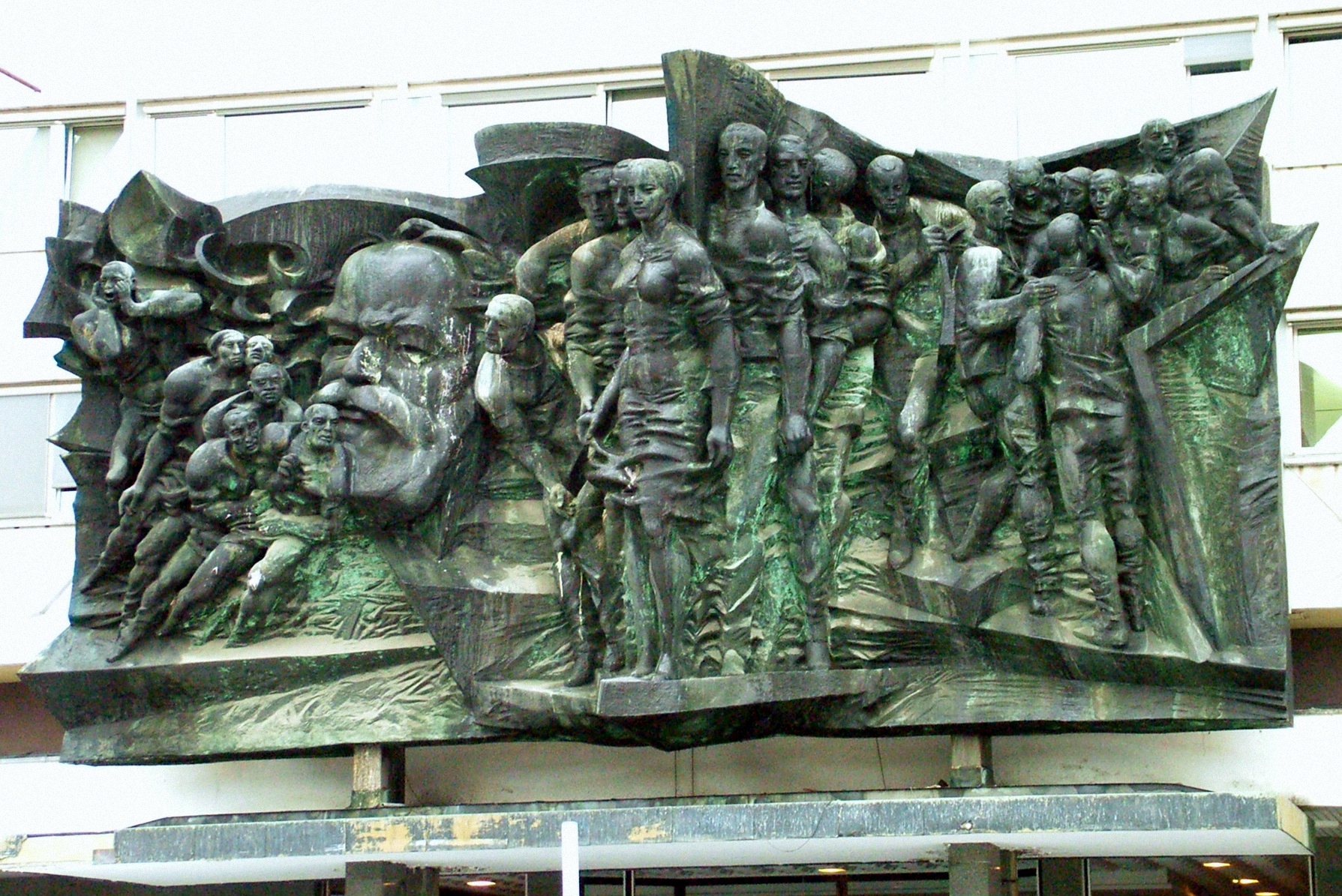
Bronzerelief Aufbruch über dem Eingang der Karl-Marx-Universität
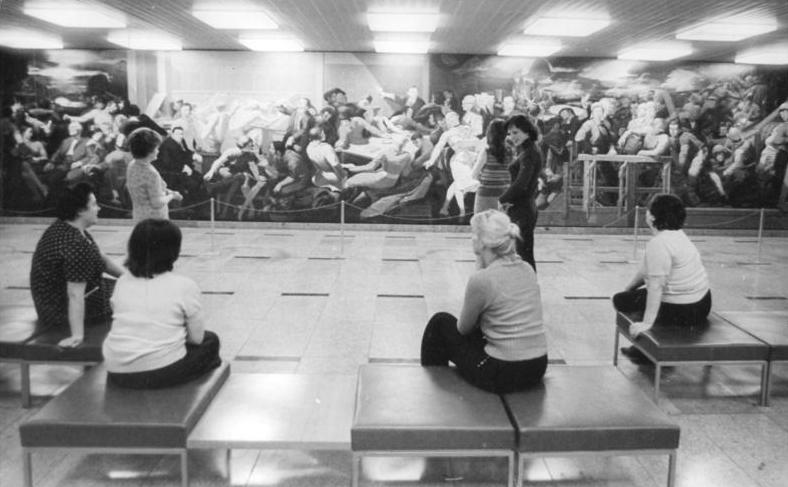
Uni-Foyer, 13 m breites Wandbild von Werner Tübke :Arbeiterklasse und Intelligenz

#### Schwimmhalle, Mainzer Straße 4
Die Schwimmhalle an der Mainzer Straße 4 in Leipzig ist eine Kopie der Dresdner Schwimmhalle Freiberger Straße, die nach Entwürfen der VEB Projektierung Sportbauten Leipzig (H. Konrad, G. Nichtitz, E. Kaltenbrunn) erbaut wurde. Die Halle hat eine nach unten geschwungene Decke. Das konkav gebogene Spannbetondach wurde als hängender Schalenbau mit Spannstählen konstruiert, die Stahlbetonfertigteilplatten tragen. Der Bau entstand, „als auch in der DDR Architektur eine erstaunliche Experimentierfreudigkeit zugelassen wurde. Diese Bildzeichenarchitektur als bebaute Landschaft ordnet sich ganz in den Trend der weltweiten Nachkriegsmoderne zwischen Brasília und Moskau ein … Auch auf dem Gelände der DHfK Leipzig existiert eine Kopie des Dresdner Originals (Nähe Sportforum) ….“

#### Leipzig-Information

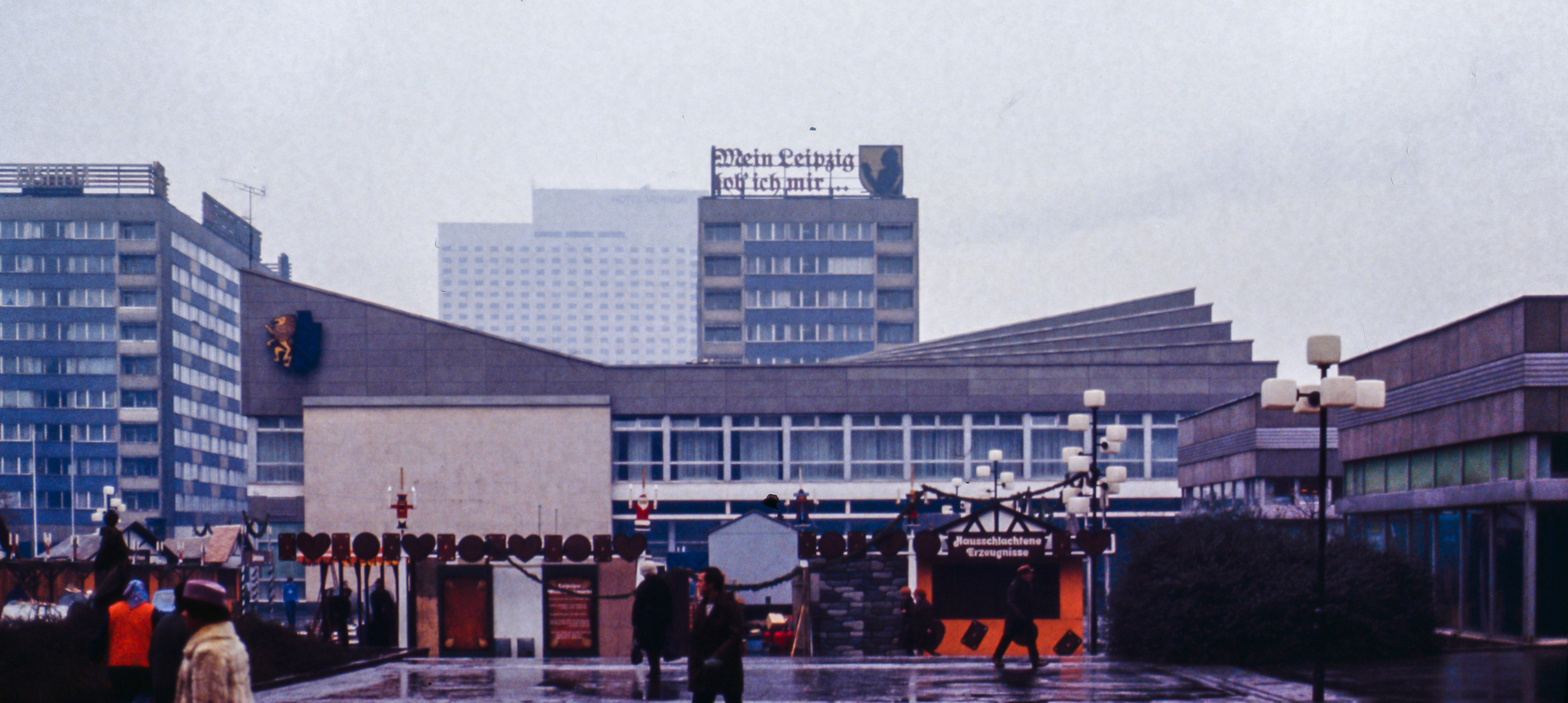
Informationszentrum

Im Jahre 1969 errichteten die Architekten Horst Krantz, Hans Großmann und Klaus Burtzik das Informationszentrum der Stadt Leipzig (Leipzig-Information) mit touristischen Angeboten, einem Ausstellungs- sowie einem Konferenzbereich. Das Bauwerk war ein zweigeschossiges Gebäude, dessen Dachform durch „fächerartig versetzte Stahlbinder“ gekennzeichnet war. Die Fassade war fast völlig verglast. Im Erdgeschoss befand sich eine Mokkabar und eine Schalterhalle mit einer dekorativen Kupferwandgestaltung von Bruno Kubas. Im Obergeschoss befand sich ein Filmsaal, außerdem Ausstellungs- und Konferenzräume. Vor dem Gebäude war eine große Freifläche, umrahmt von drei Pavillons für Ausstellungszwecke auf der Ostseite und kleineren Grünanlagen und Wasserspielen auf der Westseite. Die drei aus sich überschneidenden geometrischen Grundformen bestehenden plastischen Elemente in den Springbrunnen wurden 1972 von Harry Müller geschaffen. Sie befinden sich heute auf dem Richard-Wagner-Platz. Die vom Leipziger Bildhauer Herbert Viecenz geschaffene Säule mit Keramikummantelung, auf der die Geschichte Leipzigs dargestellt war, wurde bei den Abbrucharbeiten des Infozentrums zerstört.

#### Leipziger Hyparschalenbauten

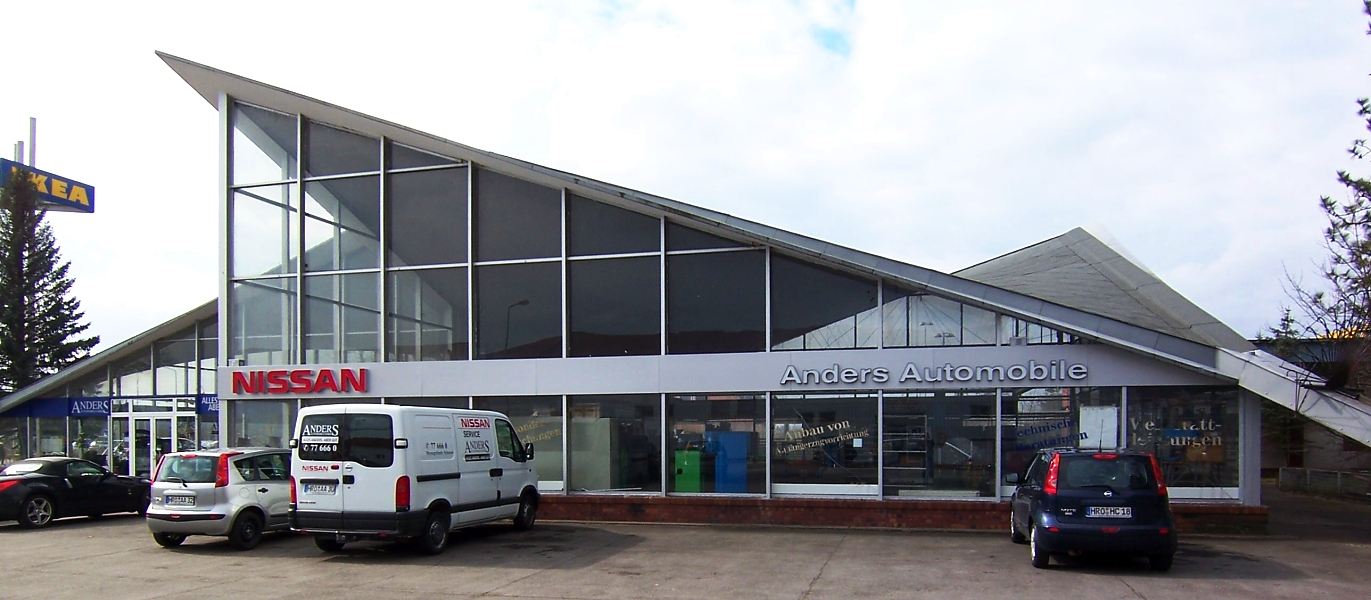
Messehalle der ehemaligen Ostseemesse in Rostock-Schutow stammt auch von Ulrich Müther und ist baugleich mit Müthers Gaststätten im DDR-Kreis Döbeln und in Lonnewitz, Kreis Oschatz

Die 1972 bis 1973 nach Entwürfen von Ulrich Müther (zusammen mit Heinz Goth, Eberhard Scholz, Ingo Schönrock und Karl Möller) errichtete Parkgaststätte „Bürgergarten“ in Döbeln war eine Schalenkonstruktion als hyperbolische Paraboloide mit etwa 320 Innen- und 650 Freisitzplätzen, Bauplastik von Carl-Heinrich Pohl. Ulrich Müther errichtete (mit Ingo Schönrock) 1968/1969 ein ähnliches Gebäude mit 250 Sitzen in Lonnewitz. Es diente als Raststätte und wurde inzwischen abgebrochen.
Vergleichbar waren die Arbeiten mit einer Reihe anderer Hyparschalenbauten, darunter das Sternchen in Cottbus, entworfen von Gerd Wessel, das Ahornblatt (auch von Ulrich Müther, Berlin), das Rote Horn (Magdeburg) und der Teepott (Rostock). Diese galten als „Highlights der DDR-Baugeschichte“. Das Gebäude in Döbeln wurde 1995 abgerissen und war baugleich mit der Gaststätte in Ermsleben.

#### Neues Gewandhaus

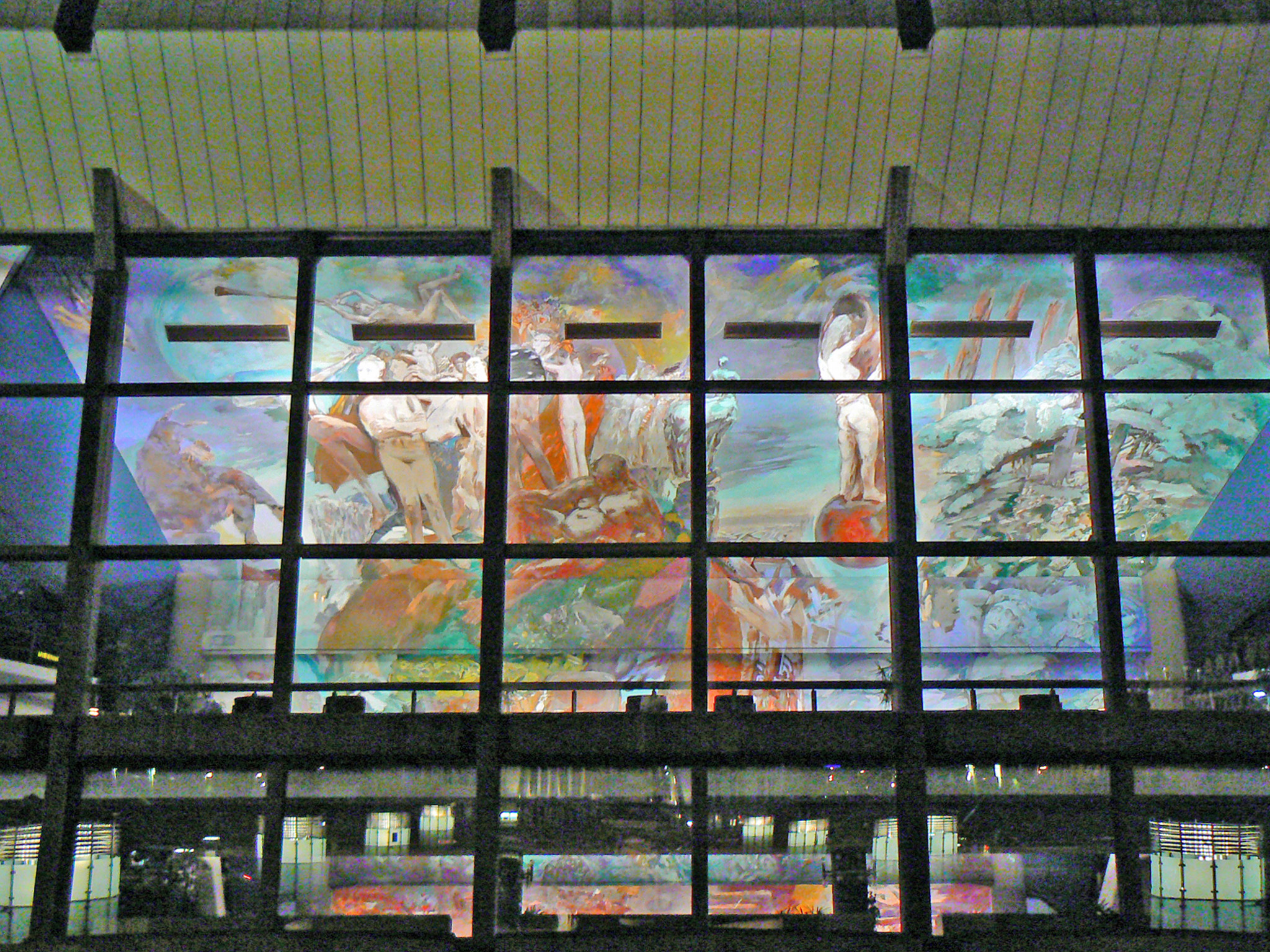
Neue Gewandhaus, Fresken im Foyer mit Sighard Gilles Deckengemälde: Gesang vom Leben.

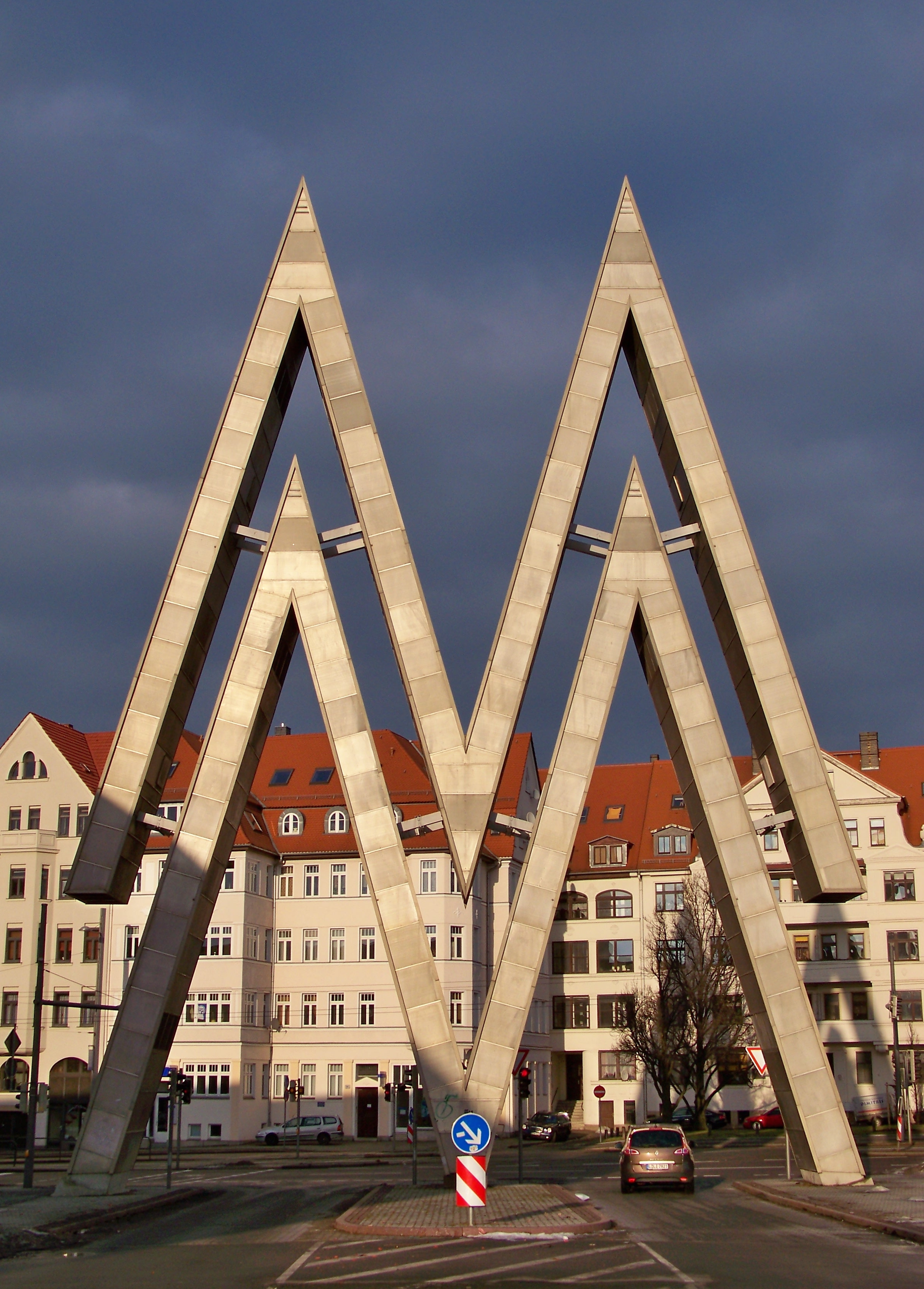
MM-Signet.

Das Neue Gewandhaus schuf von 1977 bis 1981 ein Kollektiv unter der Leitung von Rudolf Skoda, zu dem die Architekten Eberhard Göschel, Volker Sieg und Winfried Sziegoleit gehörten. Rudolf Skoda schuf ein Gebäude mit einer großen Glasfront. Durch die Glasfassade ist das Deckengemälde Sighard Gilles gut zu erkennen. Sighard Gille malte von 1980 bis 1981 das 714 m² große und 31,80 m hohe Deckengemälde Gesang vom Leben, das durch Gustav Mahlers Lied von der Erde inspiriert wurde. Es befindet sich an der Stelle eines Wandfrieses, das der Maler Wolfgang Peuker schuf, aber verschalt und mit dem Deckengemälde Sighard Gilles übermalt wurde. Bei Dunkelheit wirkt das Deckengemälde Sighard Gilles im Foyerbereich als interessanter „lichtarchitektonischer Effekt“ in den Raum des Augustusplatzes hinein.
Der Eingang zum Saal erfolgt durch eine Passage, die sich zu einem kleinen Lichthof erweitert, wo sich eine Brunnenplastik von Horst Georg Skorupa befindet. Diese Plastik soll an den früheren Leipziger Stadtpfeifer erinnern. In der Passage befindet sich auch das Marmorrelief Orpheus, das 1904 von Johannes Hartmann für die Weltausstellung in St. Louis hergestellt wurde. Im Foyer des kleineren Saales befindet sich auch ein Bronzebildnis des ehemaligen Gewandhauskapellmeisters Felix Mendelssohn Bartholdy, geschaffen von Jo Jastram.
Im Erdgeschossfoyer des kleinen Saales befindet sich die Beethoven-Plastik von Max Klinger. Im Foyer des zweiten Obergeschosses, das als Umgang um den Saal errichtet wurde, befindet sich die Galerie des Neuen Gewandhauses mit Gemälden von Gudrun Brüne, Dietrich Burger, Ulrich Hachulla, Heidrun Hegewald, Susanne Kandt-Horn, Harald Metzkes, Ronald Paris, Nuria Quevedo, Arno Rink, Willi Sitte, Volker Stelzmann, Walter Womacka, Heinz Zander und Frank Ruddigkeit.

#### MM-Signet
Das doppelte „M“ seht heute für die Bezeichnung Mustermesse. Die 27 m hohe Stahlskelettkonstruktion ist mit Aluminiumblech verkleidet. Der Entwurf für die 1965 errichteten Signets stammt von den Leipziger Architekten Manfred Weigend und Martin Lehmann (geb. 1934).

### Beton

#### Alte Propsteikirche St. Trinitatis

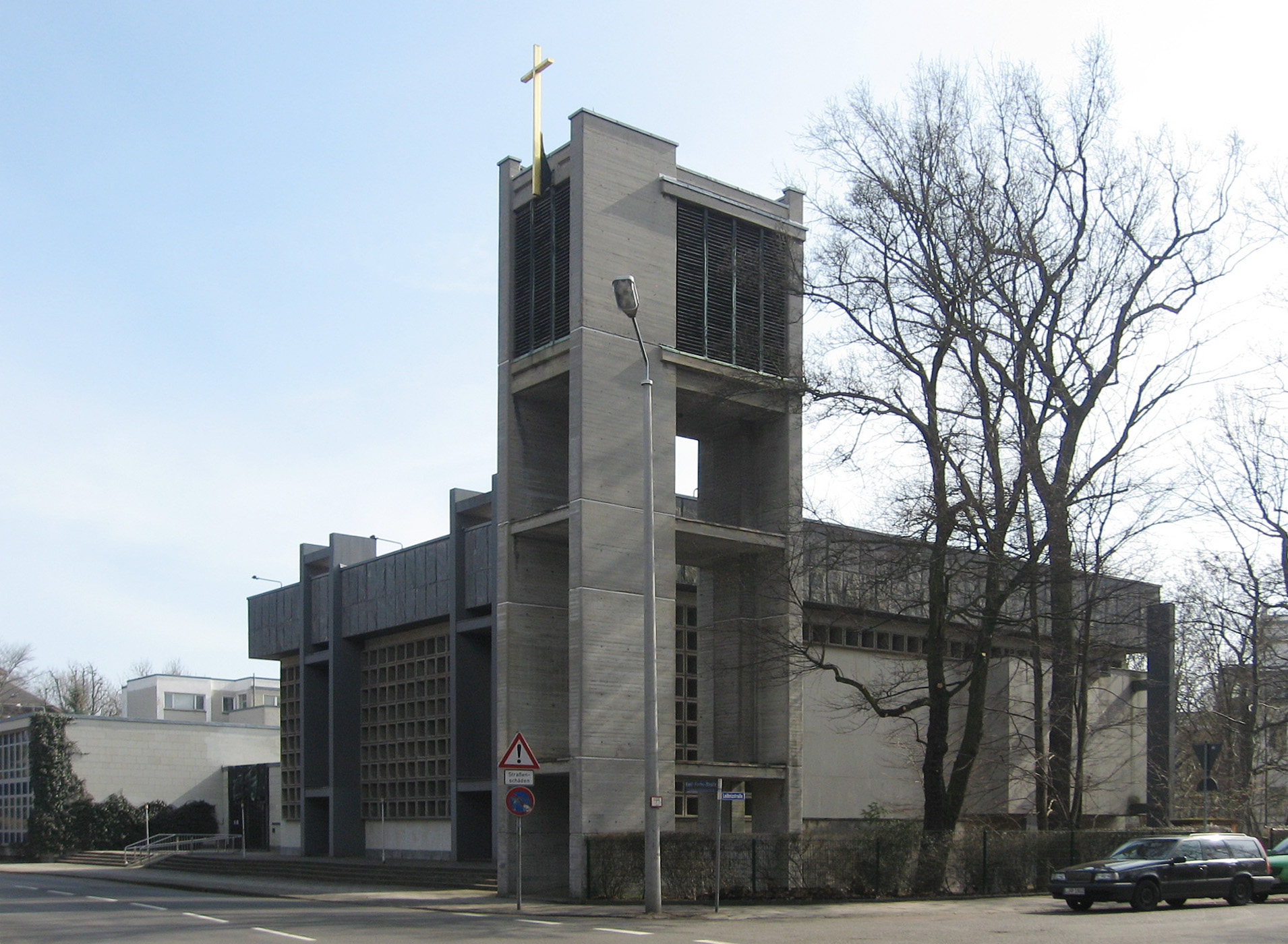
Alte (zweite) St. Trinitatiskirche von 1982 (2010)

Eine Arbeit im Sichtbeton (franz. Béton brut: Sichtbeton) ist die Kirche St. Trinitatis an der Emil-Fuchs-Straße 5–7, die von 1978 bis 1982 nach Entwürfen eines Kollektivs der Bauakademie der DDR unter Leitung von Udo Schultz erbaut wurde. Die Fassade besteht aus einem „Kastengitter aus Beton“. Über den Betonwabenfenstern wurde eine hohe umlaufende Attika aus dunklem Schiefer als oberer Gebäudeabschluss ausgeführt. Der Glockenturm ist 18 m hoch und verzichtet auf eine Verblendung aus Naturstein. An der Nord- bzw. Südfassade befinden sich jeweils zwei Stahlpylone, die über das Dach geführt sind. In den Pylonen der Nordseite stehen die von Achim Kühn (* 1942) geschaffenen Kupfertüren unter dem Thema Weg des Glaubens.

#### Vogelfreiflughalle im Zoo Leipzig
1969 errichtete Reiner Grube eine, inzwischen denkmalgeschützte, Vogelfreiflughalle im Zoo Leipzig, bestehend aus einer Giebelwand aus Betonformsteinen mit Thermoverglasung. Das Glasdach erhebt sich über einer frei stehenden Stahlkonstruktion aus Kastenträgern auf V-Stützen. Eine Fotografie zeigt die Giebelwand aus Betonformsteinen mit folgender Beschreibung:

„1969. Fröhliches Gezwitscher: Das Vogelhaus mit Freiflughalle öffnet seine Türen. In tropischen Temperaturen beheimatet es exotische Vogelarten. Außerdem wird die Zooschule gegründet.“

#### Plattenbauten

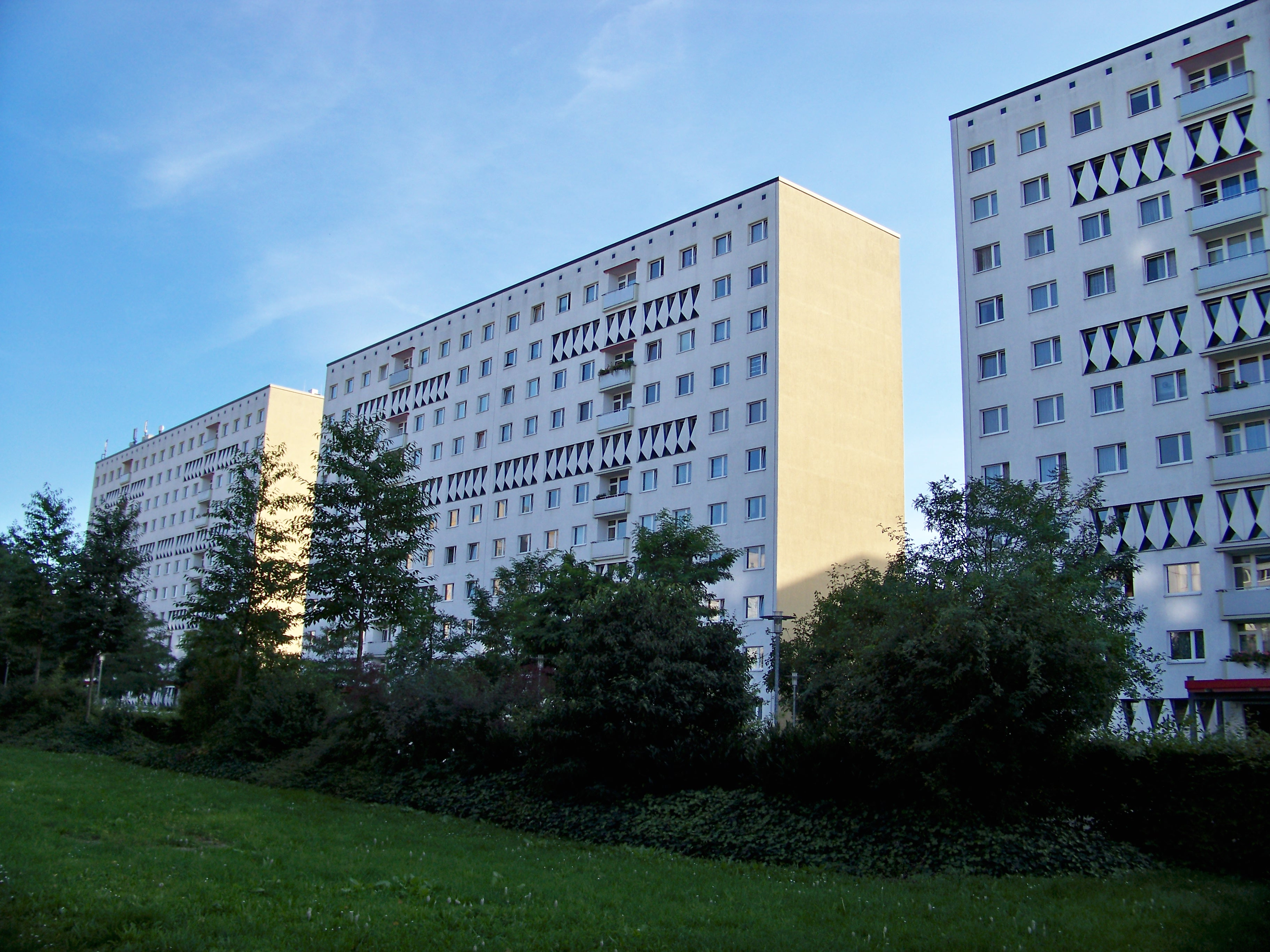
Plattenbauten an der Straße des 18. Oktober

Unter Böhmes Leitung wurde für Leipzig die 5-Mp-Plattenbauweise entwickelt. Von 1963 bis 1966 wurden zunächst 4-geschossige Plattenbauten mit Walmdach im WK Leipzig-Sellerhausen erbaut. Ab 1966 errichtete Erich Böhme zusammen mit Eduard Regula und Martin Winkler die 8-10-geschossigen Plattenbauten am Leipziger Johannisplatz. Von 1968 bis 1971 entwickelte Erich Böhme zusammen mit Thomas Oechelhäuser die Variante „Leipzig“ des Wohnungstyps P2/11. Damit wurde der Wohnkomplex an der Straße des 18. Oktober mit vielen architektonischen Details geschaffen: Loggien mit Farbglas-Brüstung, Keramikmosaik, Betonstrukturen an Giebel, vor Verteilergängen Betonformelemente. Die Variante „Leipzig“ des Wohnungstyps P2/11 wurde aber nicht nur von 1968/1971 bei den Wohnscheiben in der Leipziger Straße des 18. Oktober angewendet. Auch beim Wohnkomplex „J. R. Becher“ in Lößnig wurde 1971 mit der Variante „Leipzig“ des Wohnungstyps P2/11 gearbeitet. So entstand von 1971 bis 1975 östlich der Zwickauer Straße das Neubaugebiet Lößnig mit 3082 Wohnungen in ausschließlich elfgeschossigen Wohnblöcken (→ Plattenbauten in Leipzig).
Als Abrundung des Astoria-Komplexes am nördlichen Rand des Leipziger Stadtzentrums wurden 10-geschossige Wohnbauten des Mittelgangtyps in 5-MP-Querwandbauweise mit 275 Wohneinheiten für Internatsnutzung, in der Ostseite der Gerberstraße mit 320 Wohneinheiten gebaut. Die Wohngebäude Gerberstraße 16/Kurt-Schumacher-Straße zeigen eine Fassadengliederung durch vertikal versetzte Betonstrukturelemente von Harry Müller.

### Internationale Moderne

#### „Hotel Deutschland“

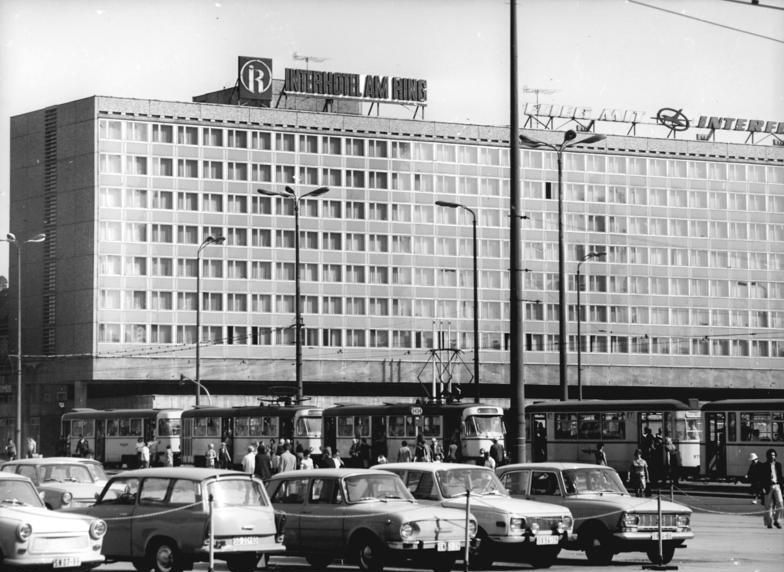
„Interhotel am Ring“ (1974)

Das nach Entwürfen des Architekten Manfred Böhme in den Jahren 1963 bis 1965 von Helmut Ullmann (1930–1991) und Wolfgang Scheibe (1928–2006) erbaute „Hotel Deutschland“ (später umbenannt in „Interhotel am Ring“) am Karl-Marx-Platz war das größte der drei neu erbauten Leipziger Hotels. Es bestand aus einem Flachtrakt in Form eines Stahlbeton-Skelettbaus und einem sechsgeschossigen Bettenhaus in 5-MP-Querwandbauweise. Es wies eine horizontale Fassadengliederung sowie Brüstungen mit farbigen Keramikplastiken auf. Die bildkünstlerische Gestaltung stammte von Gerhard Eichhorn (1927–2015). Der Flachtrakt entlang des Grimmaischen Steinwegs wurde Ende der 1990er Jahre im Zuge der Sanierung und Modernisierung des Hauses abgerissen. Heute heißt das Haus „Radisson Blu Hotel Leipzig“ und gehört zur gleichnamigen Hotelkette „Radisson Blu“.

#### Messehaus am Markt und Gästehaus der DDR-Regierung
Nach Entwürfen von Frieder Gebhardt entstand auch das Messehaus am Markt, Markt 16, 1961/1963. Das Gebäude ist eine Synthese aus Moderne und Denkmalschutz: „moderne Bauaufgaben [waren] mit denkmalpflegerischen Belangen, wie sie sich aus der Nachbarschaft von Altem Rathaus und Königshaus ergaben, zu berücksichtigen[…] mit der Ausbildung von Arkaden im Eingangsbereich […] wurden außerdem charakteristische Leipziger Bautraditionen aufgenommen“. In der Eingangshalle befindet sich ein Natursteinrelief von Hanna Studnitzka und Elfried Ducke zum Thema „Leipziger Messegeschehen gestern und heute“.

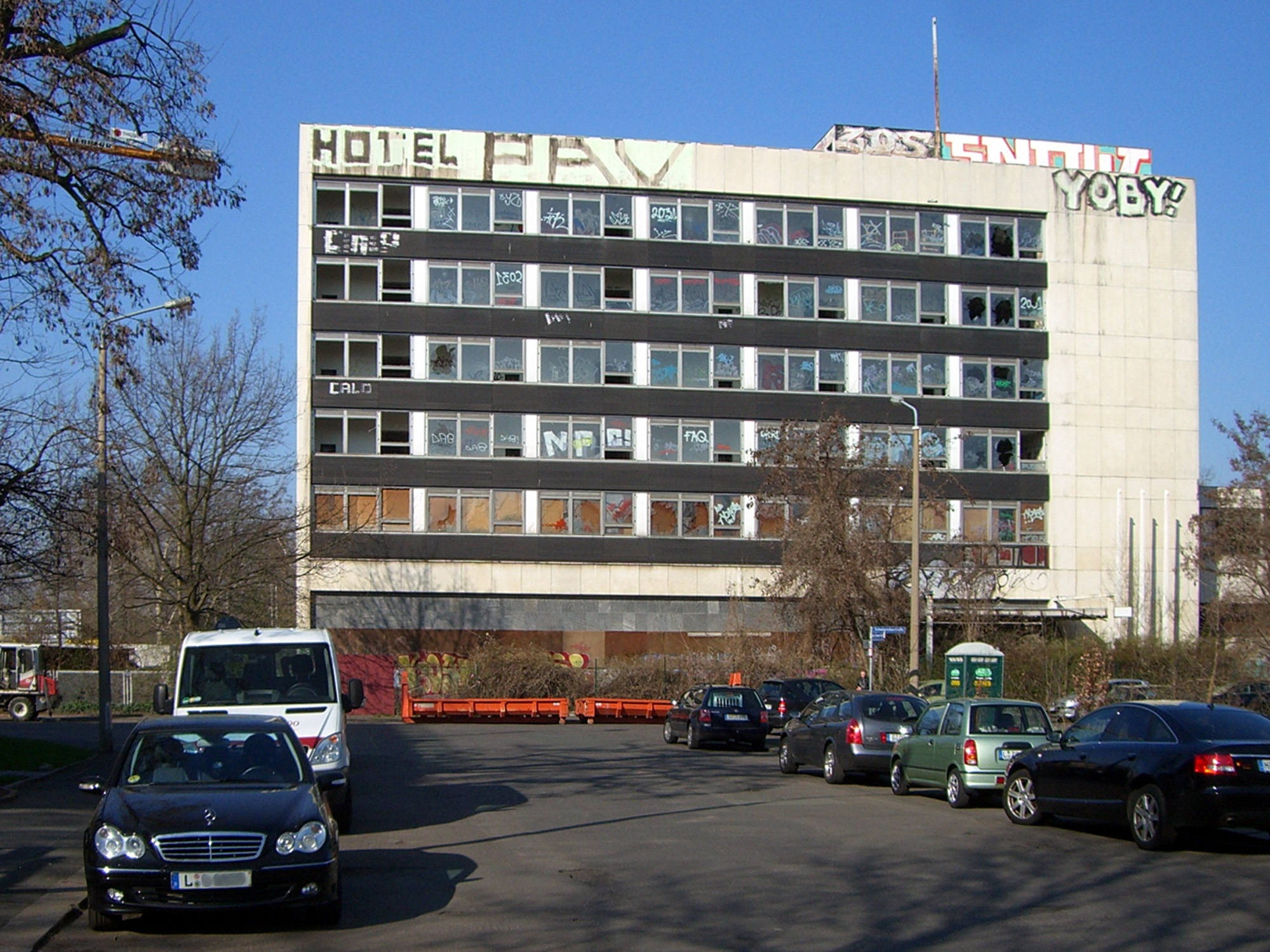
Gästehaus des Ministerrates der DDR (1967–1969)

Das Gästehaus des Ministerrates der DDR in Leipzig wurde in den Jahren 1967 bis 1969 im Stil der Internationalen Moderne nach Entwürfen des Architektenkollektivs Fritz Gebhardt oder Frieder Gebhardt im Leipziger Musikviertel erbaut. Das Haus war einer der repräsentativsten Bauten der Stadt Leipzig. Gäste waren Erich Honecker, Erich Mielke und Franz Josef Strauß. Die Ausstattung war genauso aufwändig wie diejenige im Gästehaus der DDR-Regierung neben Schloss Schönhausen in Pankow. Das Wandrelief von Bernhard Heisig im Foyer ist bekannt. Gebhardt besorgte auch die Entwürfe für den Bau des Messehauses am Markt (1961–1963), den Umbau des Europahauses (1965) und den Bau des Wintergartenhochhauses (1970–1972).

#### Interhotel Merkur

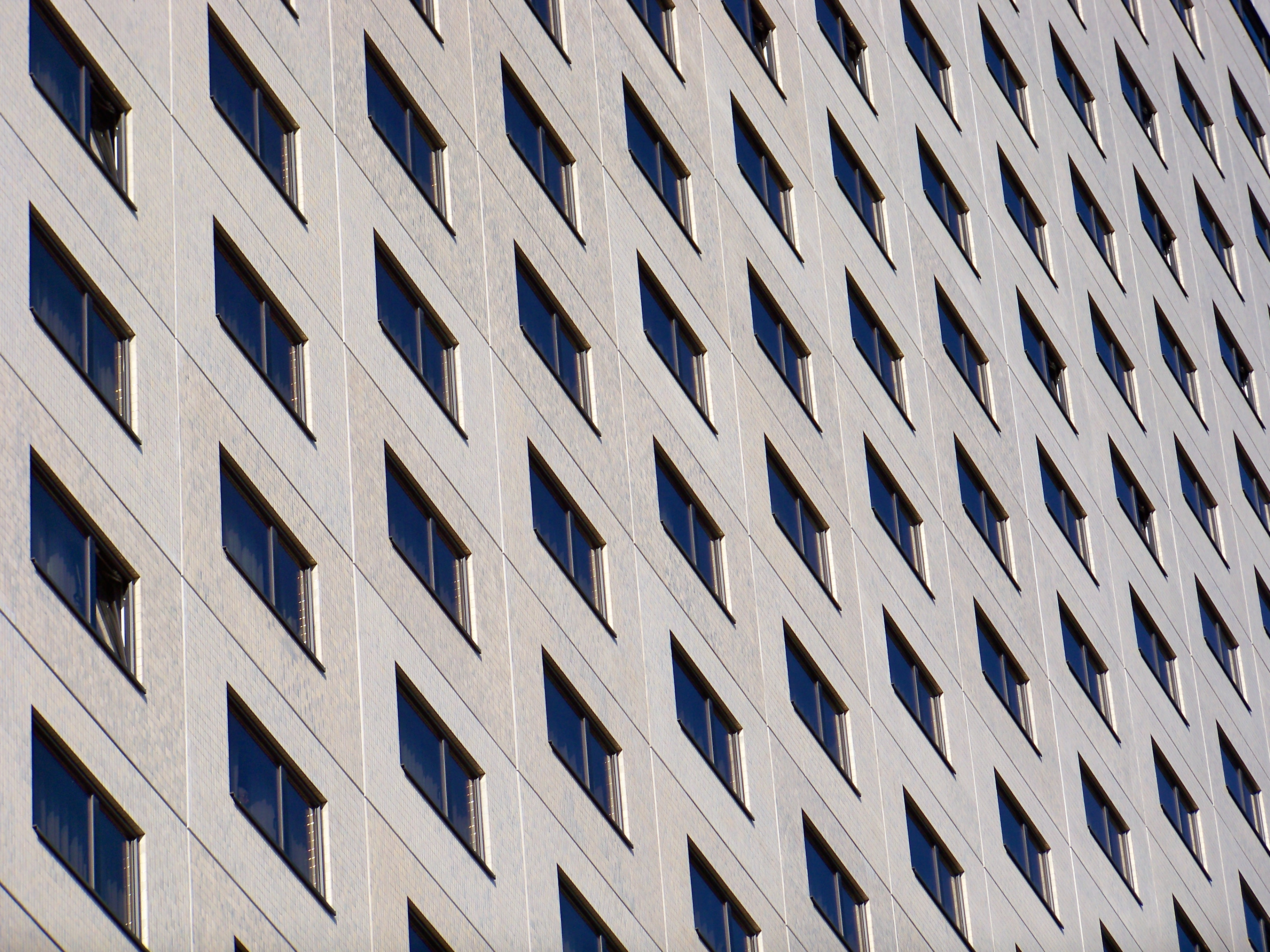
Interhotel Merkur, Fassadendetail.

Ein Beispiel für die „Internationale Moderne (Funktionalstil)“ ist das Interhotel Merkur. Seit 1973 war die DDR Mitglied der UNO und nahm mit allen Ländern internationale Beziehungen auf. Japan zählte dabei zu den ersten westlichen Industrieländern, zu denen die damalige DDR wichtige Handelsbeziehungen aufnahm. Daher errichtete der japanische Baukonzern Kajima Corporation Tokio in Berlin das IHZ und als Anschlussauftrag das Fünf-Sterne-Luxushotel Merkur. Das Hochhaus wurde von 1978 bis 1981 durch die Kajima Corporation Tokio erbaut. Das Gebäude hat 29 Geschosse. Vorgehängte Betongroßplatten gestalten die Fassade. Die Platten haben Keramikvorsatz, in hellem Ocker-Farbton an der Basiszone oder einem dunklen Ocker-Farbton. Die Form des Orthogons bestimmt den Grundriss, die Flächen an der Fassade und die Form des Baukörpers.

### Rekonstruktion, Zeitgenössische Moderne und Postmoderne

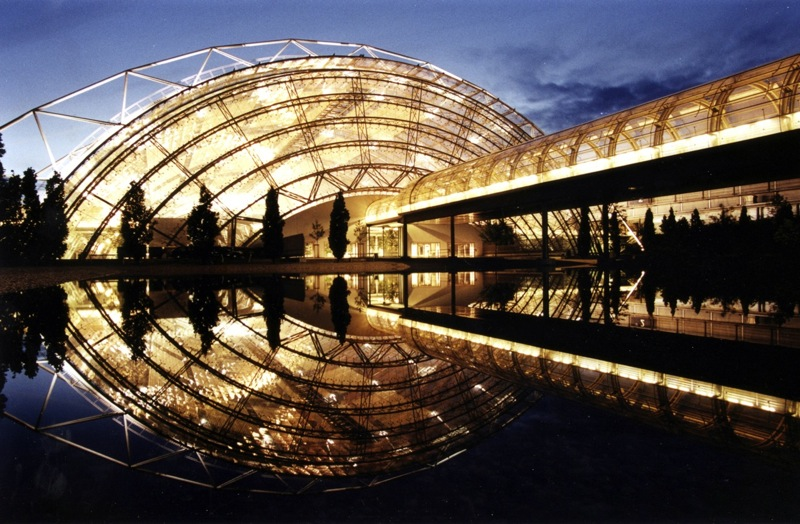
Neue Messe (2006)

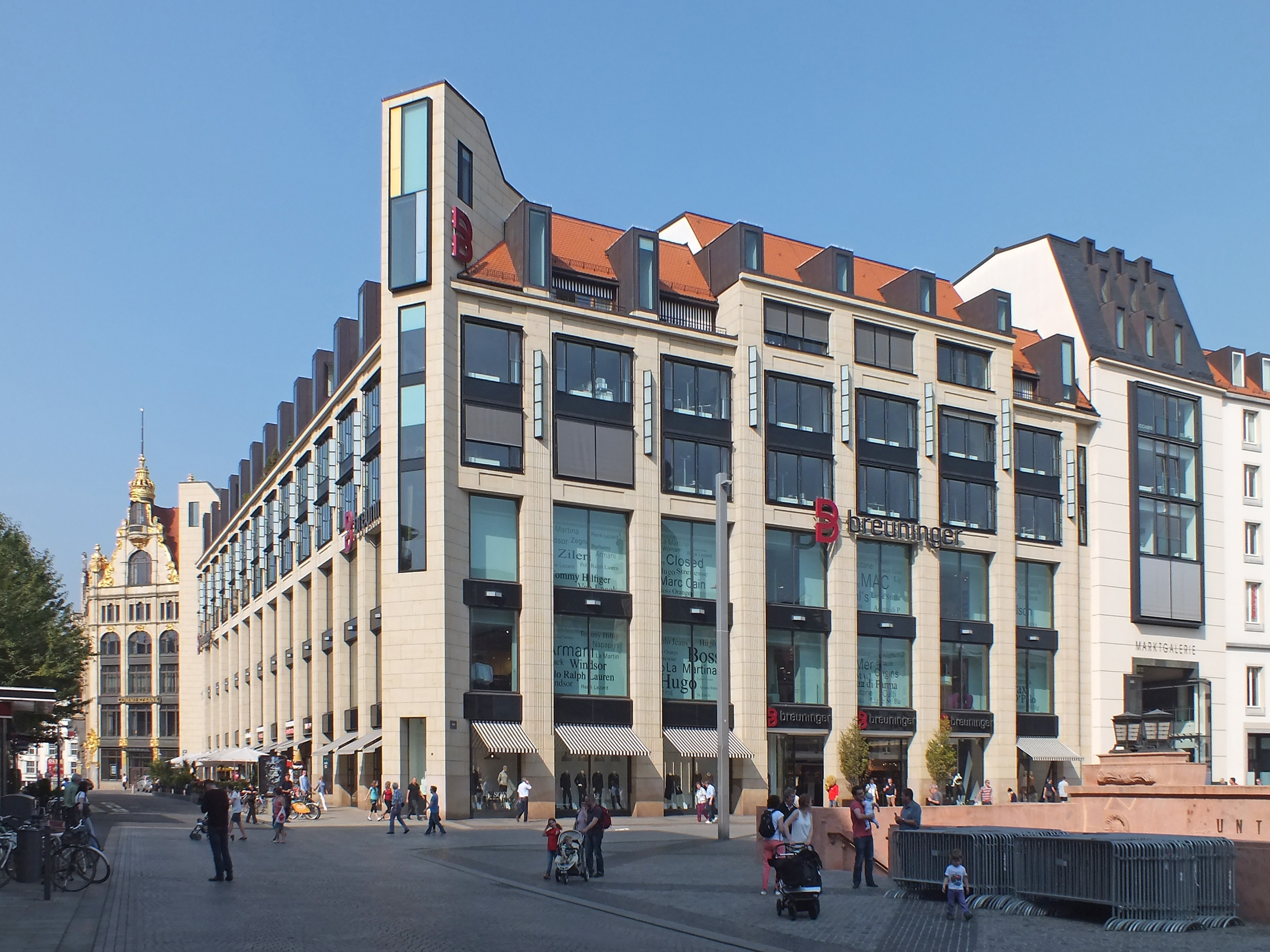
Marktgalerie (2014)

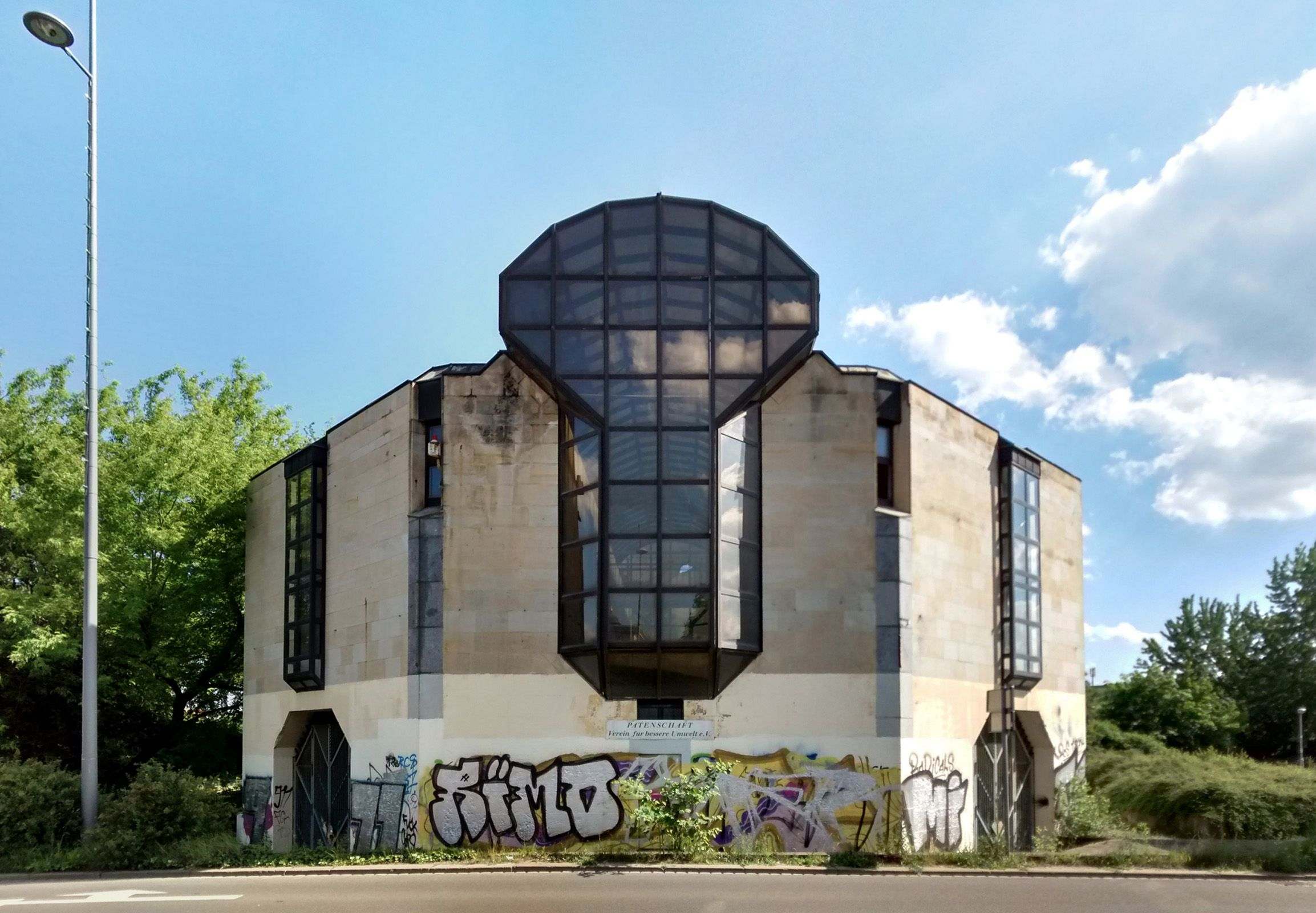
Bowlingtreff (2016)

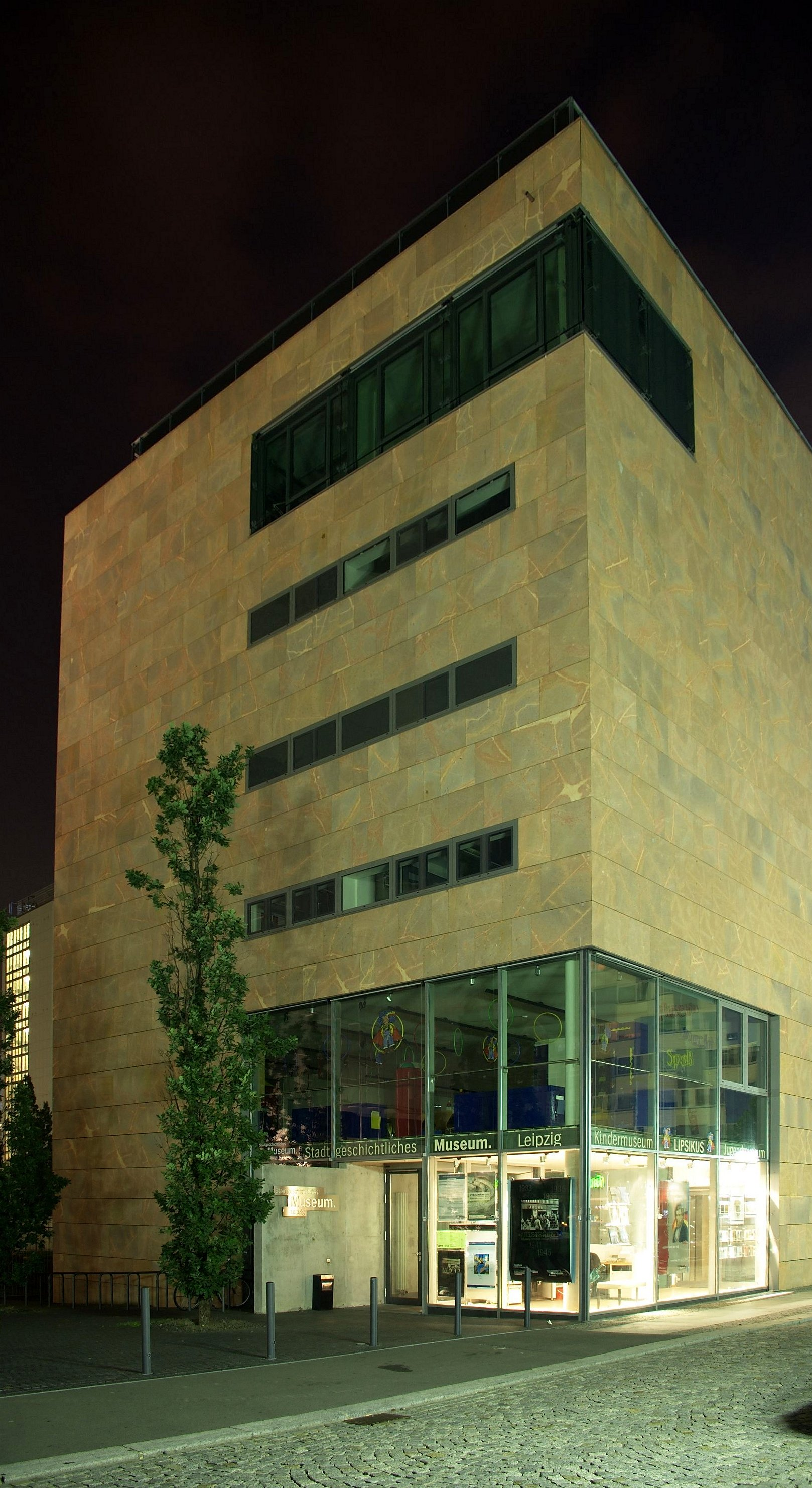
Stadtgeschichtliches Museum (2007)

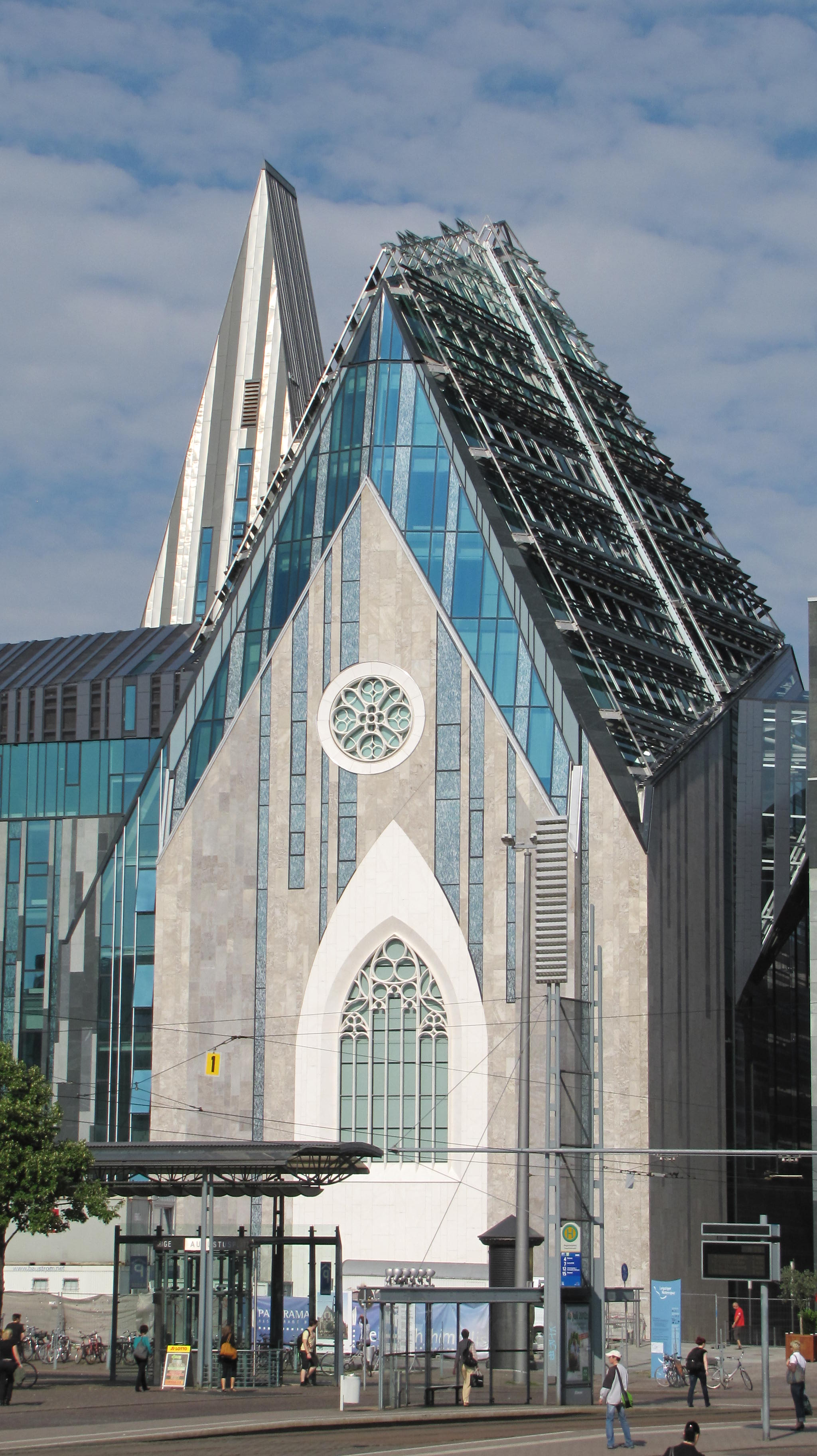
Neue Universitätskirche St. Pauli (2012)

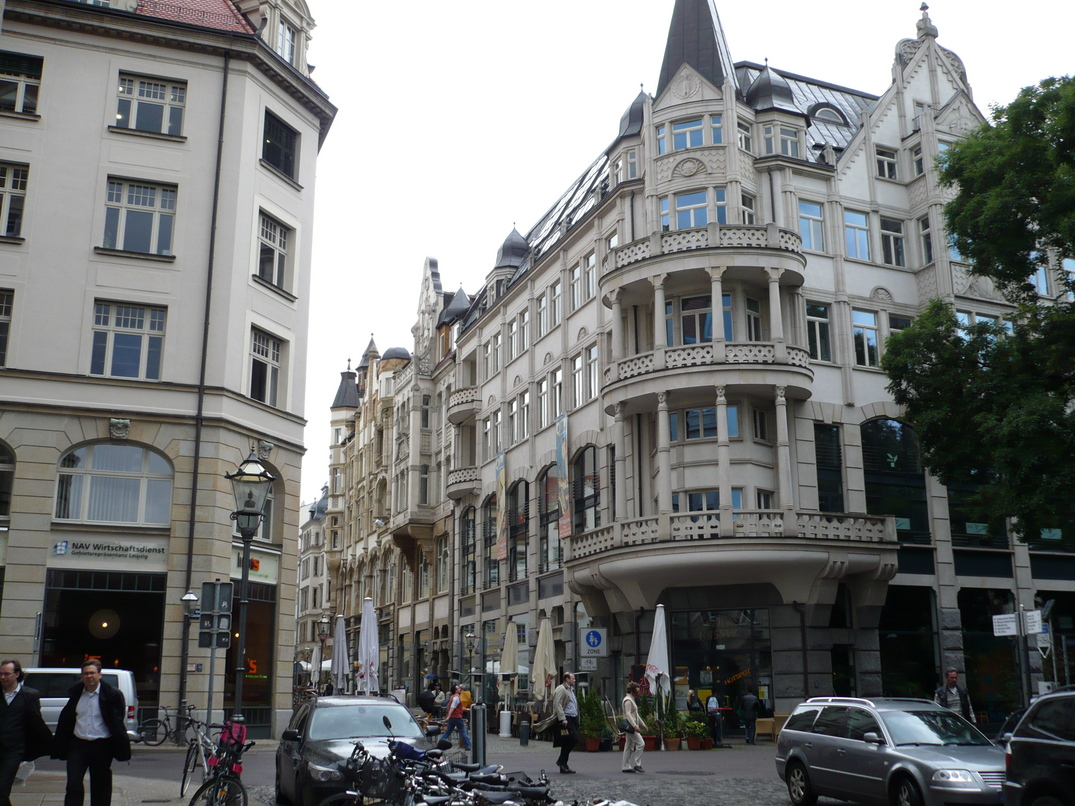
Trifugium (2007)

Die Neue Messe wurde im Stil der „zeitgenössischen Moderne“ von 1992 bis 1996 nach Entwürfen von Gerkan, Marg und Partner erbaut. Es handelt sich um eine 243 Meter lange, 80 Meter breite und 30 Meter hohe Glashalle, die sich durch eine „ungewöhnliche Lichtarchitektur“ auszeichnet. Das gläserne Tonnengewölbe besteht aus einer außenliegenden Stahlröhrenkonstruktion sowie darunter eingehängten Glasflächen. Diese Halle stellt den Haupteingang dar. Die Besucher können über gläserne Röhren die fünf quadratischen Ausstellungshallen betreten.
Das Museum der bildenden Künste an der Katharinenstraße 20 wurde von 2000 bis 2004 nach Entwürfen der Berliner Architekten Karl Hufnagel, Peter Pütz und Michael Rafaelian erbaut. Es ist ein 36 m hoher, als „Kristall gedachter Glaswürfel“. Das Gebäude hat eine doppelwandige, gläserne Vorhangfassade. Zwischen den beiden Glasfronten bildet sich ein Kamineffekt. Dadurch wird eine Aufheizung im Sommer und Wärmeverlust im Winter vermieden. Im Inneren befindet sich ein 20-m²-Mosaik von Stephan Huber.
Der Petersbogen an der Petersstraße 36 wurde von 1999 bis 2001 im Stil der zeitgenössischen Moderne nach Entwürfen von Gerd Heise für HPP Hentrich-Petschnigg & Partner erbaut. An dieser Stelle befand sich ab dem 16. Jahrhundert das Collegium iuridicum der Universität, wo Johann Wolfgang Goethe studierte. Heute ist im Petersbogen wieder die Juristische Fakultät mit ihrer Seminarbibliothek beheimatet.
Das Verlagsgebäude der Leipziger Volkszeitung befand sich im heutigen Richard-Lipinski-Haus in der Tauchaer Straße (heute Rosa-Luxemburg-Straße) 19 bis 21, das nach Entwürfen von Oscar Schade erbaut wurde. In den 1950er Jahren zog der Verlag in ein anderes Gebäude am Peterssteinweg 19 um. Von 1997 bis 1999 wurde das Gebäude nach Entwürfen der Architekten Heiken und Partner modernisiert.
Als erstes Bauwerk der Postmoderne in Leipzig gilt der 1987 errichtete Bowlingtreff am Wilhelm-Leuschner-Platz, der von Winfried Sziegoleit entworfen wurde und als ein Beispiel der DDR-Postmoderne anzusehen ist. Die Strohsack-Passage an der Nikolaistraße 6 bis 10 und Ritterstraße 7 wurde von 1995 bis 1997 nach Entwürfen von Bernd Appel, Anuscha Behzade und Heike Bohne im Stil der Postmoderne erbaut. Die aus der Barockzeit stammenden Fassadenreste bis zum 2. Obergeschoss wurden erhalten.
Das Bauwens-Haus am Burgplatz 2 wurde nach Entwürfen von Gerd Heise für HPP Hentrich-Petschnigg & Partner von 1991 bis 1994 erbaut. Die Kolossalpfeiler mit Granitverkleidung fassen das Erdgeschoss und das 1. Obergeschoss als zweigeschossigen Sockel zusammen und imitieren daher die Kolossalpfeiler der Antike. Wie ein Risalit schiebt sich der Mittelteil der Fassade vor.
Das Gebäude der MDR-Sendezentrale wurde von 1991 bis 1994 nach Entwürfen von Gerd Heise für HPP Hentrich-Petschnigg & Partner erbaut. Über einem viergeschossigen Sockelbau aus Sandstein erhebt sich ein 13-geschossiges Hochhaus aus Glas mit konkav gewölbter Südseite.
Der Anbau für das Gebäude der Deutschen Nationalbibliothek wurde nach Entwürfen der Stuttgarter Architektin Gabriele Glöckler in Form eines Buchrückens gestaltet. Am 9. Mai 2011 wurde das Gebäude eingeweiht.
Die Architektur des Leipziger Porsche-Kundenzentrums orientiert sich an der Form eines Diamanten. Das Gebäude besteht aus einem Betonsockel und einen darauf ruhenden 32 m hohen Turm, der wie ein Kreisel geformt und mit Metall verkleidet ist.
Das Verwaltungsgebäude Verbundnetz Gas AG (VNG) an der Braunstraße 7 in Leipzig-Schönefeld wurde nach Entwürfen von Eike Becker, Georg Gewers, Swantje Kühn und Oliver Kühn von 1995 bis 1997 erbaut. Die Fassade besteht aus einem 120 m langen Glasriegel, der parallel zur Straße verläuft. An der Nordseite befindet sich ein gläserner kubischer Turm.
Das KPMG-Verwaltungsgebäude an der Münzgasse 2 in Leipzig-Südvorstadt wurde nach Entwürfen von Till Schneider und Michael Schumacher von 1996 bis 1997 erbaut. Das sechsgeschossige Gebäude wird wegen seiner eigenwilligen baulichen Form auch als „Bügeleisenhaus“ bezeichnet. 1999 wurde das Bauwerk mit dem Architekturpreis der Stadt Leipzig zur Förderung der Baukultur ausgezeichnet.
Die Stadthäuser an der Nonnenstraße 17–21 mit Übergang zur Holbeinstraße in Plagwitz (Weiße Elster) wurden von 1998 bis 2000 nach Entwürfen der Architekturbüros Fuchshuber & Partner gebaut. Es entstanden Wohnungen, Bürolofts und Dienstleistungseinheiten. In unmittelbarer Nähe befinden sich die historistischen Gebäude der ehemaligen sächsischen Wollgarnfabrik Buntgarnwerke, erbaut 1887 bis 1895 nach Entwürfen des Architekten Ottomar Jummel und Händel&Franke.
Die Bio City wurde nach Entwürfen von Ingrid Spengler und Fredo Wiescholek von 2001 bis 2003 am Rande der Alten Messe erbaut. Das Gebäude zeigt eine „norddeutsch anmutende Klinkerfassade“. Der Begriff „Bio-City“ beschreibt die moderne Forschungseinrichtung Biotechnologisch-Biomedizinisches Zentrum BBZ der Universität Leipzig.
Das Zentralgebäude im BMW-Werk Leipzig wurde 2004 nach Entwürfen der Londoner Architektin Zaha Hadid mit dekonstruktionistischer Formengebung erbaut. Das Bauwerk wurde 2005 mit dem Architekturpreis der Stadt Leipzig und dem Deutschen Architekturpreis ausgezeichnet.
Das 1999 fertiggestellte Sport- und Freizeitbad Grünauer Welle in Grünau-Mitte verzichtet im Äußeren auf rechte Winkel und setzt sich damit von den Plattenbauten im Umfeld ab. Für die dekonstruktionistische Architektur zeichnet das Architekturbüro Behnisch & Partner verantwortlich.
Die Neue Universitätskirche St. Paul wurde nach einem Entwurf von Erick van Egeraat, Martin Behet, Roland Bondzio und Yu-Han Michael Lin erbaut. Die historisierend gotisierende Rosette und das Maßwerkfenster sollen an die historische Universitätskirche St. Pauli erinnern.
An das Bismarckhaus und Stieglitzens Hof soll die von 2001 bis 2005 erbaute Marktgalerie am Markt 11–15 erinnern. Anstelle der kriegszerstörten Prachtbauten aus dem Neobarock wurde in den 1960er Jahren das moderne Messeamt am Markt erbaut. Das Messeamt wurde 2001 abgerissen und es entstand von 2001 bis 2005 die Marktgalerie nach einem Entwurf von Norbert Hippler (Rhode/Kellermann/Wawrowsky) mit einer Fassade von Christoph Mäckler. Der Gebäudekomplex soll mit seiner Dachlandschaft an die historischen Gebäudesilhouetten erinnern.
Als historisierender Bau entstand von 1993 bis 1996 nach einem Entwurf von Alexander von Branca der Thüringer Hof.
Das „Haus des Buches“ am Gerichtsweg 28 wurde von Gerd Heise für HPP von 1993 bis 1996 erbaut. Der Gebäudekomplex besteht aus einer Mischung von Alt- und Neubauten:

„Es entstand ein Gebäudeensemble, das aus drei deutlich voneinander abgesetzten Baukörpern besteht und zudem mit dem einzigen erhaltenen Flügel des Vorgängerbaus verbunden ist. Mit seiner Gestalt nimmt das Gebäude Bezug auf die einst im ehemaligen Graphischen Viertel in großer Zahl ansässigen Druckereien, Buchbindereien, Buchhauslieferungen und Verlage, die eine typische Architektur ausgeprägt hatten.“

Der Gebäudekomplex „Trifugium“ am Barfußgäßchen 11/13/15 wurde nach Entwürfen von Arthur Hänsch von 1904 bis 1906 erbaut, aber im Zweiten Weltkrieg teilweise zerstört. In den 1990er Jahren erfolgte eine Rekonstruktion mit teilweisem Neubau: „Der Eckbau Nr. 15 war nach der Bombardierung im Zweiten Weltkrieg bis auf das Sockelgeschoss heruntergebrannt und anschließend nicht restauriert worden. Beim Wiederaufbau 1995 bis 1996 wurde das Haus nach alten Plänen so aufgeführt, dass kein Unterschied zu den Altbauten zu erkennen ist“.
Die Fassade des Stadtgeschichtlichen Museums Leipzig (Haus Böttchergäßchen; 2004) besteht aus Naturstein und wird nach oben hin durch ein gläsernes Staffelgeschoss geöffnet (Entwurf: Ulrich Coersmeier, Architekturbüro Ilg Friebe Nauber, Köln und Leipzig).

Zeitgenössische Moderne und Postmoderne
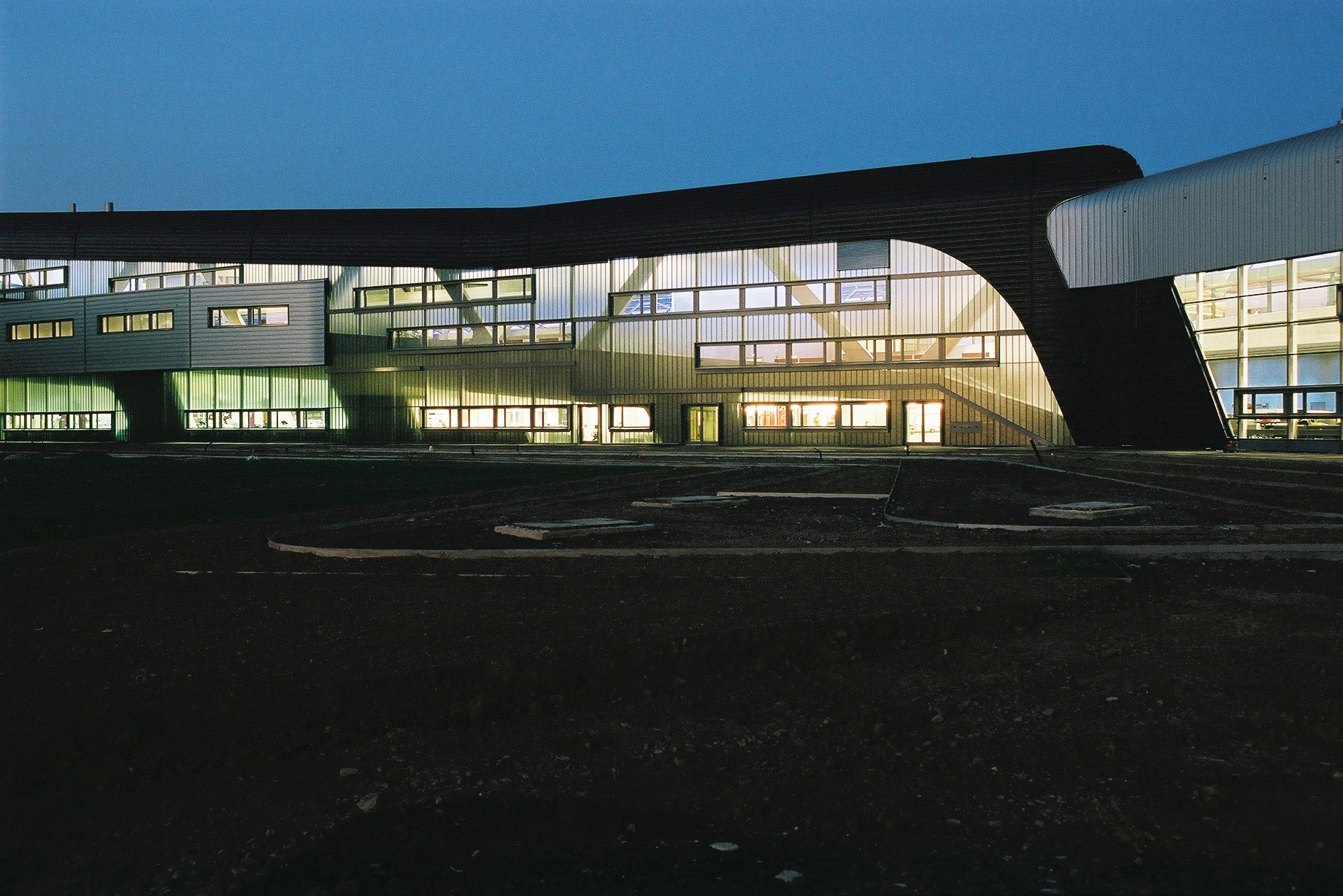
BMW-Werk Leipzig
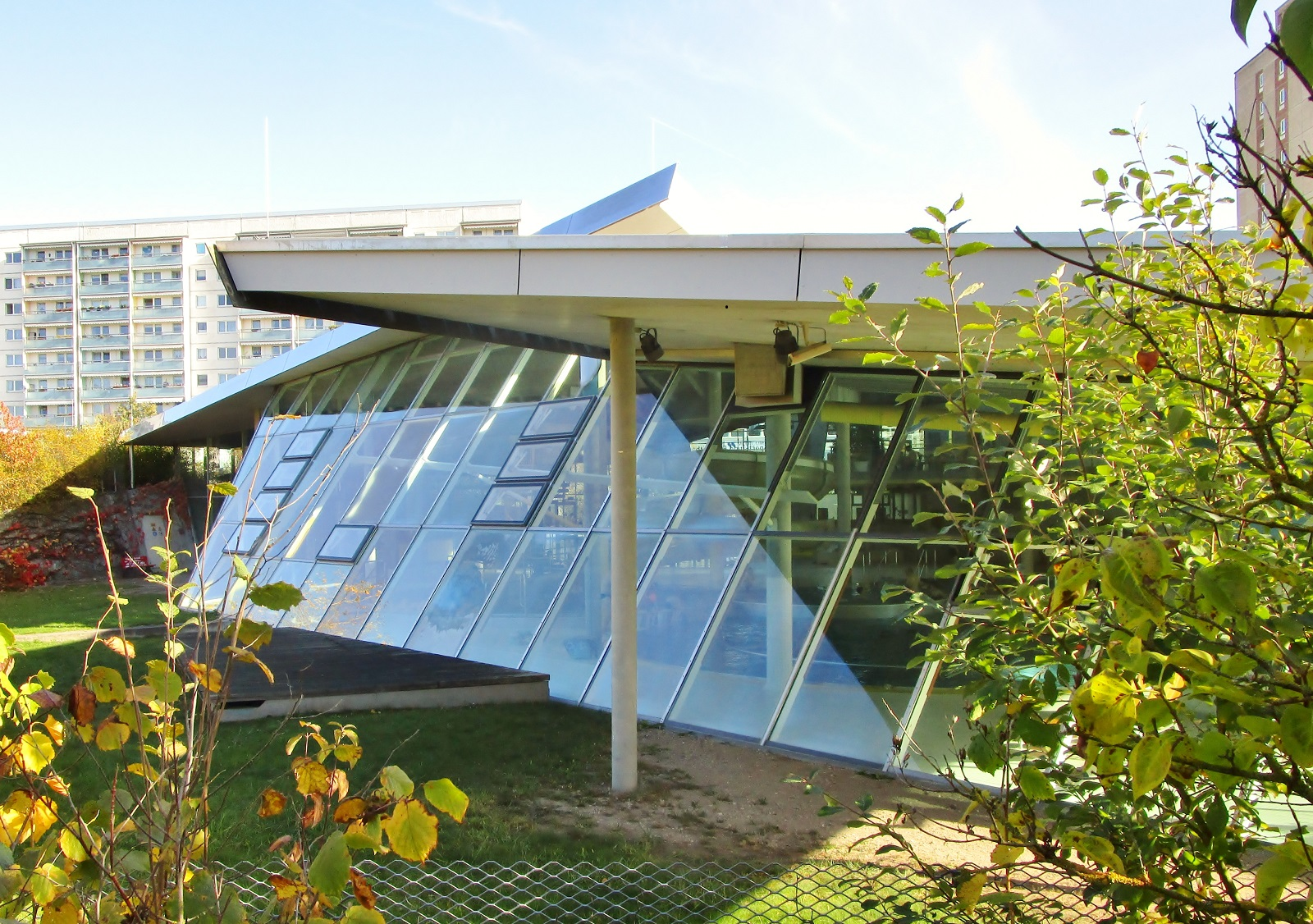
Rückseite des Sport- und Freizeitbades „Grünauer Welle“
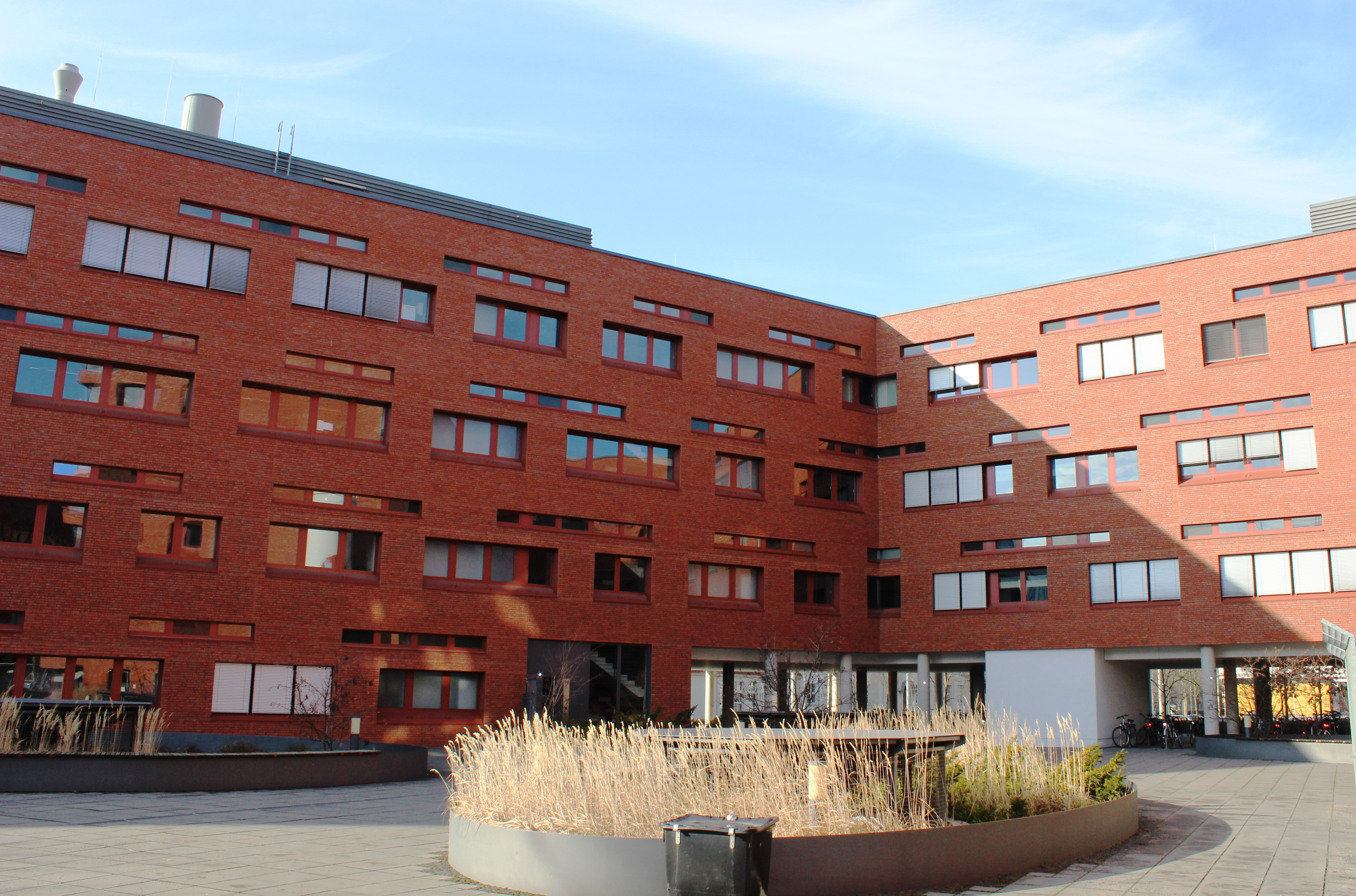
Bio City Leipzig
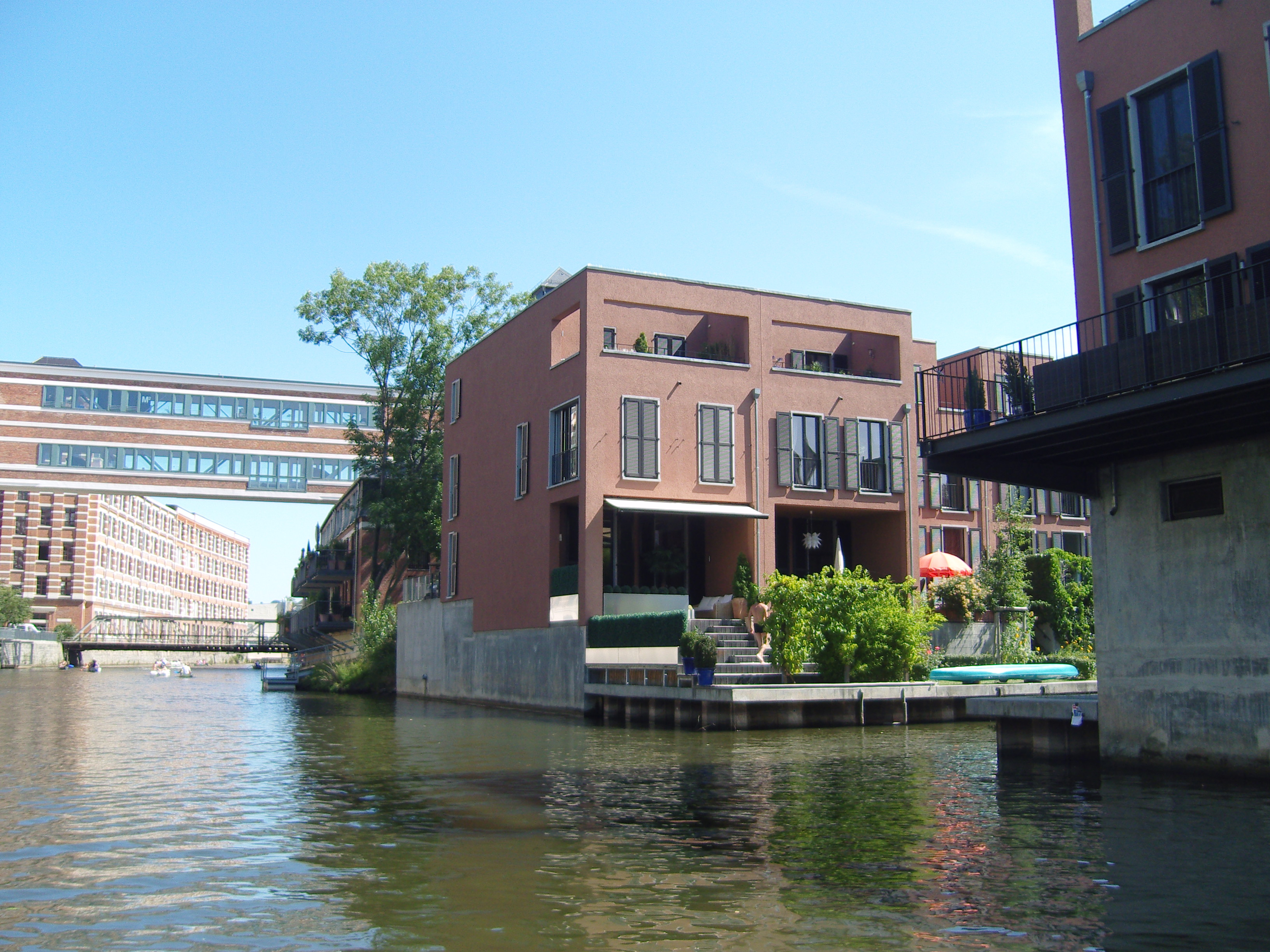
Weiße Elster, Stadthäuser
KPMG-Verwaltungsgebäude
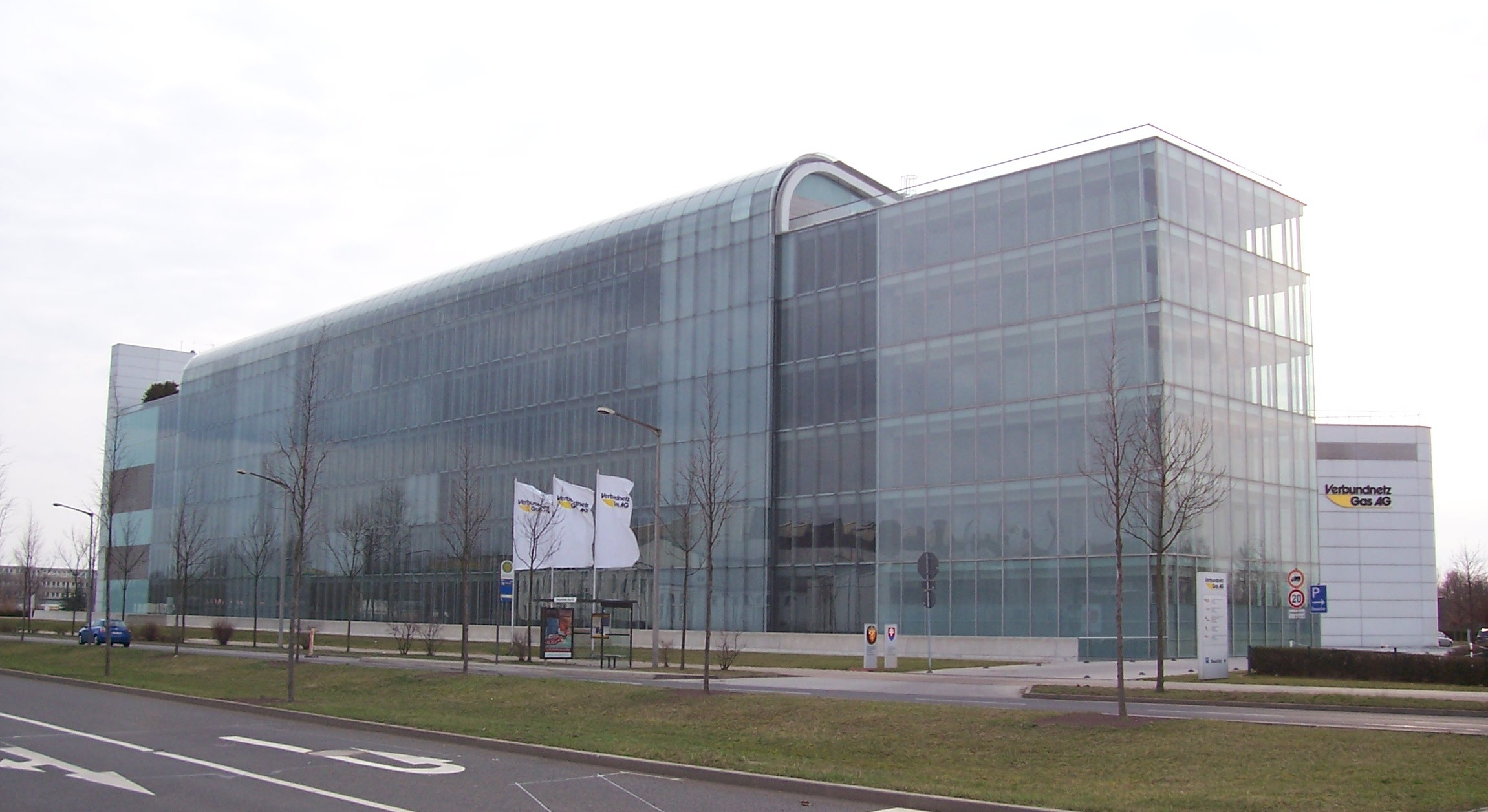
Verwaltungsgebäude Verbundnetz Gas AG (VNG)
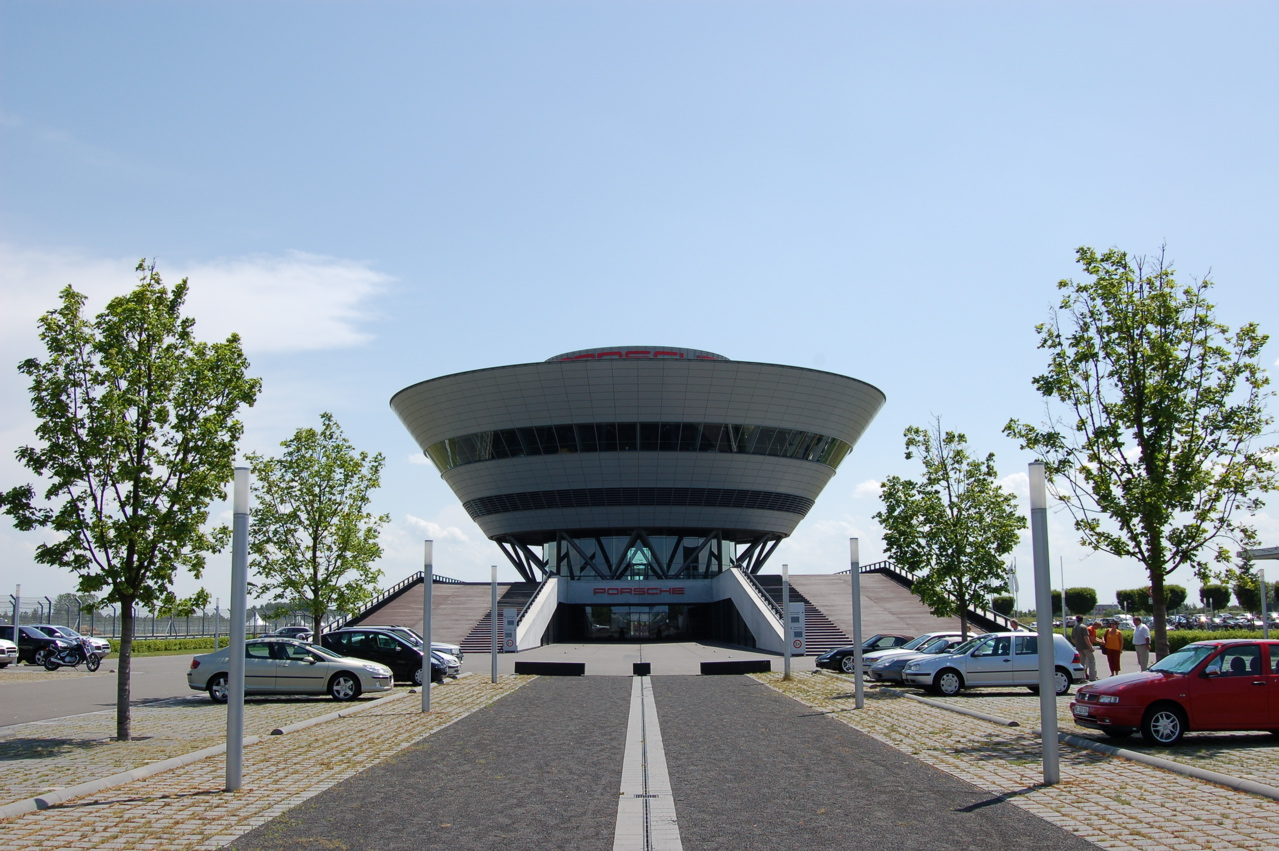
Leipziger Porsche-Kundenzentrum
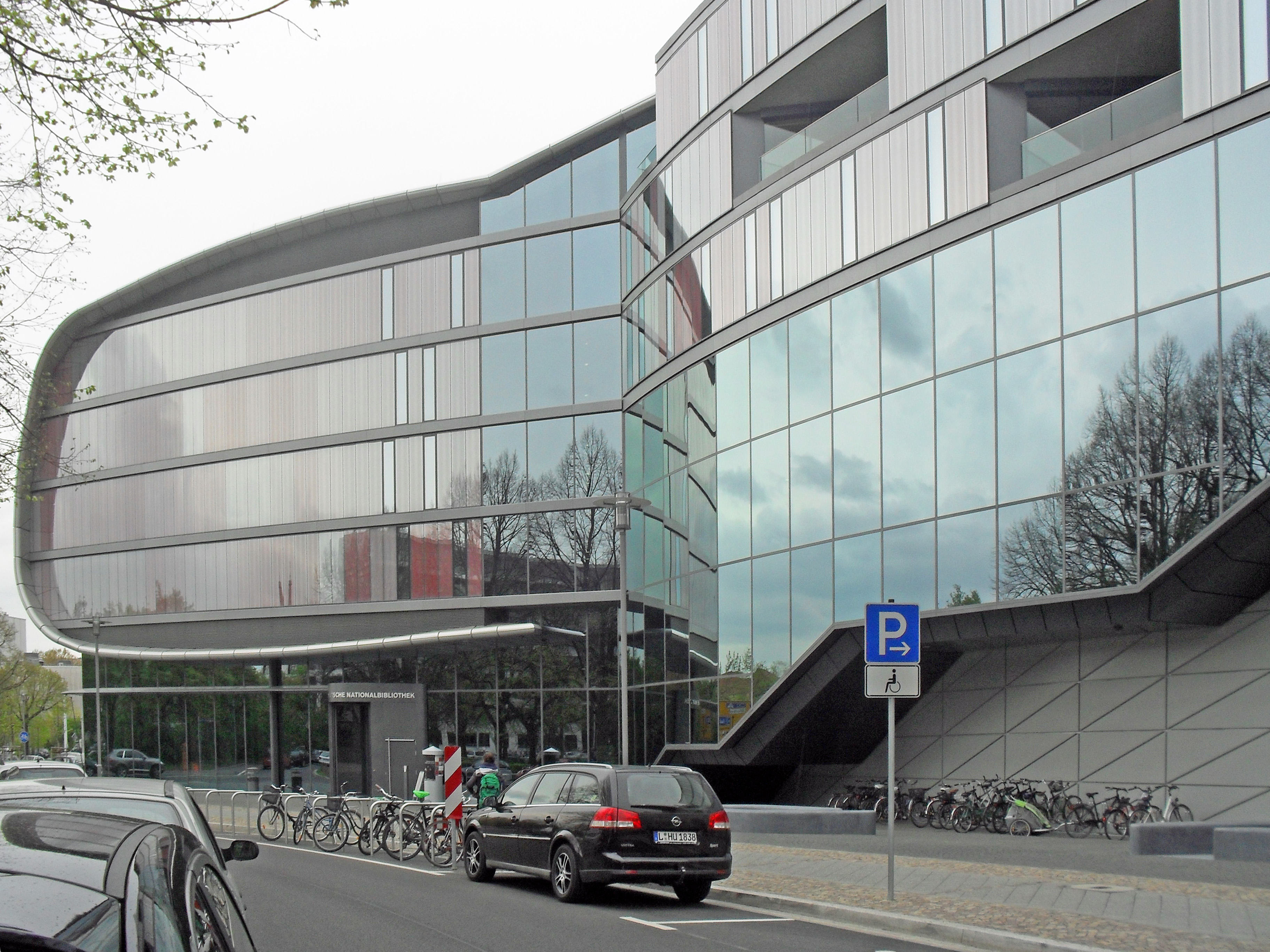
Gebäude der Deutschen Nationalbibliothek, Anbau
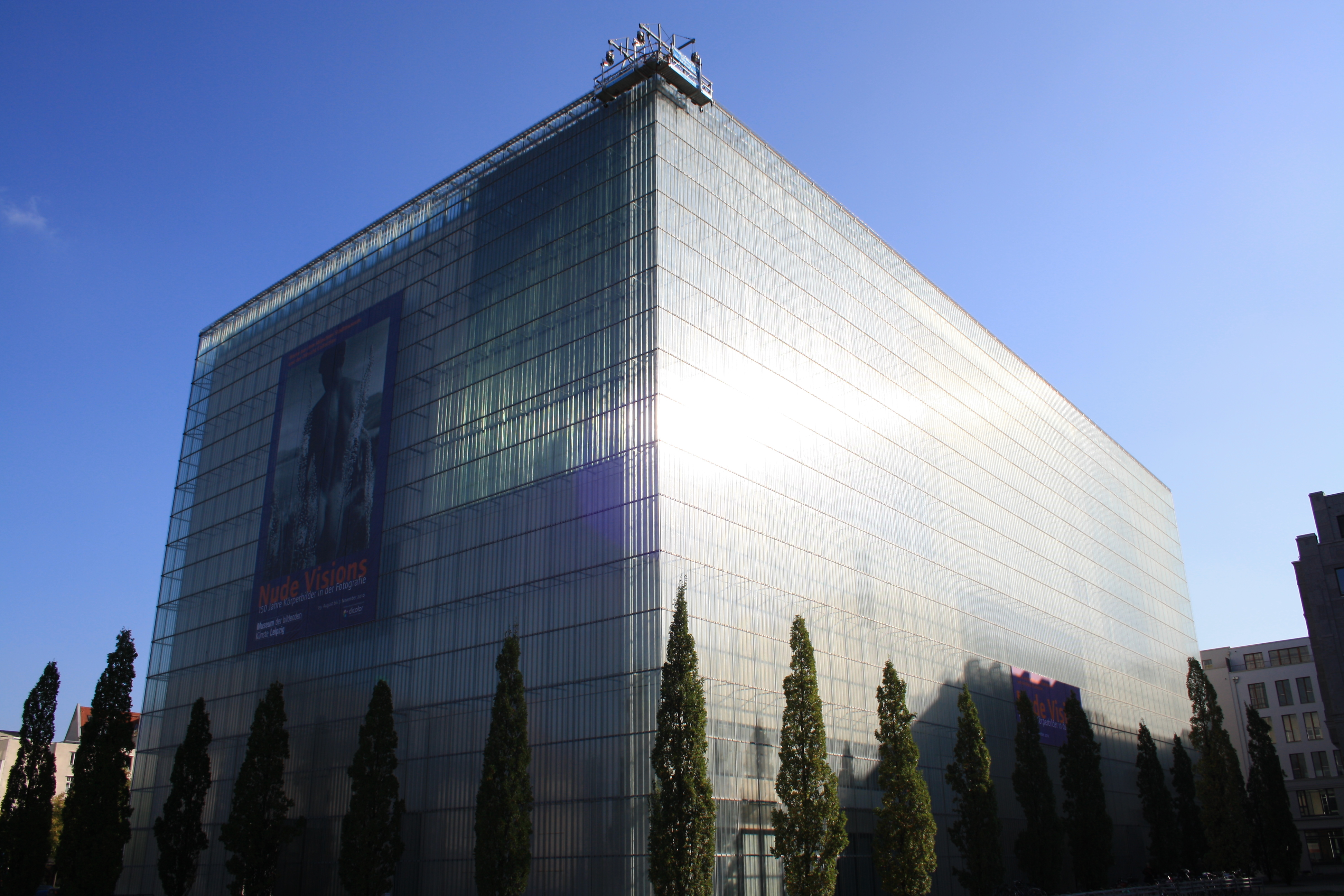
Museum der bildenden Künste
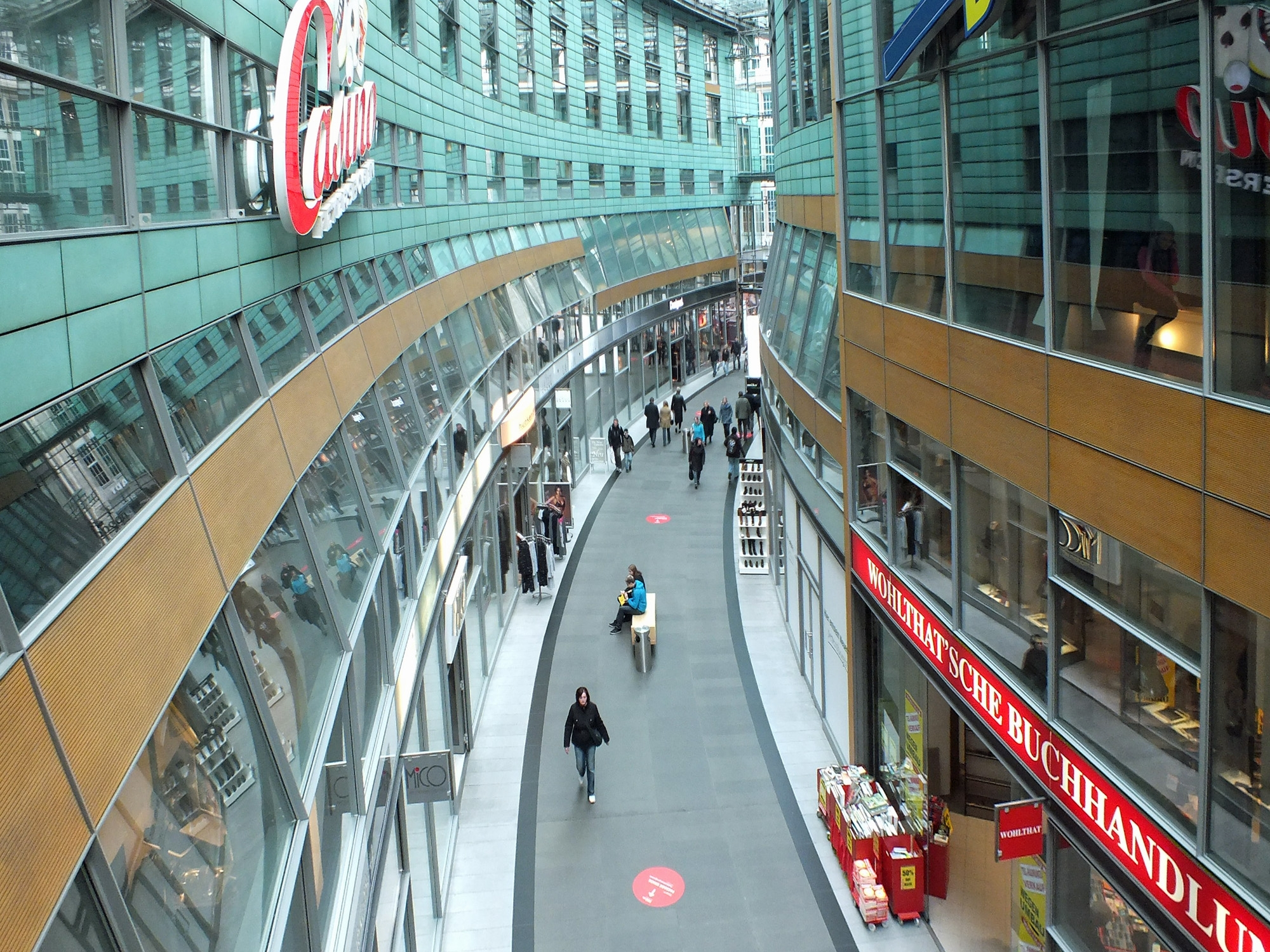
Petersbogen
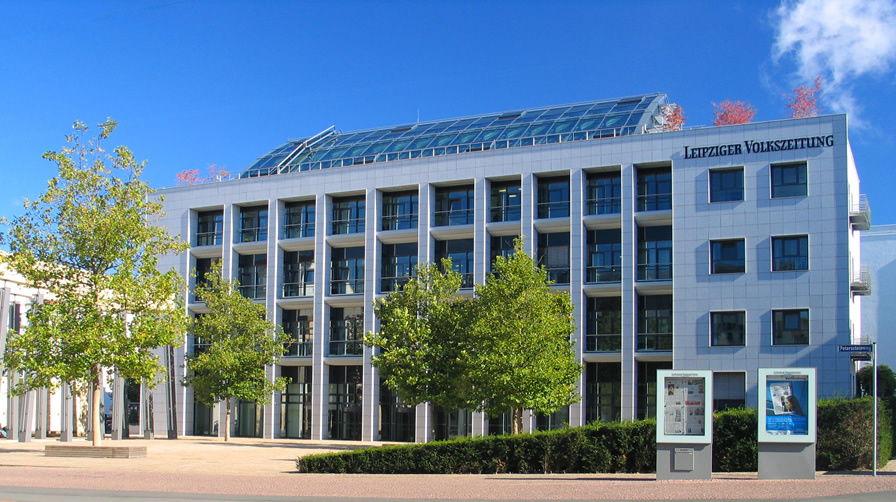
Verlagsgebäude der Leipziger Volkszeitung
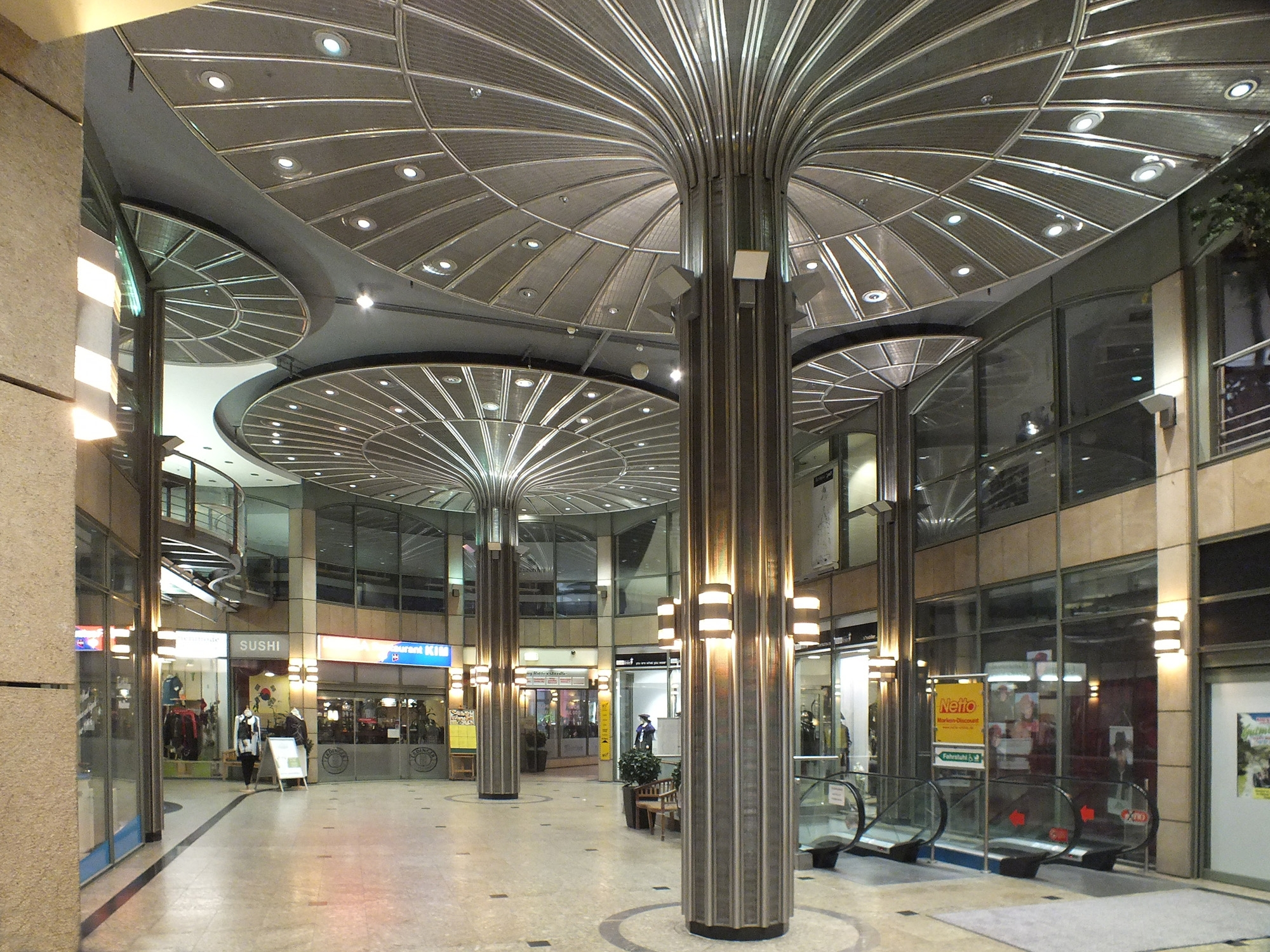
Strohsack-Passage
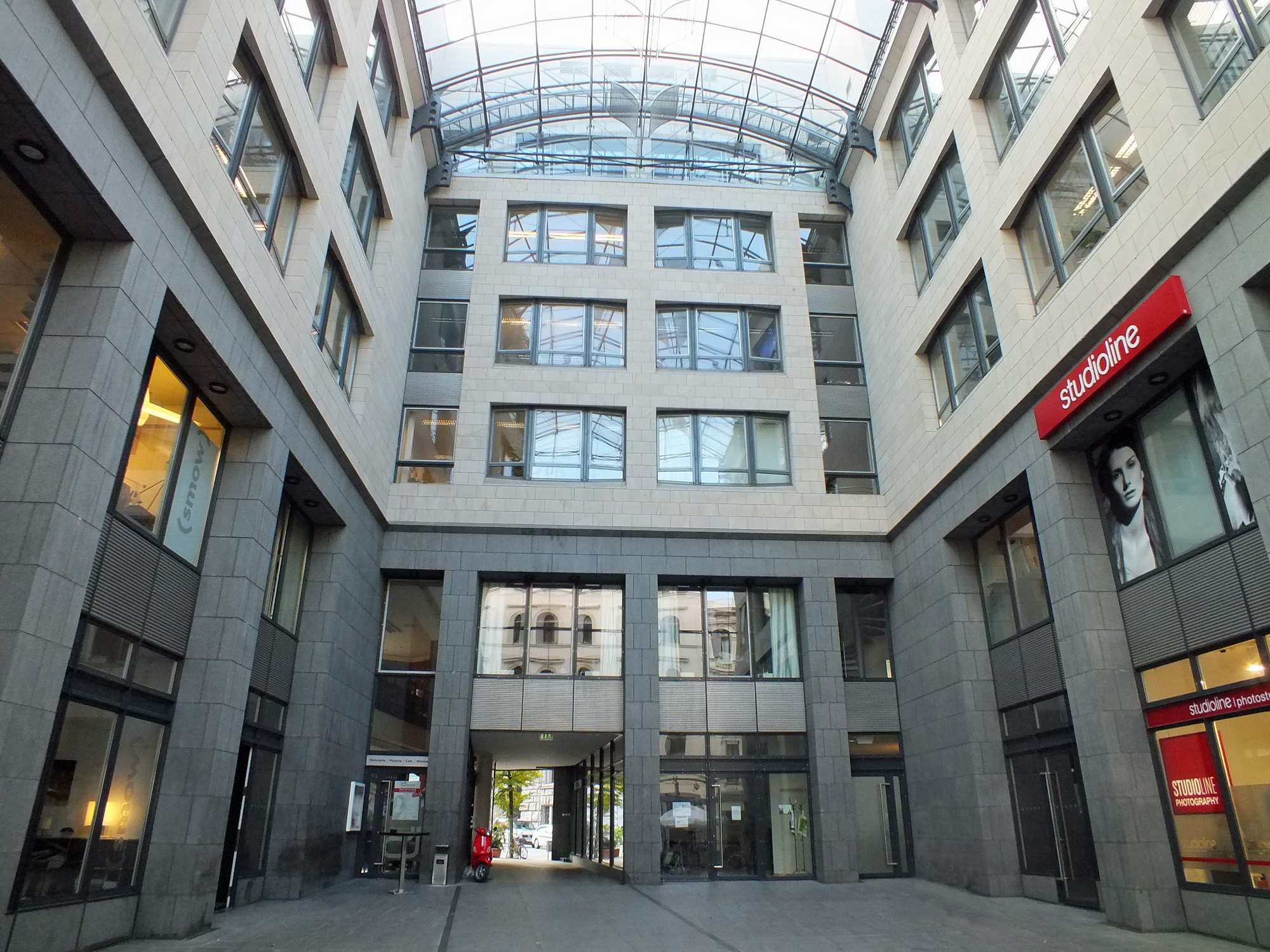
Bauwens-Haus
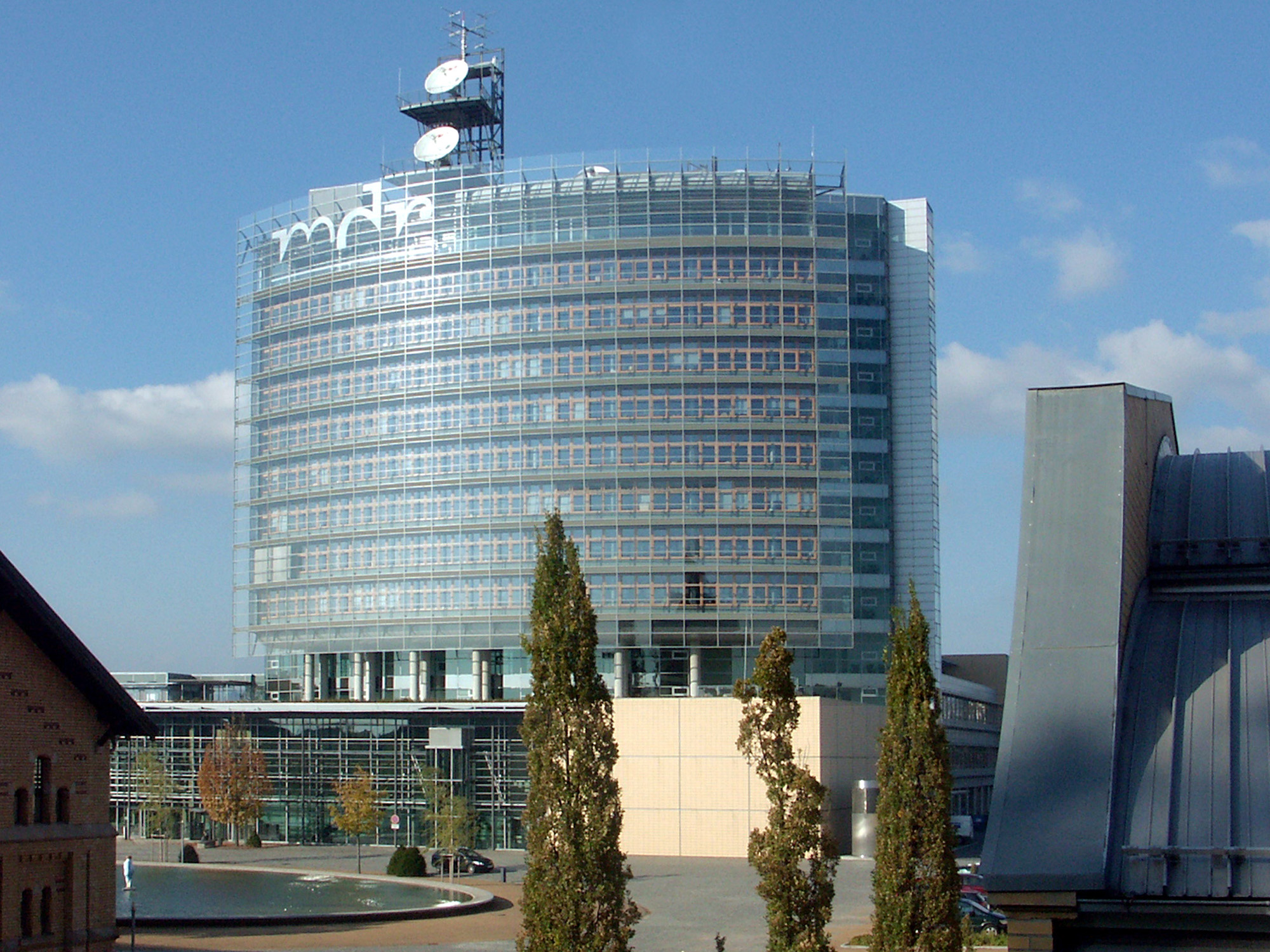
MDR
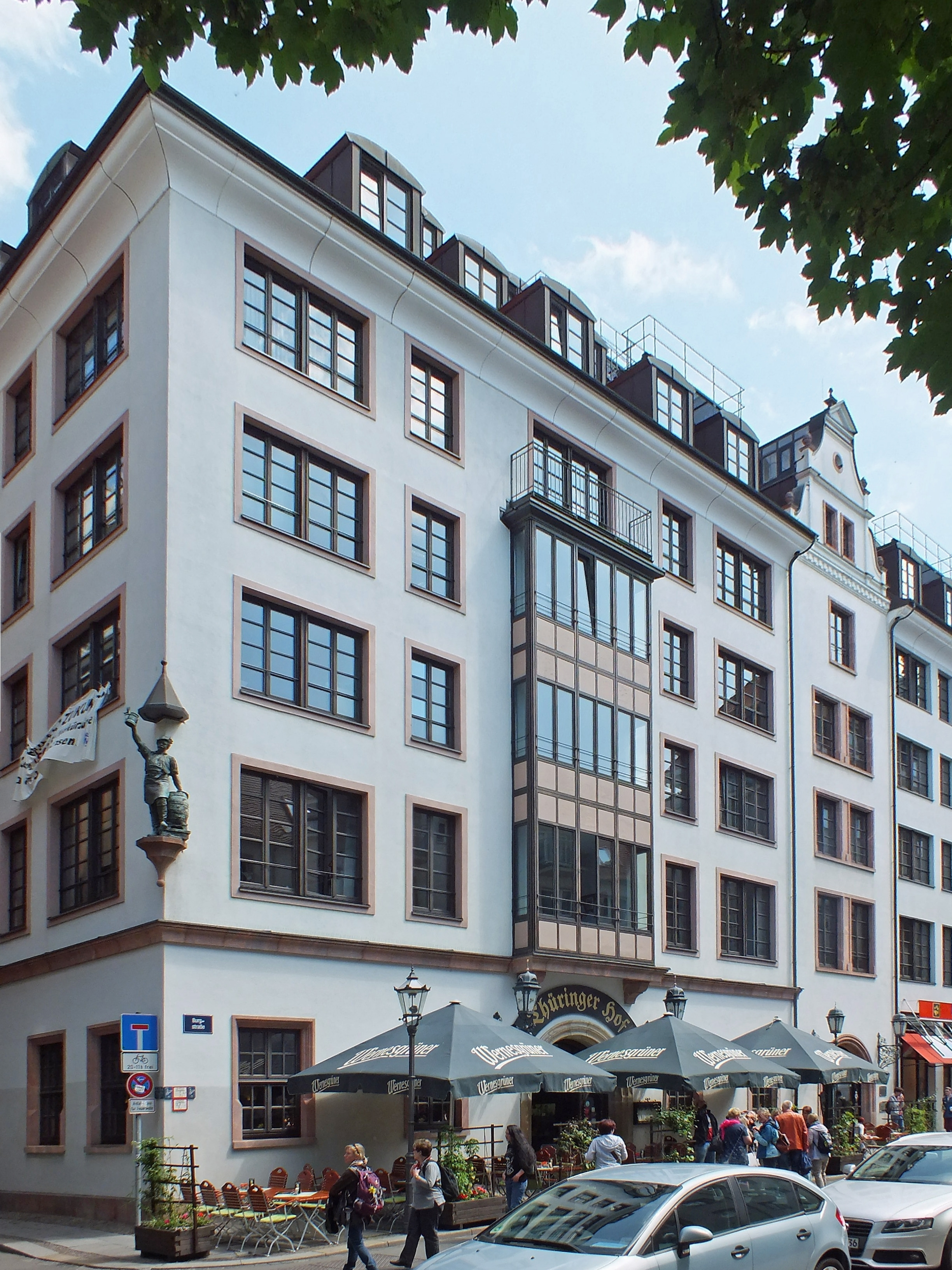
Thüringer Hof